# Liste strahlgetriebener Kampfflugzeuge
Die folgende Liste gibt eine Überblick über die wichtigsten Kampfflugzeugtypen mit Strahlantrieb.
Die Liste ist nach den Generationen (der Entwicklung) der Jäger und Jagdbomber gegliedert, Erdkampf- und Bombenflugzeuge sind den entsprechenden Zeitabschnitten zugeordnet. Da die verschiedenen Nationen die unterschiedlichen Technologieniveaus nicht alle gleichzeitig erreicht haben, sind die in Klammern angegebenen Zeiträume lediglich als Richtwert zur Einordnung der Generationen zu verstehen. Sie geben an, in welchem Zeitabschnitt die überwiegende Zahl der Flugzeugtypen der jeweiligen Generation entstanden ist.
Für jeden Zeitabschnitt und Verwendungszweck sind die Flugzeugtypen nach Entwicklungsnationen und für jede Nation in der Reihenfolge des Datums des Erstflugs geordnet. Zur besseren Orientierung ist für die einzelnen Flugzeugtypen das Jahr des Erstflugs in Klammern angegeben.
Kursive Einträge stehen für Flugzeugmuster, die nicht über das Prototypenstadium hinaus gelangten oder sich noch im Stadium der Entwicklung befinden. Aus der ersten Gruppe sind aber nur Typen gelistet, die (insbesondere im deutschen Sprachgebiet) von besonderem technikgeschichtlichen Interesse sind. Unrealisierte Projekte oder Studien sind in der Liste nicht enthalten.

## Erste Generation (ca. 1941–1953)

### Jäger und Jagdbomber
Argentinien
- FMA I.Ae. 27 Pulqui I (1947) – unter Leitung von Émile Dewoitine gebaut
- FMA I.Ae. 33 Pulqui II (1950) – unter Leitung von Kurt Tank gebaut

 Volksrepublik China
- Shenyang J-5 «Fresco» (1956) – Lizenzbau der MiG-17

 Deutsches Reich
- Heinkel He 280 (1941)
- Messerschmitt Me 163 (1941) – Raketengetriebener Abfangjäger
- Messerschmitt Me 262 (1942) – Erstes einsatzfähiges Jagdflugzeug mit Strahltriebwerk
- Horten H IX (Ho 229) (1944) – Entwicklung bei Kriegsende 1945 abgebrochen
- Heinkel He 162 (1944)

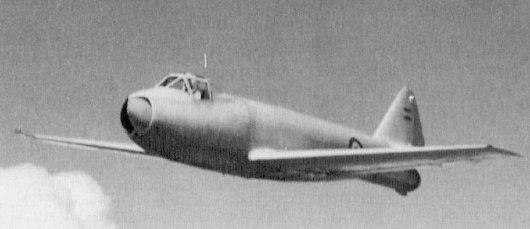
FMA I.Ae. 27 Pulqui I
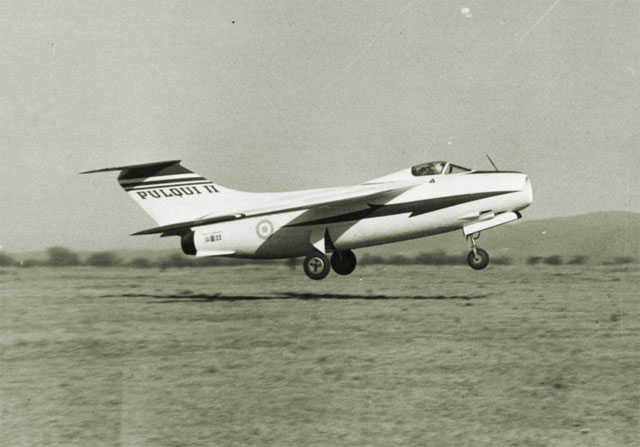
FMA I.Ae. 33 Pulqui II
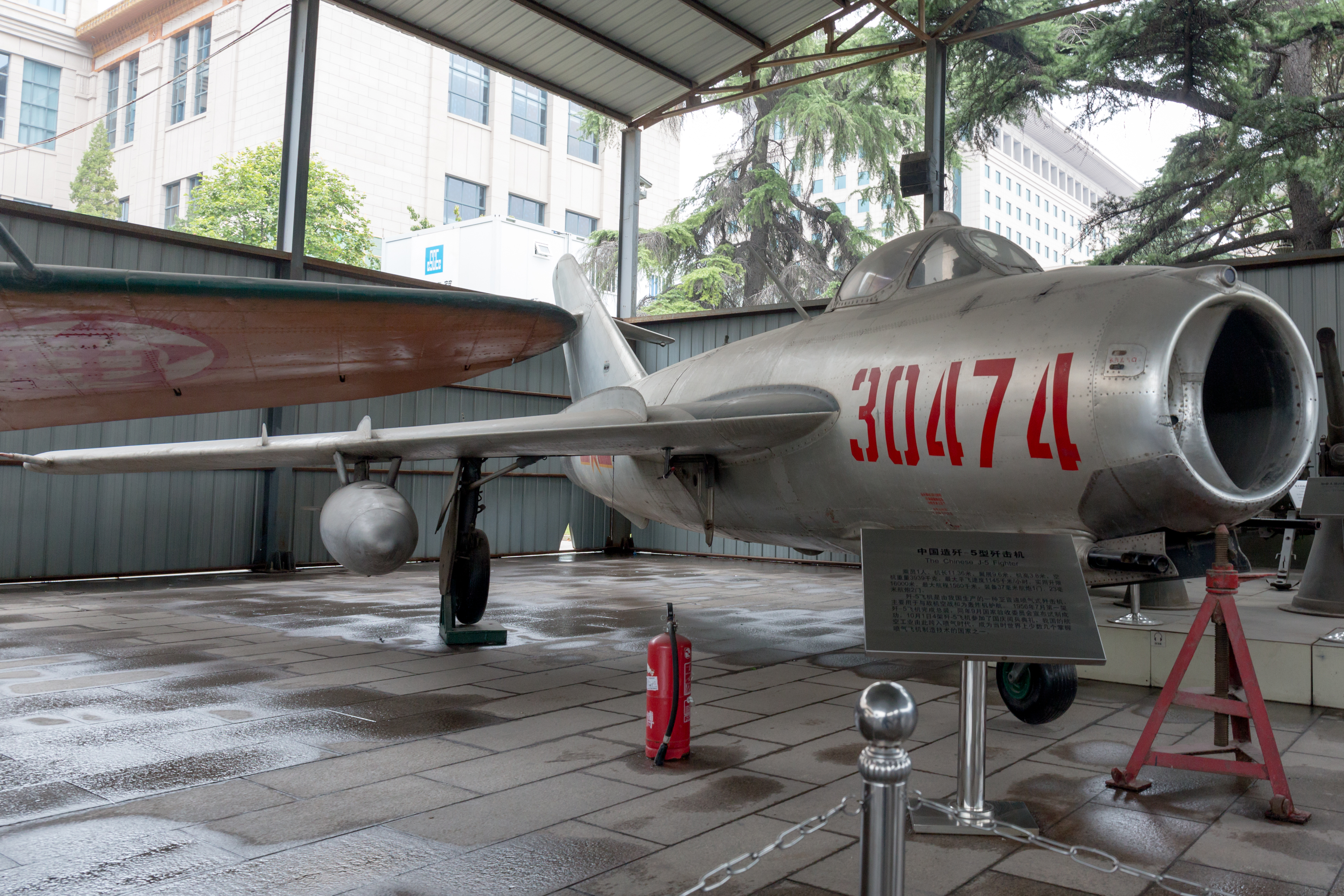
Shenyang J-5
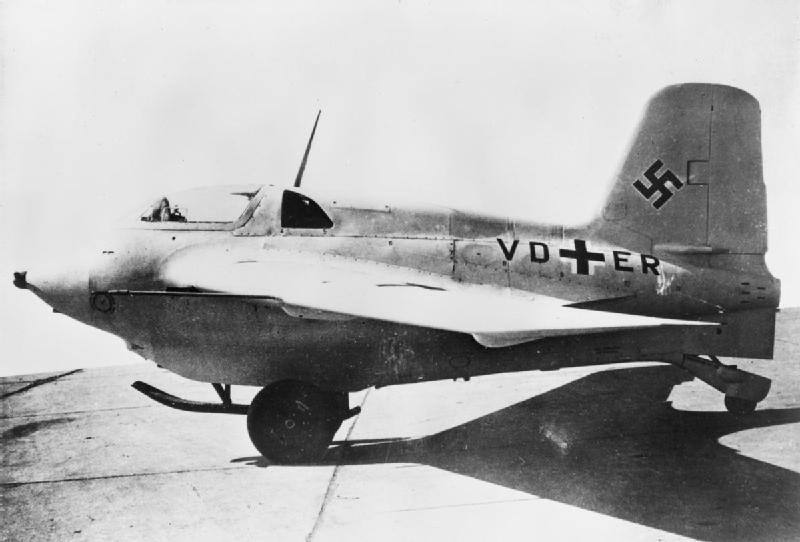
Messerschmitt Me 163 V8
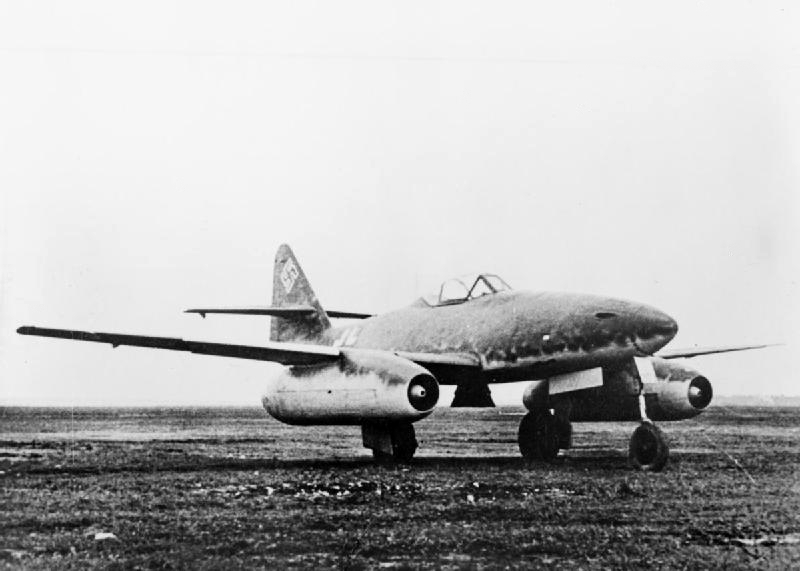
Messerschmitt Me 262A
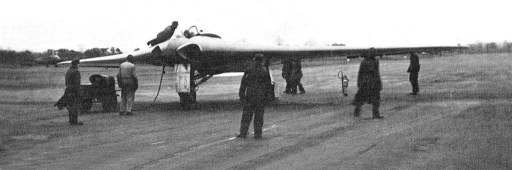
Horten H IX V2
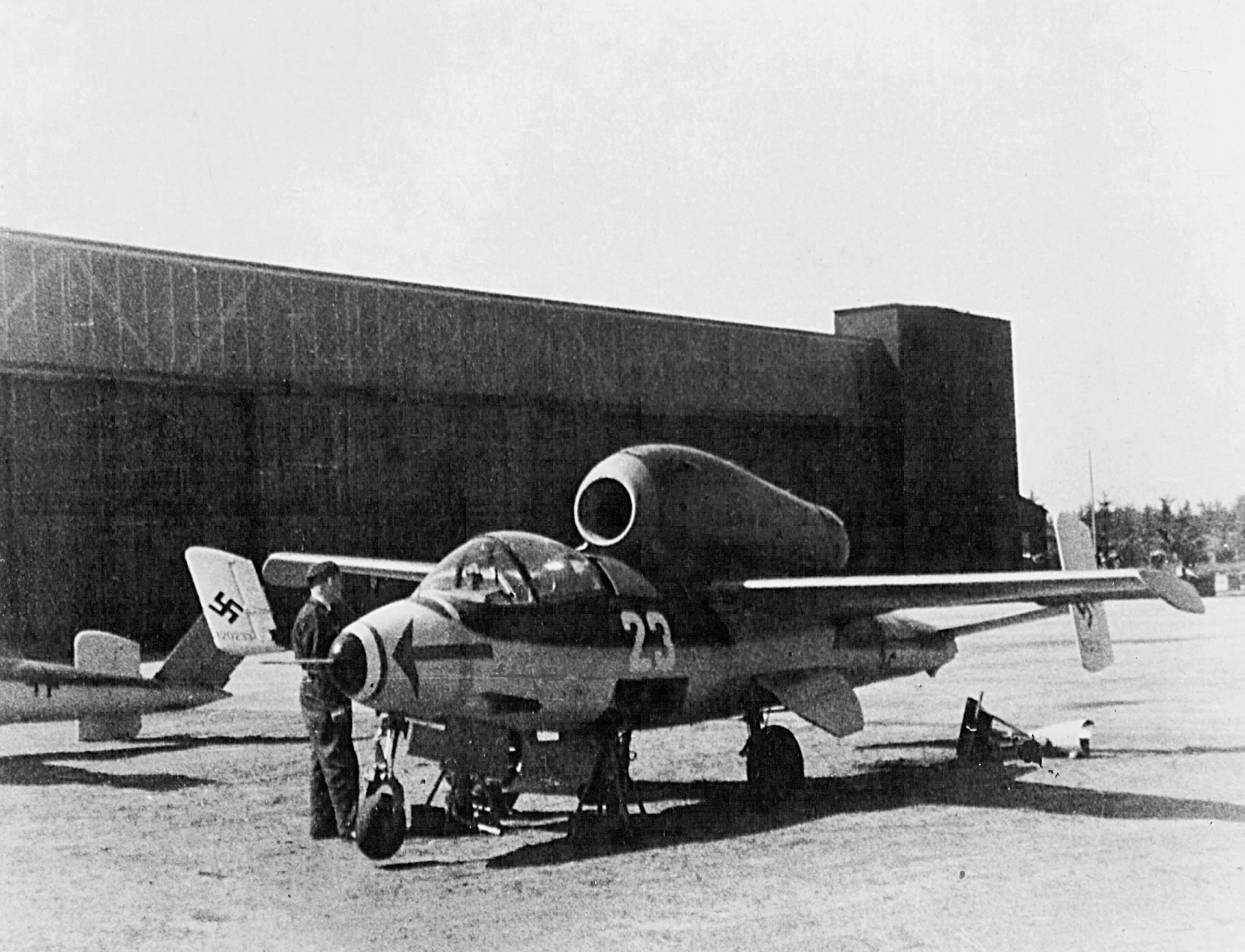
Heinkel He 162

 Frankreich
- Dassault MD.450 Ouragan (1949)
- Dassault MD.452 Mystère (1951)
- Dassault MD.454 Mystère IV (1952)
- SNCASO SO.4050 Vautour IIN (1952) – Jägervariante der Vautour

 Kanada
- Avro Canada CF-100 Canuck (1952)

 Schweden
- Saab 21R (1947) – Variante der Saab 21 mit Strahltriebwerk
- Saab 29 Tunnan (1948)
- Saab 32 Lansen (1952)

 Schweiz
- EFW N-20 Aiguillon – Entwicklung 1953 abgebrochen
- FFA P-16 (1955)

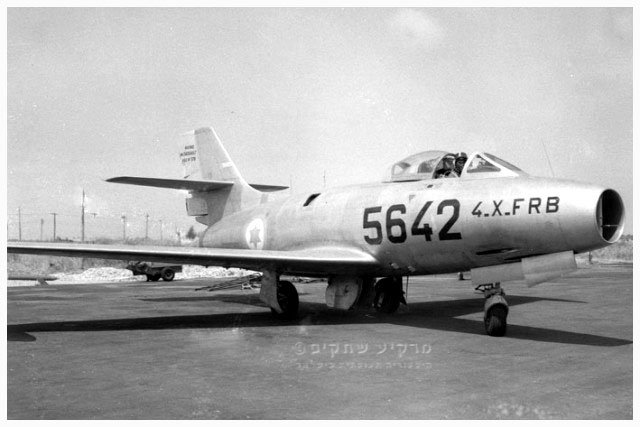
Dassault MD.450 Ouragan
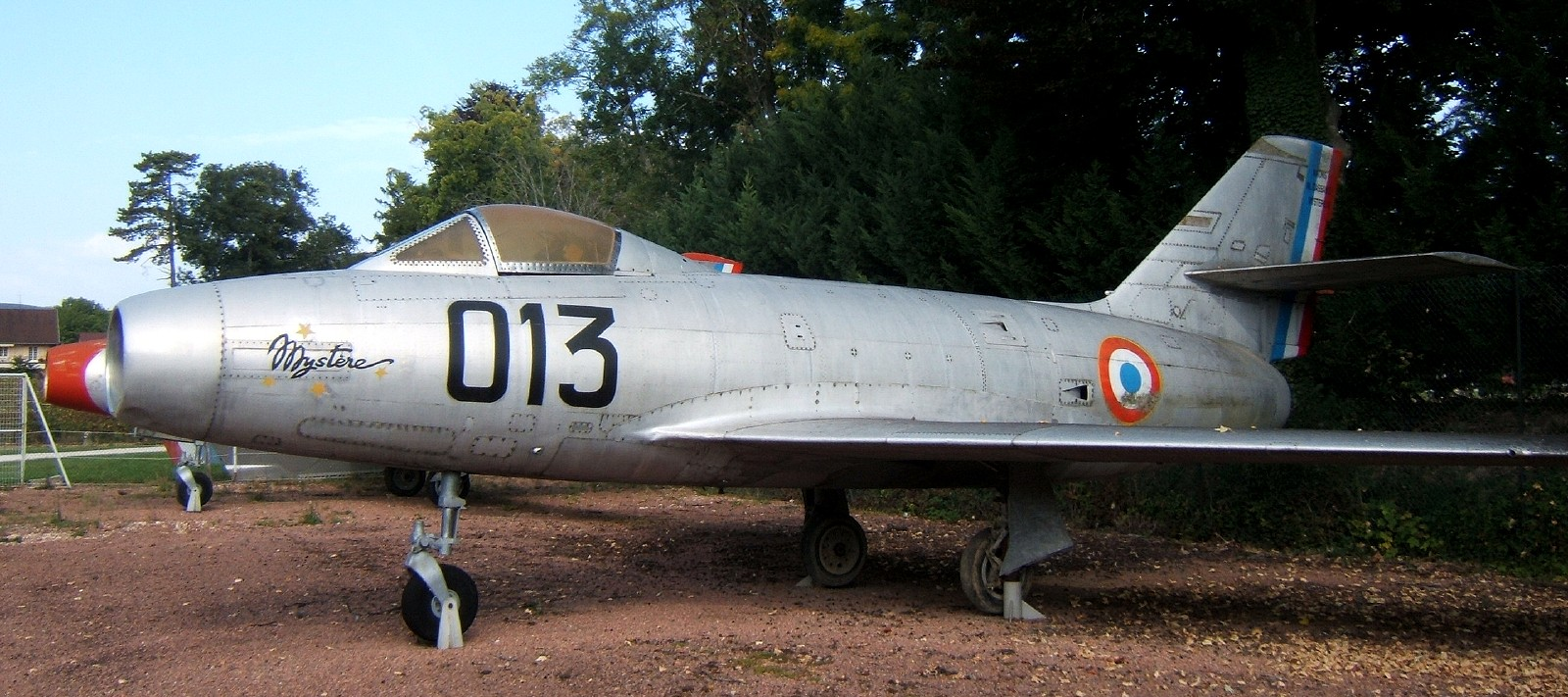
Dassault MD.452 Mystère
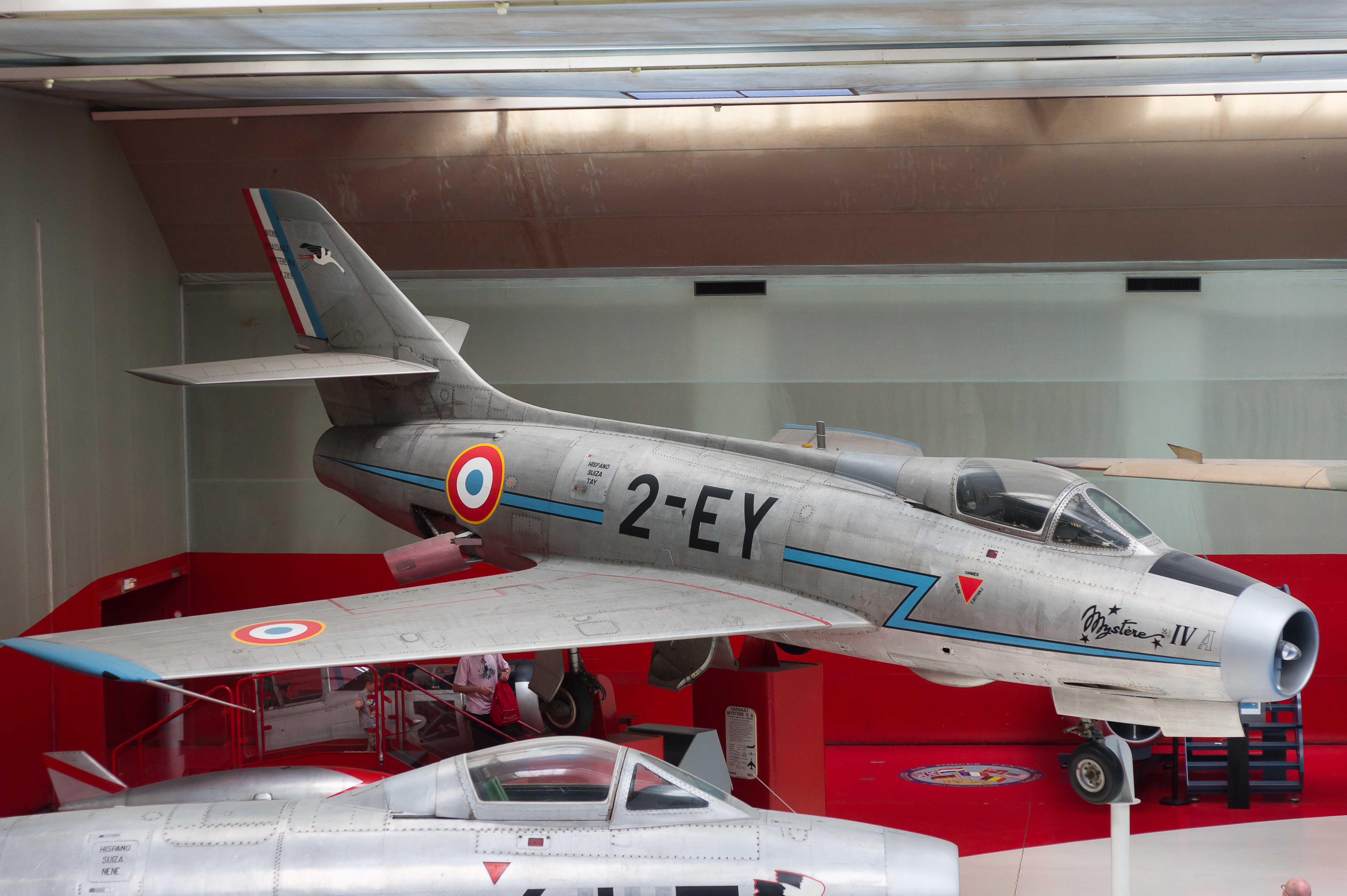
Dassault MD.454 Mystère IV
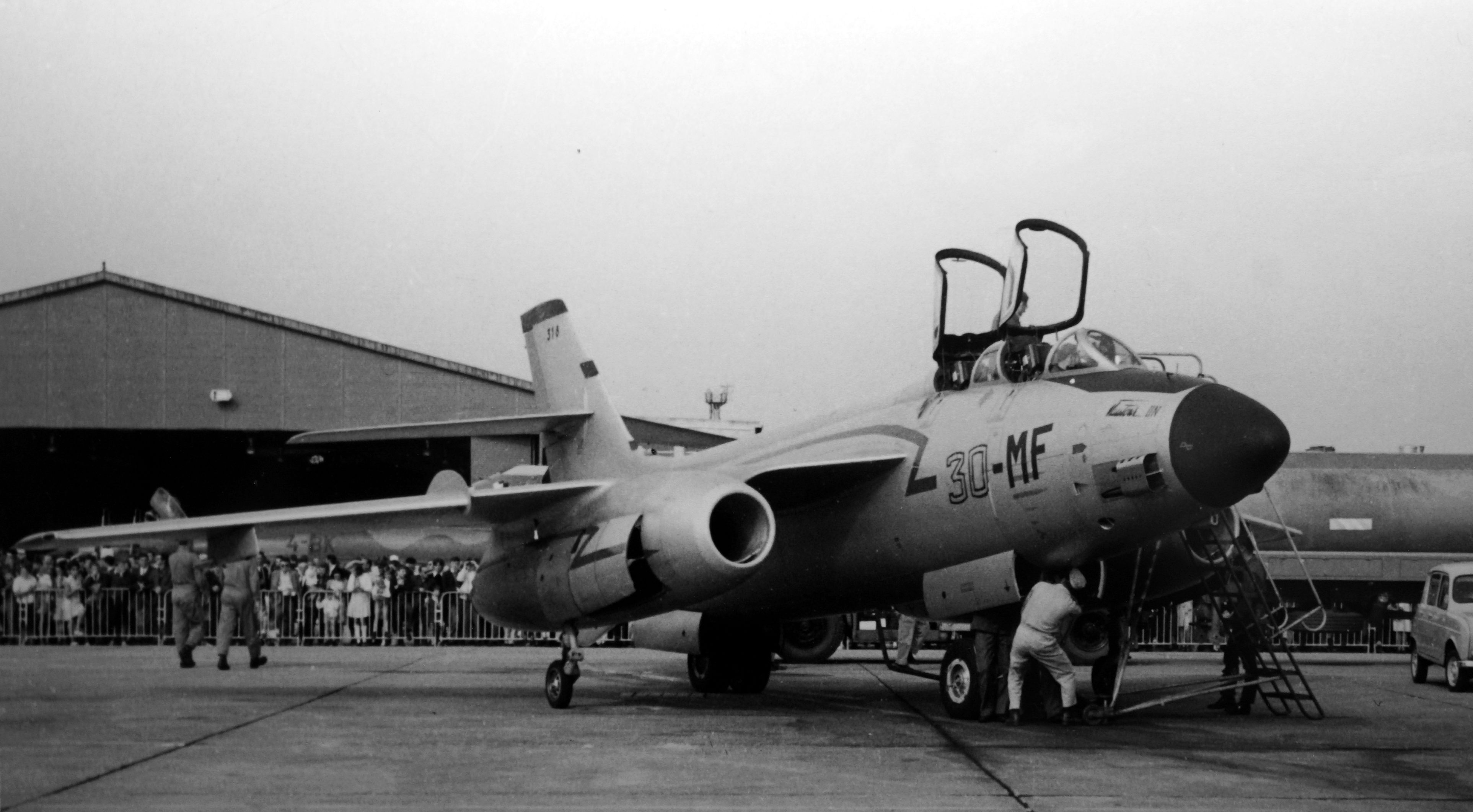
SNCASO SO.4050 Vautour IIN
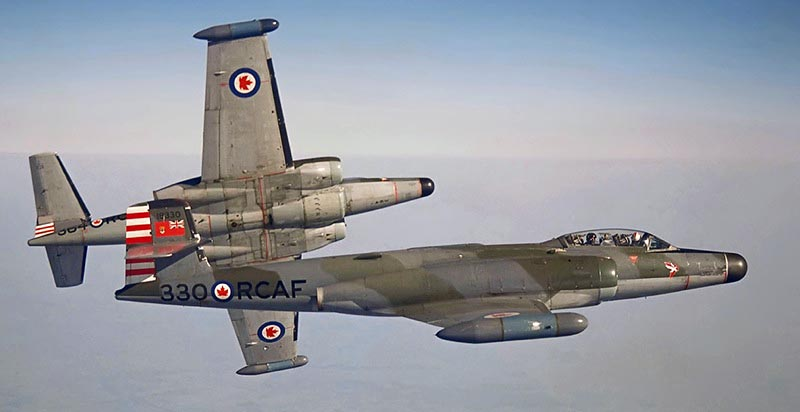
Avro Canada CF-100 Canuck
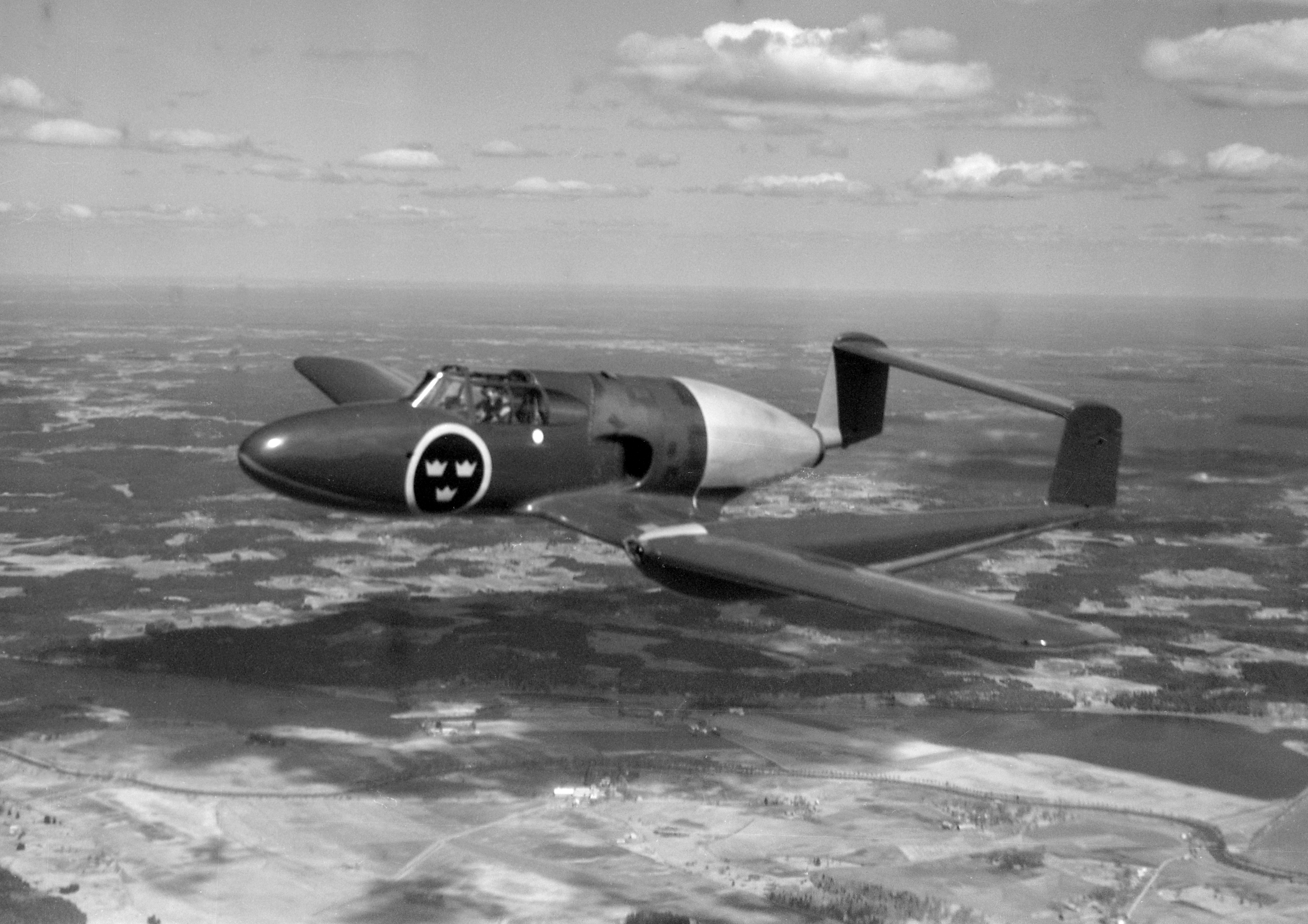
Saab 21R
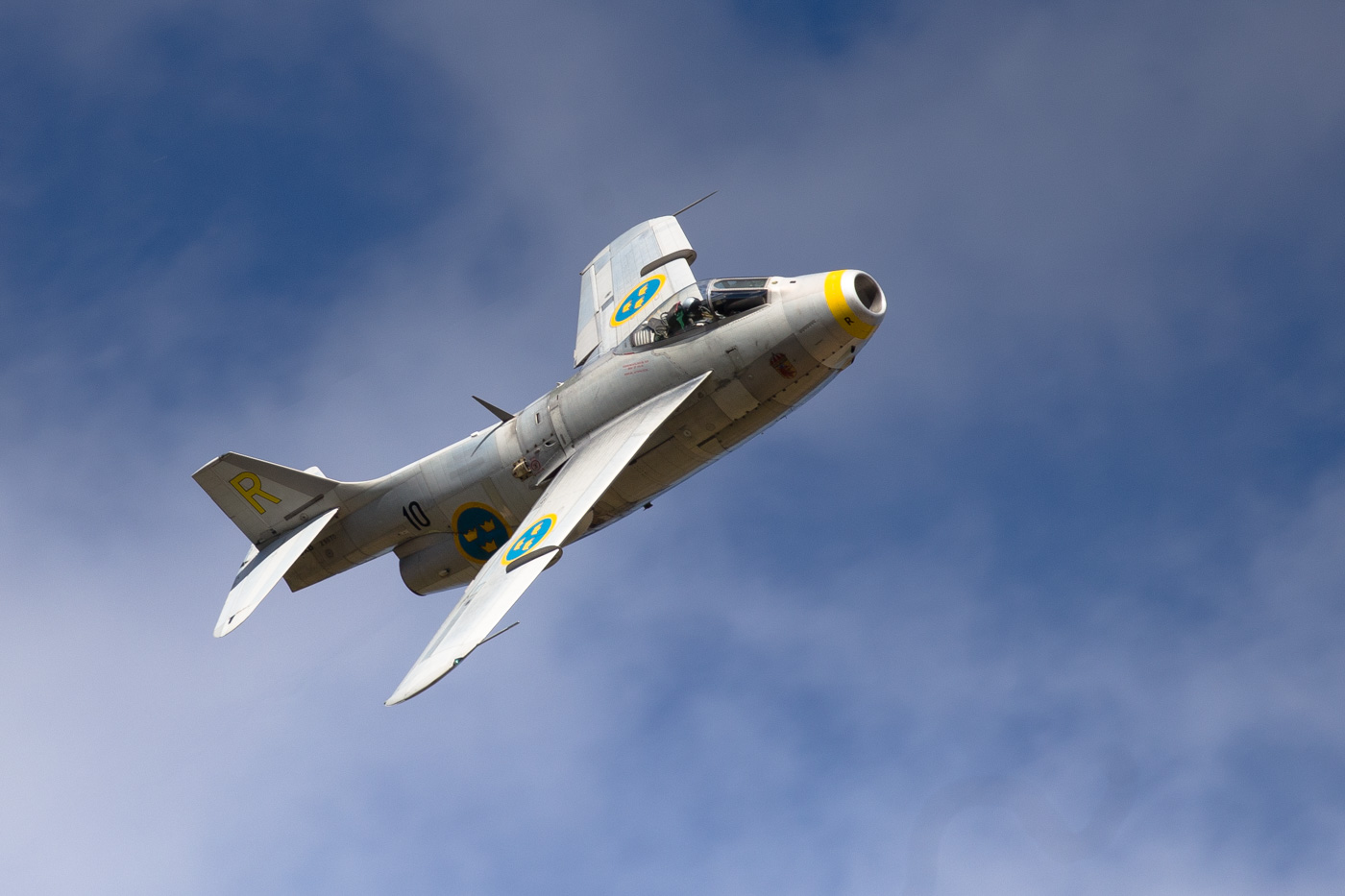
Saab 29 Tunnan
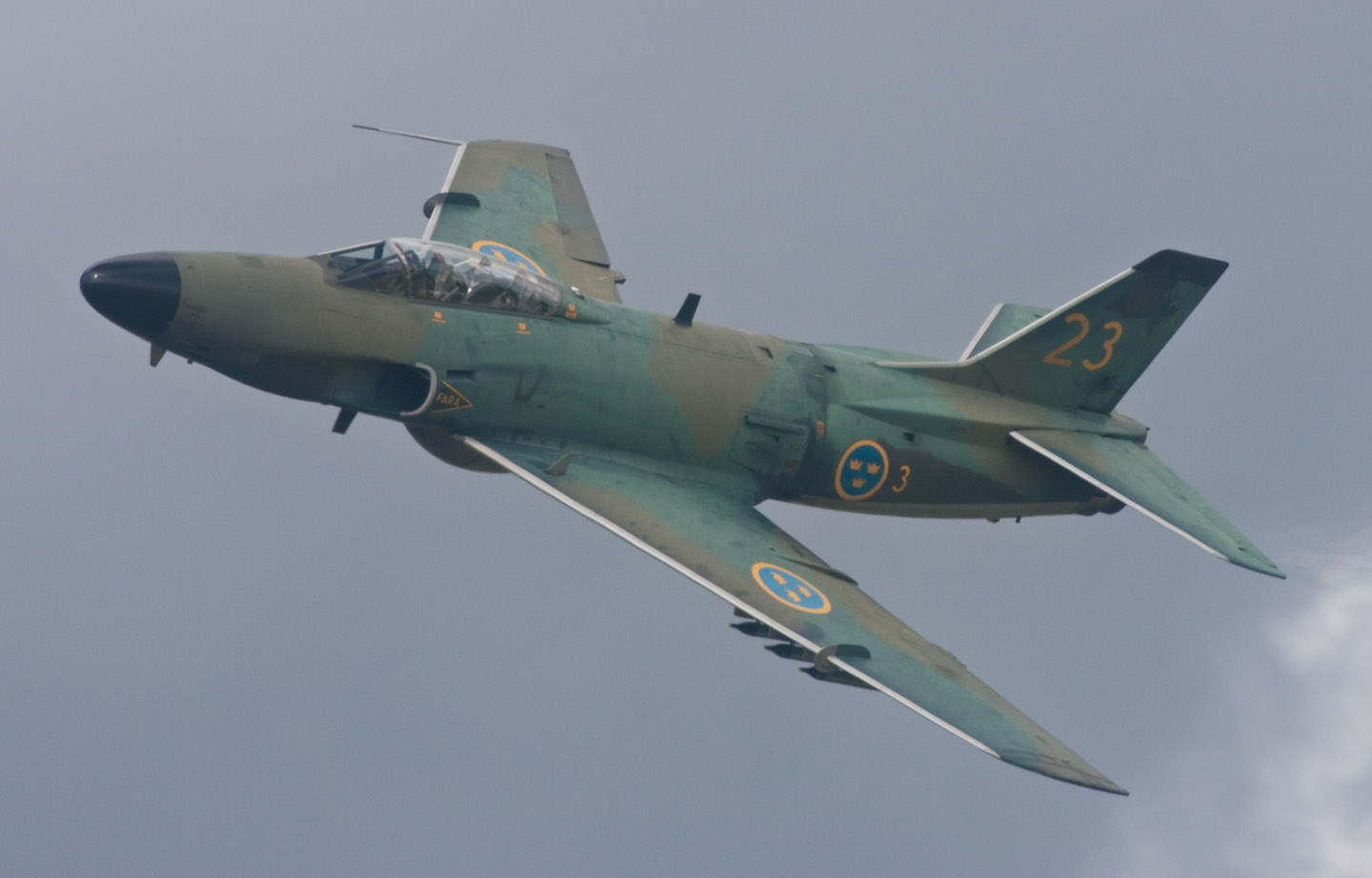
Saab 32 Lansen
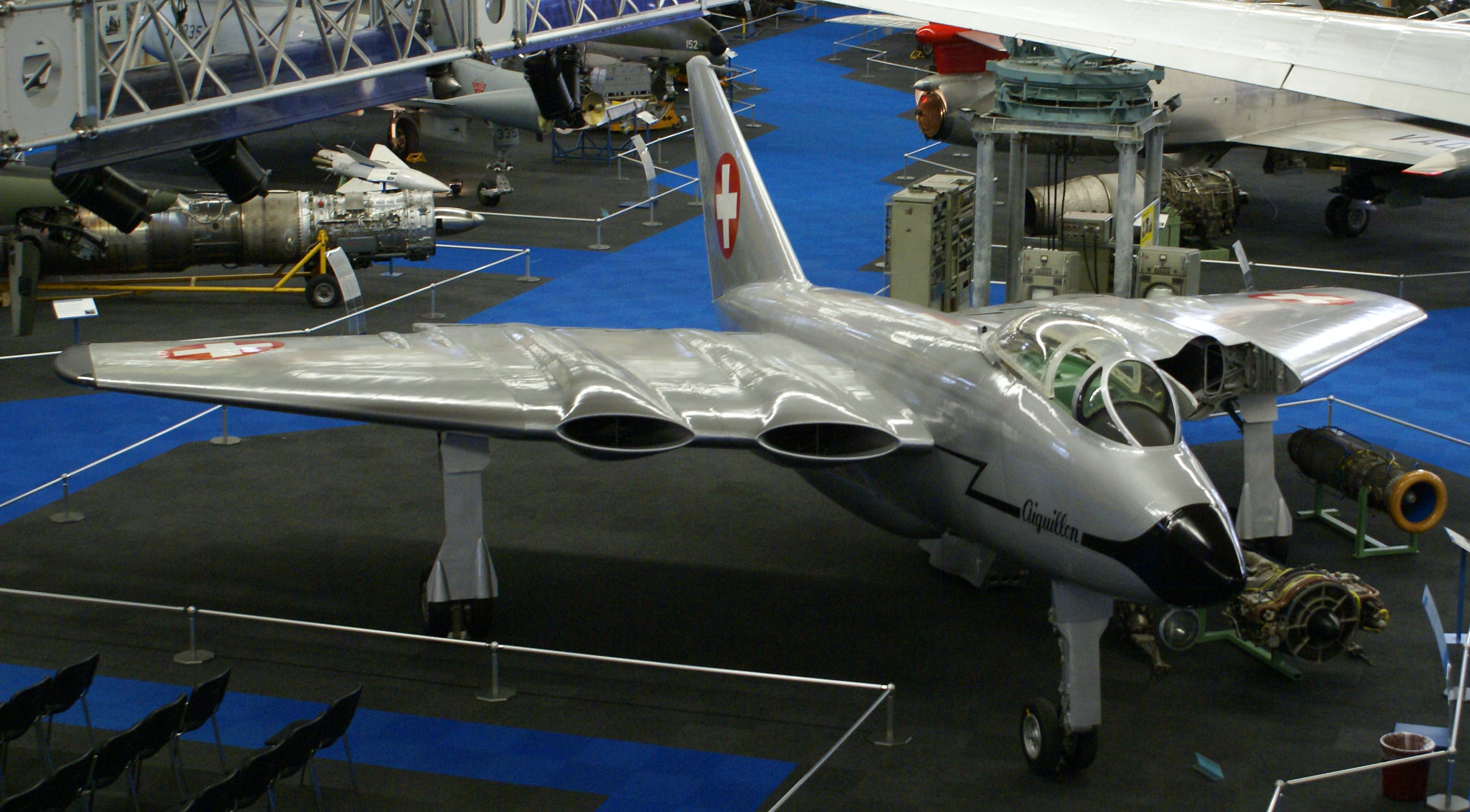
EFW N-20 Aiguillon
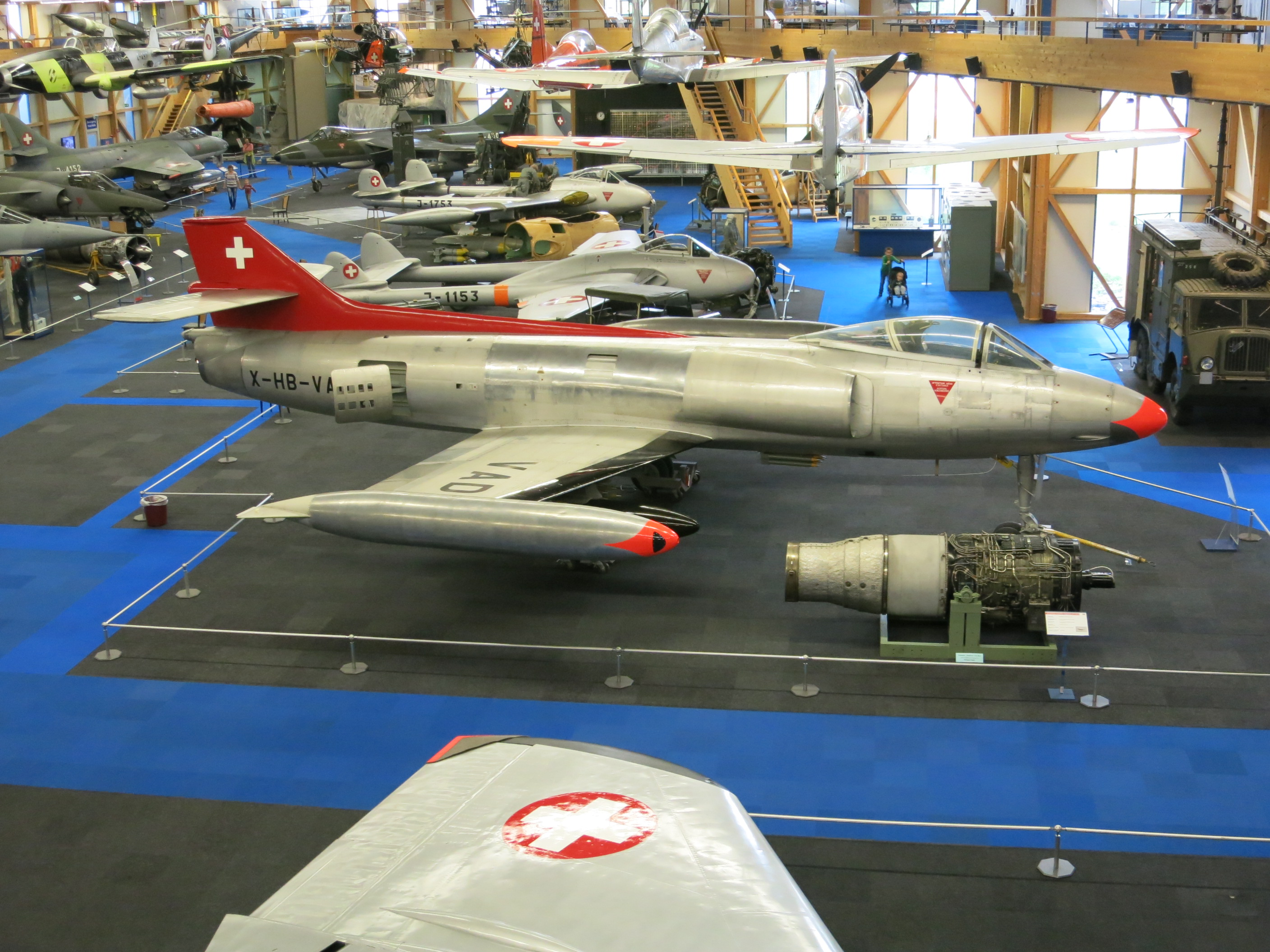
FFA P-16

 Sowjetunion
- Jakowlew Jak-15 «Feather» (1946)
- Mikojan-Gurewitsch MiG-9 «Fargo» (1946)
- Jakowlew Jak-17 «Feather» (1947)
- Jakowlew Jak-23 «Flora» (1947)
- Mikojan-Gurewitsch MiG-15 «Fagot» (1947)
- Lawotschkin La-15 «Fantail» (1948)
- Mikojan-Gurewitsch MiG-17 «Fresco» (1950)
- Jakowlew Jak-25 «Flashlight» (1952)

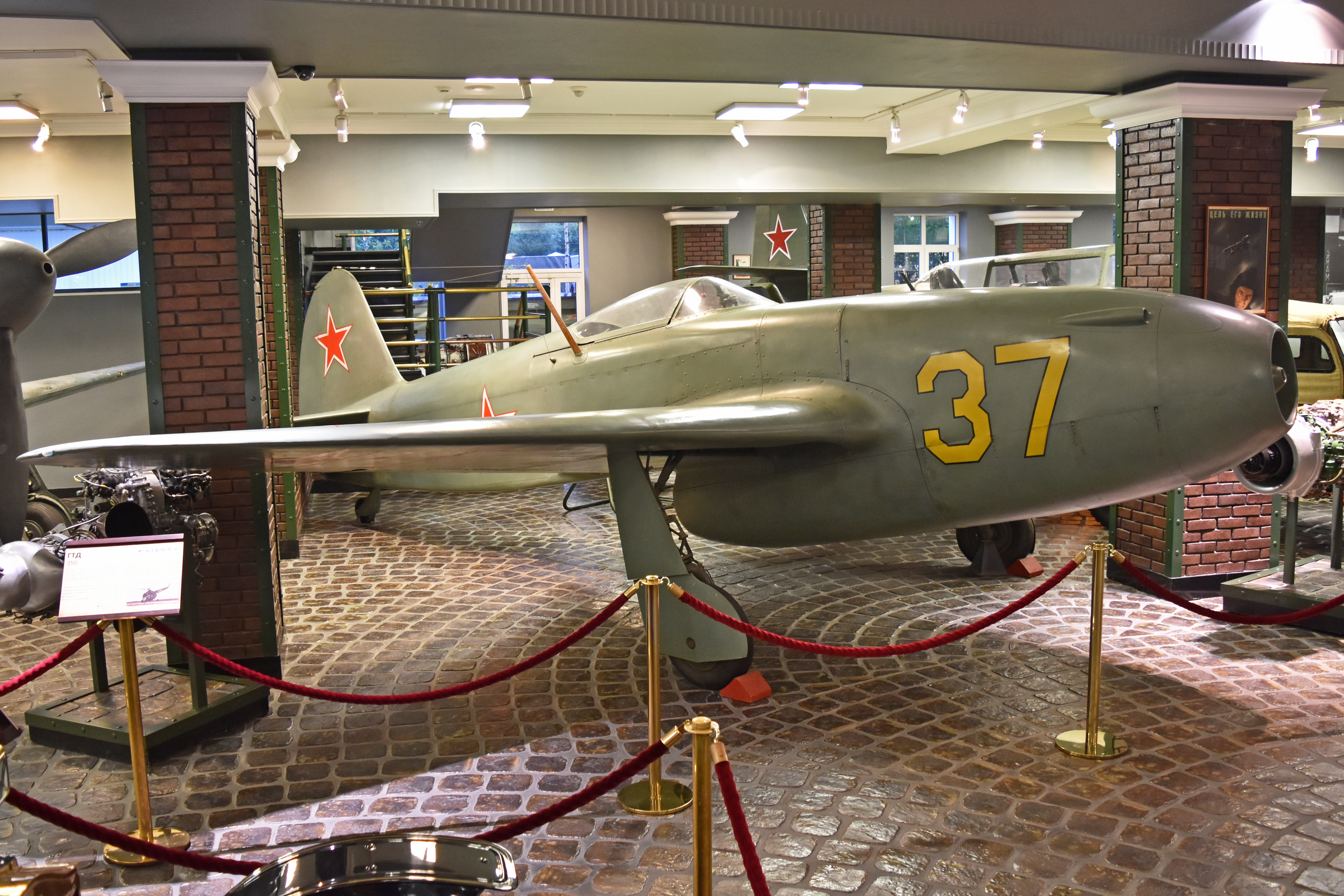
Jakowlew Jak-15
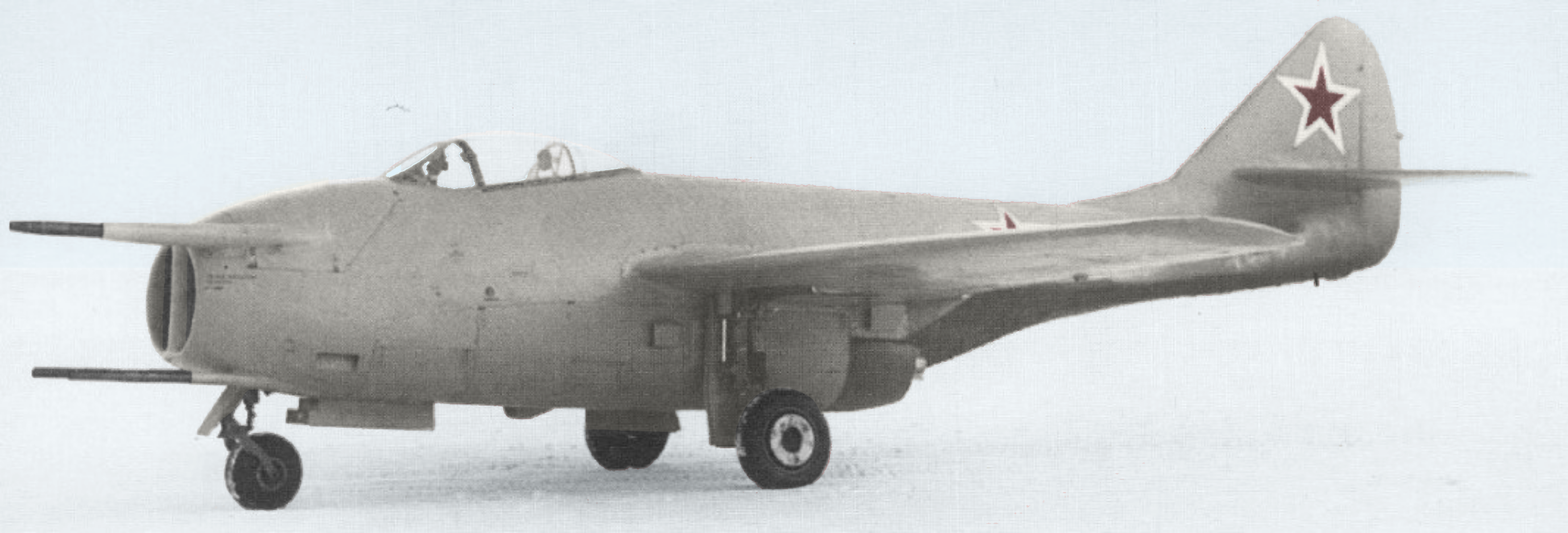
Mikojan-Gurewitsch MiG-9
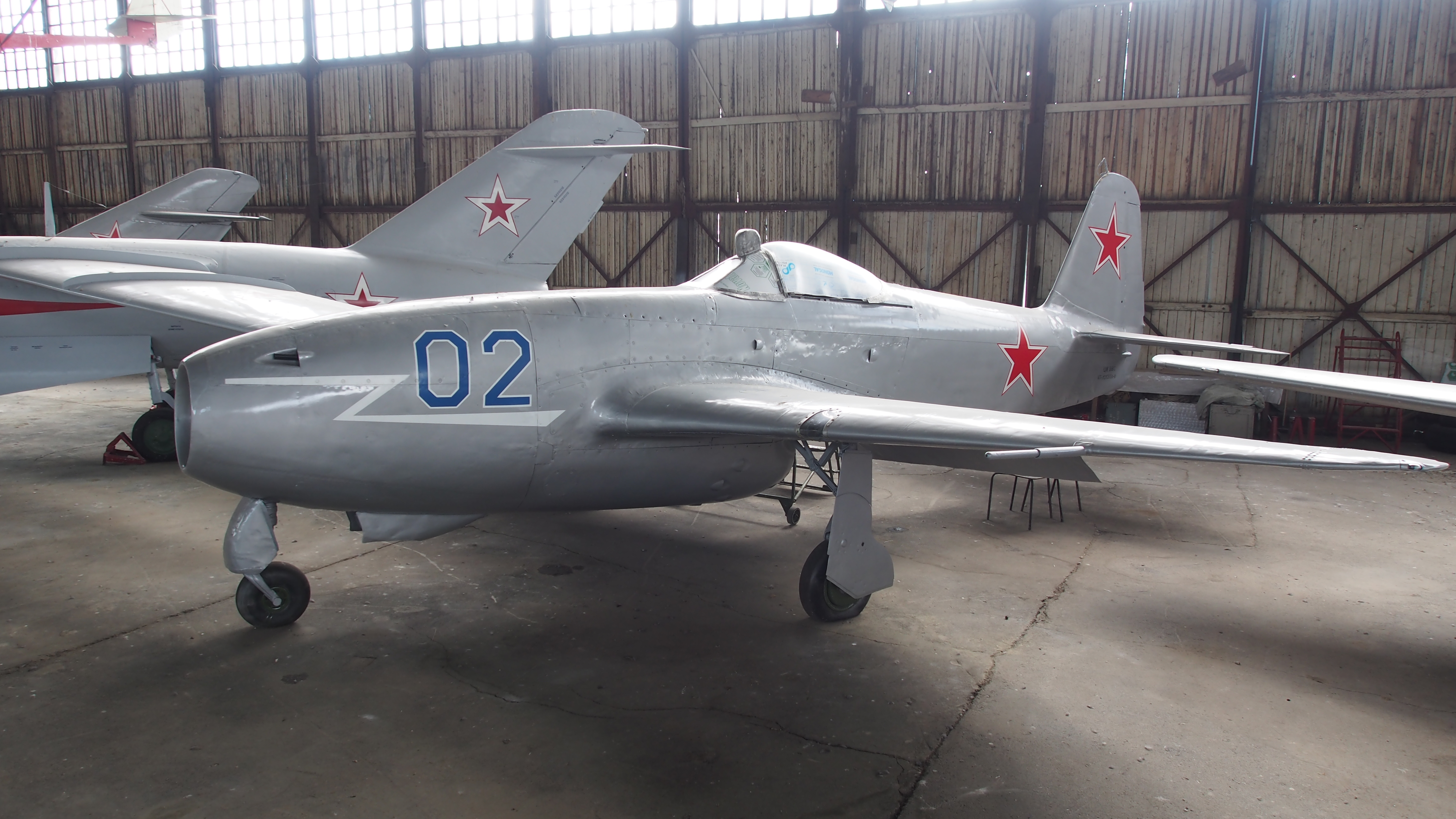
Jakowlew Jak-17
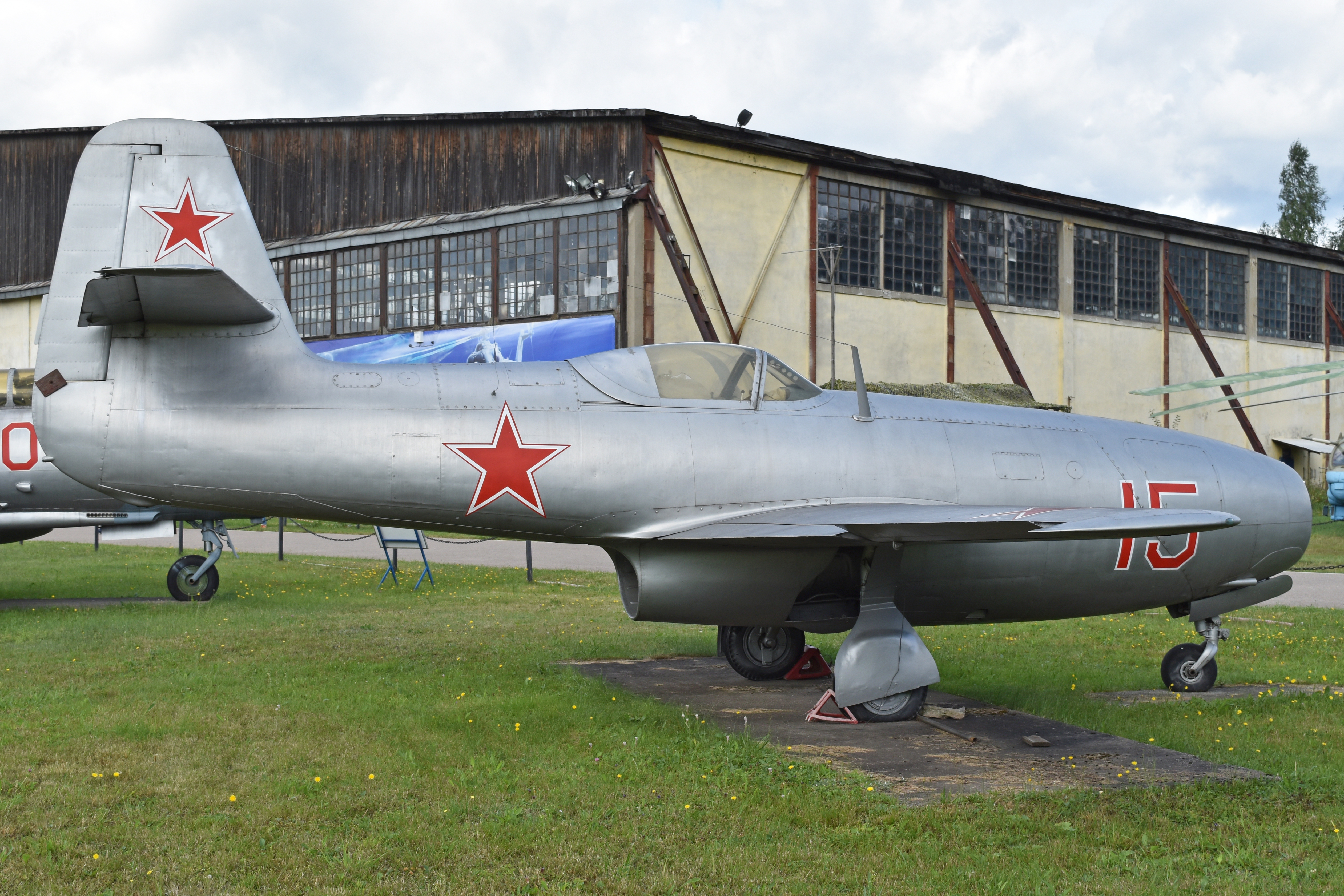
Jakowlew Jak-23
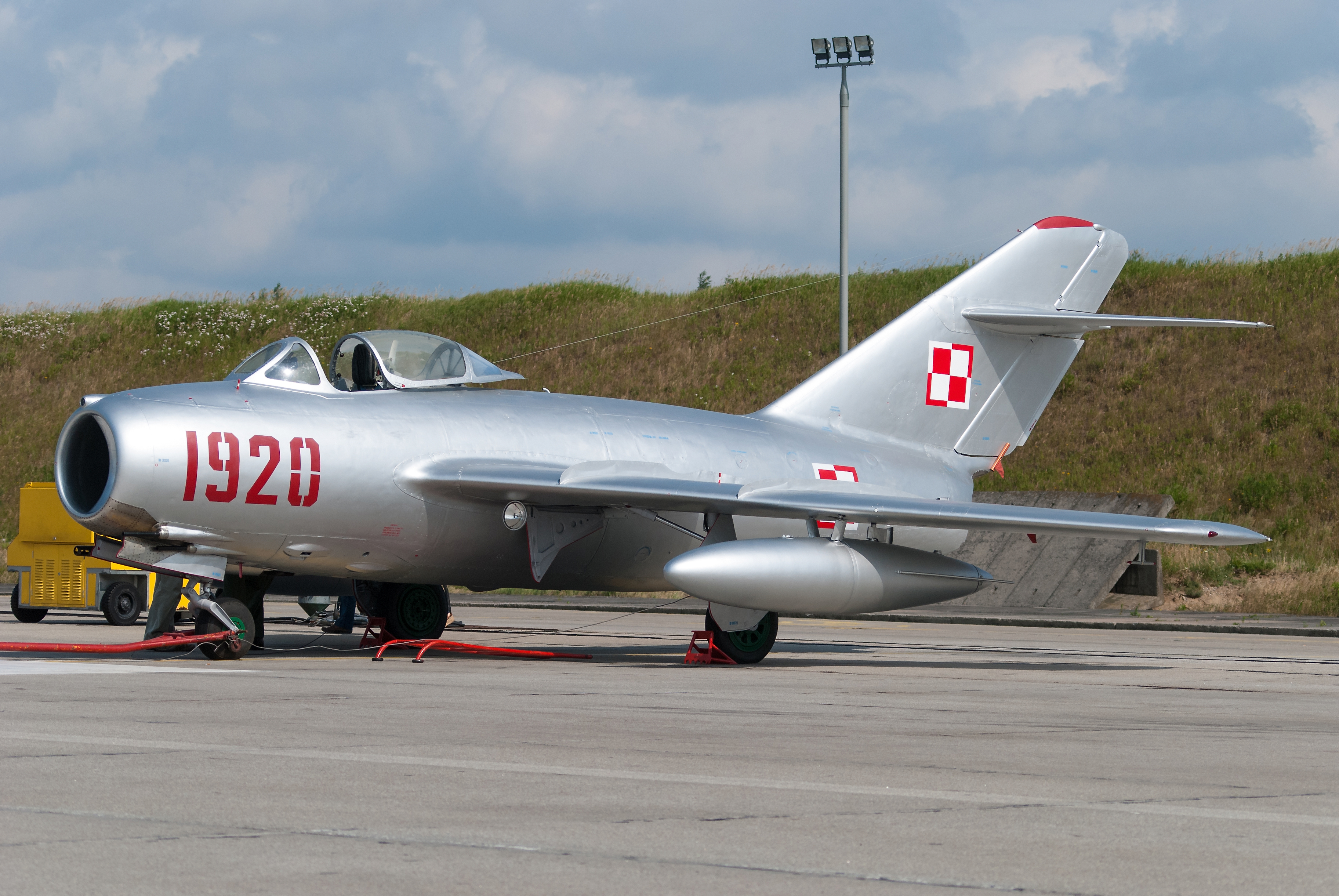
Mikojan-Gurewitsch MiG-15
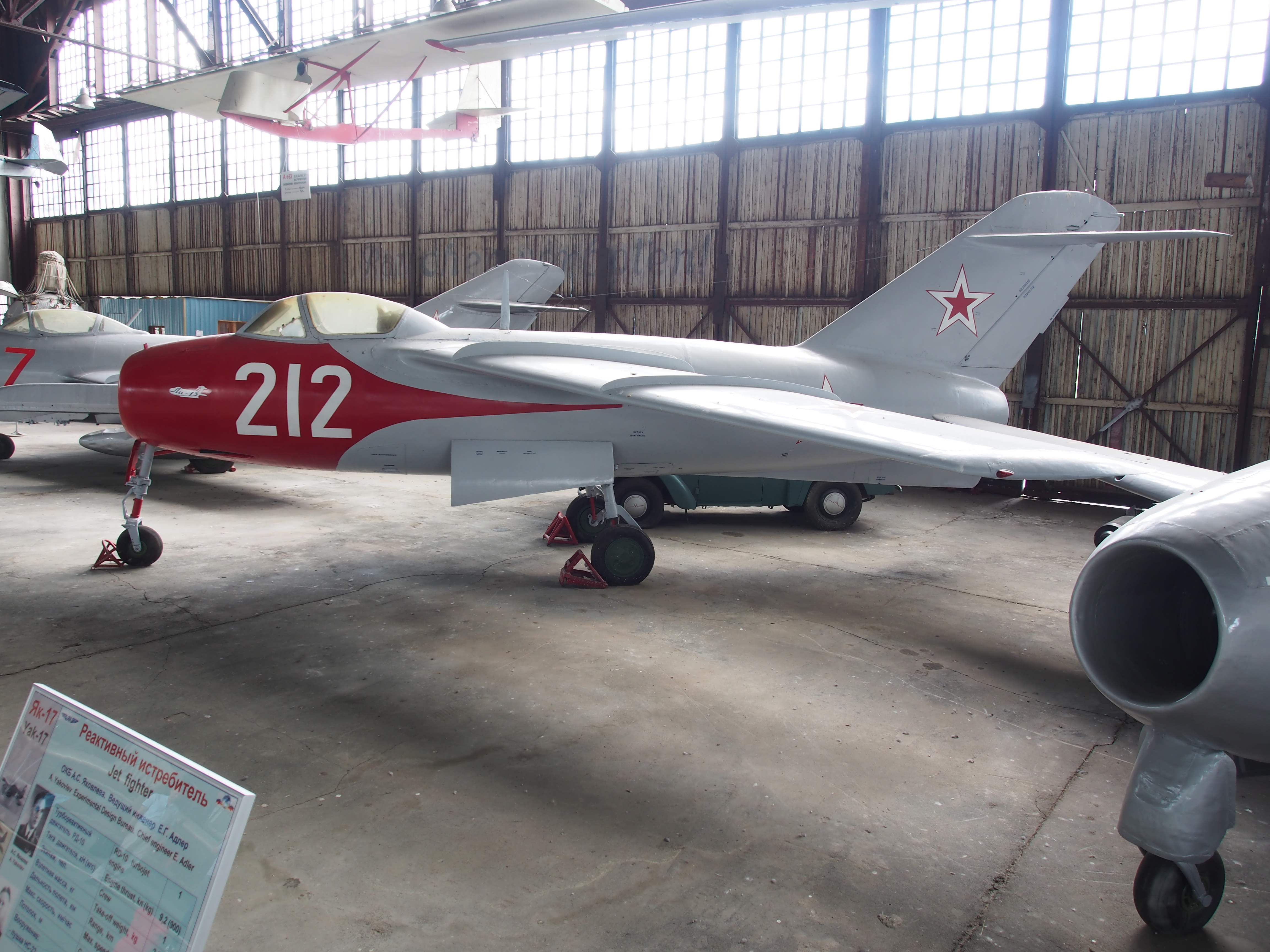
Lawotschkin La-15
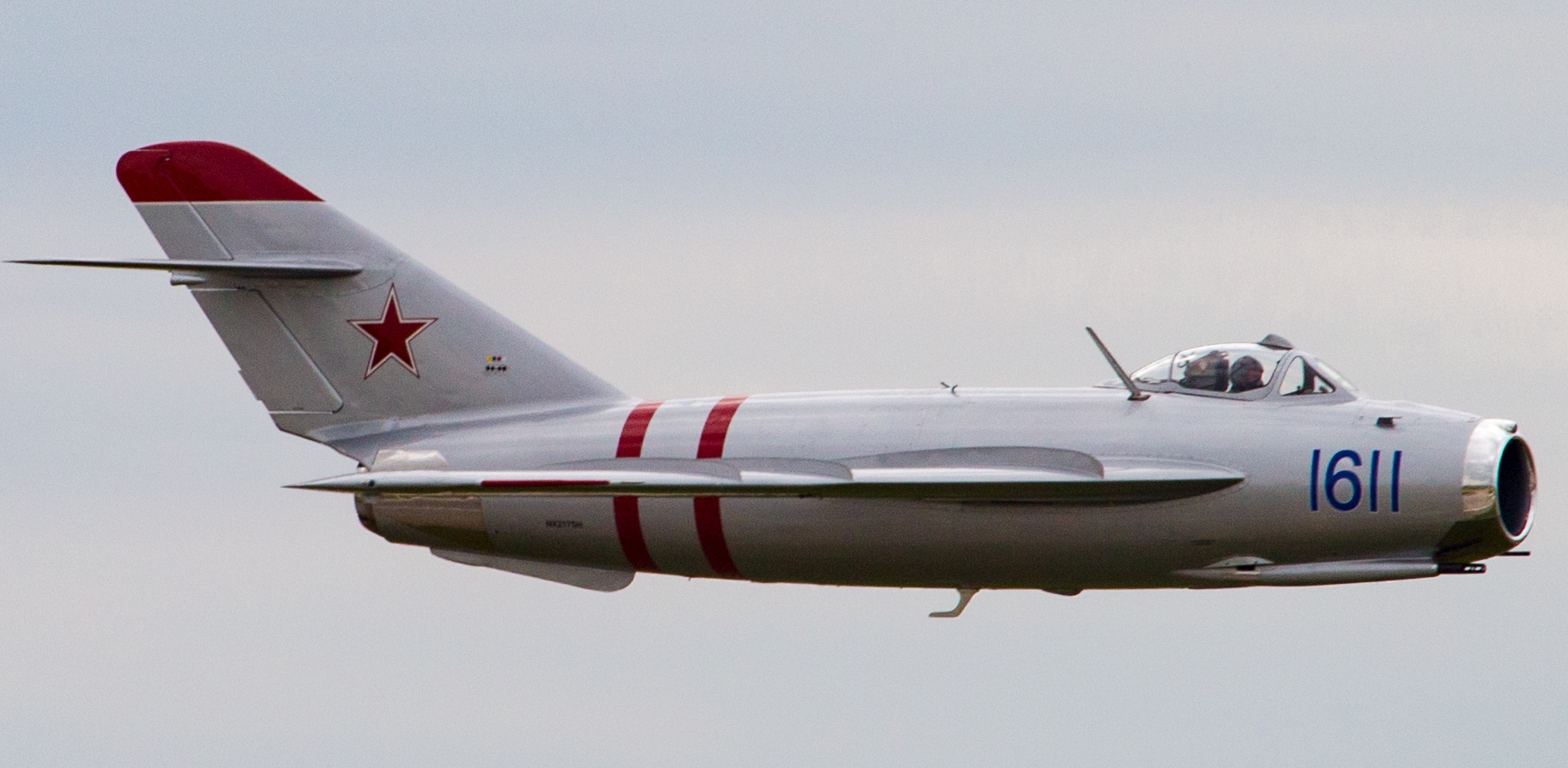
Mikojan-Gurewitsch MiG-17
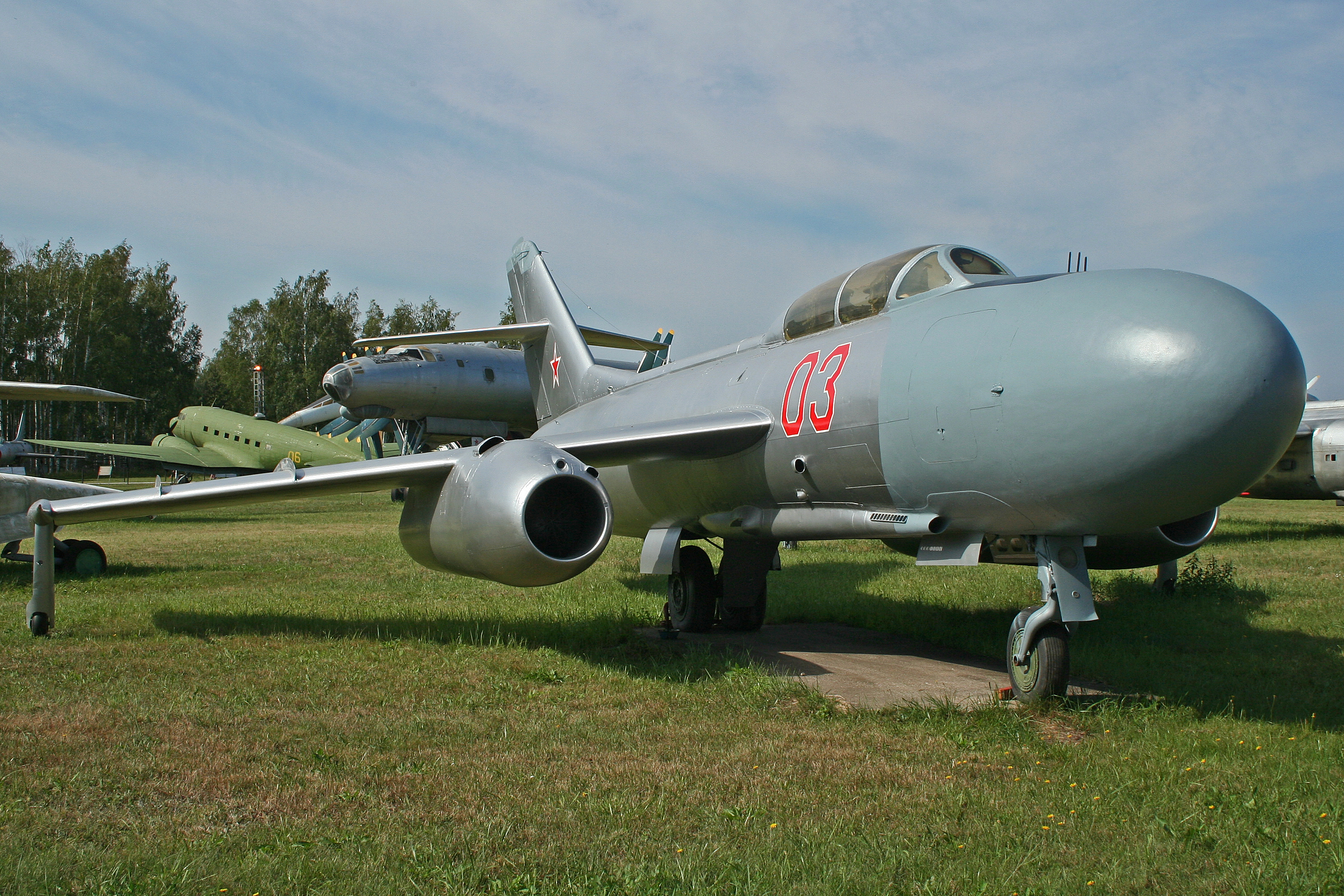
Jakowlew Jak-25M

 Vereinigtes Königreich
- Gloster Meteor (1943)
- de Havilland Vampire/Sea Vampire (1943)
- Supermarine Attacker (1946)
- Hawker Sea Hawk (1947)
- Supermarine Swift (1948)
- de Havilland Venom/Sea Venom (1949)
- Hawker Hunter (1951)
- de Havilland Sea Vixen (1951)
- Gloster Javelin (1951)

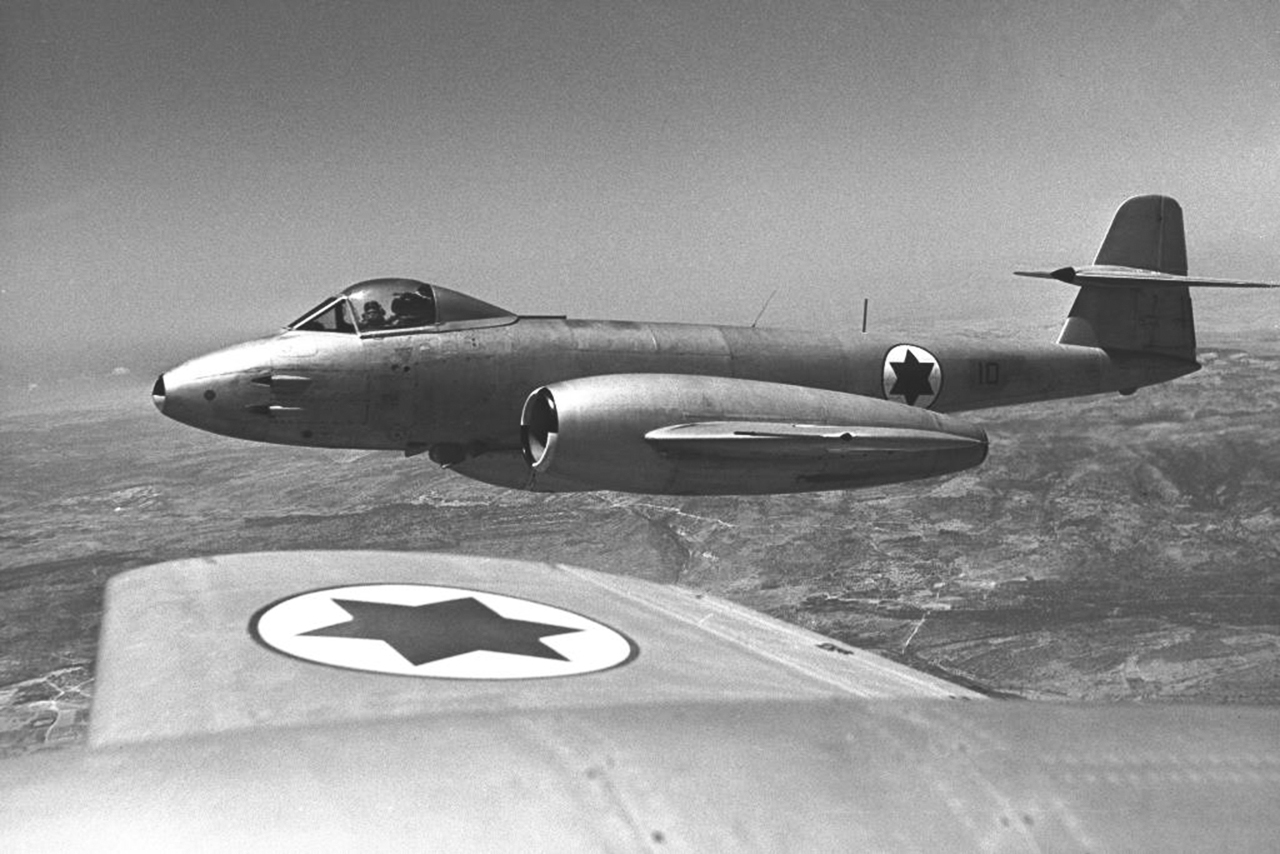
Gloster Meteor
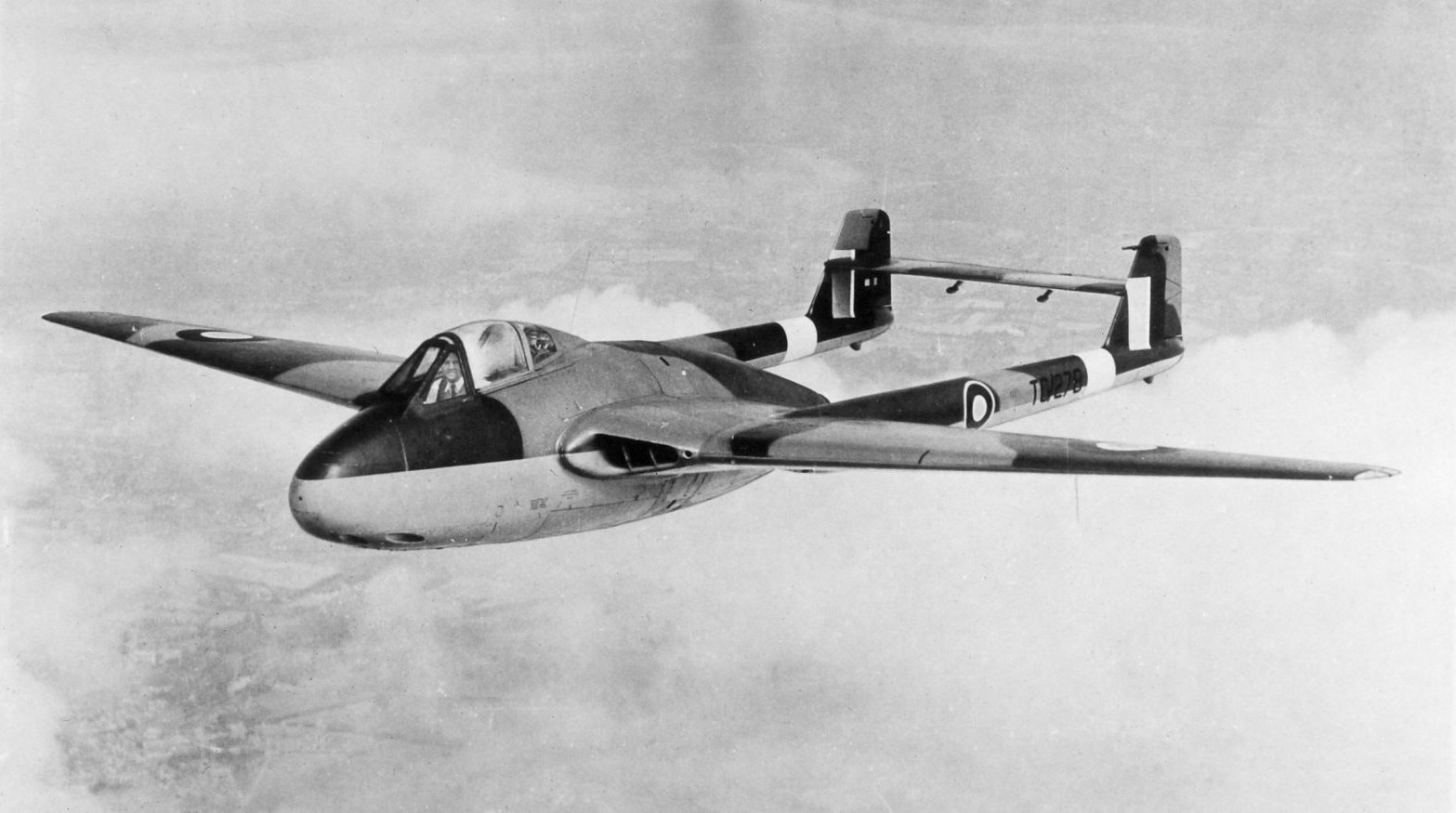
de Havilland Vampire
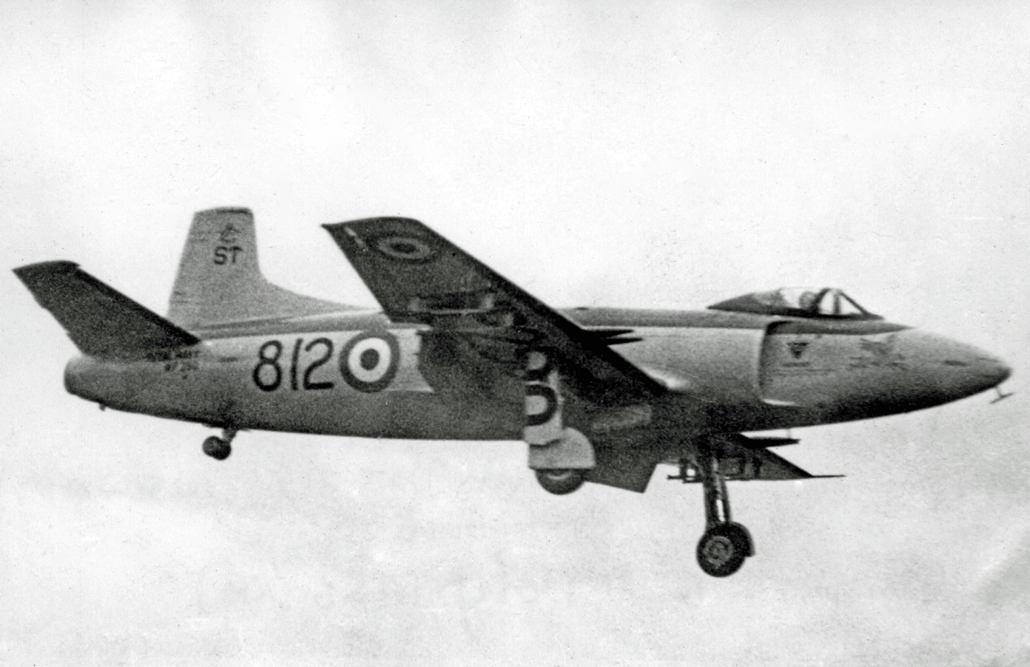
Supermarine Attacker
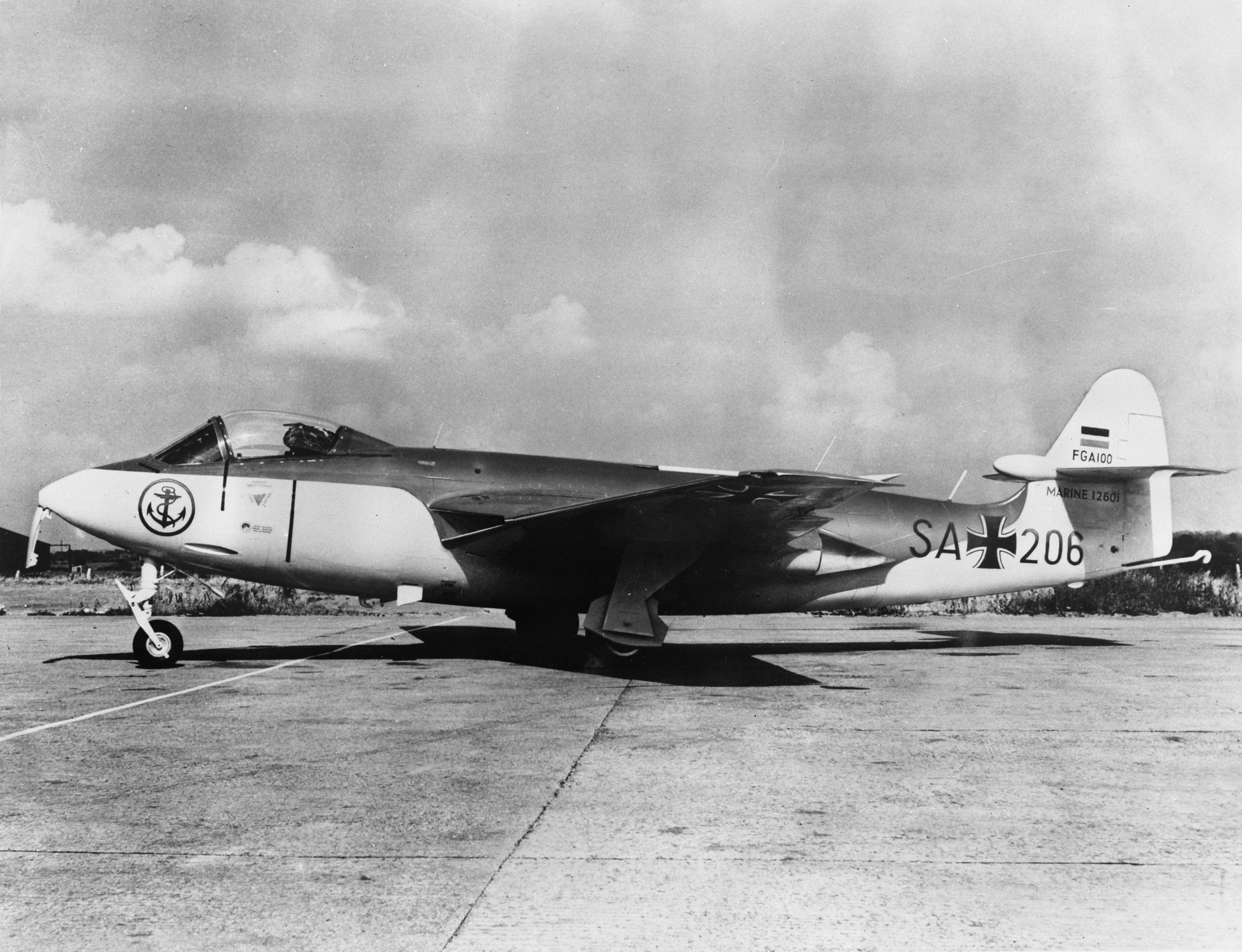
Hawker Sea Hawk
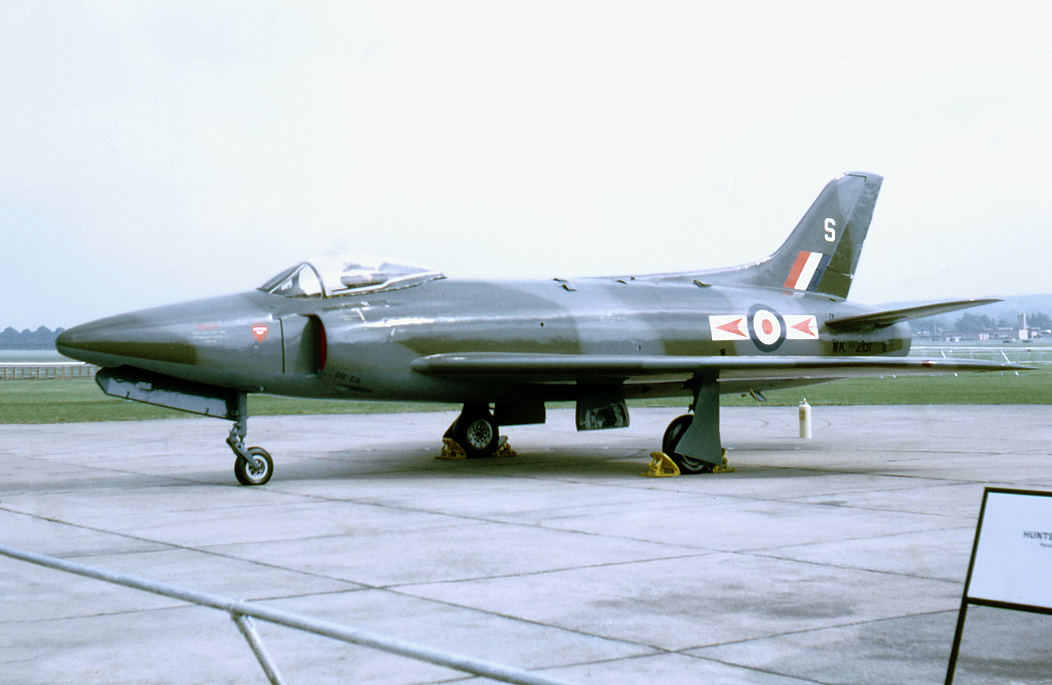
Supermarine Swift
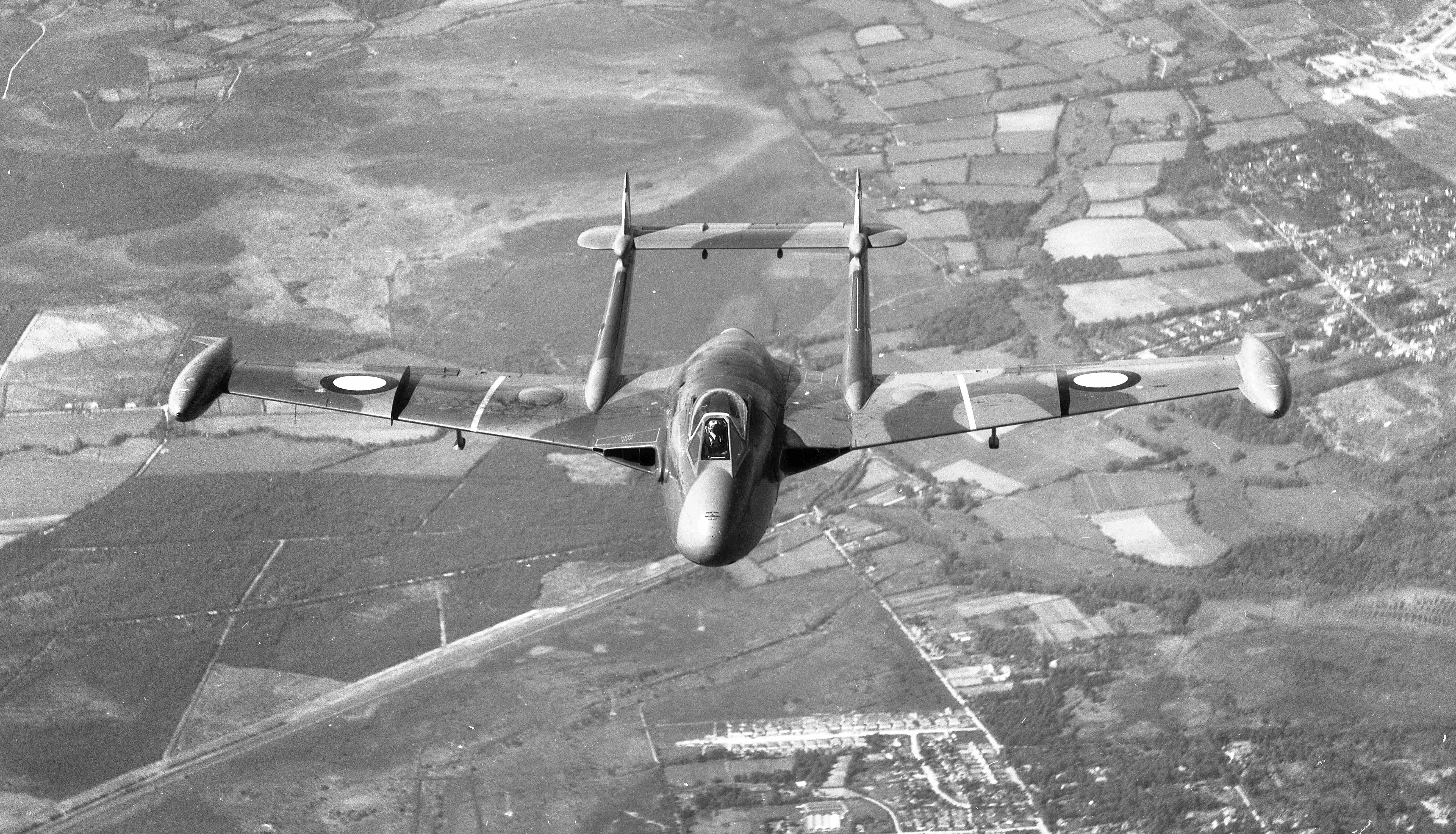
de Havilland Venom
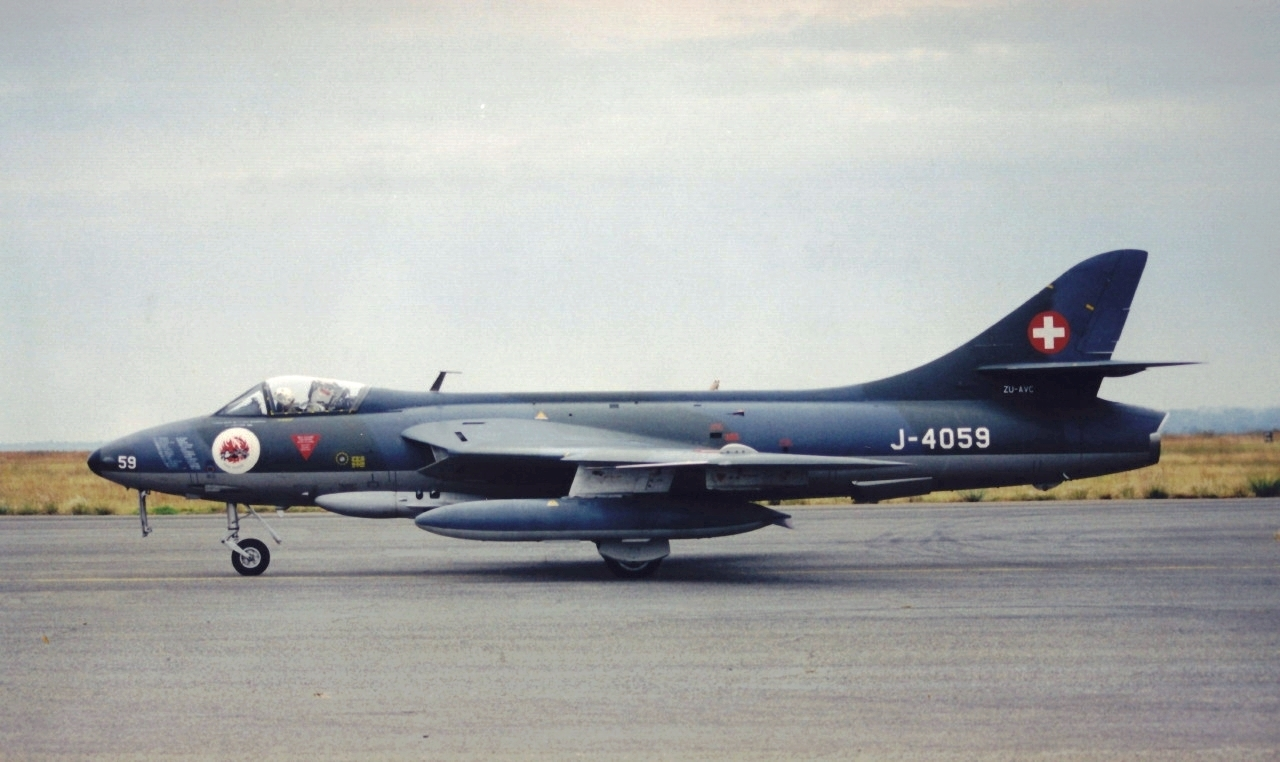
Hawker Hunter
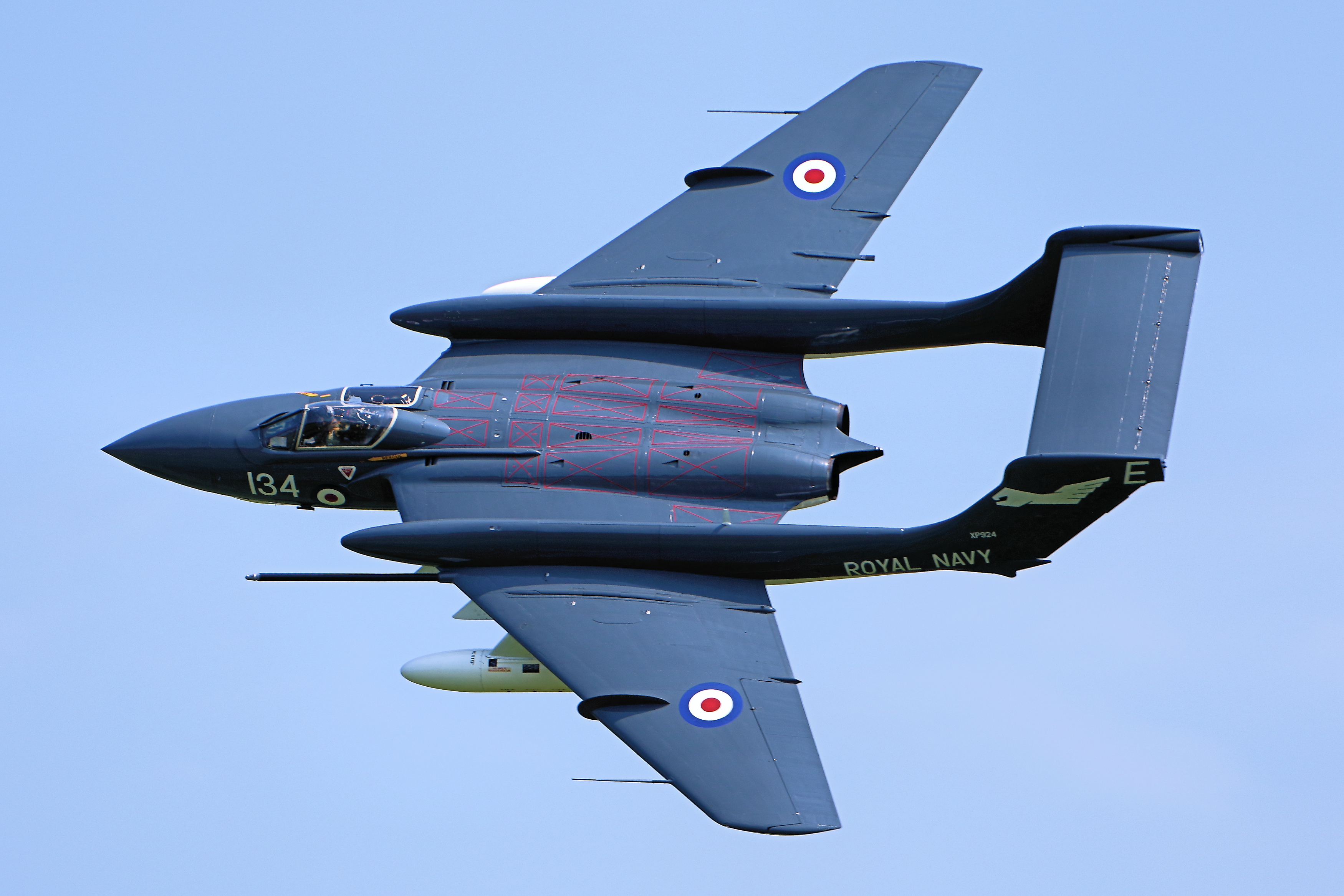
de Havilland Sea Vixen
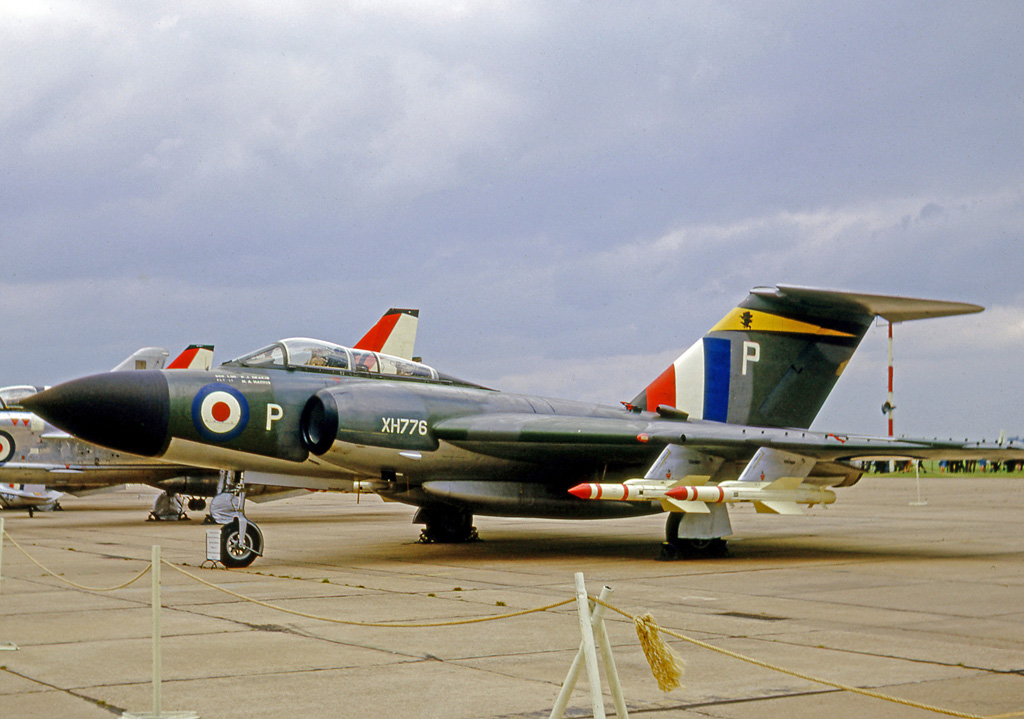
Gloster Javelin

 Vereinigte Staaten
- US Air Force:
  - Bell P-59 Airacomet (1942)
  - Lockheed P-/F-80 Shooting Star (1944)
  - Republic F-84 Thunderjet (1946)
  - North American F-86 Sabre (1947)
  - Northrop F-89 Scorpion (1948)
  - Lockheed F-94 Starfire (1949)
  - North American F-86 D/K Sabre (1949) – „Sabre Dog“, stark modifizierte Allwettervariante der F-86
  - Republic F-84F Thunderstreak/RF-84F Thunderflash (1950) – Weiterentwicklung der F-84 mit Pfeilflügeln

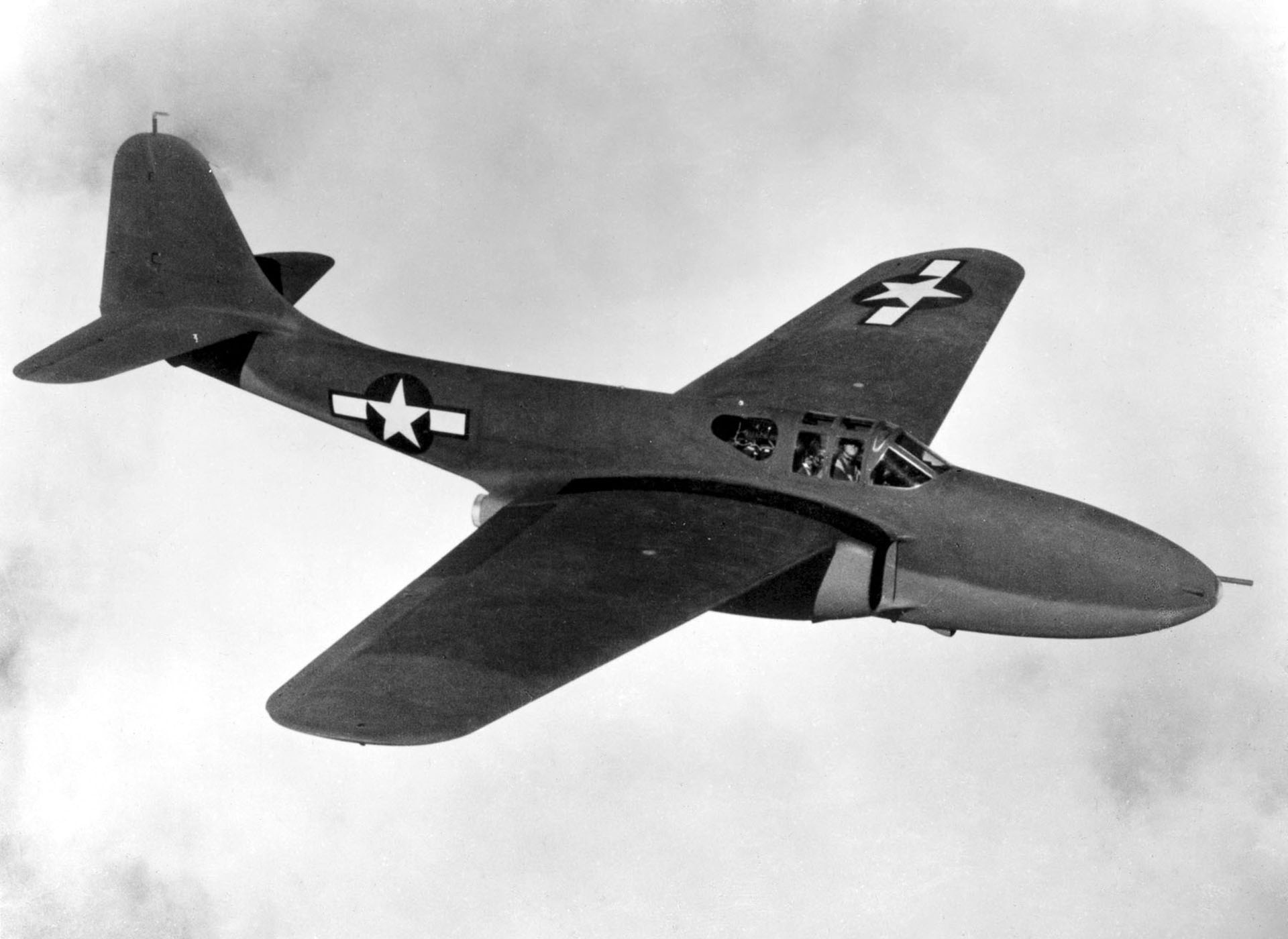
Bell YP-59A Airacomet
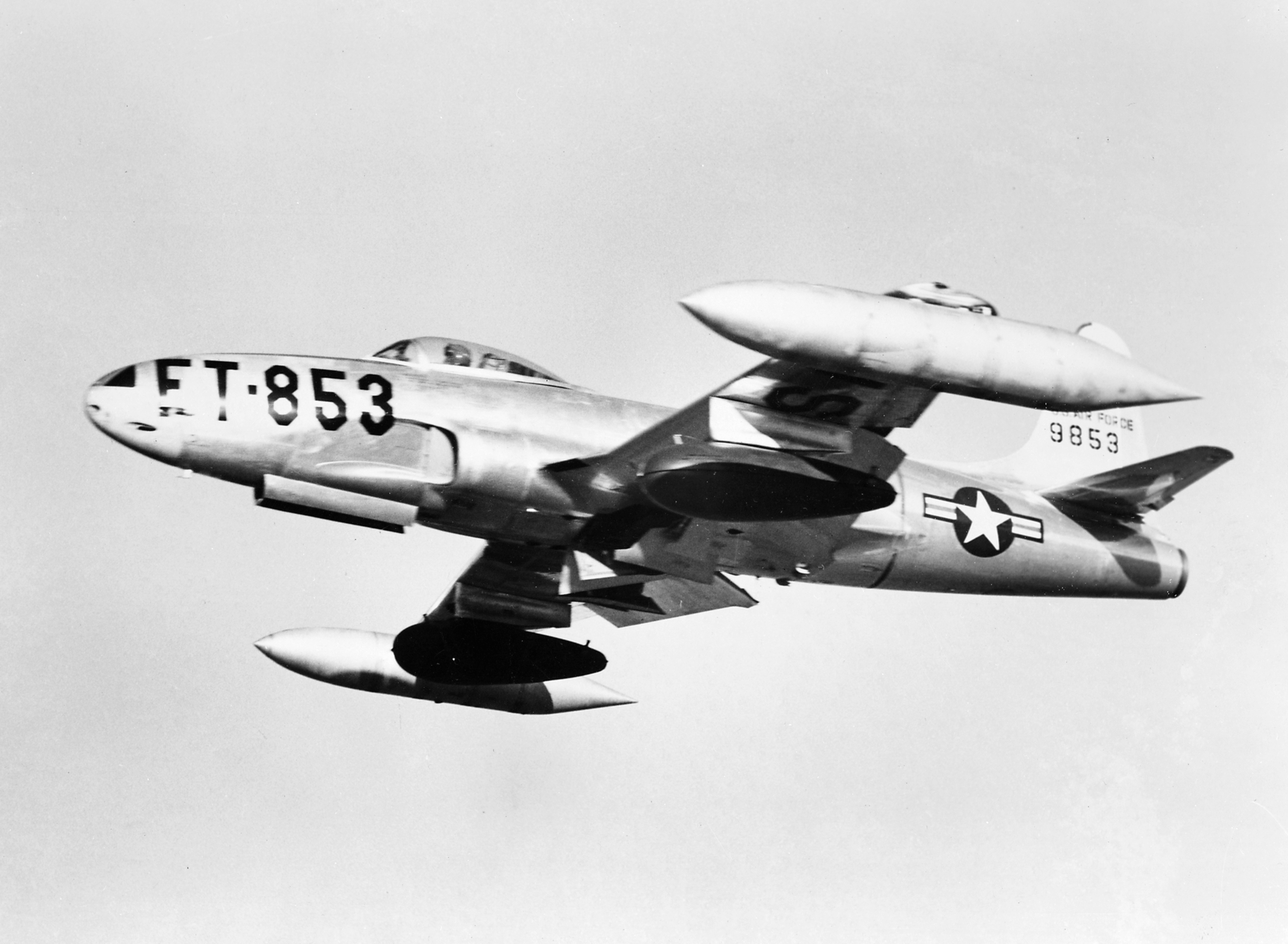
Lockheed F-80C Shooting Star
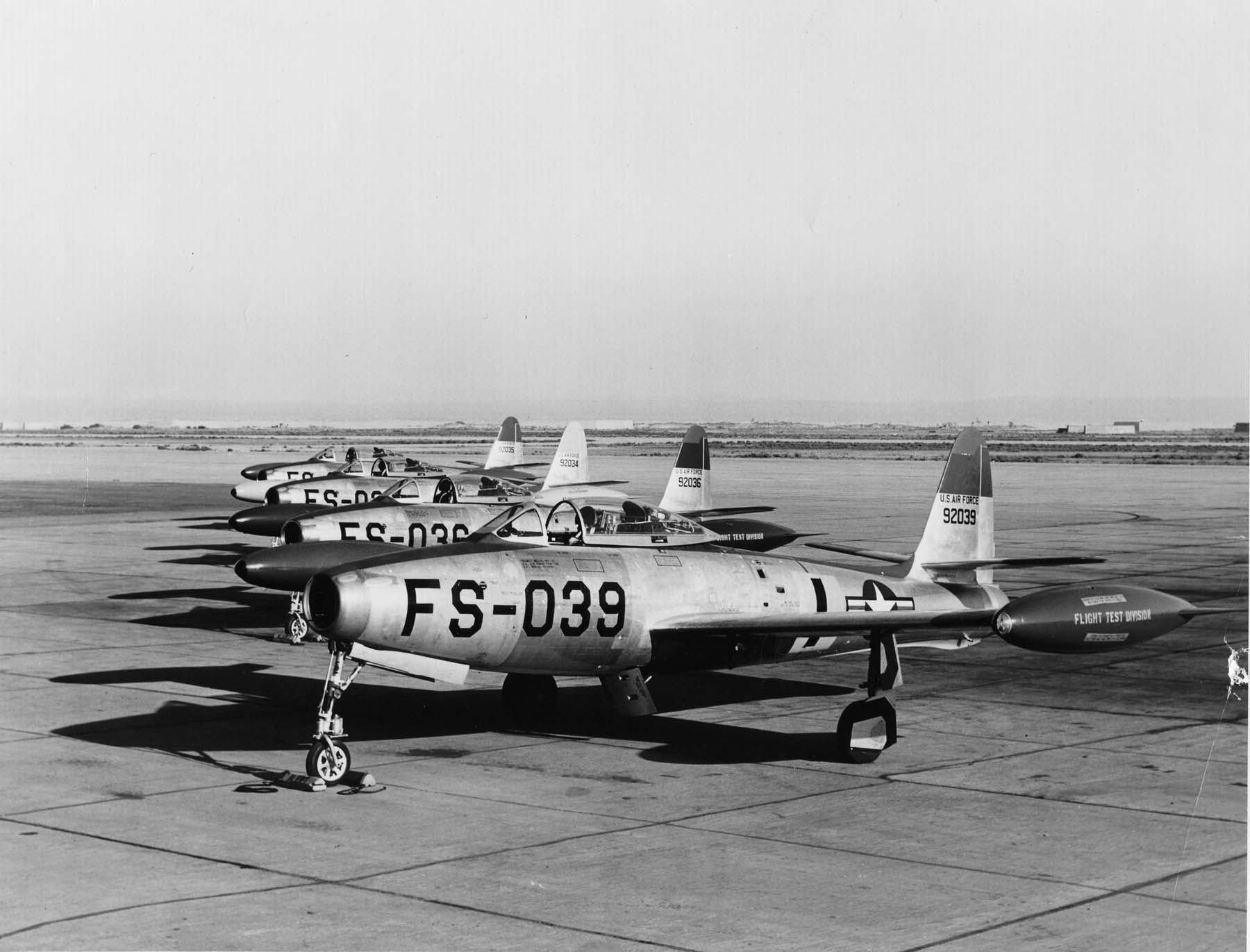
Republic F-84E Thunderjet
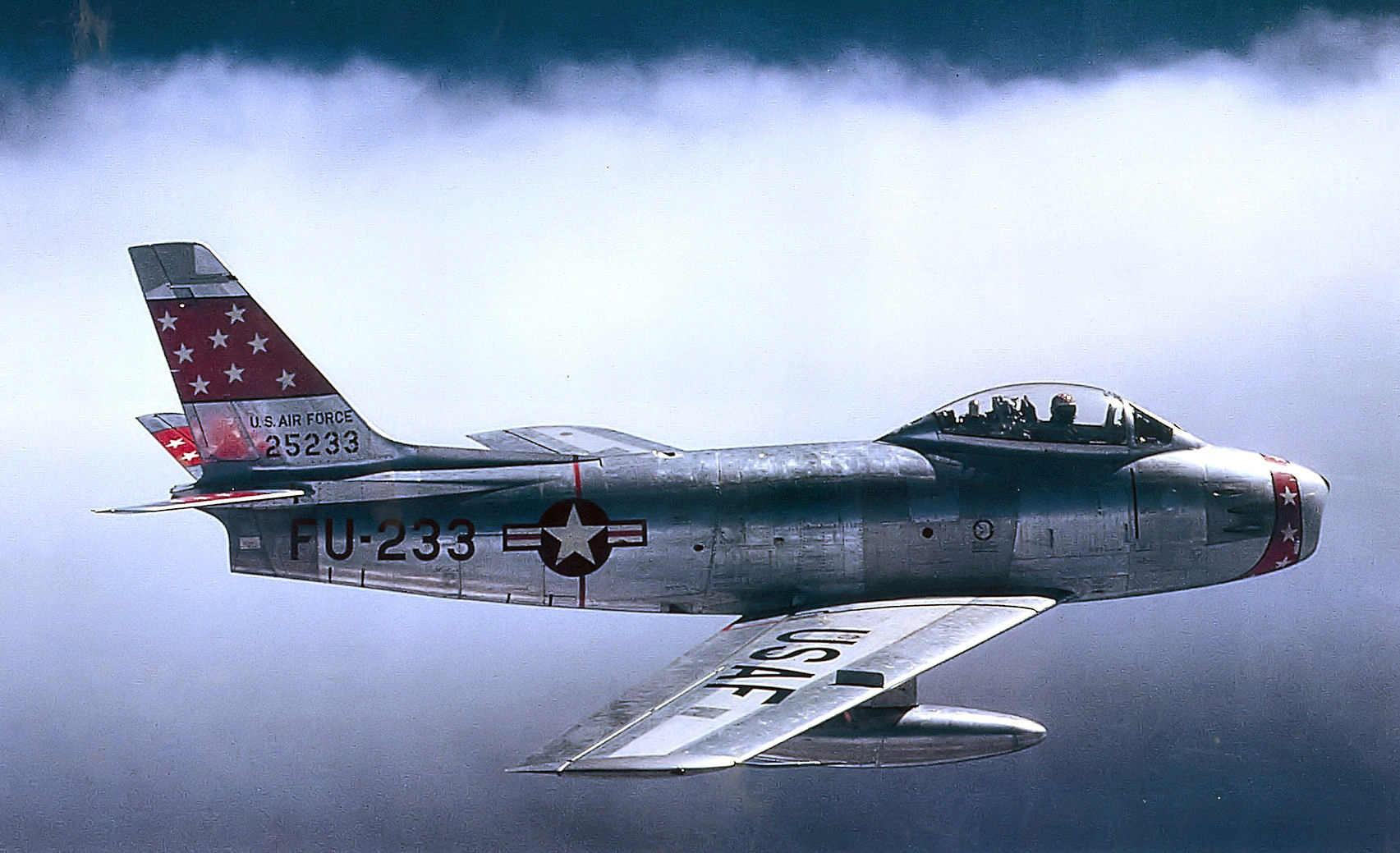
North American F-86F Sabre
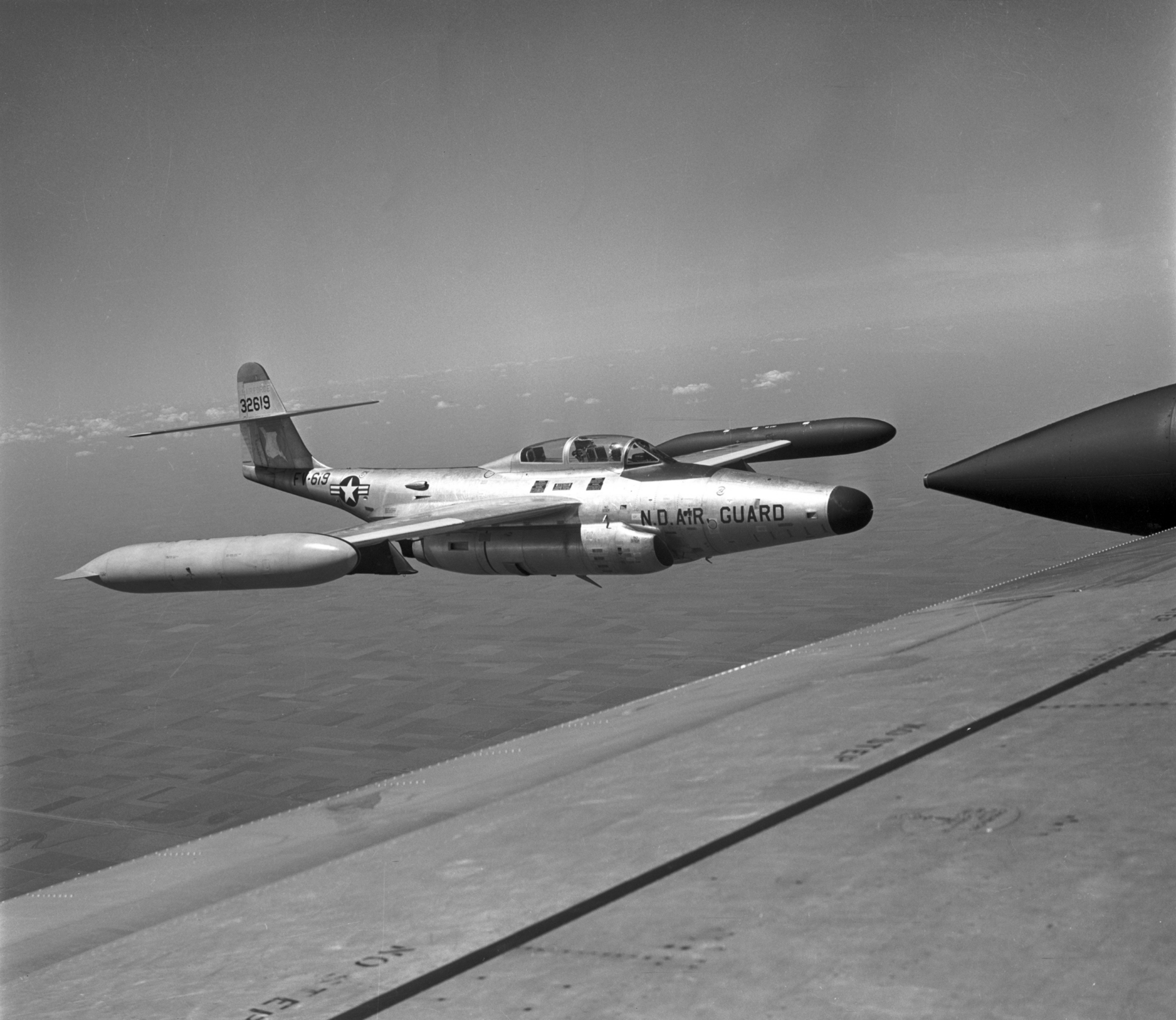
Northrop F-89J Scorpion
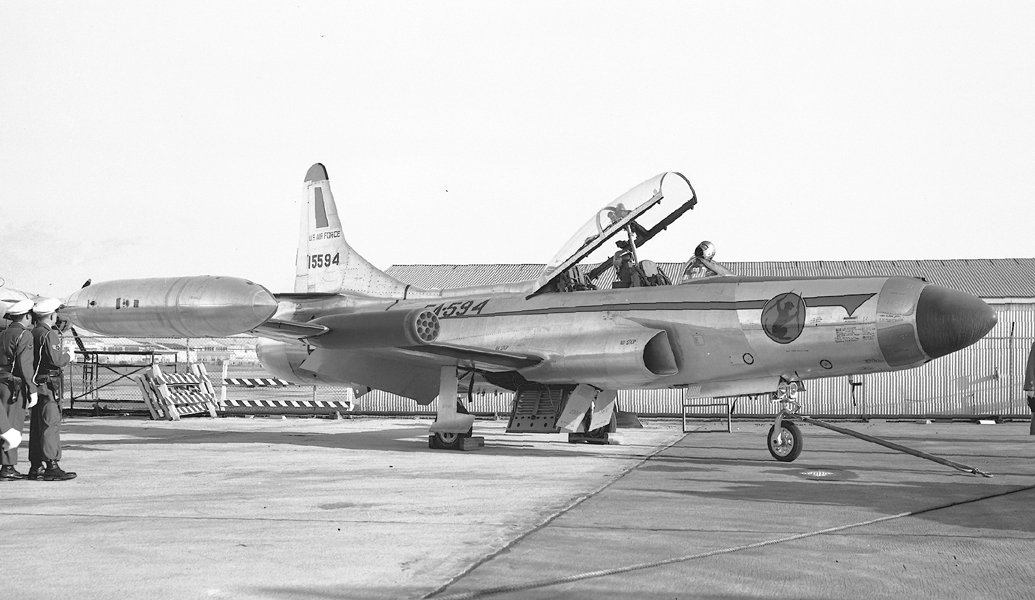
Lockheed F-94C Starfire
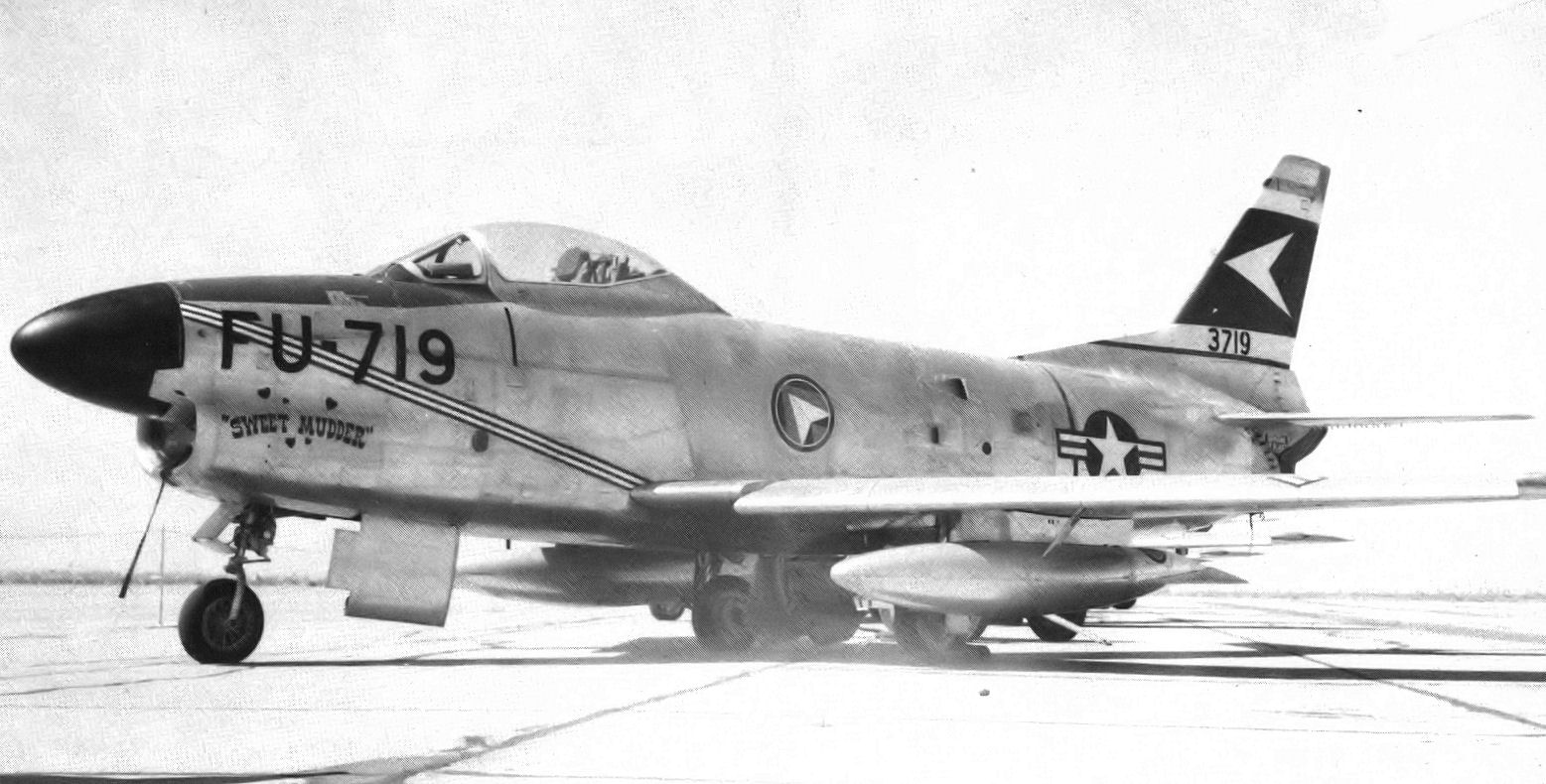
North American F-86D Sabre
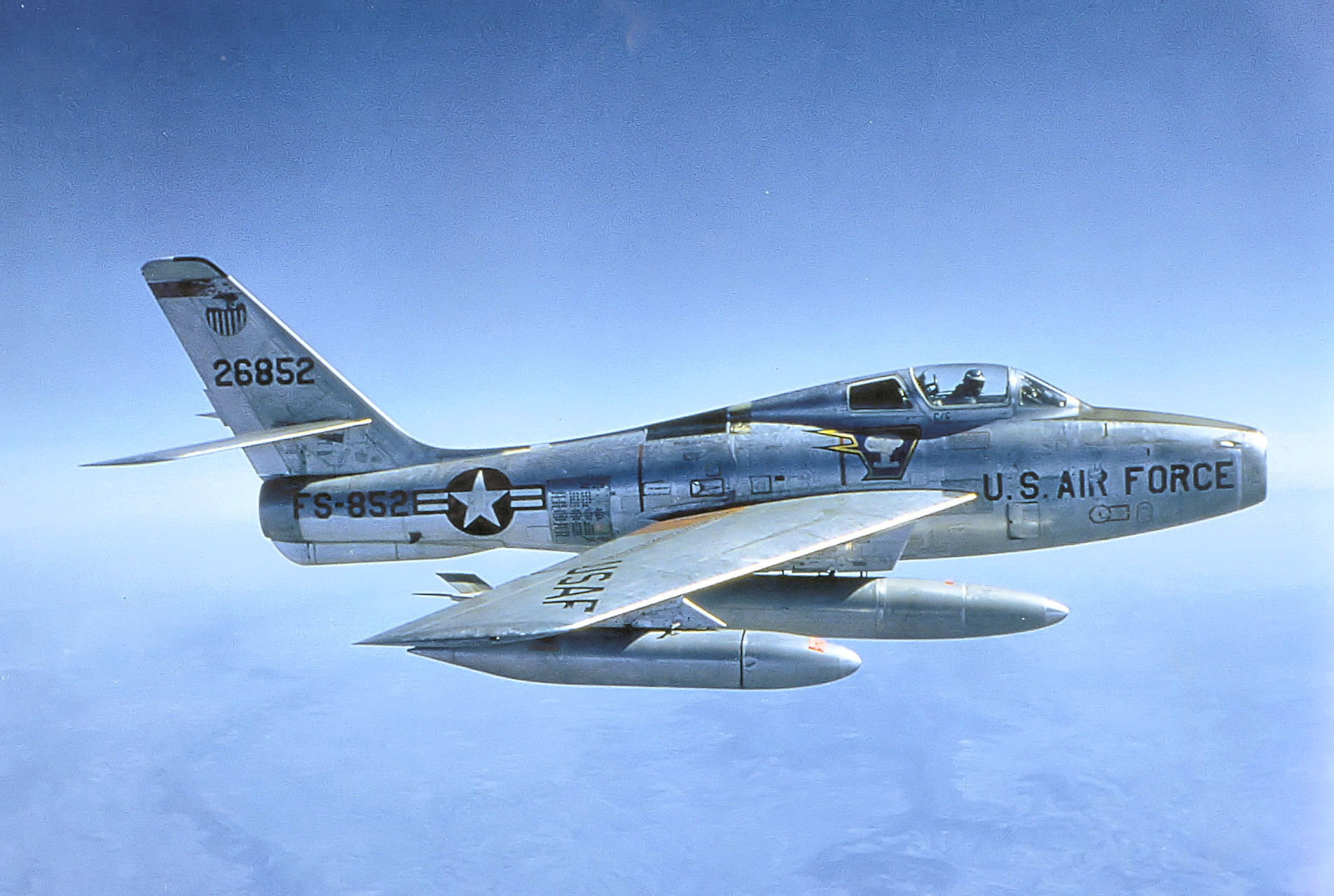
Republic F-84F Thunderstreak
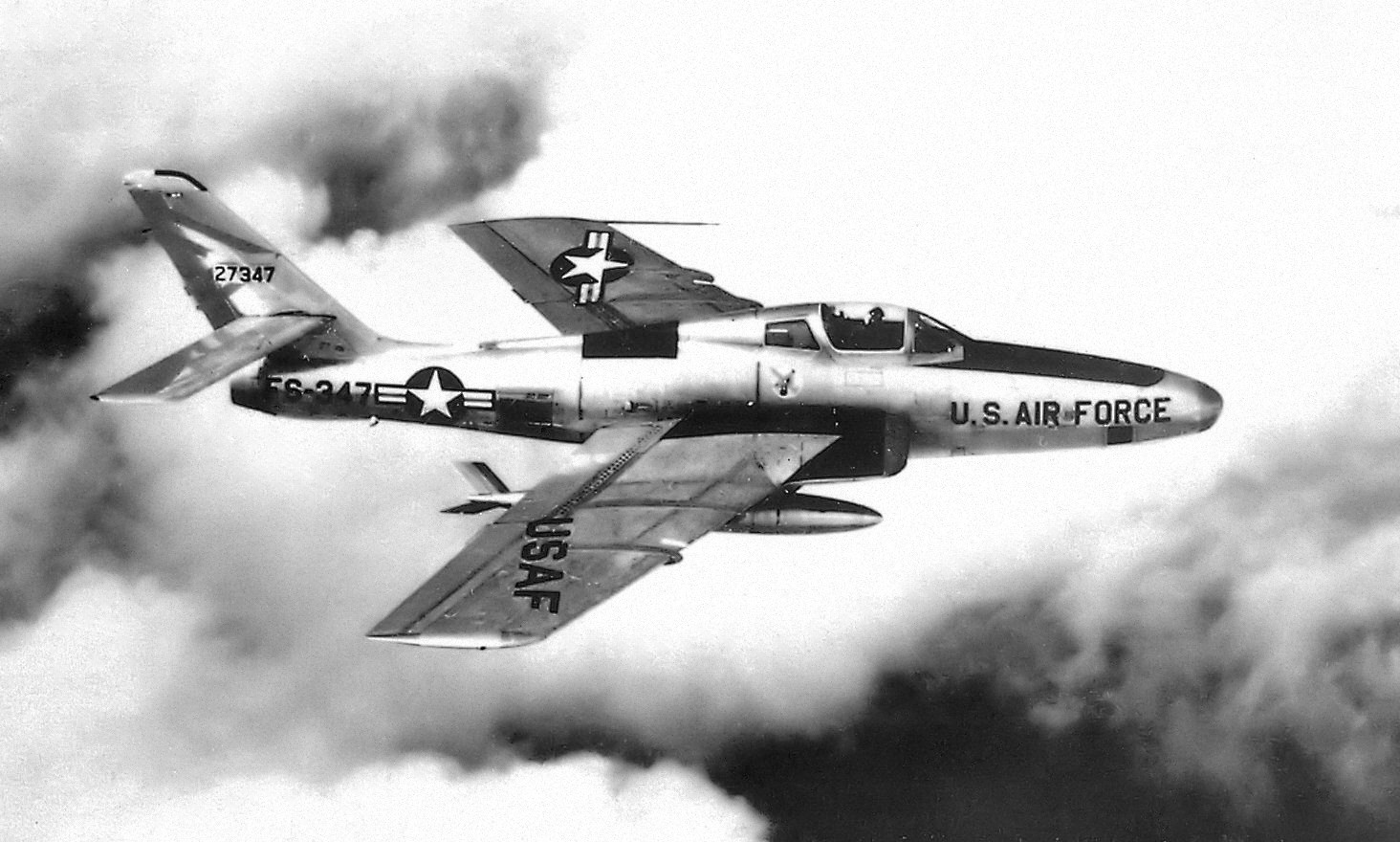
Republic RF-84F Thunderflash

- US Navy:
  - Ryan FR Fireball (1944) – Mischantrieb Kolbenmotor/Strahltriebwerk
  - McDonnell FH Phantom (1945)
  - North American FJ-1 Fury (1946)
  - Vought F6U Pirate (1946)
  - McDonnell F2H Banshee (1947)
  - Grumman F9F Panther (1947)
  - Douglas F3D/F-10 Skyknight (1948)
  - Vought F7U Cutlass (1948)
  - Douglas F4D Skyray (1951)
  - McDonnell F3H/F-3 Demon (1951)
  - Grumman F9F/F-9 Cougar (1951)
  - North American FJ-2/-3 Fury (1951) – zweite Variante der FJ Fury
  - North American FJ-4/F-1 Fury (1954) – dritte Variante der FJ Fury

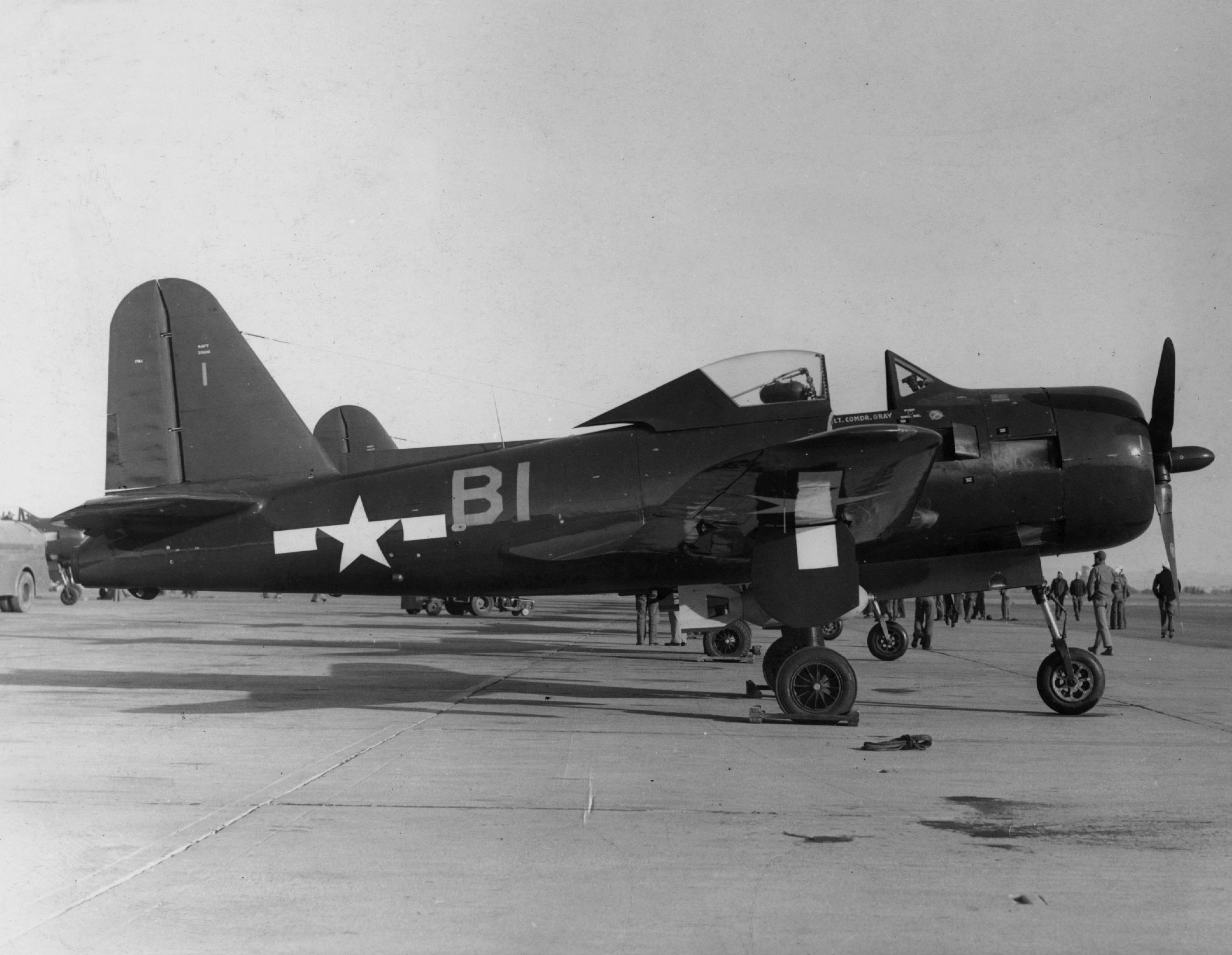
Ryan FR-1 Fireball
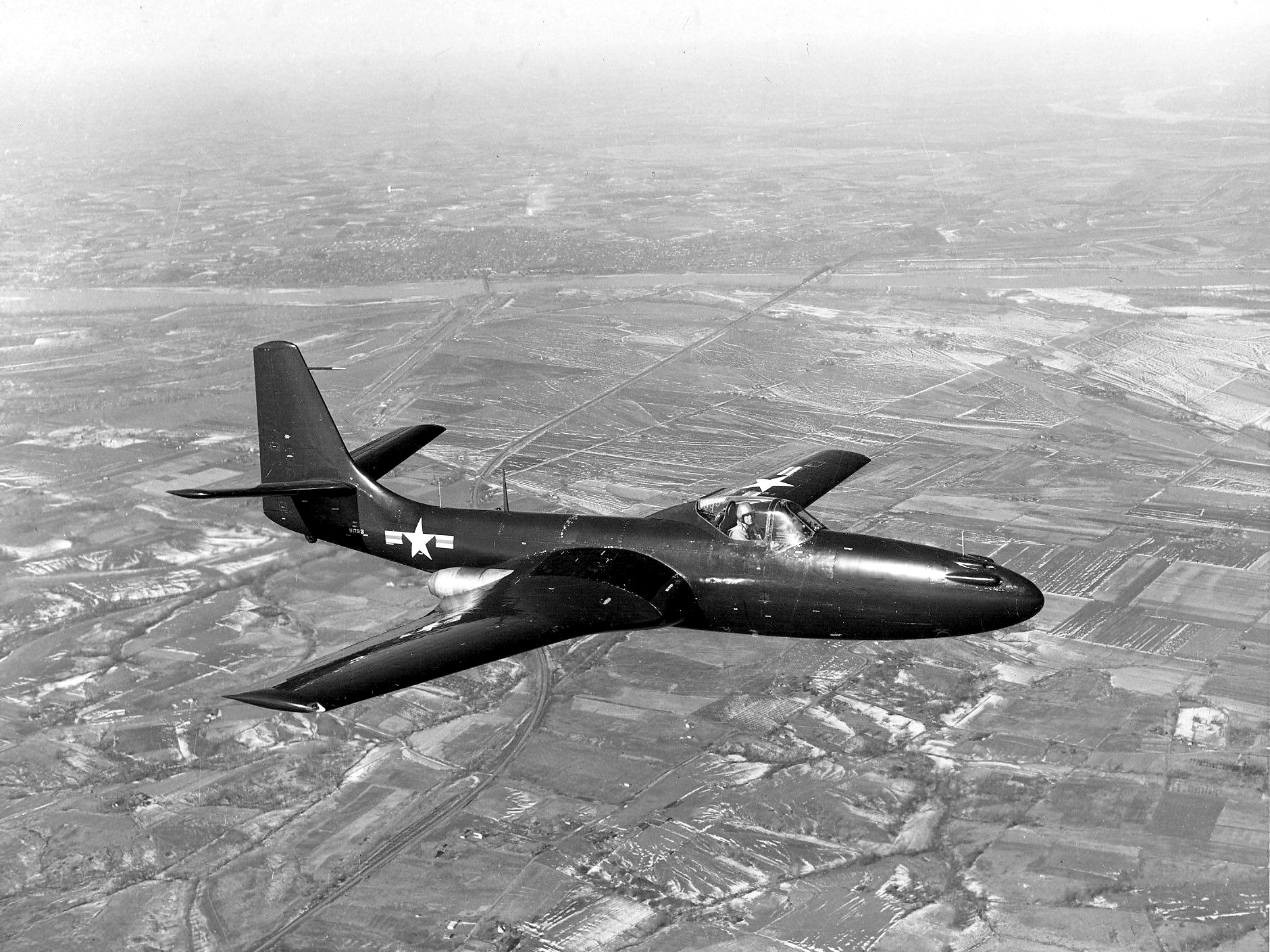
McDonnell FH-1 Phantom
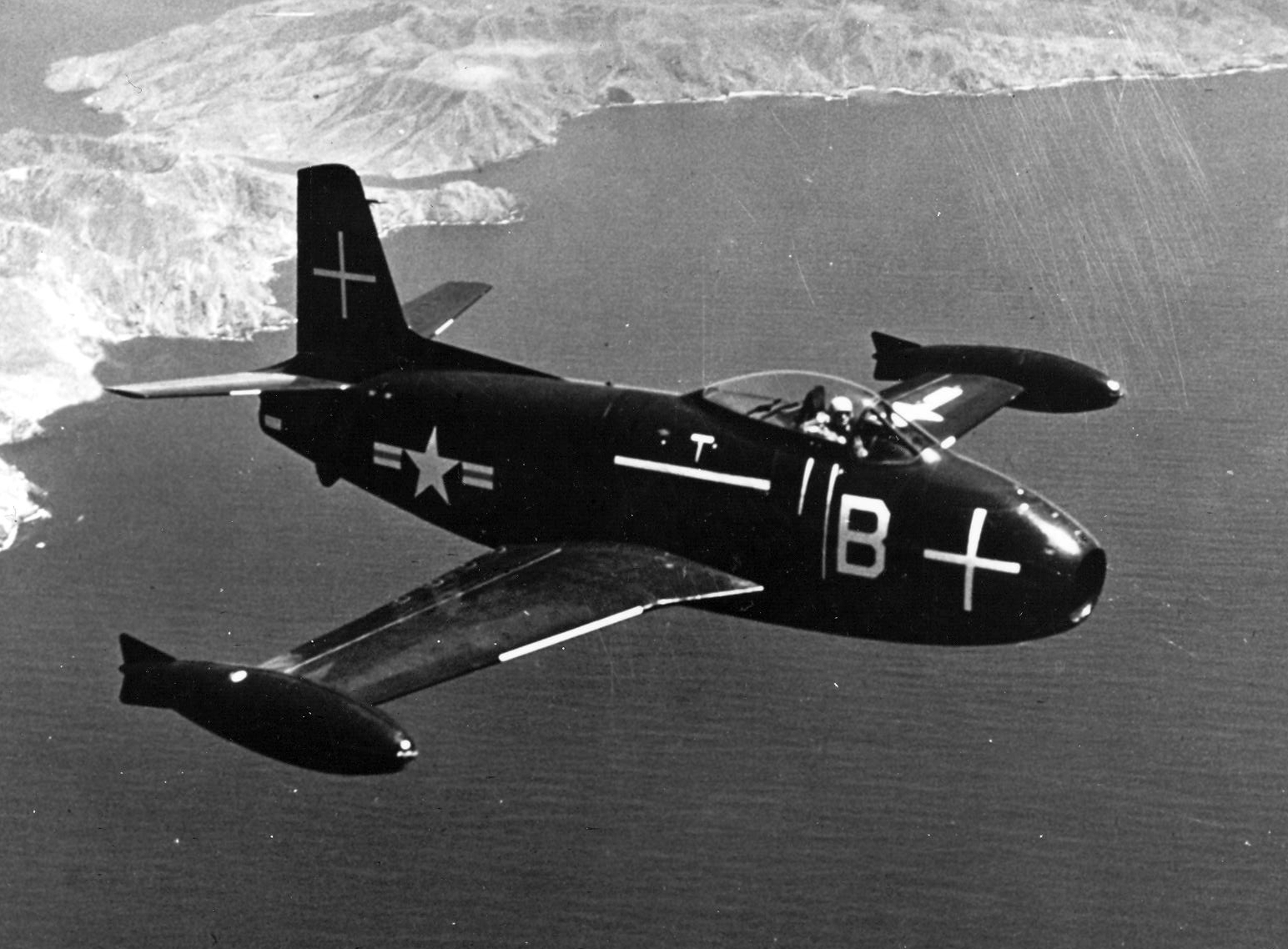
North American FJ-1 Fury
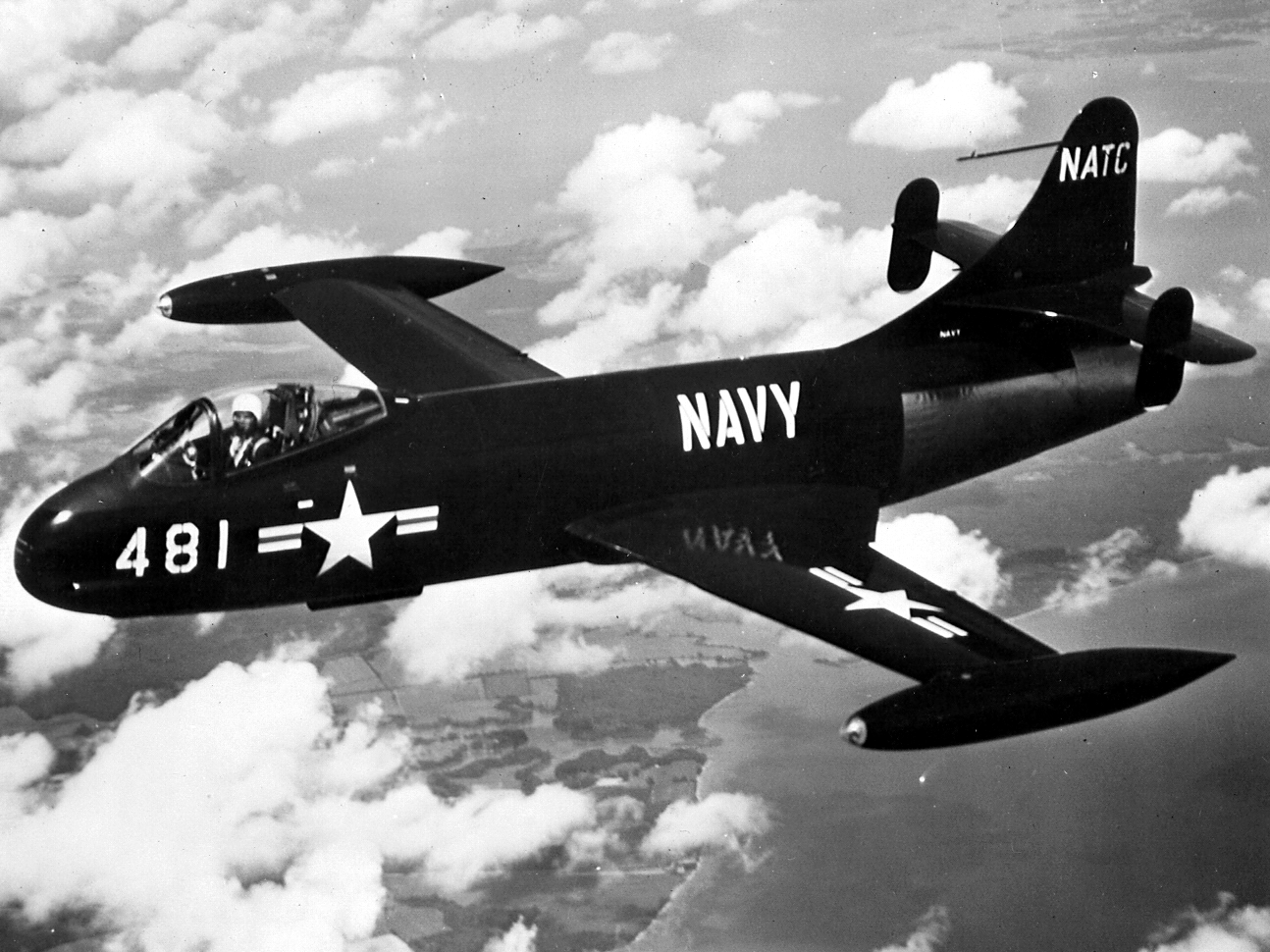
Vought F6U-1 Pirate
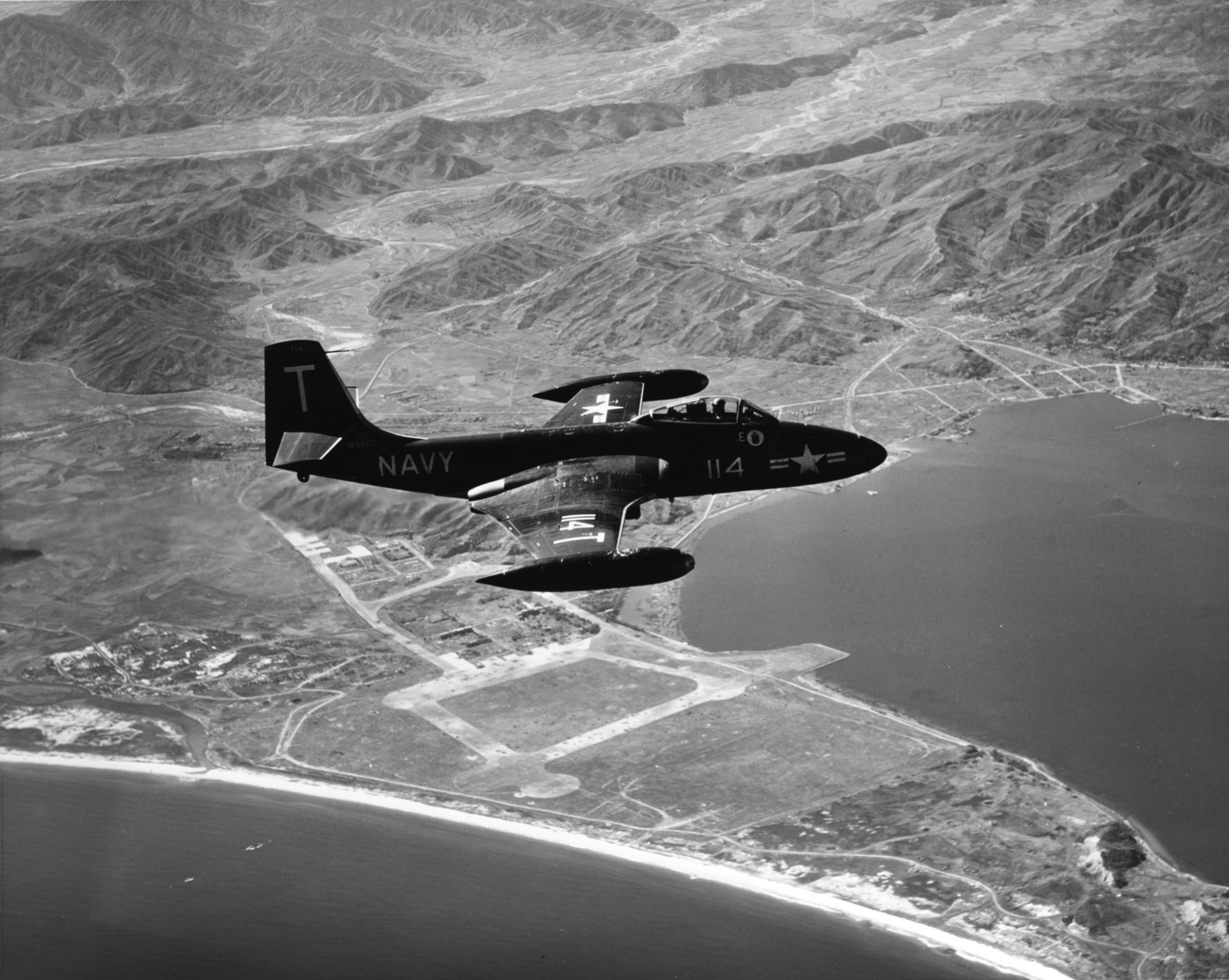
McDonnell F2H-2 Banshee
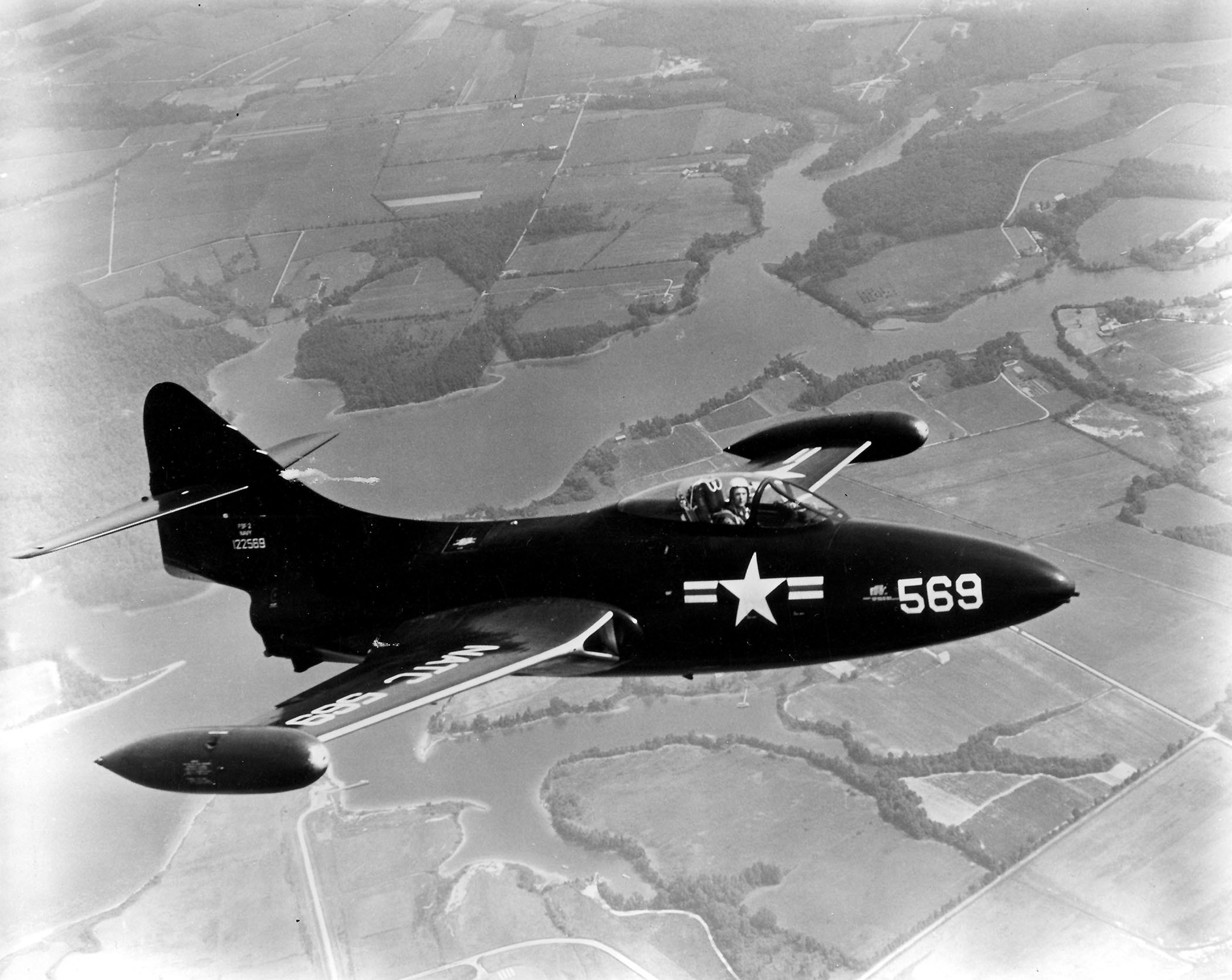
Grumman F9F-2 Panther
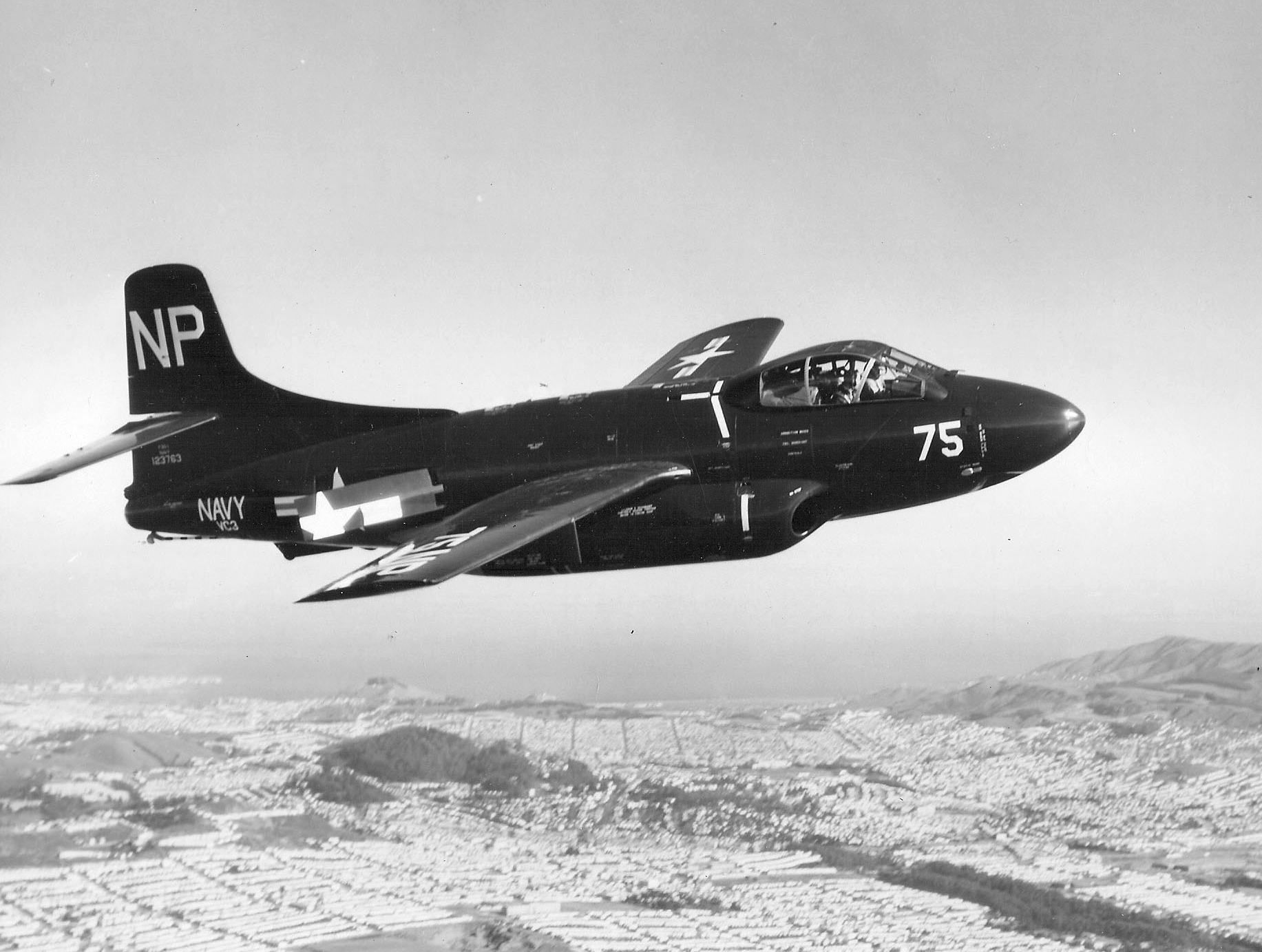
Douglas F3D-1 Skyknight
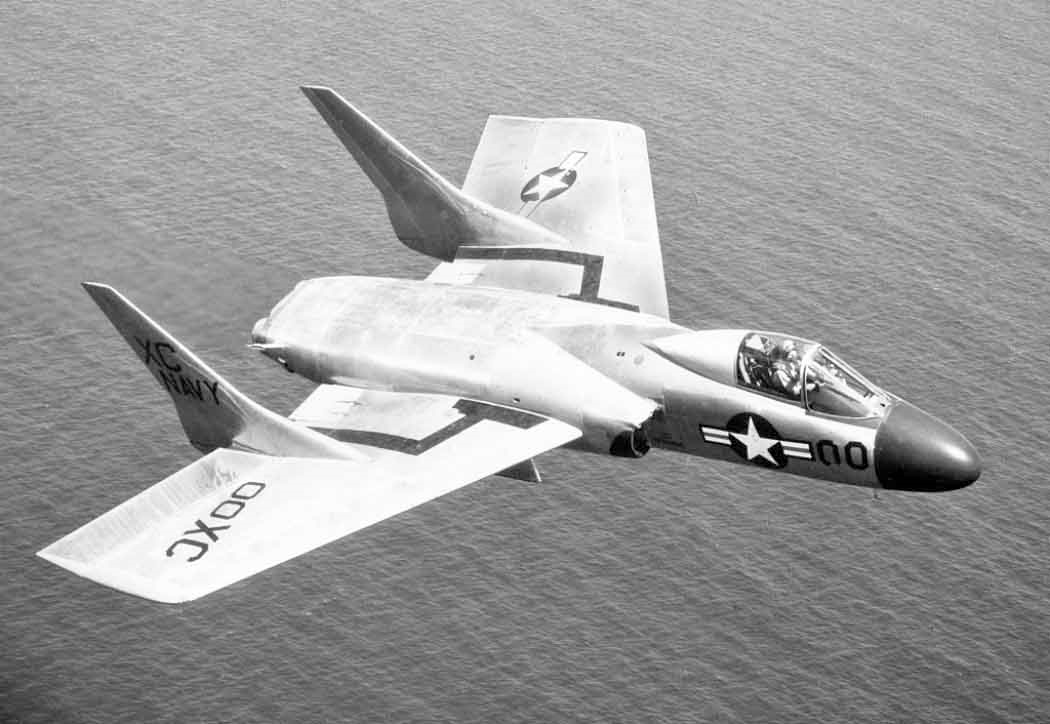
Vought F7U Cutlass
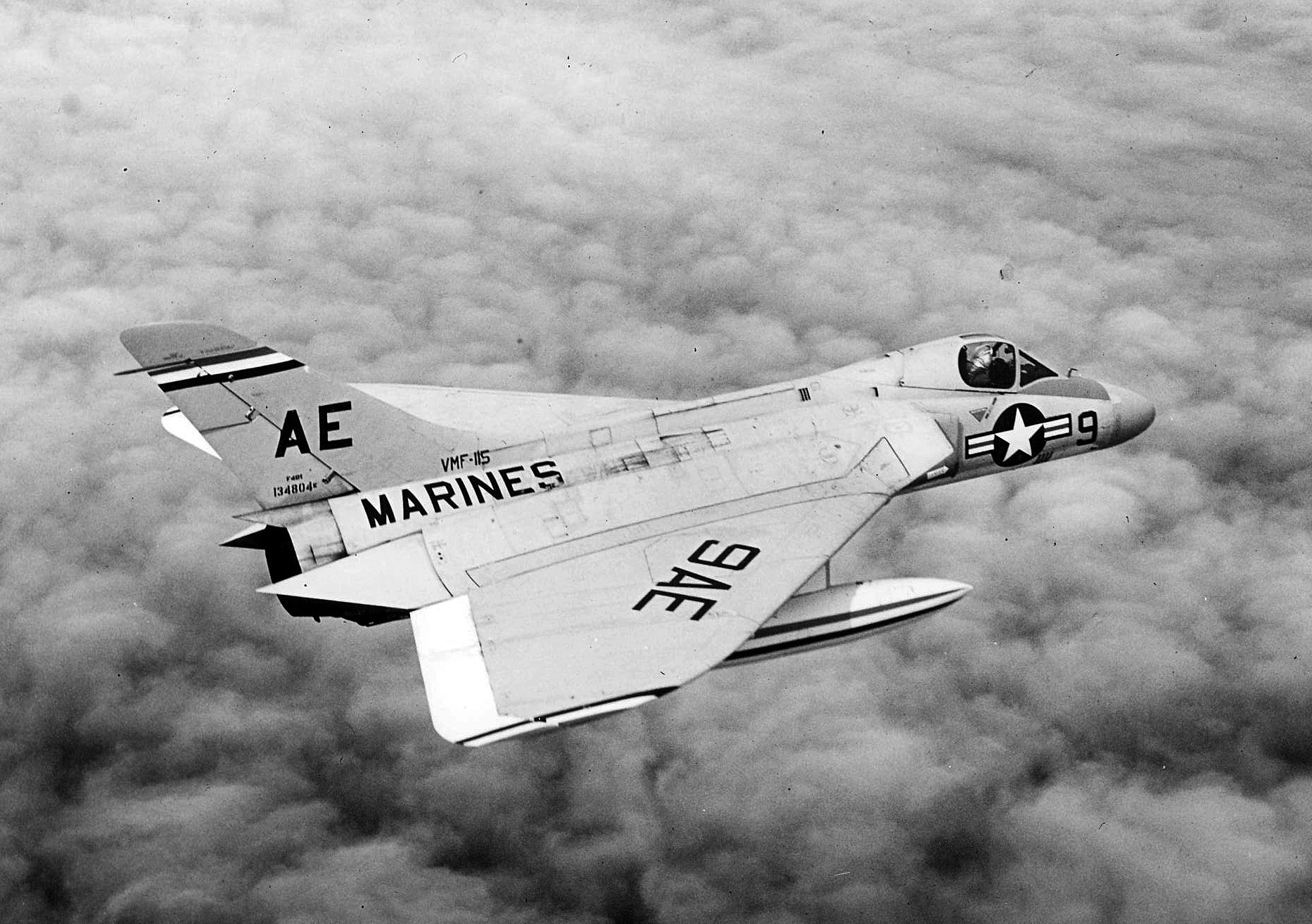
Douglas F4D-1 Skyray
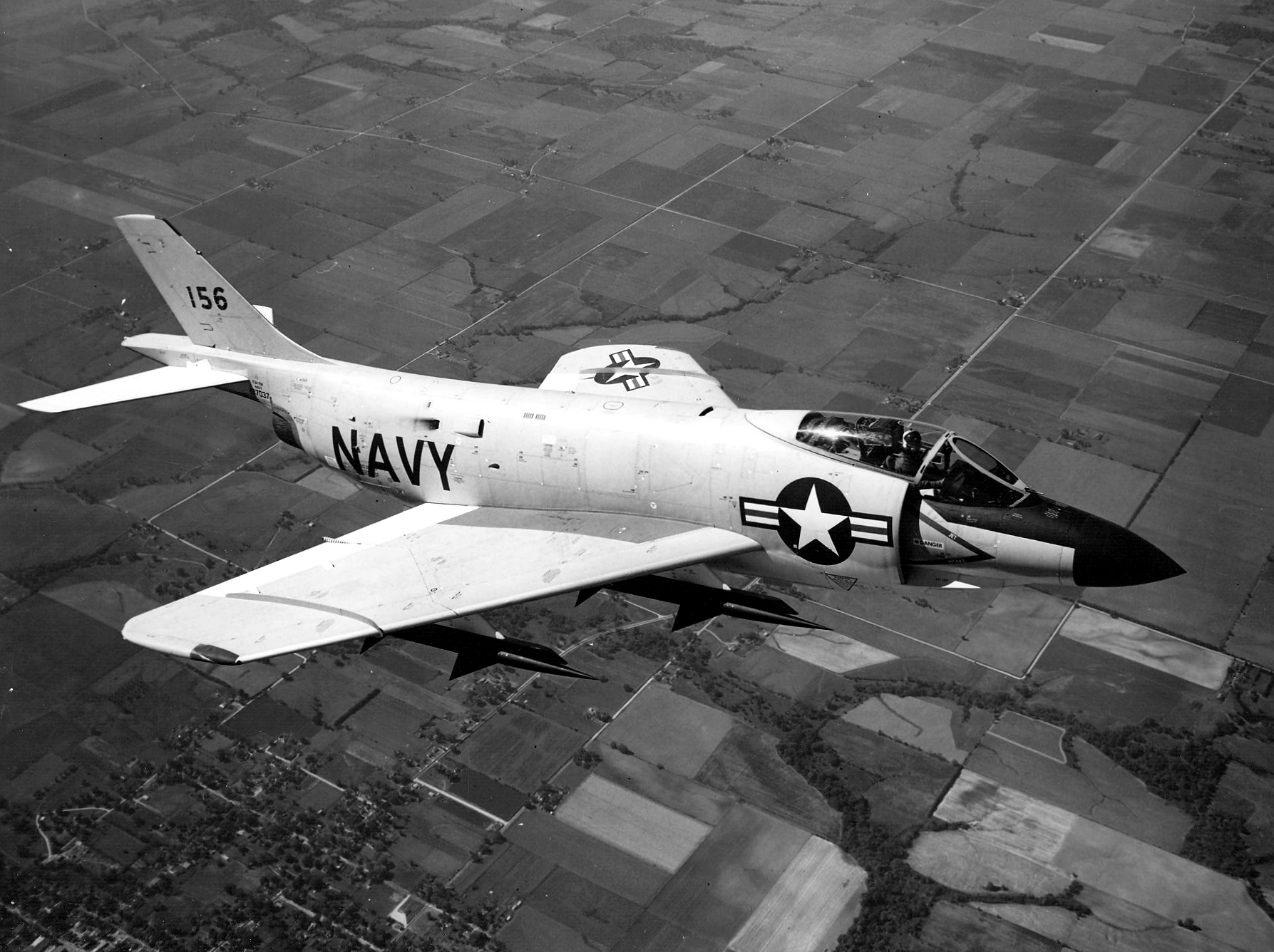
McDonnell F3H-2M Demon
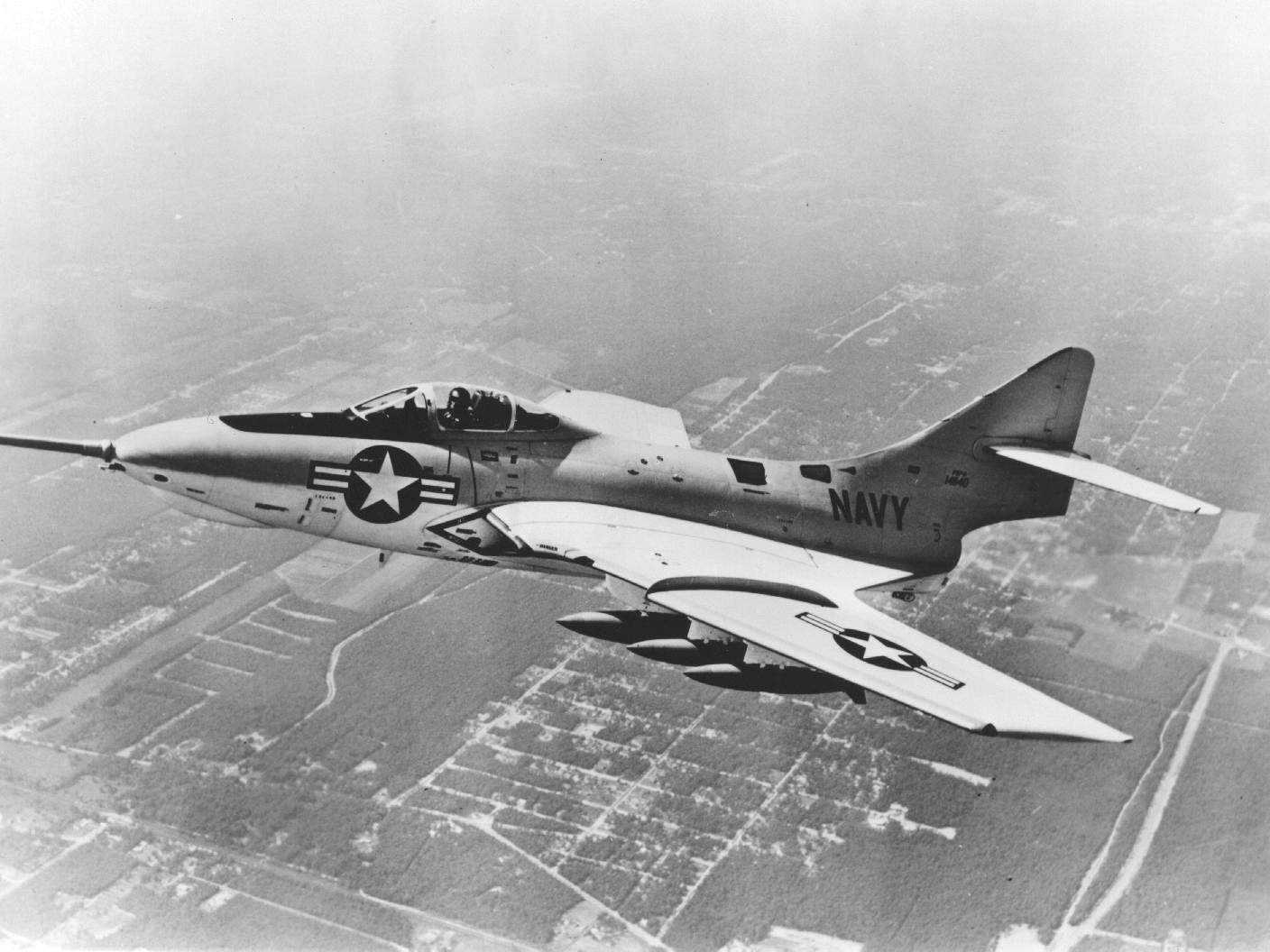
Grumman F9F-8 Cougar
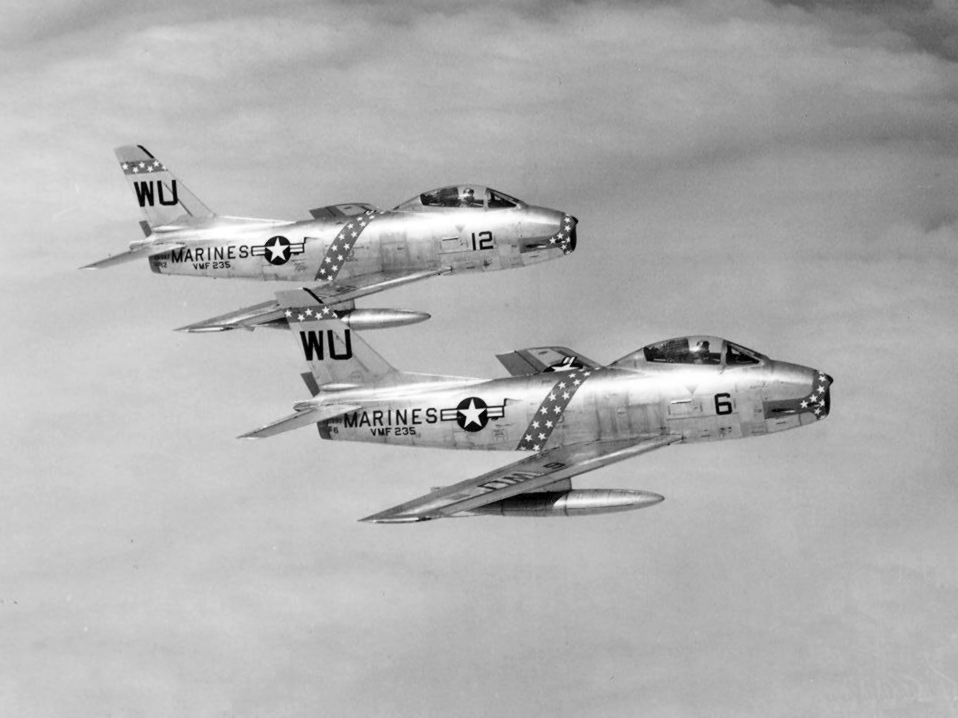
North American FJ-2 Fury
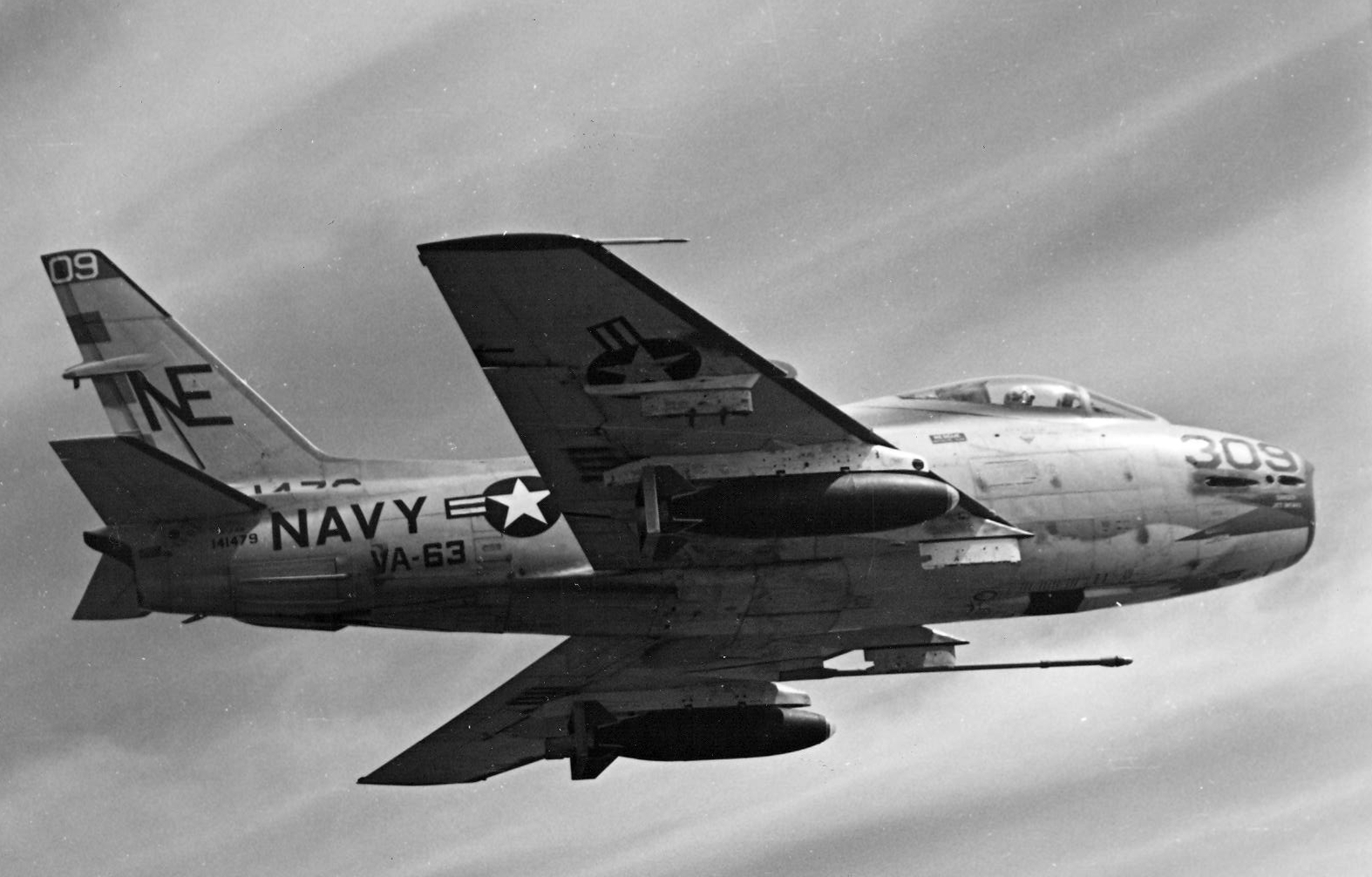
North American FJ-4B Fury

### Erdkampf- und Angriffsflugzeuge
Frankreich
- SNCASO SO.4050 Vautour IIA (1952) – Erdkampfvariante der Vautour

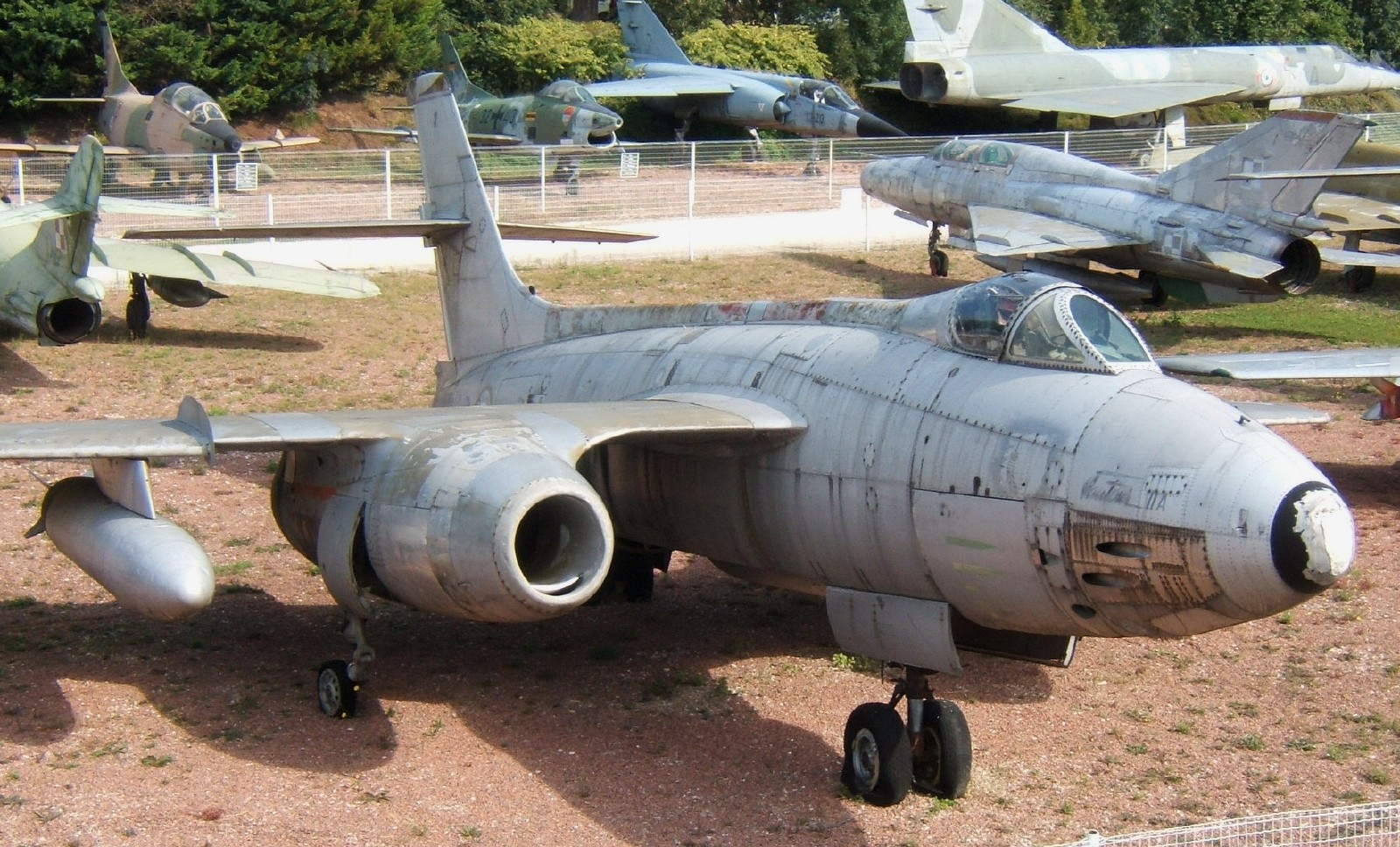
SNCASO SO.4050 Vautour IIA

### Strahltrainer/Leichte Erdkampfflugzeuge
Frankreich
- Fouga CM.170 Magister (1952)

 Italien
- Fiat G.80 (1951)

 Niederlande
- Fokker S.14 Machtrainer (1951)

 Vereinigte Staaten
- Lockheed T-33 T-Bird (1948) – Trainerversion der P-80
- Lockheed T2V/T-1 SeaStar (1953) – trägertaugliche Variante der T-33

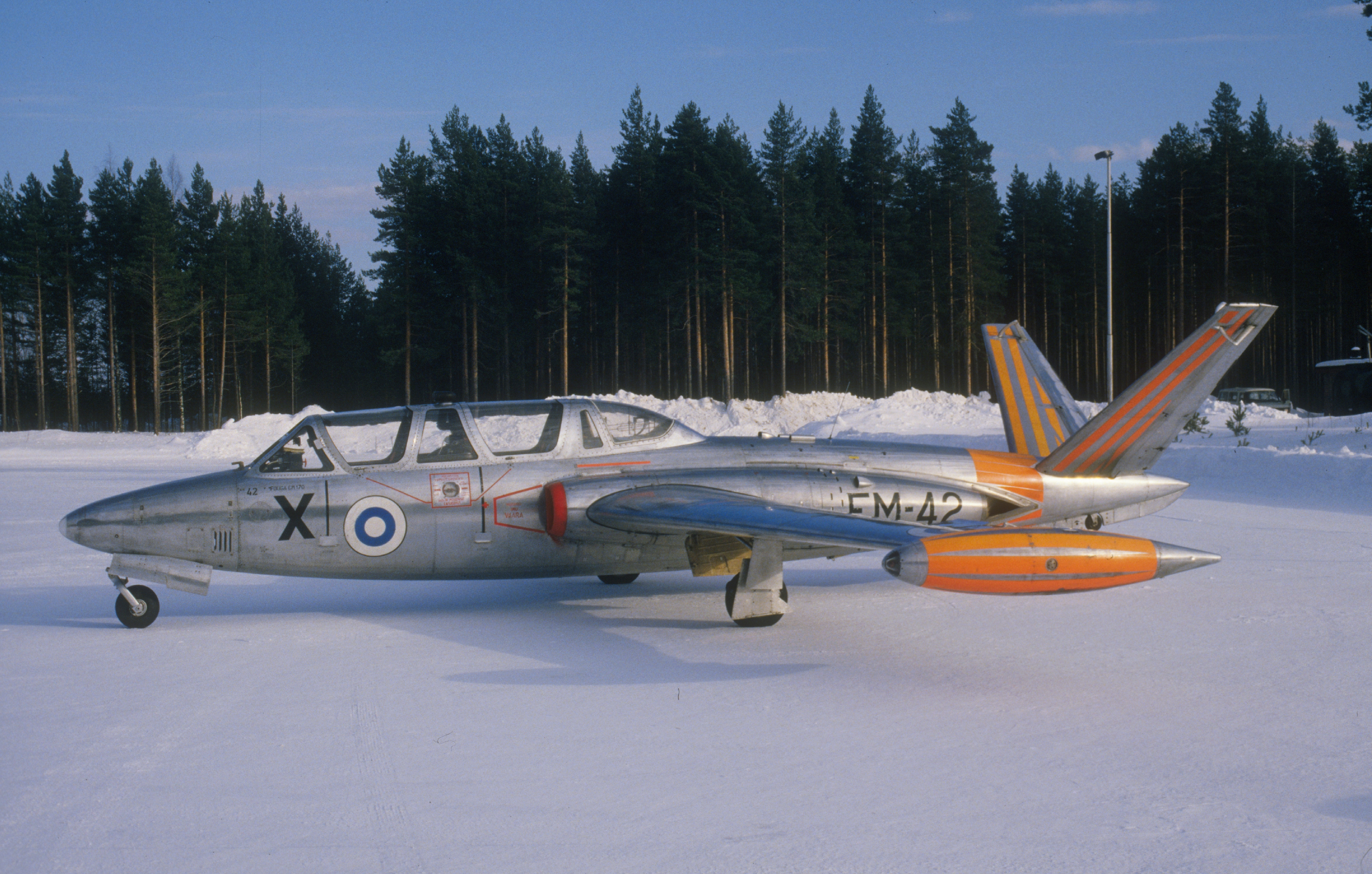
Fouga CM-170 Magister
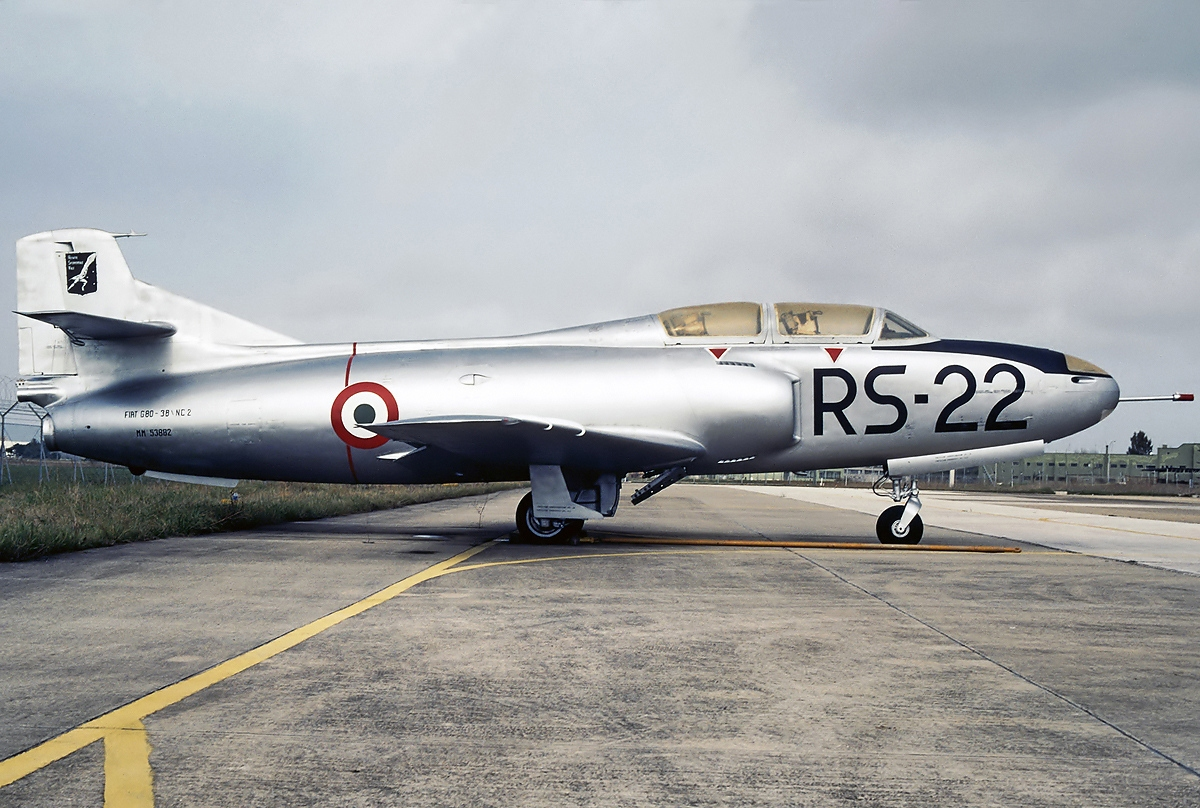
Fiat G.80
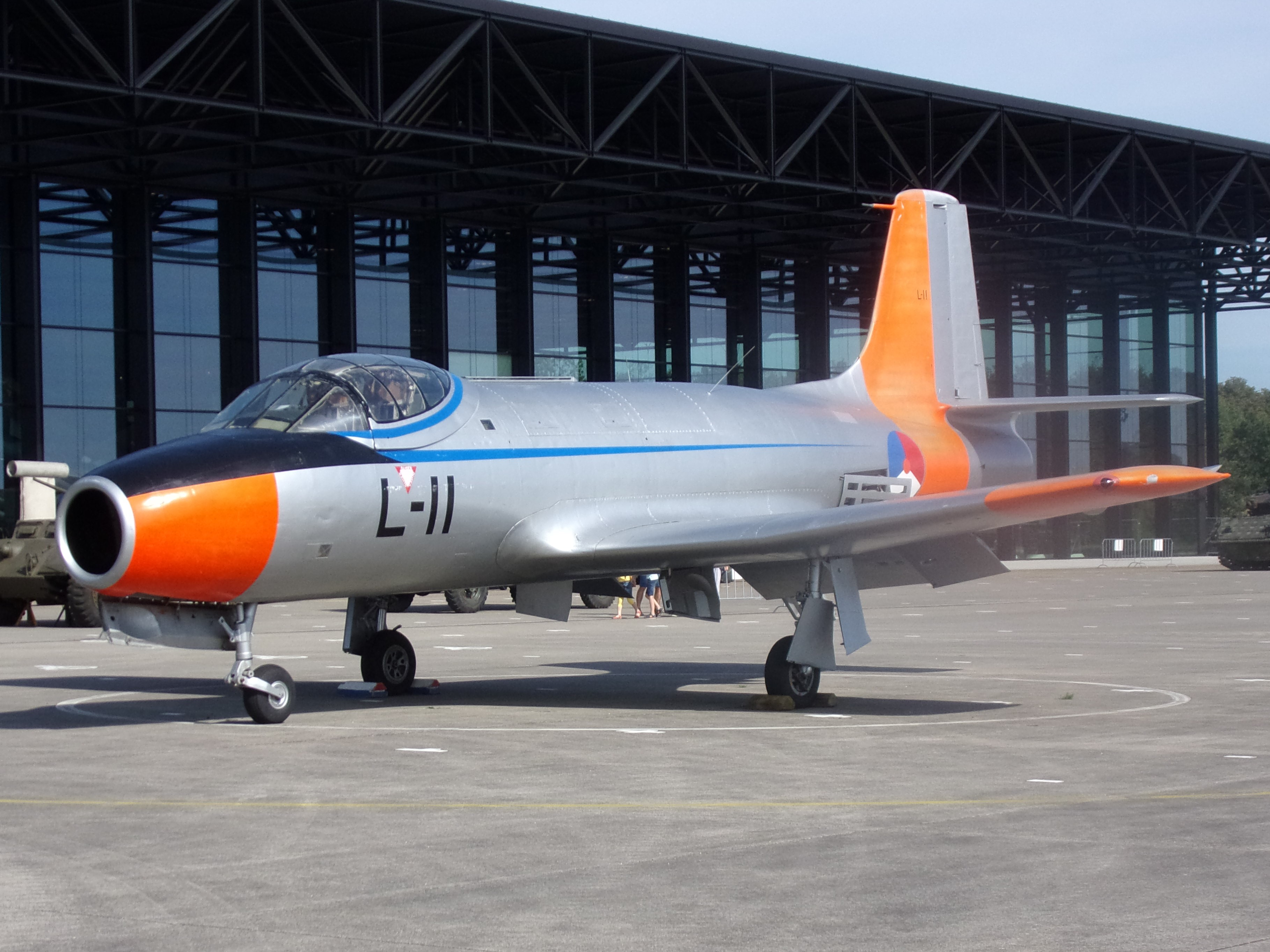
Fokker S.14 Machtrainer
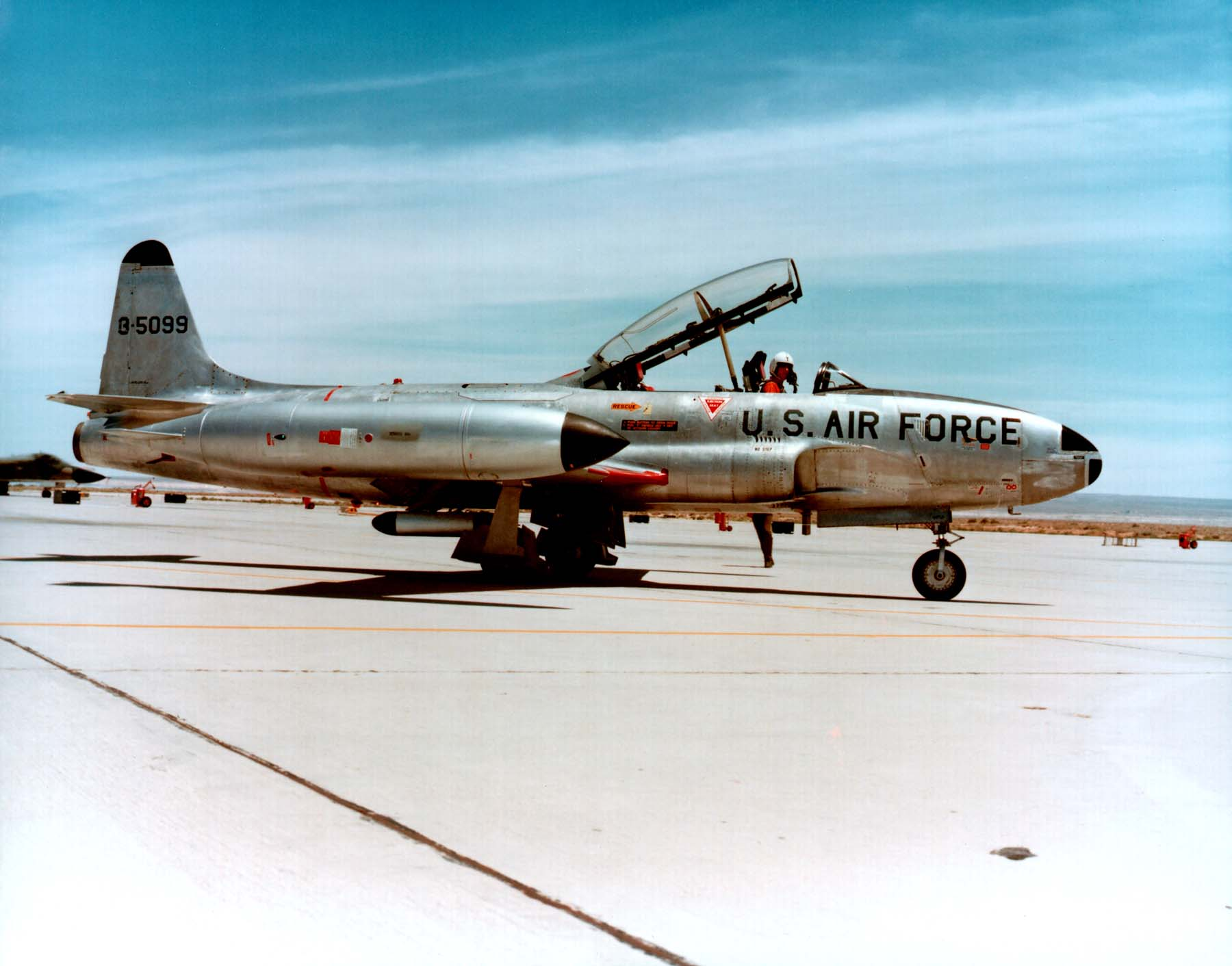
Lockheed T-33 T-Bird
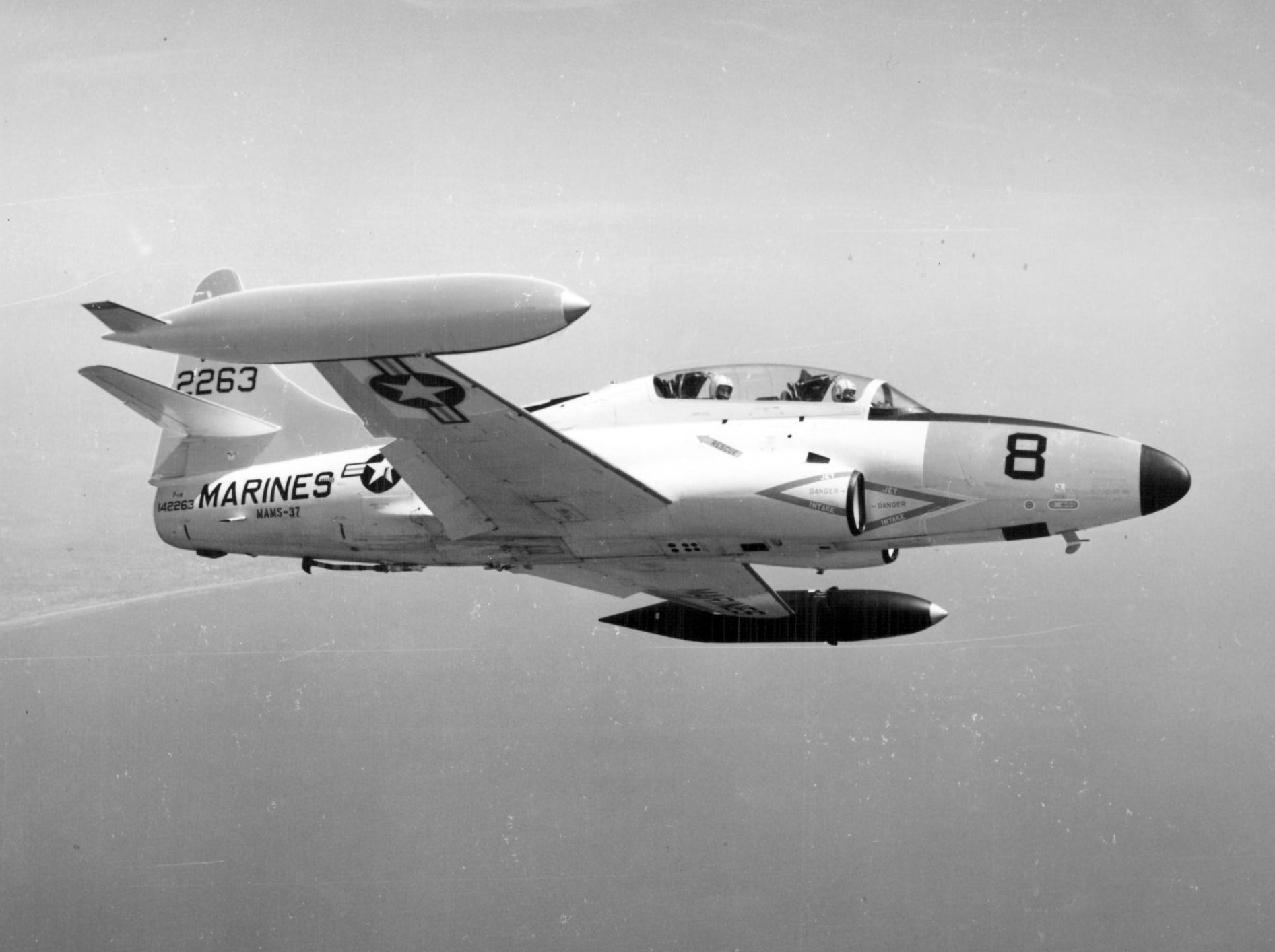
Lockheed T-1A SeaStar

### Bomber
Volksrepublik China
- Harbin H-5 (1966) – unlizenzierter Nachbau der Iljuschin Il-28

 Deutsches Reich
- Arado Ar 234 (1943)
- Junkers Ju 287 (1944)
- Heinkel He 343 – Projekt bei Kriegsende 1945 abgebrochen

 Frankreich
- SNCASO SO.4050 Vautour IIB – Bombervariante der Vautour

 Sowjetunion
- Tupolew Tu-12 (1947)
- Iljuschin Il-28 «Beagle» (1948)
- Tupolew Tu-14 «Bosun» (1949)

 Vereinigtes Königreich
- English Electric Canberra (1949)

 Vereinigte Staaten
- Convair B-36 Peacemaker (1946) – Mischantrieb Kolbenmotoren/Strahltriebwerke
- North American B-45 Tornado (1947)
- Northrop YB-49 (1947) – Nurflügelbomber
- Boeing B-47 Stratojet (1947)
- Martin B-57 Canberra (1953) – modifizierter Lizenzbau der English Electric Canberra

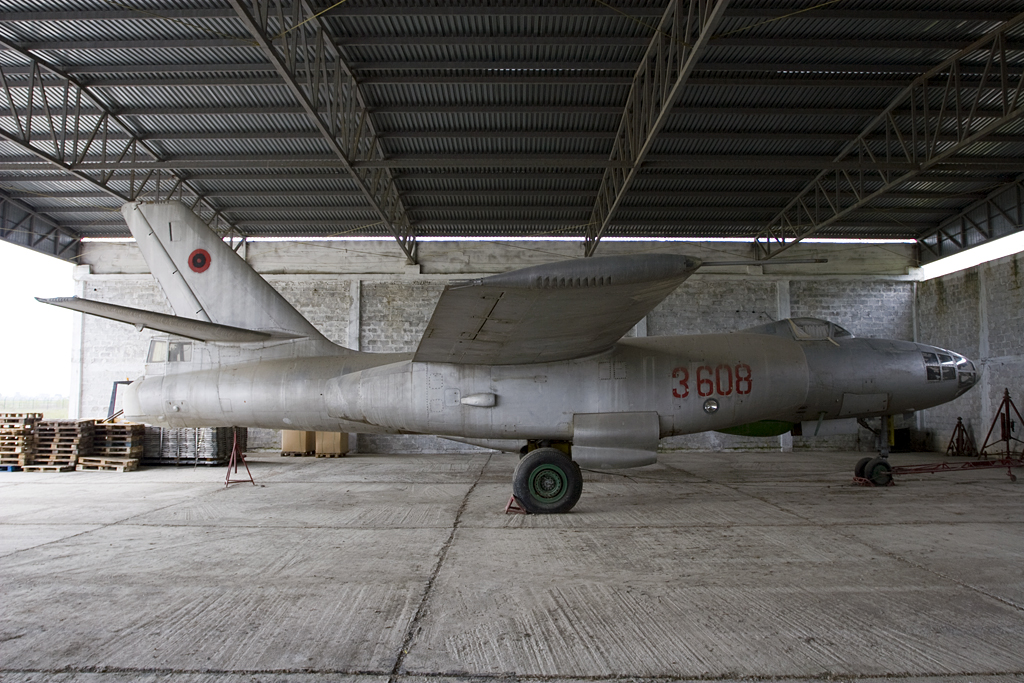
Harbin H-5
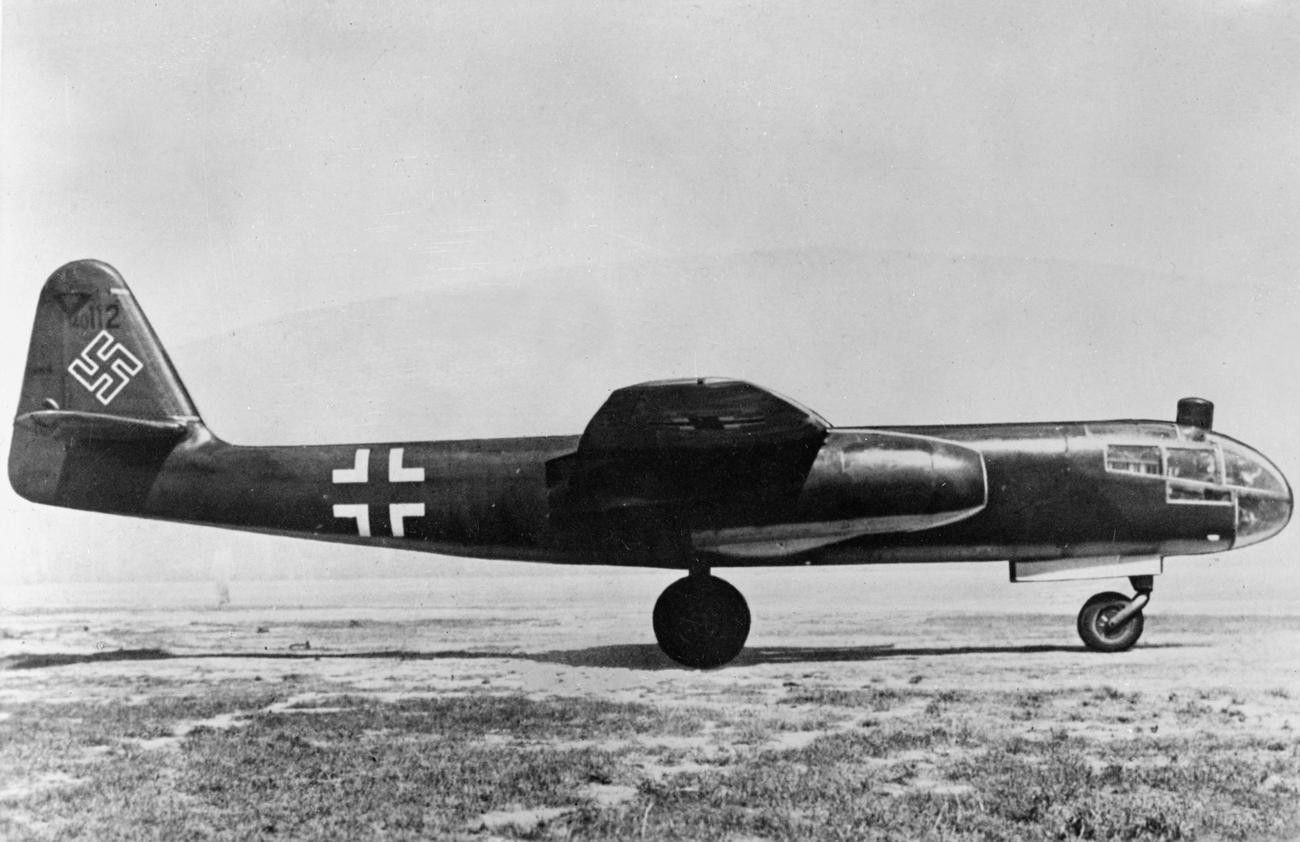
Arado Ar 234B
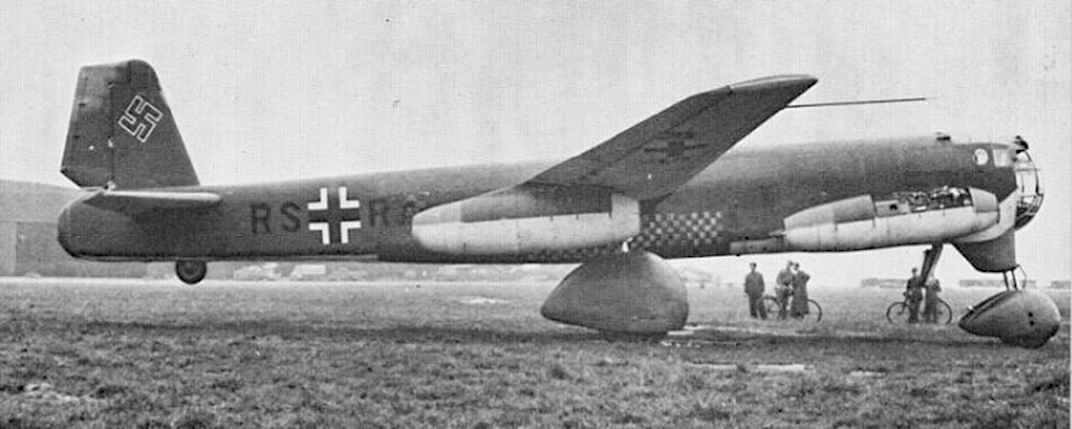
Junkers Ju 287 V1
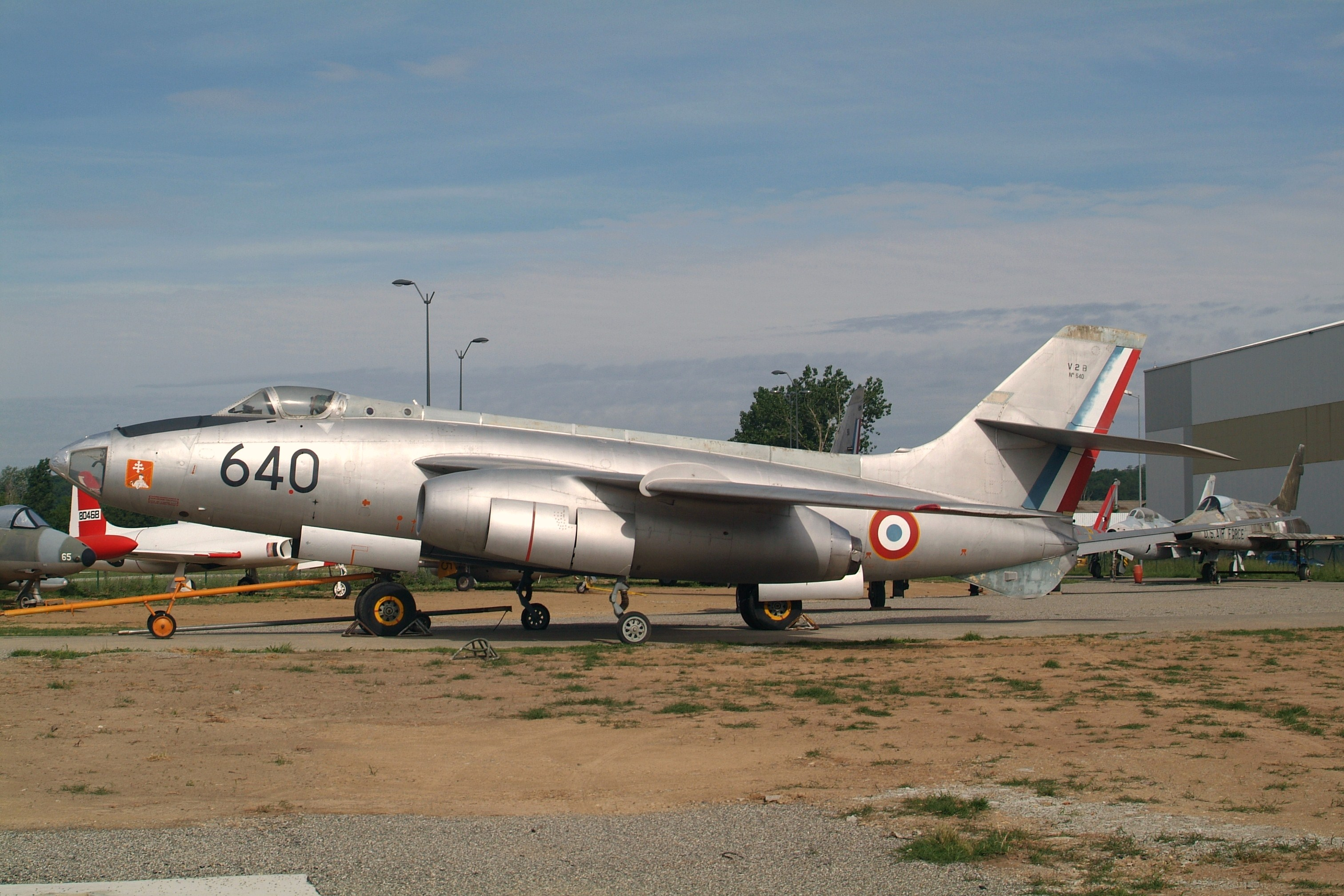
SNCASO SO.4050 Vautour IIB
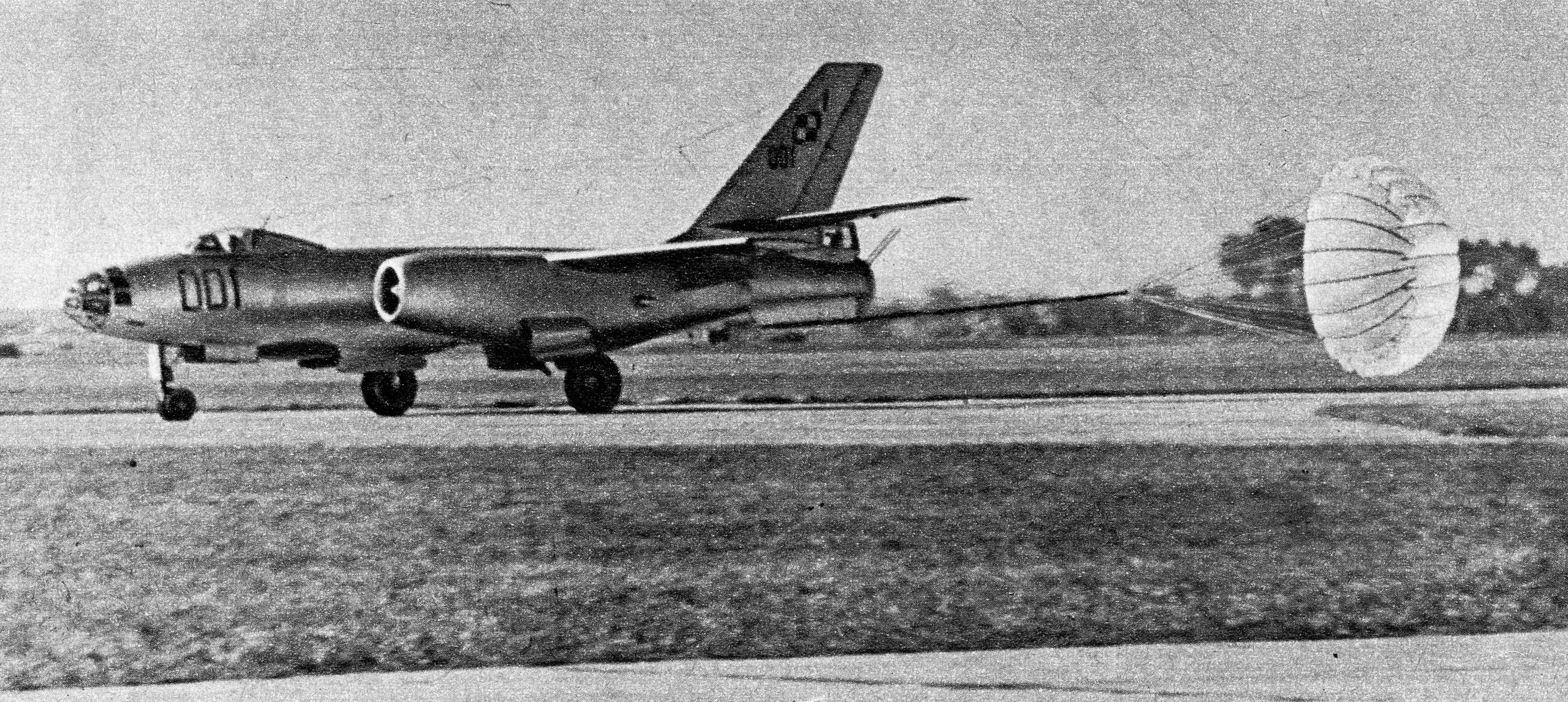
Iljuschin Il-28
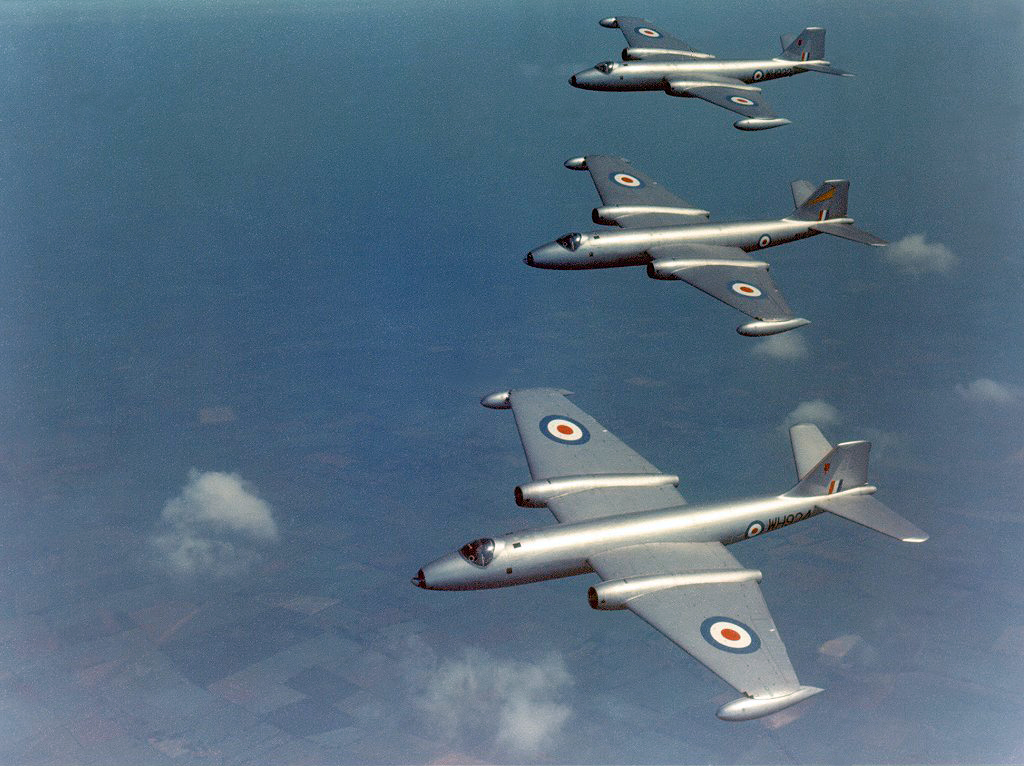
English Electric Canberra
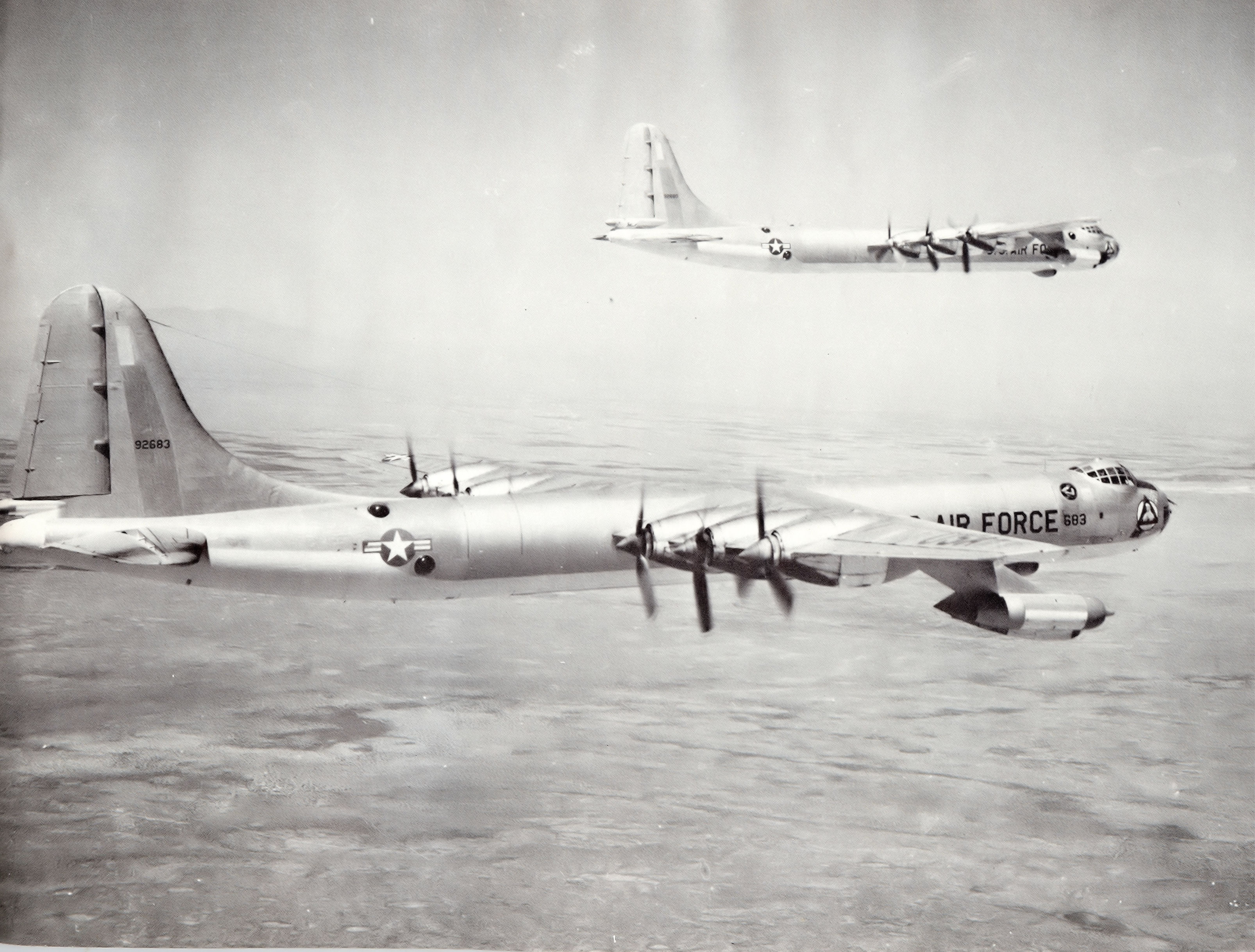
Convair B-36F Peacemaker
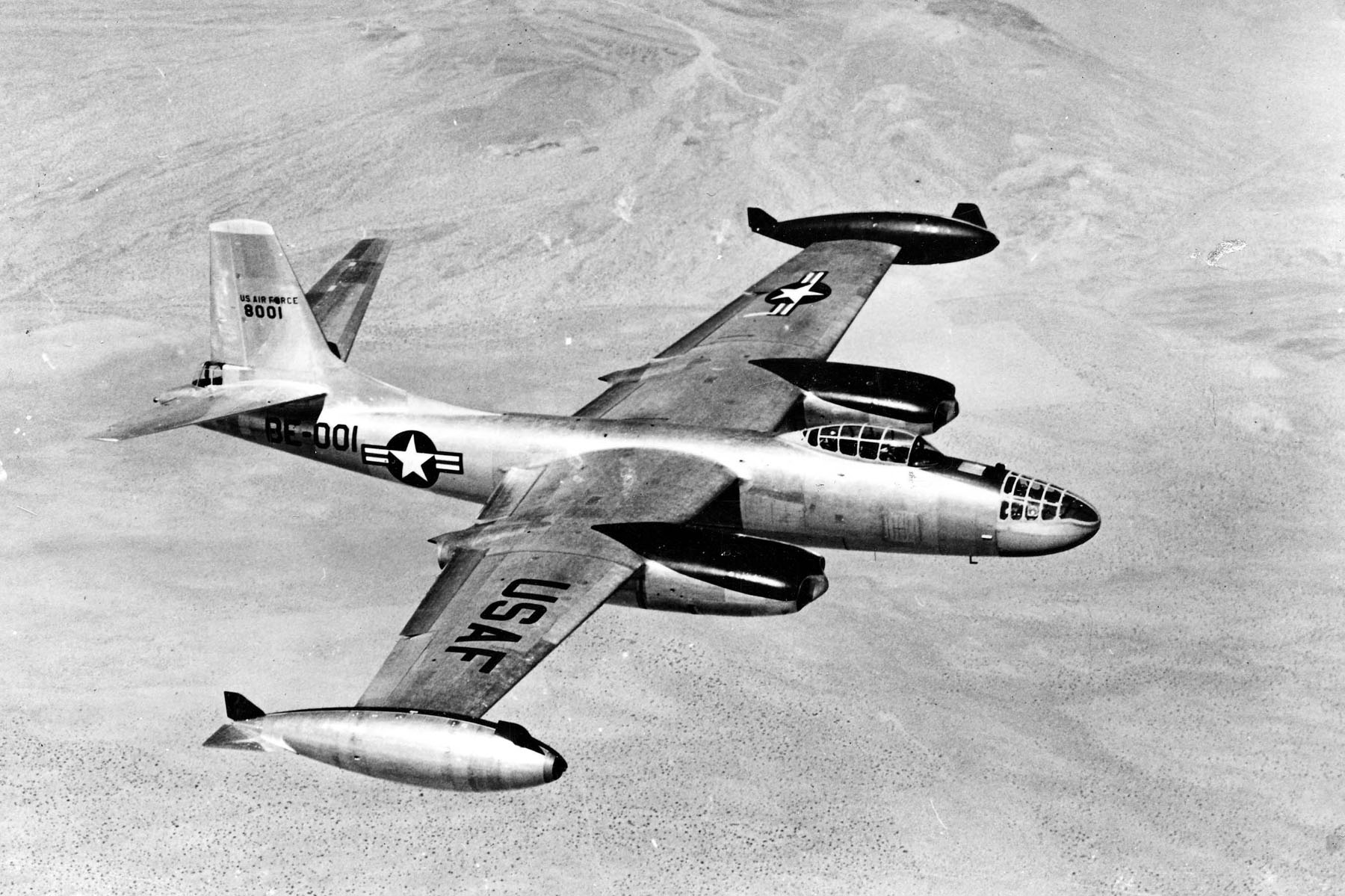
North American B-45C Tornado
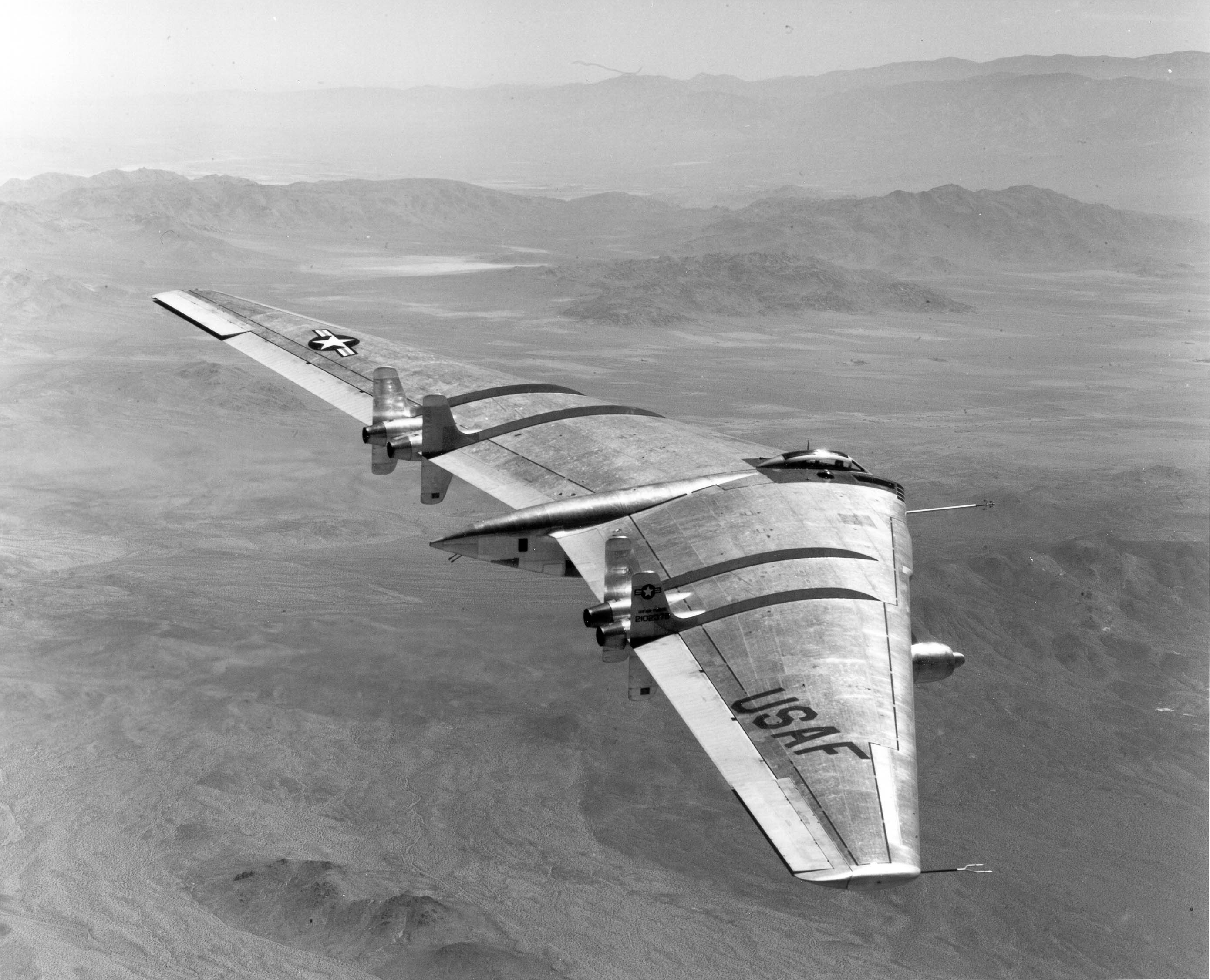
Northrop YRB-49A
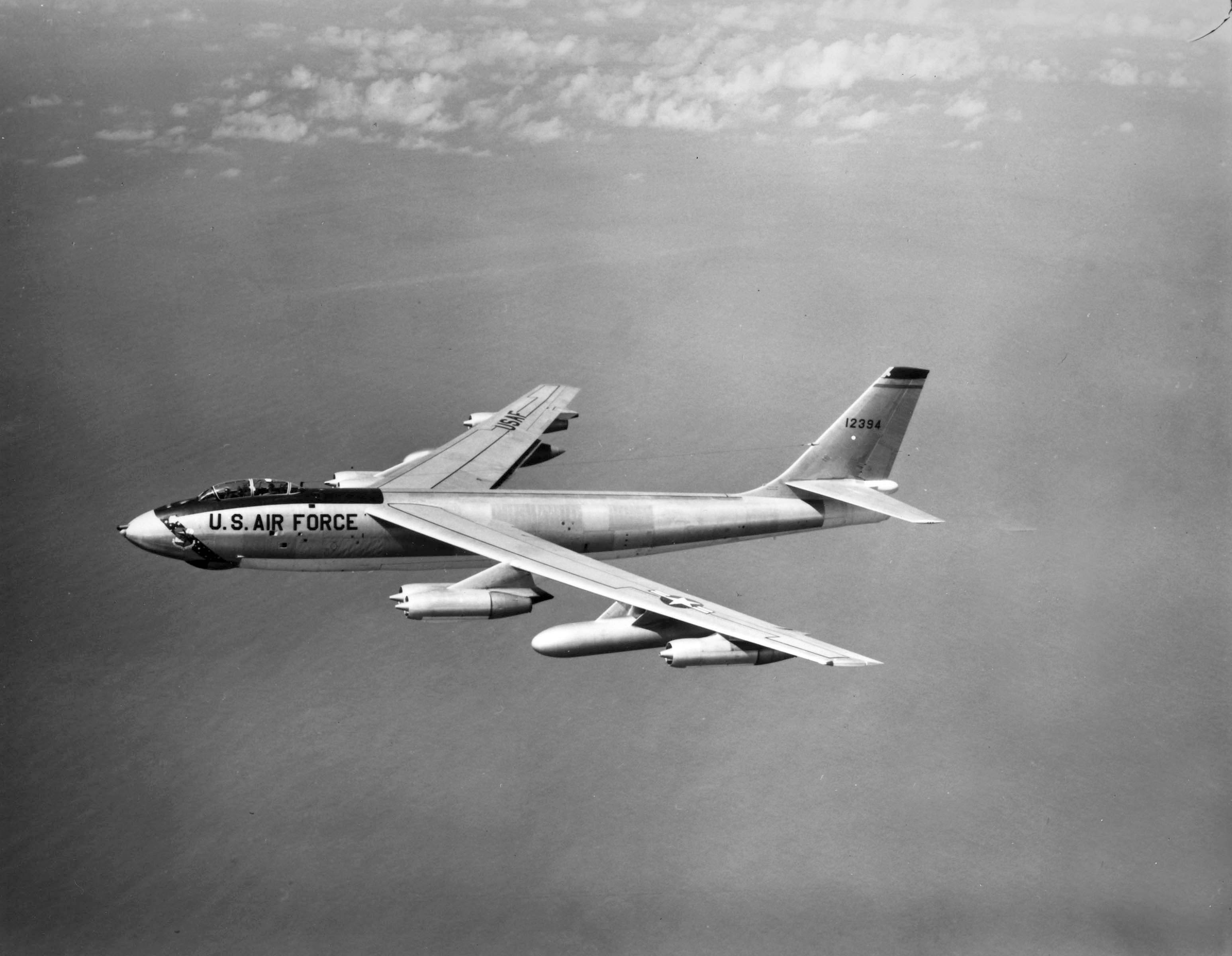
Boeing B-47E Stratojet
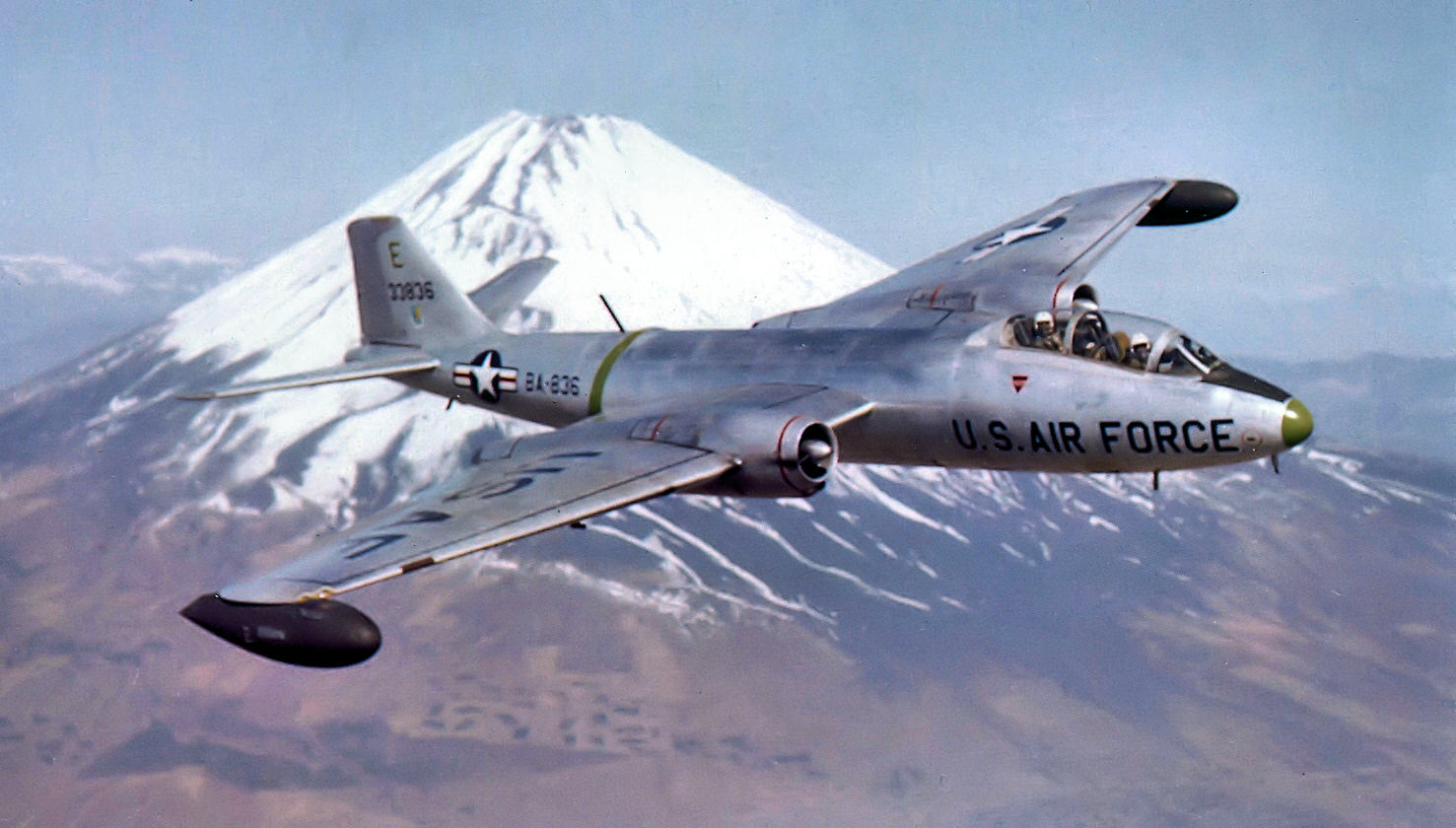
Martin B-57C Canberra

## Zweite Generation (ca. 1953–1960)

### Jäger und Jagdbomber
Volksrepublik China
- Shenyang J-6 «Farmer» (1959) – Lizenzbau der MiG-19
- Chengdu J-7 «Fishcan» (1966) – Nachbau und Weiterentwicklung der MiG-21

 Frankreich
- Dassault Super Mystère (1955)
- Dassault Mirage III (1956)
- Dassault Étendard IV (1958)

 Kanada
- Avro Canada CF-105 Arrow (1958)

 Indien
- HAL HF-24 Marut (1961)

 Schweden
- Saab 35 Draken (1955)

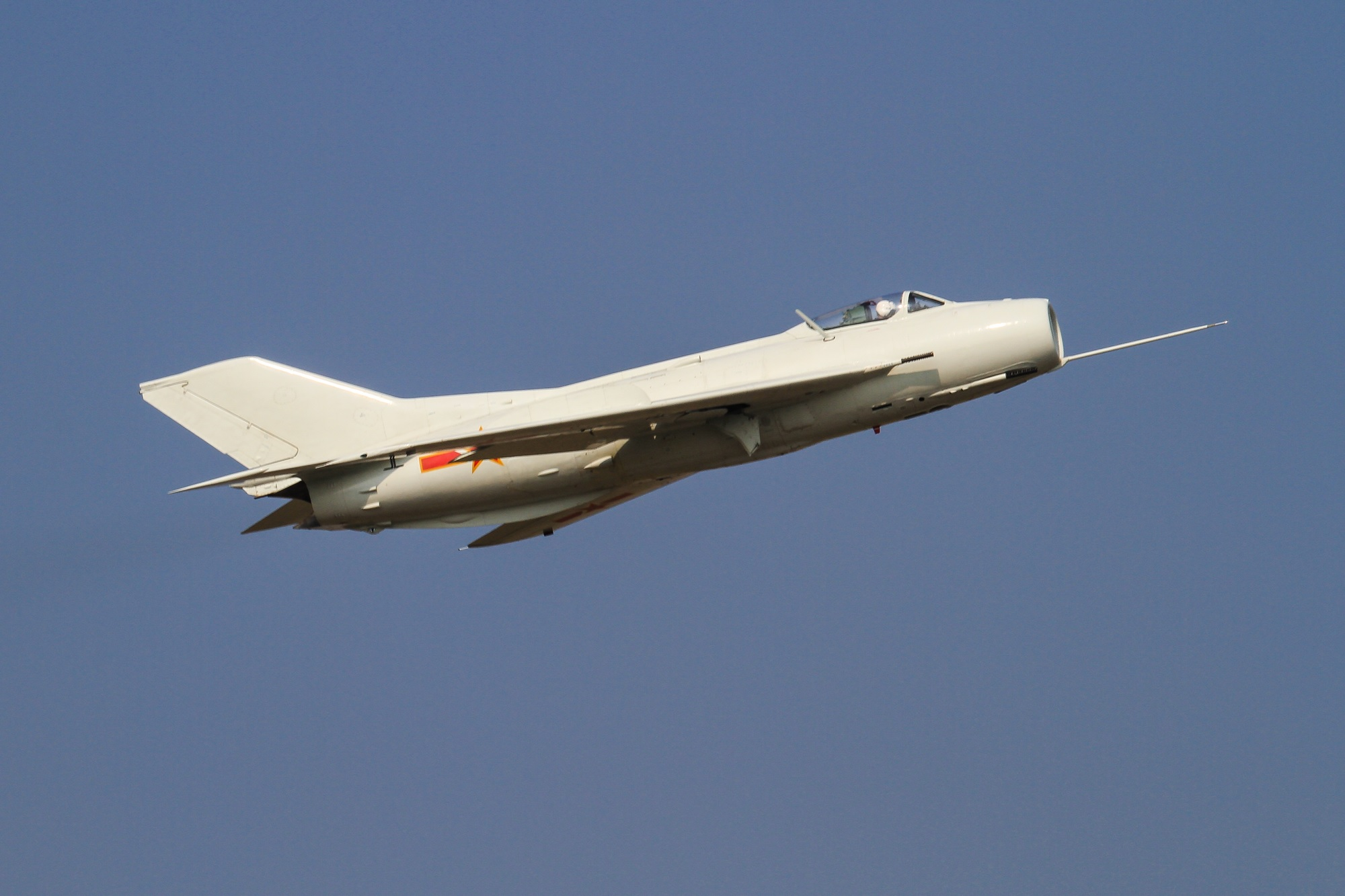
Shenyang J-6
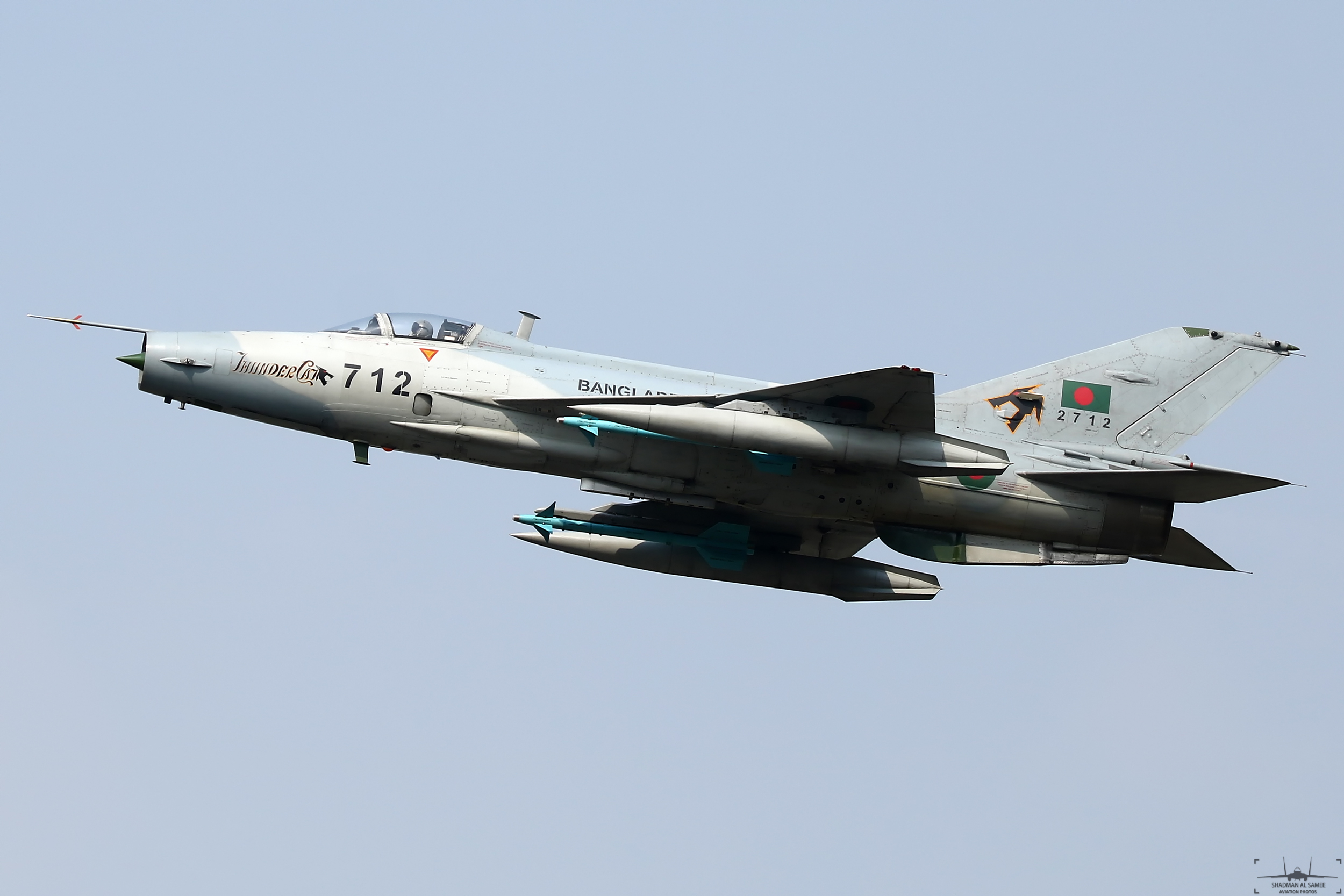
Chengdu J-7
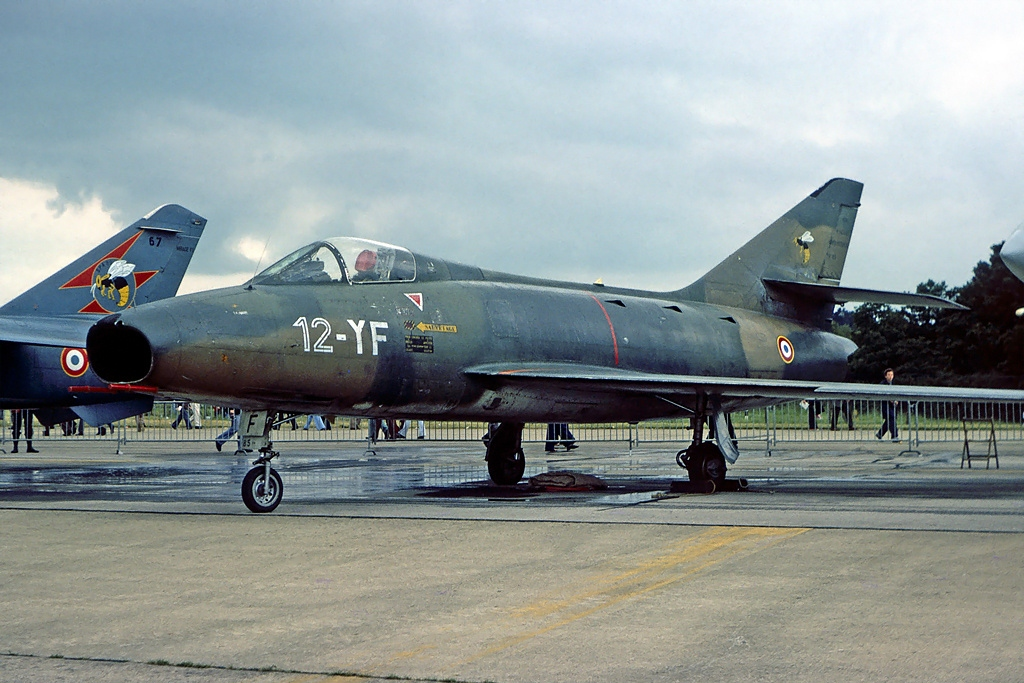
Dassault Super Mystère
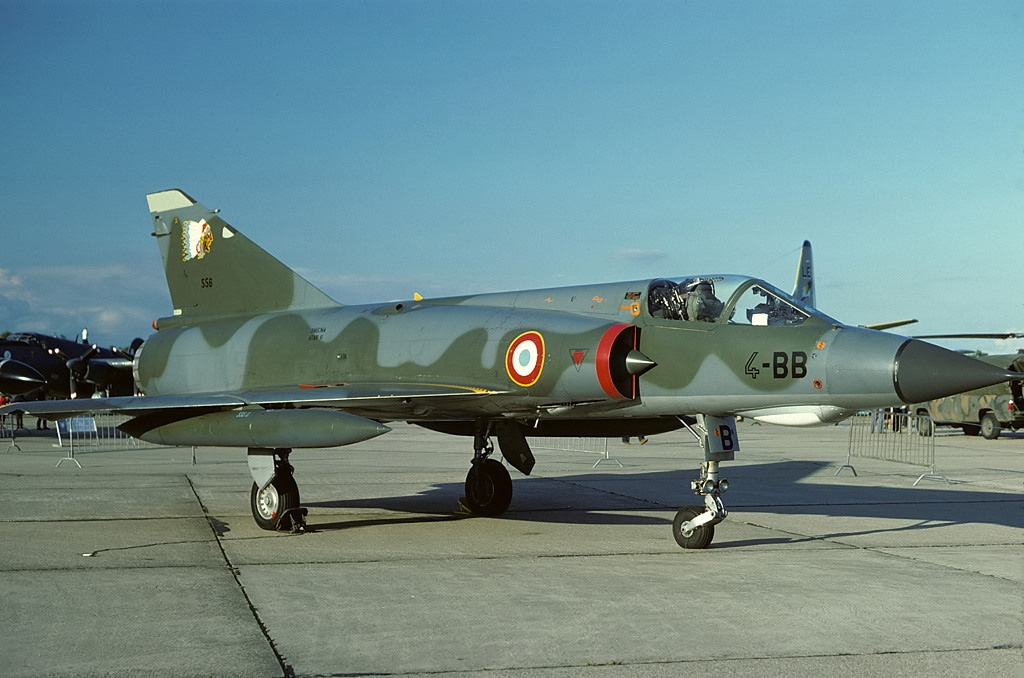
Dassault Mirage IIIE
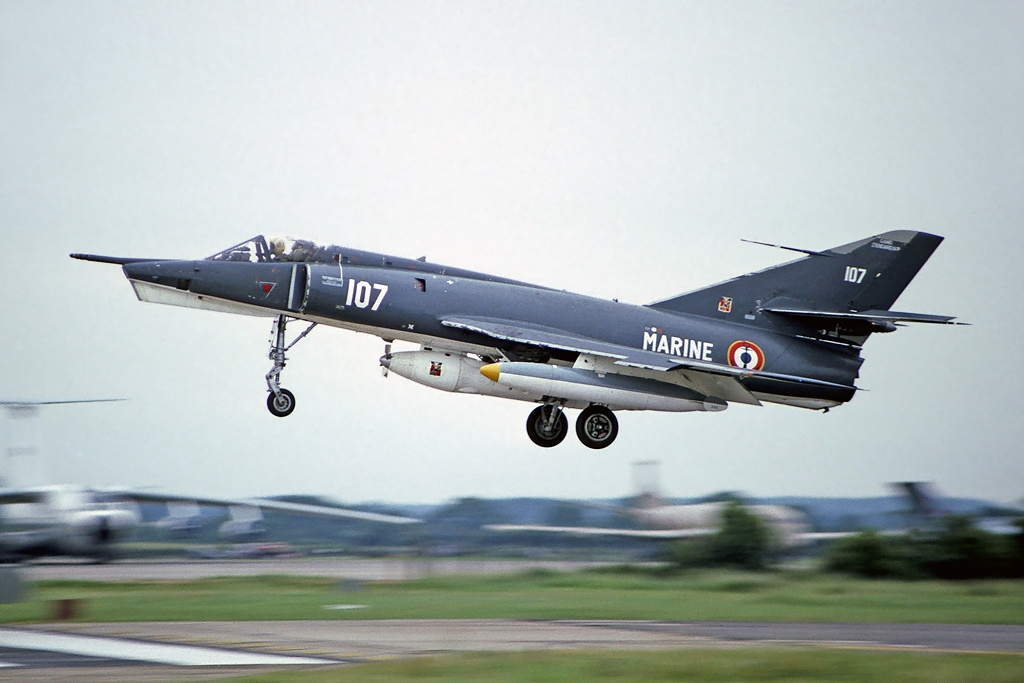
Dassault Étendard IVP
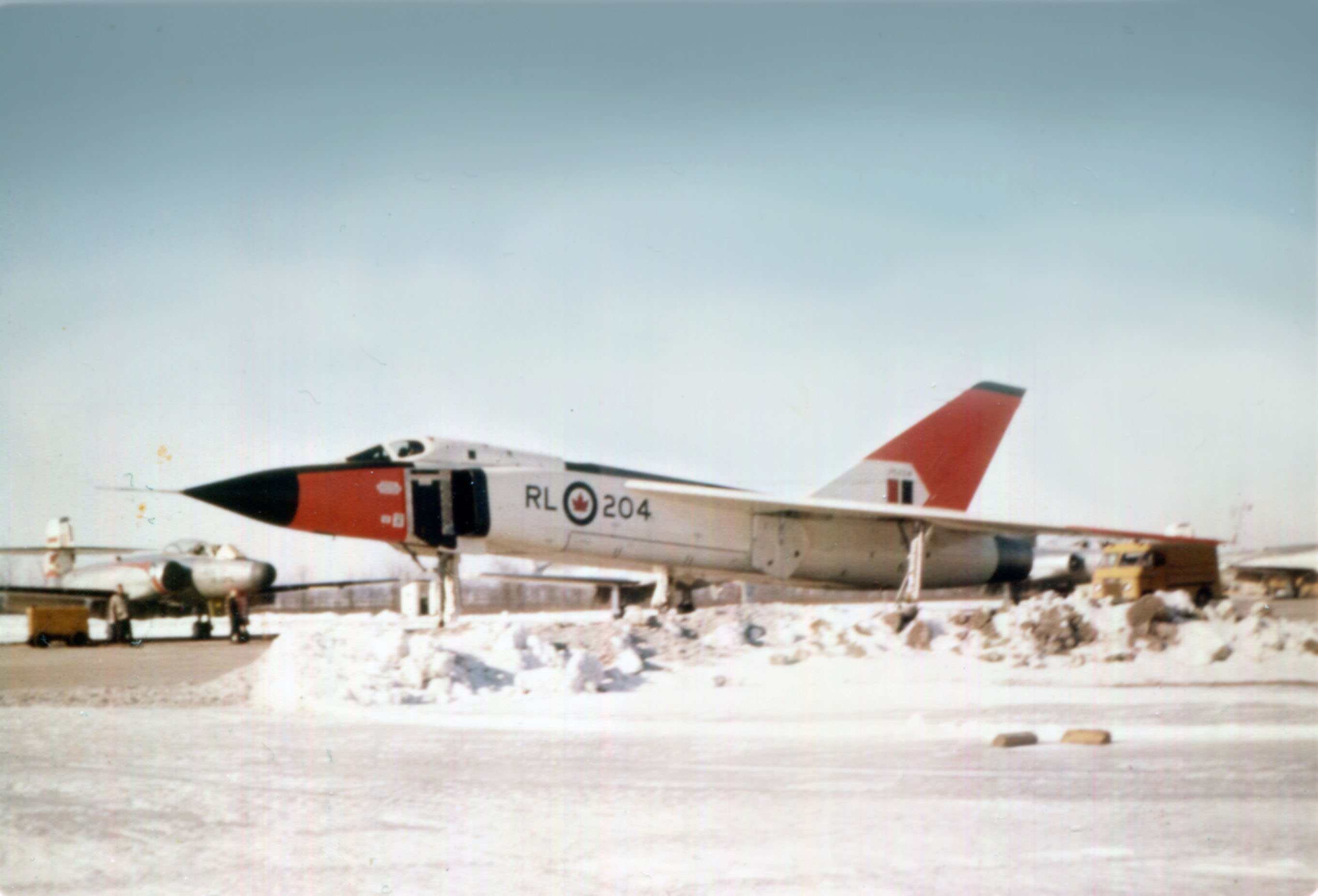
Avro Canada CF-105 Arrow
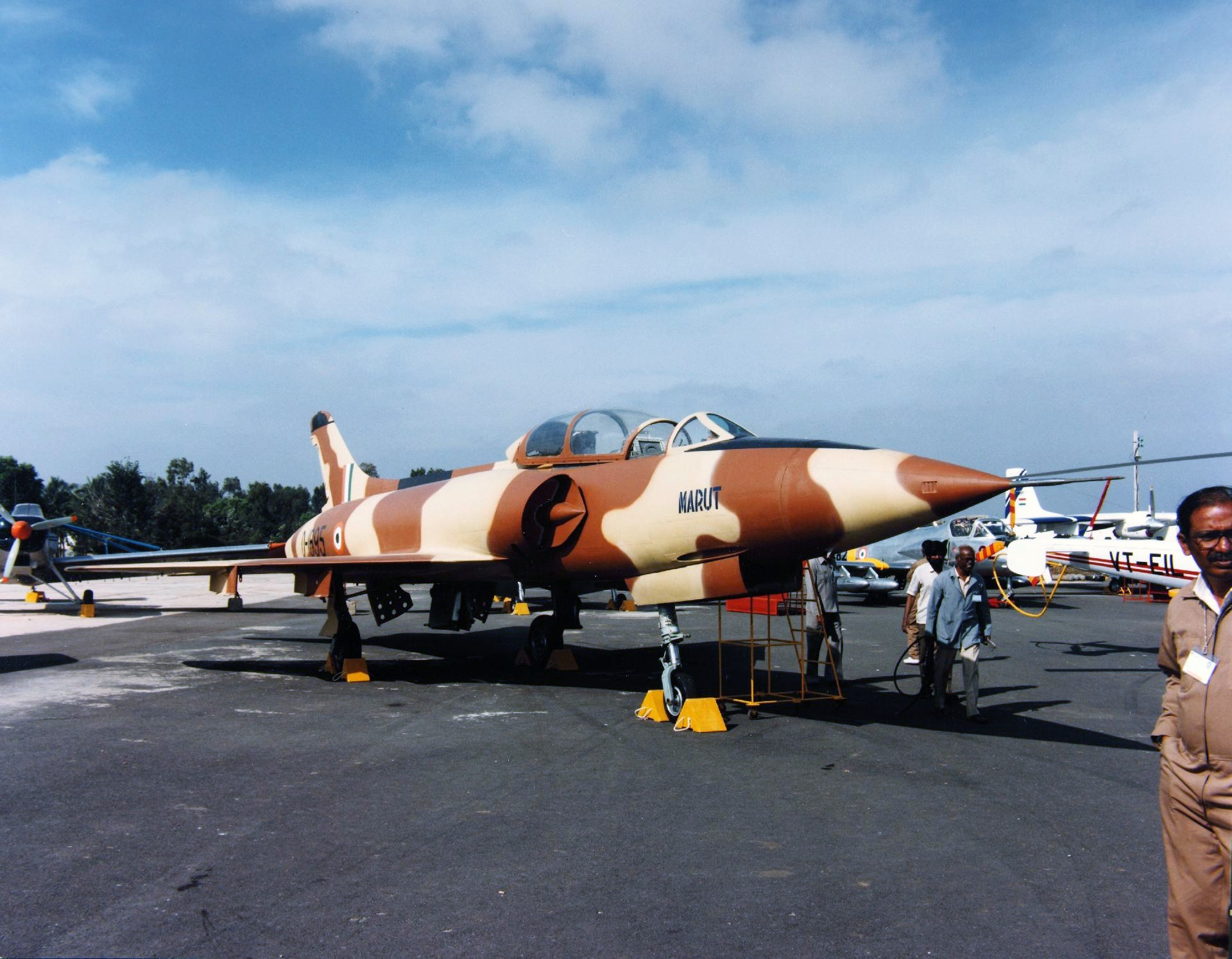
HAL HF-24 Marut
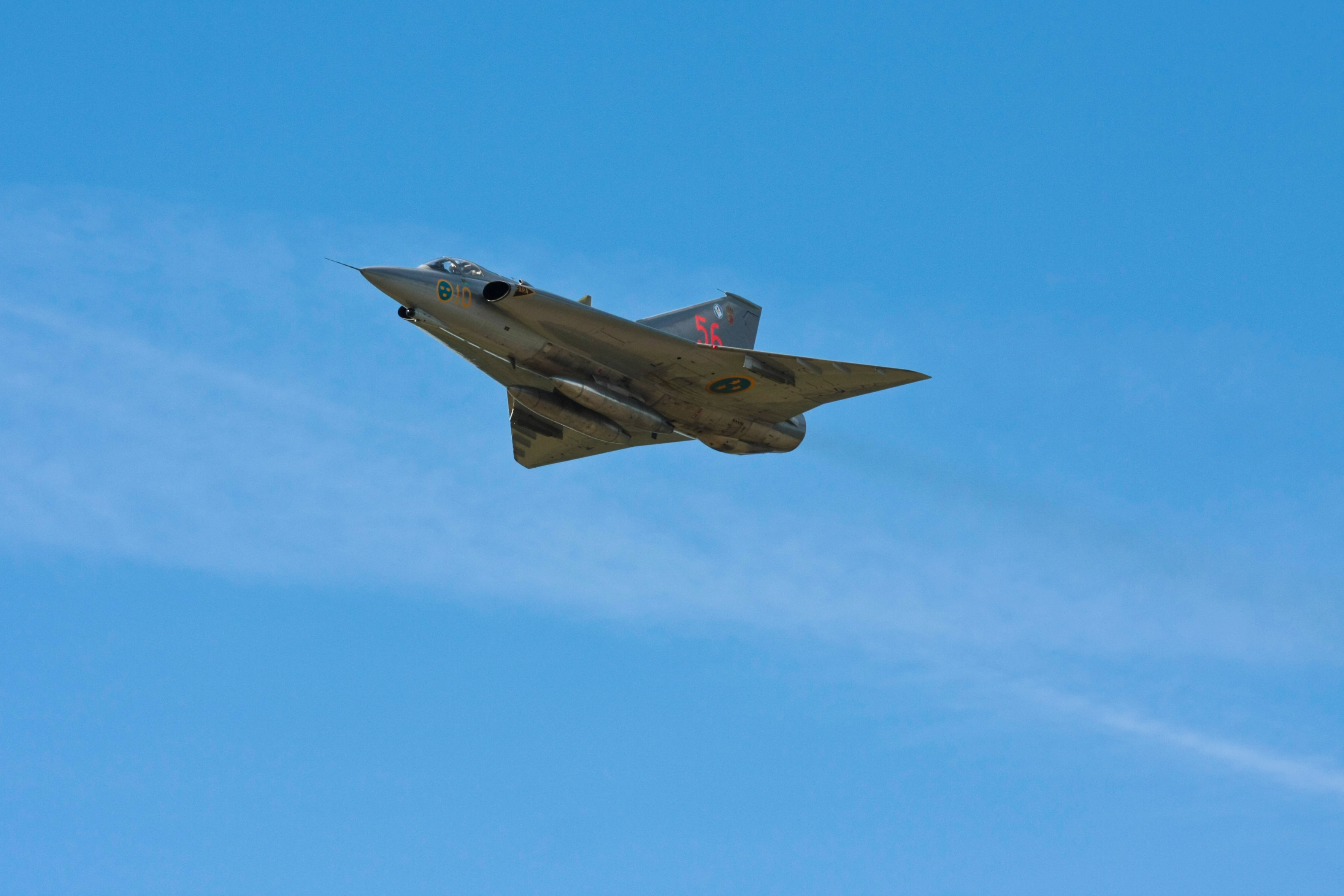
Saab 35 Draken

 Sowjetunion
- Mikojan-Gurewitsch MiG-19 «Farmer» (1954)
- Suchoi Su-7 «Fitter» (1955)
- Jakowlew Jak-27 «Flashlight»/«Mangrove» (1956) – zumeist als Fotoaufklärer verwendet
- Mikojan-Gurewitsch MiG-21 «Fishbed» (1956)
- Suchoi Su-9 «Fishpot» (1957)
- Jakowlew Jak-28 «Firebar» (1958) – Abfangjägervarianten der Jak-28
- Suchoi Su-11 «Fishpot» (1958) – Weiterentwicklung der Su-9

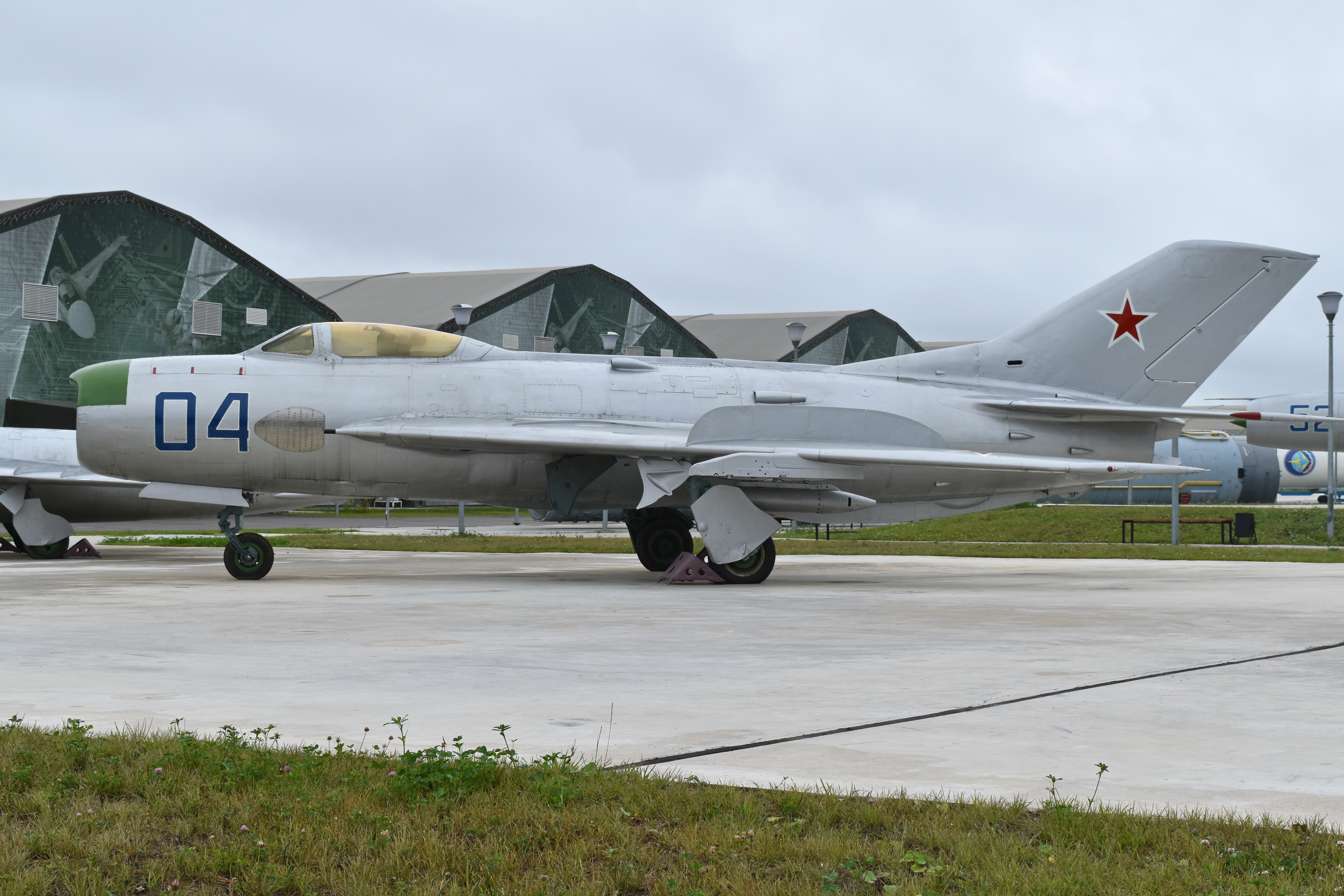
Mikojan-Gurewitsch MiG-19
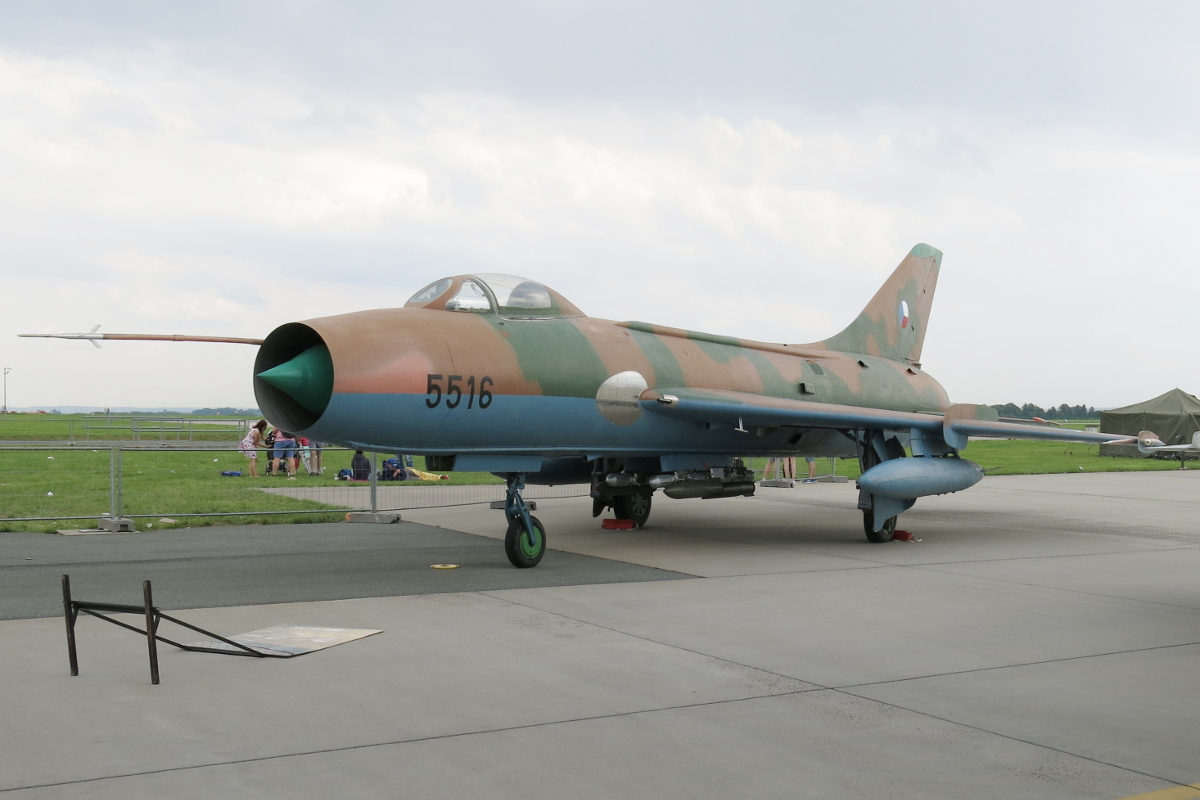
Suchoi Su-7
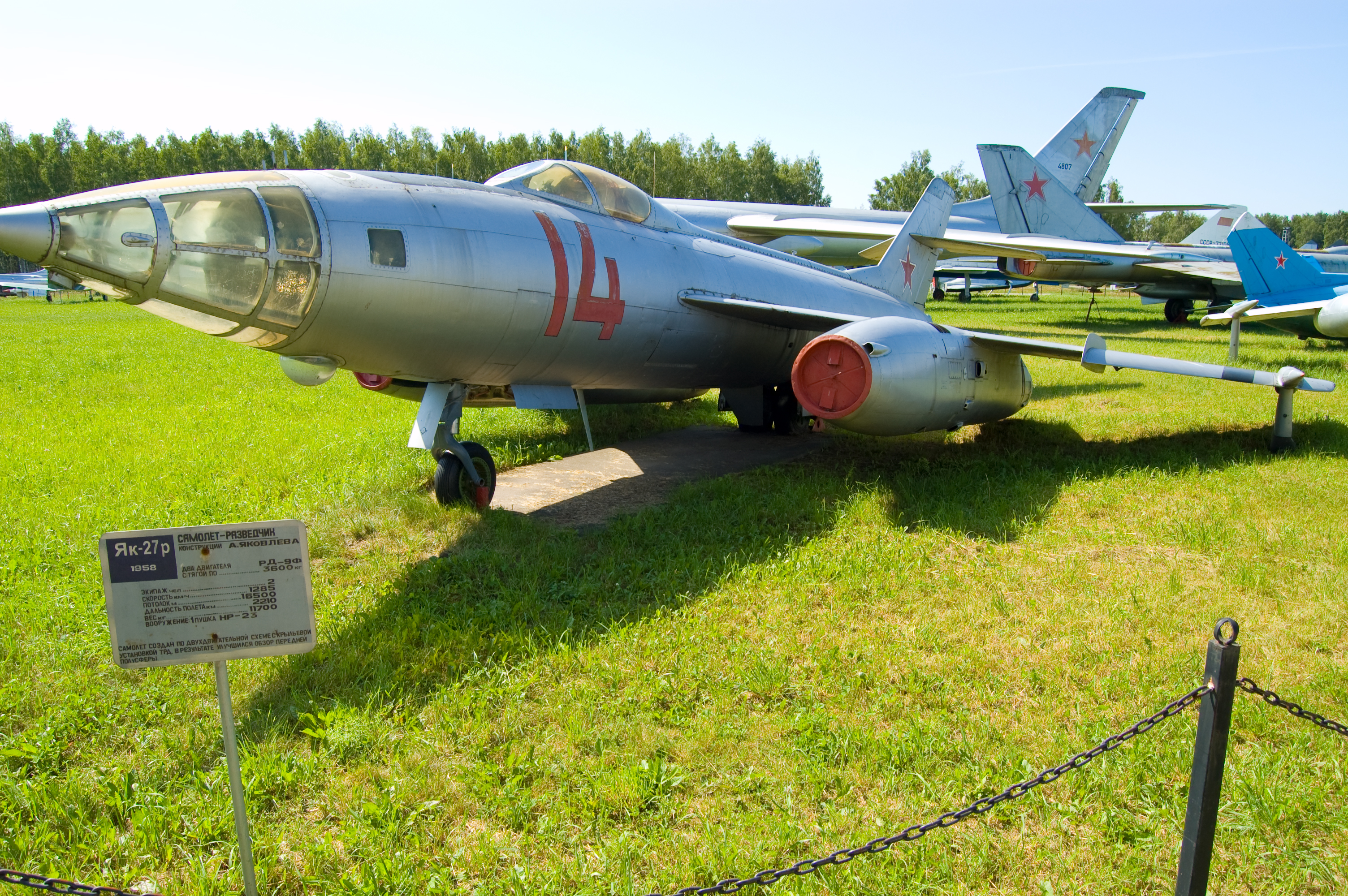
Jakowlew Jak-27R
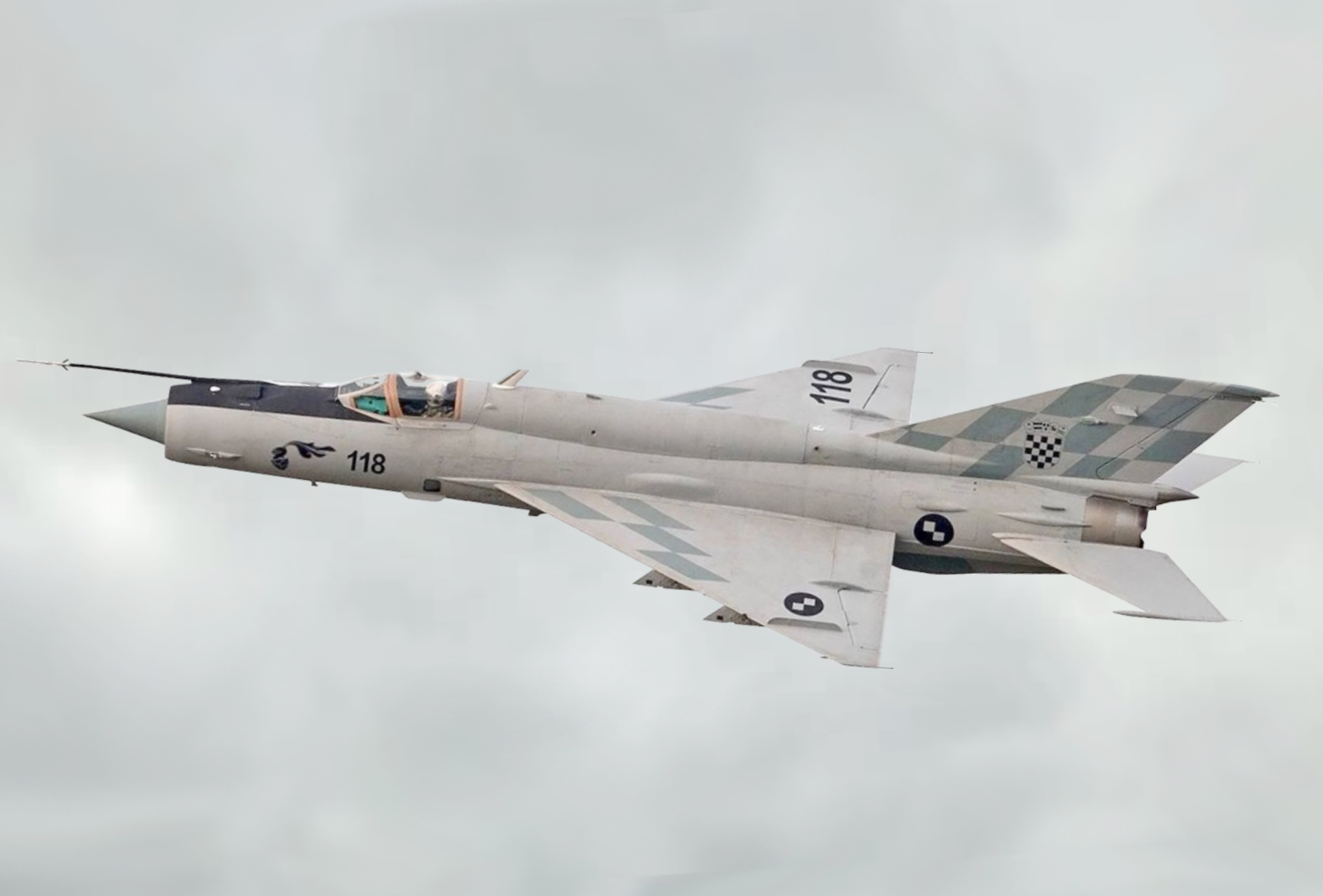
Mikojan-Gurewitsch MiG-21bis
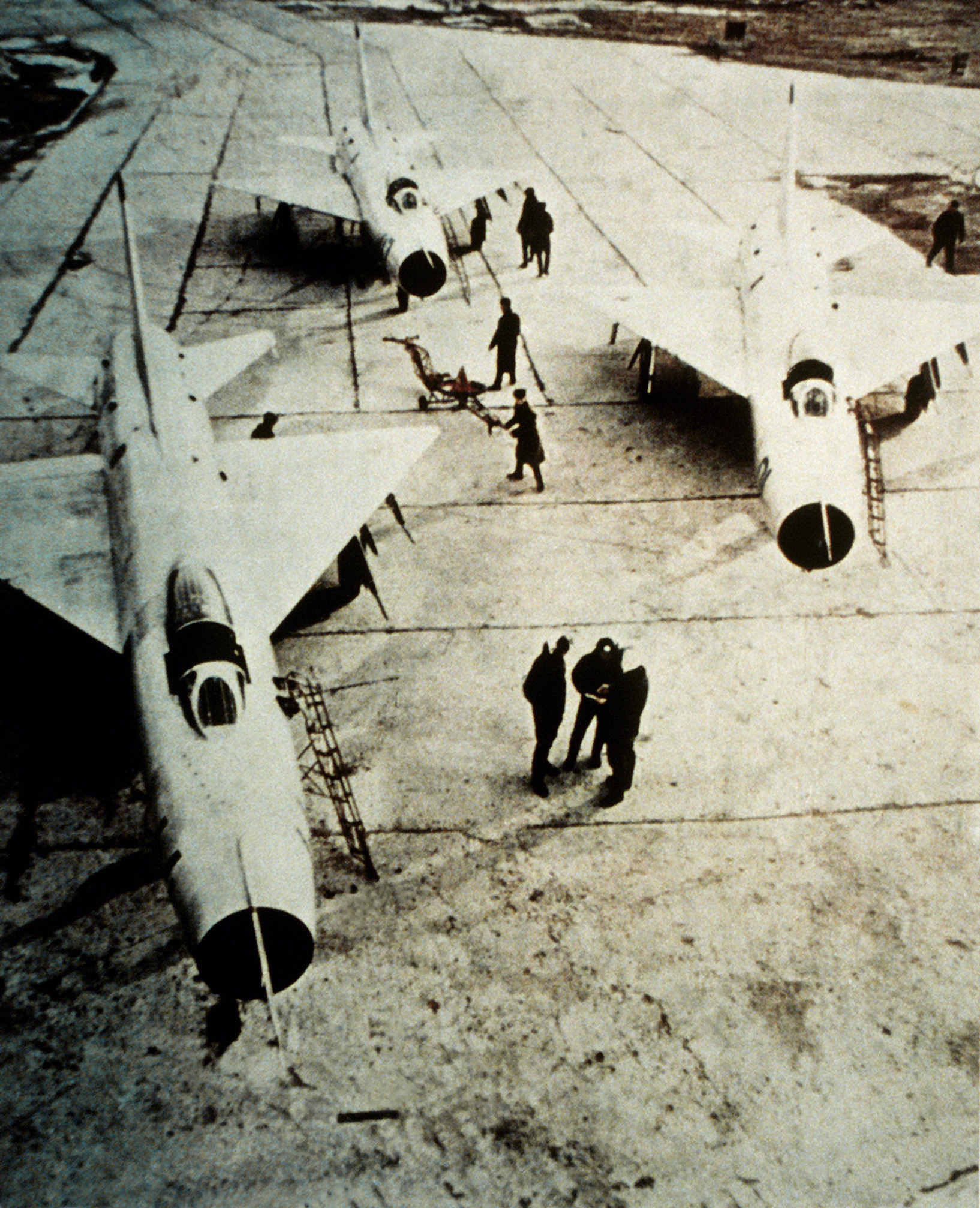
Suchoi Su-9
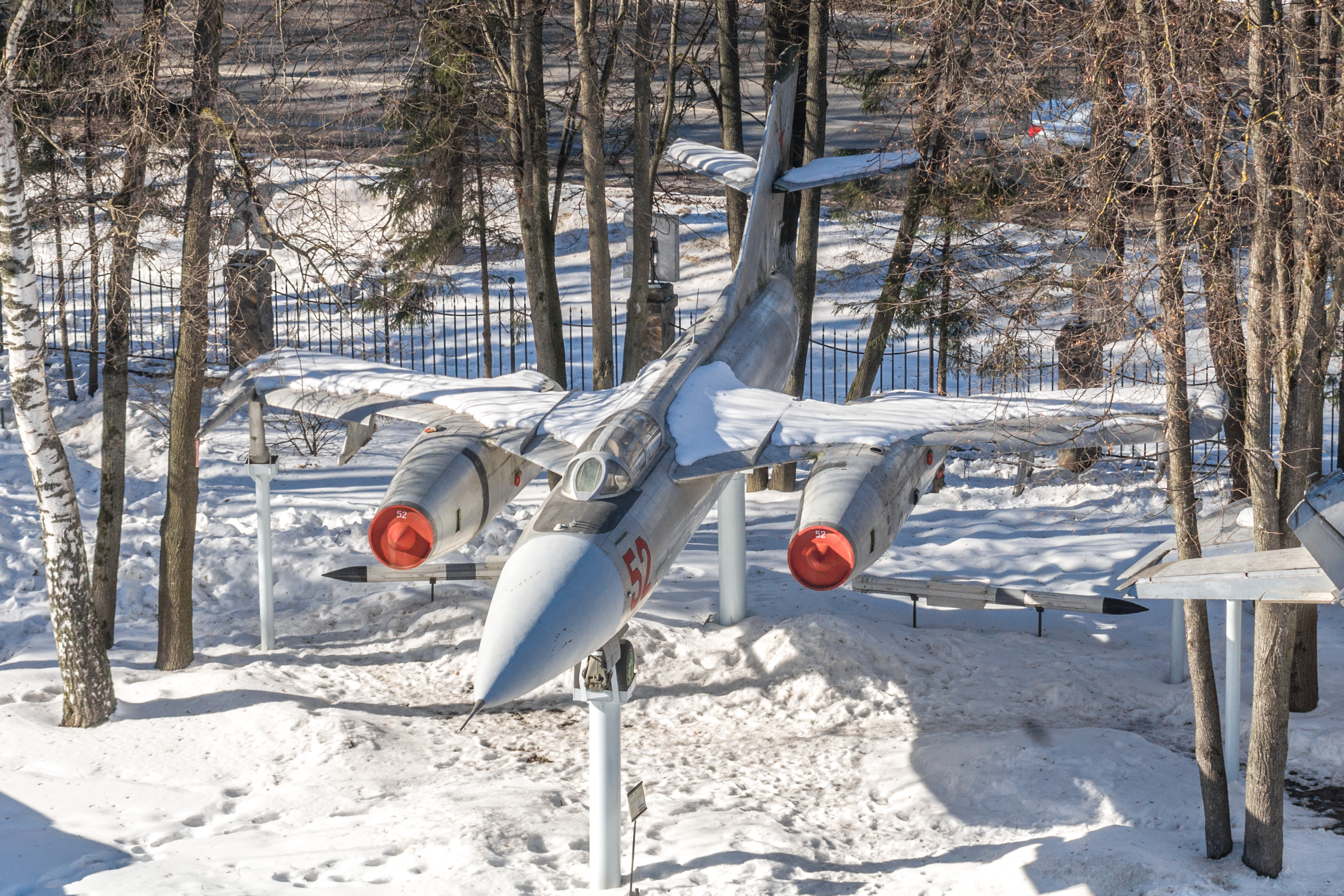
Jakowlew Jak-28P
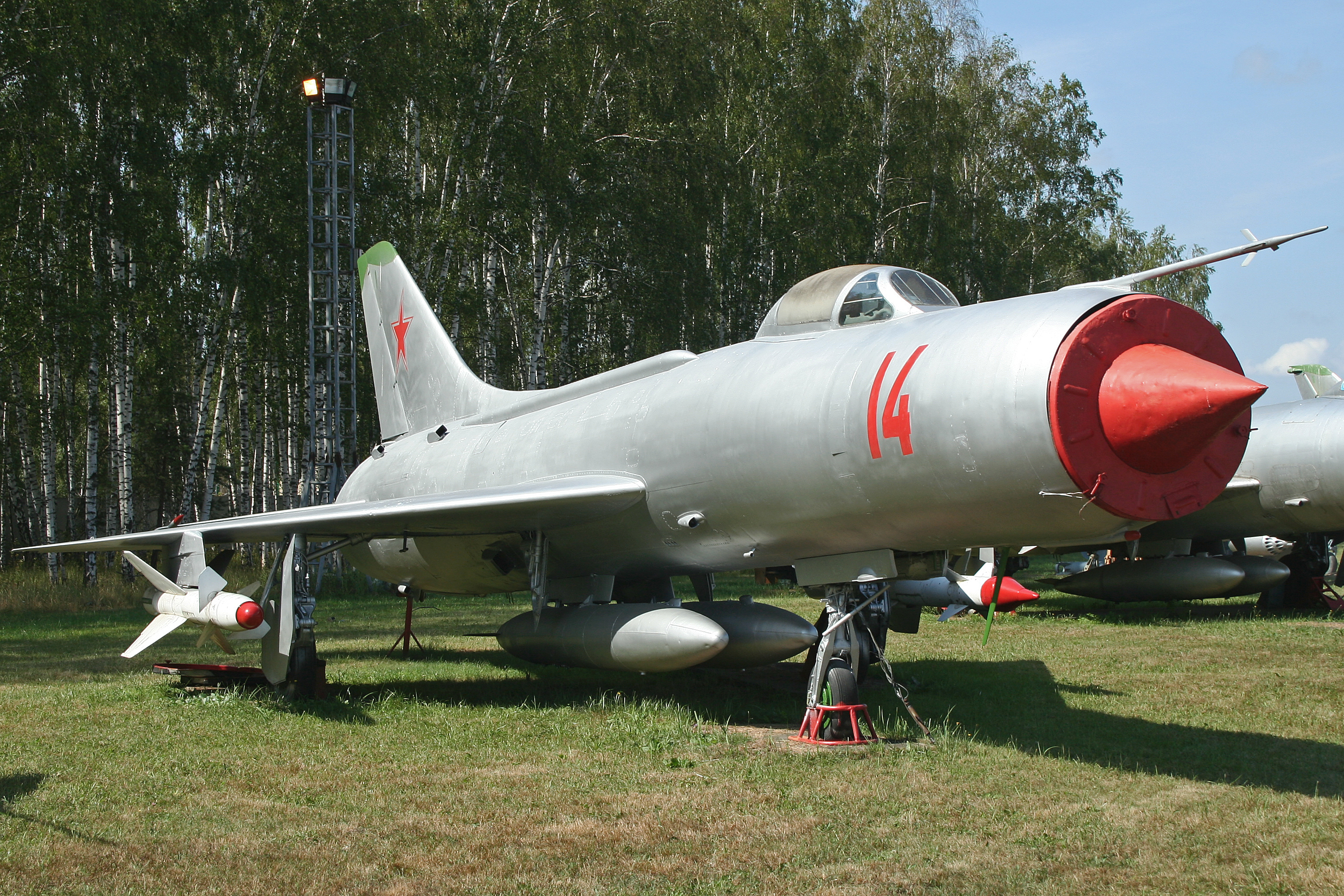
Suchoi Su-9

 Vereinigtes Königreich
- English Electric Lightning (1954)
- Folland Gnat (1955) – leichtes Jagd- und Ausbildungsflugzeug
- Supermarine Scimitar (1956)

 Vereinigte Staaten
- US Air Force:
  - North American F-100 Super Sabre (1953) – erstes Überschallkampfflugzeug
  - Convair F-102 Delta Dagger (1953)
  - Lockheed F-104 Starfighter (1954)
  - McDonnell F-101 Voodoo (1954)
  - Republic F-105 Thunderchief (1955)
  - Convair F-106 Delta Dart (1956)
- US Navy:
  - Grumman F11F/F-11 Tiger (1954)
  - Vought F8U/F-8 Crusader (1955)

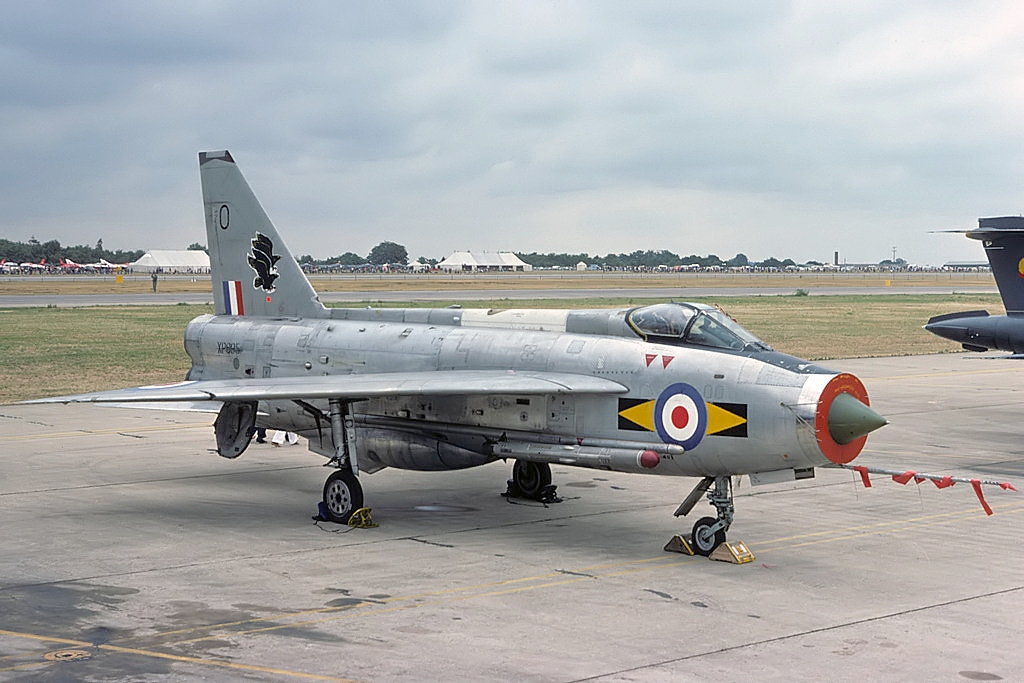
English Electric Lightning
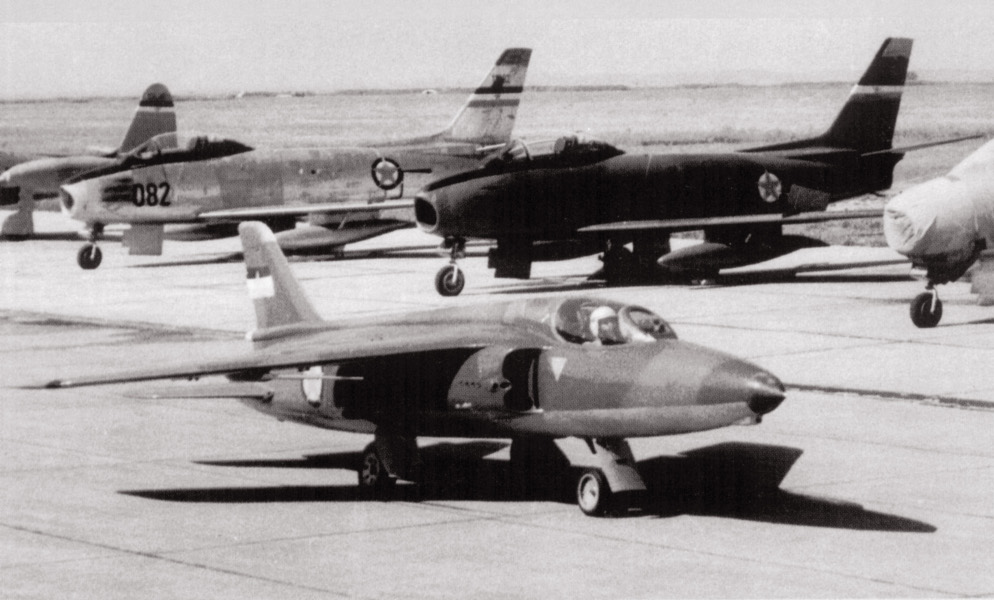
Folland Gnat
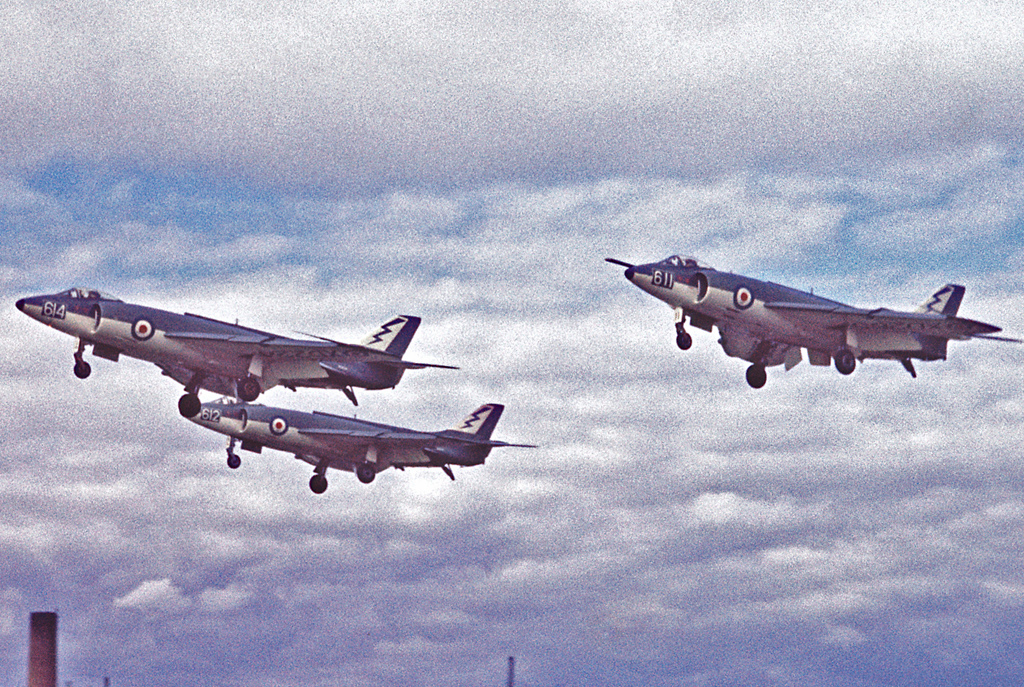
Supermarine Scimitar
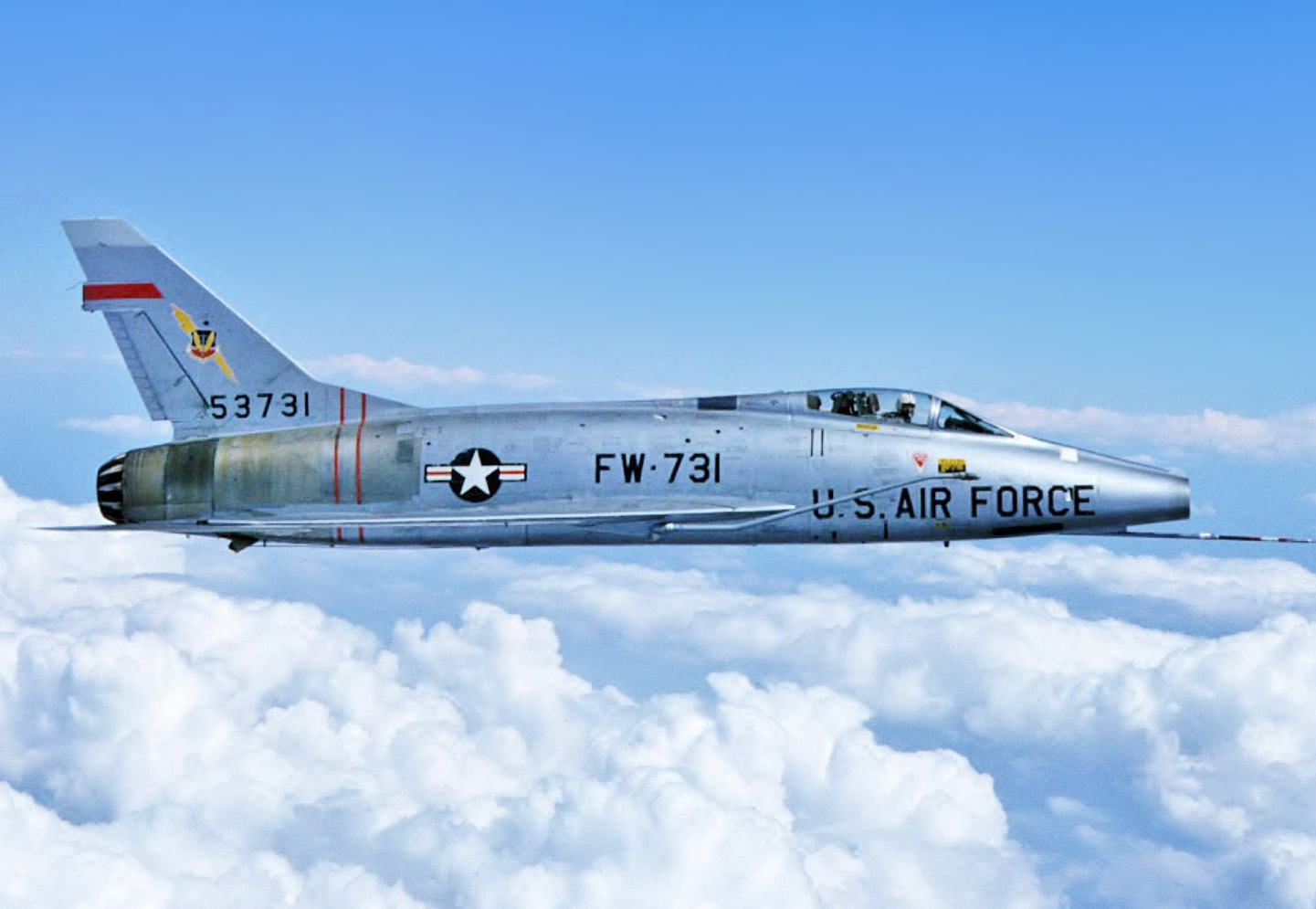
North American F-100D Super Sabre
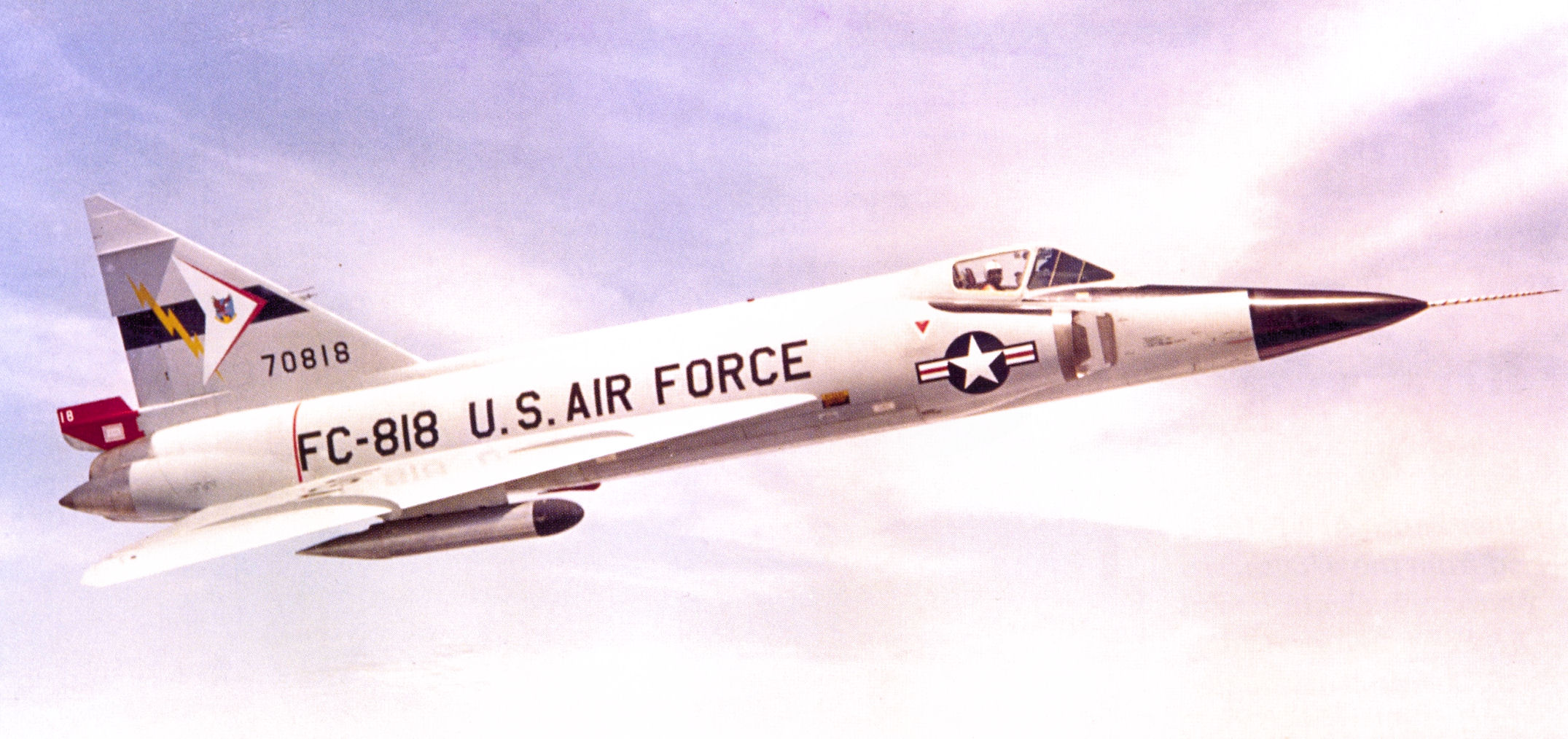
Convair F-102A Delta Dagger
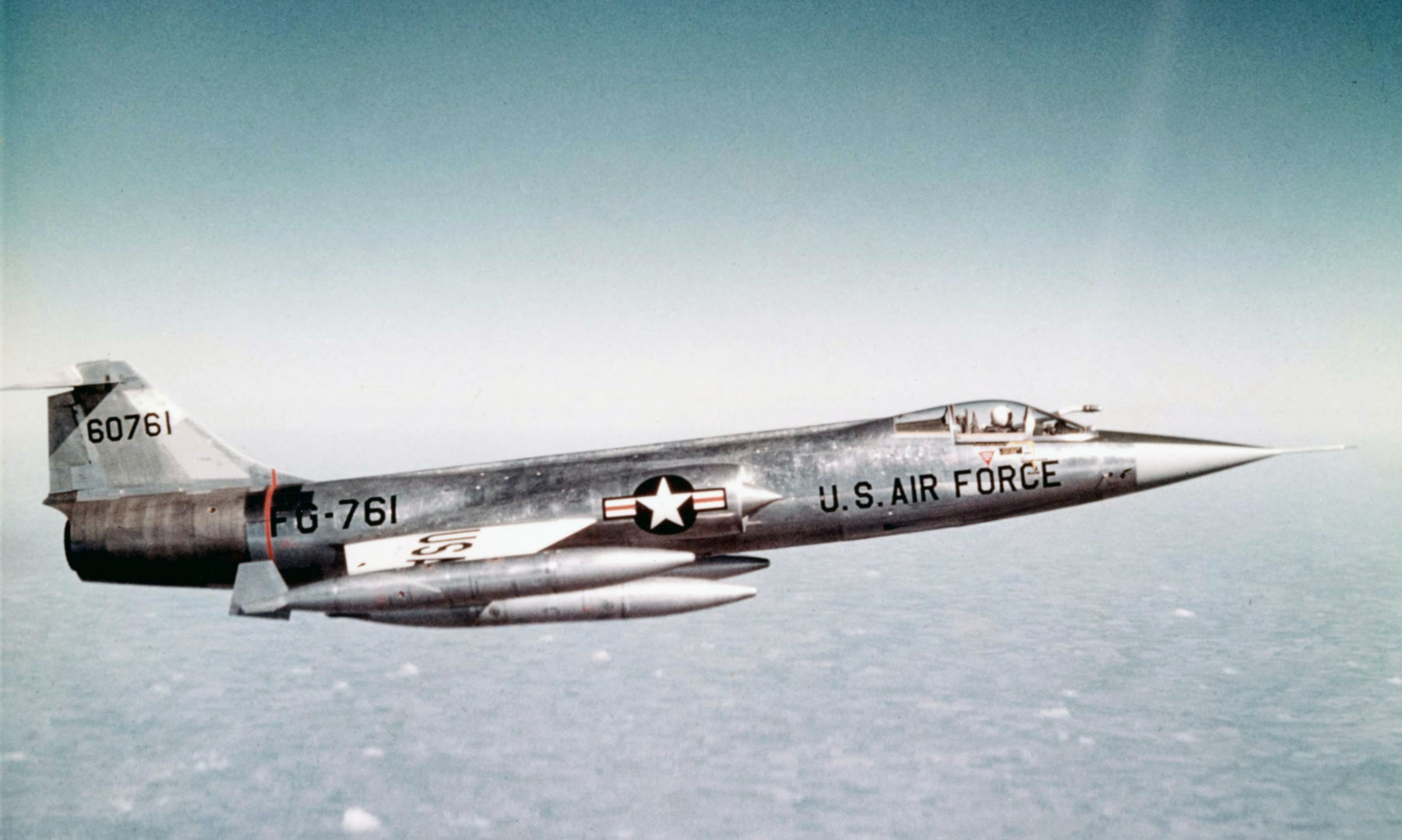
Lockheed F-104A Starfighter
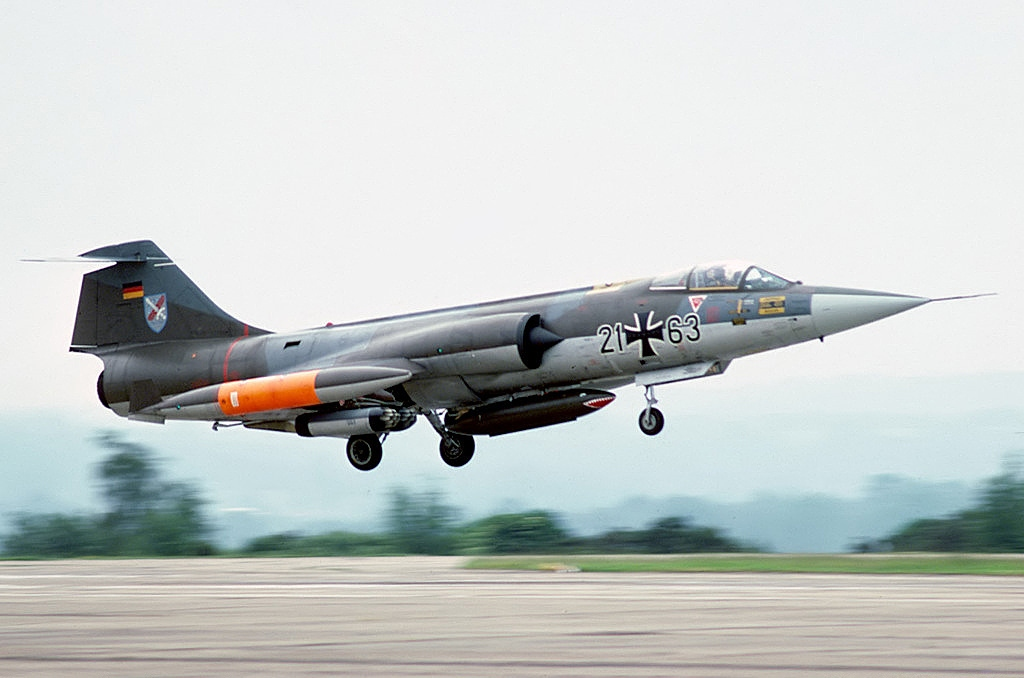
Lockheed F-104G Starfighter
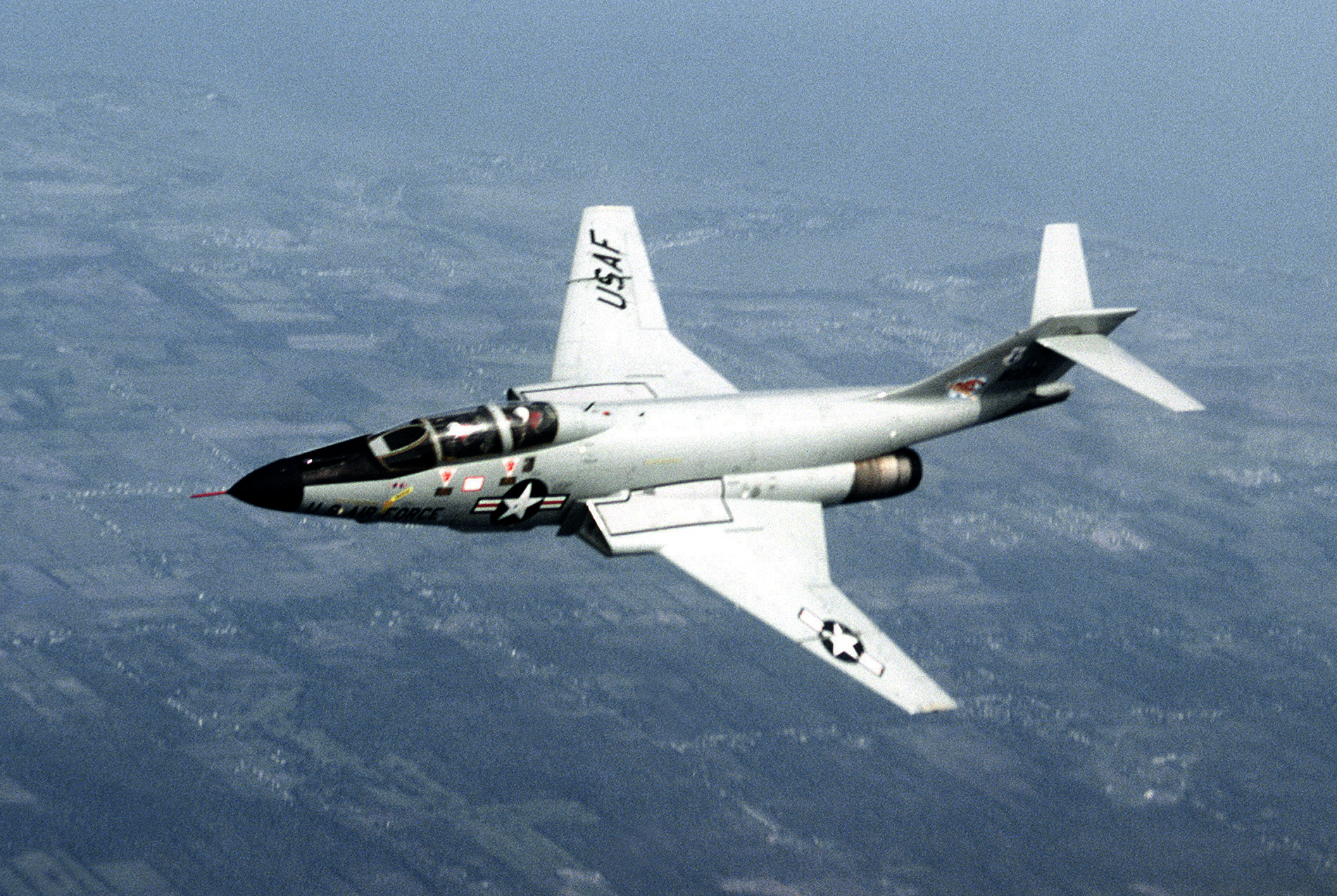
McDonnell F-101B Voodoo
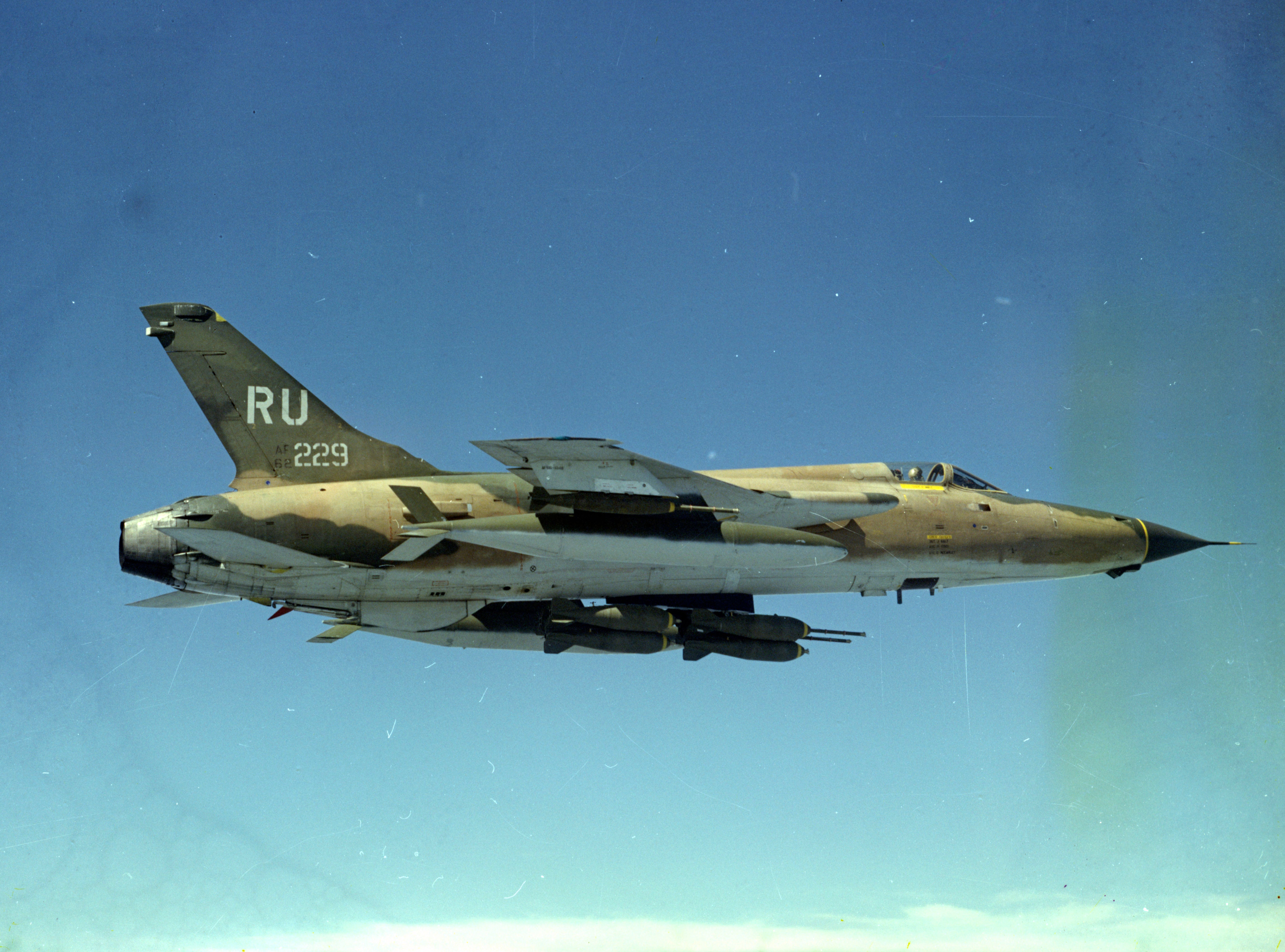
Republic F-105D Thunderchief
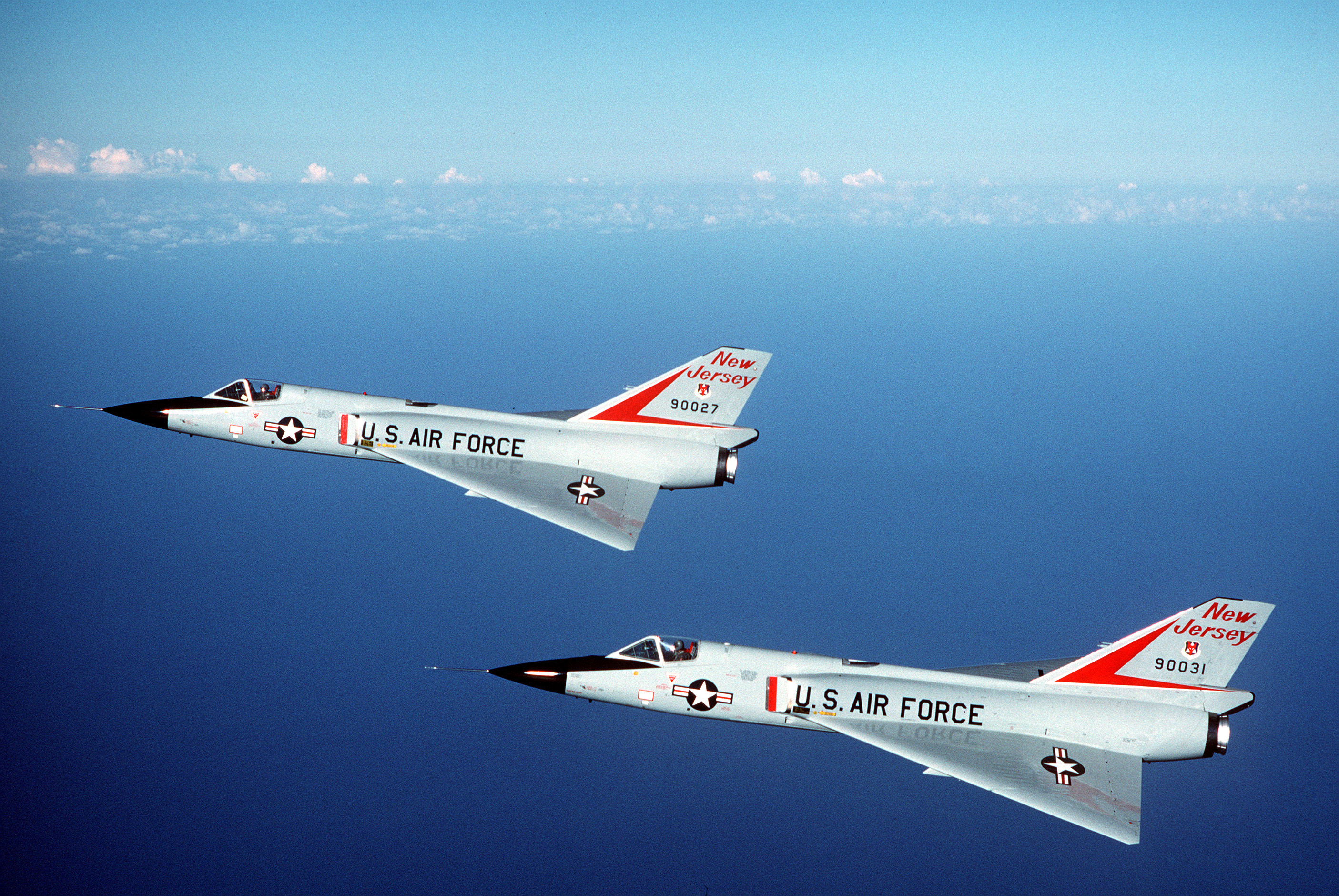
Convair F-106A Delta Dart
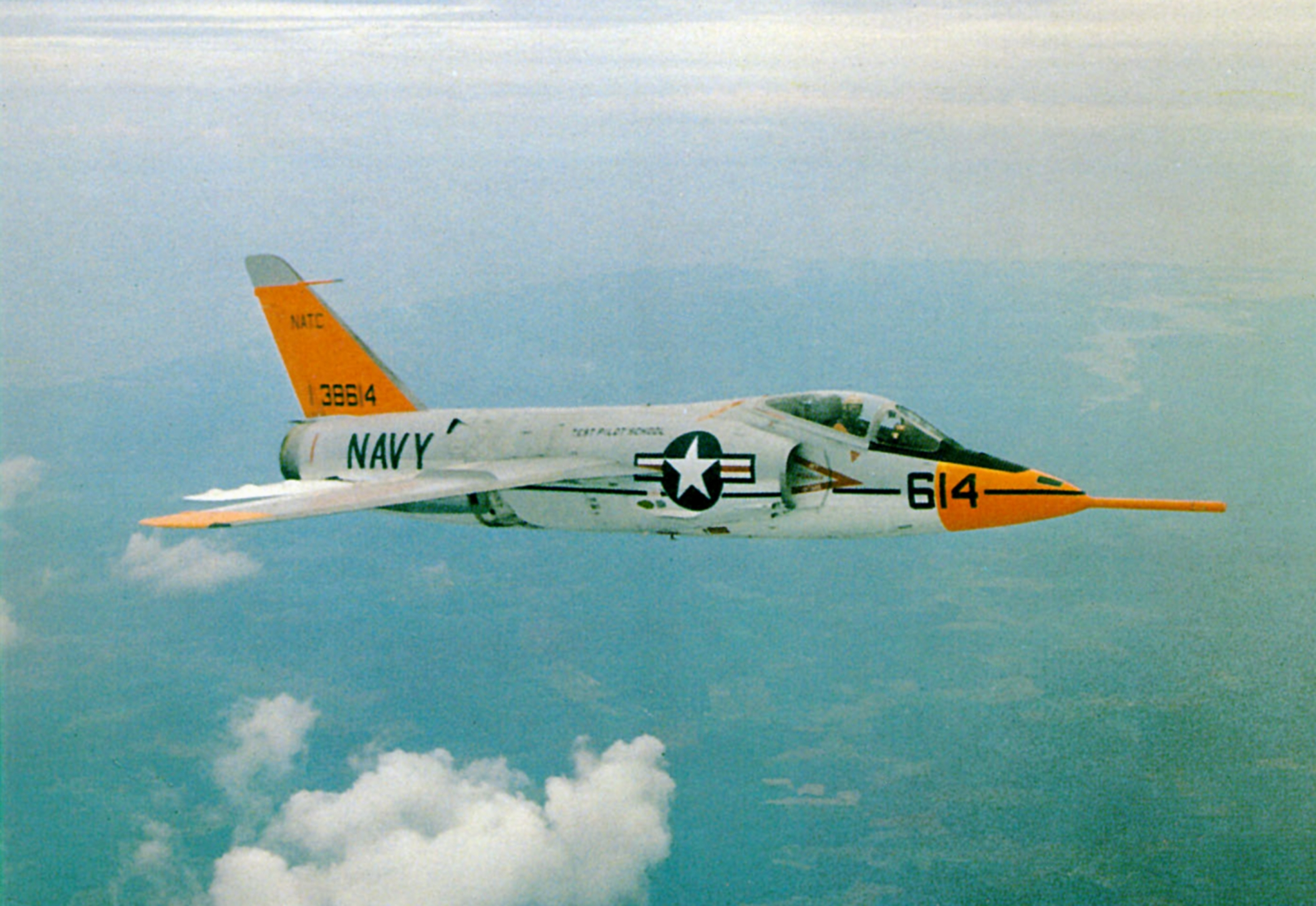
Grumman F11F-1 Tiger
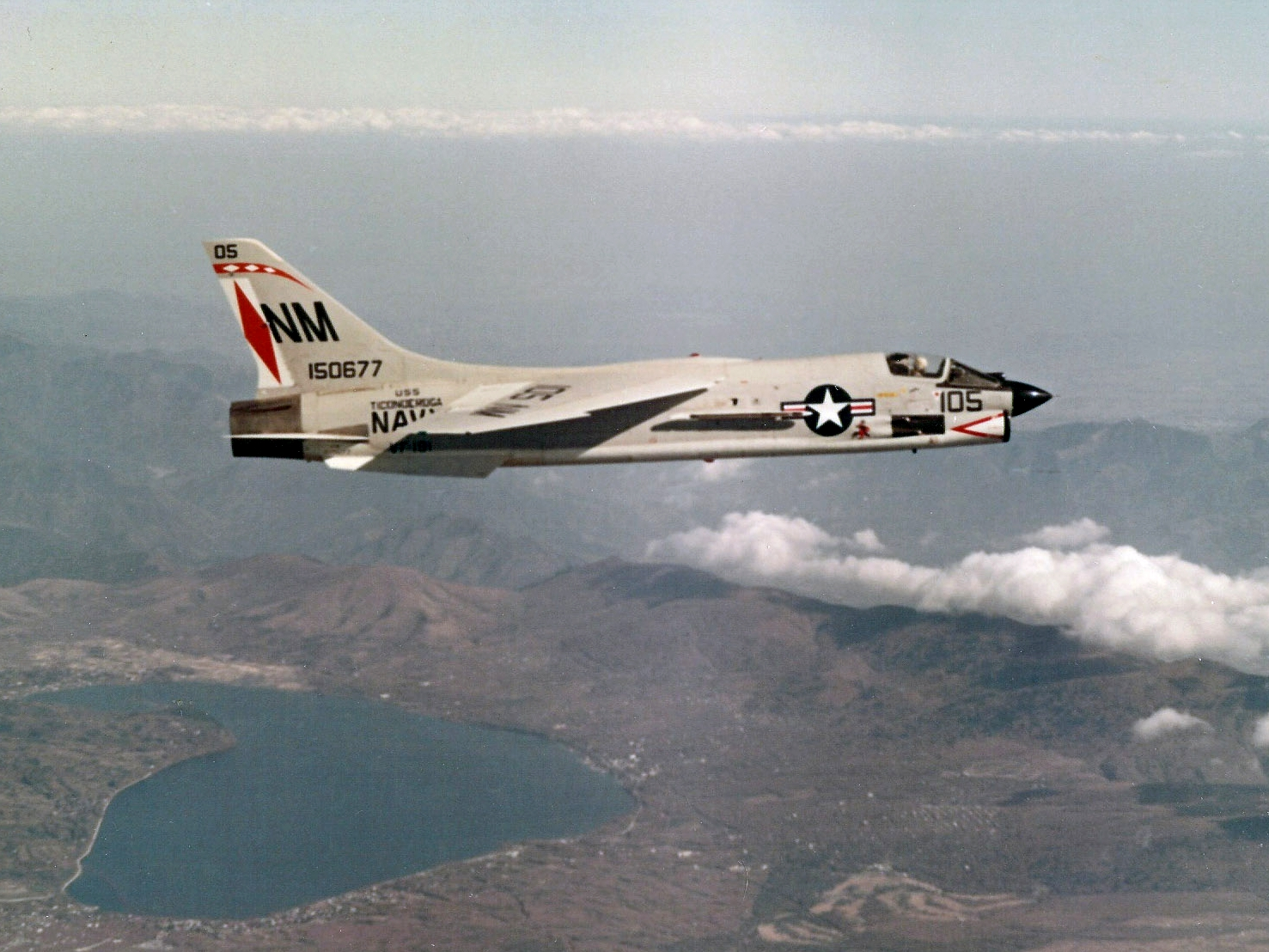
Vought F-8E Crusader

### Erdkampf- und Angriffsflugzeuge
Italien
- Fiat G.91 (1956) – Gewinner der NBMR1-Ausschreibung für einen Light-weight Tactical Strike Fighter, als Erdkampfflugzeug verwendet

 Vereinigtes Königreich
- Blackburn Buccaneer (1958)

 Vereinigte Staaten
- Douglas A4D/A-4 Skyhawk (1954)

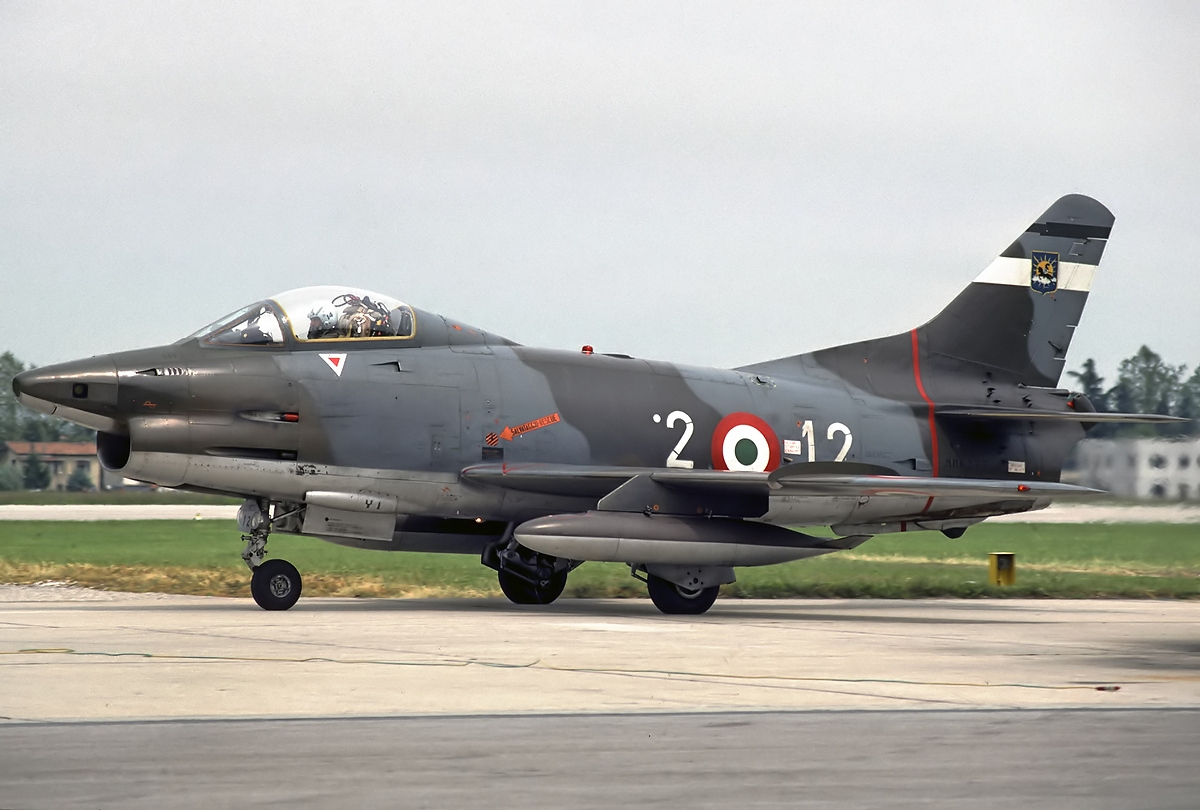
Fiat G.91
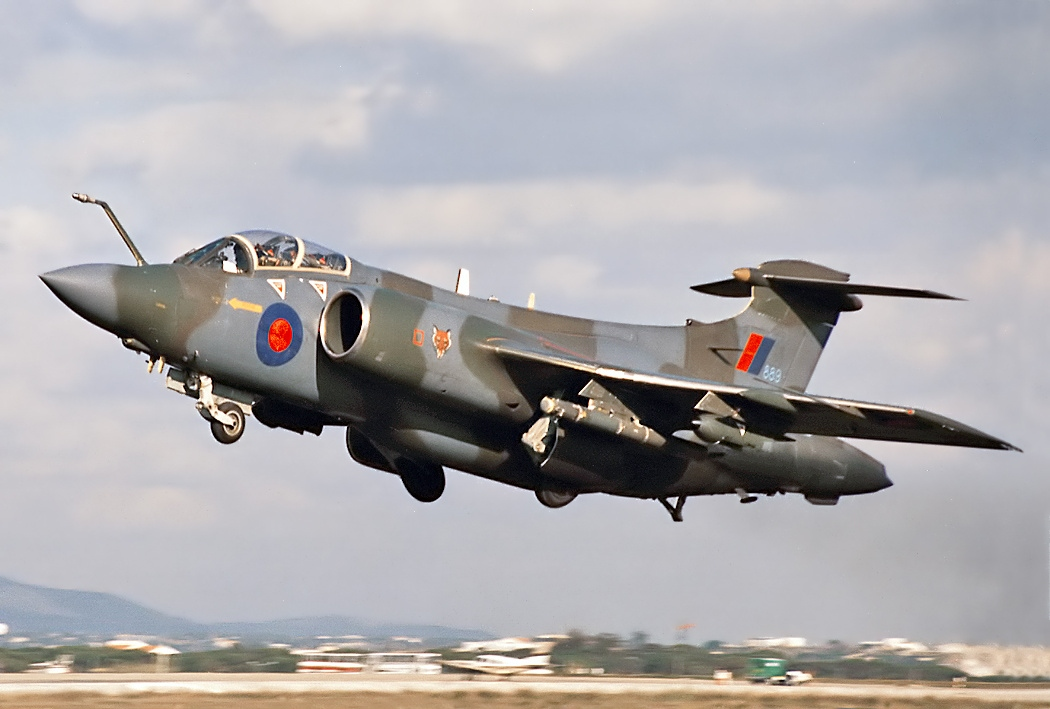
Blackburn Buccaneer
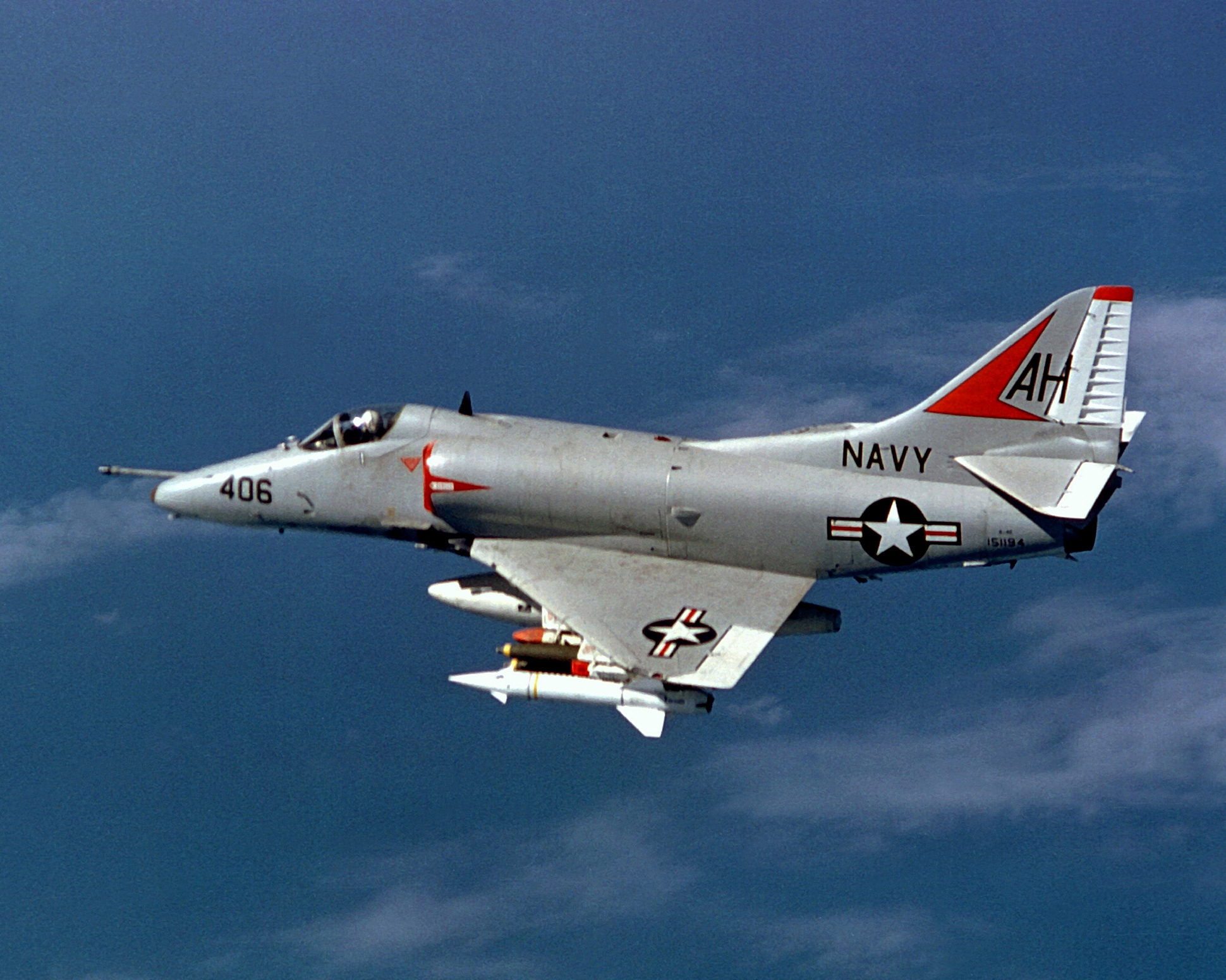
Douglas A-4E Skyhawk

### Strahltrainer/Leichte Erdkampfflugzeuge
Frankreich
- Morane-Saulnier MS.760 Paris (1954)

 Italien
- Aermacchi MB-326 (1957)

 Japan
- Fuji T-1 (1958)

 Spanien
- Hispano Aviación HA-200 Saeta (1955)

 Vereinigtes Königreich
- BAC Jet Provost (1954)

 Vereinigte Staaten
- Cessna T-37 Tweet (1954)

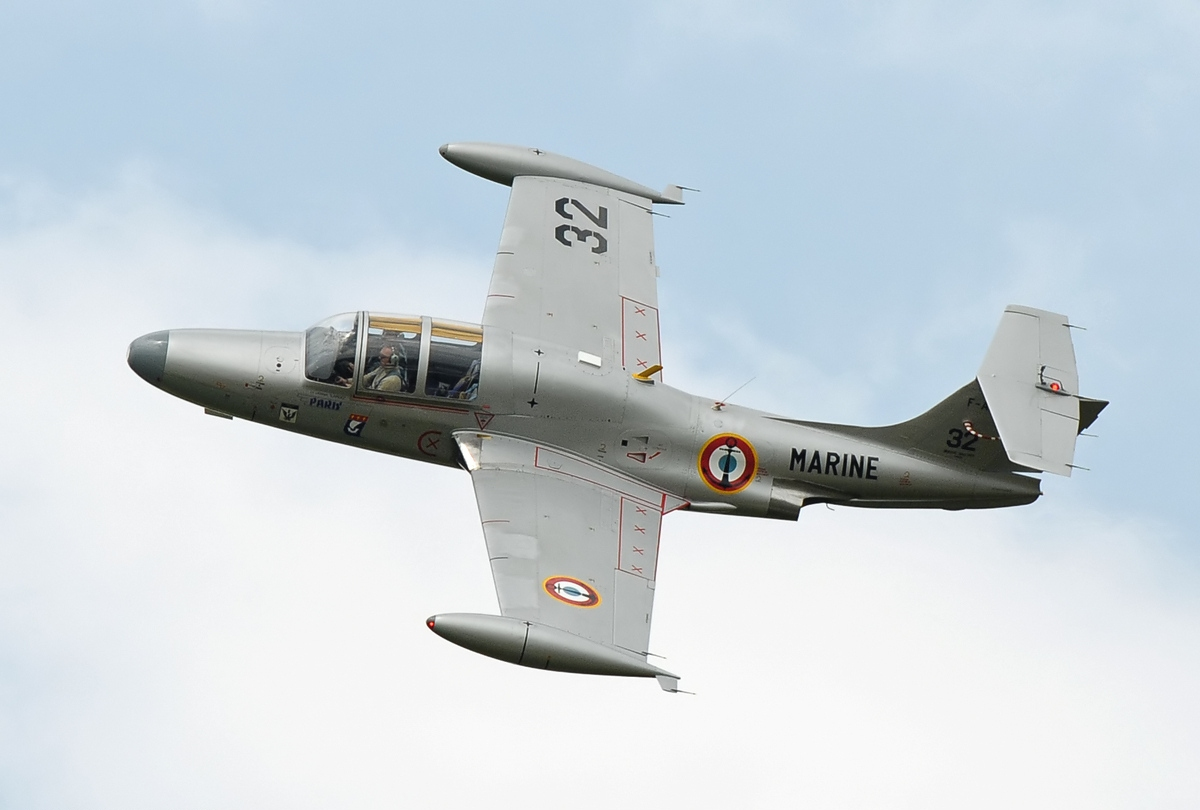
Morane-Saulnier MS.760 Paris
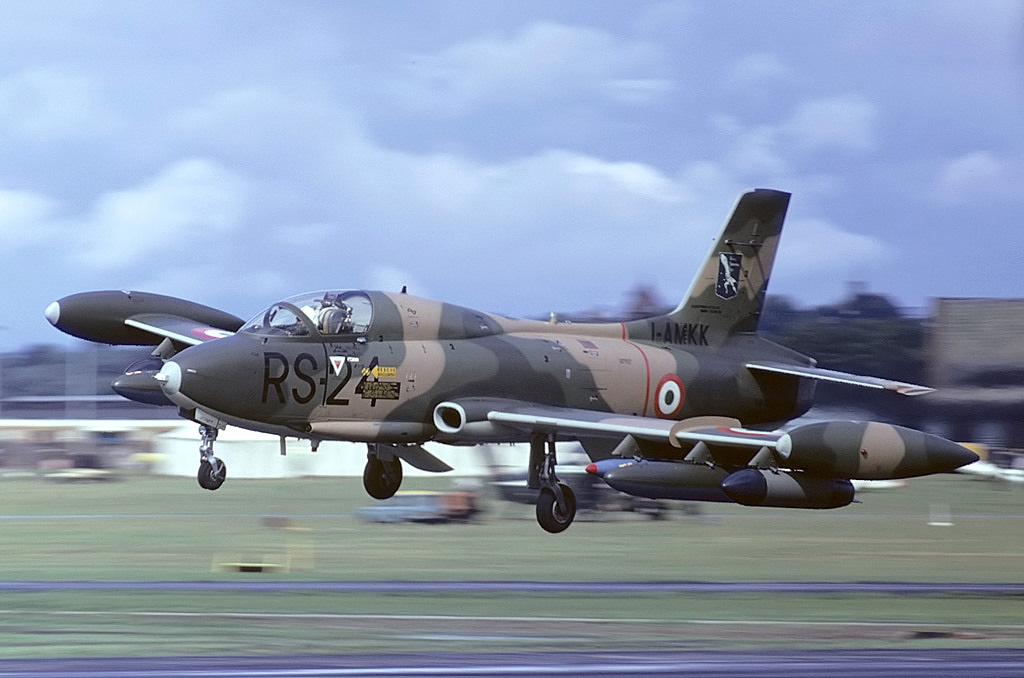
Aermacchi MB-326K
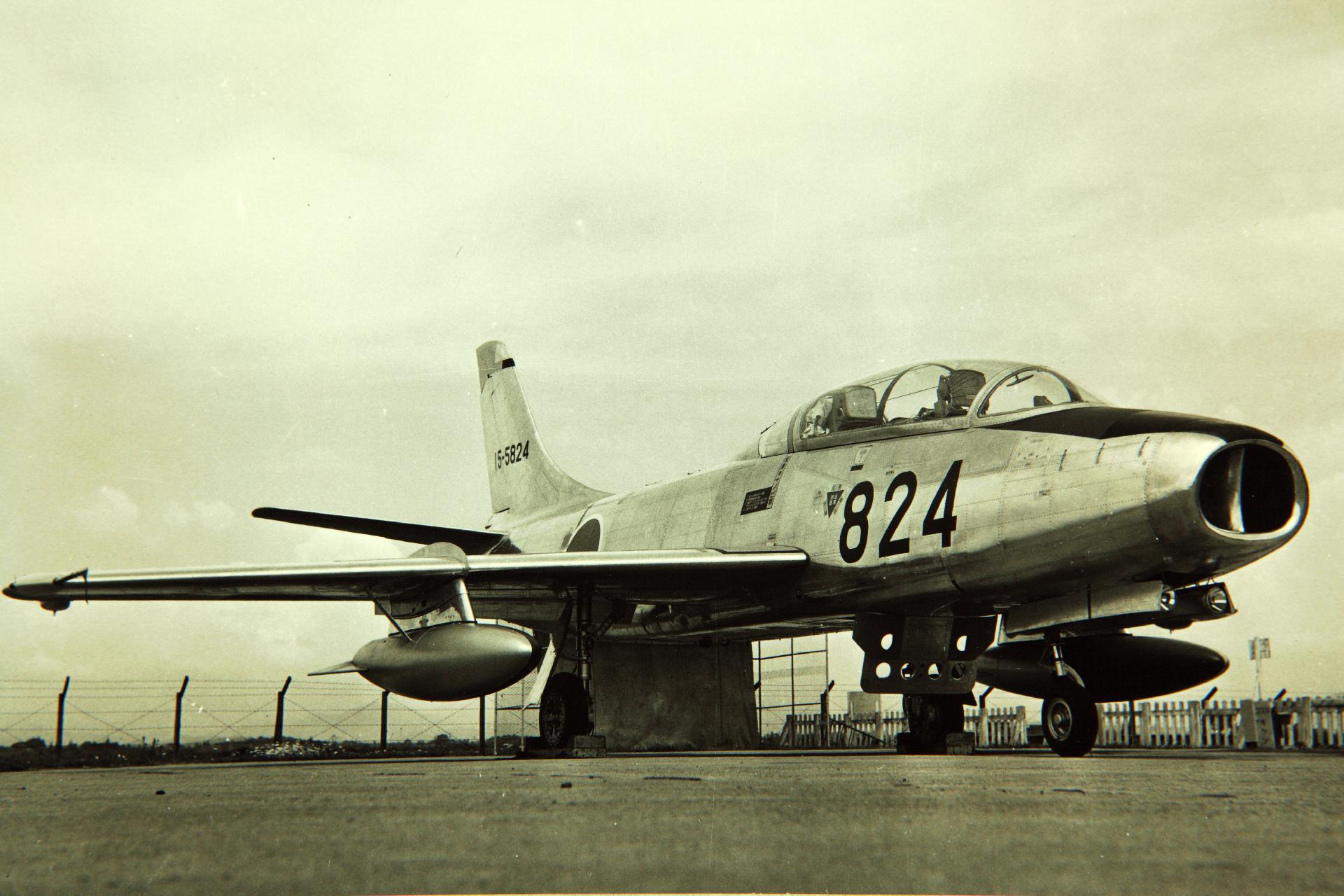
Fuji T-1A
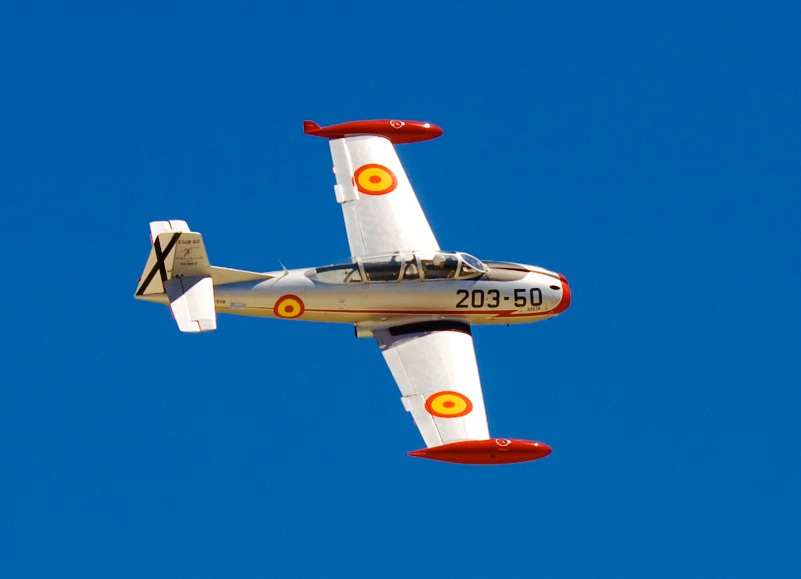
Hispano Aviación HA-200 Saeta
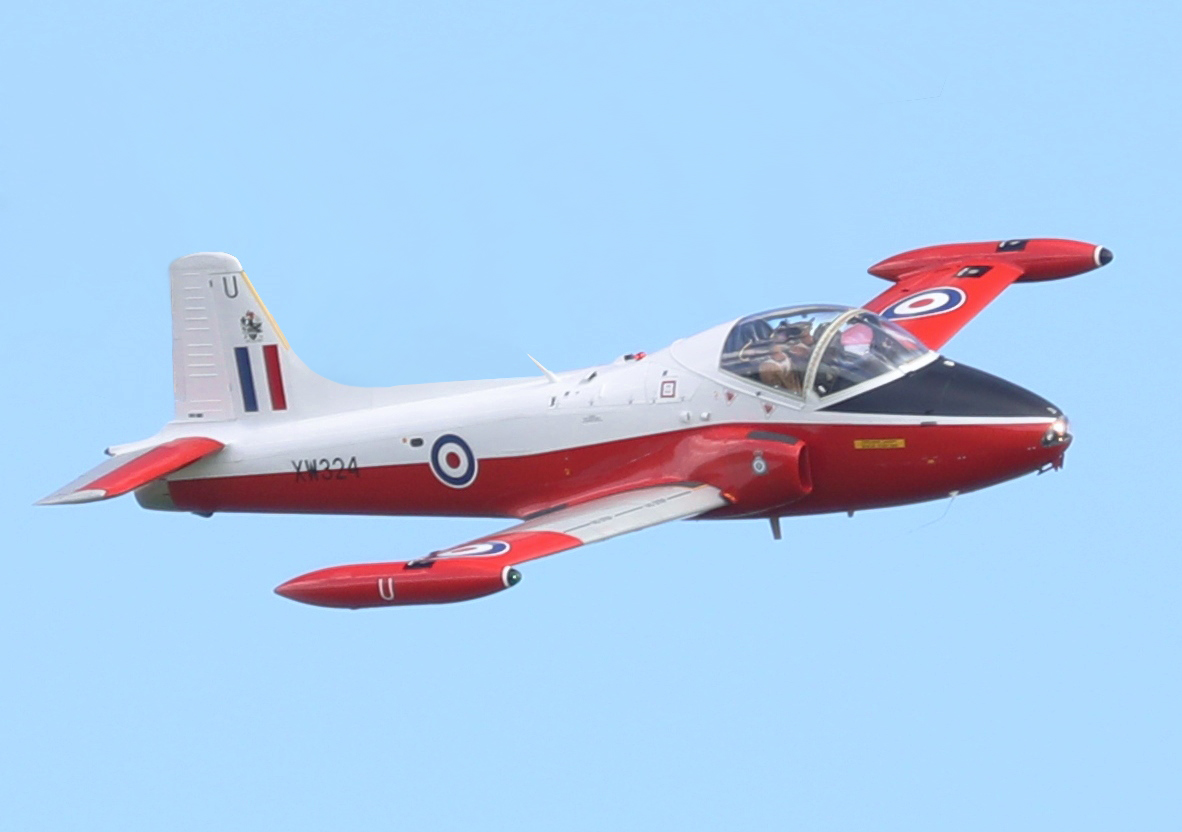
BAC Jet Provost
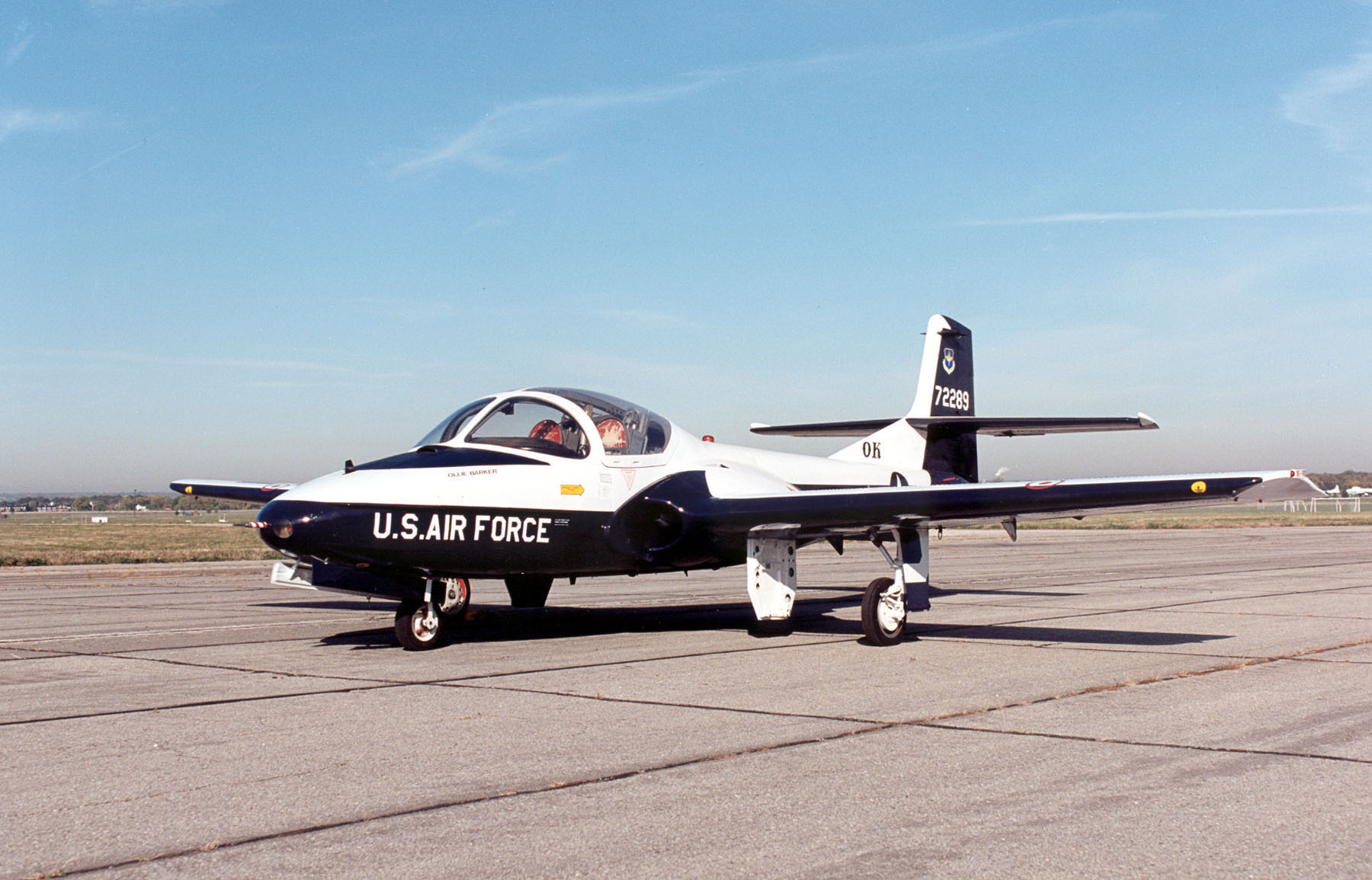
Cessna T-37B

### Bomber
Volksrepublik China
- Xian H-6 (1968) – Lizenzbau der Tupolew Tu-16

 Sowjetunion
- Tupolew Tu-16 «Badger» (1952)
- Tupolew Tu-20/Tu-95 «Bear» (1952) – Turboproptriebwerke, sowjetisches Äquivalent zur Boeing B-52
- Mjassischtschew M-4 und 3M «Bison» (1953)
- Jakowlew Jak-26 «Flashlight-B» (1956)
- Jakowlew Jak-28 «Brewer» (1958) – Bombervarianten der Jak-28
- Tupolew Tu-22 «Blinder» (1958)
- Mjassischtschew M-50 «Bounder» (1959)

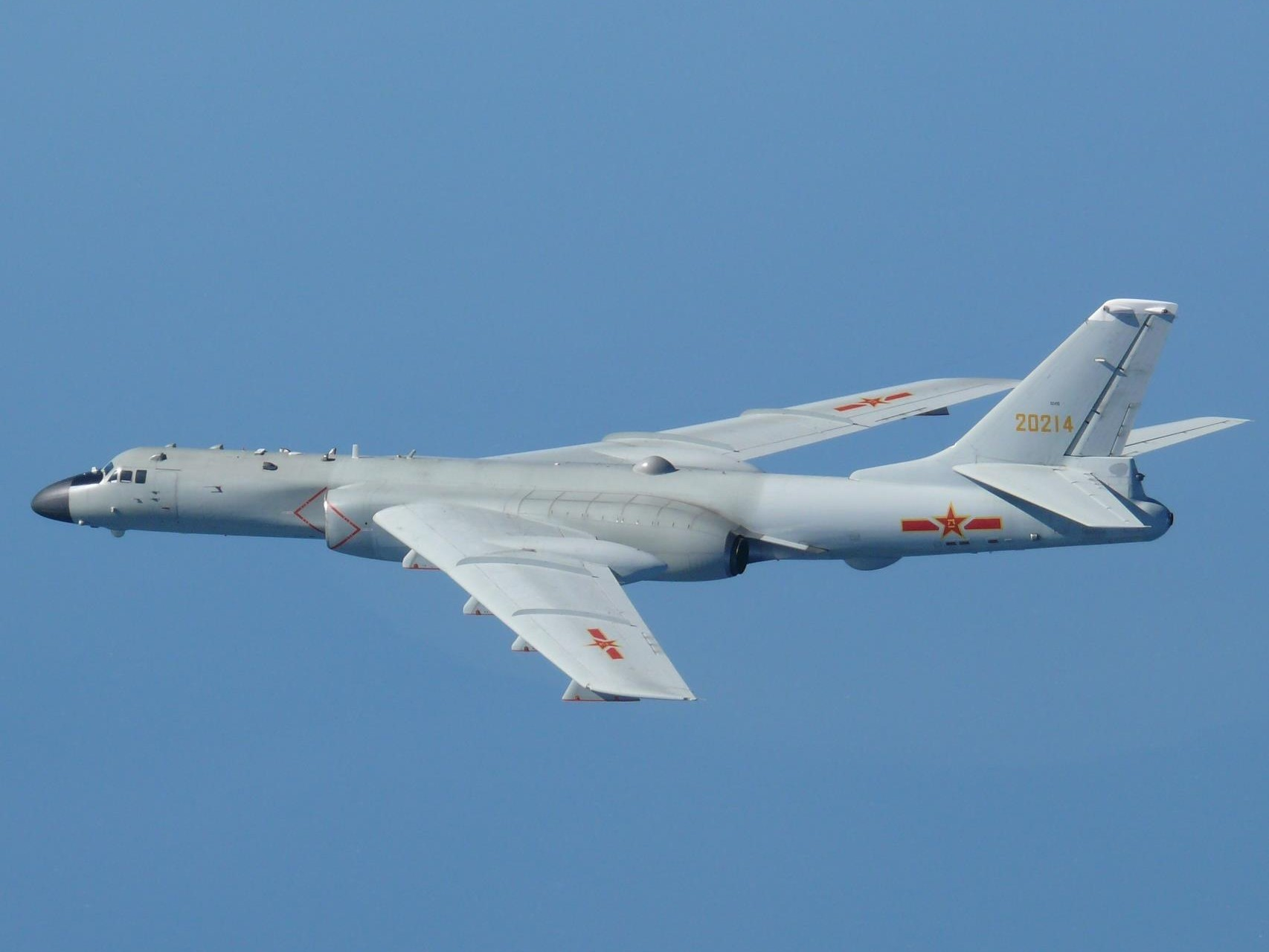
Xian H-6K
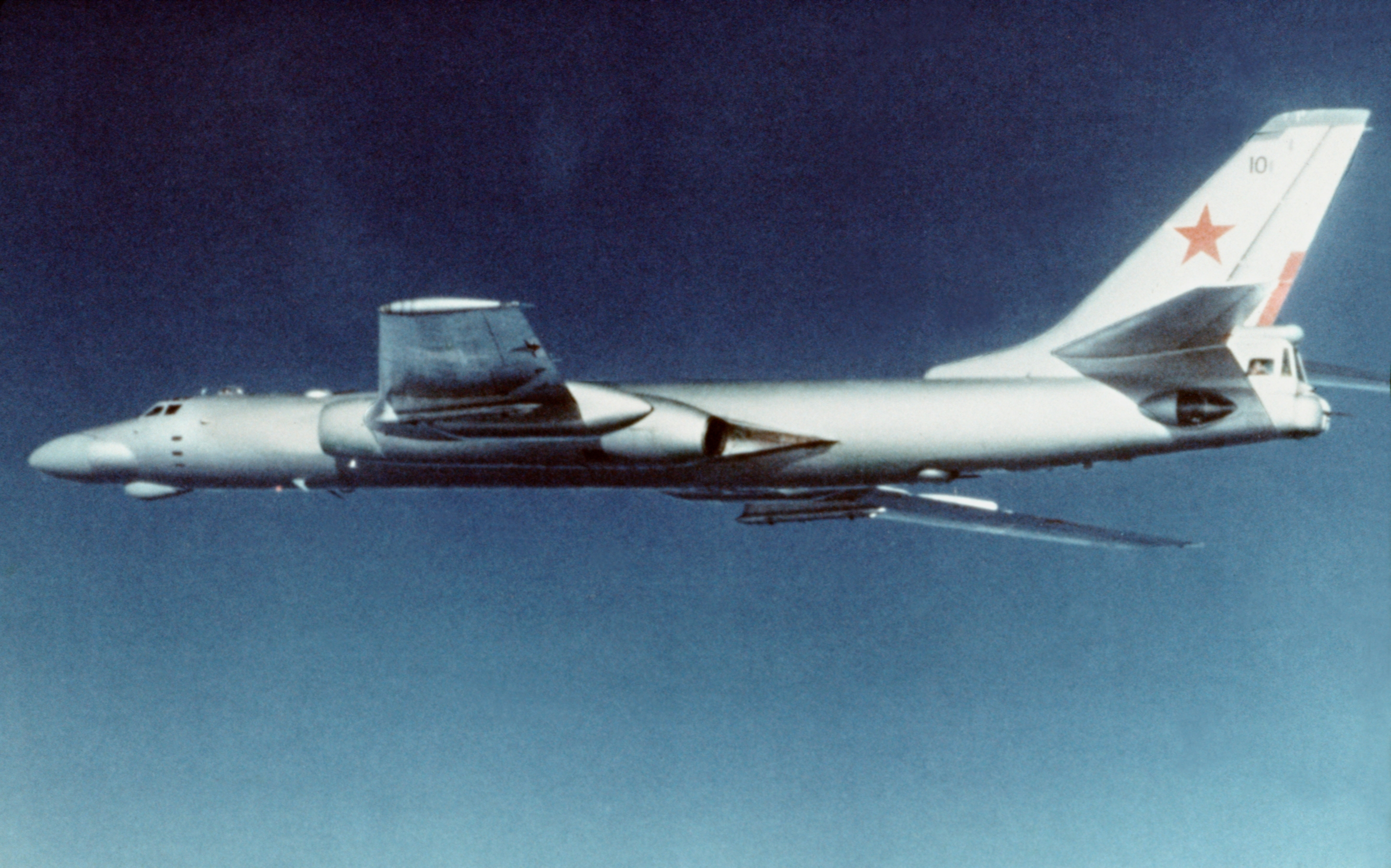
Tupolew Tu-16K
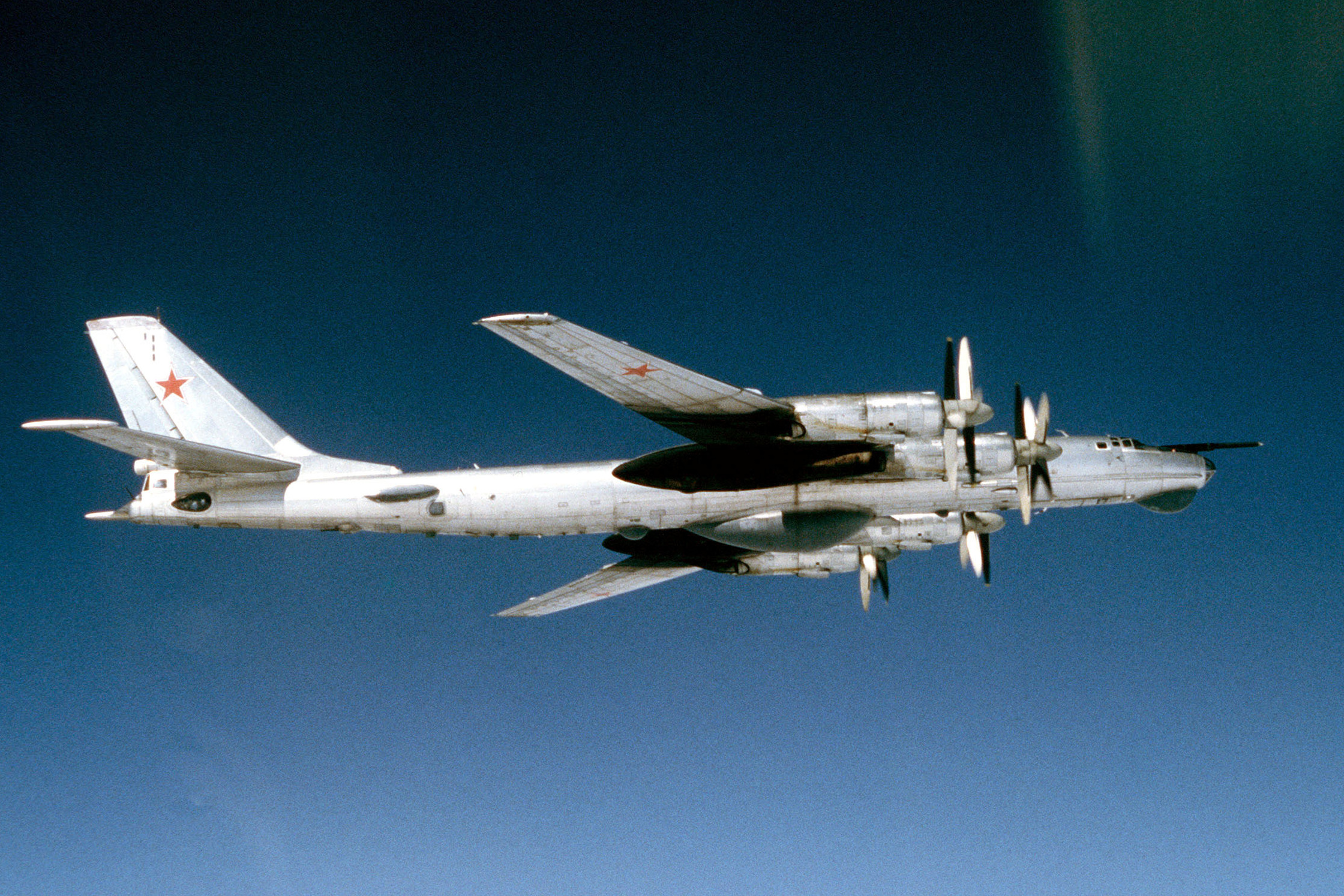
Tupolew Tu-95
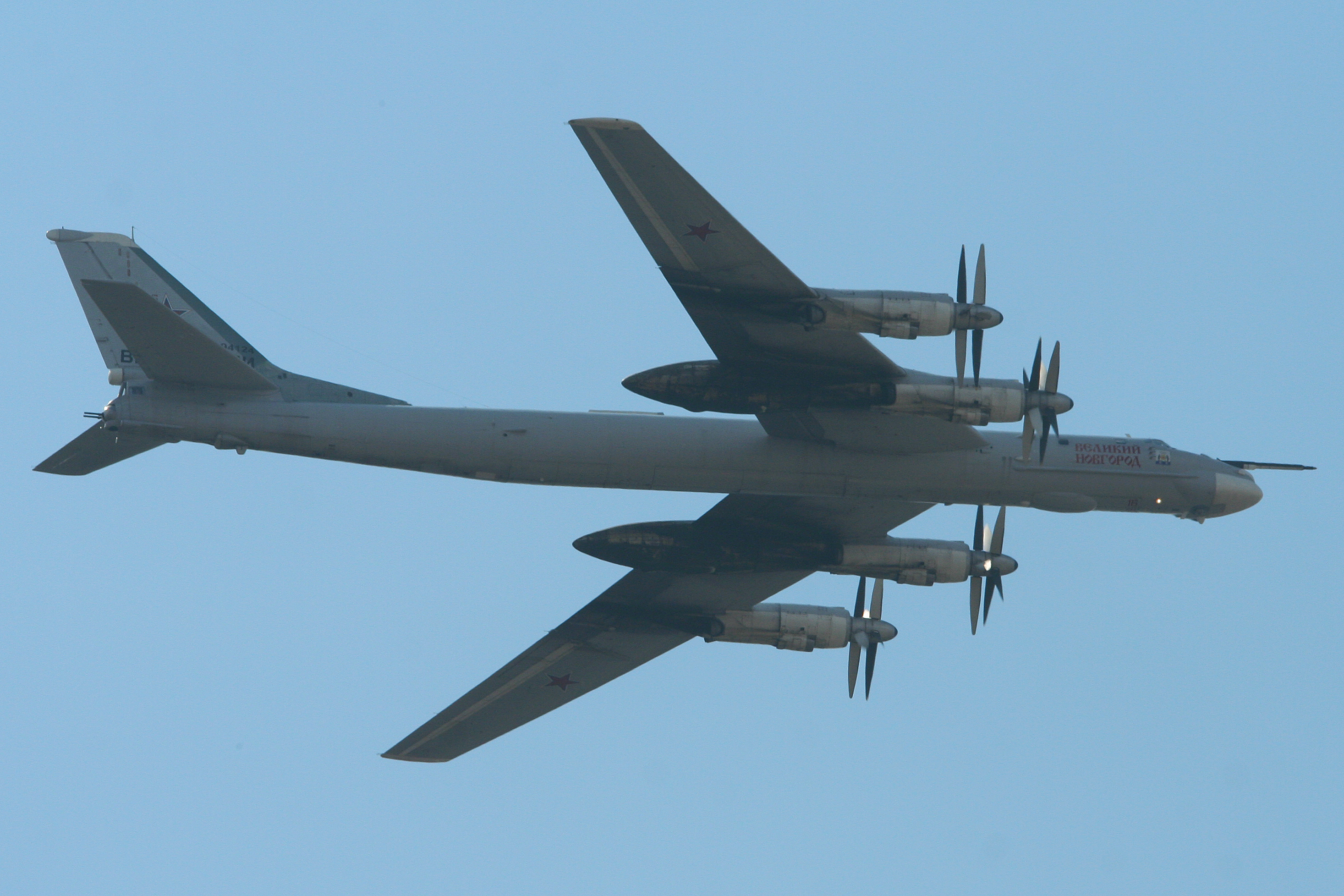
Tupolew Tu-95MS
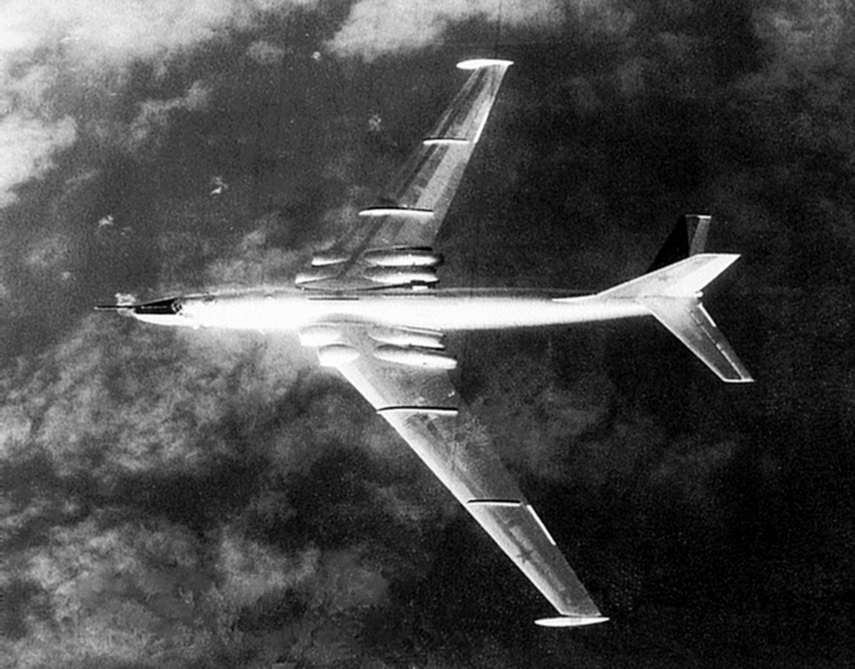
Mjassischtschew 3M
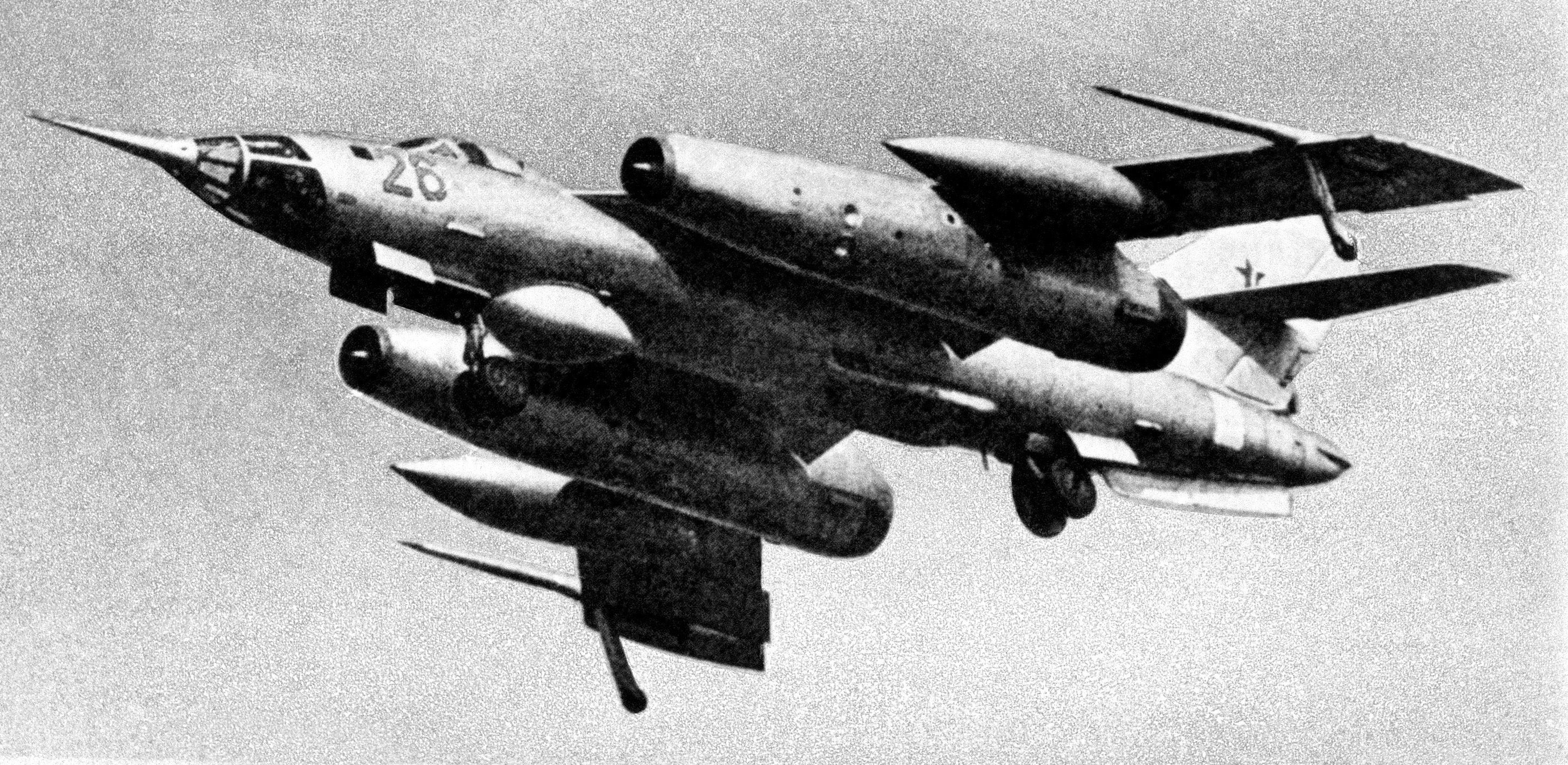
Jakowlew Jak-28I
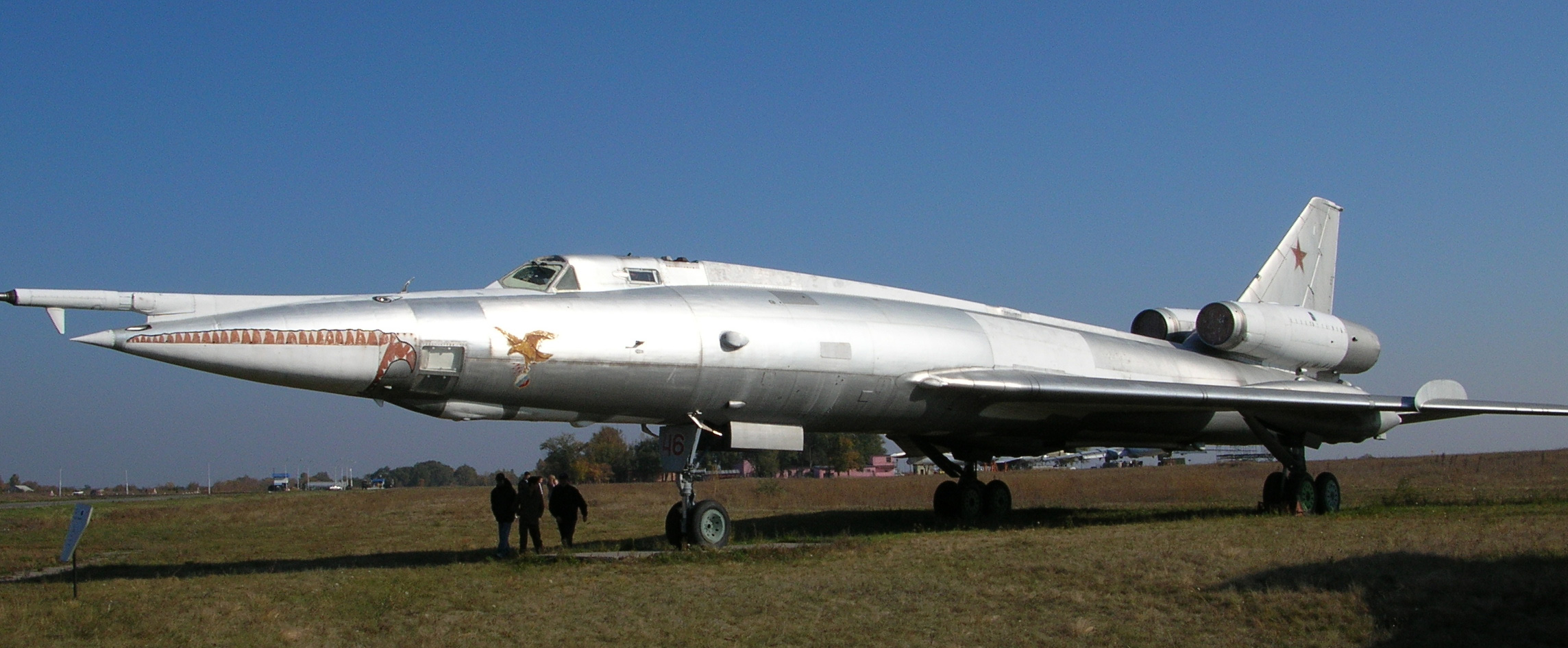
Tupolew Tu-22PD
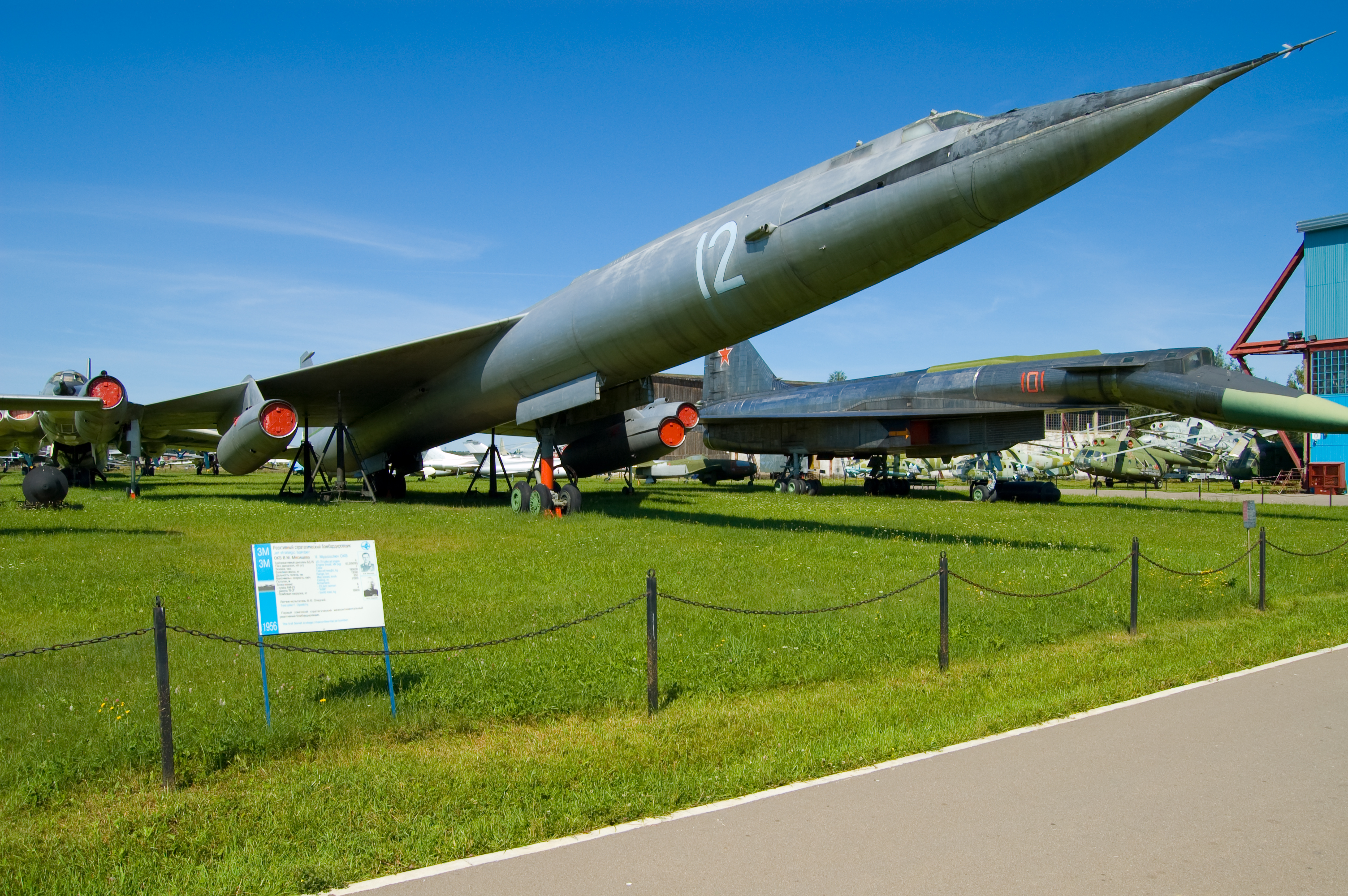
Mjassischtschew M-50

 Vereinigtes Königreich
- Vickers Valiant (1951)
- Avro Vulcan (1952)
- Handley Page Victor (1952)

 Vereinigte Staaten
- Boeing B-52 Stratofortress (1952)
- Douglas A3D/A-3 Skywarrior (1952) – trägergestützter Bomber
- Douglas B-66 Destroyer (1954)
- Convair B-58 Hustler (1956)

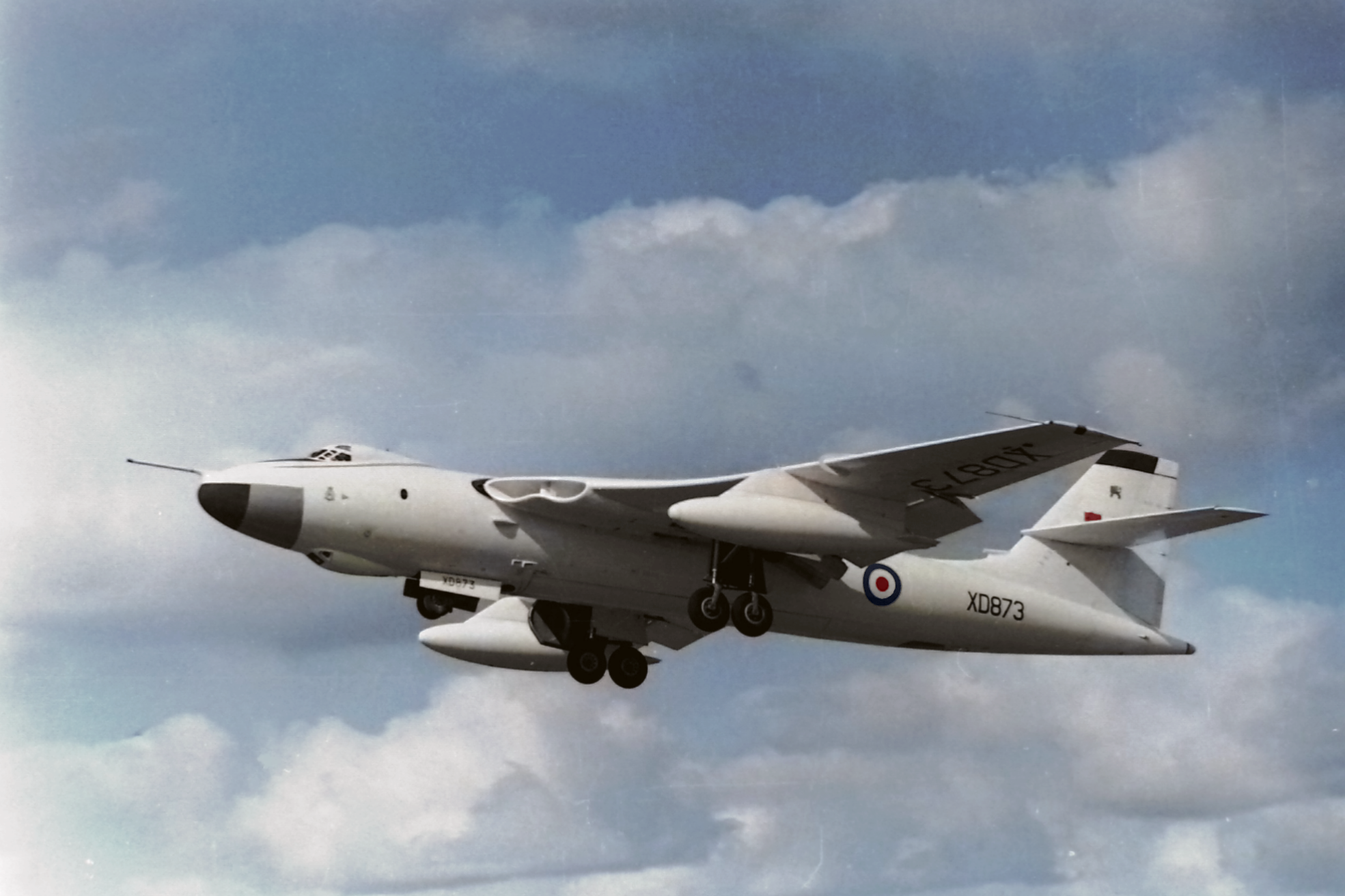
Vickers Valiant
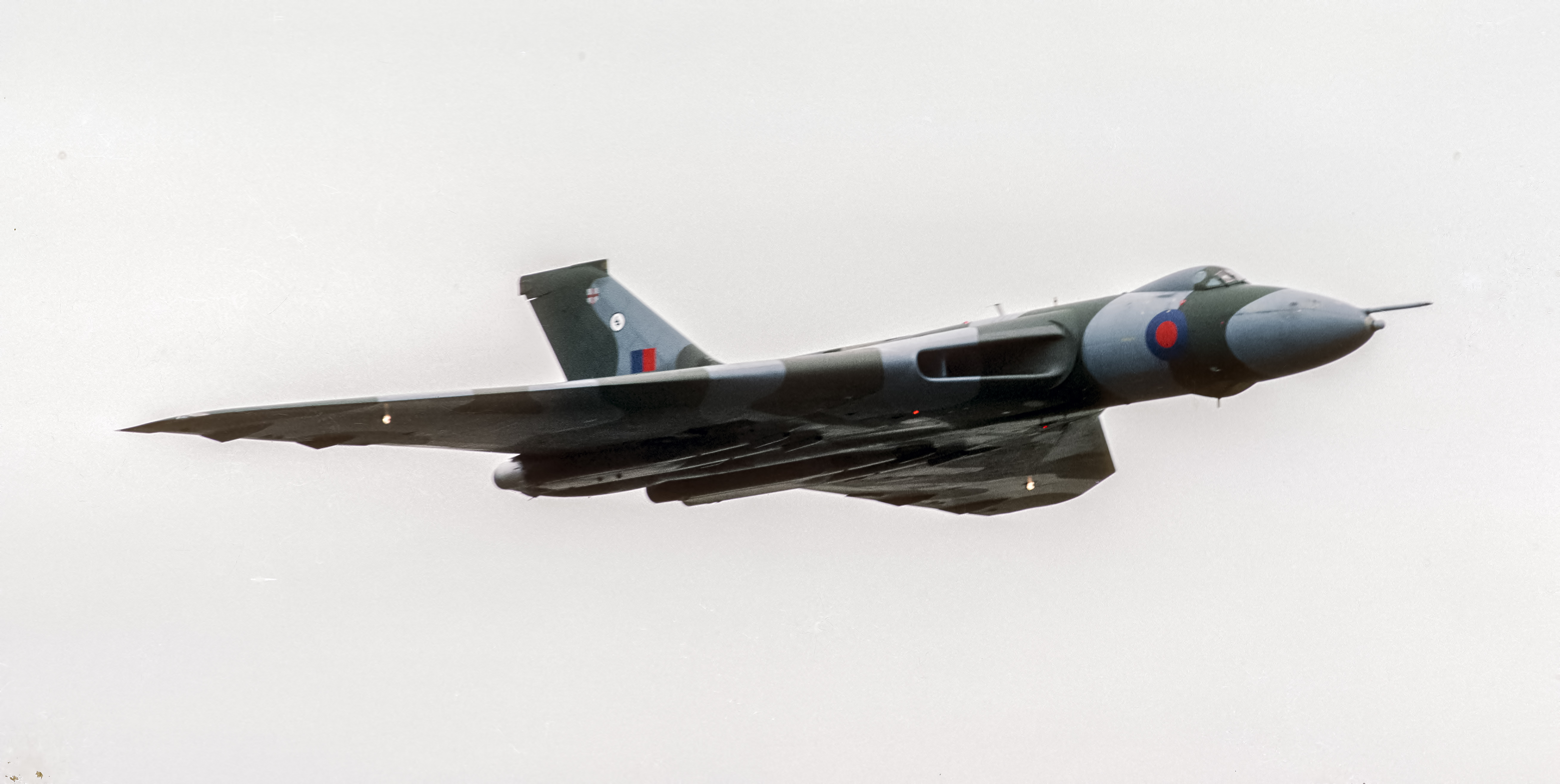
Avro Vulcan
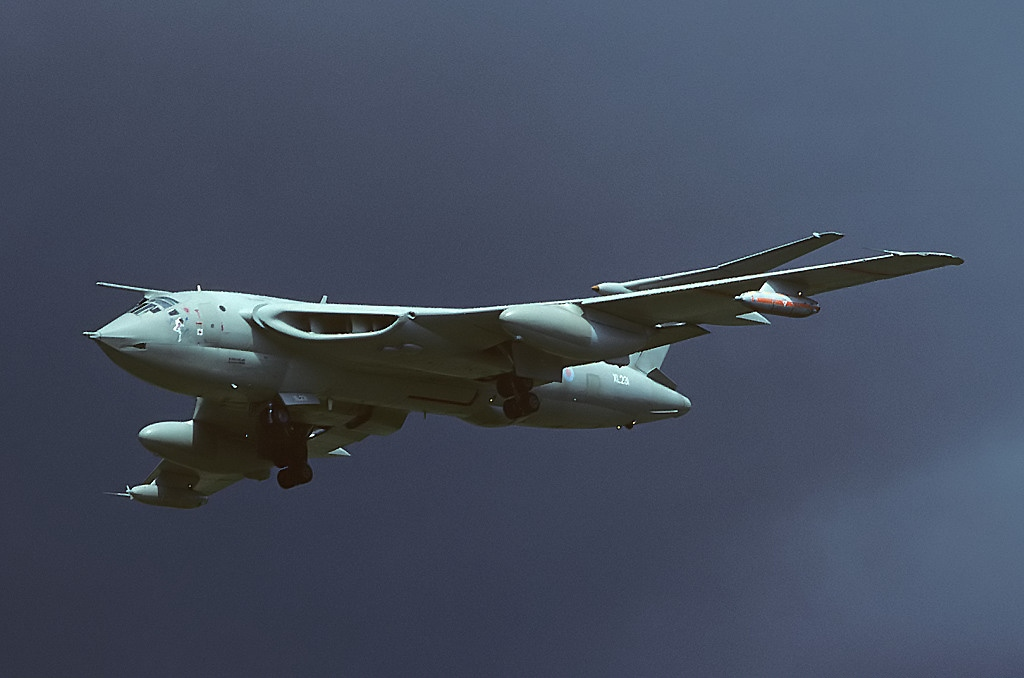
Handley Page Victor
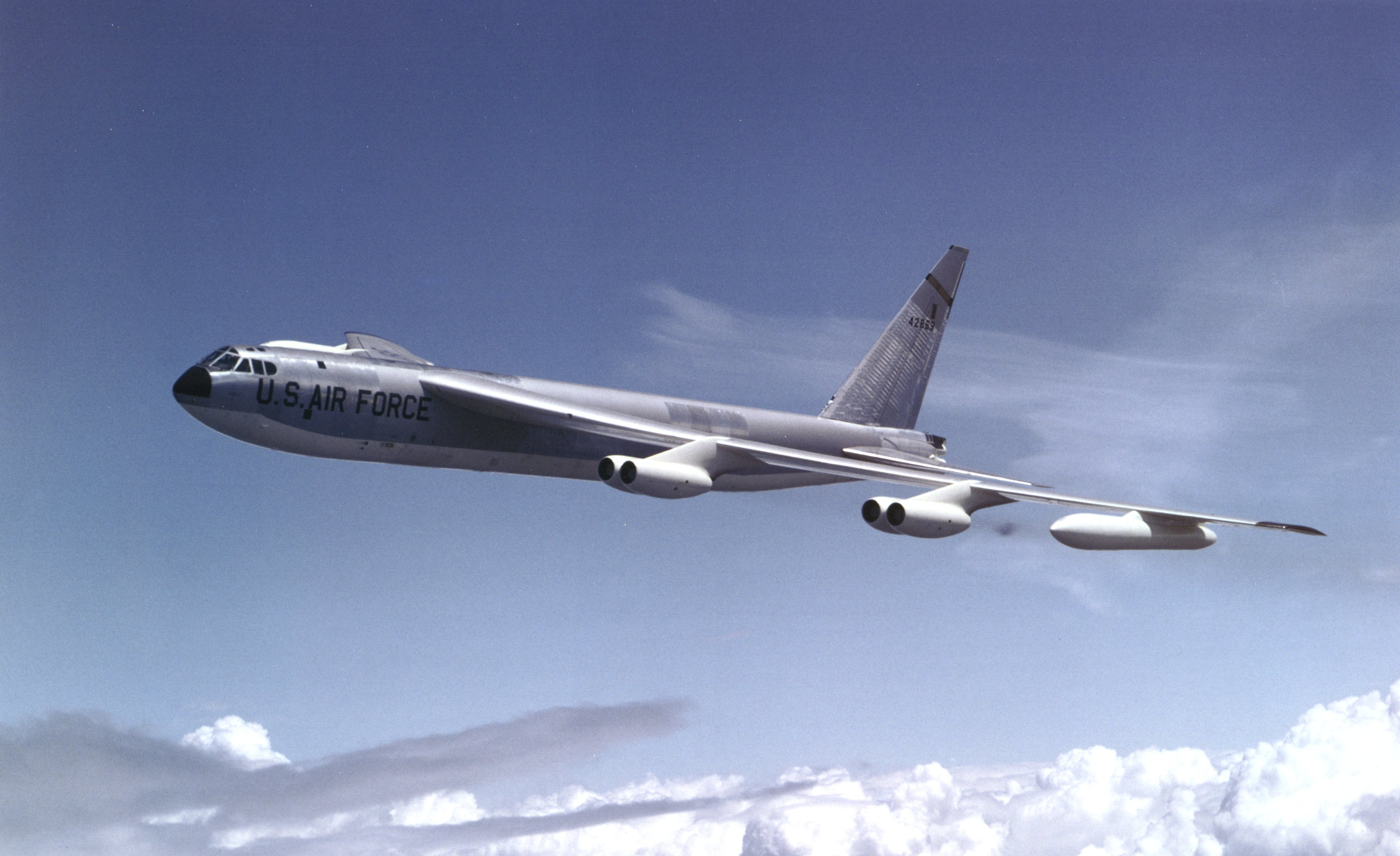
Boeing B-52C Stratofortress
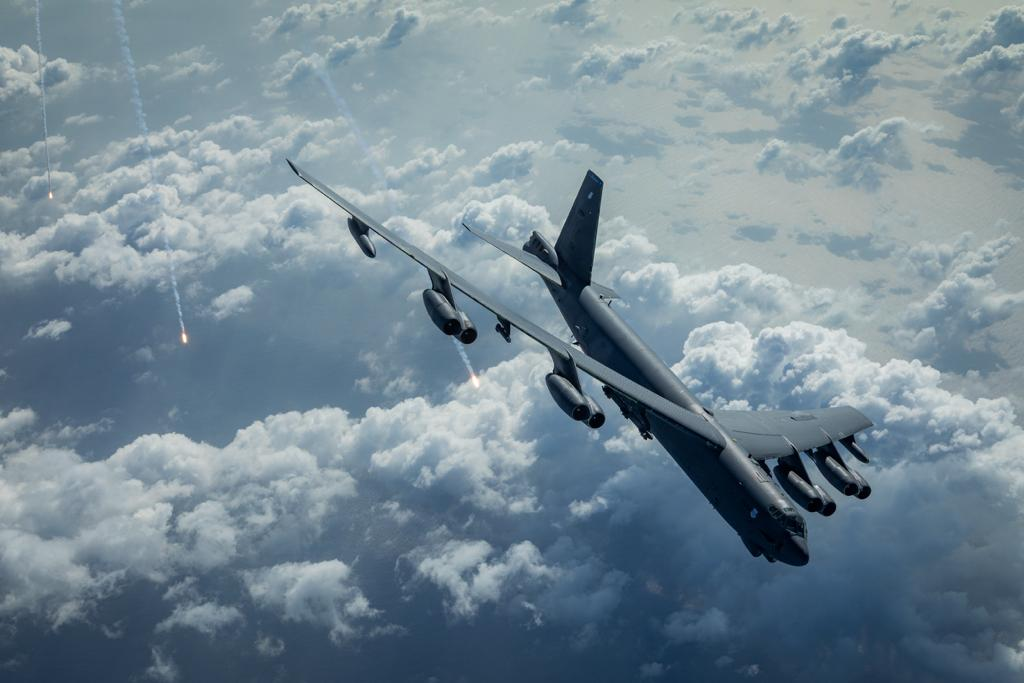
Boeing B-52H Stratofortress
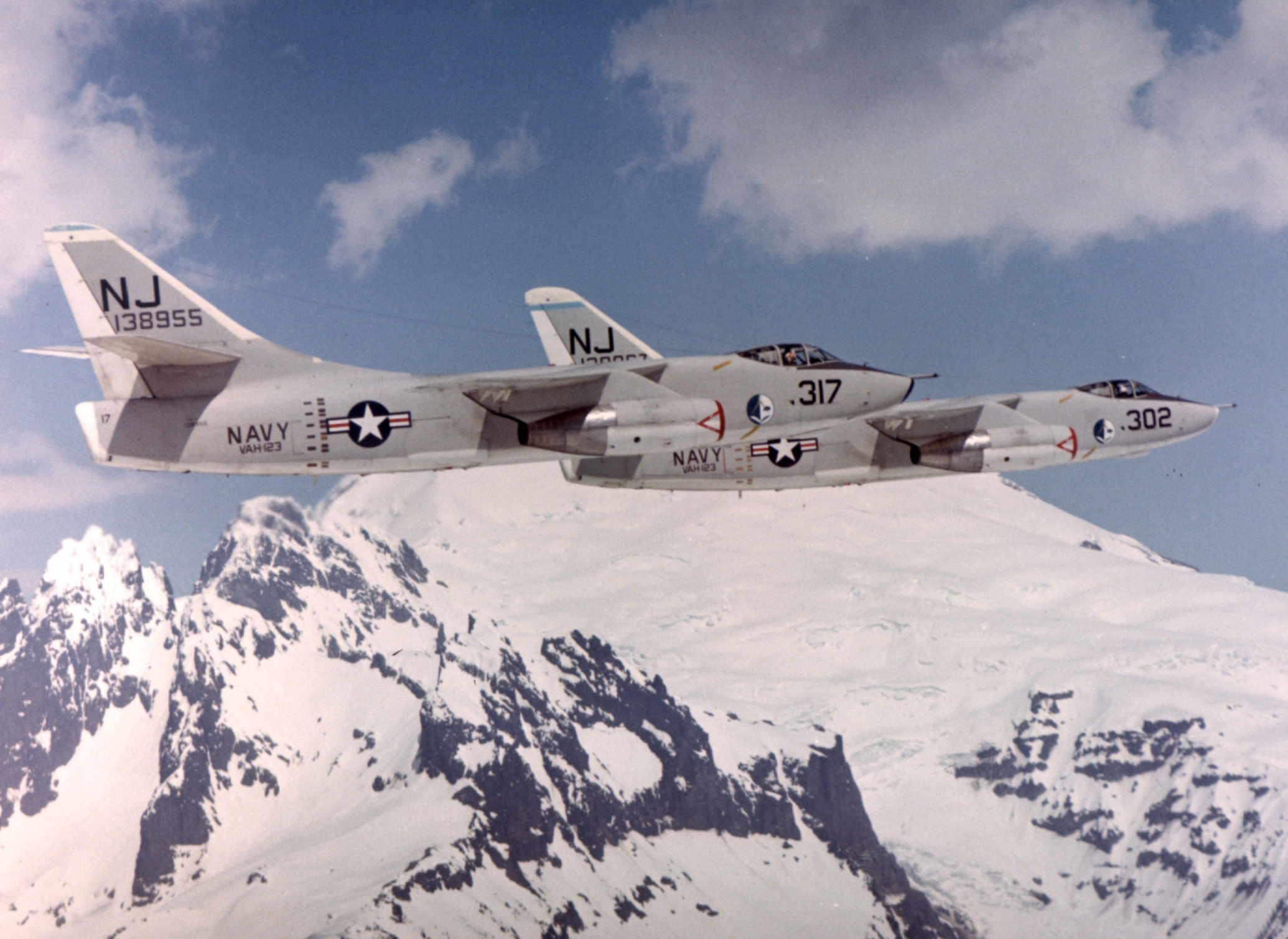
Douglas A-3B Skywarrior
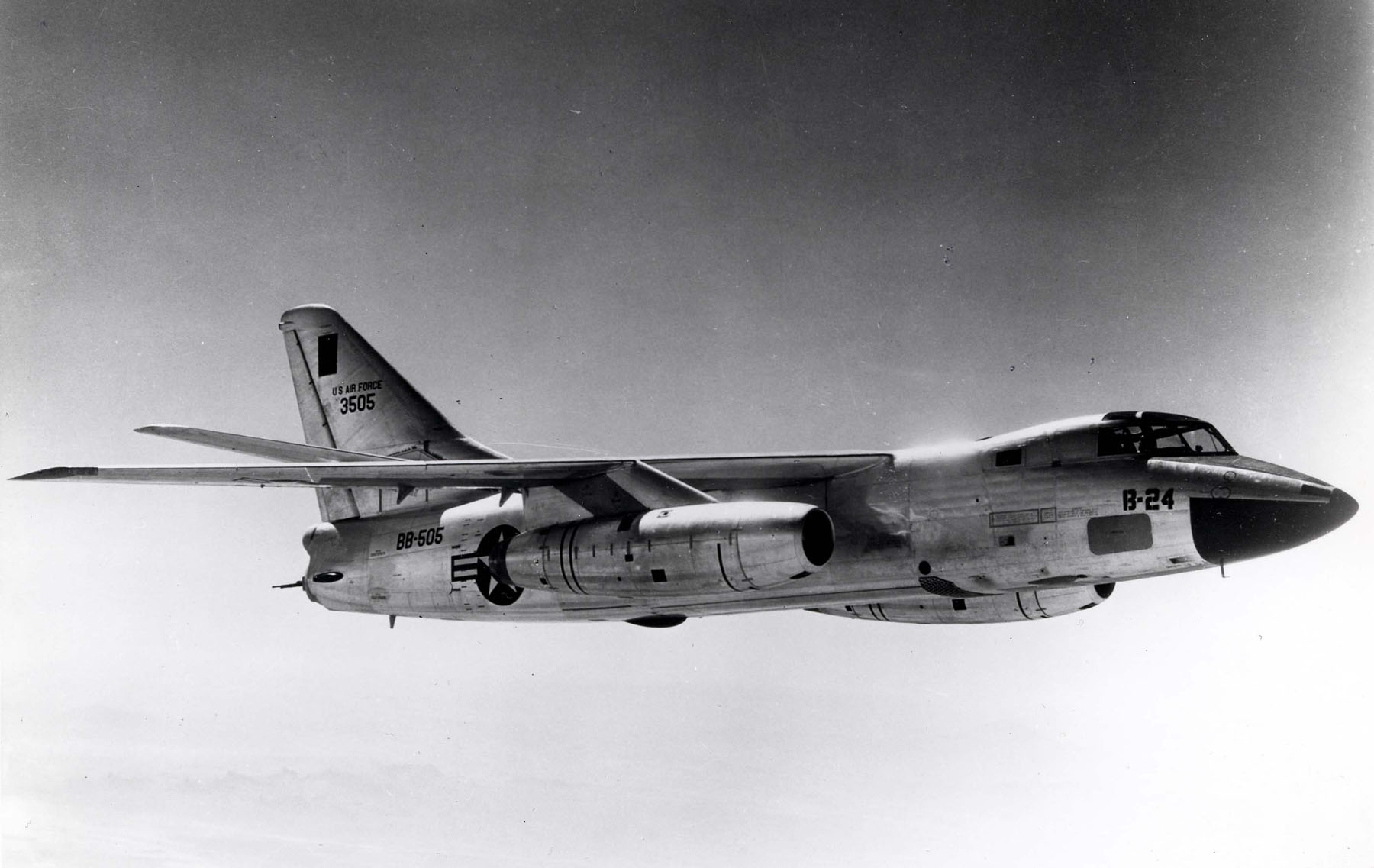
Douglas B-66B Destroyer
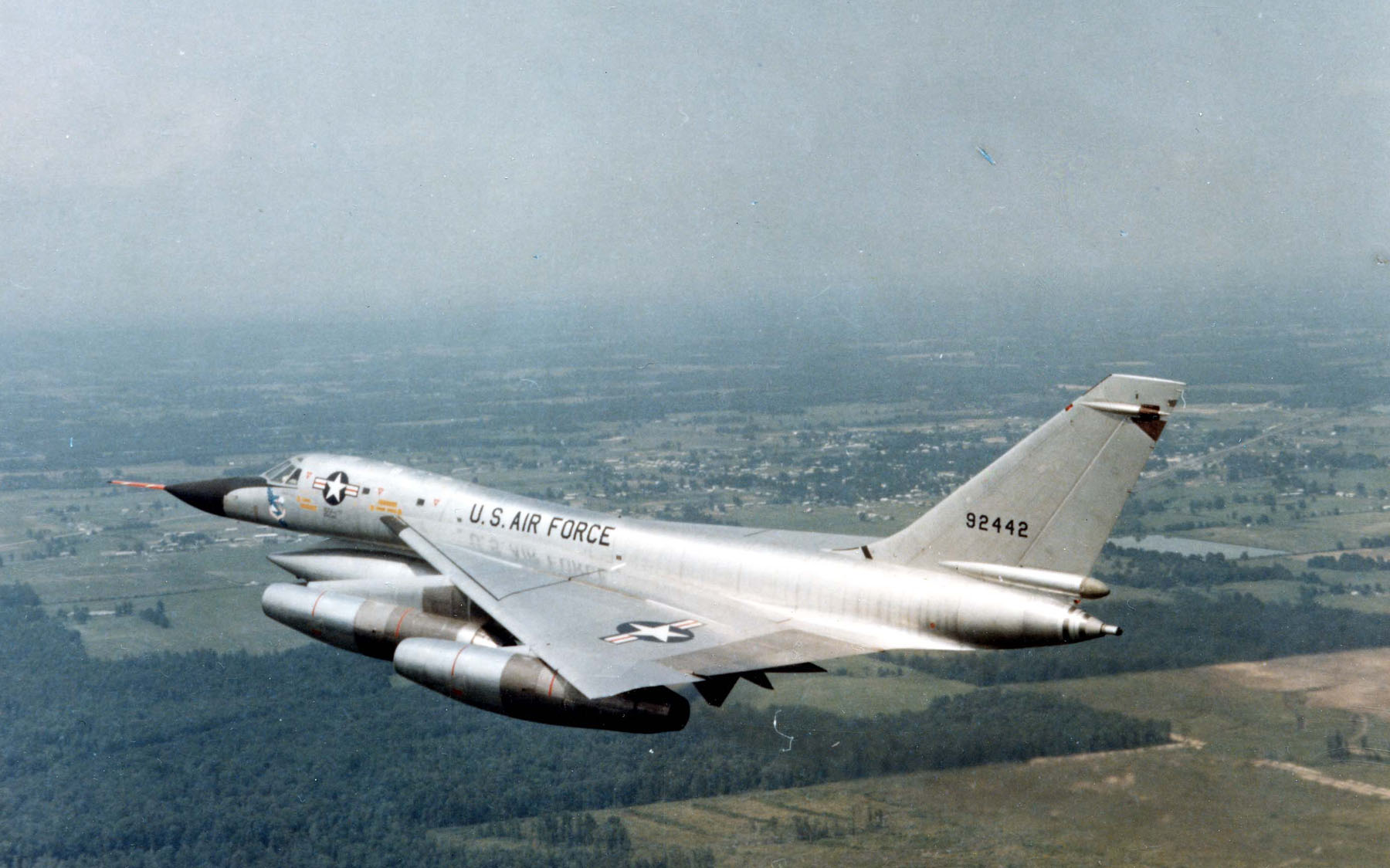
Convair B-58A Hustler

## Dritte Generation (ca. 1960–1970)

### Jäger und Jagdbomber
Ägypten
- Helwan HA-300 (1964) – auf Basis eines Entwurfs von Willy Messerschmitt gebaut

 Volksrepublik China
- Shenyang J-8 «Finback» (1969)

 Deutschland
- EWR VJ 101 (1963) – VTOL-Jagdflugzeug
- VFW-Fokker VAK 191B (1971) – VTOL-Kampfflugzeug

 Frankreich
- Dassault Mirage IIIV (1965) – VTOL-Kampfflugzeug
- Dassault Mirage F2 (1966)
- Dassault Mirage F1 (1966)
- Dassault Mirage 5 und 50 (1967)
- Dassault Mirage G (1967) – Schwenkflügel

 Indien
- HAL Ajeet (1976) – leichtes Mehrzweckkampfflugzeug, Weiterentwicklung der Folland Gnat

 Israel
- IAI Nescher (1969) – unlizenzierte Kopie der Mirage 5
- IAI Kfir (1973) – Weiterentwicklung der Nescher

 Schweden
- Saab 37 Viggen (1967)

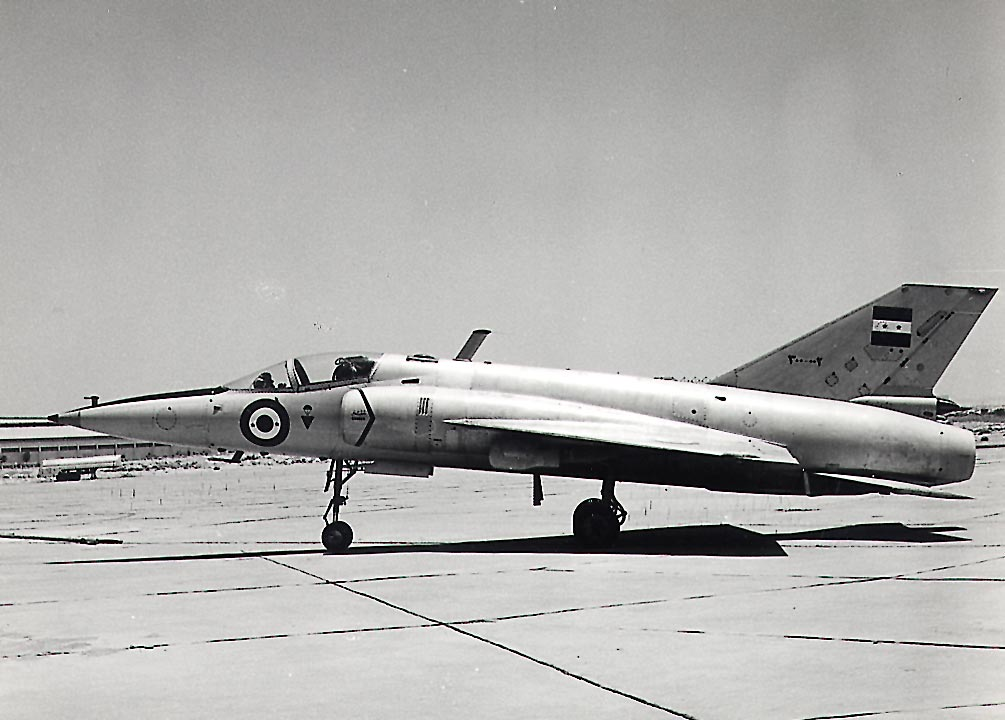
Helwan HA-300
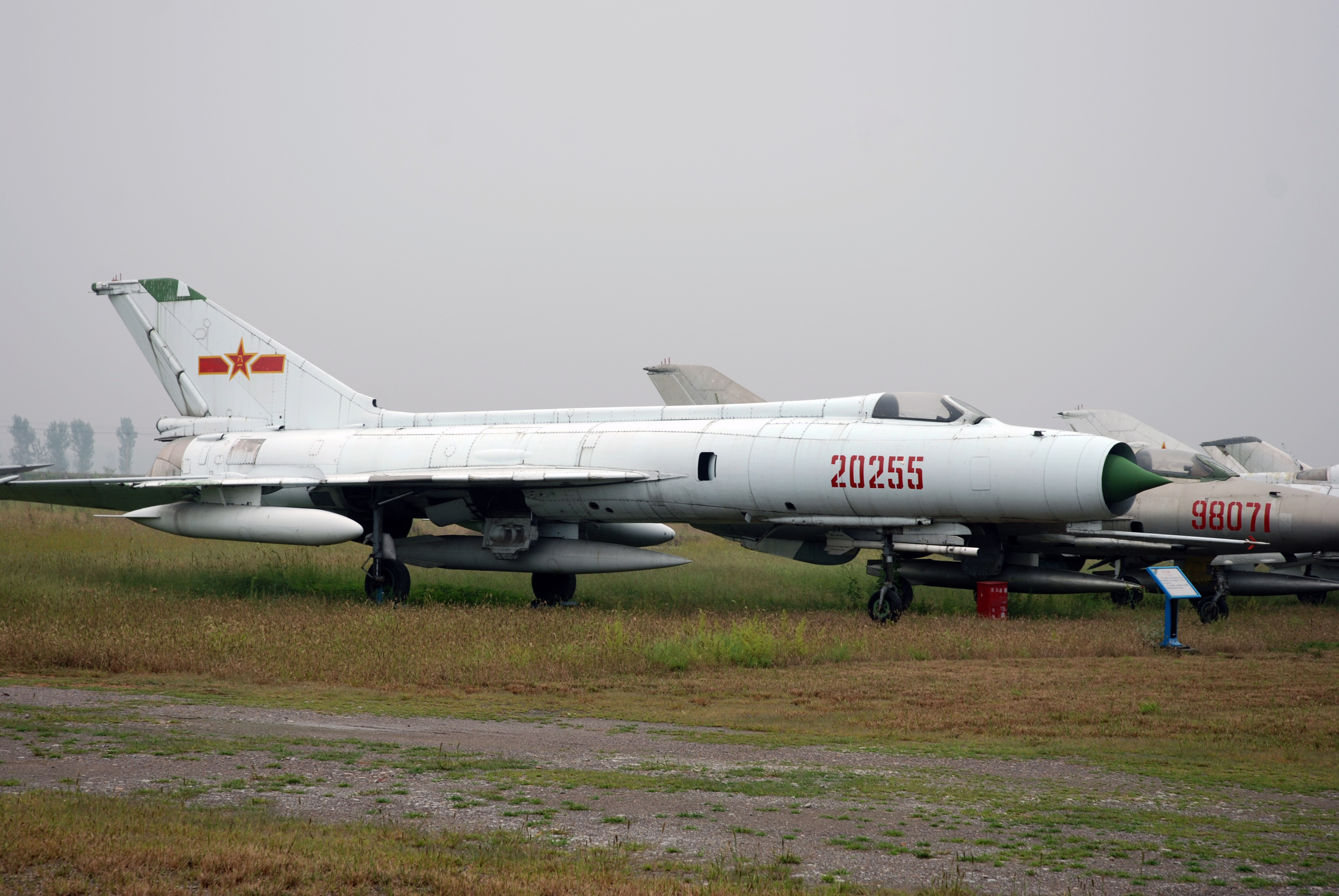
Shenyang J-8
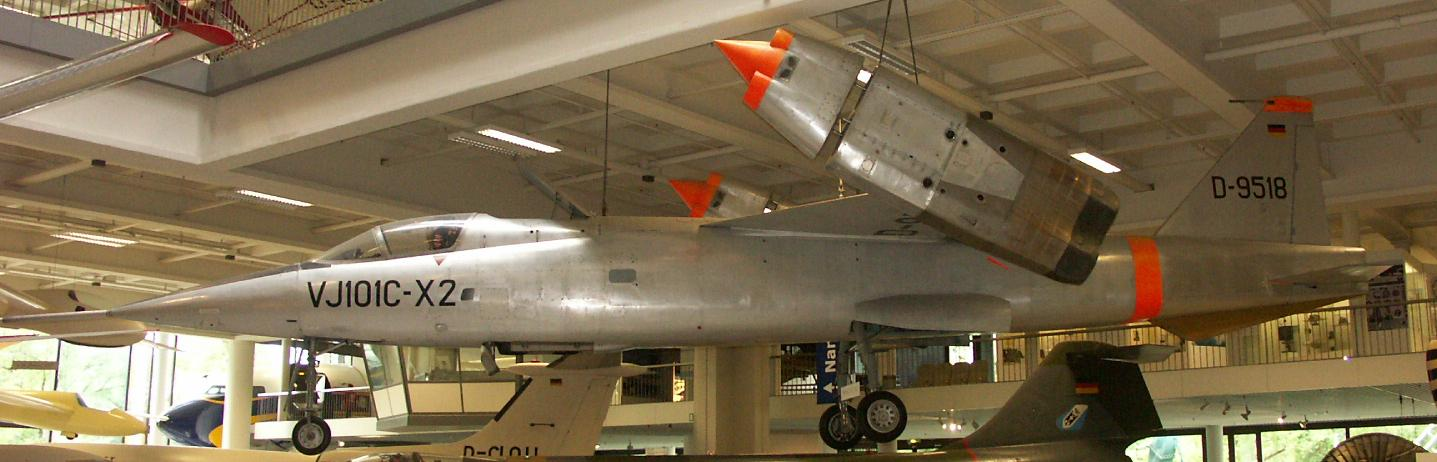
EWR VJ 101C
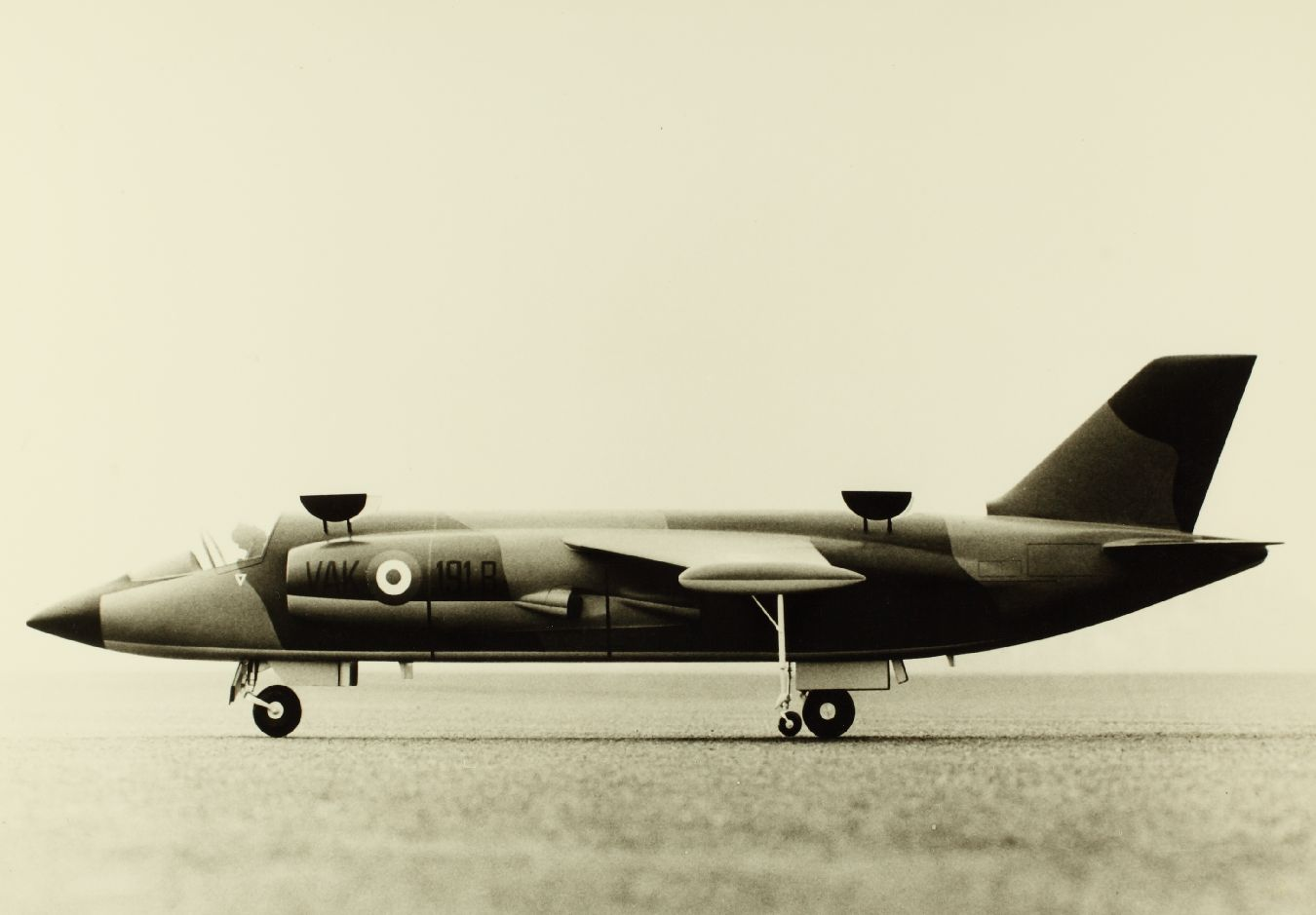
VFW-Fokker VAK 191B
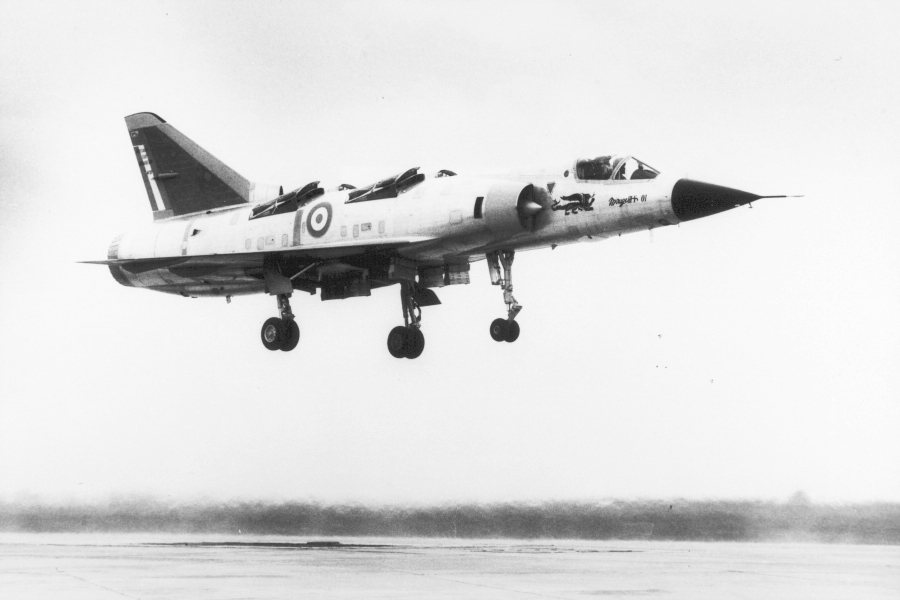
Dassault Mirage IIIV
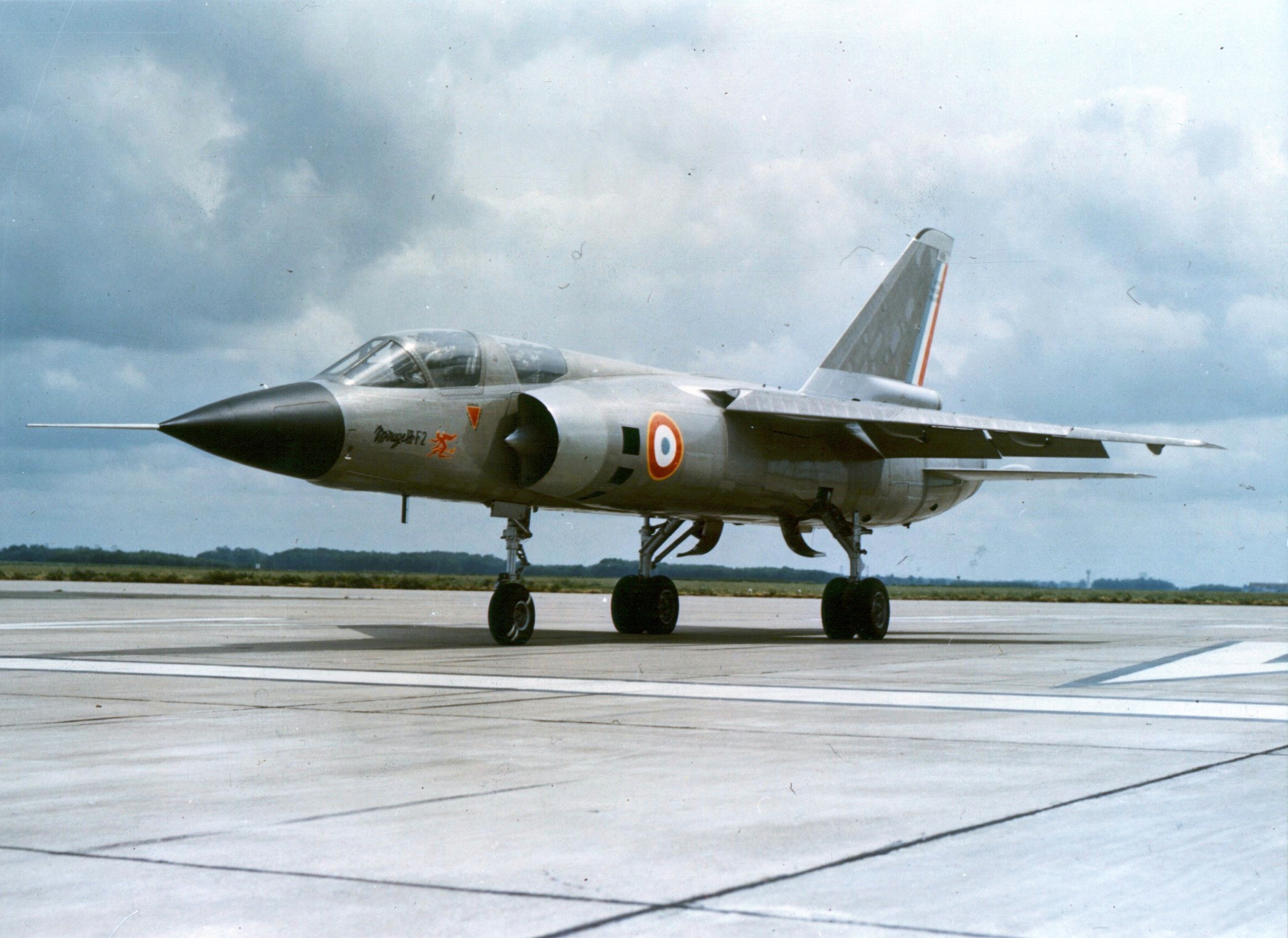
Dassault Mirage F2
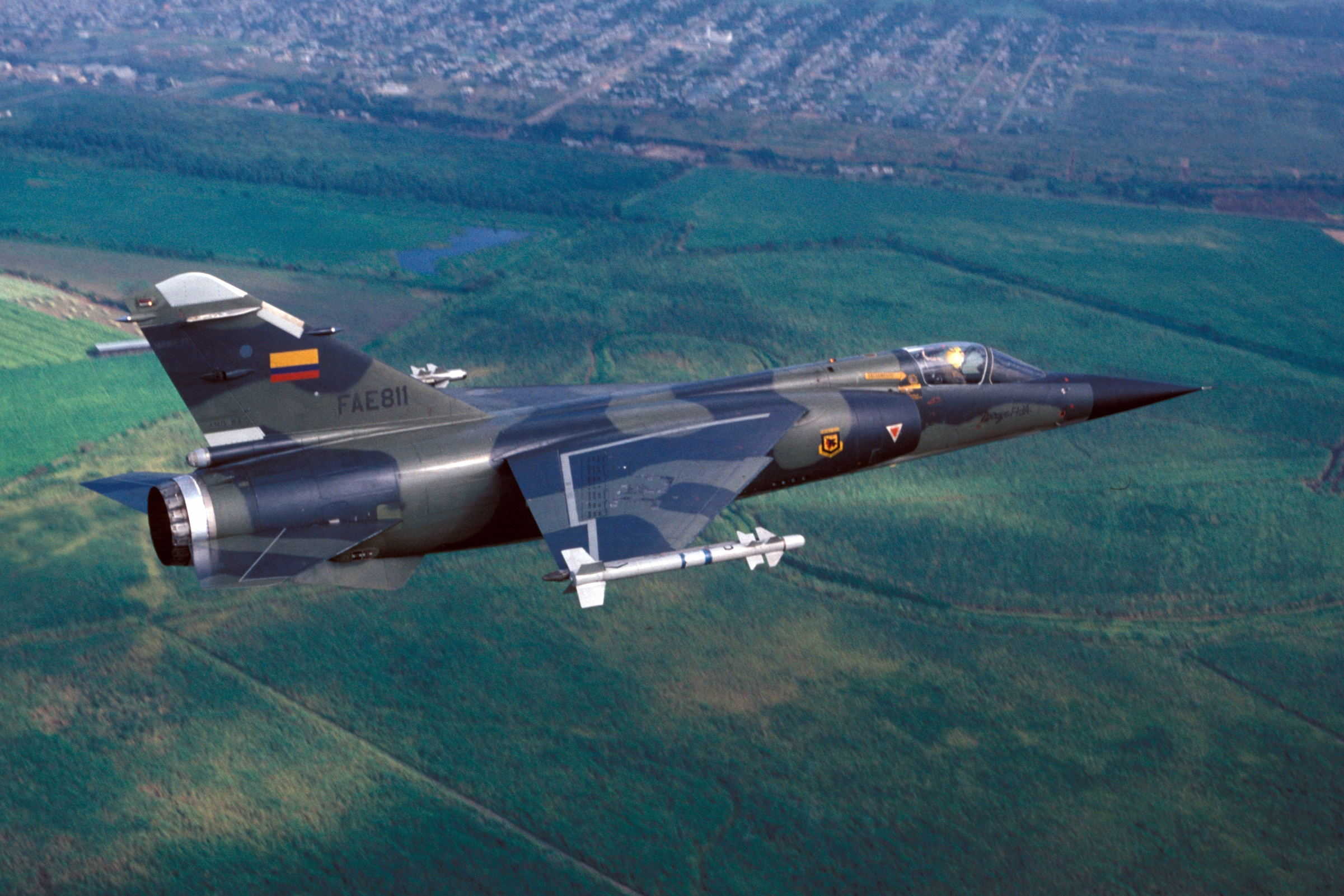
Dassault Mirage F1JA
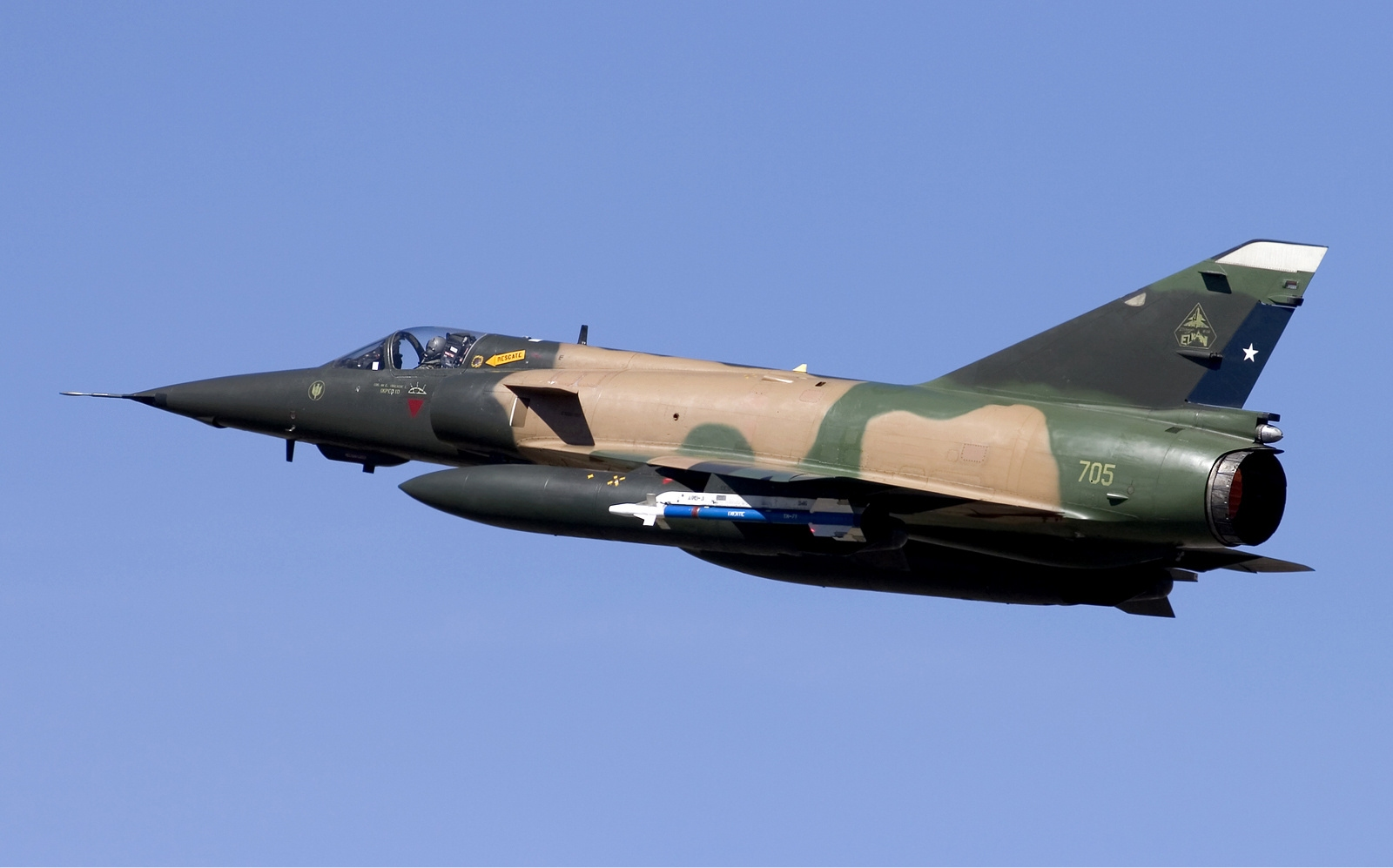
Dassault Mirage 5
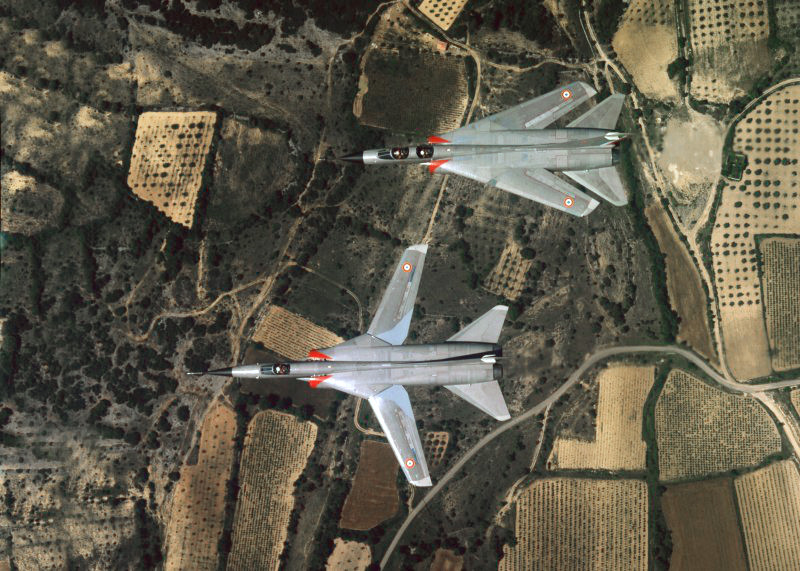
Dassault Mirage G
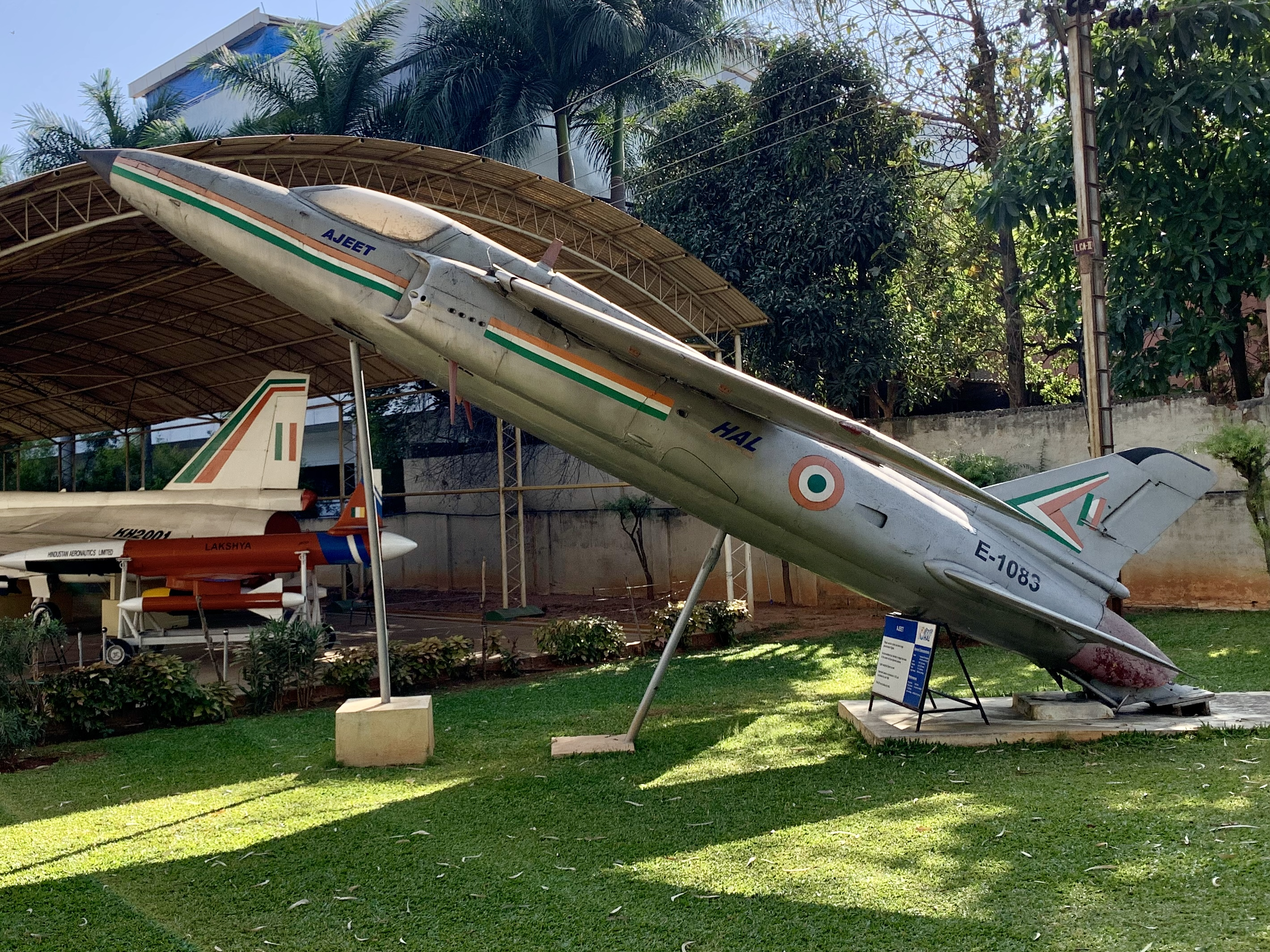
HAL Ajeet
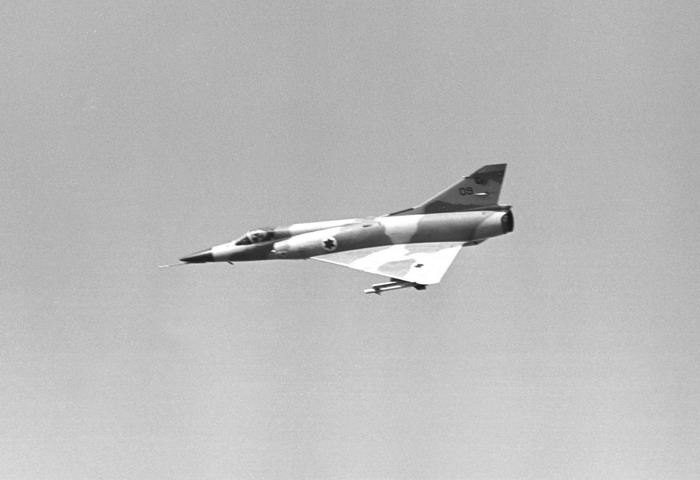
IAI Nescher
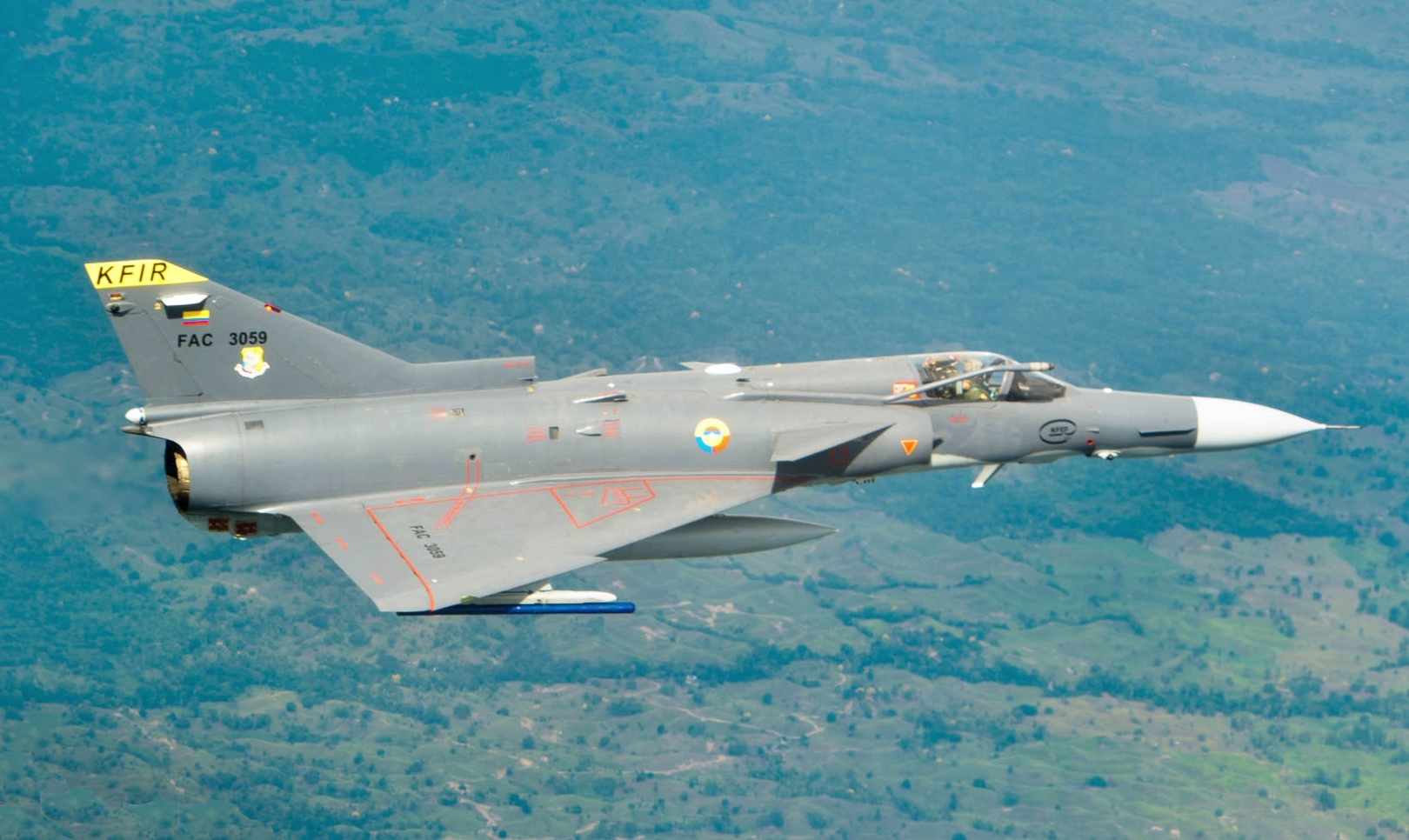
IAI Kfir
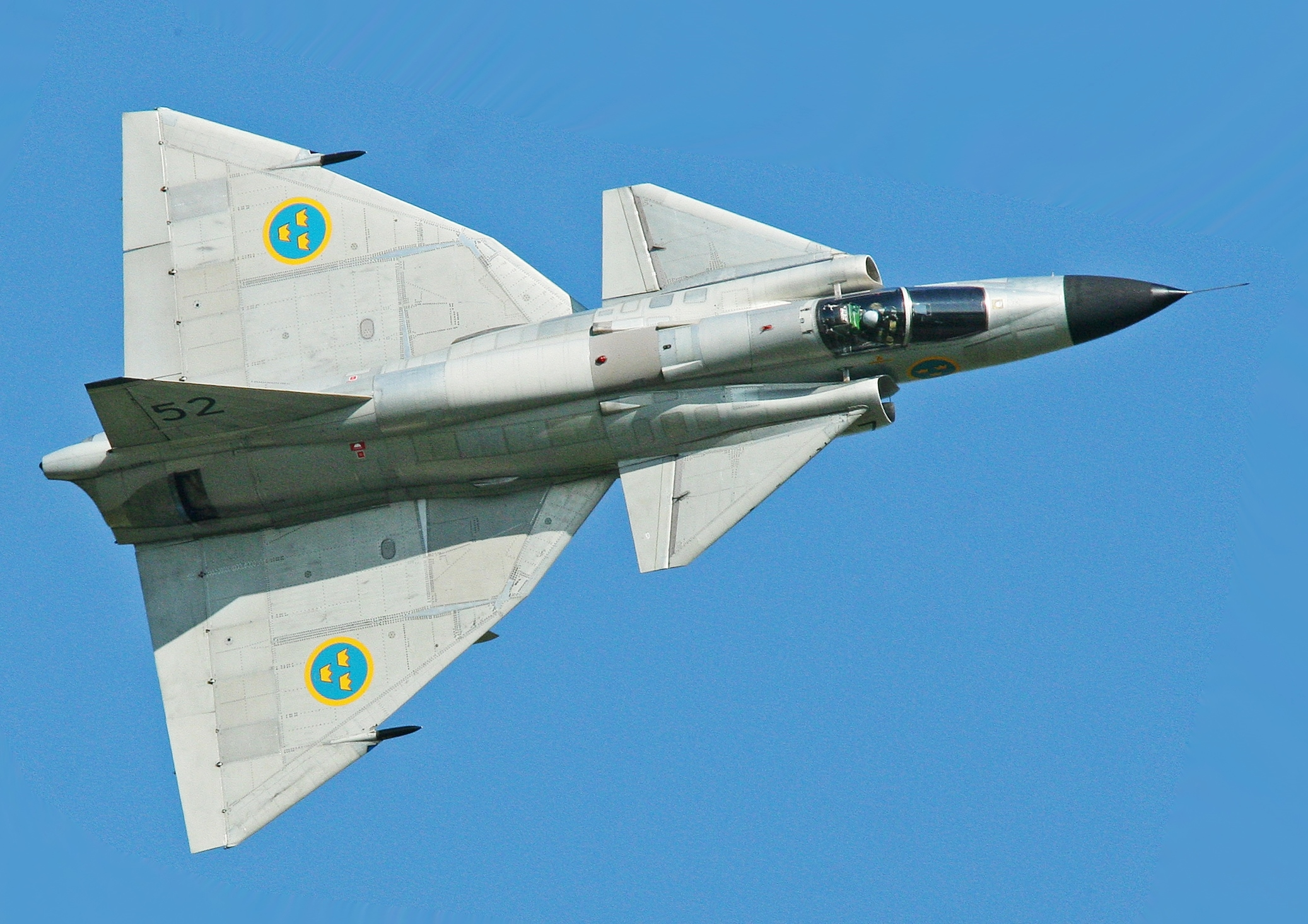
Saab 37 Viggen

 Sowjetunion
- Tupolew Tu-28/Tu-128 «Fiddler» (1961)
- Suchoi Su-15 «Flagon» (1962)
- Jakowlew Jak-36 «Freehand» (1963) – VTOL-Kampfflugzeug
- Mikojan-Gurewitsch MiG-25 «Foxbat» (1964)
- Suchoi Su-17, Su-20 und Su-22 «Fitter» (1966) – Weiterentwicklungen der Su-7 mit Schwenkflügeln
- Mikojan-Gurewitsch MiG-23 «Flogger» (1967)
- Suchoi Su-24 «Fencer» (1967)

 Vereinigte Staaten
- McDonnell Douglas F-4 Phantom II (1958)
- Northrop F-5A/B Freedom Fighter (1959)
- Lockheed YF-12 (1963) – Abfangjägervariante des Höhenaufklärers A-12 Oxcart
- General Dynamics F-111 Aardvark (1964)

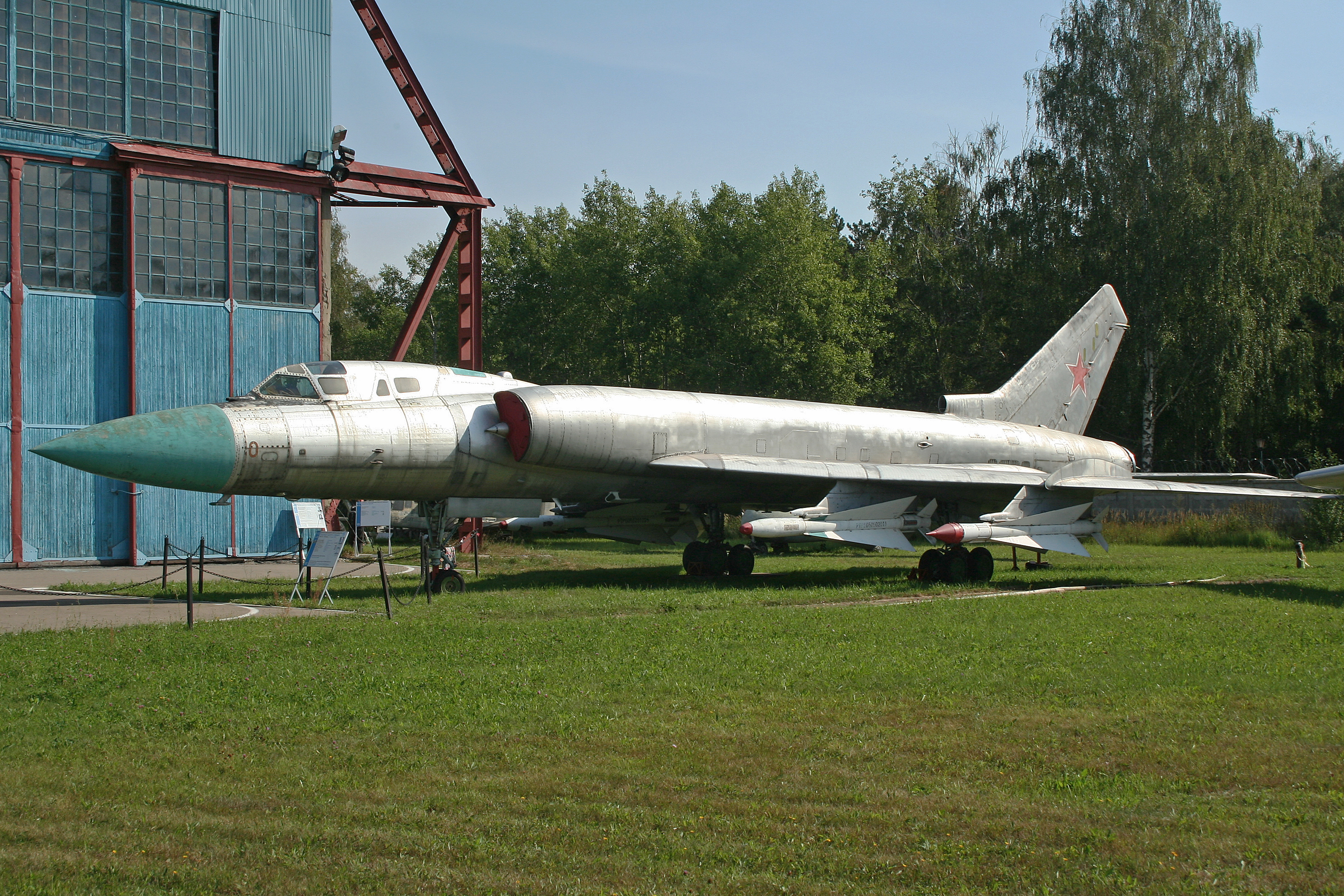
Tupolew Tu-128
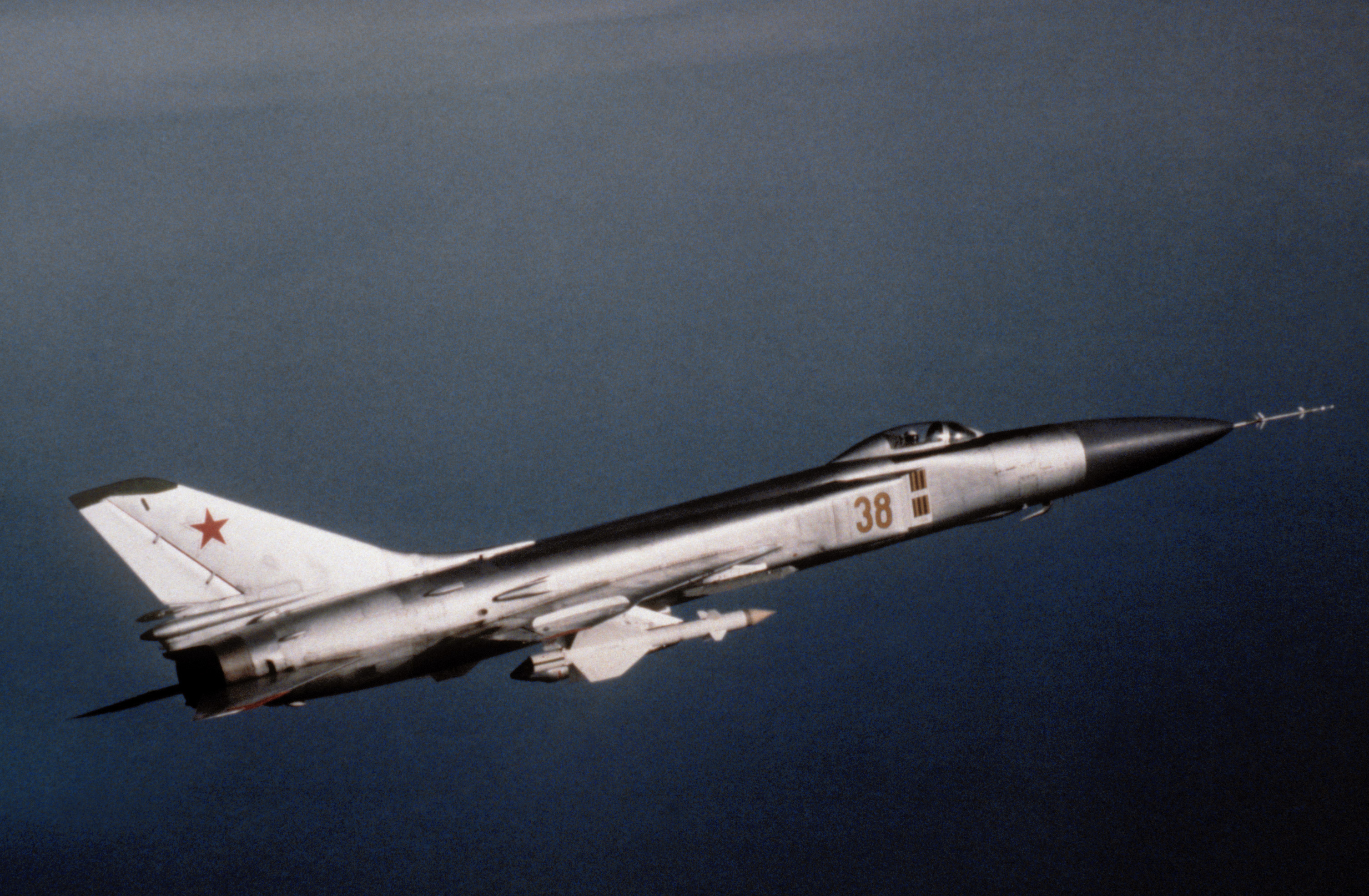
Suchoi Su-15
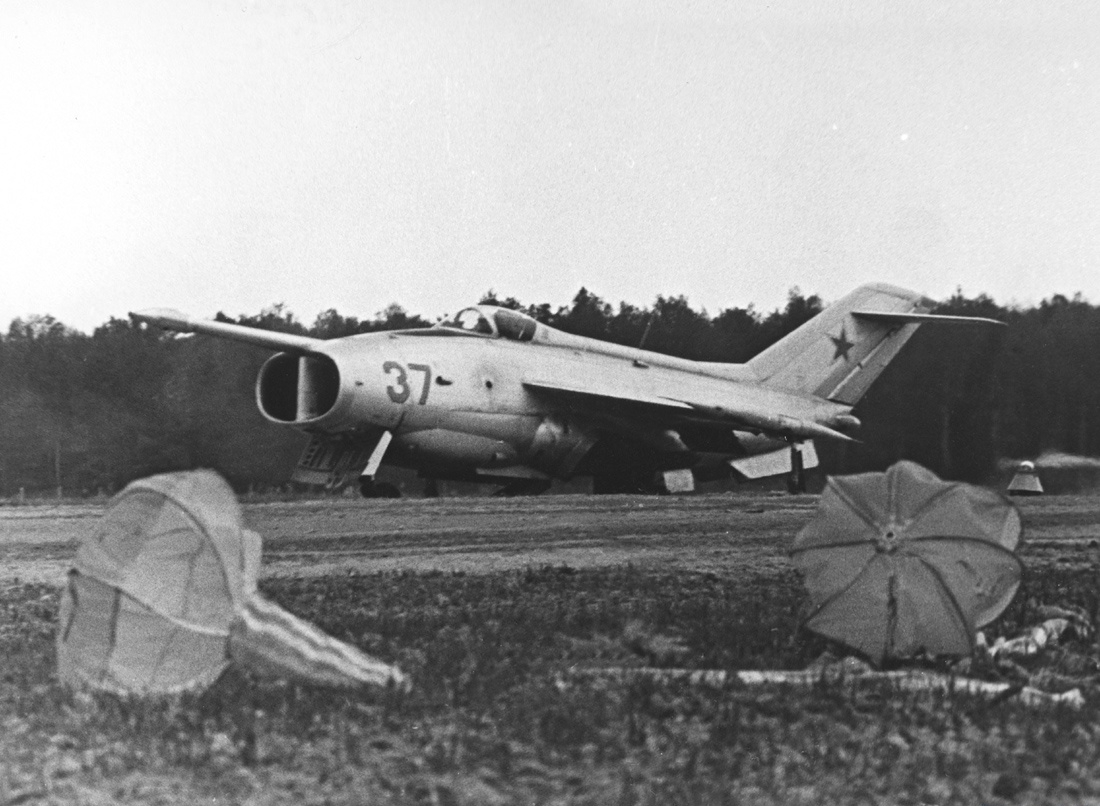
Jakowlew Jak-36
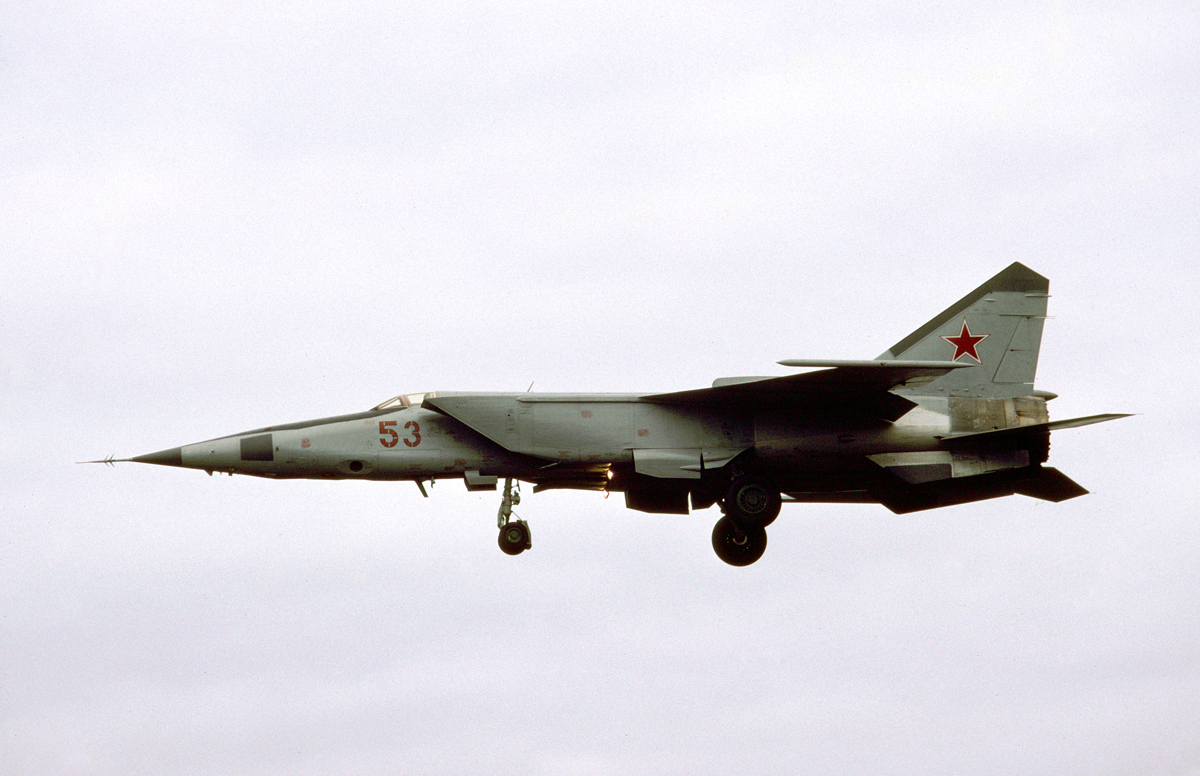
Mikojan-Gurewitsch MiG-25
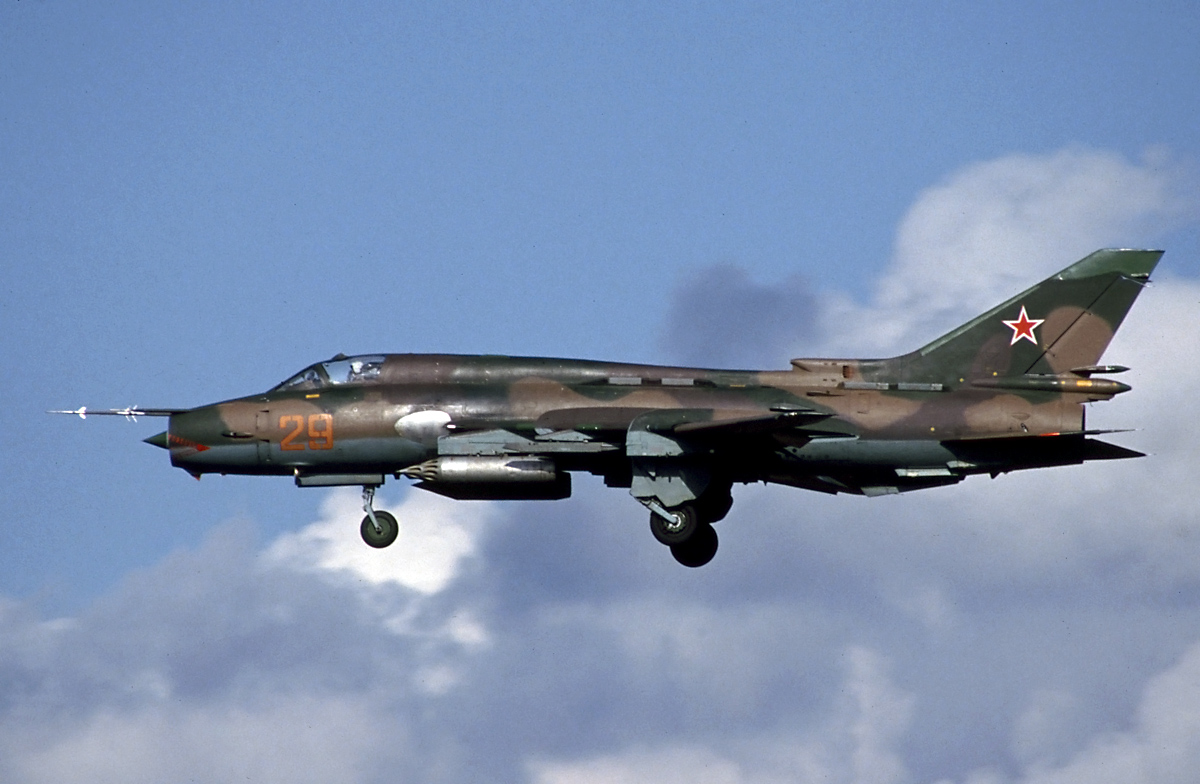
Suchoi Su-17
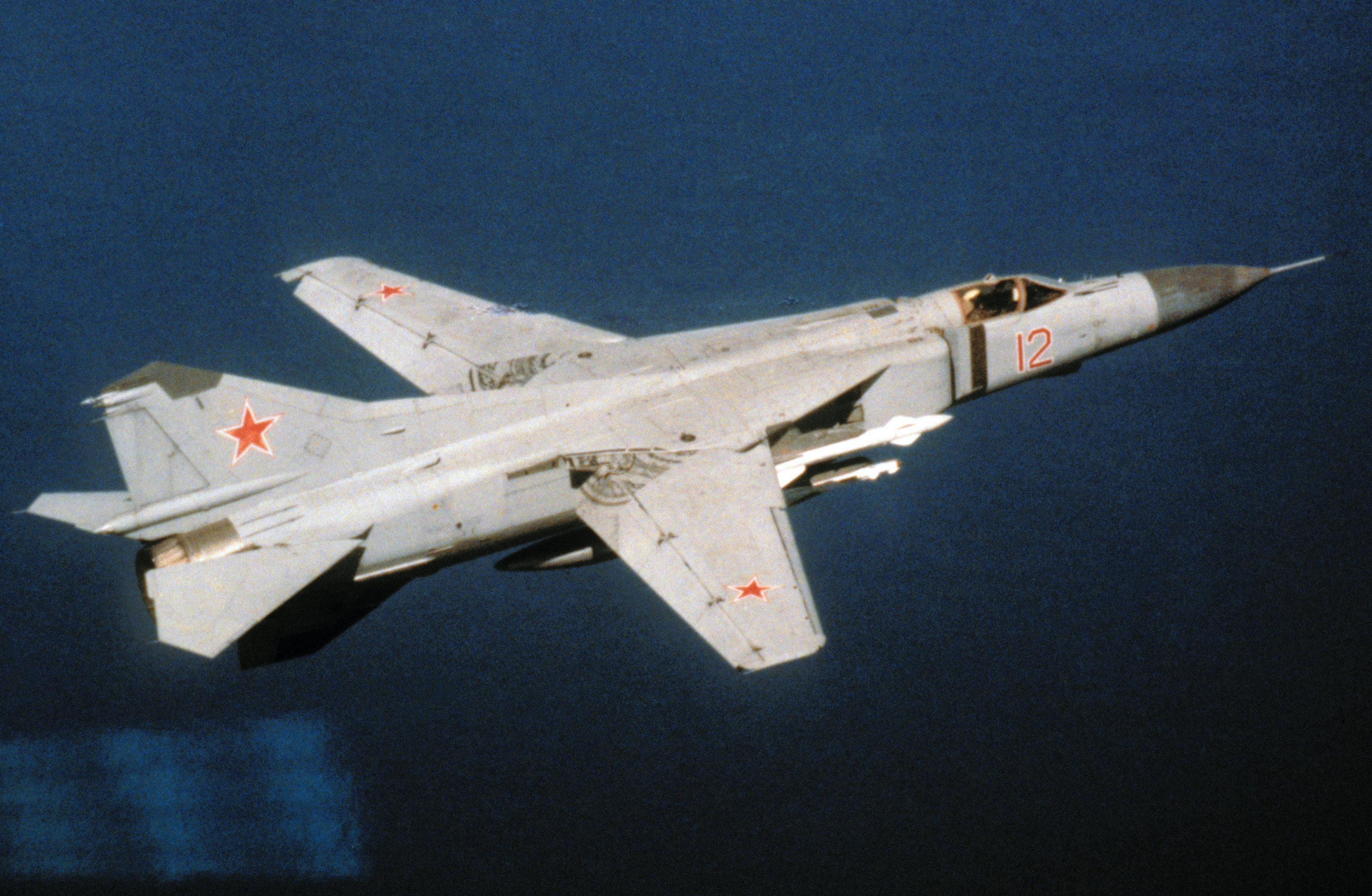
Mikojan-Gurewitsch MiG-23
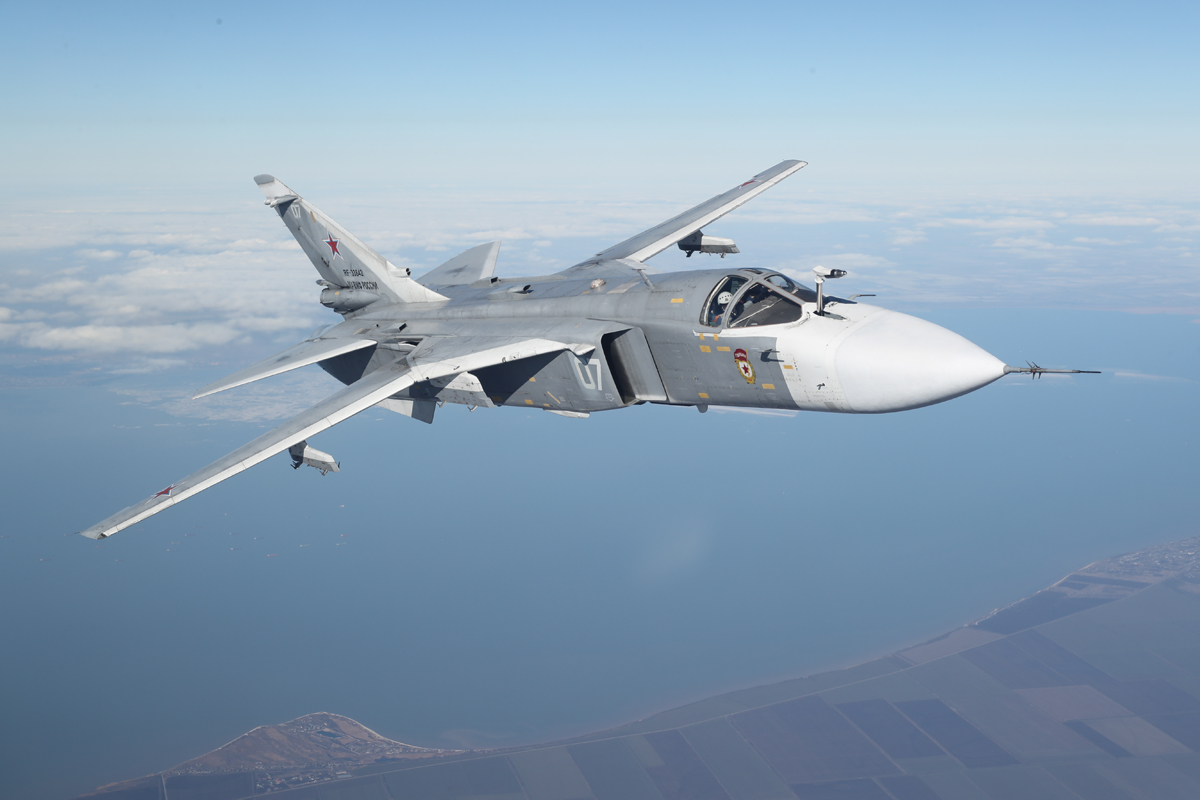
Suchoi Su-24
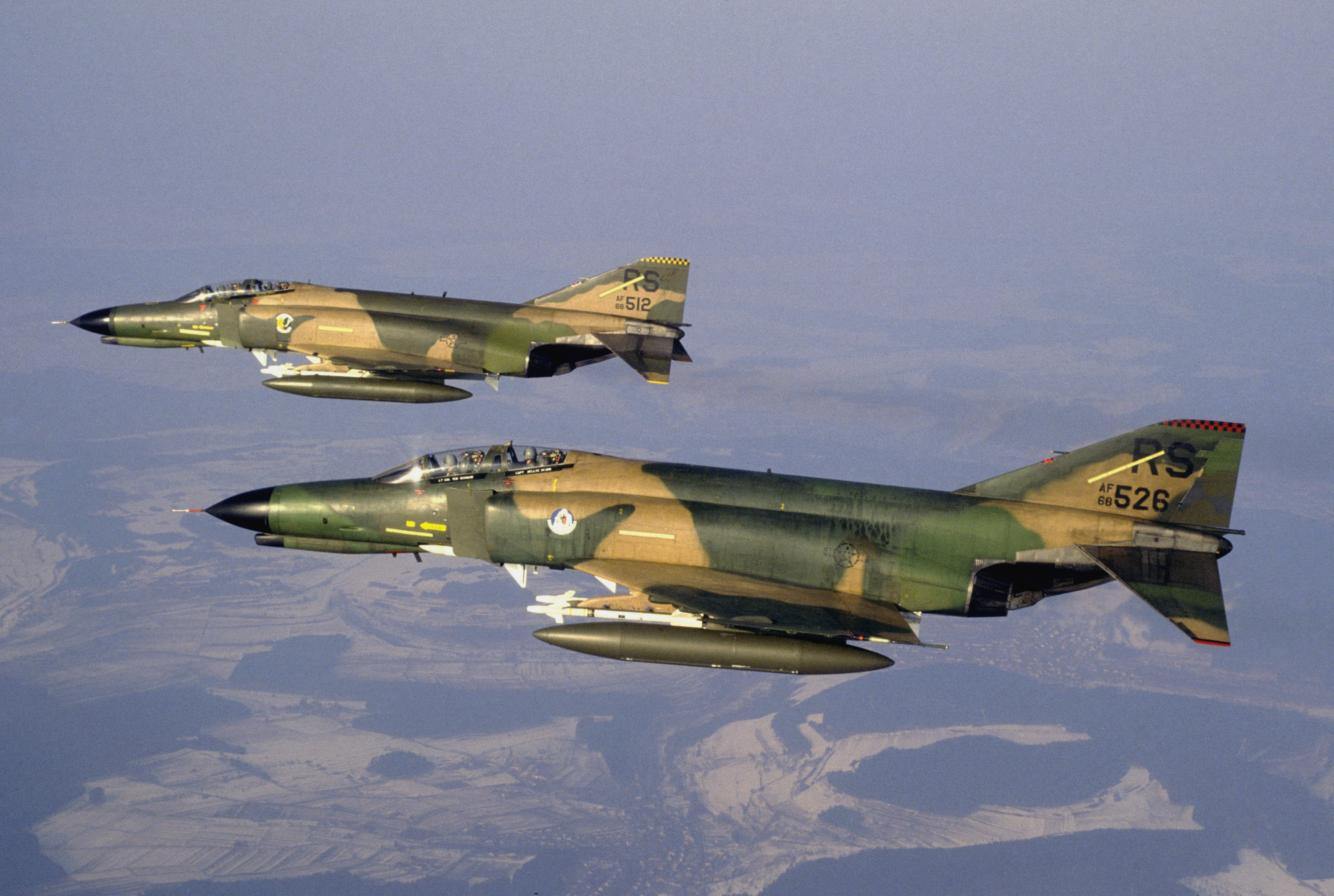
McDonnell Douglas F-4E Phantom II
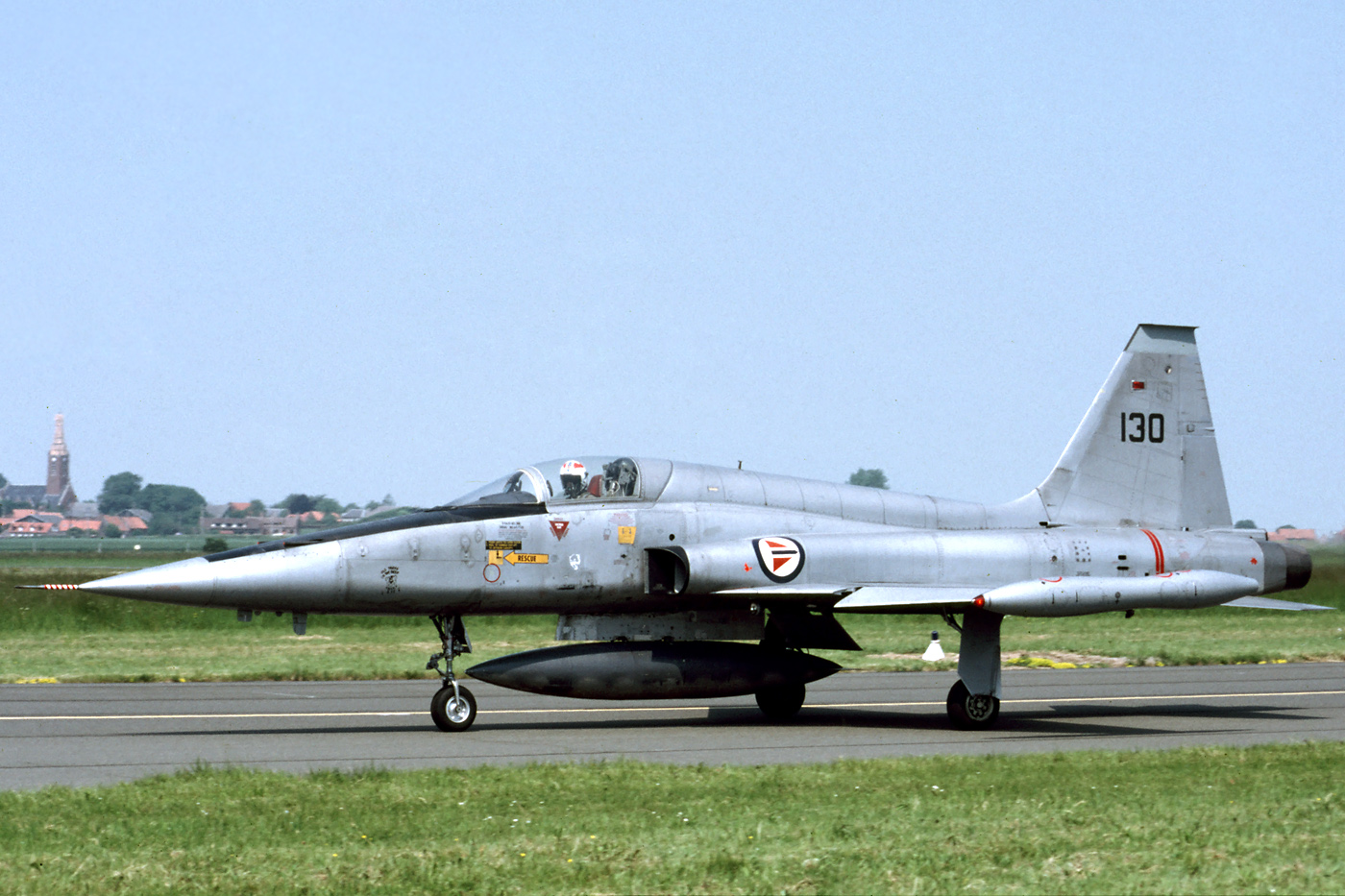
Northrop F-5A Freedom Fighter
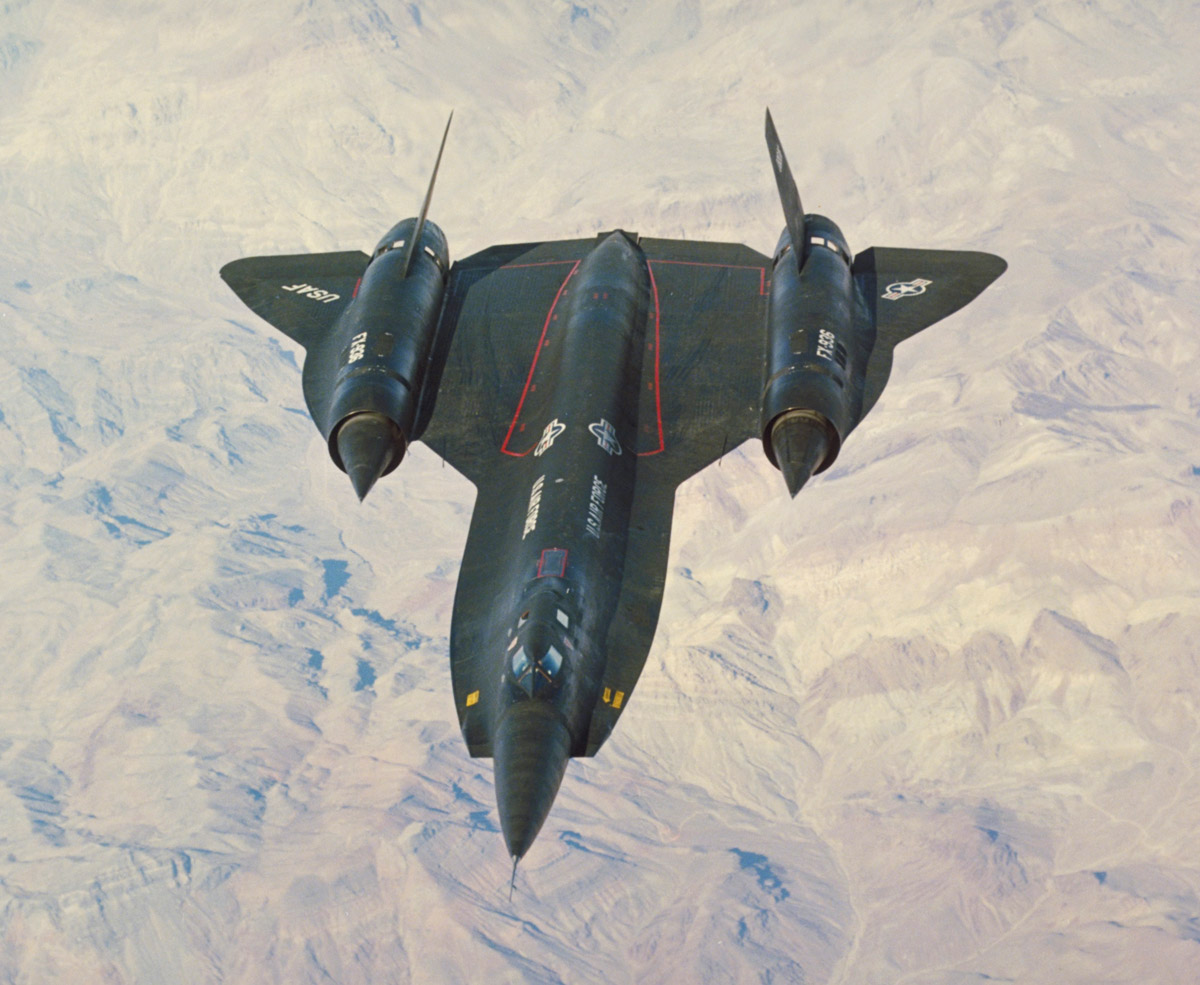
Lockheed YF-12
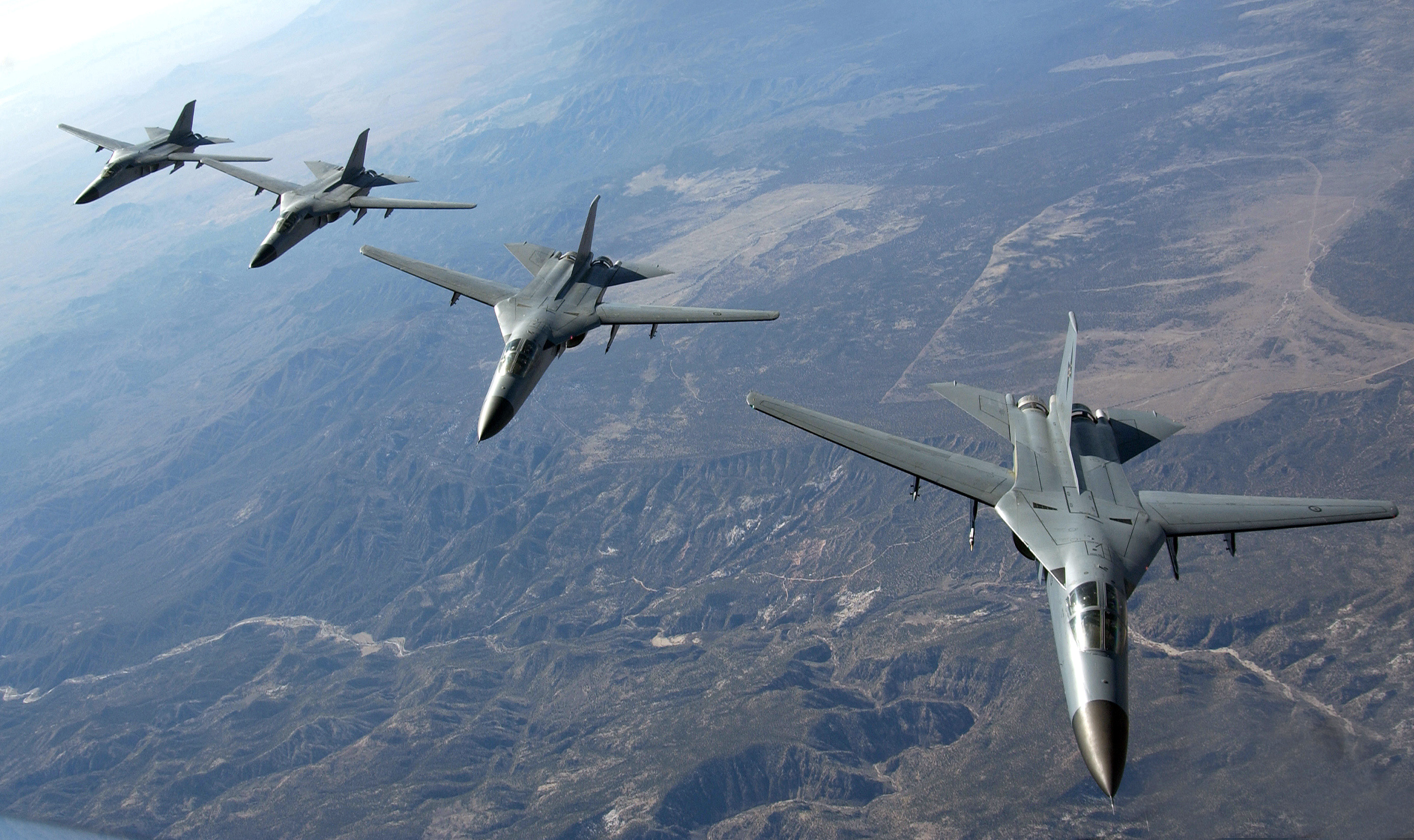
General Dynamics F-111C Aardvark

### Erdkampf- und Angriffsflugzeuge
Volksrepublik China
- Nanchang Q-5/A-5 «Fantan» (1965)

 Frankreich /  Vereinigtes Königreich
- SEPECAT Jaguar (1968)

 Italien
- Fiat G.91Y (1966) – zweistrahlige Weiterentwicklung der G.91

 Sowjetunion
- Mikojan-Gurewitsch MiG-27 «Flogger» (1970) – Erdkampfvariante der MiG-23

 Vereinigtes Königreich
- Hawker Siddeley Harrier (1967) – V/STOL-Erdkampfflugzeug

 Vereinigte Staaten
- Grumman A-6 Intruder (1960)
- Ling-Temco-Vought A-7 Corsair II (1965)
- Grumman EA-6B Prowler (1968) – Weiterentwicklung der A-6 zur elektronischen Kampfführung

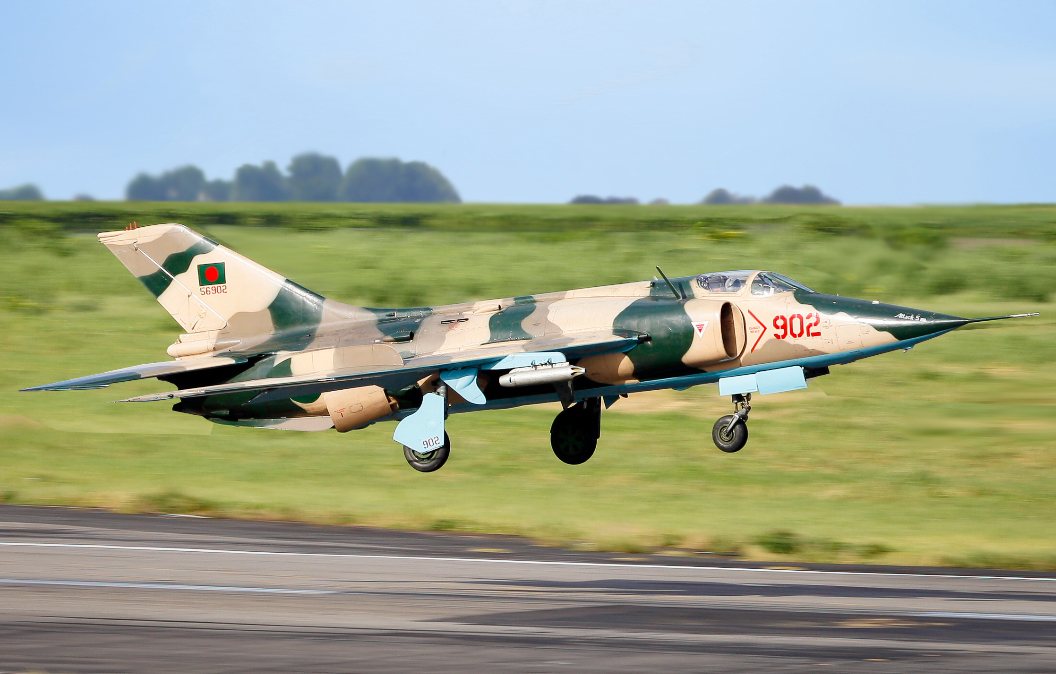
Nanchang A-5
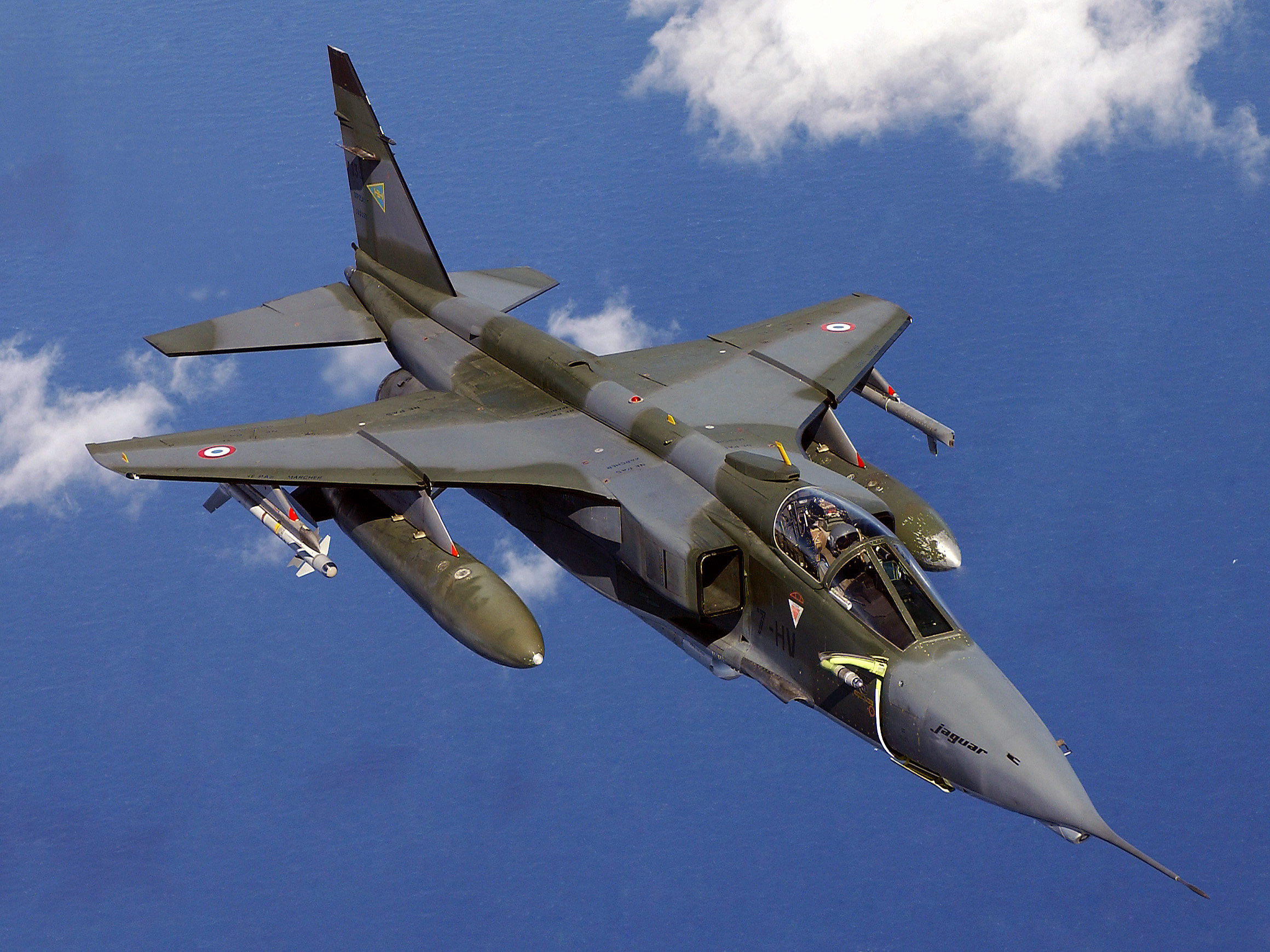
SEPECAT Jaguar
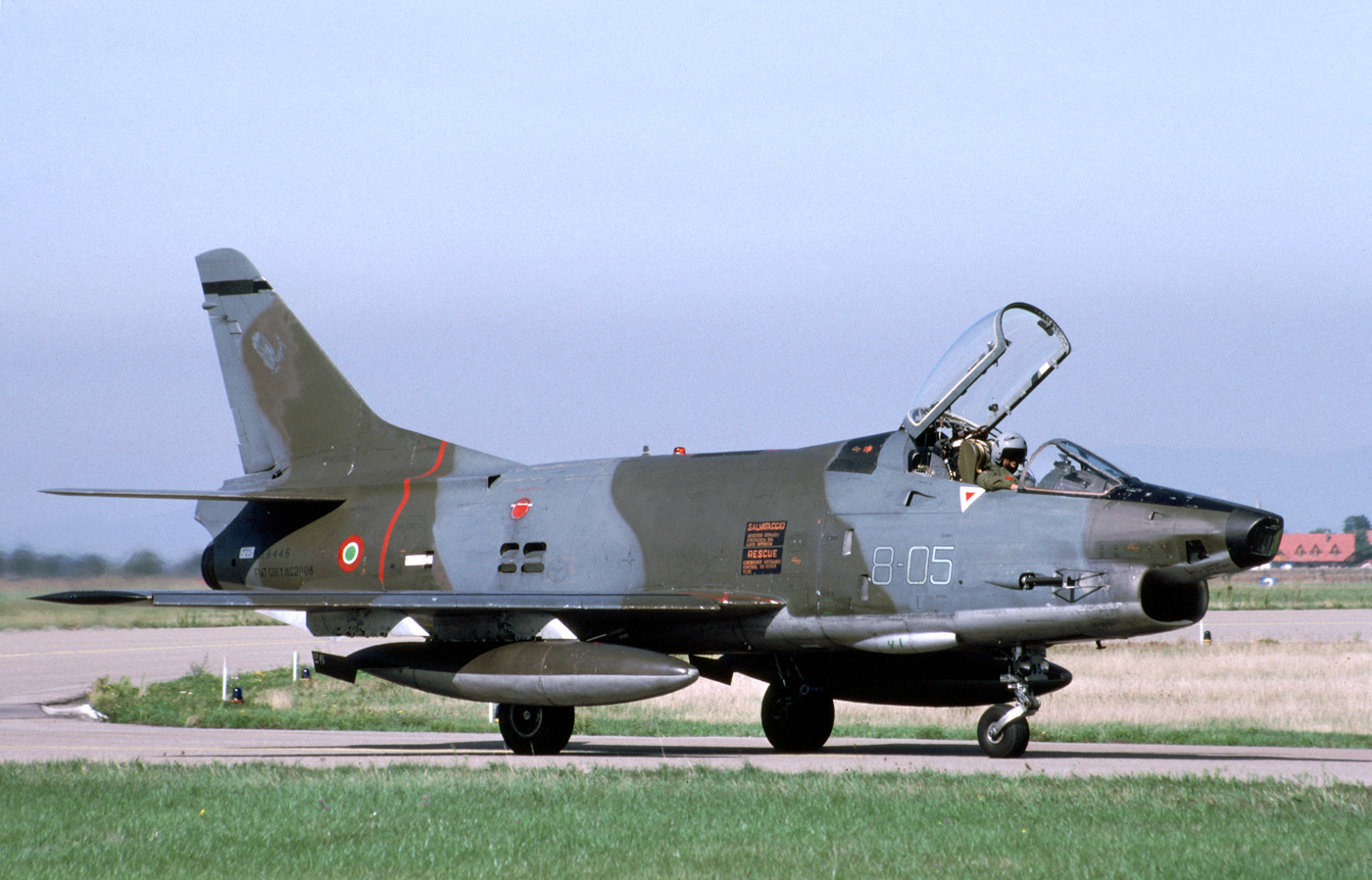
Fiat G.91Y
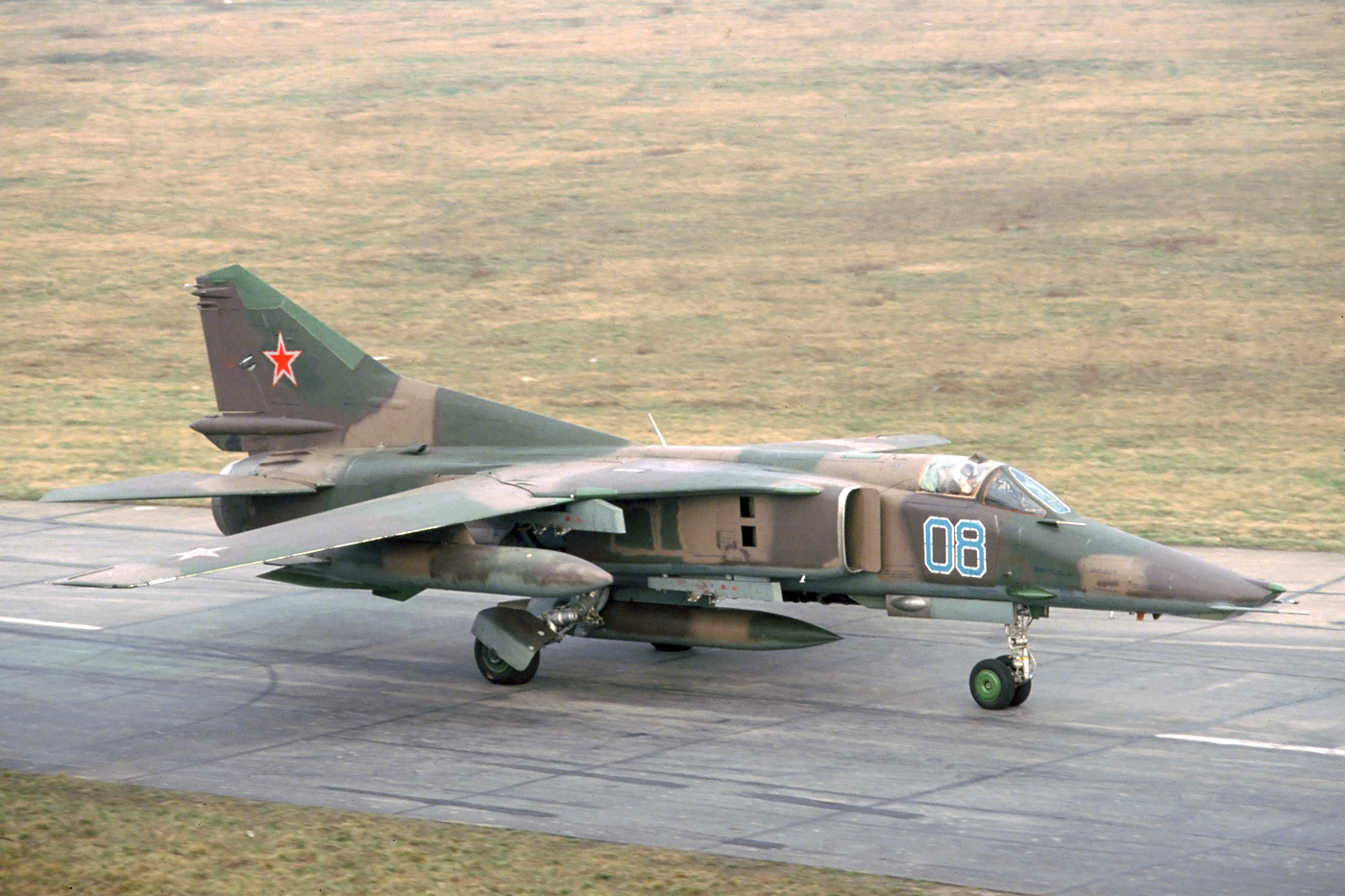
Mikojan-Gurewitsch MiG-27
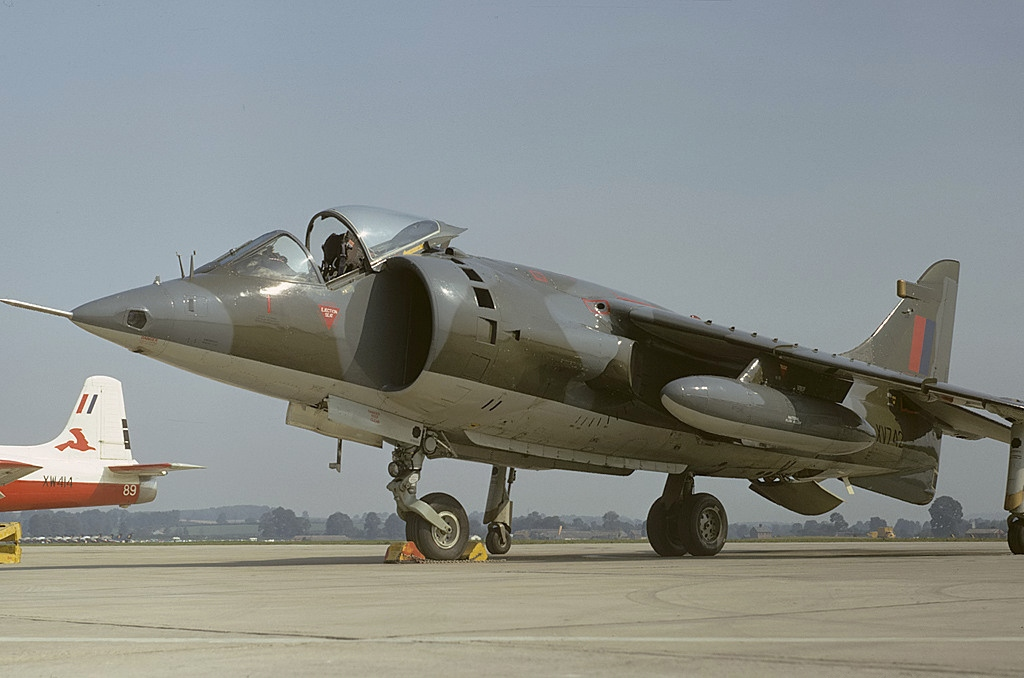
Hawker Siddeley Harrier GR1
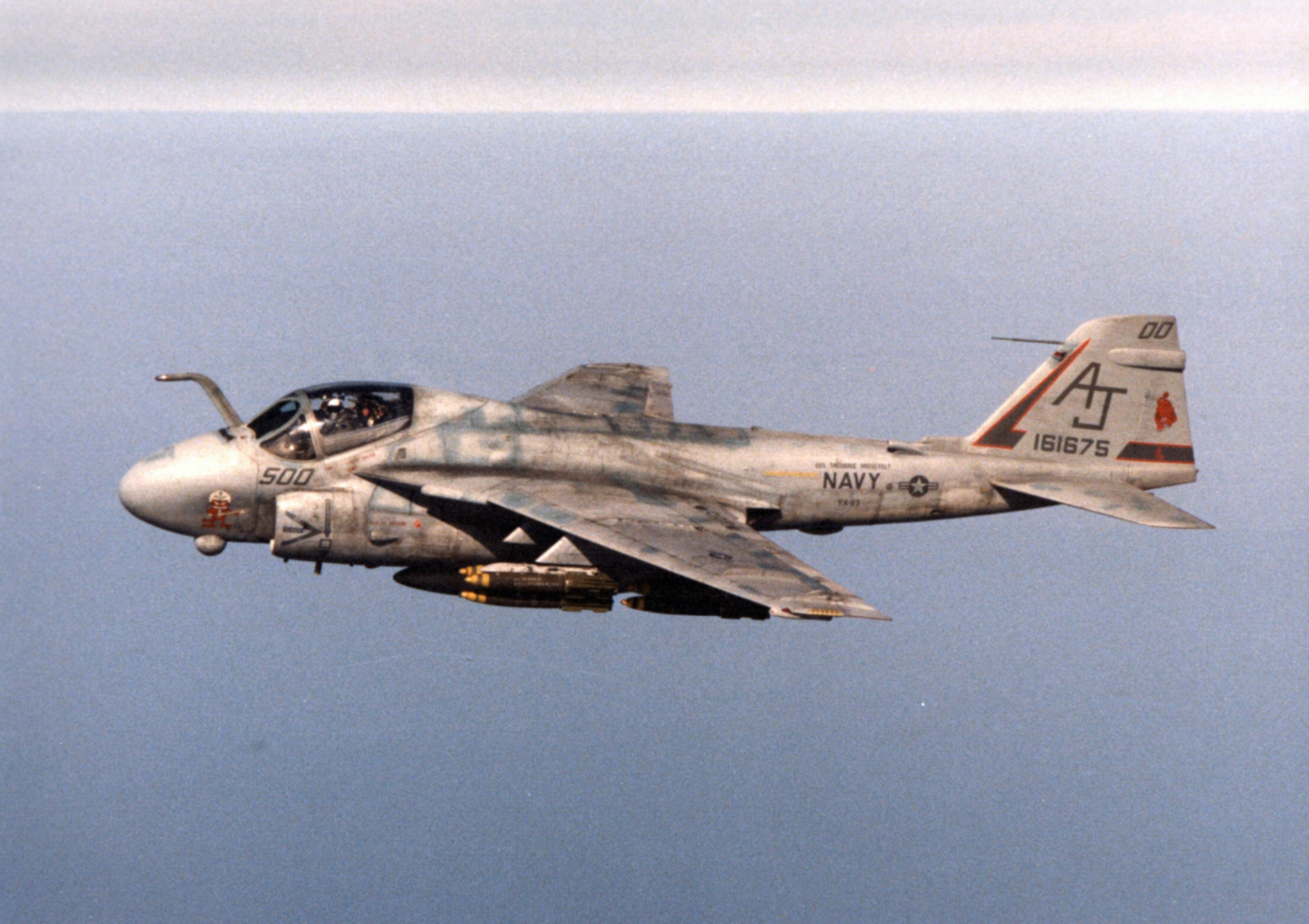
Grumman A-6E Intruder
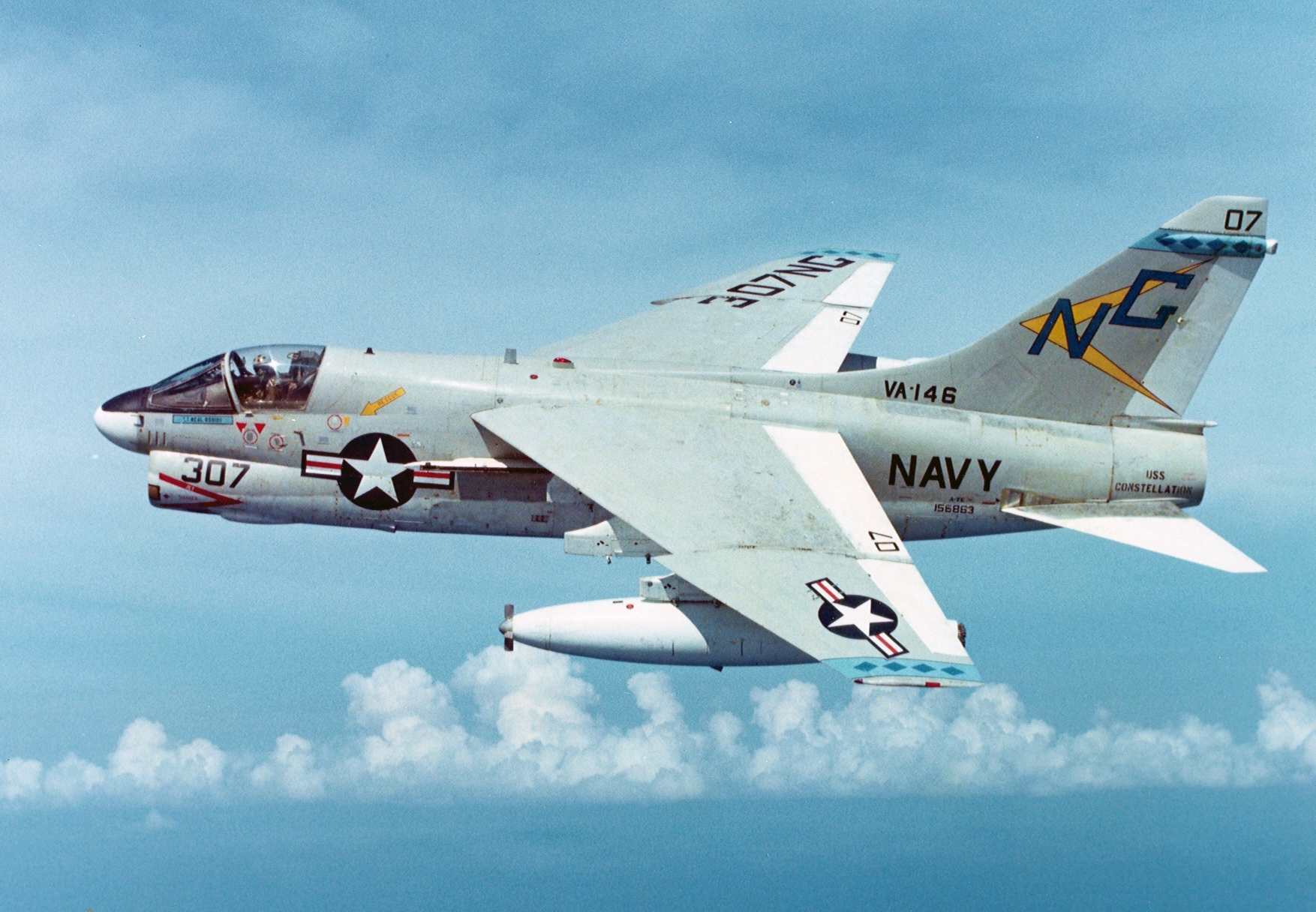
Ling-Temco-Vought A-7E Corsair II
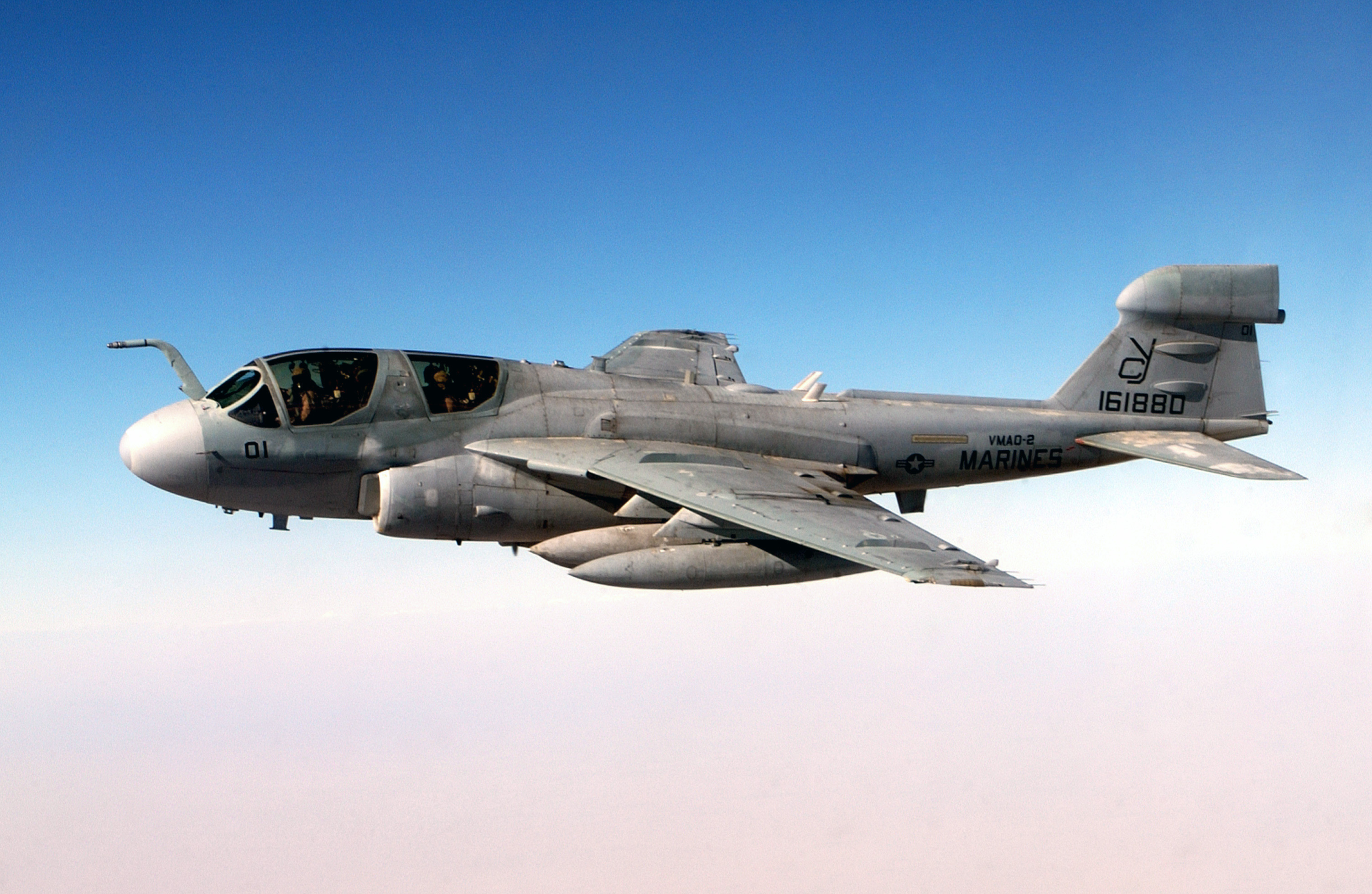
Grumman EA-6B Prowler

### Strahltrainer/Leichte Erdkampfflugzeuge
Indien
- HAL HJT-16 Kiran (1964)

 Jugoslawien
- Soko G-2 Galeb (1961)
- Soko J-21 Jastreb (1965) – einsitzige Erdkampfvariante der G-2 Galeb

 Kanada
- Canadair CL-41 Tutor (1960)

 Polen
- PZL TS-11 Iskra (1960)

 Sowjetunion
- Jakowlew Jak-30 «Magnum» (1960) – unterlegener Wettbewerber der Aero L-29 Delfín

 Schweden
- Saab 105 (1963)

 Tschechoslowakei
- Aero L-29 Delfín «Maya» (1959)

 Vereinigtes Königreich
- BAC Strikemaster (1967)

 Vereinigte Staaten
- North American T-2 Buckeye (1958)
- Northrop T-38 Talon (1959)
- Cessna A-37 Dragonfly (1963) – Erdkampfvariante des Schulflugzeugs T-37 Tweet

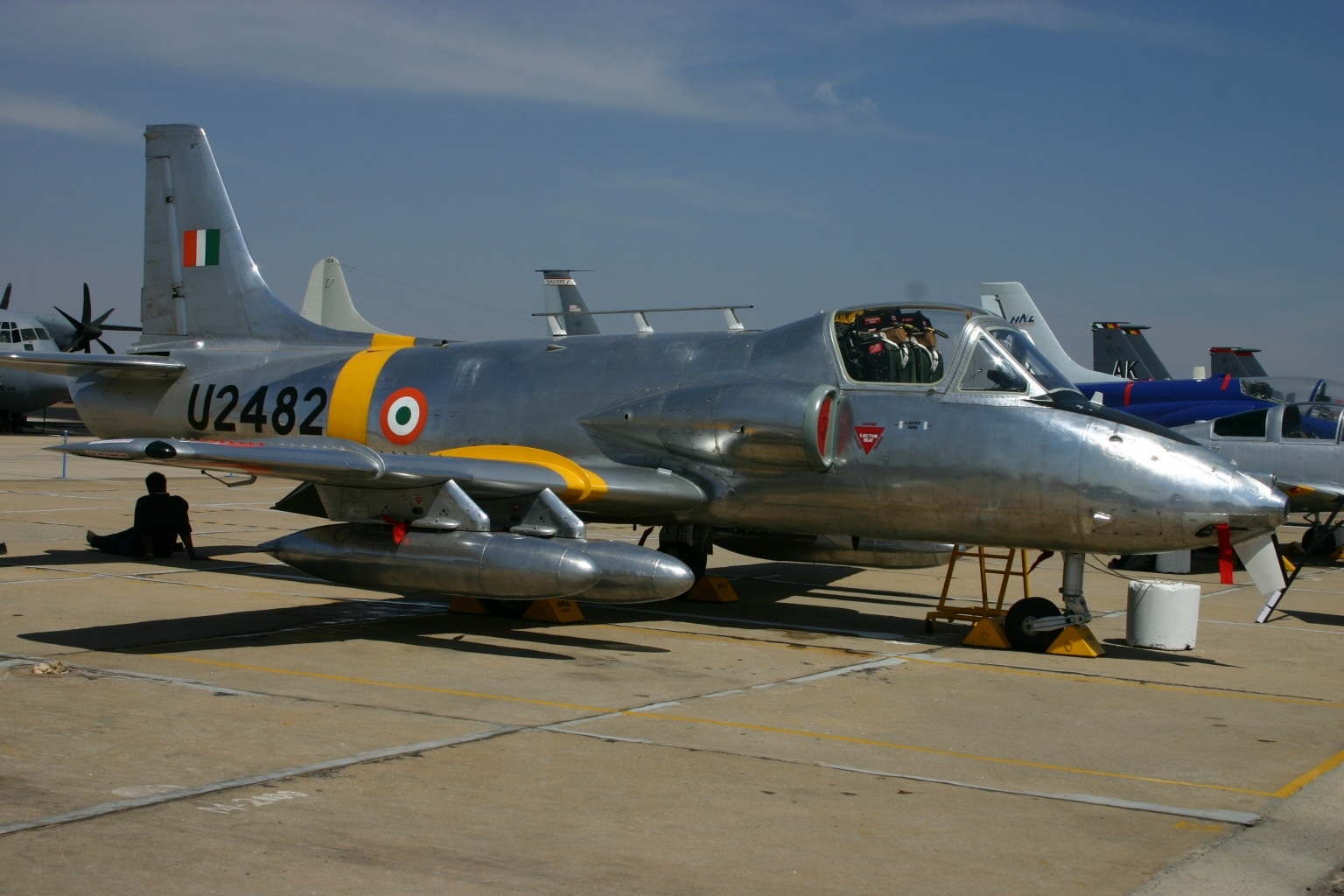
HAL HJT-16 Kiran
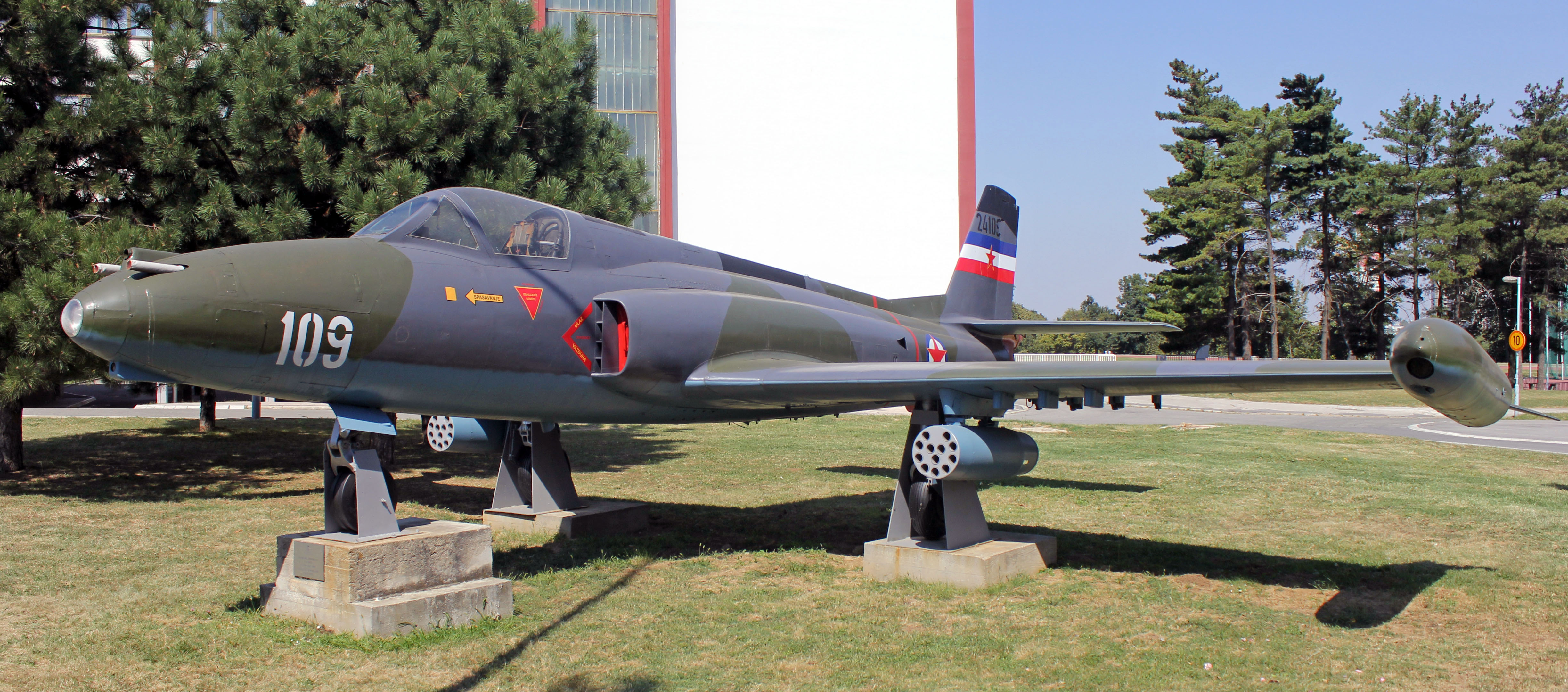
Soko J-21 Jastreb
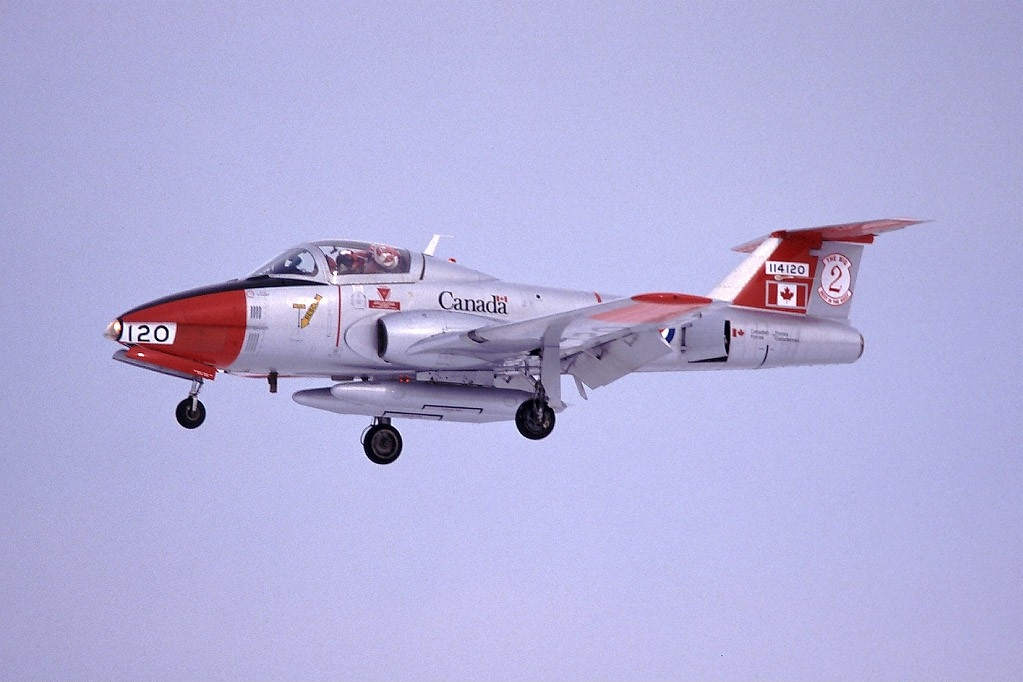
Canadair CL-41 Tutor
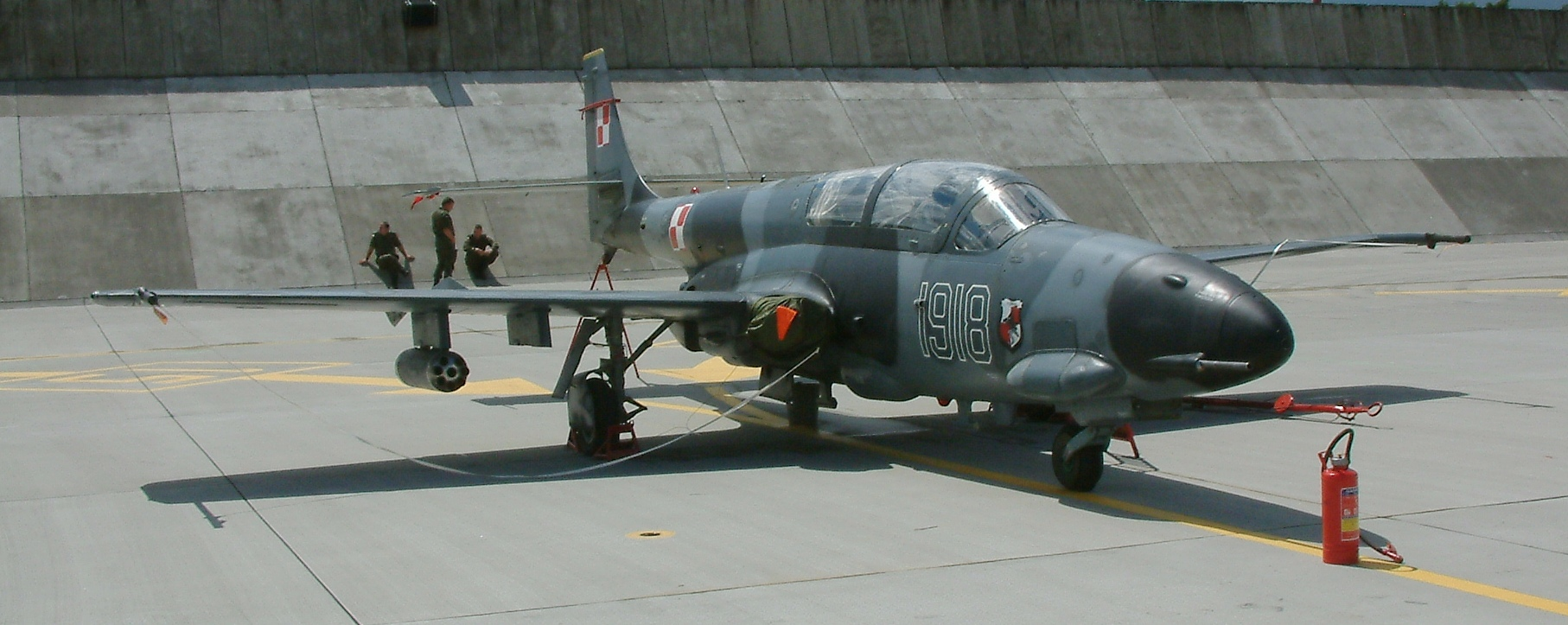
PZL TS-11 Iskra
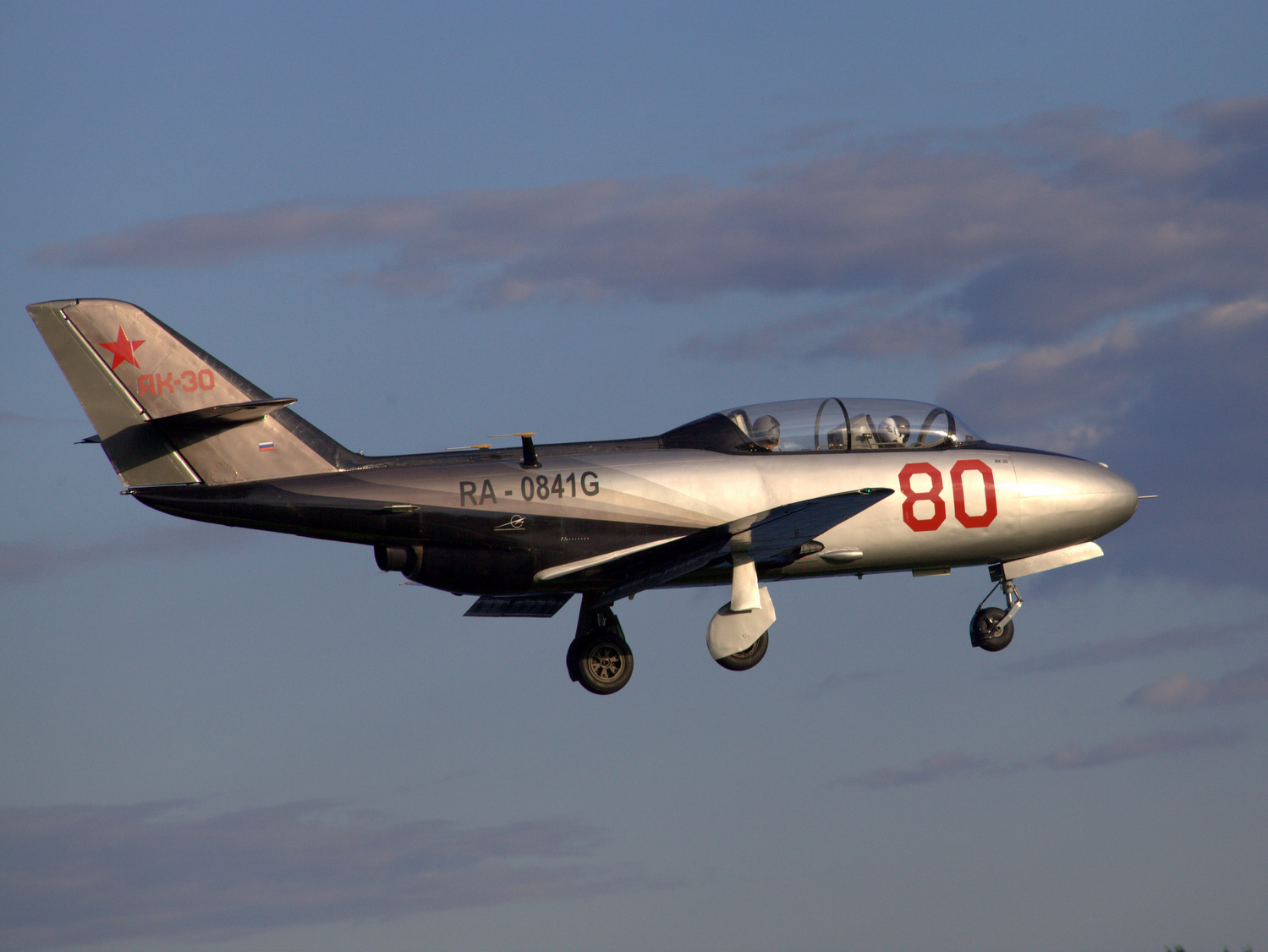
Jakowlew Jak-30
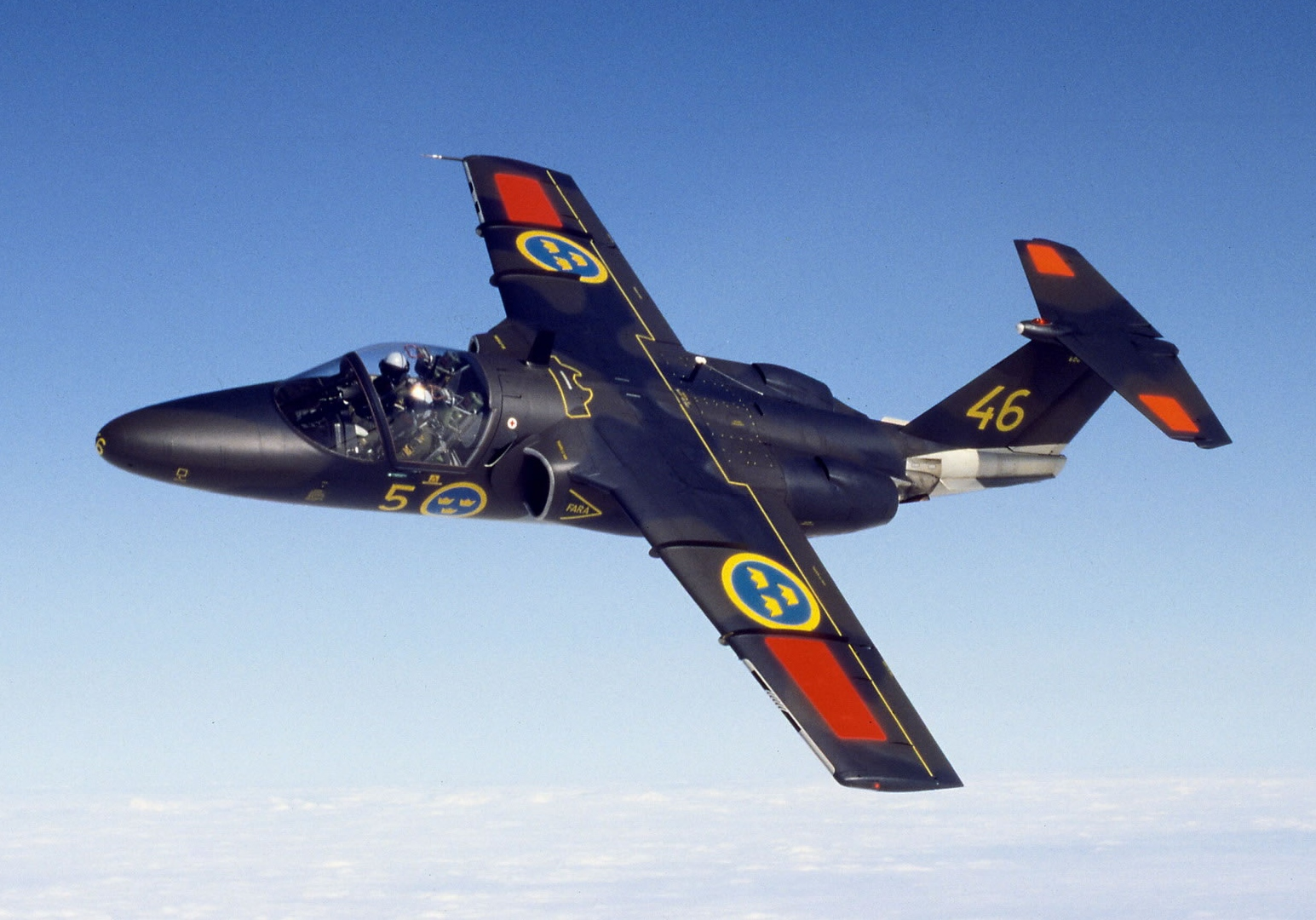
Saab 105
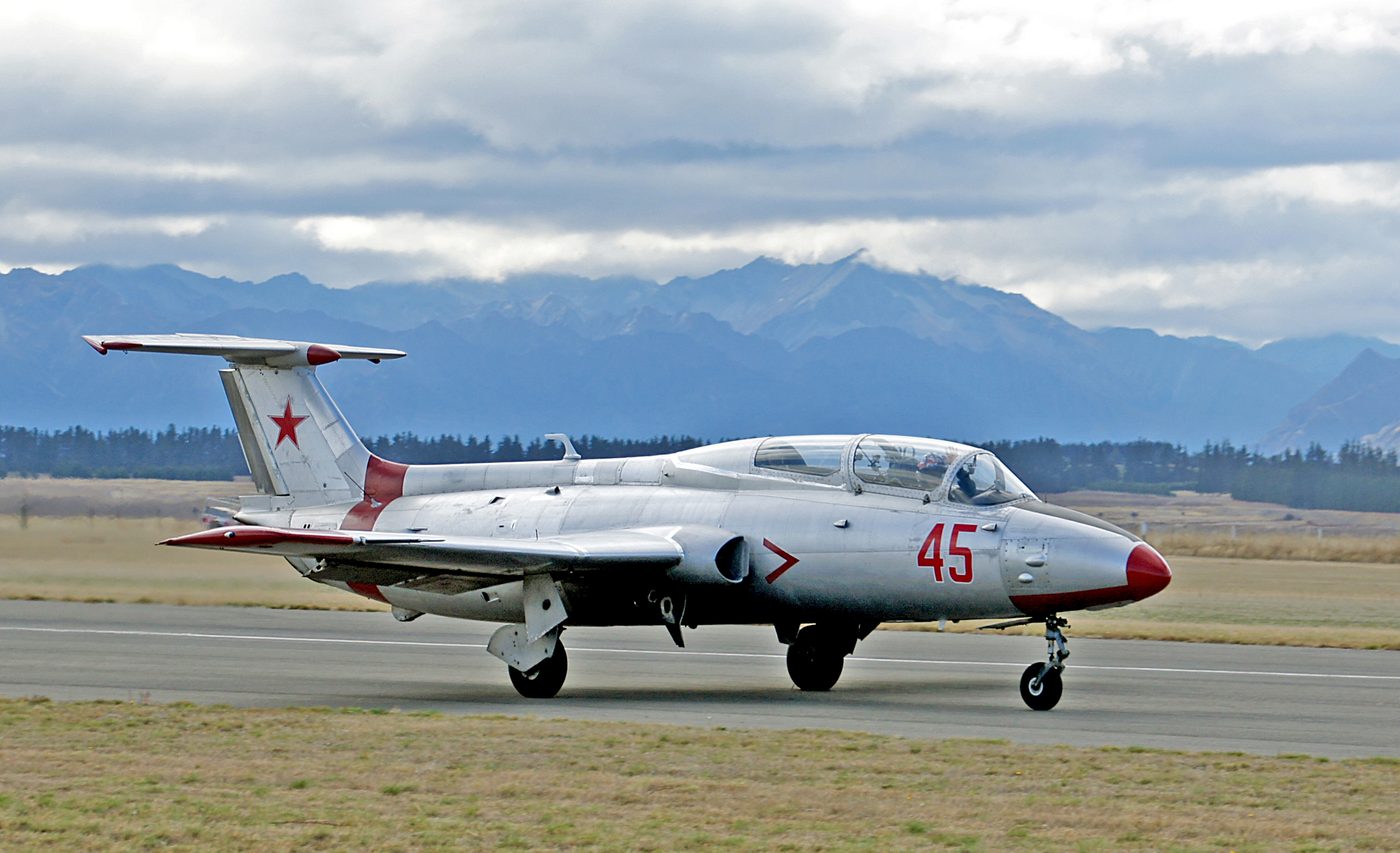
Aero L-29 Delfín
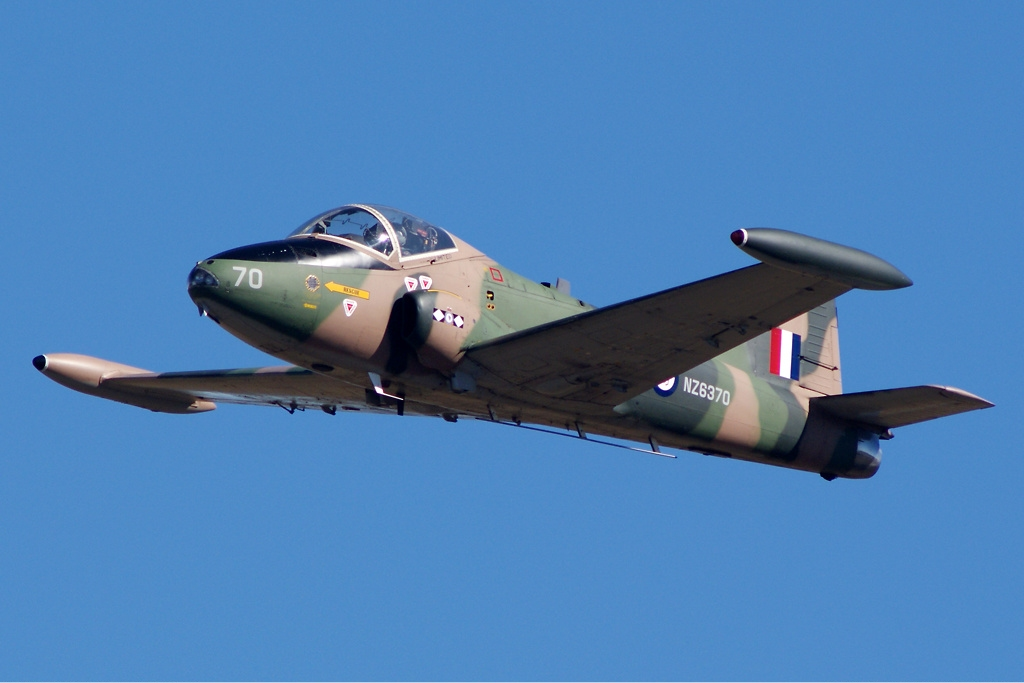
BAC Strikemaster
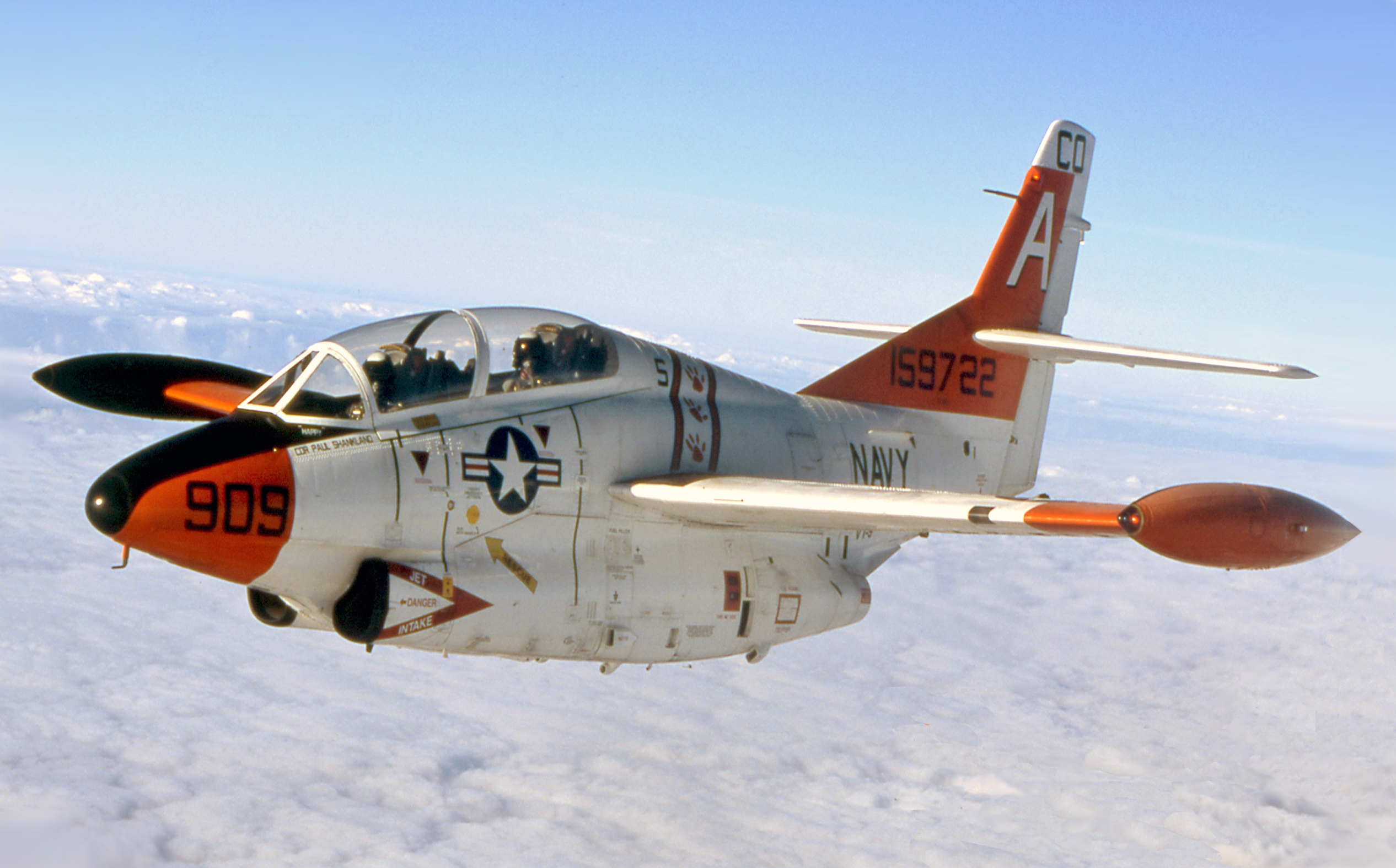
North American T-2 Buckeye
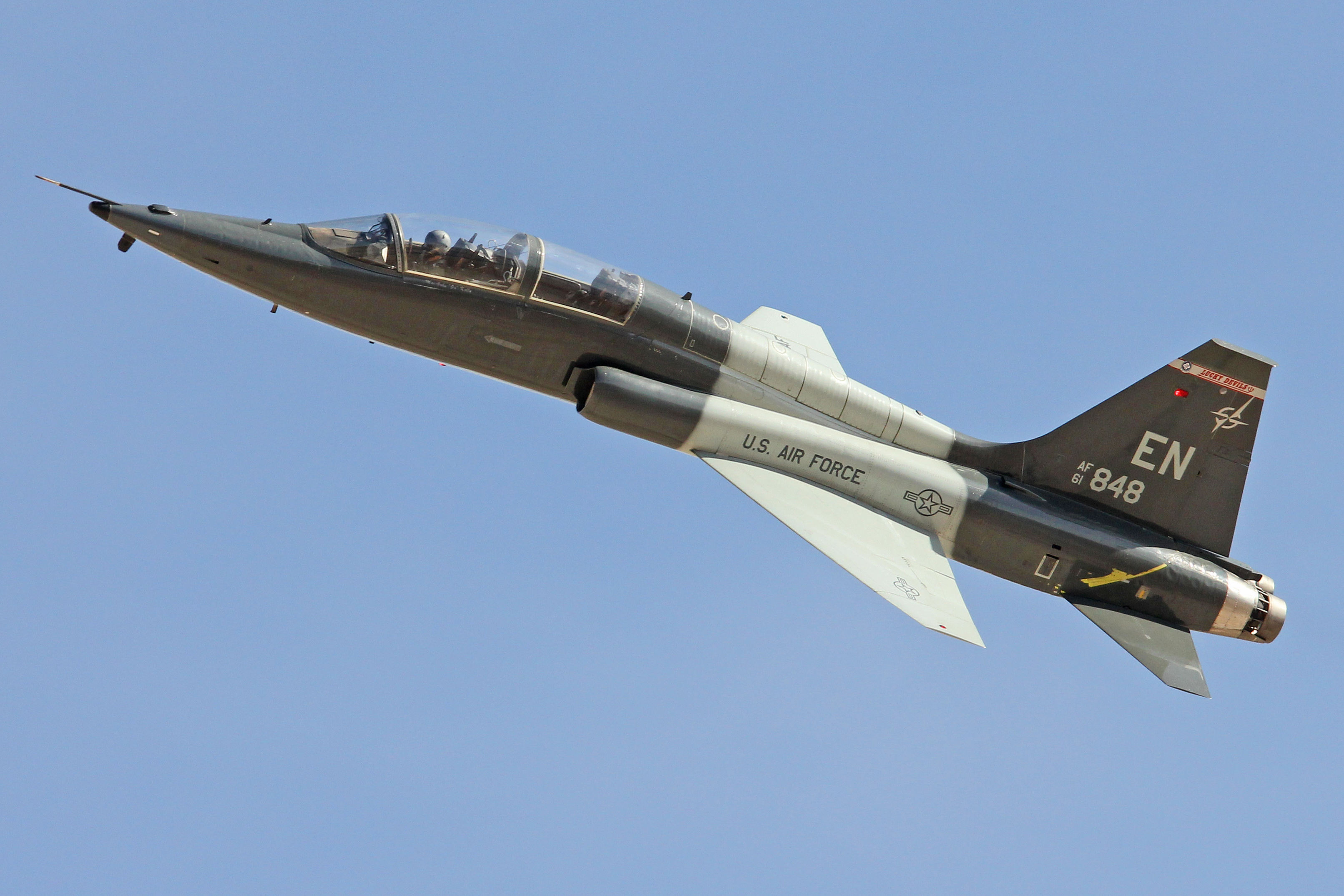
Northrop T-38 Talon
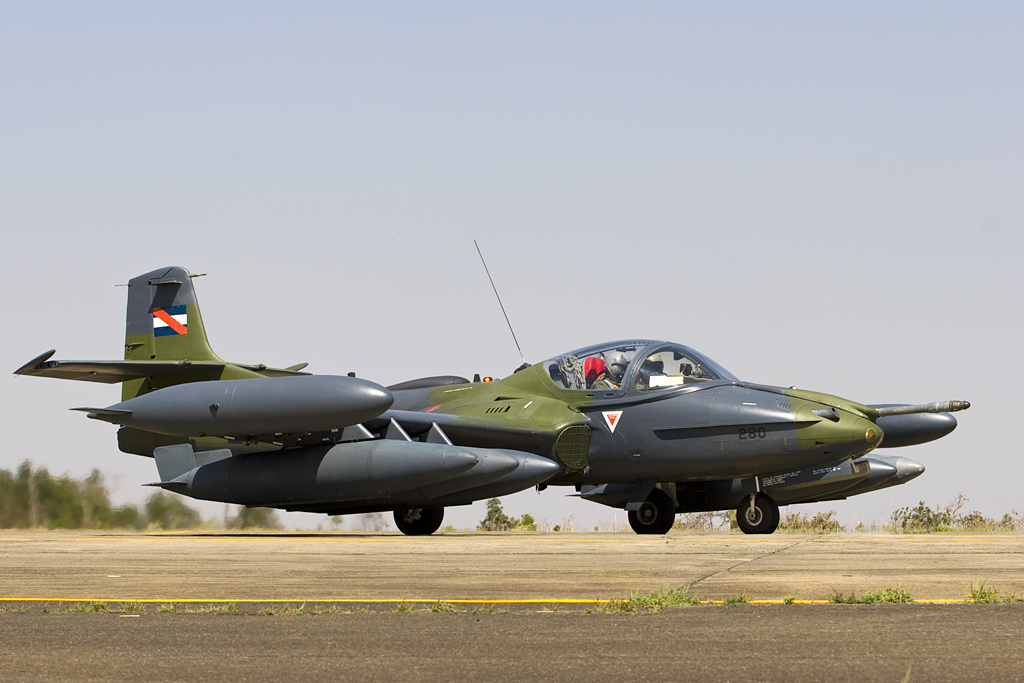
Cessna A-37 Dragonfly

### Bomber
Frankreich
- Dassault Mirage IV (1959)

 Sowjetunion
- Tupolew Tu-22M «Backfire» (1969)

 Vereinigtes Königreich
- BAC TSR.2 (1964)

 Vereinigte Staaten
- North American A-5 Vigilante (1958) – trägergestützter Bomber
- North American XB-70 Valkyrie (1964)
- General Dynamics FB-111 (1968) – strategische Bombervariante der F-111

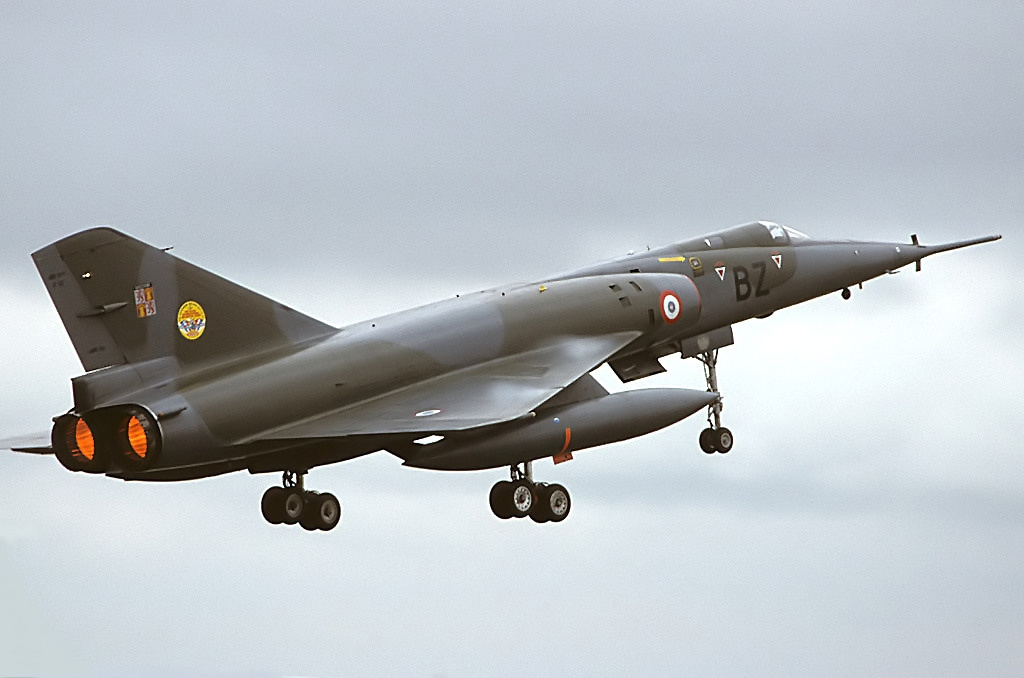
Dassault Mirage IV
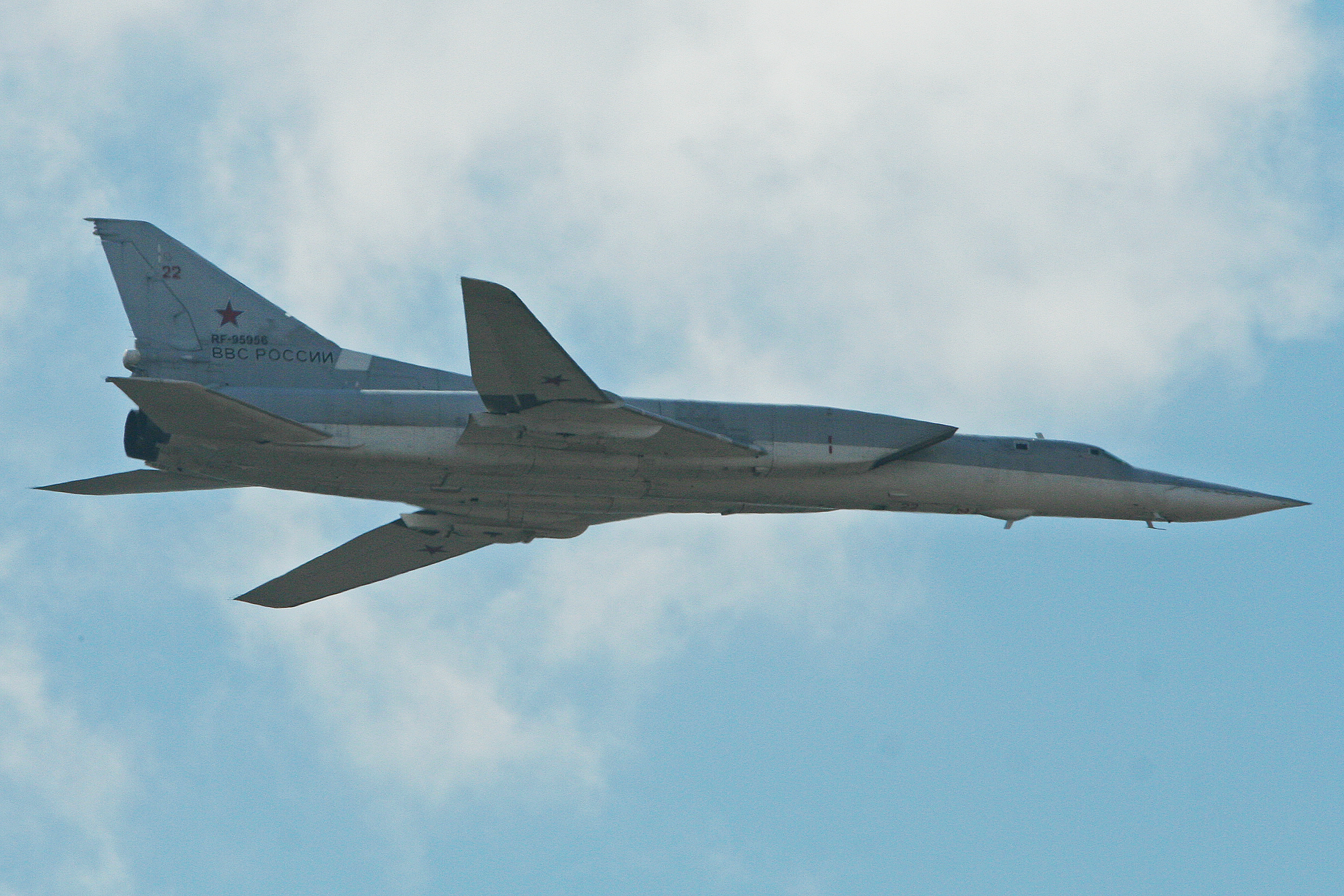
Tupolew Tu-22M
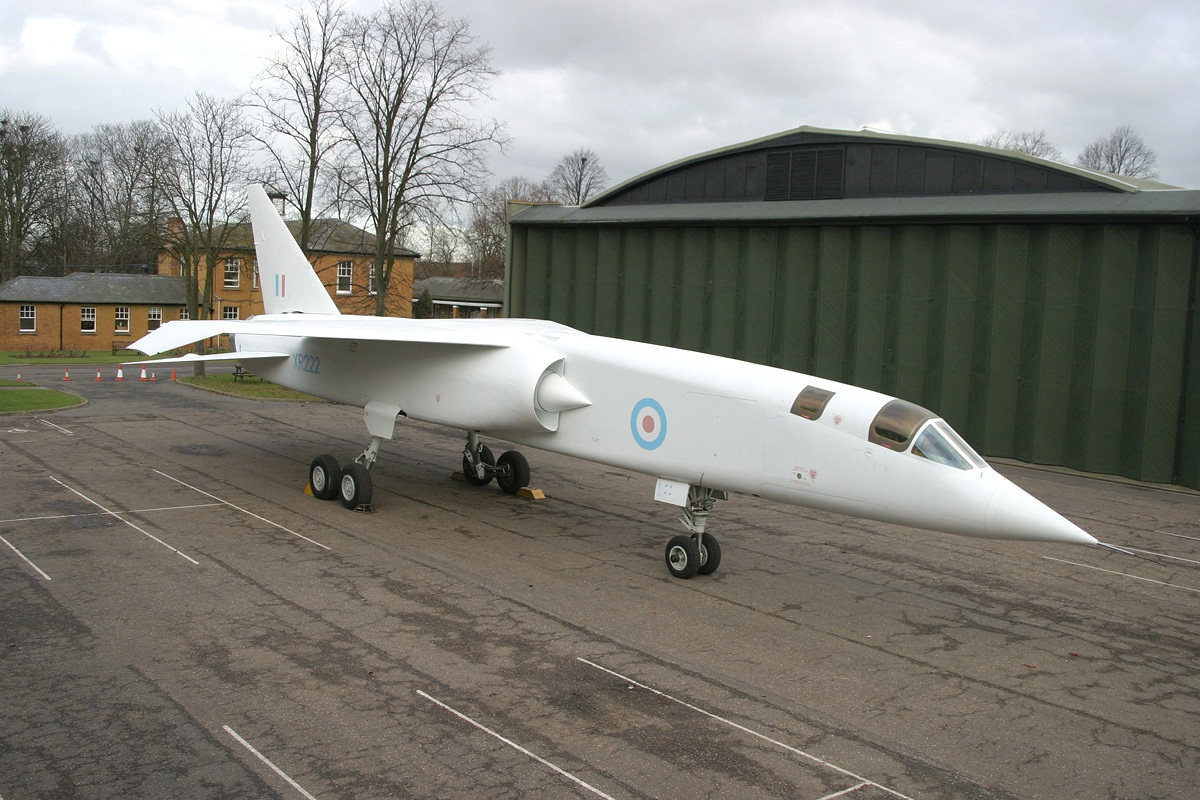
BAC TSR.2
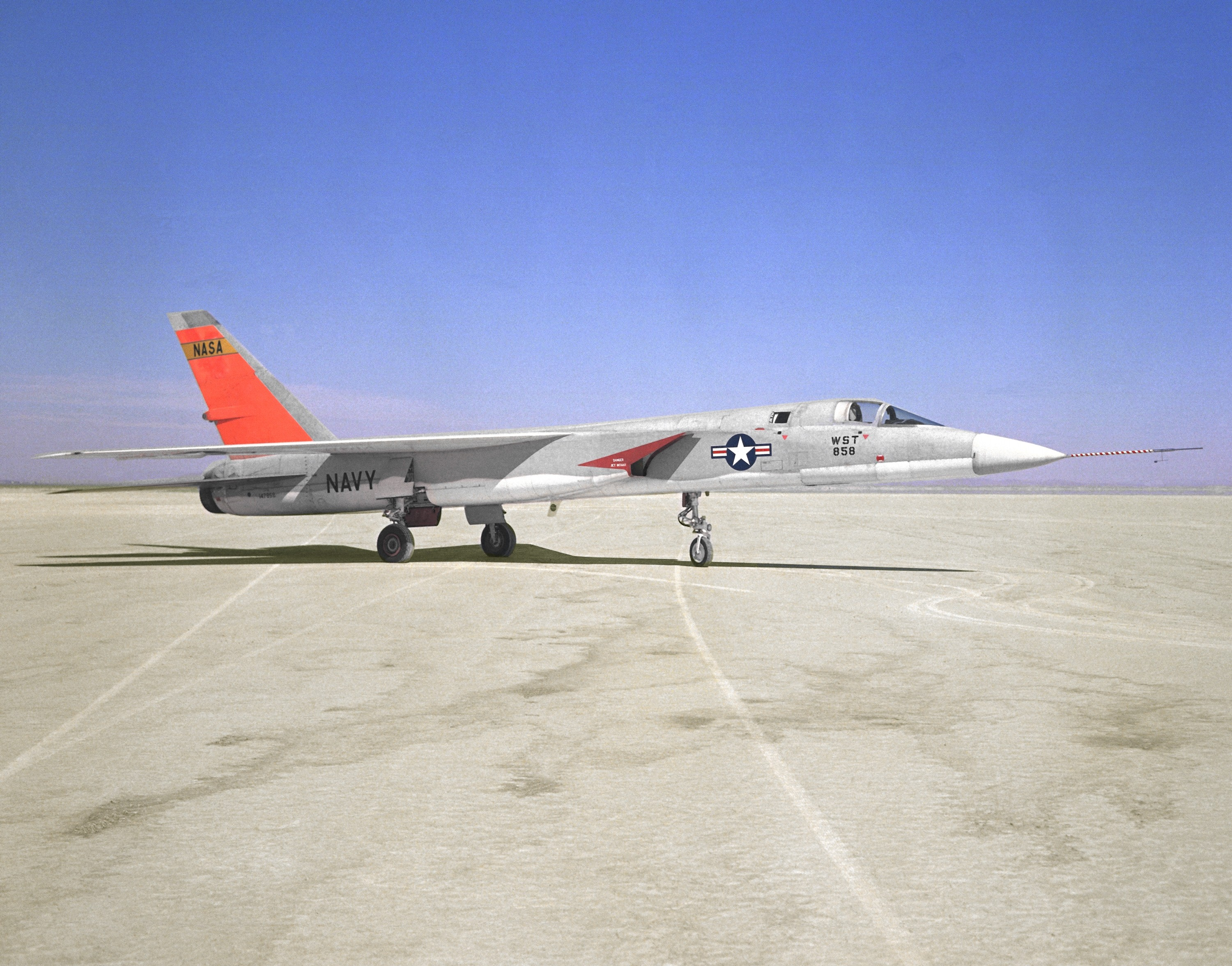
North American A-5 Vigilante
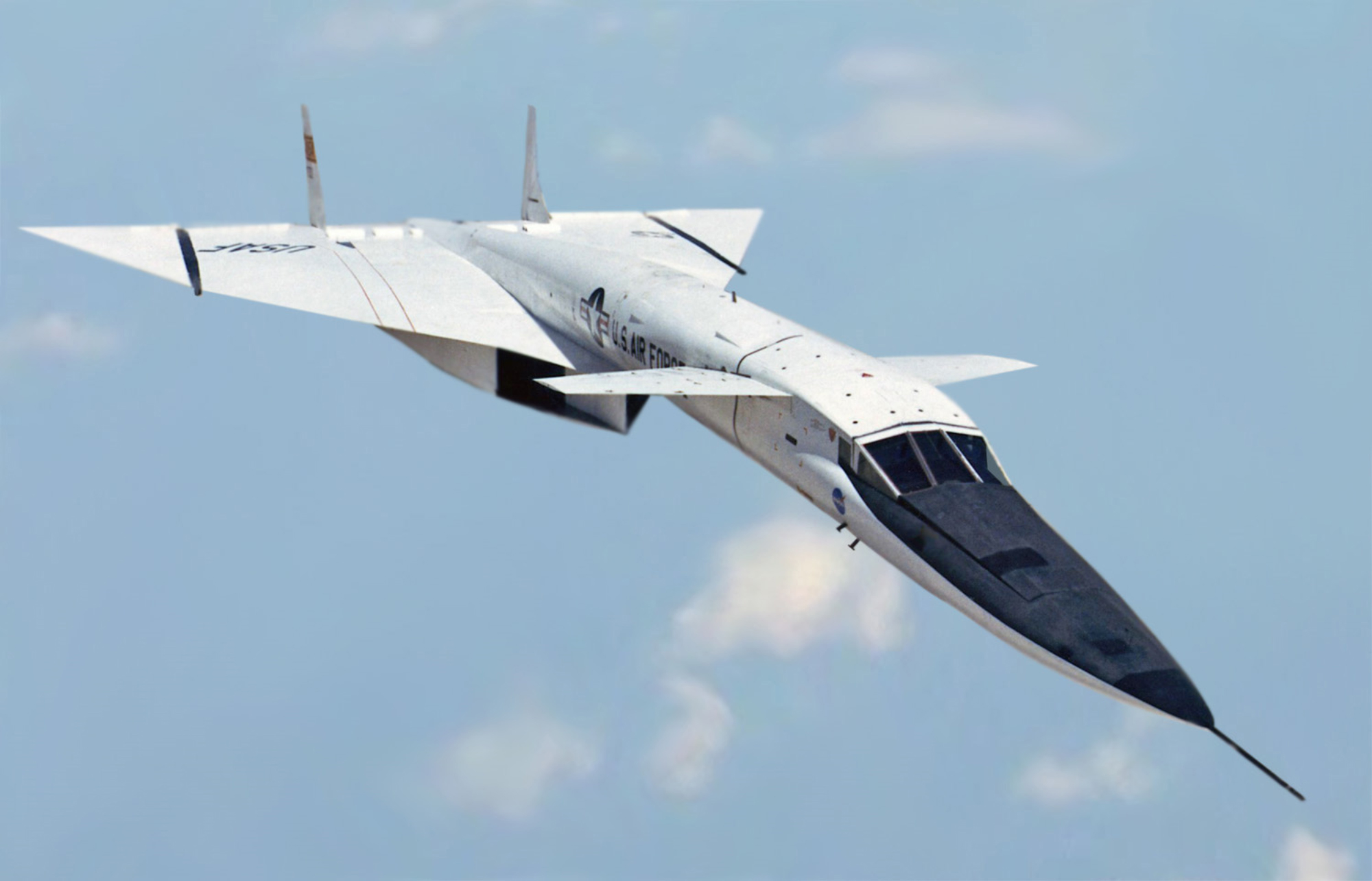
North American XB-70 Valkyrie
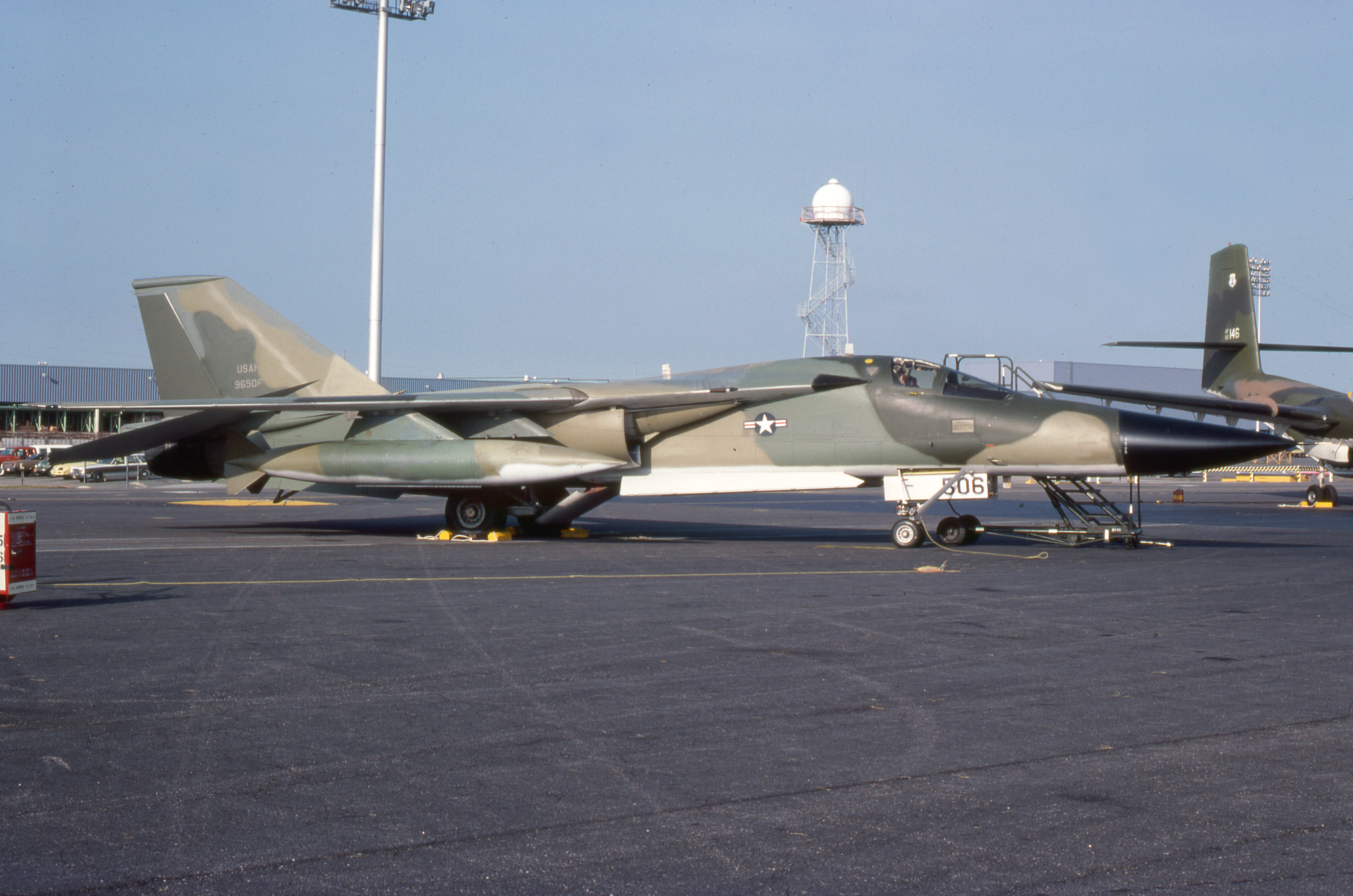
General Dynamics FB-111

## Vierte Generation (ca. 1970–1990)

### Jäger und Jagdbomber
Chile
- ENAER Pantera (1988) – umfassend modernisierte Mirage 5

 Volksrepublik China
- Shenyang J-8II «Finback-B» (1984)
- Xian JH-7 «Flounder» (1988)

 Volksrepublik China /  Pakistan
- Chengdu FC-1 Xiāolóng / PAIC JF-17 Thunder (2003)

 Deutschland /  Italien /  Vereinigtes Königreich
- Panavia Tornado IDS/ECR (1974) – Jagdbombervariante des Tornado
- Panavia Tornado ADV (1979) – Jägervariante des Tornado

 Frankreich
- Dassault-Breguet Super Étendard (1974) – Weiterentwicklung der Étendard IV
- Dassault Mirage 2000 (1978)
- Dassault Mirage 4000 (1979)

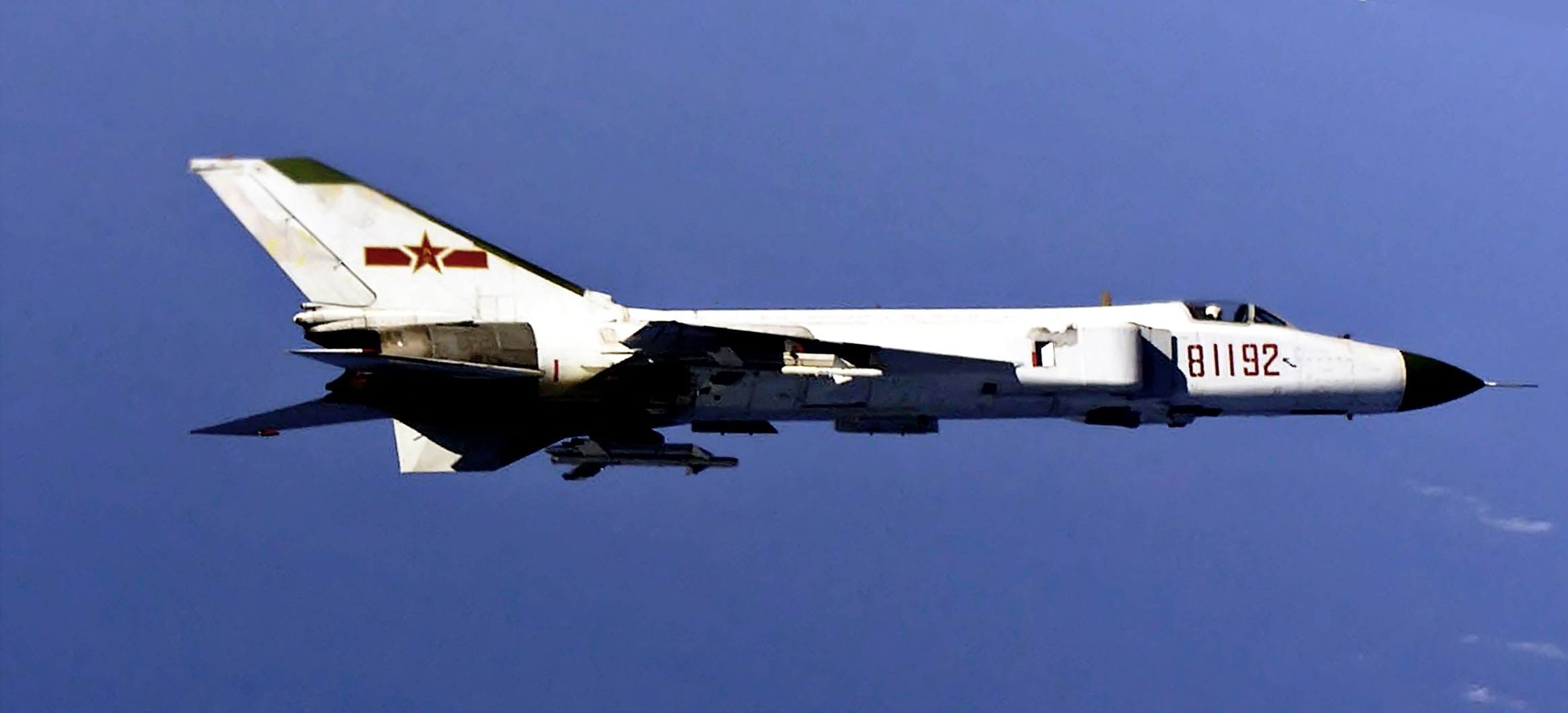
Shenyang J-8II
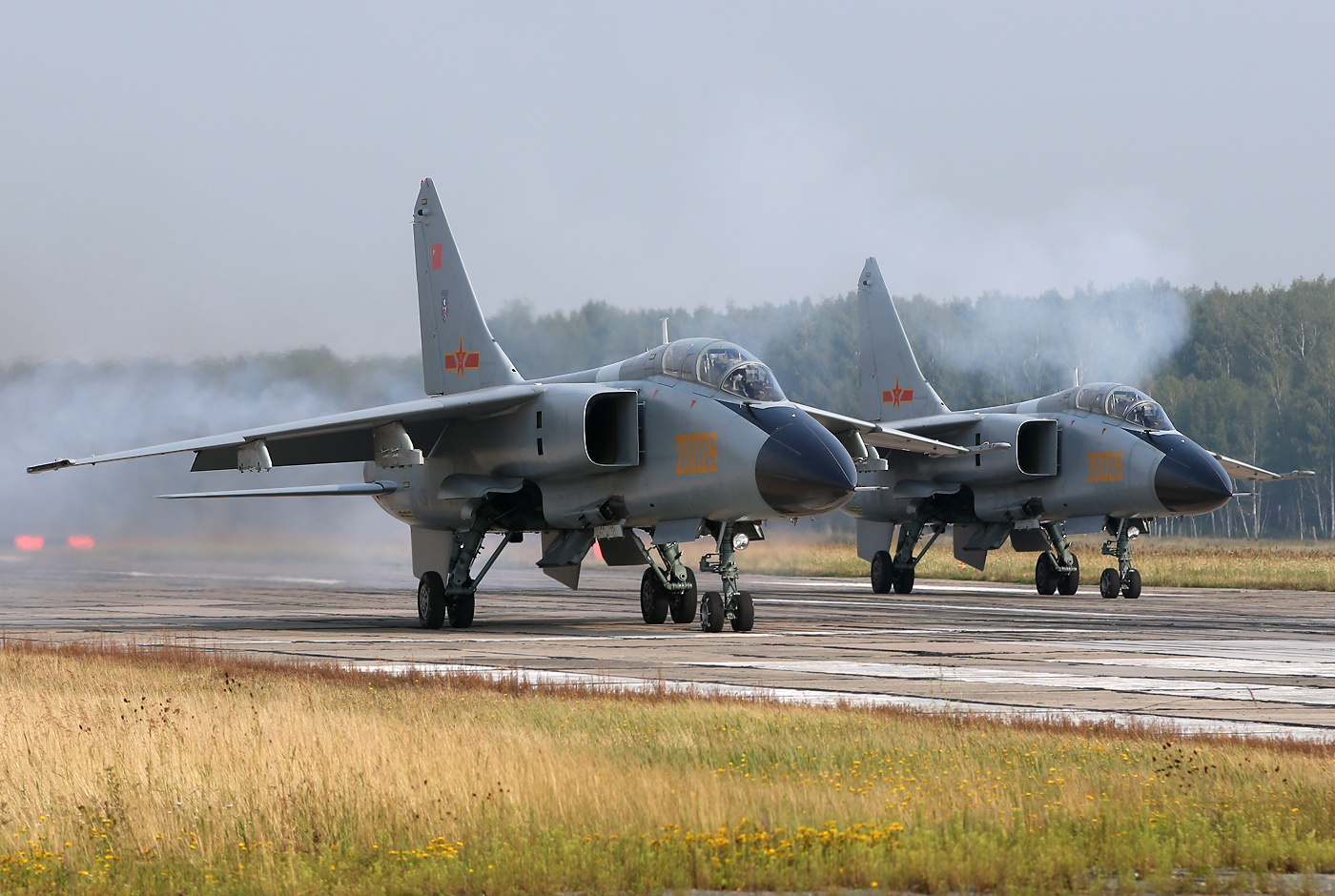
Xian JH-7
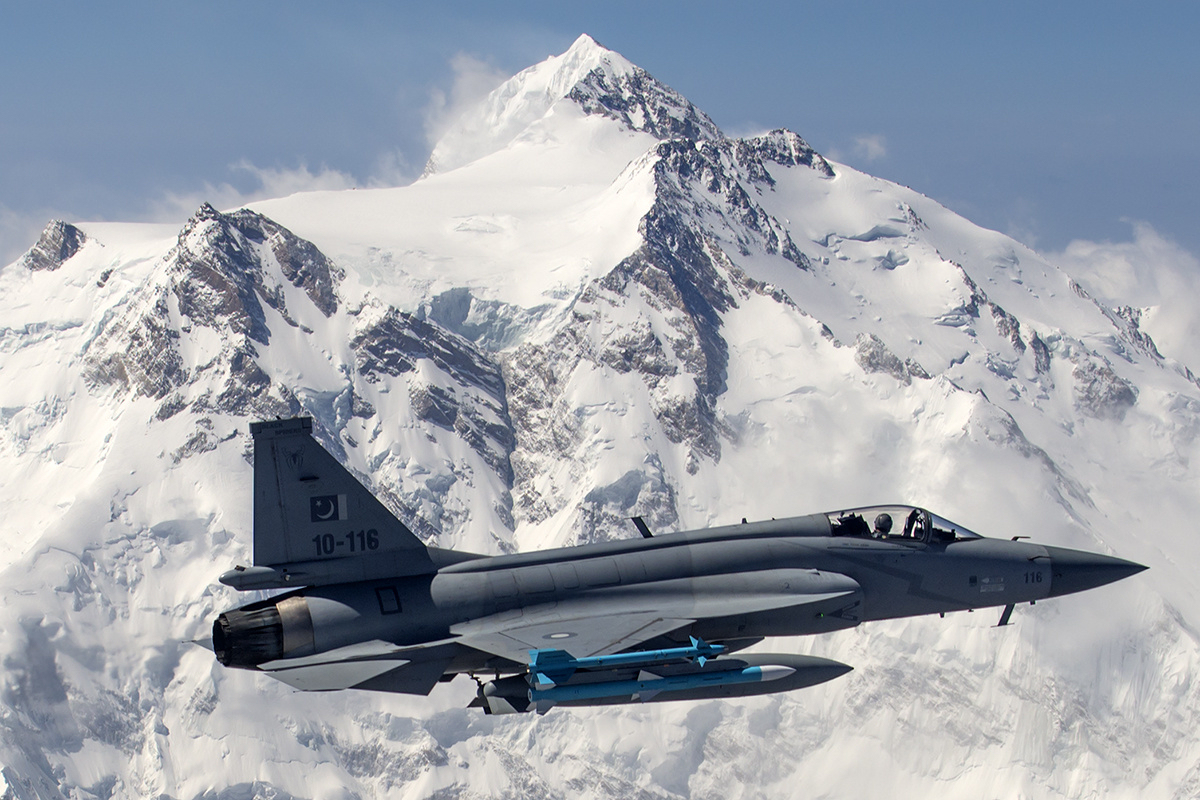
PAIC JF-17 Thunder
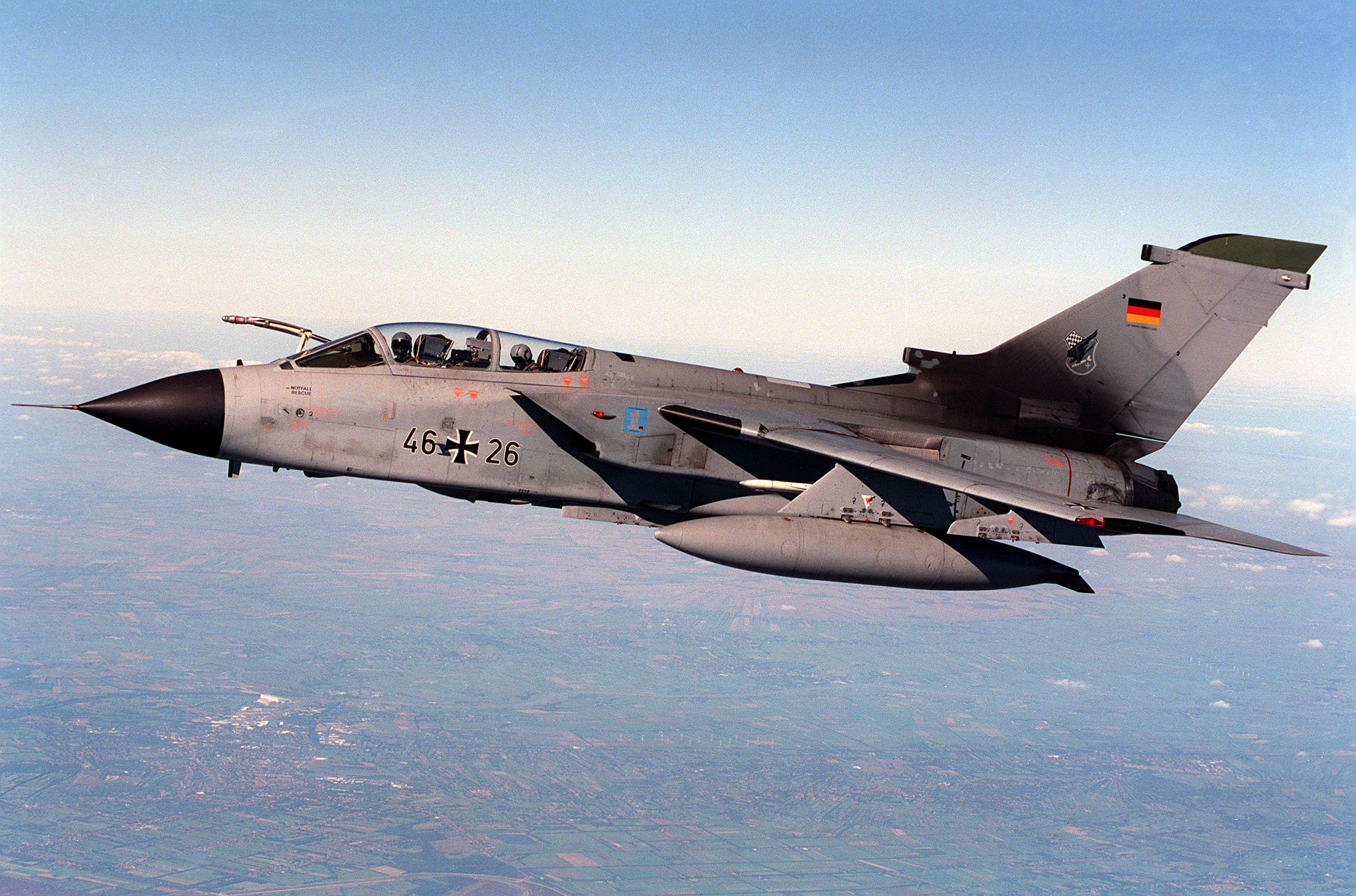
Panavia Tornado ECR
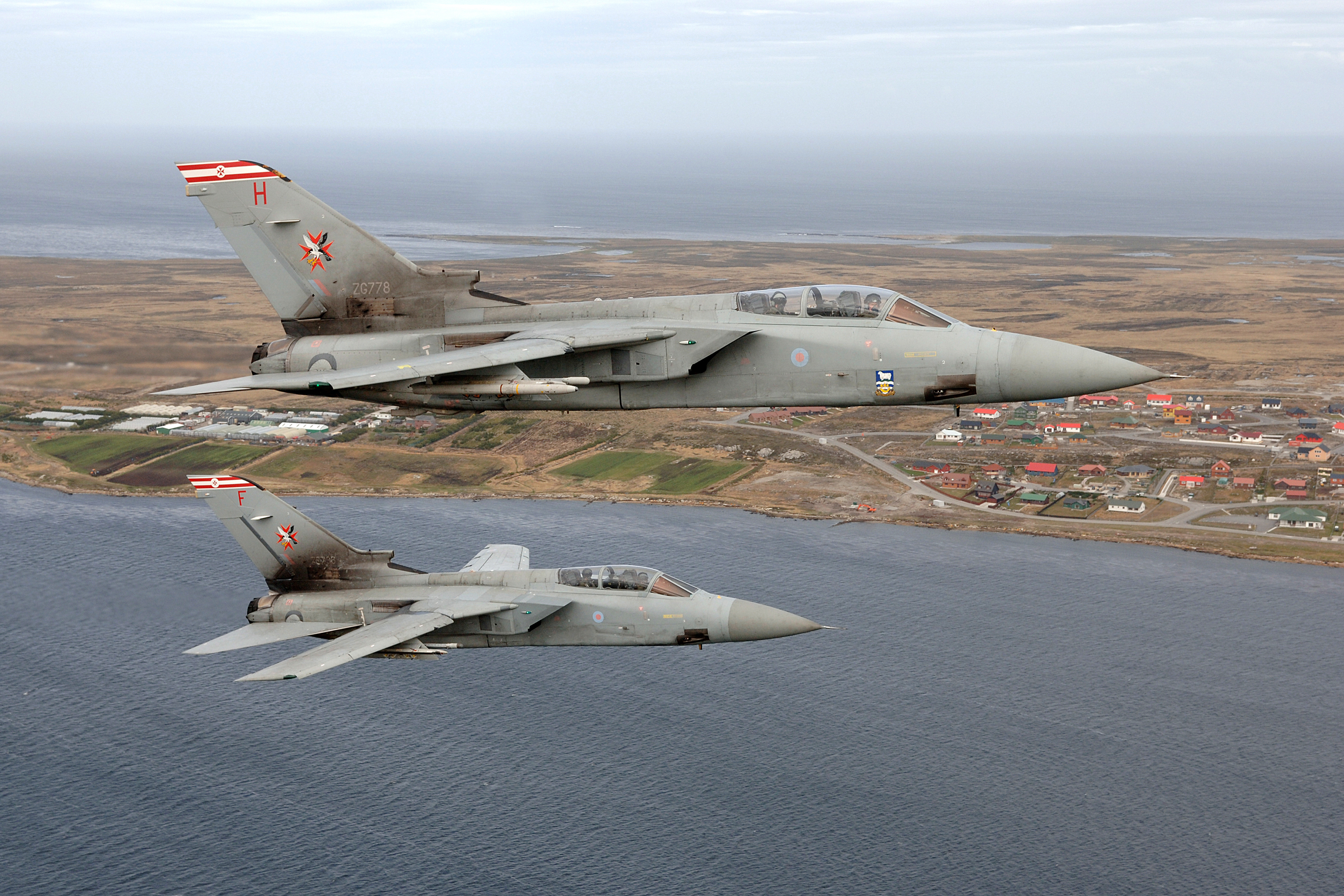
Panavia Tornado ADV
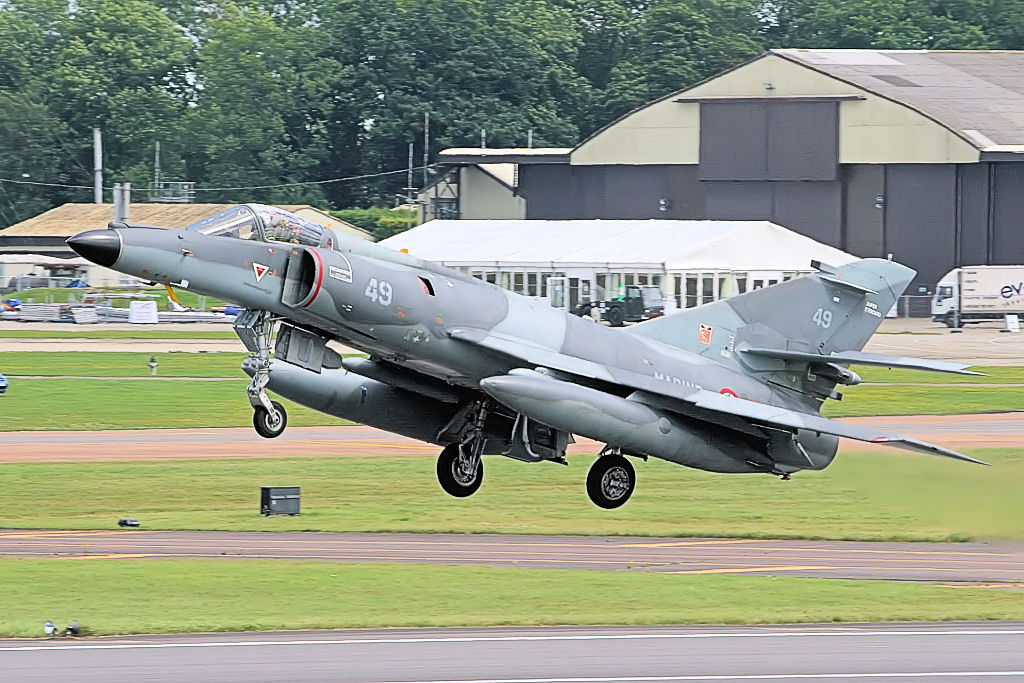
Dassault-Breguet Super Étendard
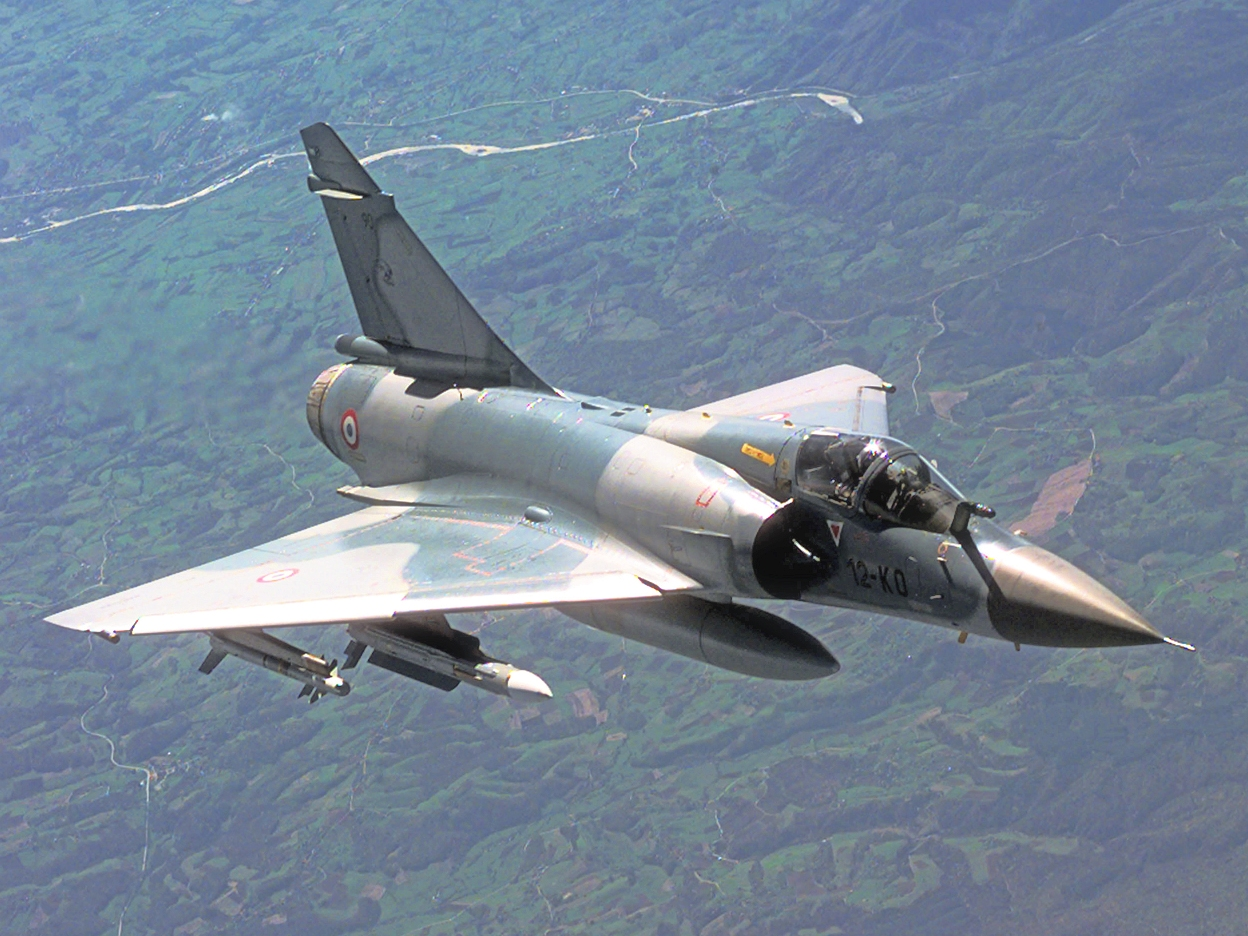
Dassault Mirage 2000C
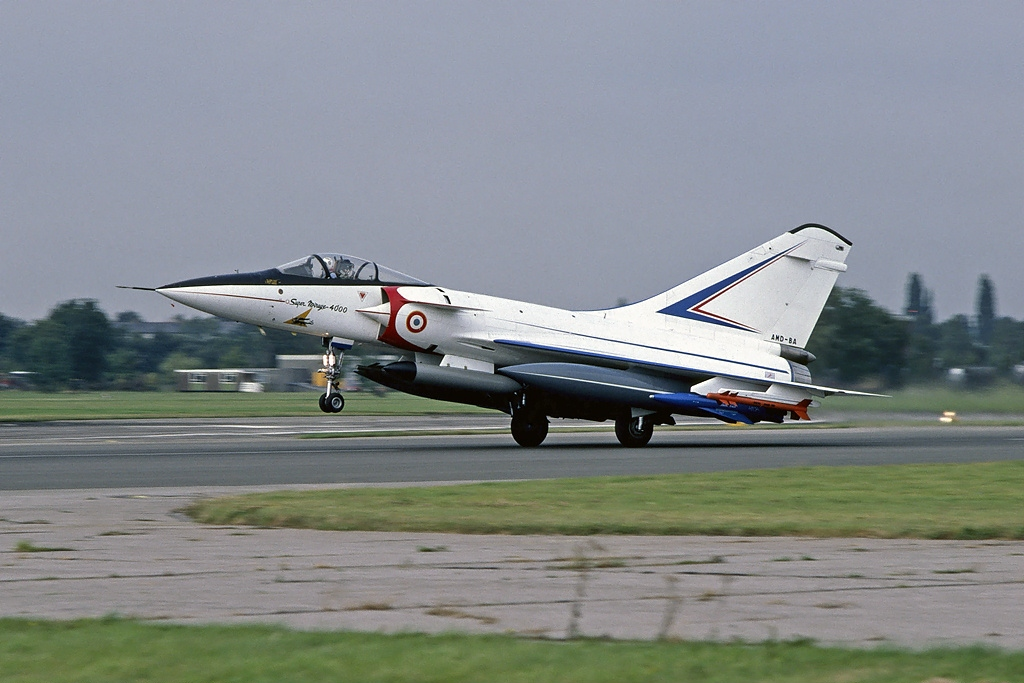
Dassault Mirage 4000

 Iran
- HESA Azarakhsh (1997)
- HESA Saeqeh (2004)
- HESA Kowsar (2018)

 Israel
- IAI Lavi (1986)
- IAI Nammer (1991)

 Südafrika
- Atlas Cheetah (1986) – umfassend modernisierte Mirage III

 Taiwan
- AIDC F-CK-1 Ching-Kuo (1989)

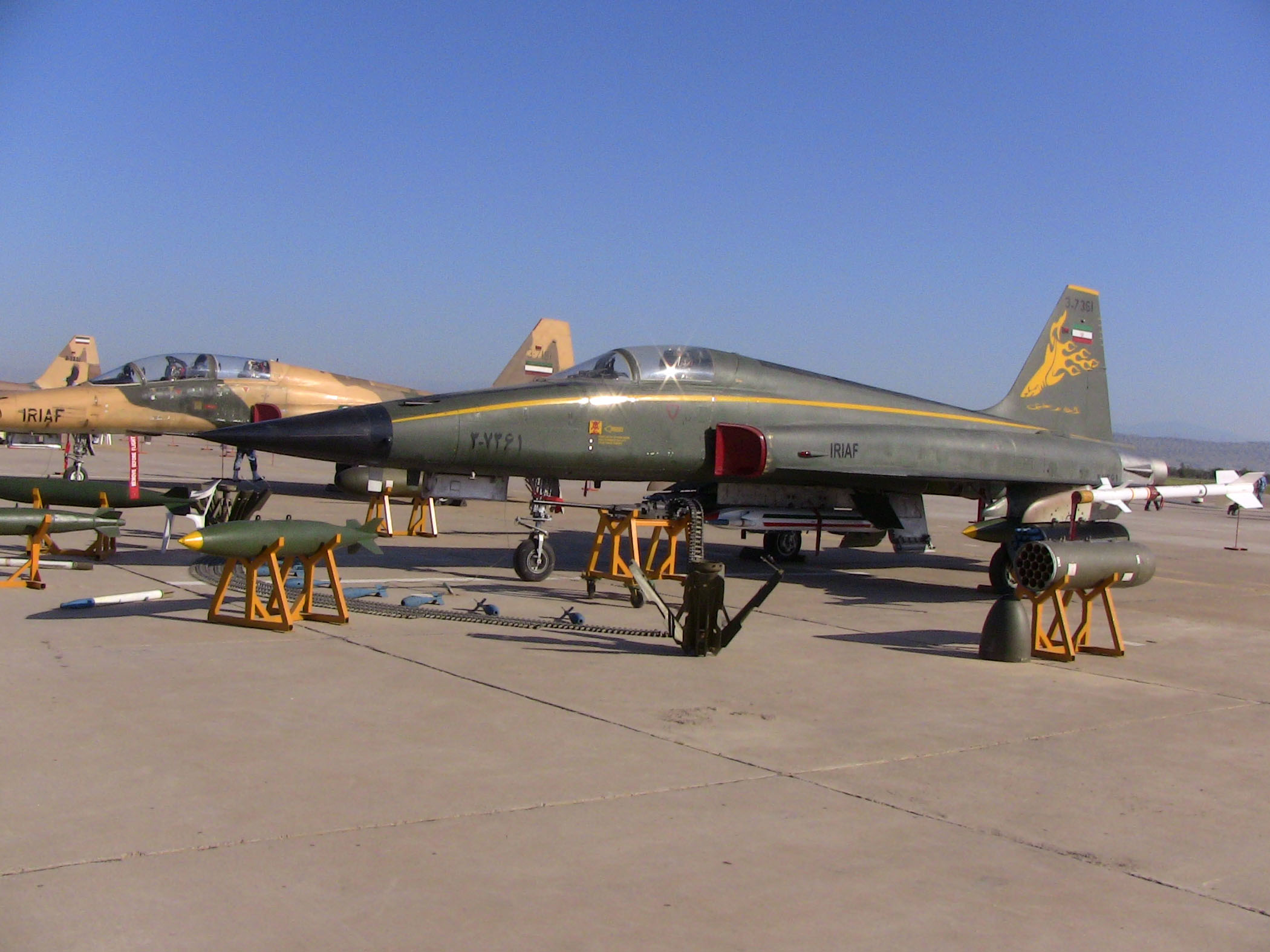
HESA Azarakhsh
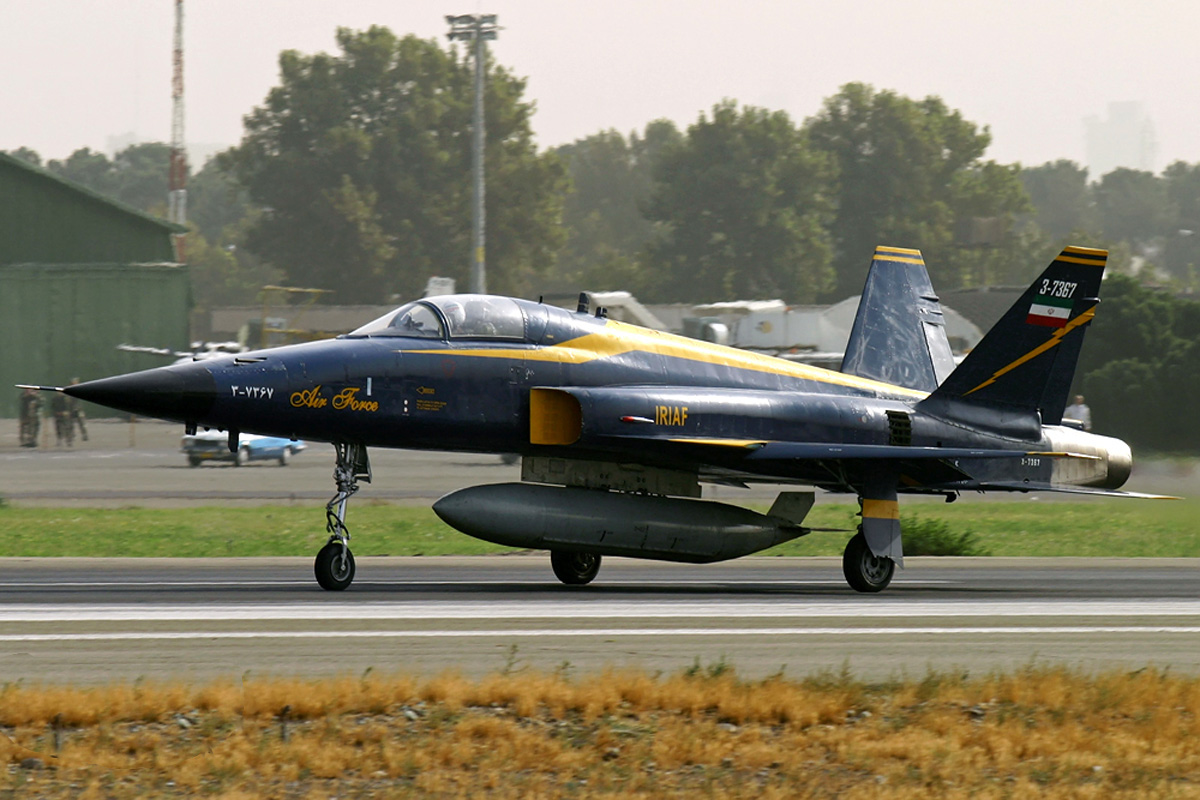
HESA Saeqeh
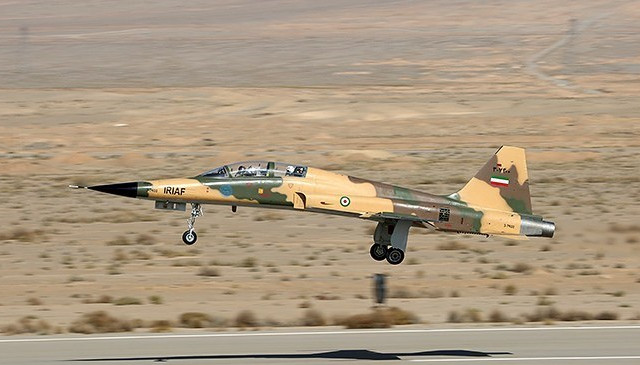
HESA Kowsar
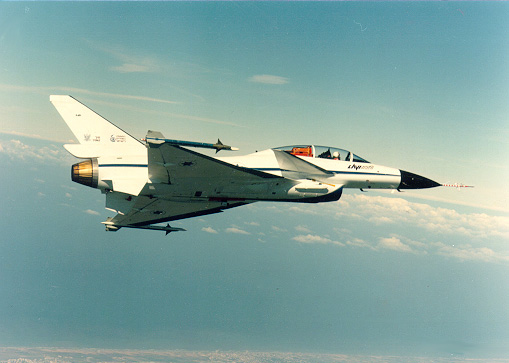
IAI Lavi
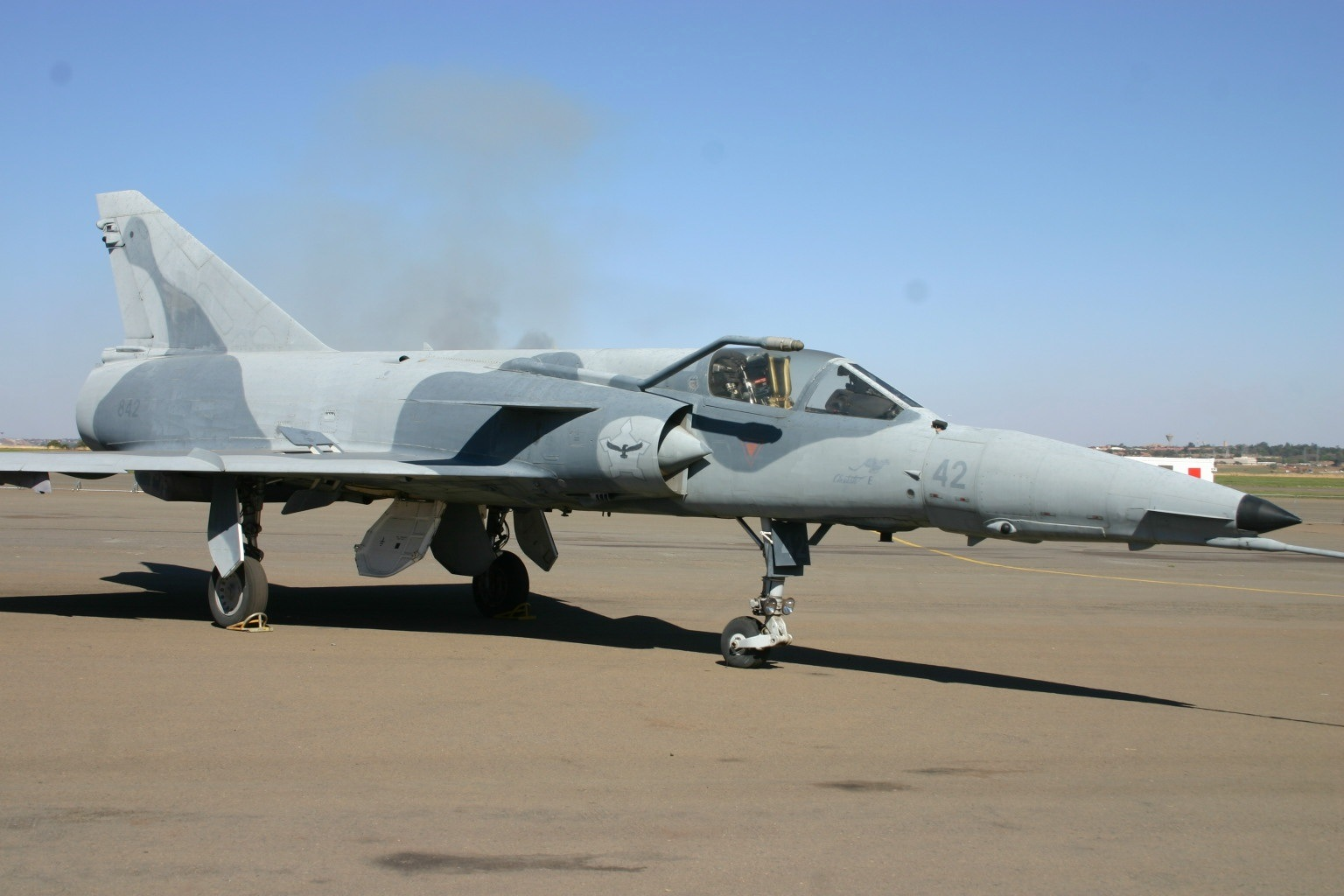
Atlas Cheetah E
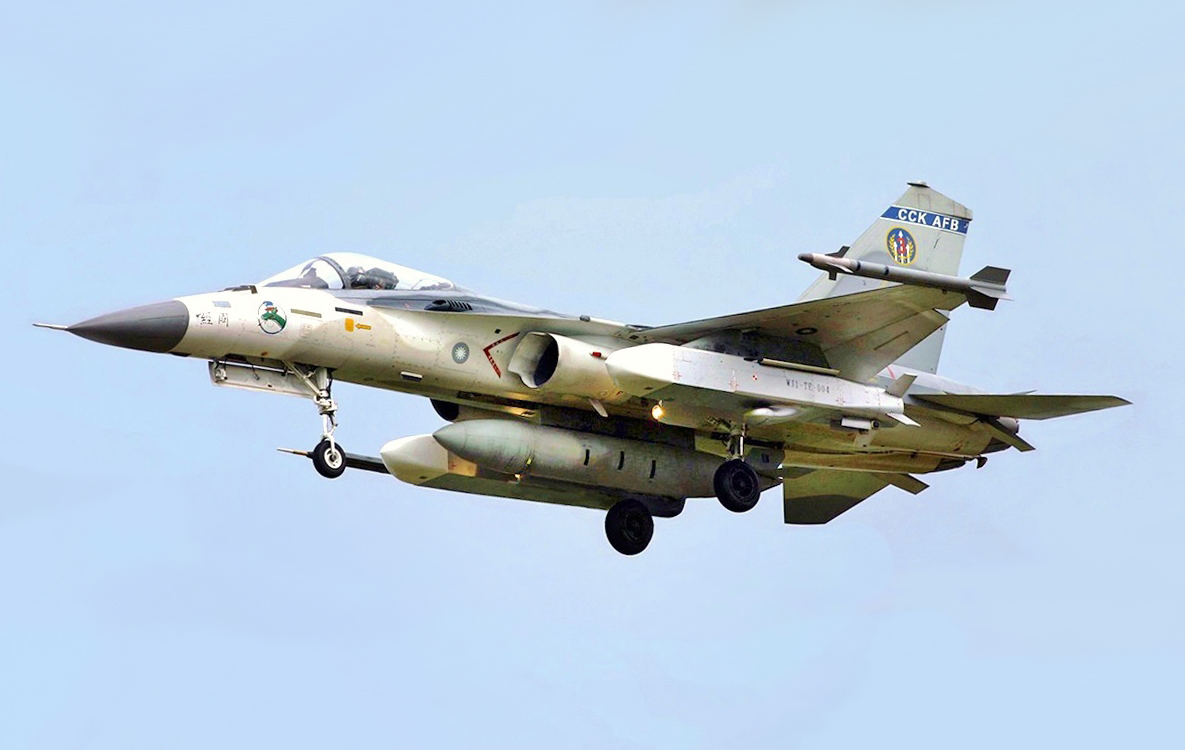
AIDC F-CK-1 Ching-Kuo

 Sowjetunion
- Jakowlew Jak-38 «Forger» (1971) – VTOL-Trägerflugzeug
- Mikojan-Gurewitsch MiG-31 «Foxhound» (1975)
- Mikojan-Gurewitsch MiG-29 «Fulcrum» (1977)
- Suchoi Su-27 «Flanker» (1977)
- Jakowlew Jak-141 «Freestyle» (1987) – VTOL-Trägerflugzeug, Entwicklung 1991 abgebrochen

 Vereinigtes Königreich
- British Aerospace Sea Harrier (1978) – V/STOL-Trägerflugzeug
- British Aerospace Hawk 200 (1986) – leichtes Mehrzweckkampfflugzeug aus der Hawk-Familie

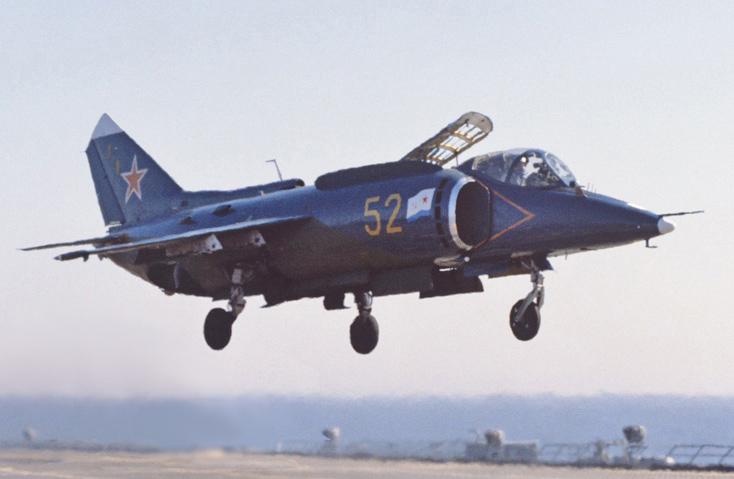
Jakowlew Jak-38
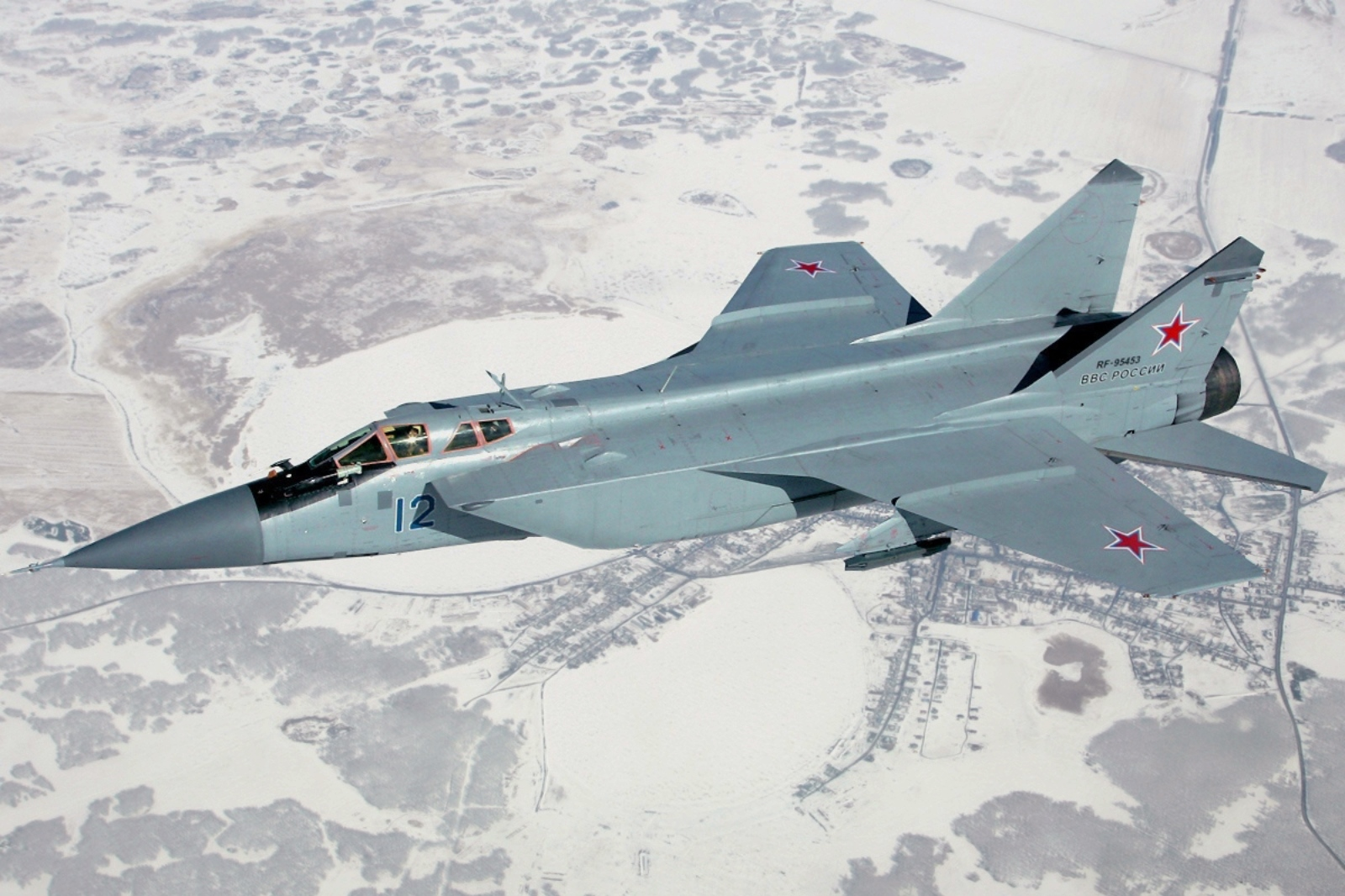
Mikojan-Gurewitsch MiG-31
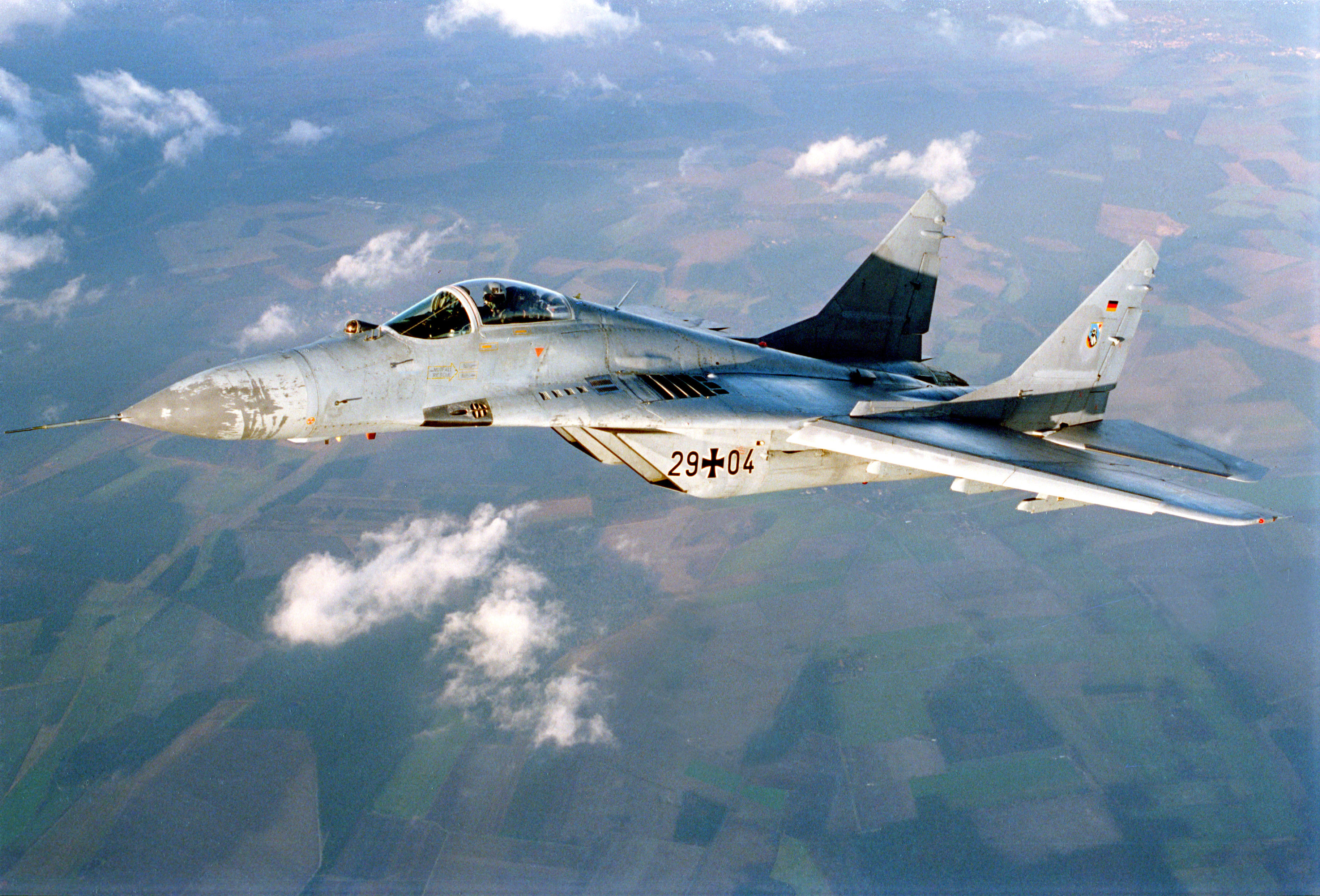
Mikojan-Gurewitsch MiG-29
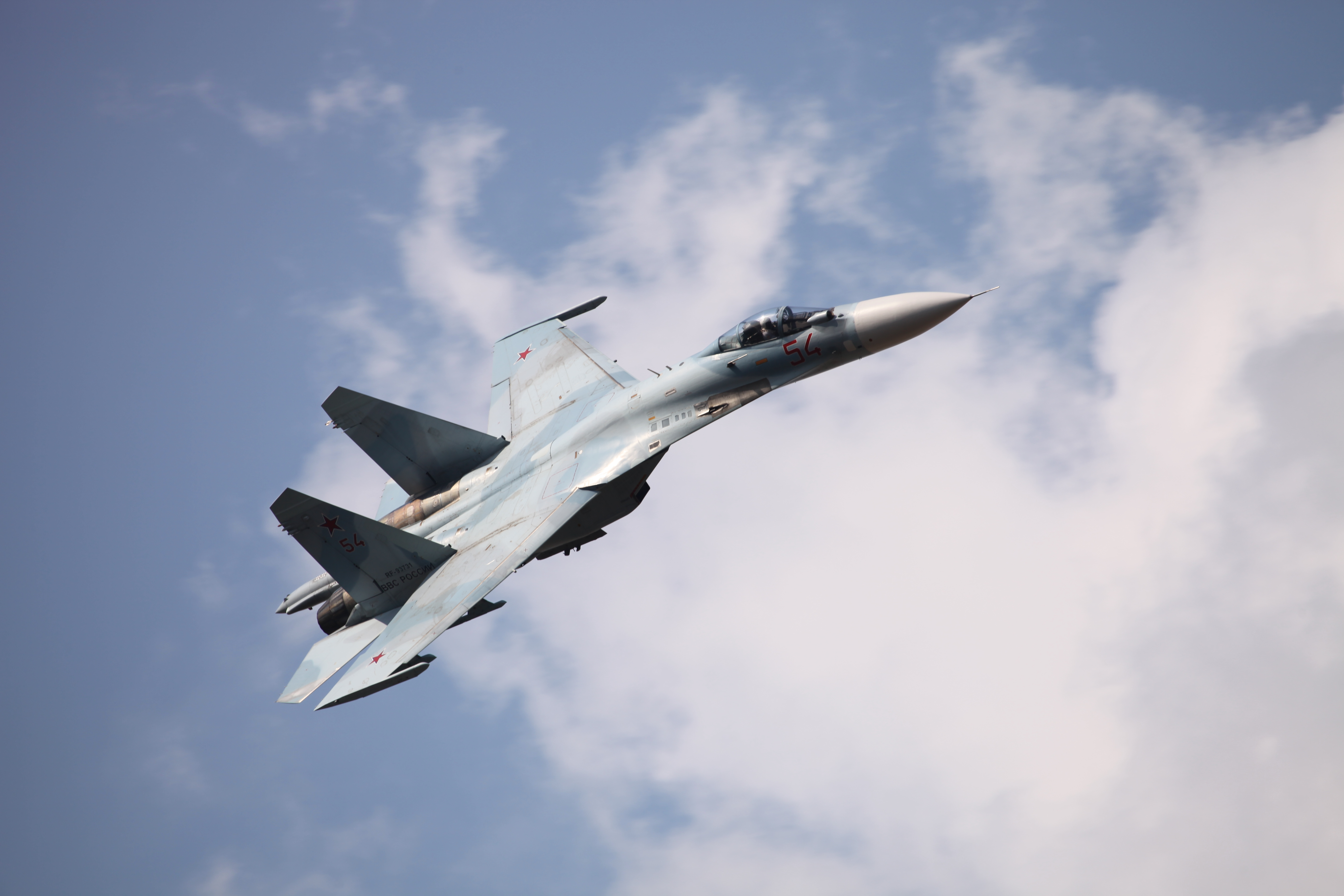
Suchoi Su-27SM3
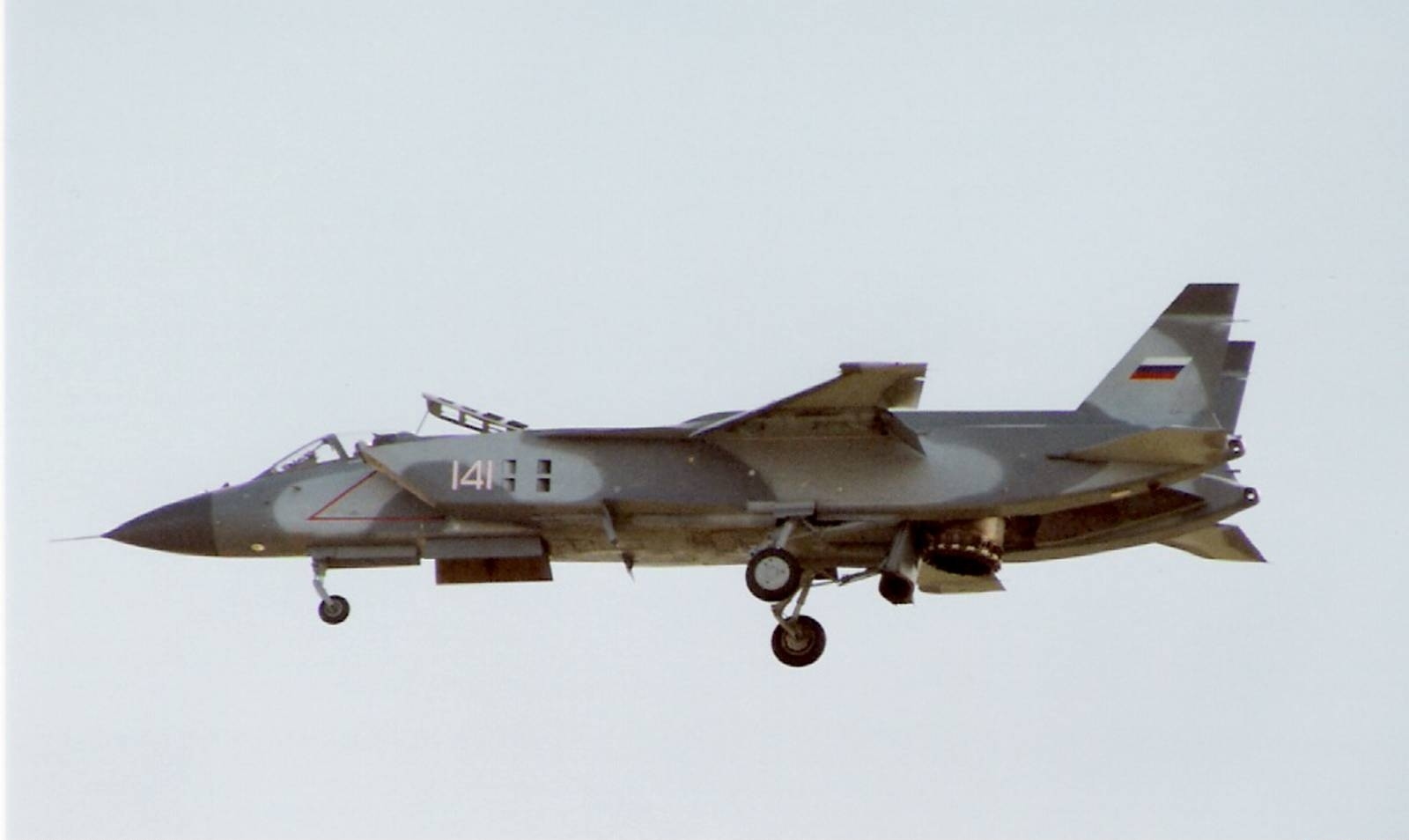
Jakowlew Jak-141
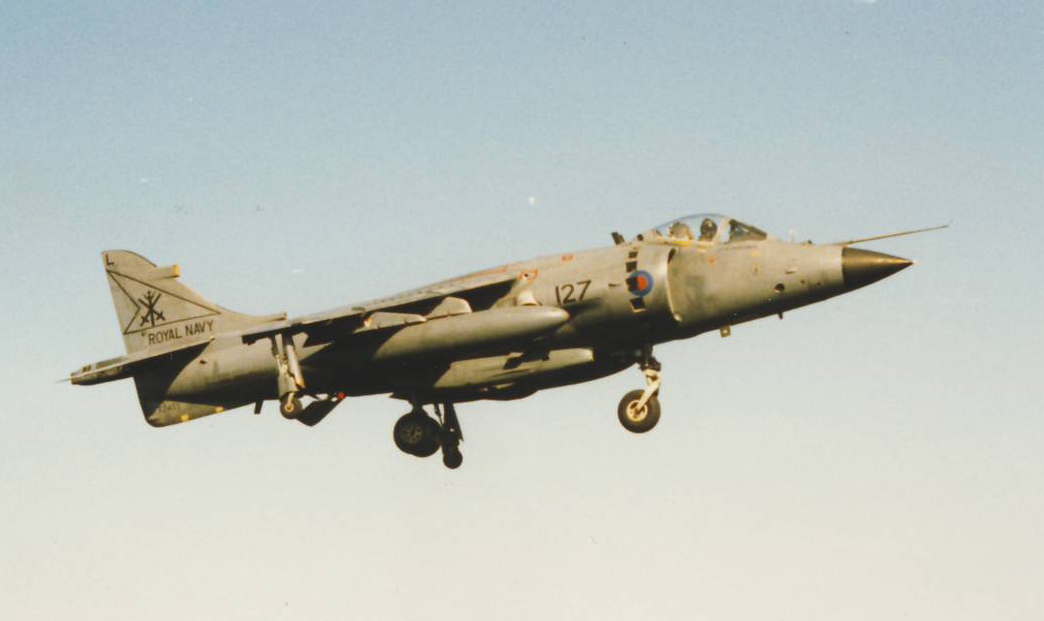
British Aerospace Sea Harrier
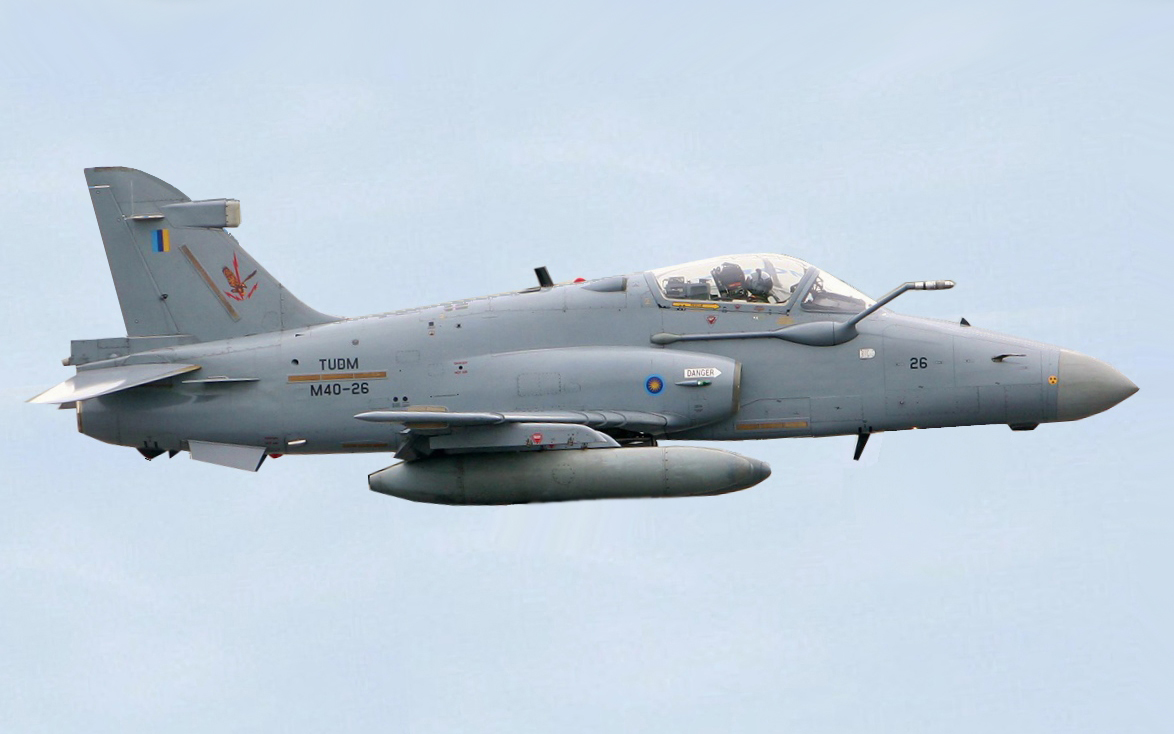
British Aerospace Hawk 200

 Vereinigte Staaten
- Grumman F-14 Tomcat (1970)
- McDonnell Douglas F-15 Eagle (1972)
- Northrop F-5E/F Tiger II (1972)
- General Dynamics F-16 Fighting Falcon (1974)
- Northrop YF-17 (1974) – unterlegener Wettbewerber der F-16
- McDonnell Douglas F/A-18 Hornet (1978)
- Northrop F-20 Tigershark (1982) – finale Entwicklungsstufe der F-5-Familie von Northrop
- McDonnell Douglas F-15E Strike Eagle (1986) – Jagdbombervariante der F-15

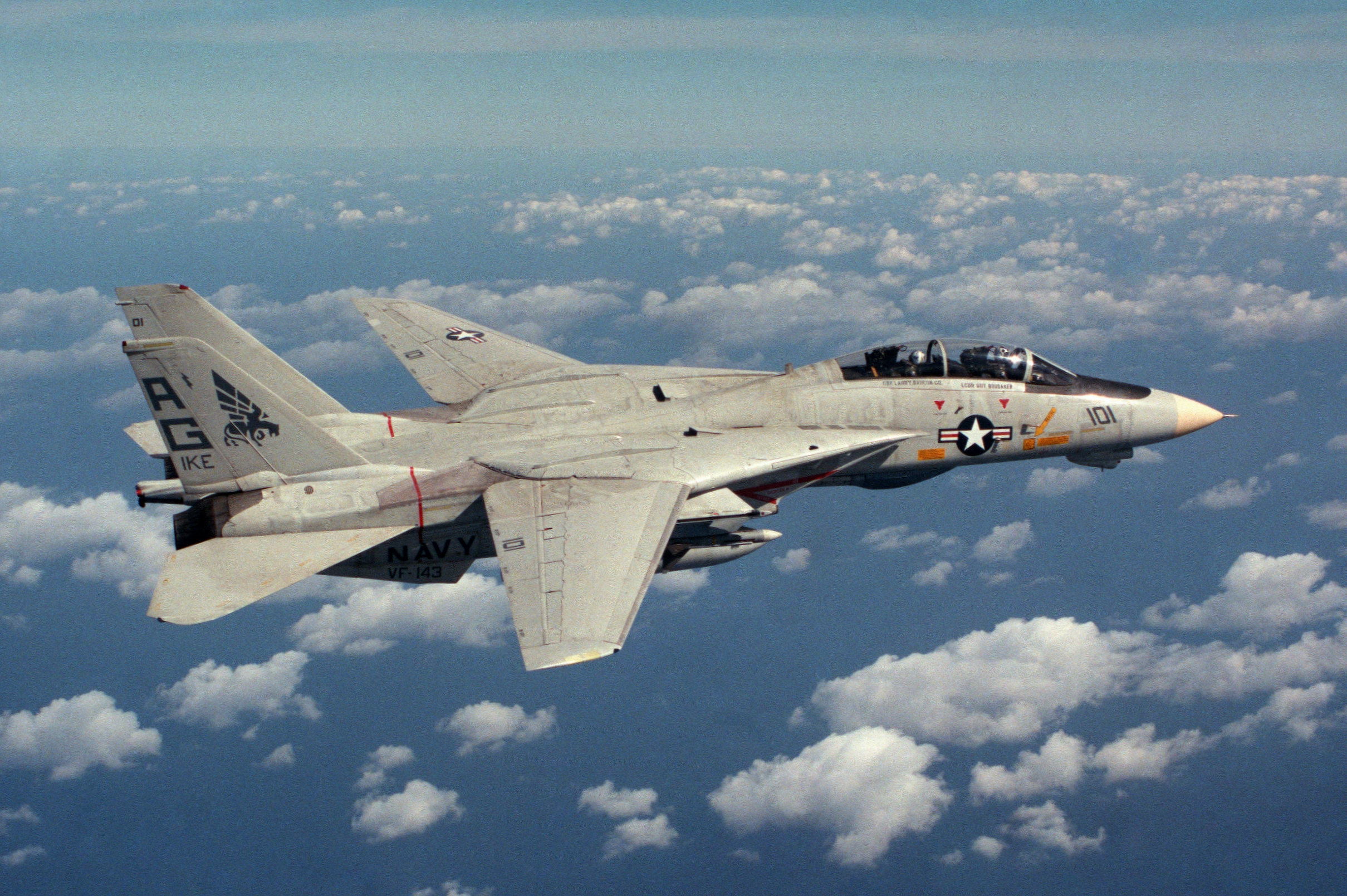
Grumman F-14A Tomcat
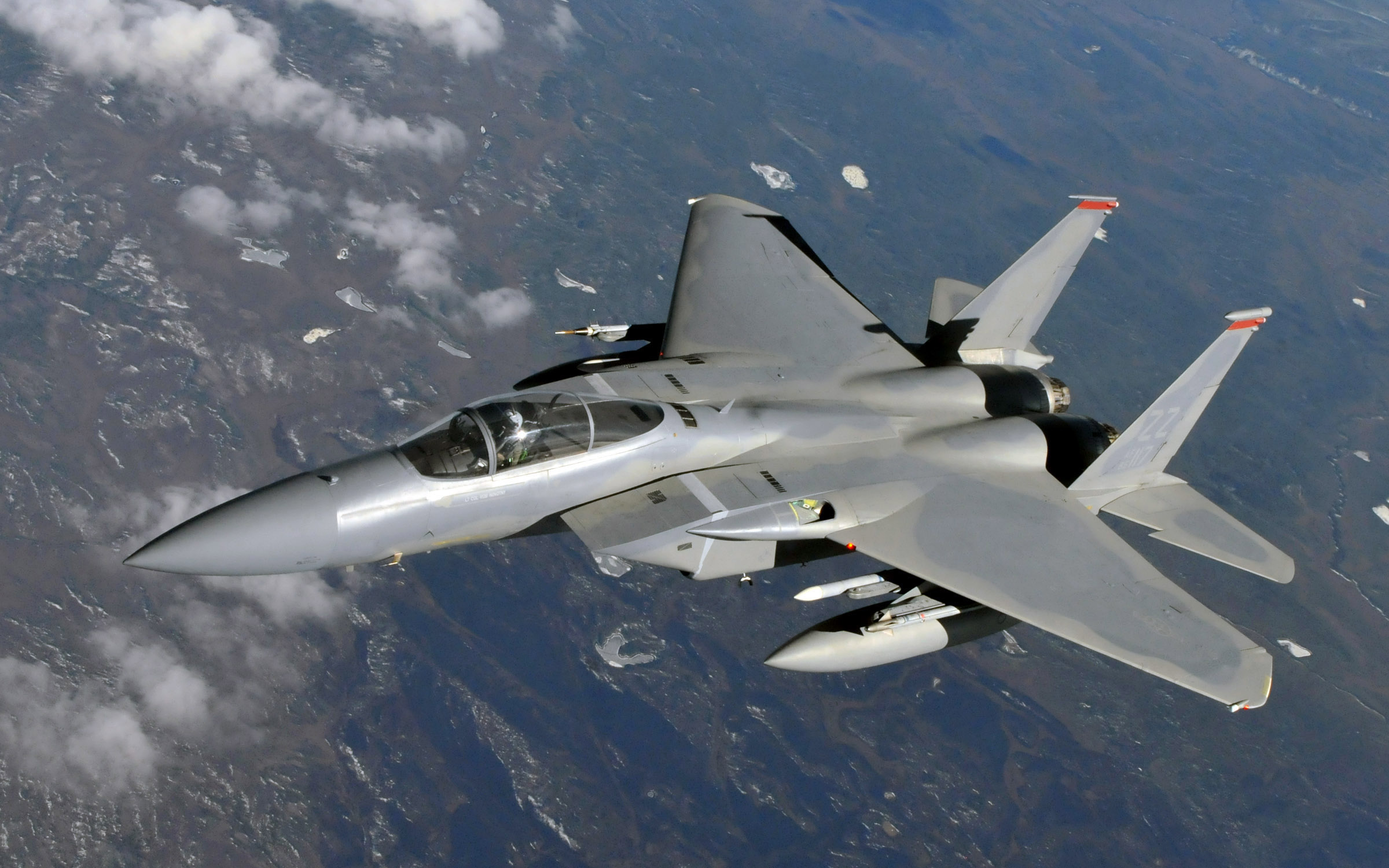
McDonnell Douglas F-15C Eagle
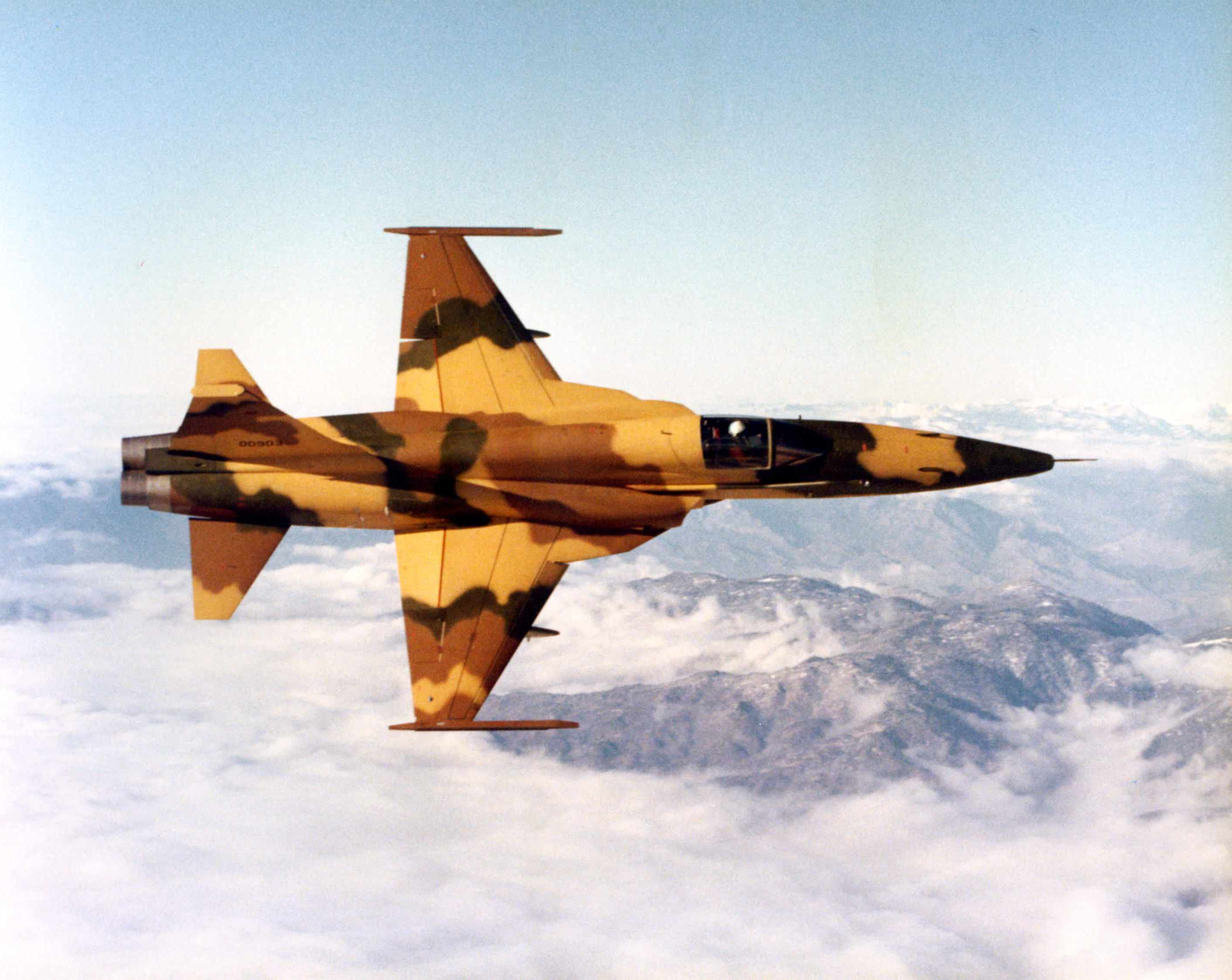
Northrop F-5E Tiger II
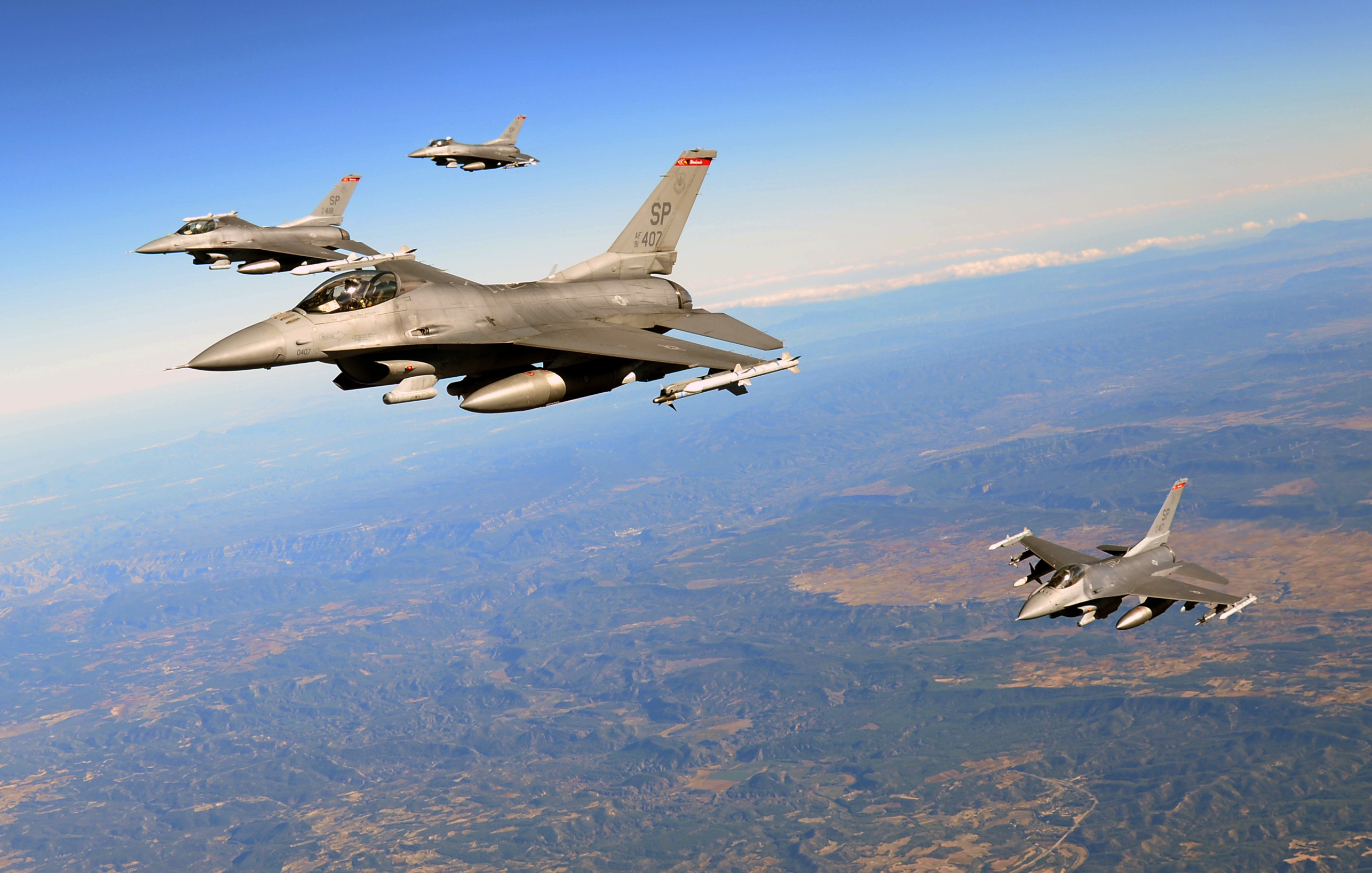
General Dynamics F-16 Fighting Falcon
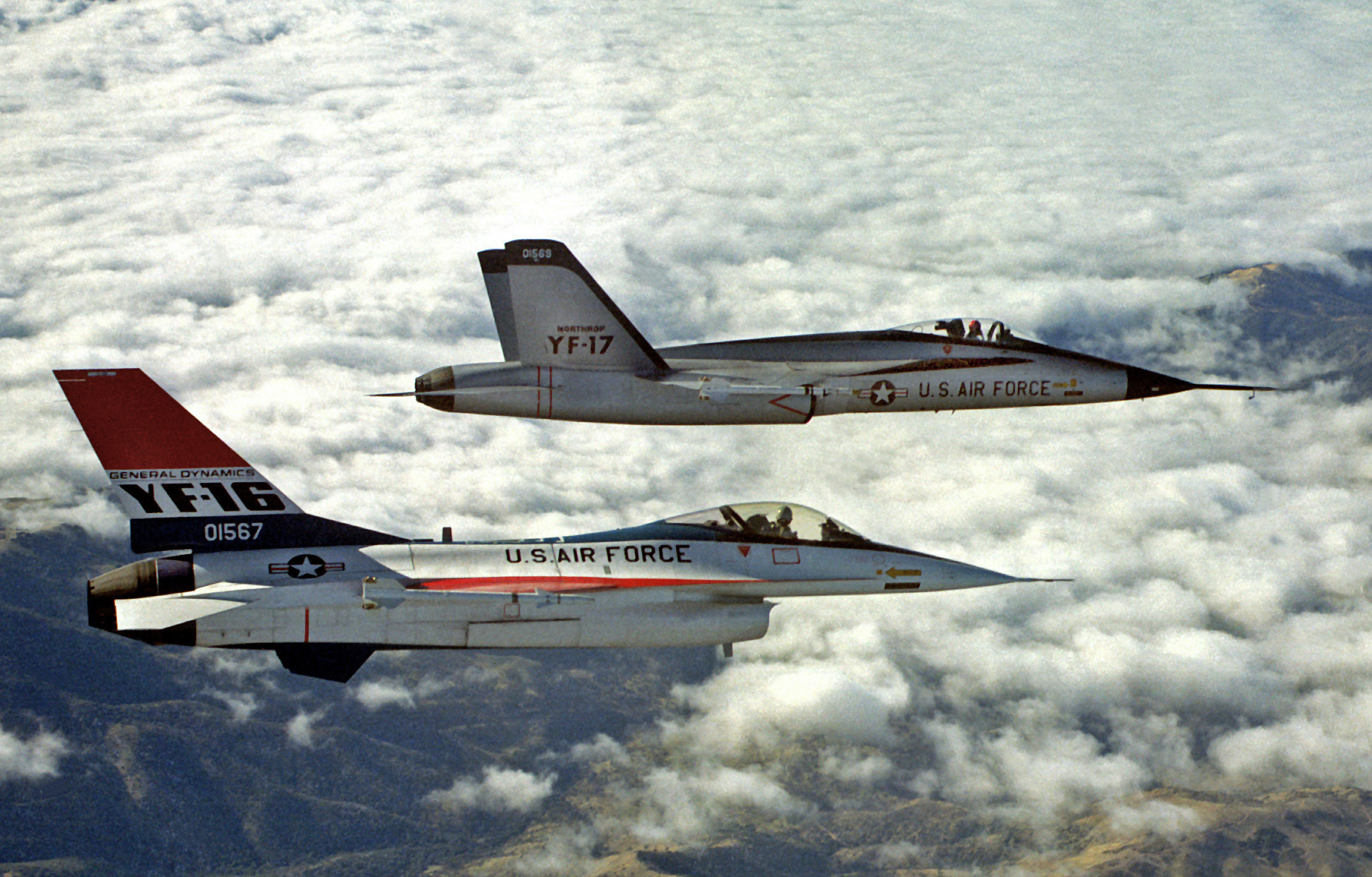
General Dynamics YF-16 und Northrop YF-17
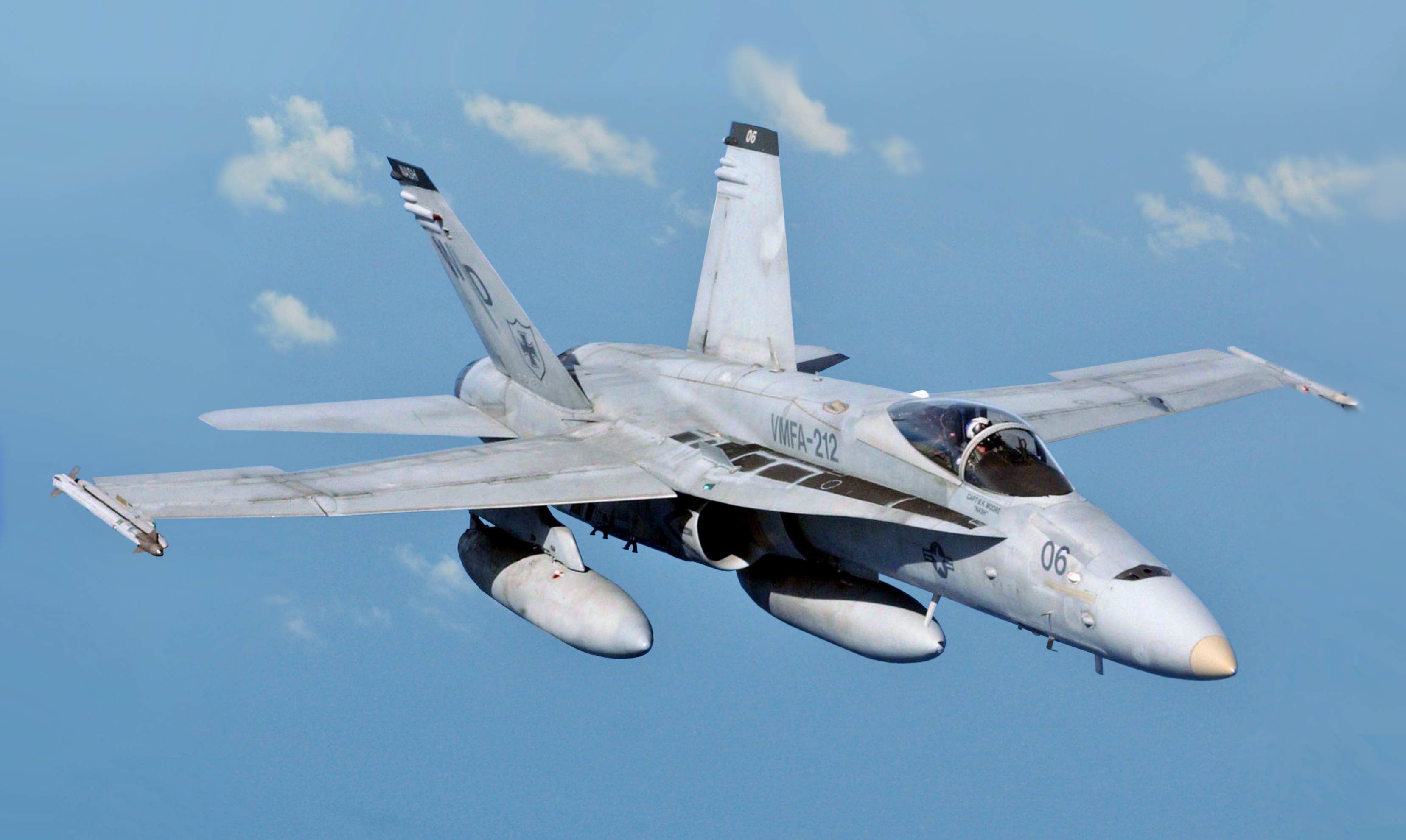
McDonnell Douglas F/A-18 Hornet
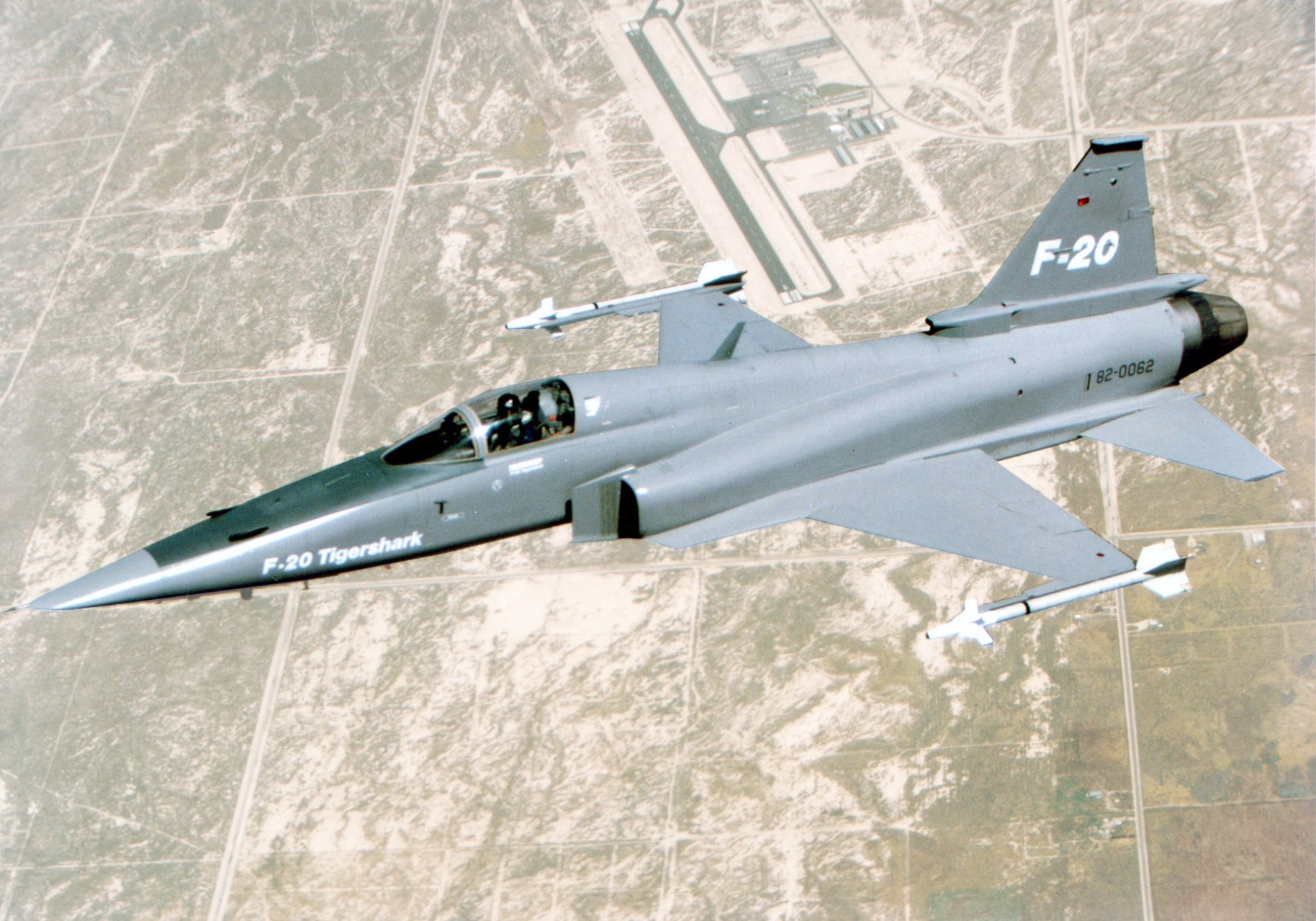
Northrop F-20 Tigershark
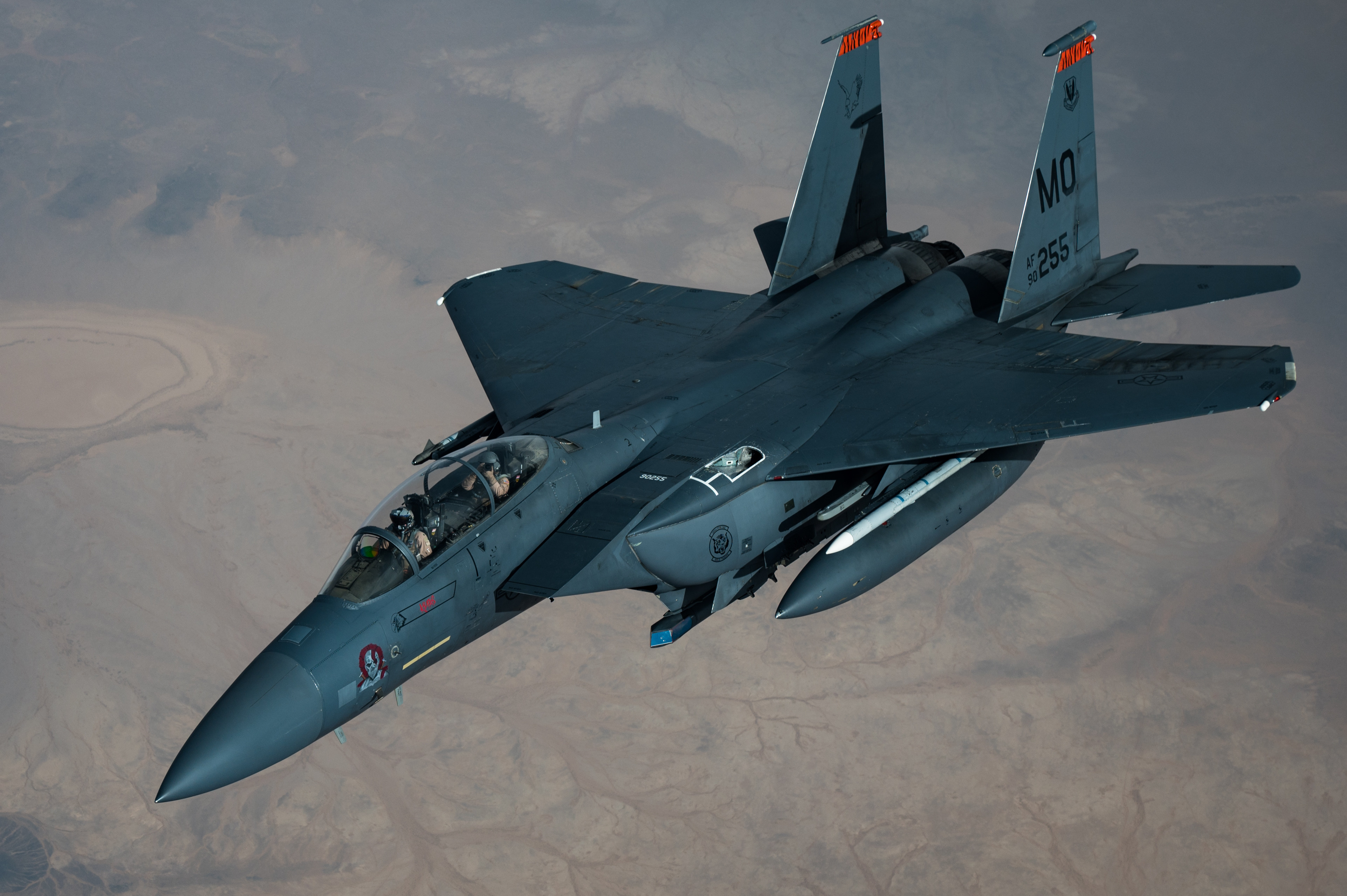
McDonnell Douglas F-15E Strike Eagle

### Erdkampf- und Angriffsflugzeuge
Italien /  Brasilien
- AMX International AMX (1984)

 Japan
- Mitsubishi F-1 (1975)

 Jugoslawien /  Rumänien
- Soko J-22 Orao / IAR-93 Vultur (1974)

 Sowjetunion
- Suchoi Su-25 «Frogfoot» (1975)
- Iljuschin Il-102 (1982)

 Vereinigtes Königreich /  Vereinigte Staaten
- McDonnell Douglas AV-8B Harrier II (1978) – V/STOL-Erdkampfflugzeug
- British Aerospace Harrier II (1985) – V/STOL-Erdkampfflugzeug

 Vereinigte Staaten
- Fairchild-Republic A-10 Thunderbolt II (1972)
- Northrop YA-9 (1972) – unterlegener Wettbewerber der A-10
- Lockheed F-117 Nighthawk (1981) – Stealth-Angriffsflugzeug

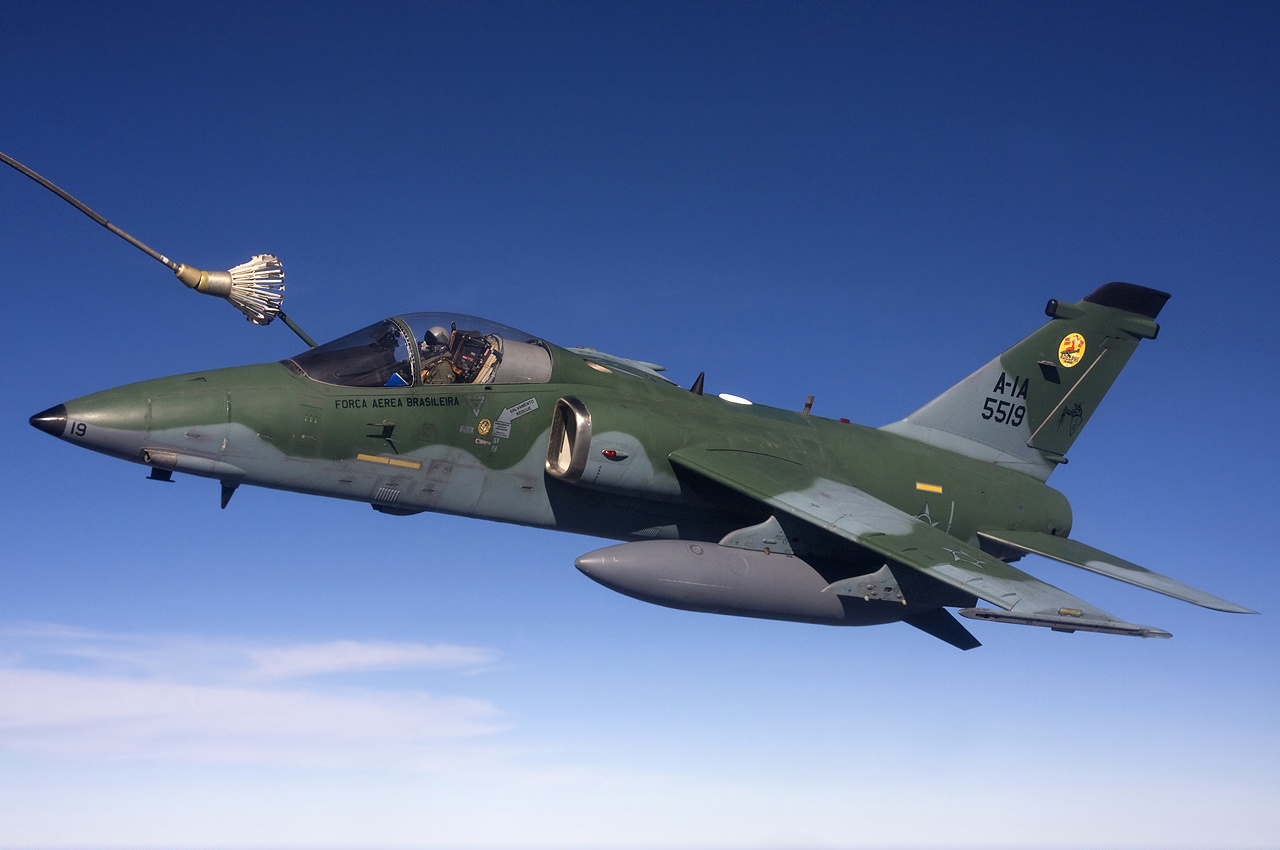
AMX International AMX
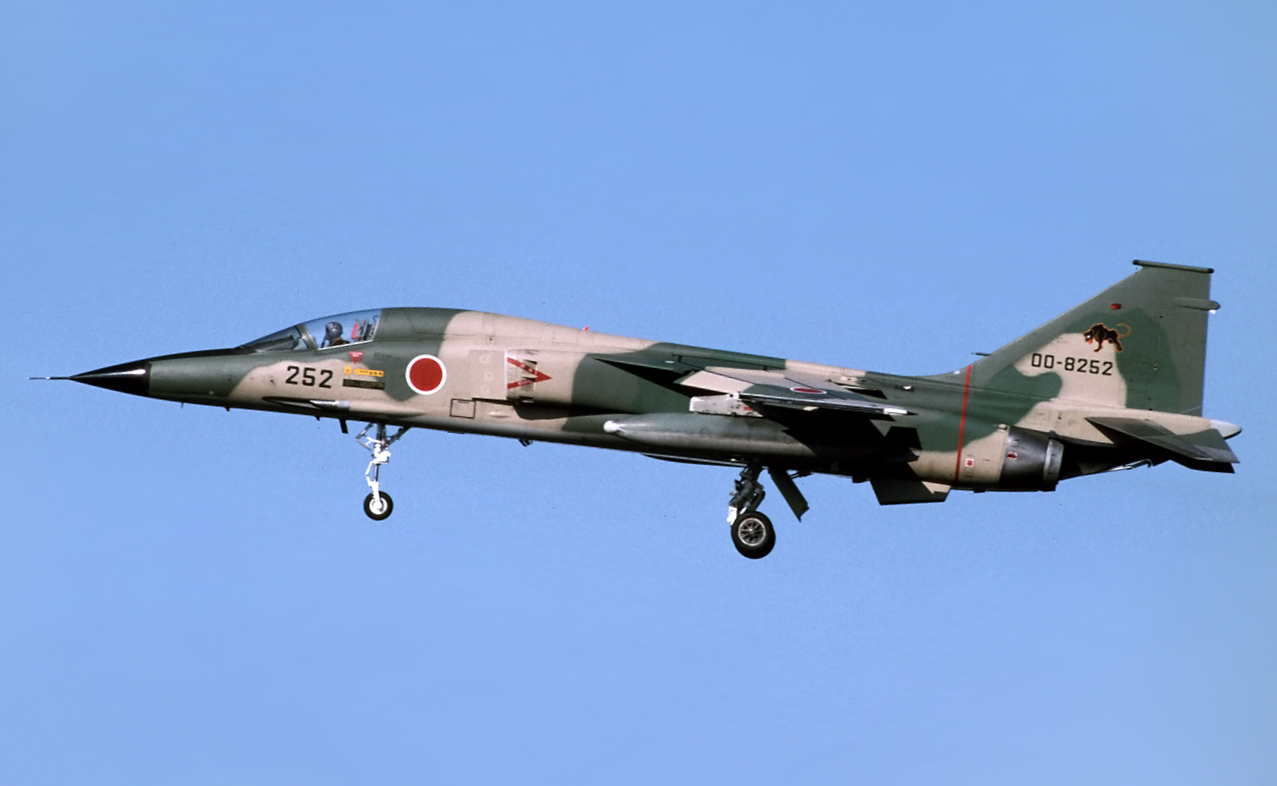
Mitsubishi F-1
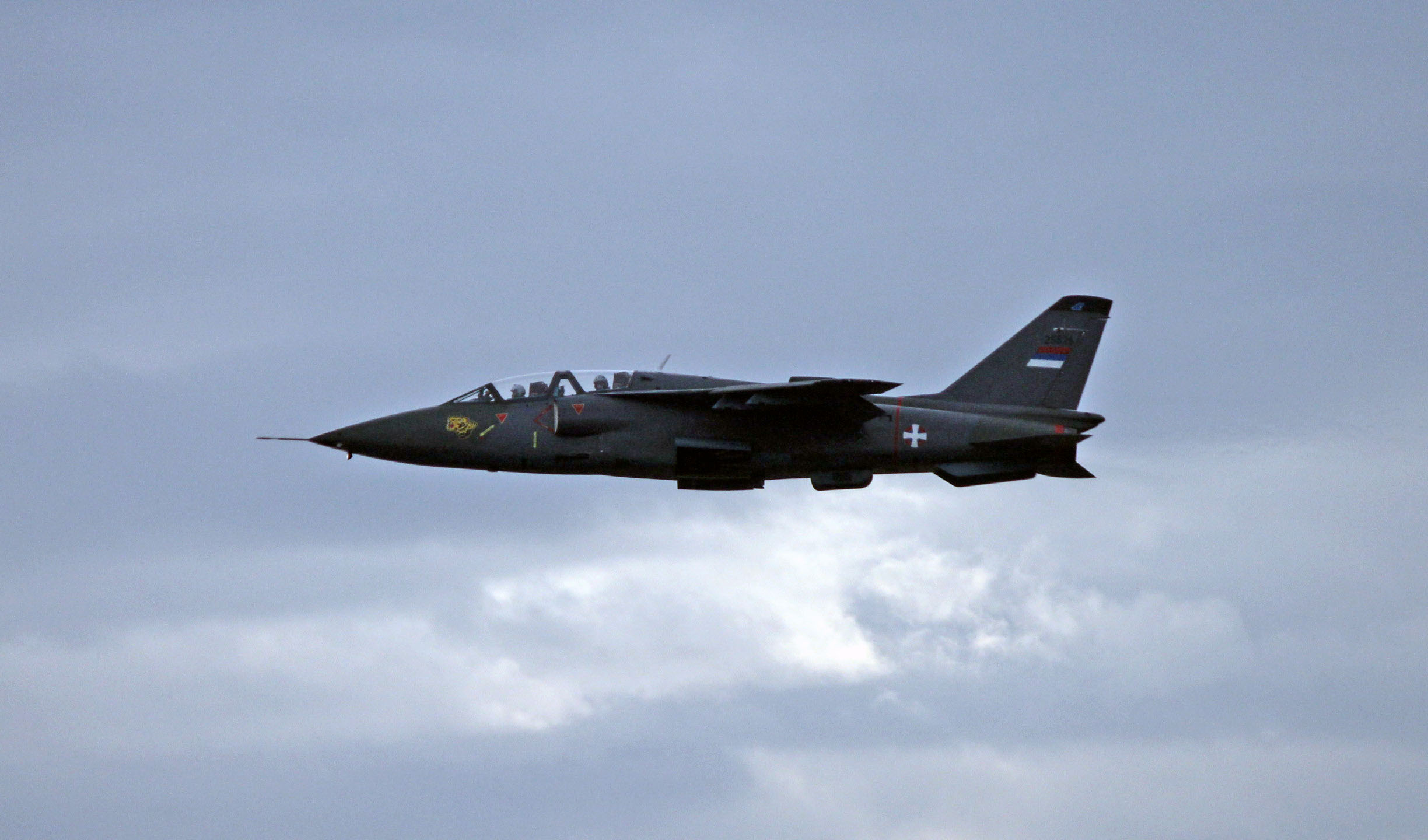
Soko J-22 Orao
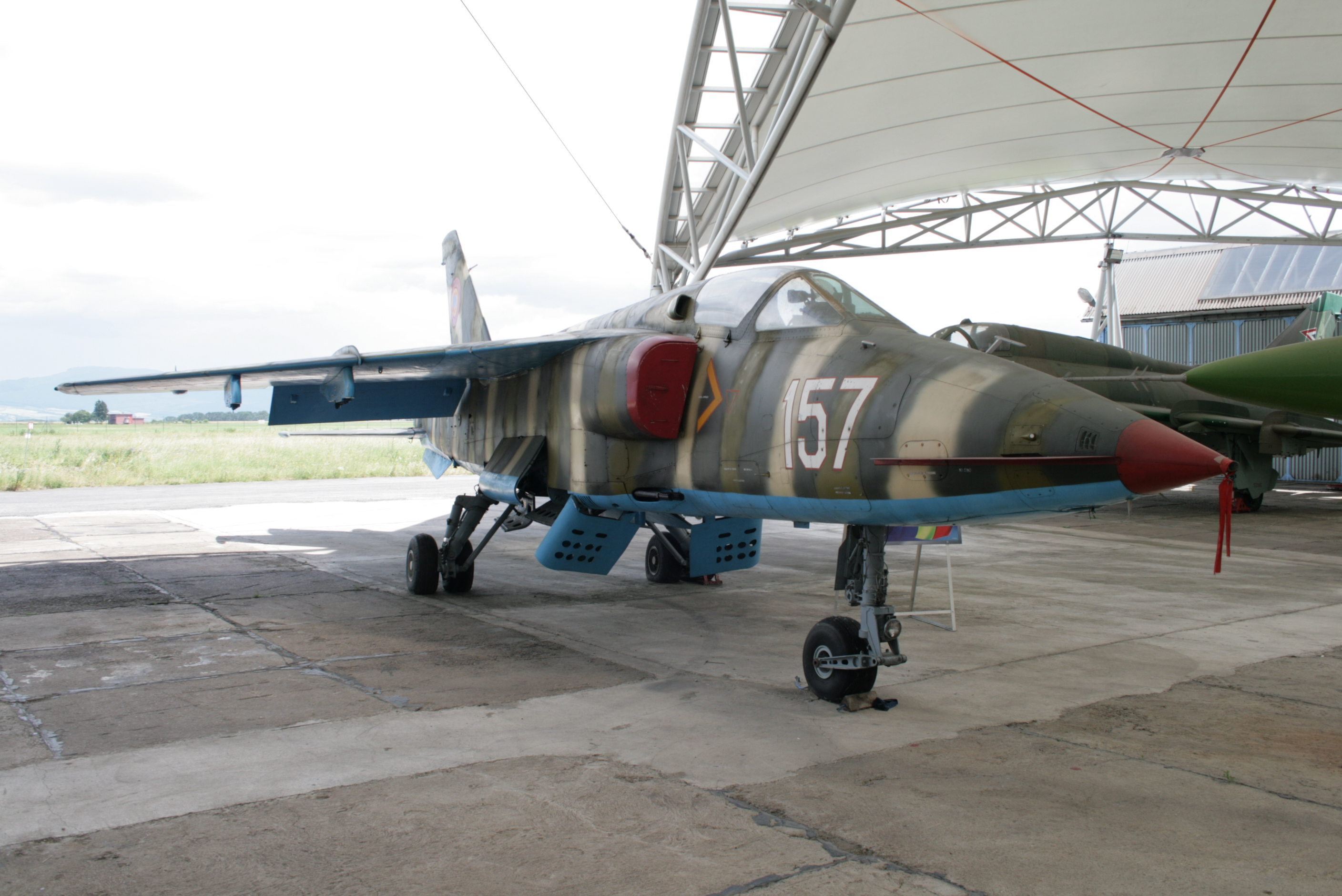
IAR-93 Vultur
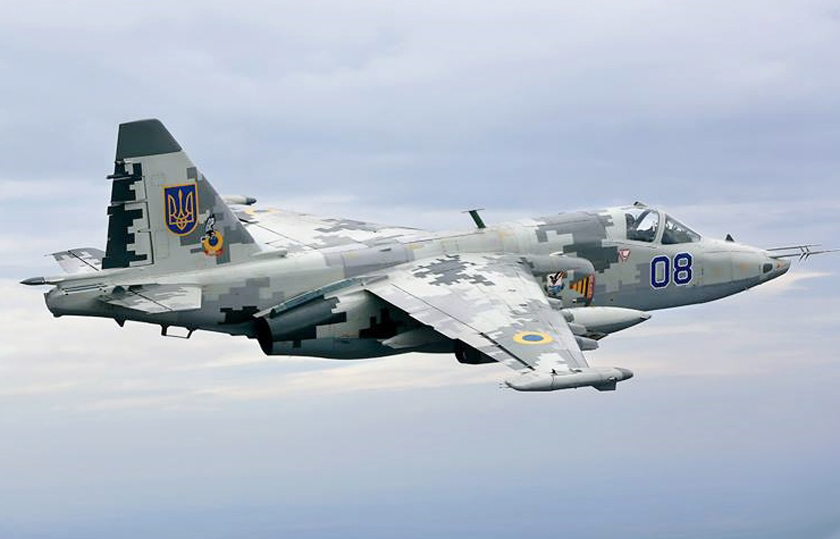
Suchoi Su-25
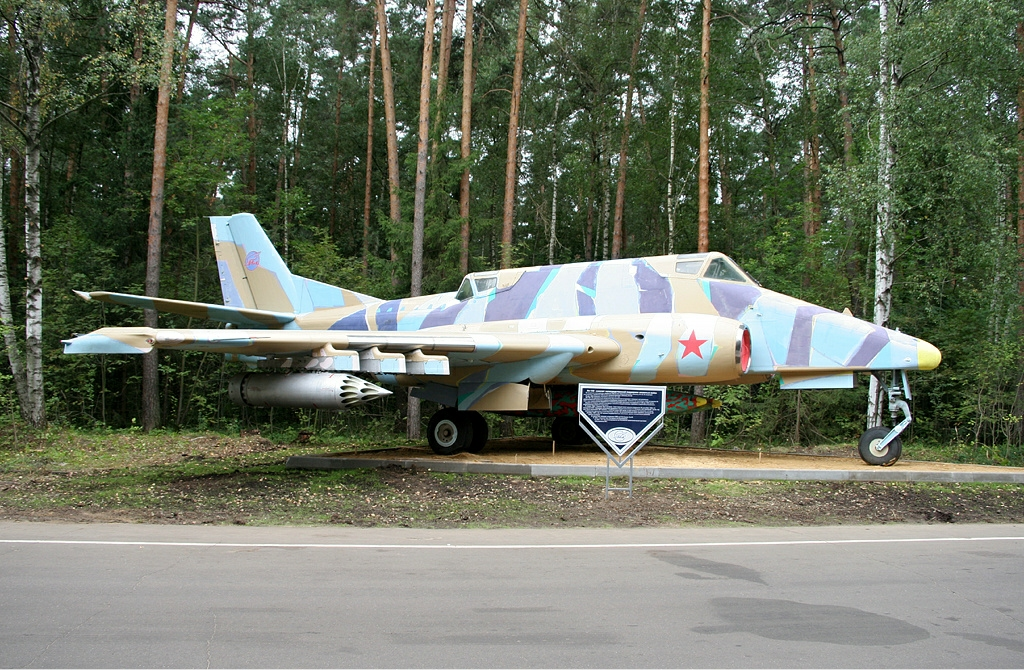
Iljuschin Il-102
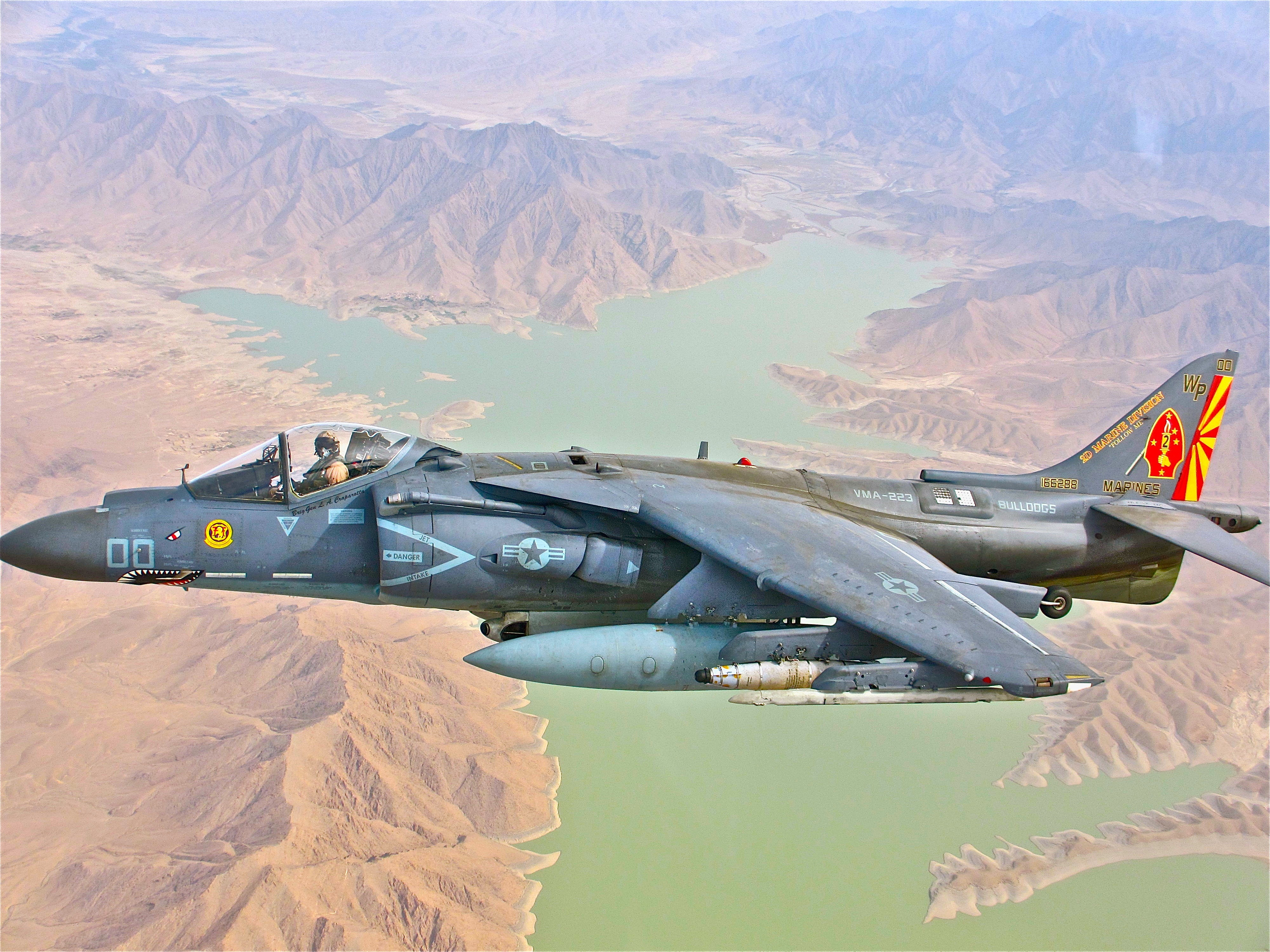
McDonnell Douglas AV-8B Harrier II
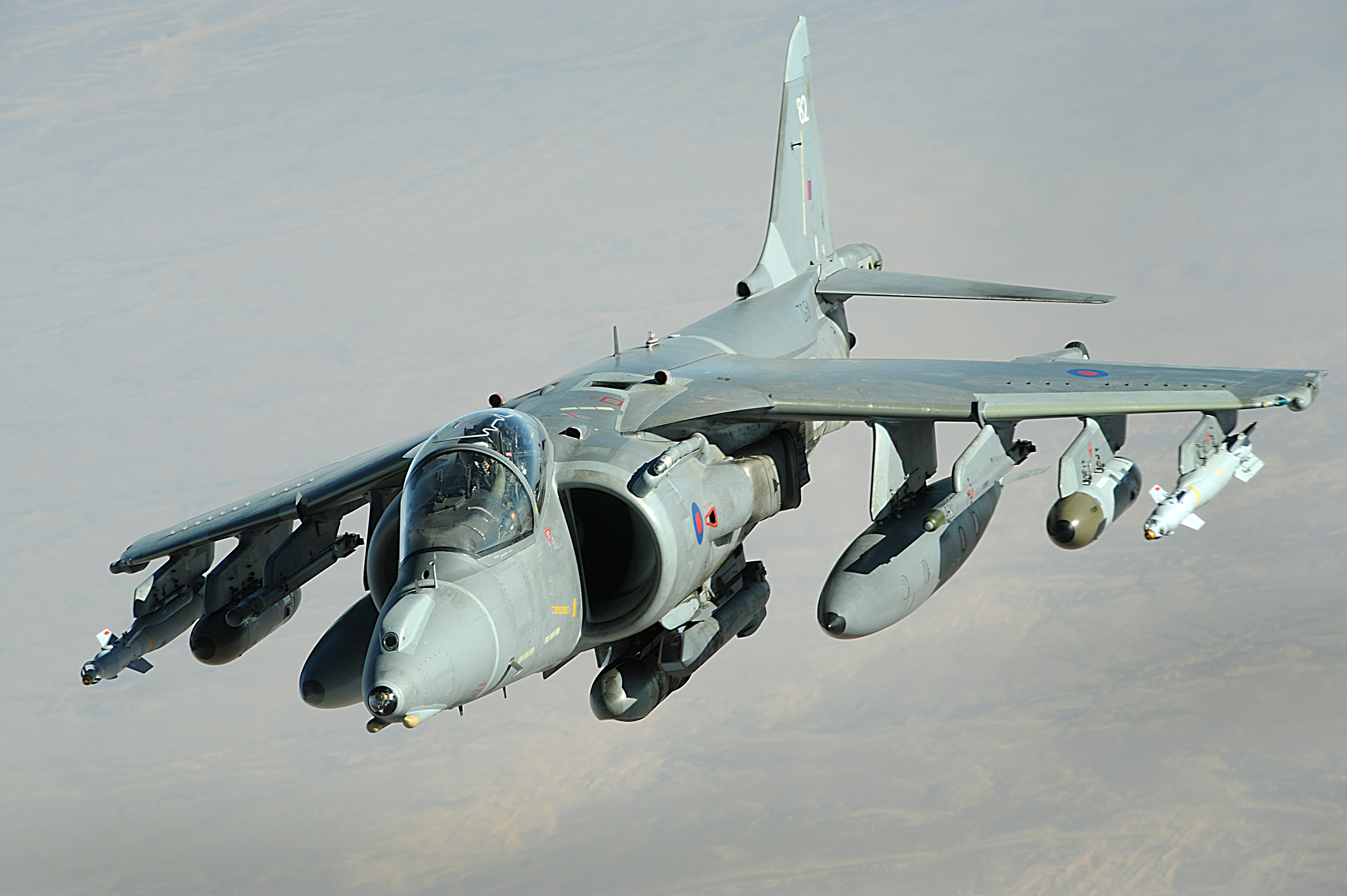
British Aerospace Harrier II
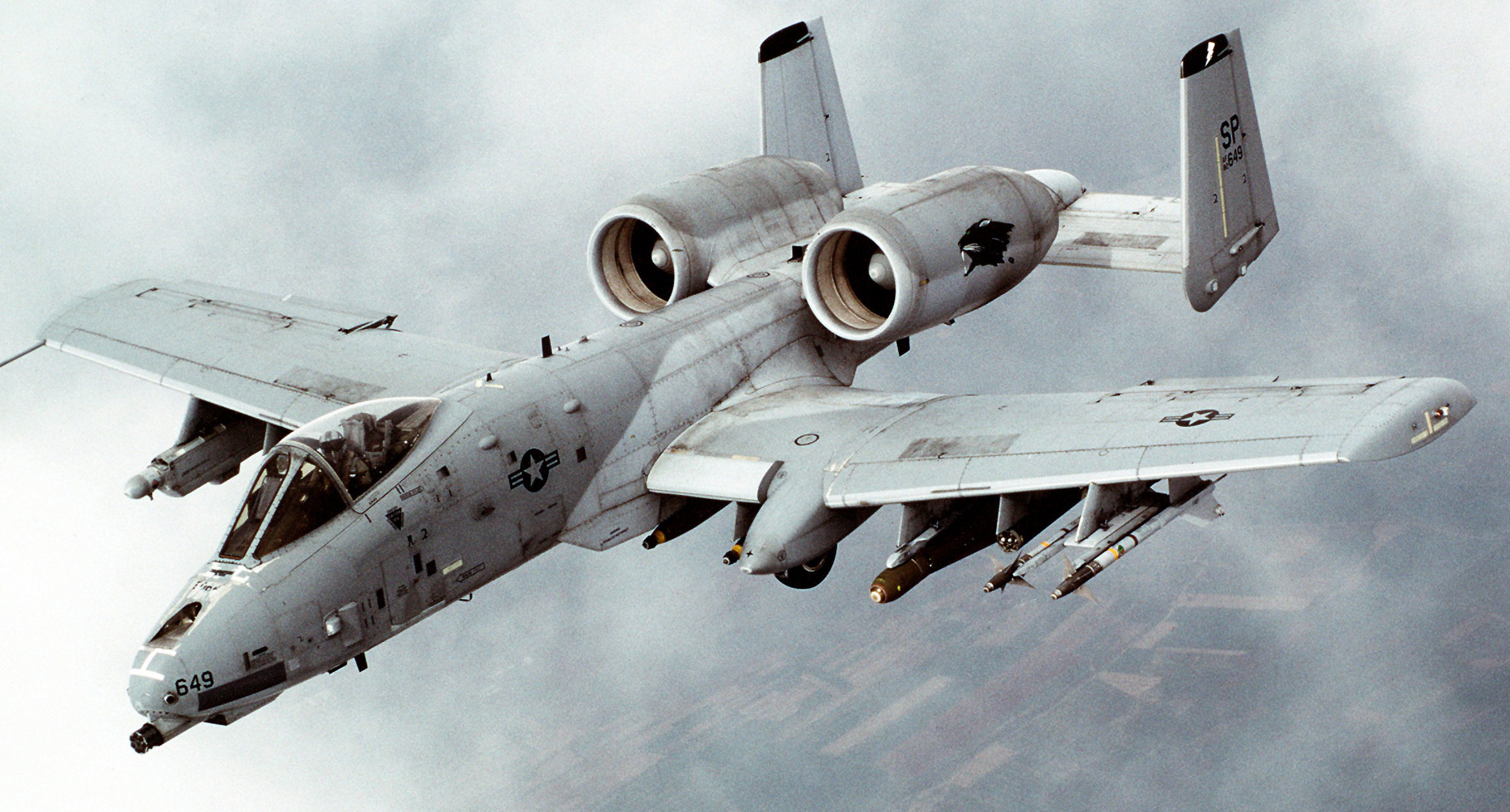
Fairchild-Republic A-10 Thunderbolt II
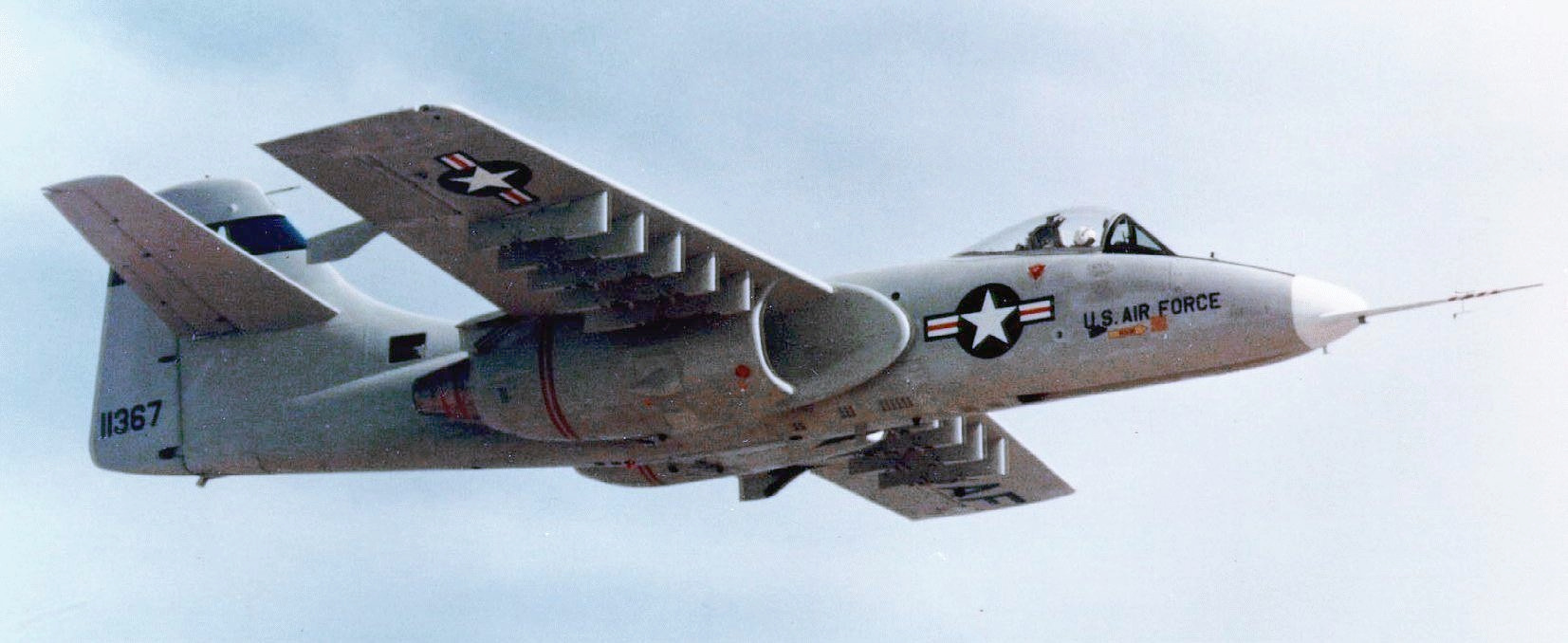
Northrop YA-9
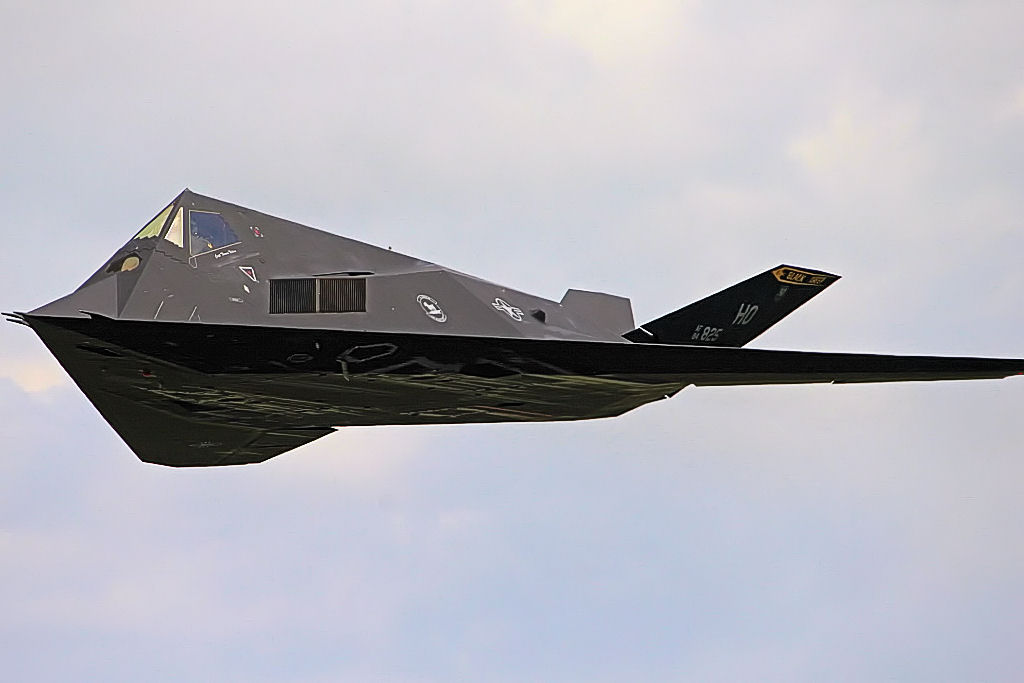
Lockheed F-117 Nighthawk

### Strahltrainer/Leichte Erdkampfflugzeuge
Argentinien
- FMA IA 63 Pampa (1984)

 Volksrepublik China /  Pakistan
- Hongdu JL-8 / Karakorum-8 (1990)

 Frankreich /  Deutschland
- Dassault-Breguet/Dornier Alpha Jet (1973)

 Italien
- Aermacchi MB-339 (1976)
- SIAI-Marchetti S.211 (1981)

 Japan
- Mitsubishi T-2 (1971)
- Kawasaki T-4 (1985)

 Jugoslawien
- Soko G-4 Super Galeb (1978)

 Polen
- PZL I-22 Iryda (1985)

 Rumänien
- IAR-99 Șoim (1985)

 Sowjetunion
- Suchoi Su-28 (1987) – Trainervariante der Su-25

 Spanien
- CASA C-101 Aviojet (1977)

 Taiwan
- AIDC AT-3 Tzu Chung (1980)

 Tschechoslowakei
- Aero L-39 Albatros (1968)
- Aero L-59 Super Albatros (1986)

 Vereinigtes Königreich
- Hawker Siddeley/British Aerospace/BAE Hawk (1974)

 Vereinigtes Königreich /  Vereinigte Staaten
- McDonnell Douglas T-45 Goshawk (1988) – trägertaugliche Version der BAE Hawk

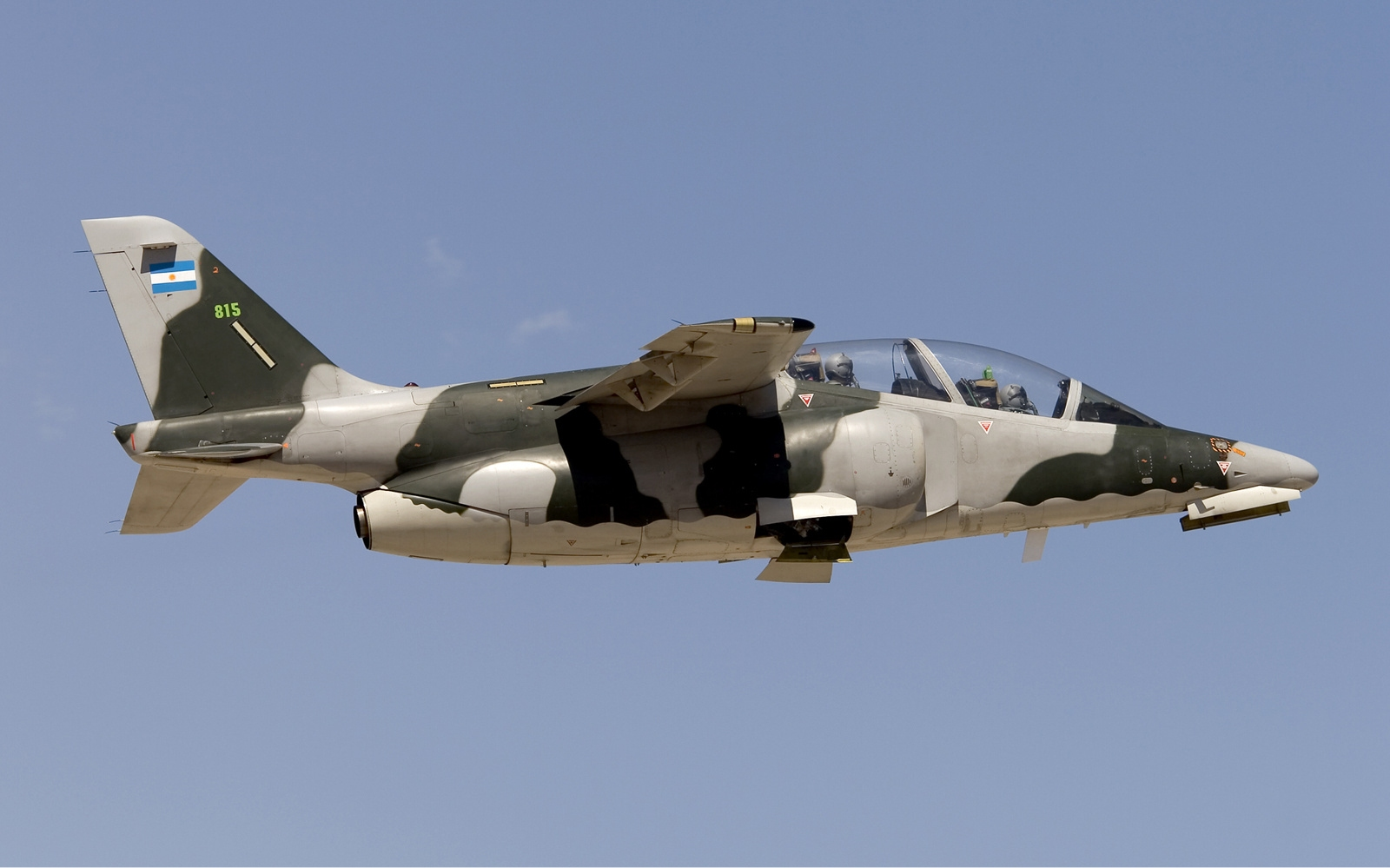
FMA IA 63 Pampa
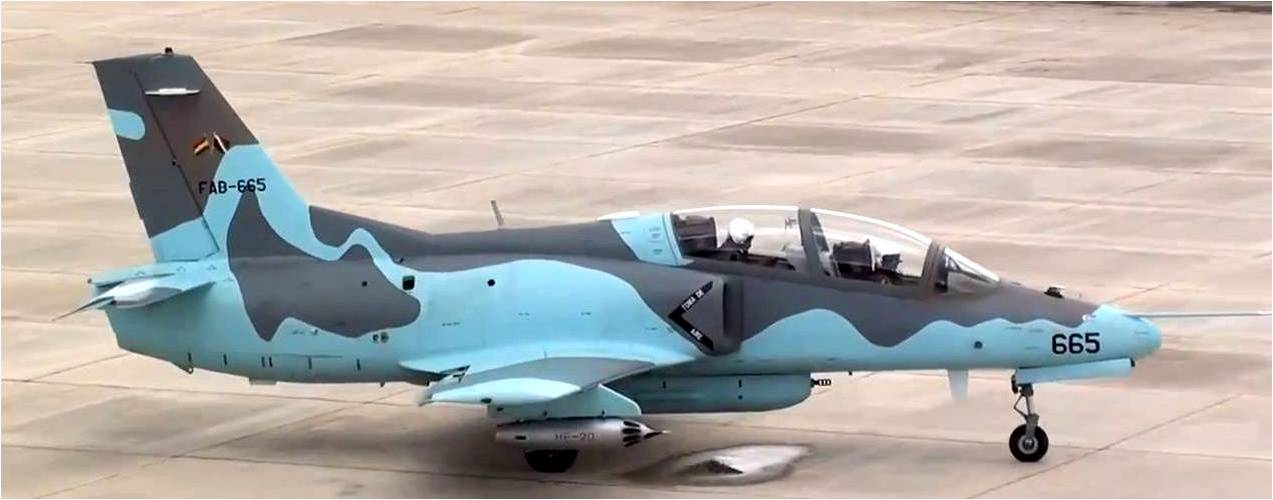
Karakorum-8
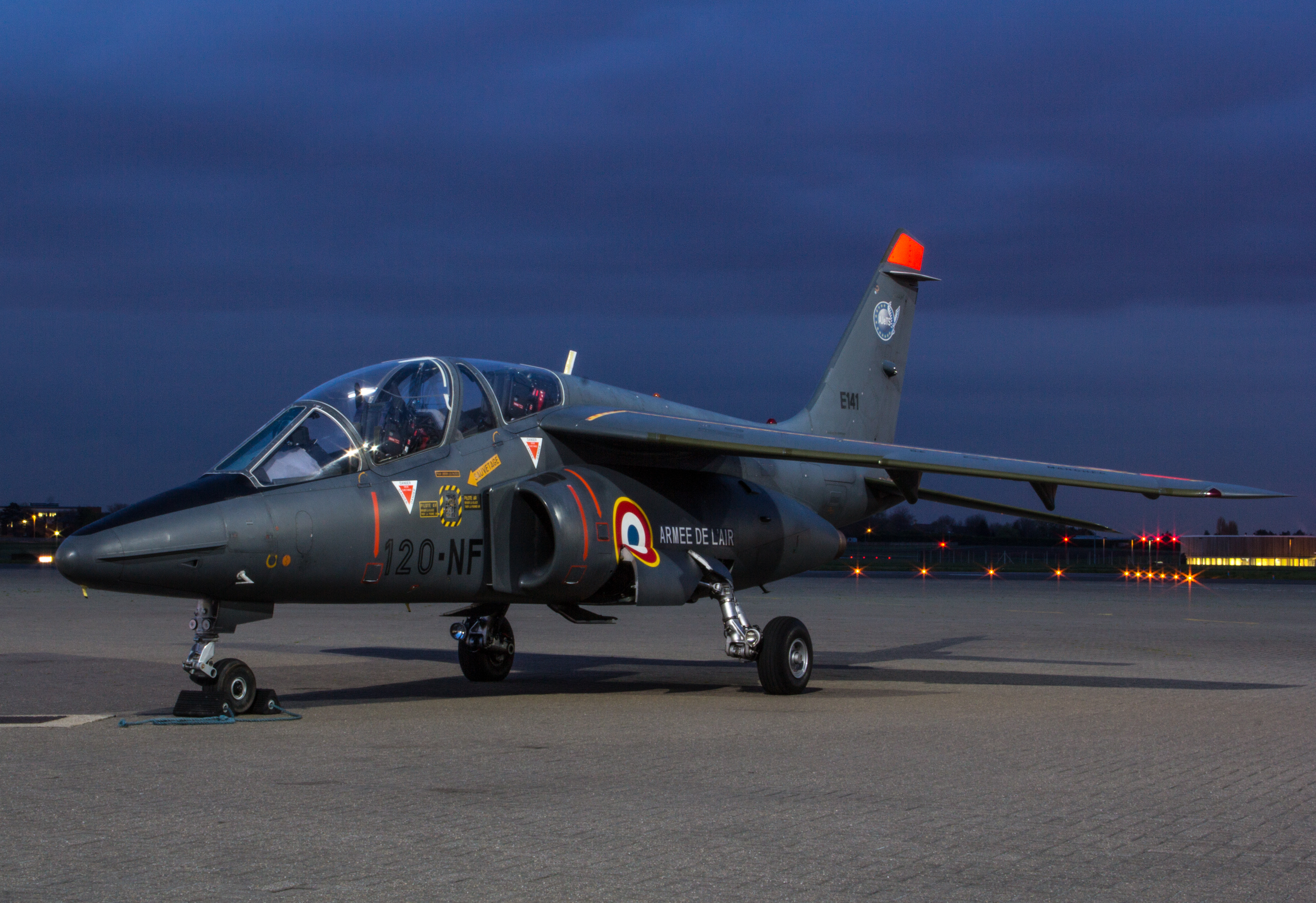
Dassault-Breguet/Dornier Alpha Jet
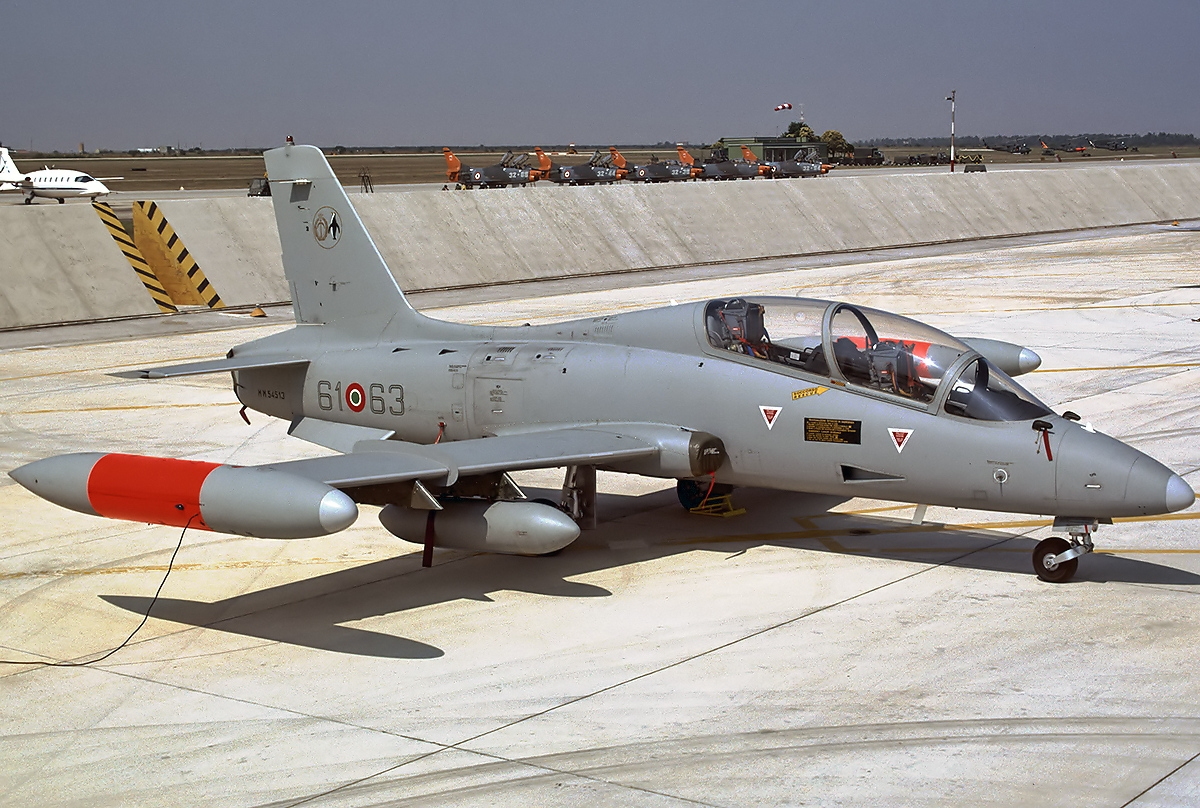
Aermacchi MB-339
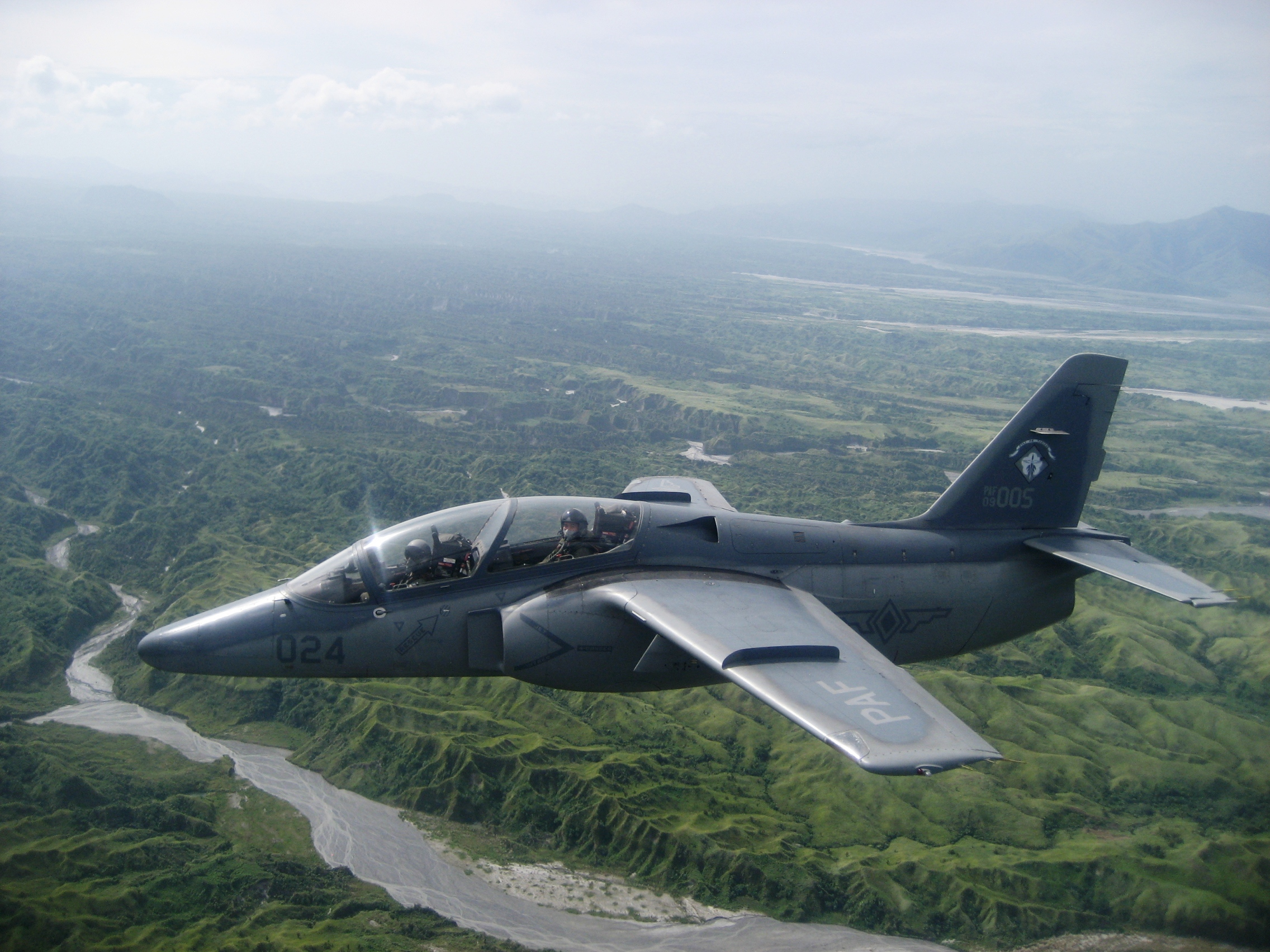
SIAI-Marchetti S.211
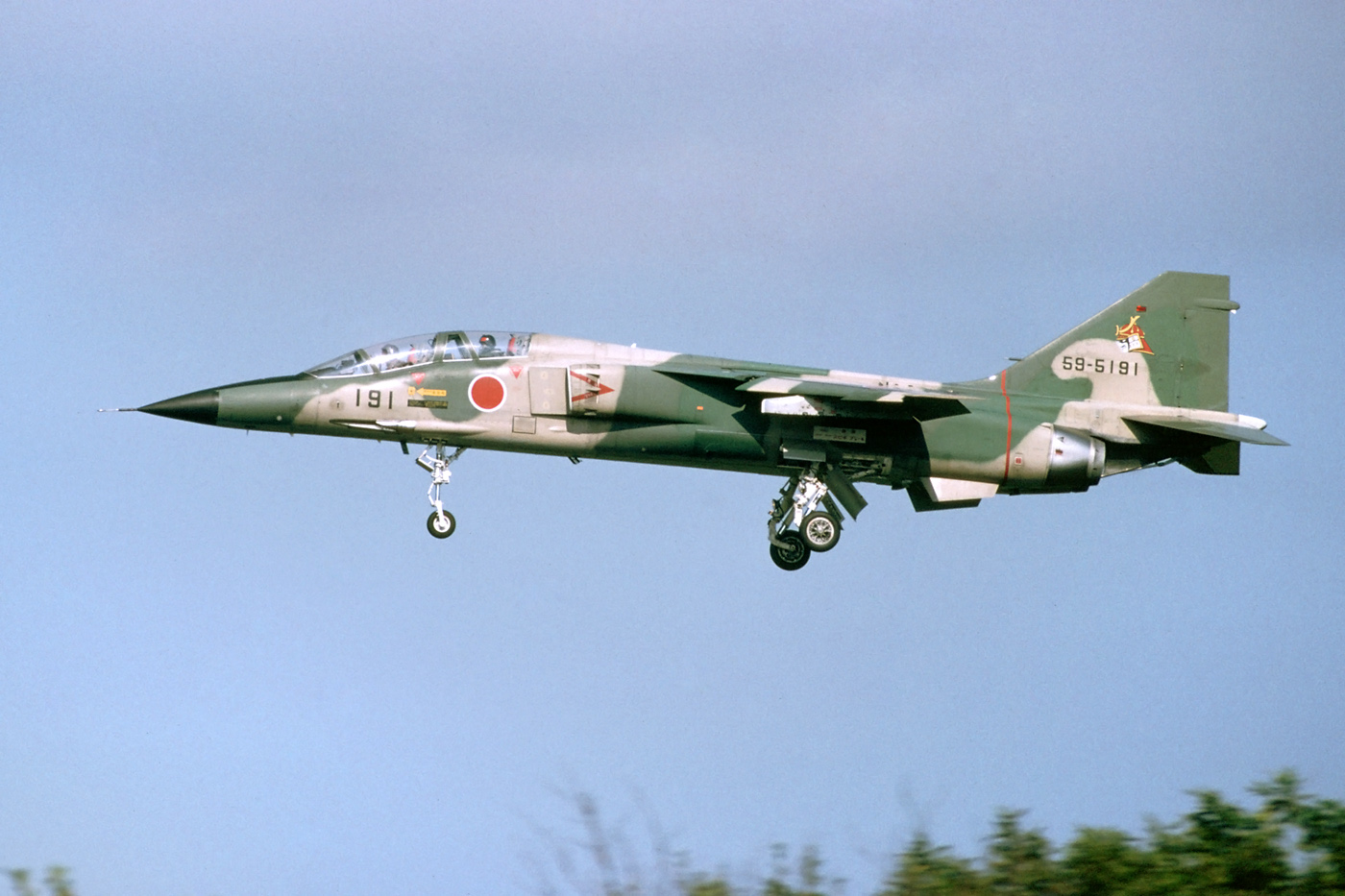
Mitsubishi T-2
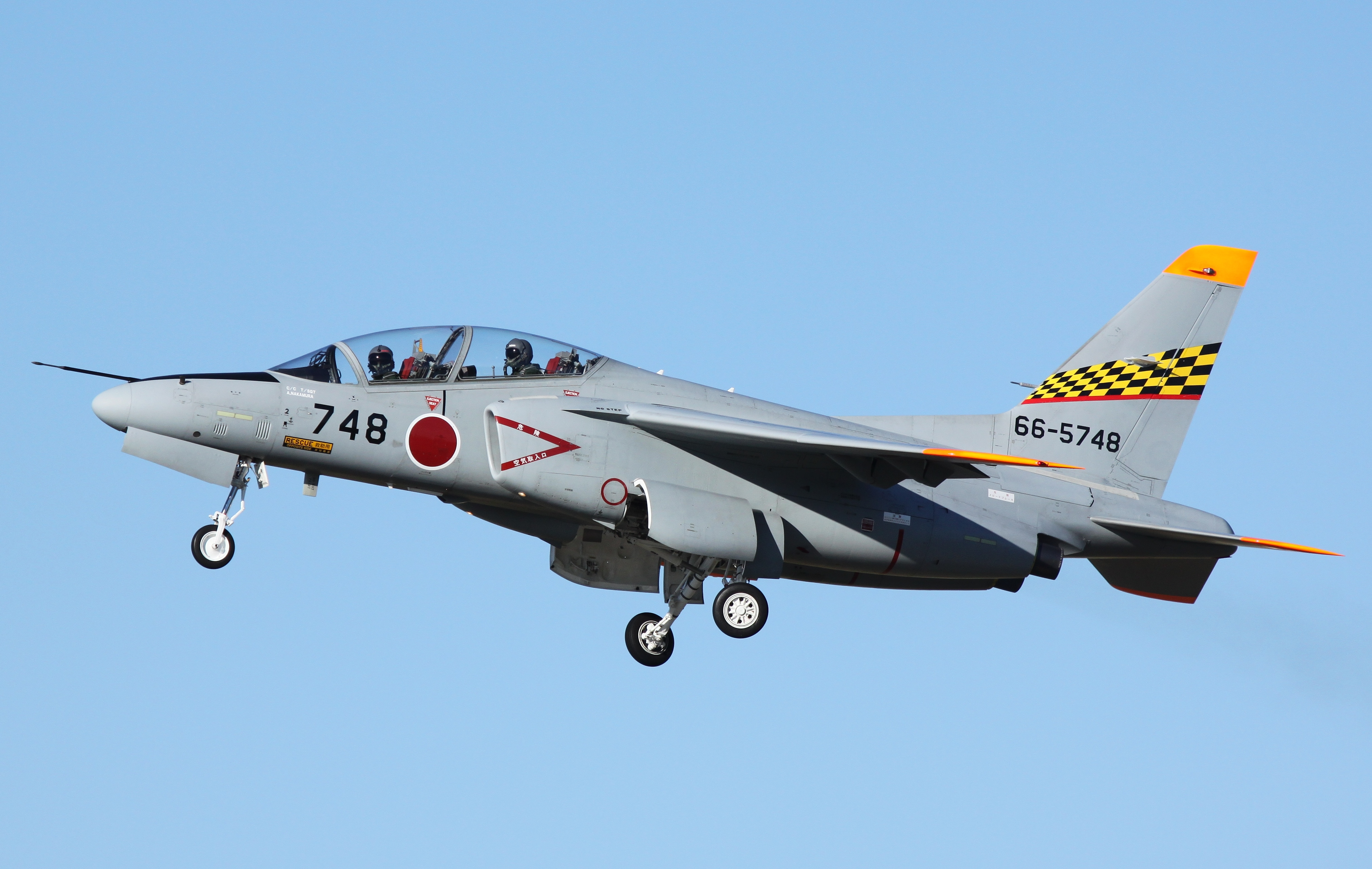
Kawasaki T-4
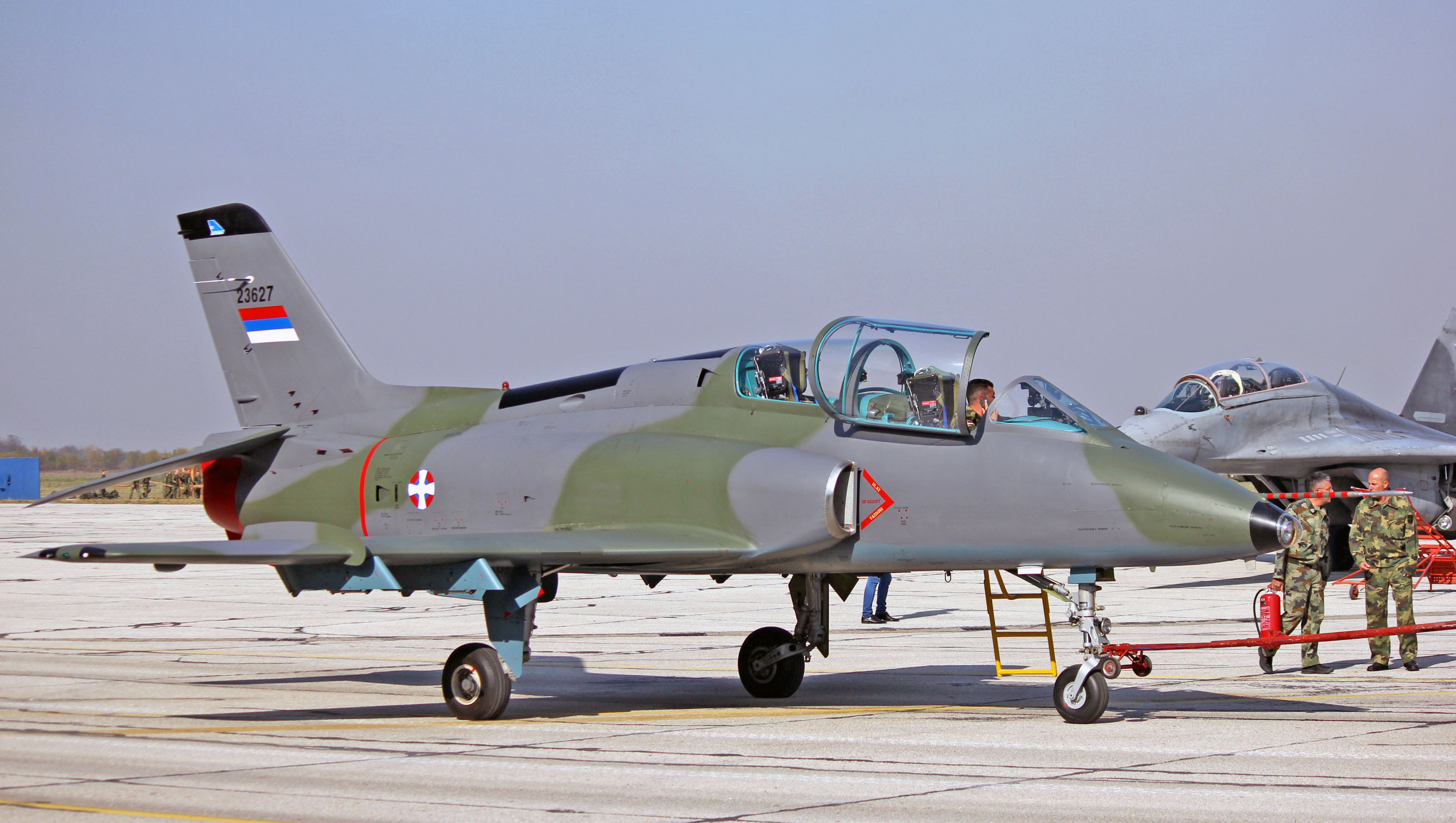
Soko G-4 Super Galeb
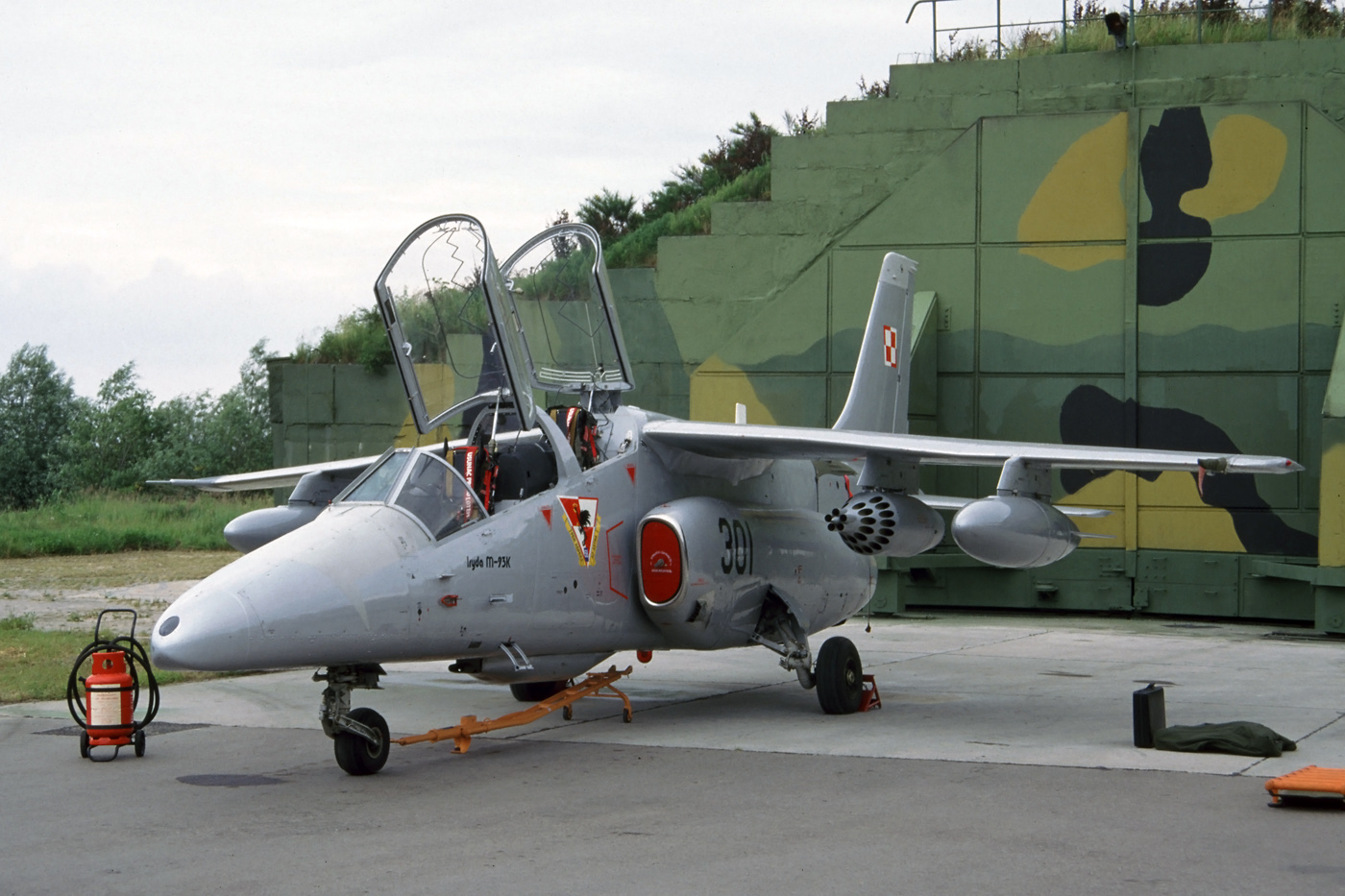
PZL I-22 Iryda
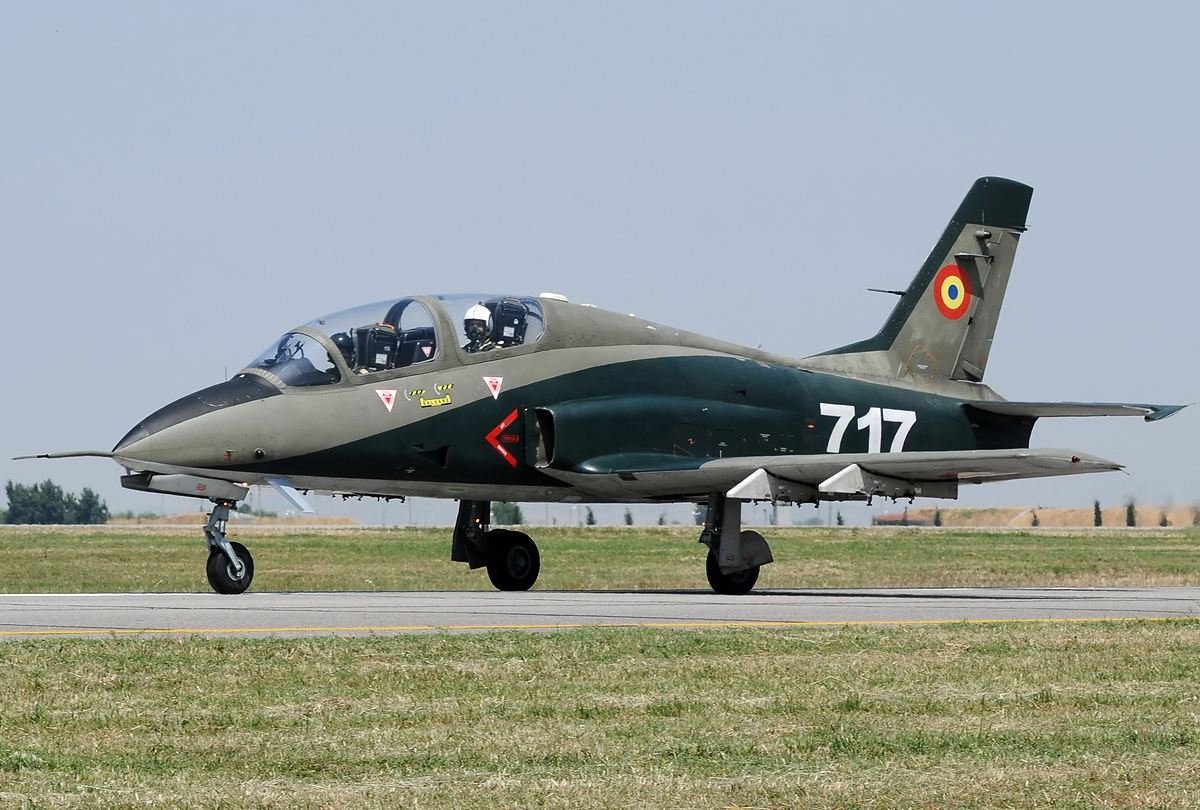
IAR-99 Șoim
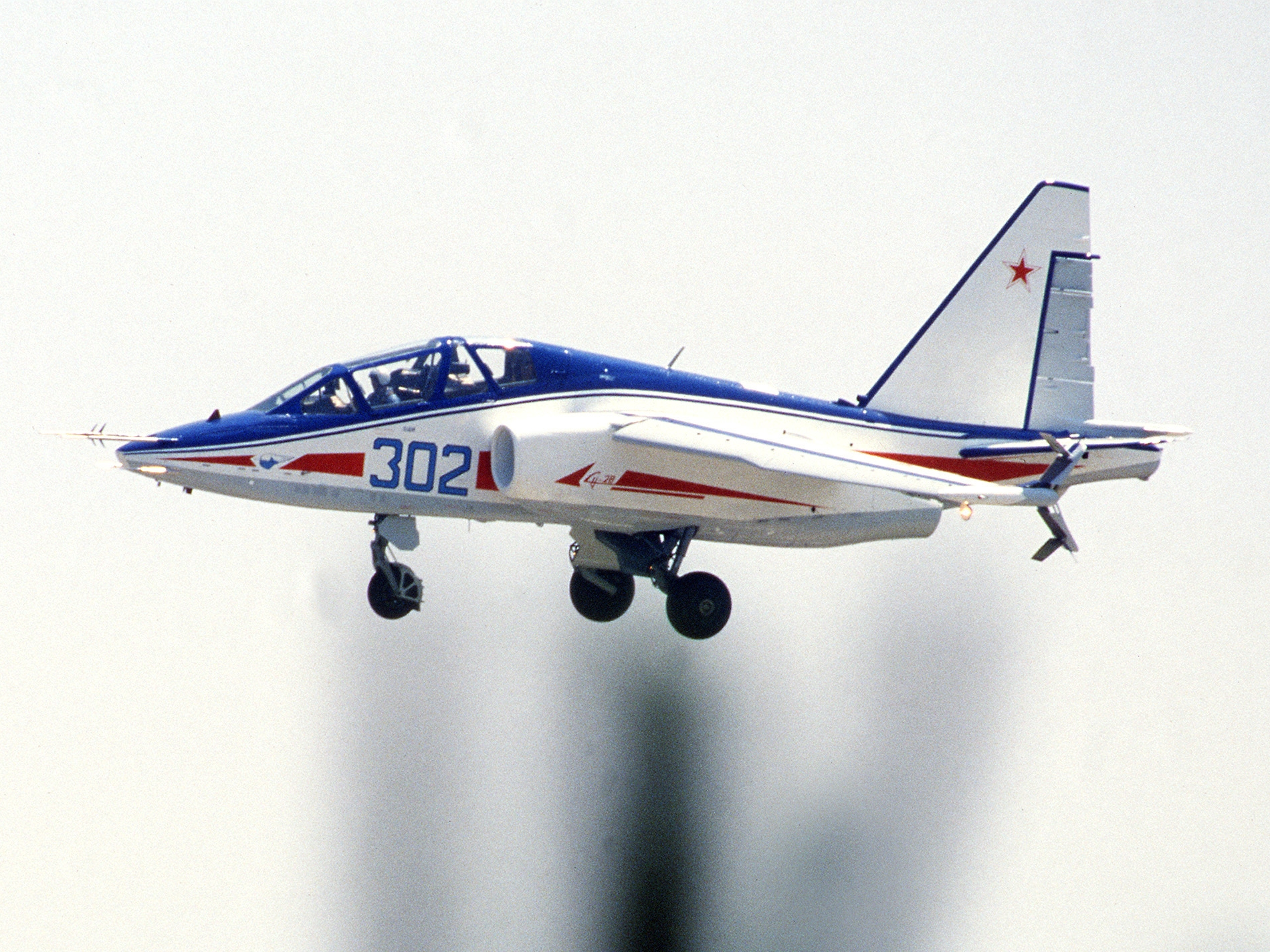
Suchoi Su-28
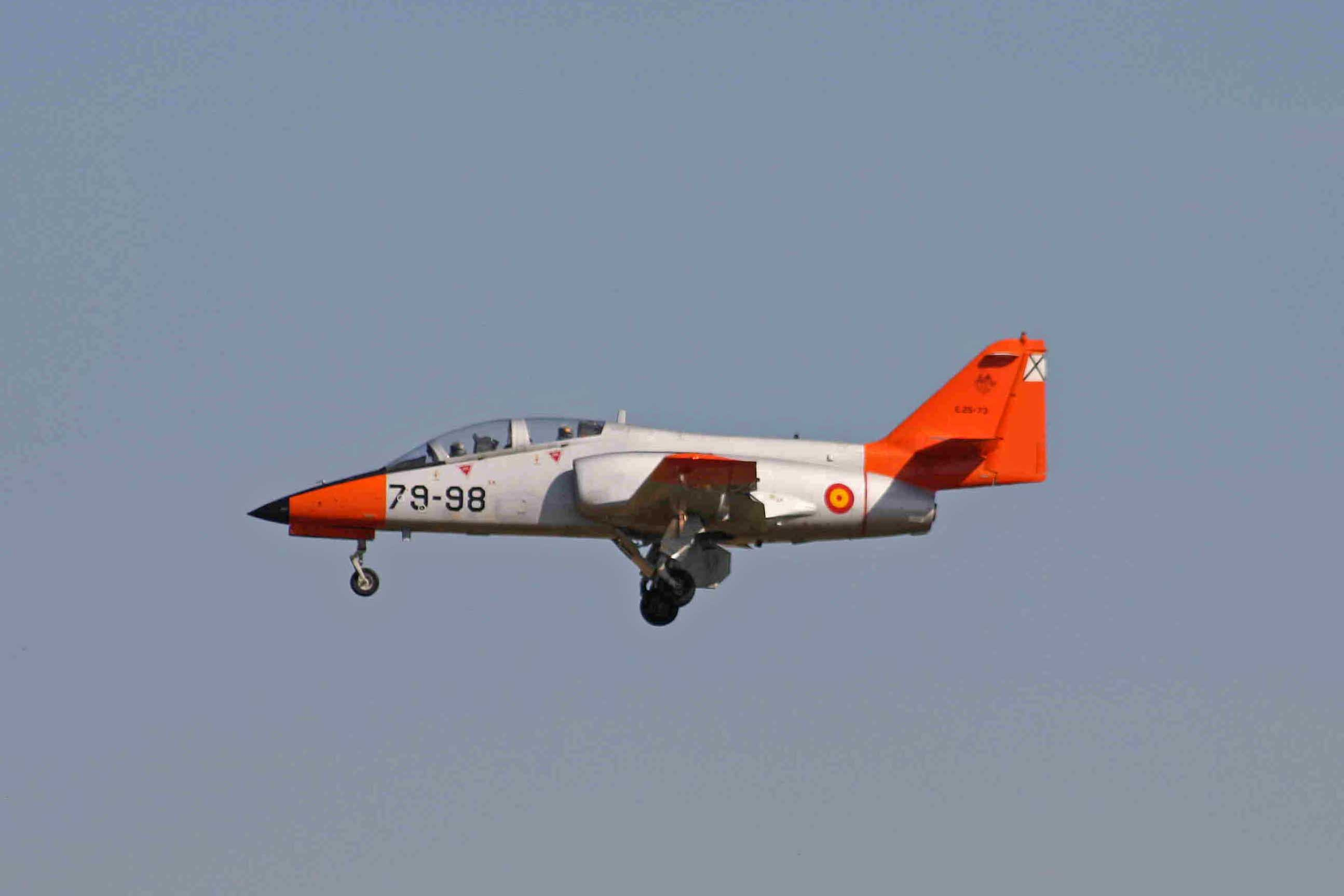
CASA C-101 Aviojet
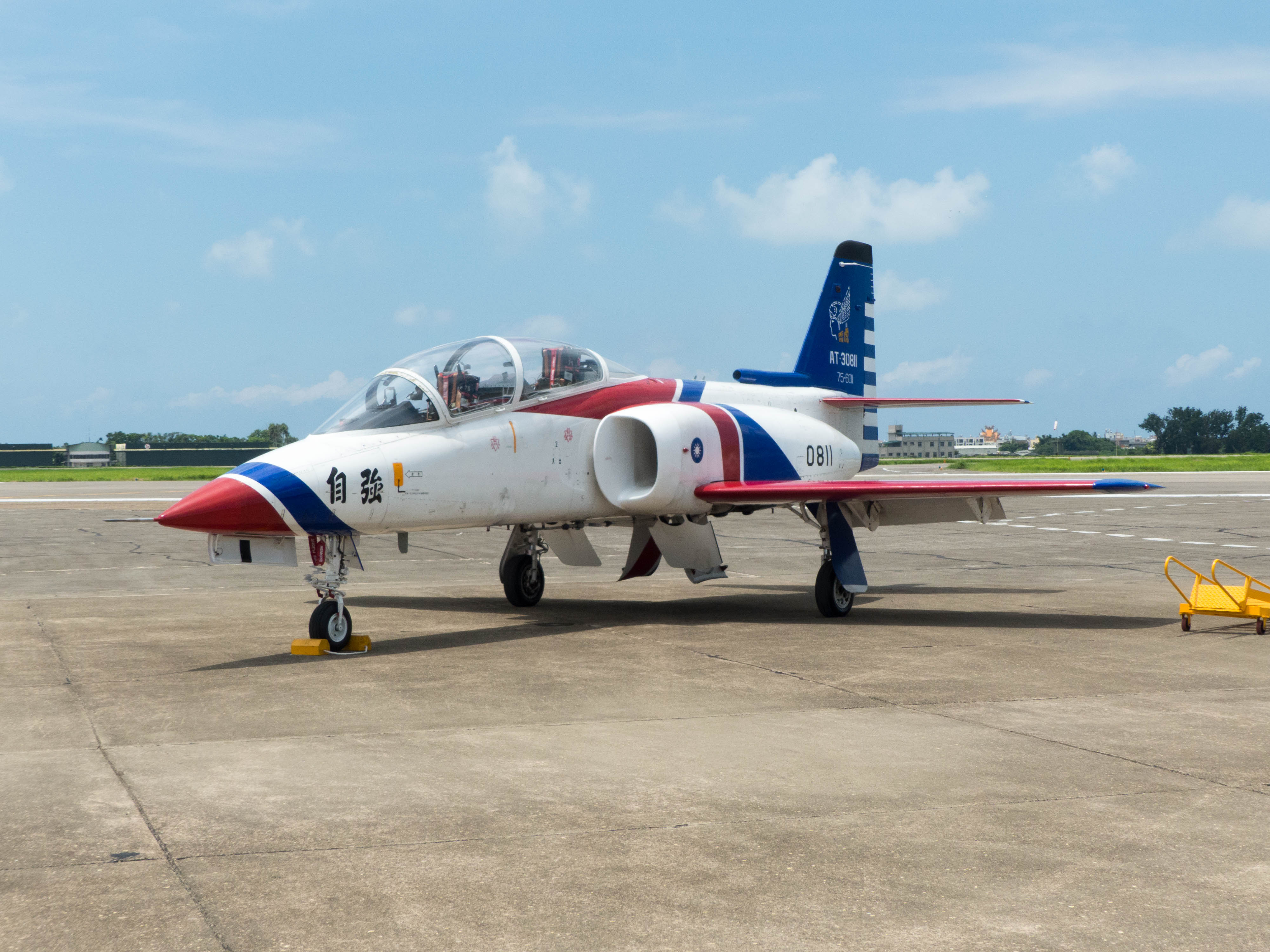
AIDC AT-3 Tzu Chung
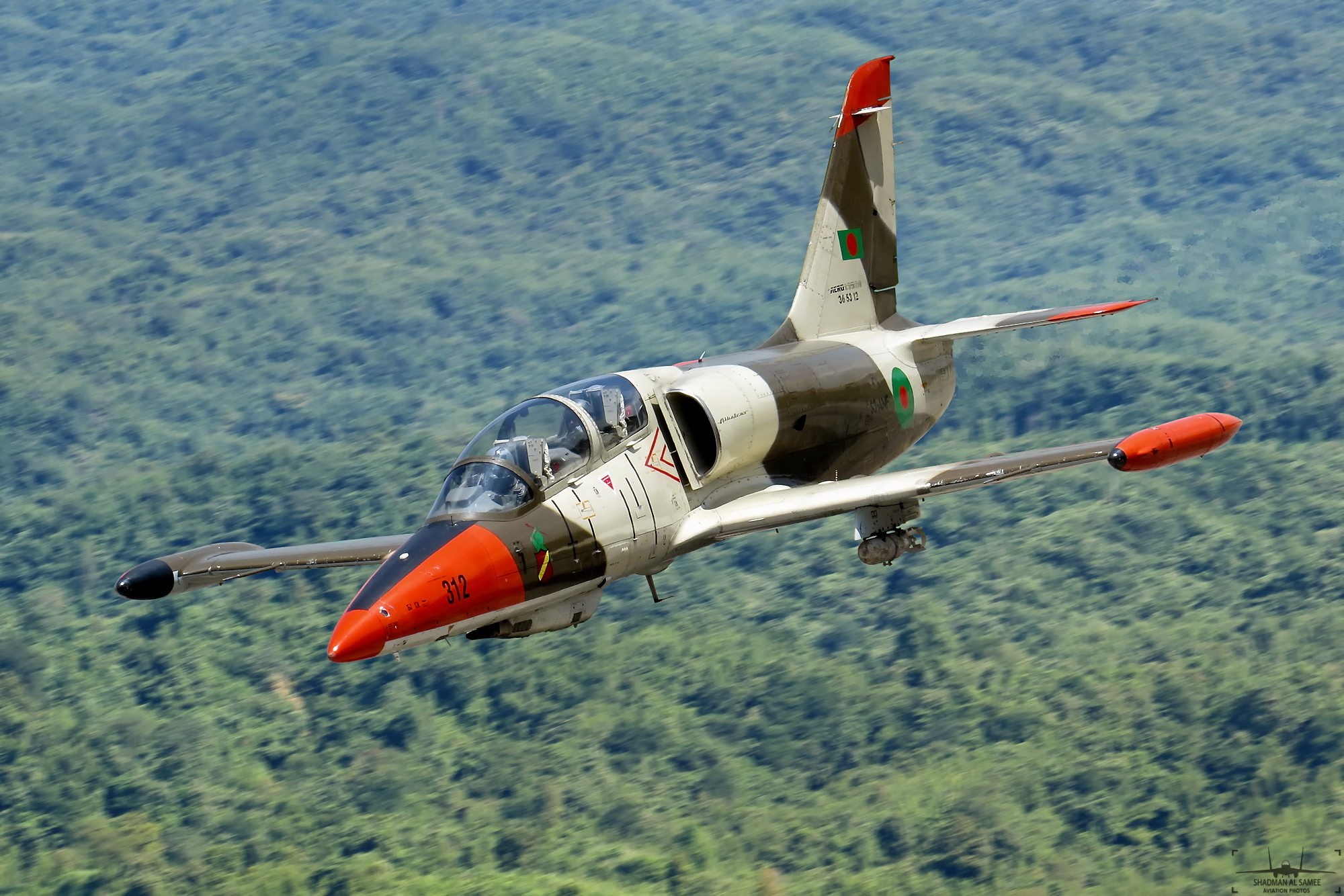
Aero L-39 Albatros
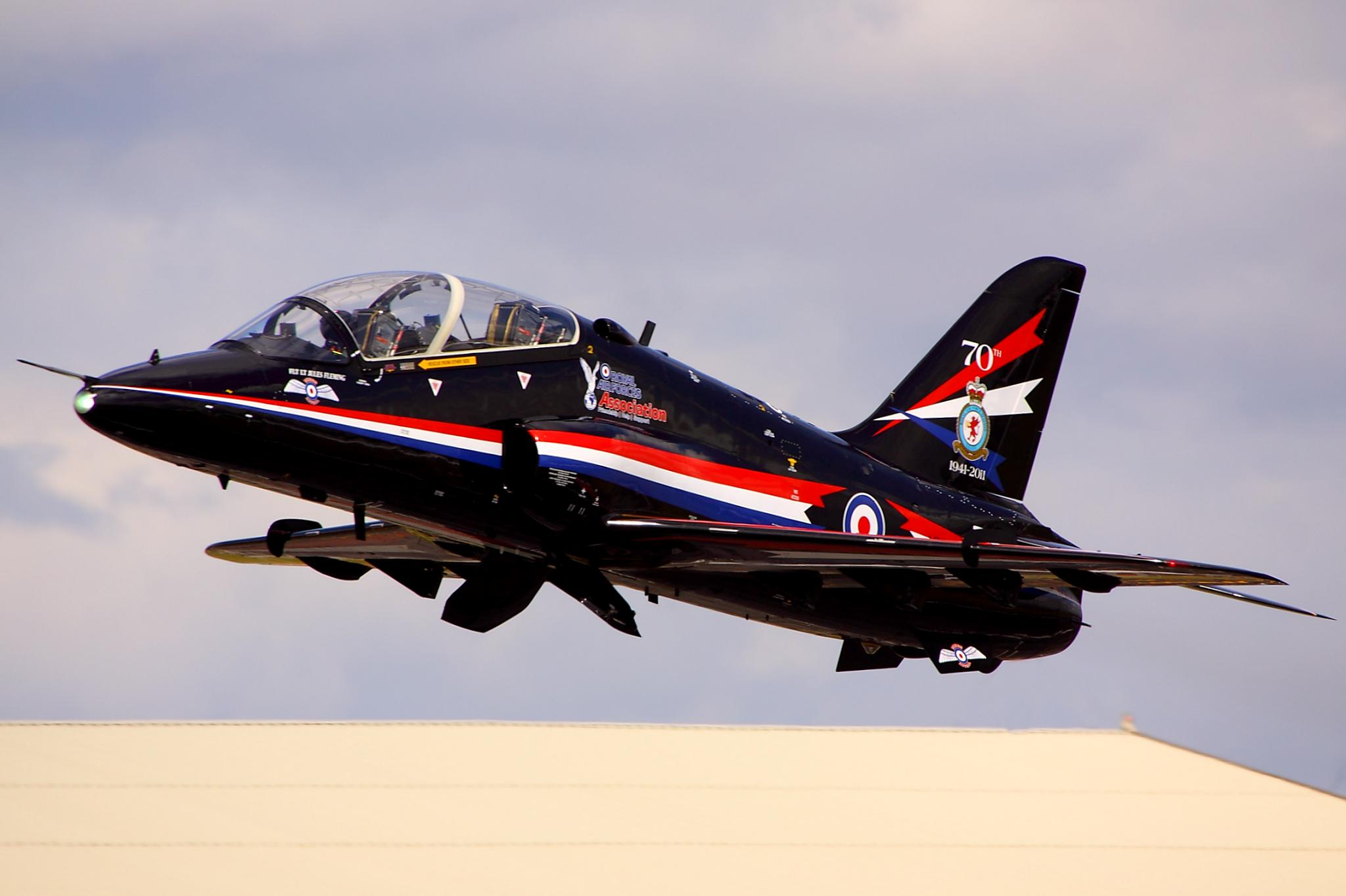
BAE Hawk
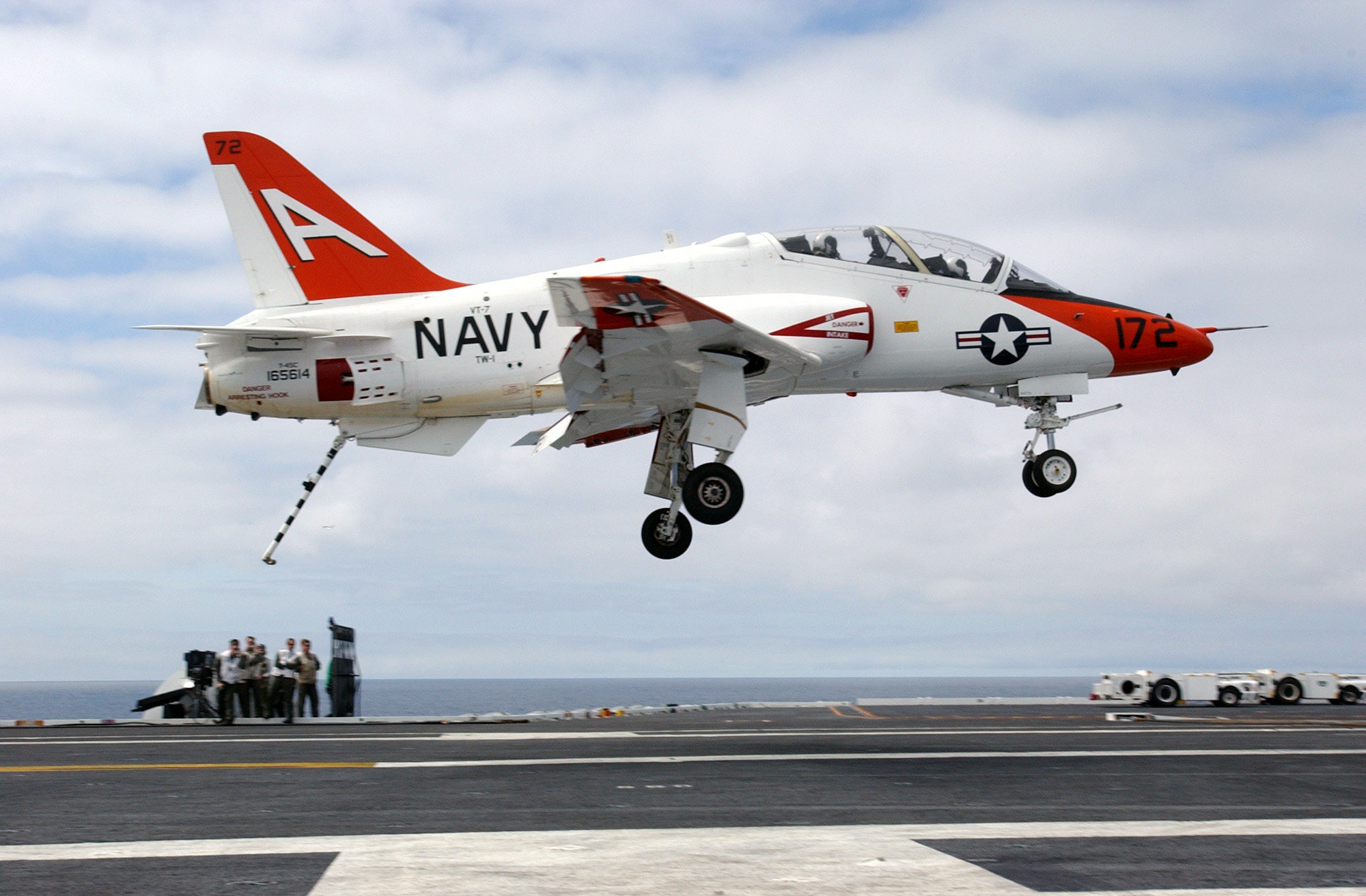
McDonnell Douglas T-45C Goshawk

### Bomber
Sowjetunion
- Tupolew Tu-160 «Blackjack» (1981)

 Vereinigte Staaten
- Rockwell B-1 Lancer (1974)

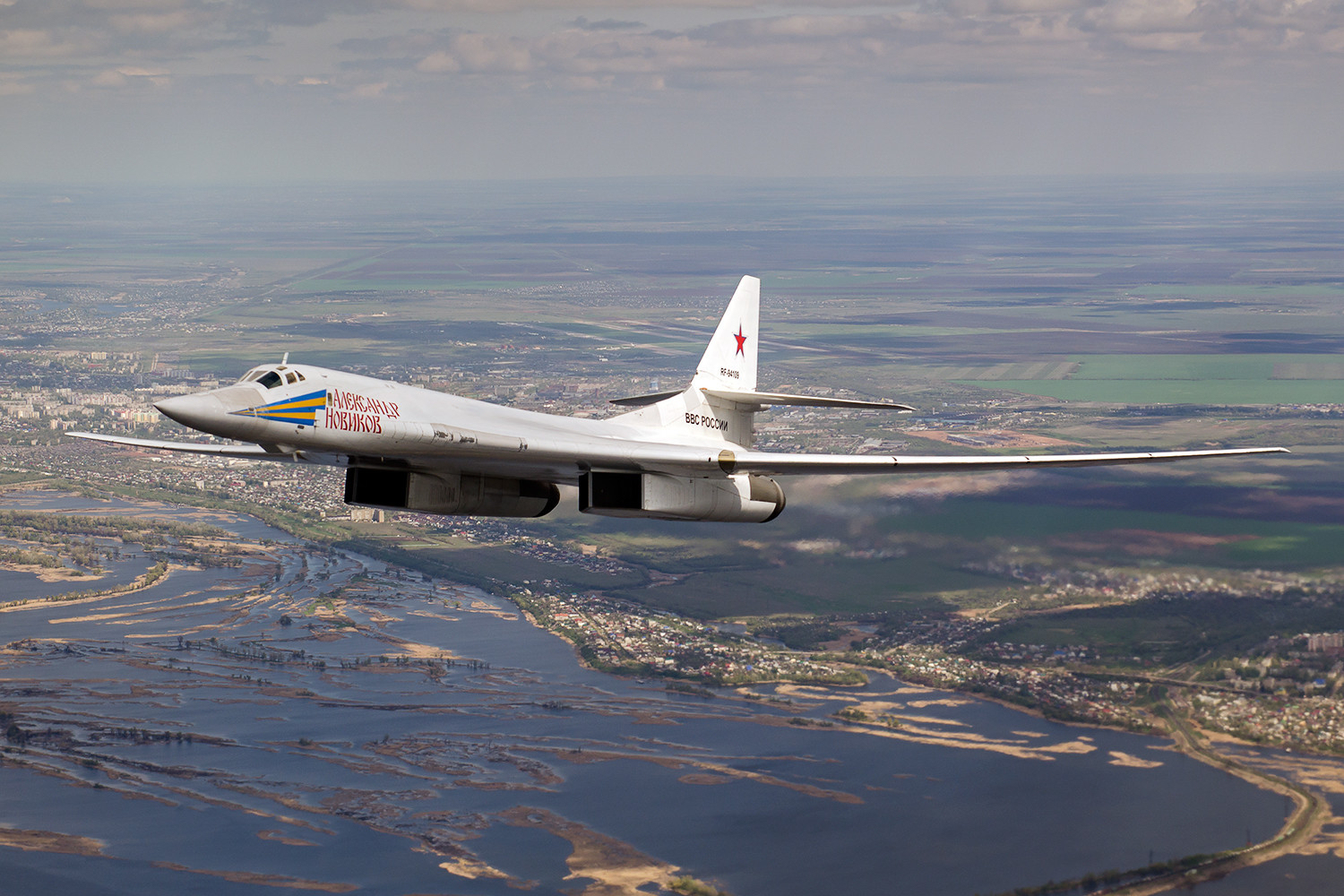
Tupolew Tu-160
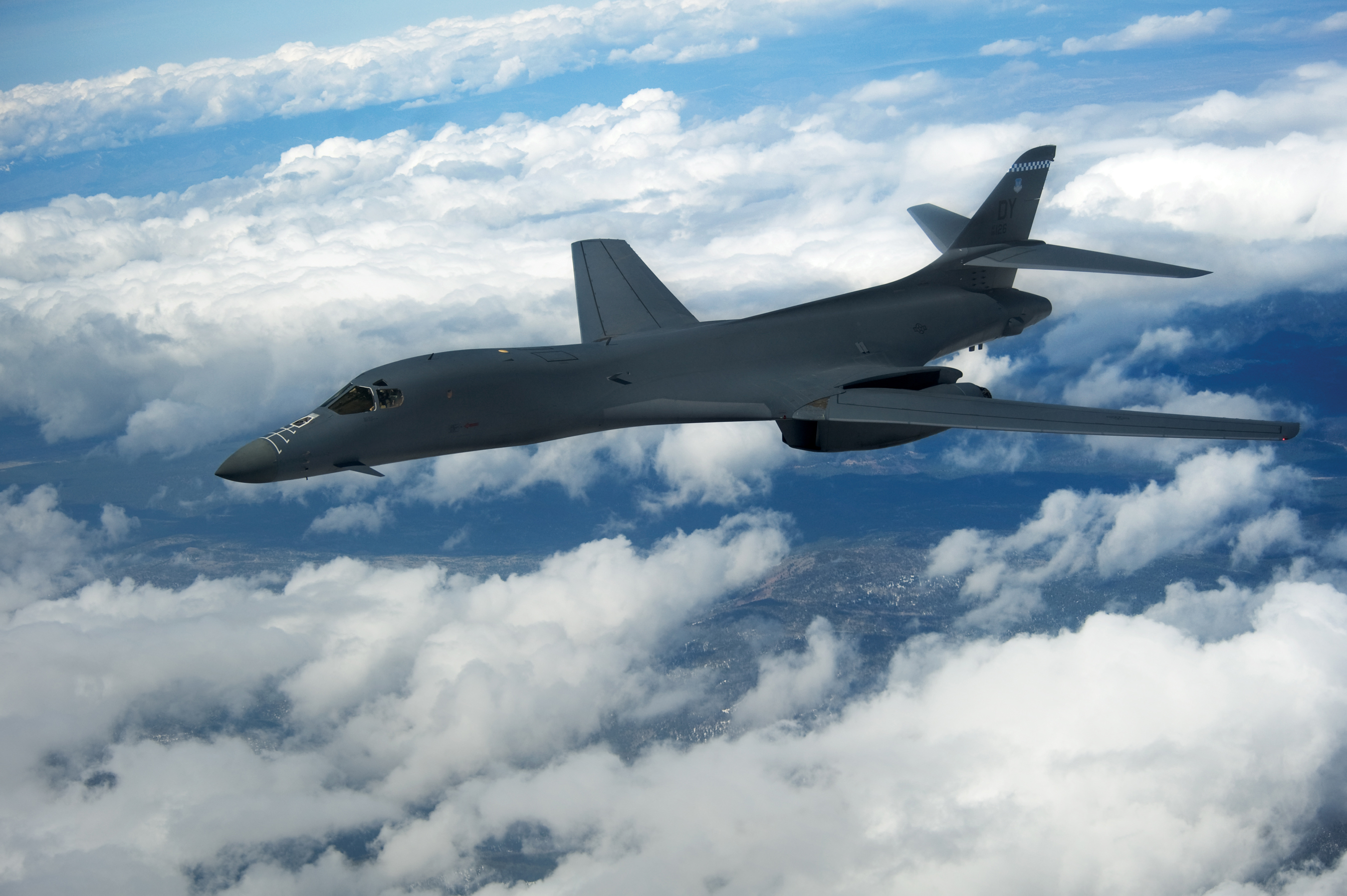
Rockwell B-1 Lancer

## Generation „4+“ (ab ca. 1990)

### Jagd- und Mehrzweckkampfflugzeuge
Volksrepublik China
- Chengdu J-10 Měnglóng (1998)
- Shenyang J-11 (1998)
- Shenyang J-15 Fēishā (2009)
- Shenyang J-16 (2013)

 Frankreich
- Dassault Rafale (1986)

 Indien
- HAL Tejas (2001)

 Japan
- Mitsubishi F-2 (1995)

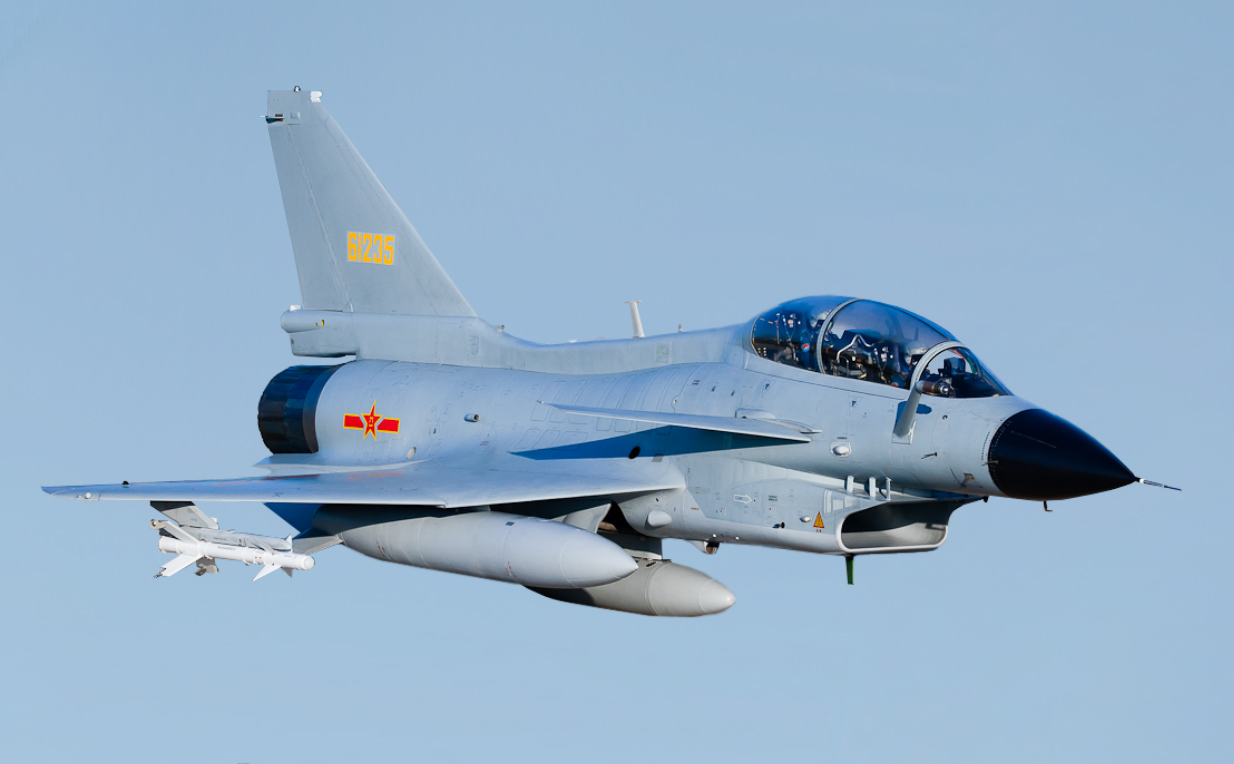
Chengdu J-10 Měnglóng
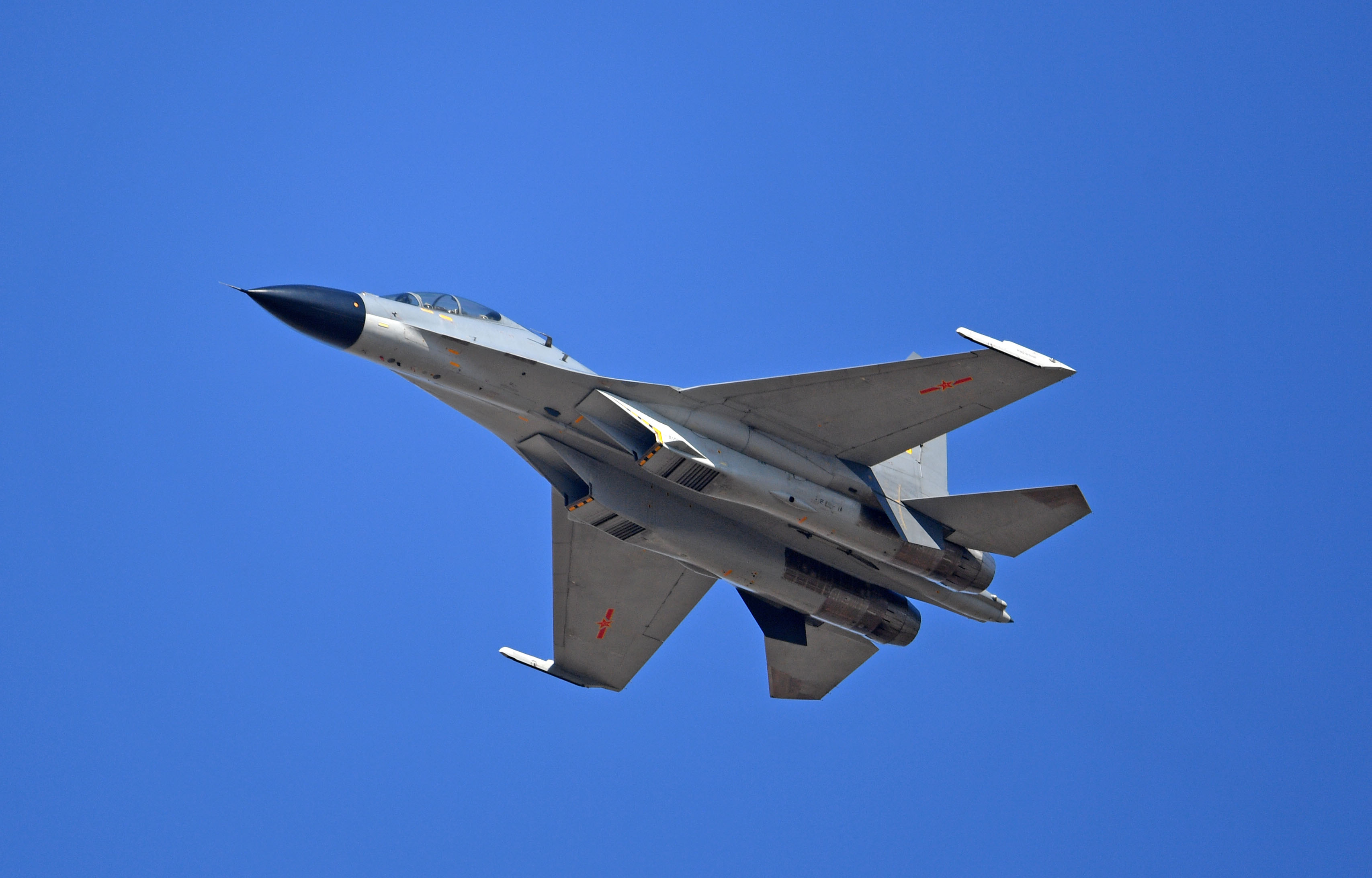
Shenyang J-11
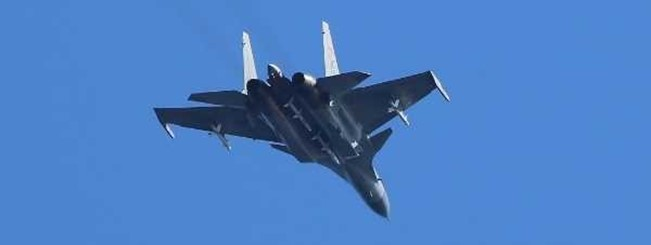
Shenyang J-15 Fēishā
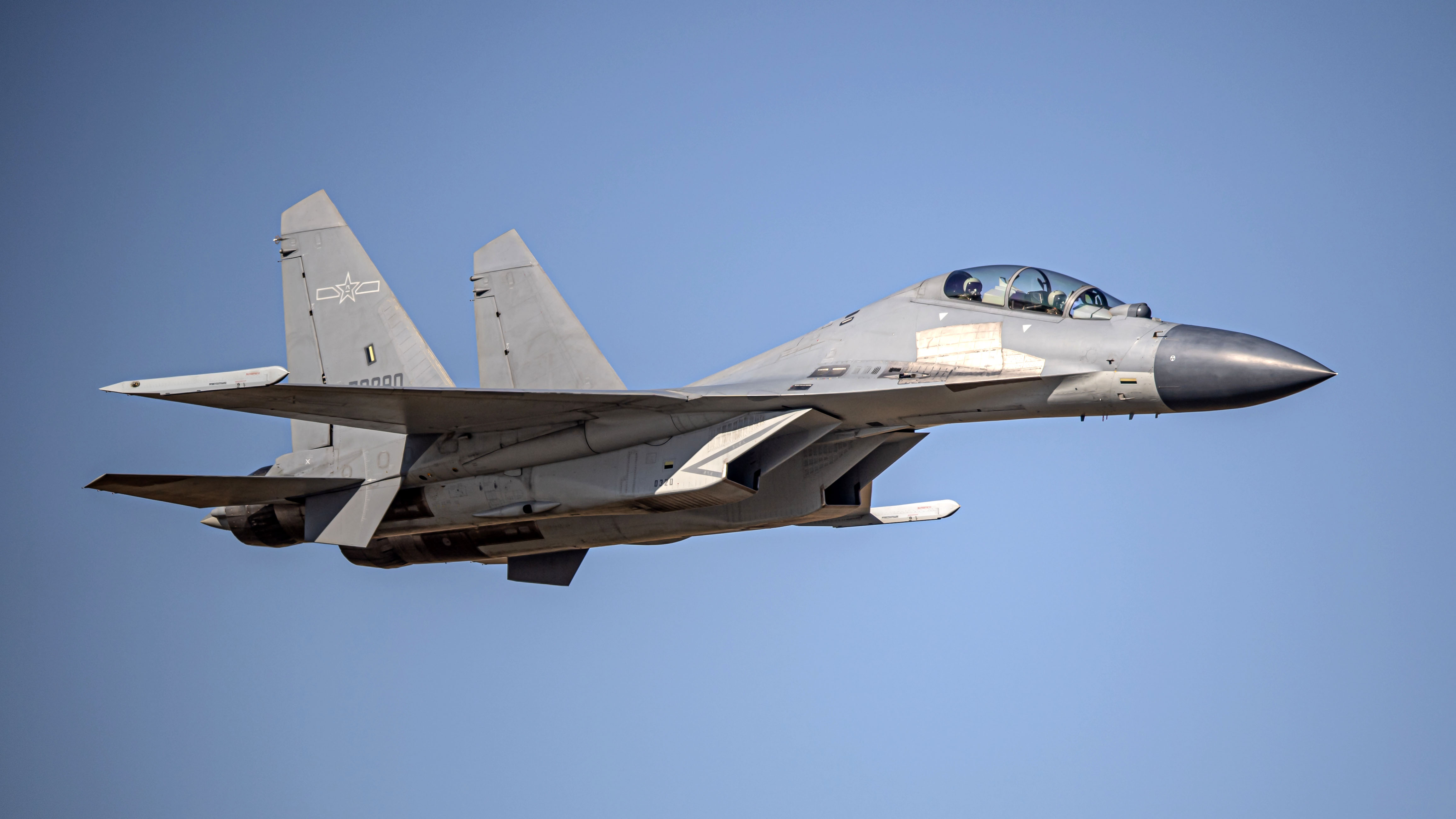
Shenyang J-16
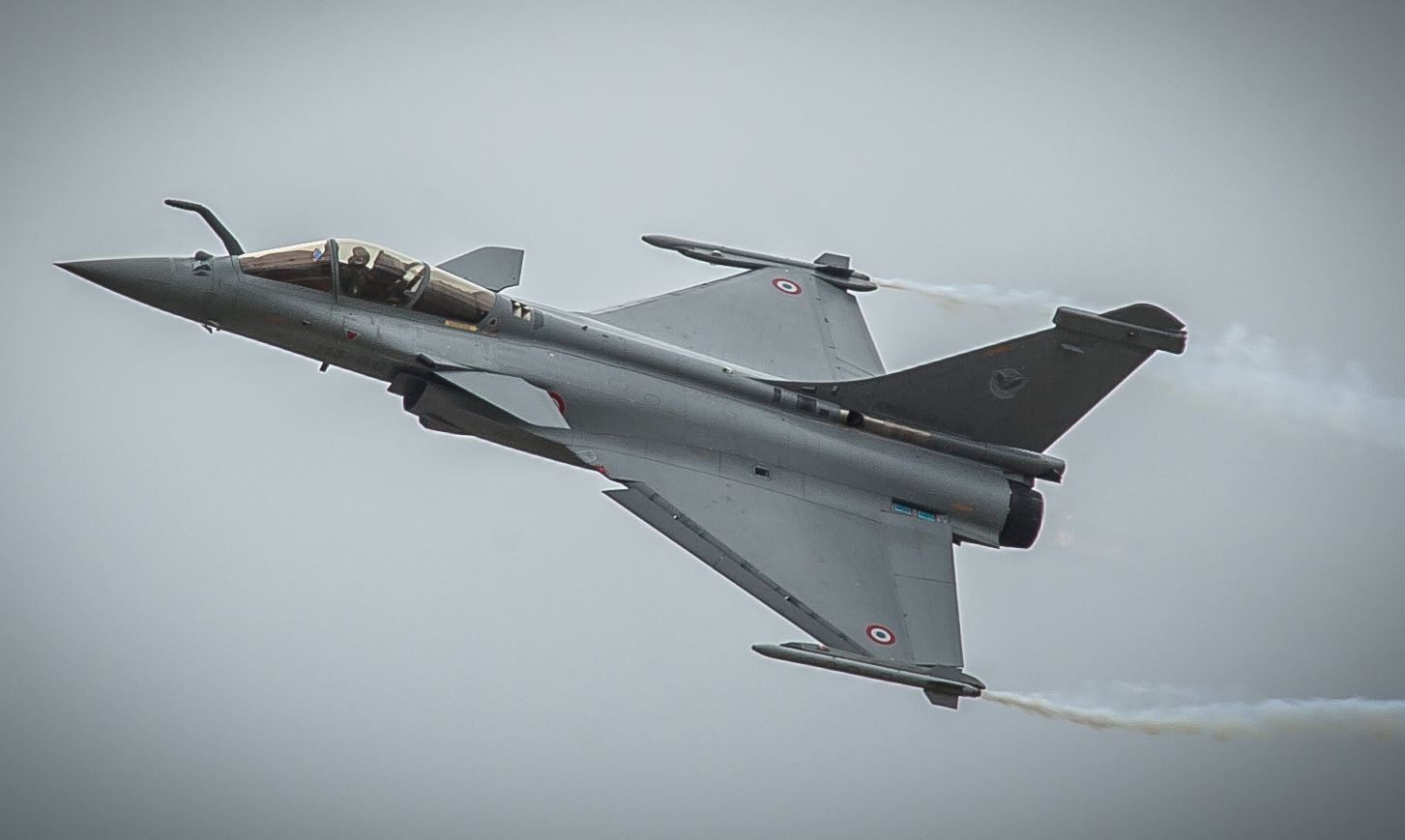
Dassault Rafale
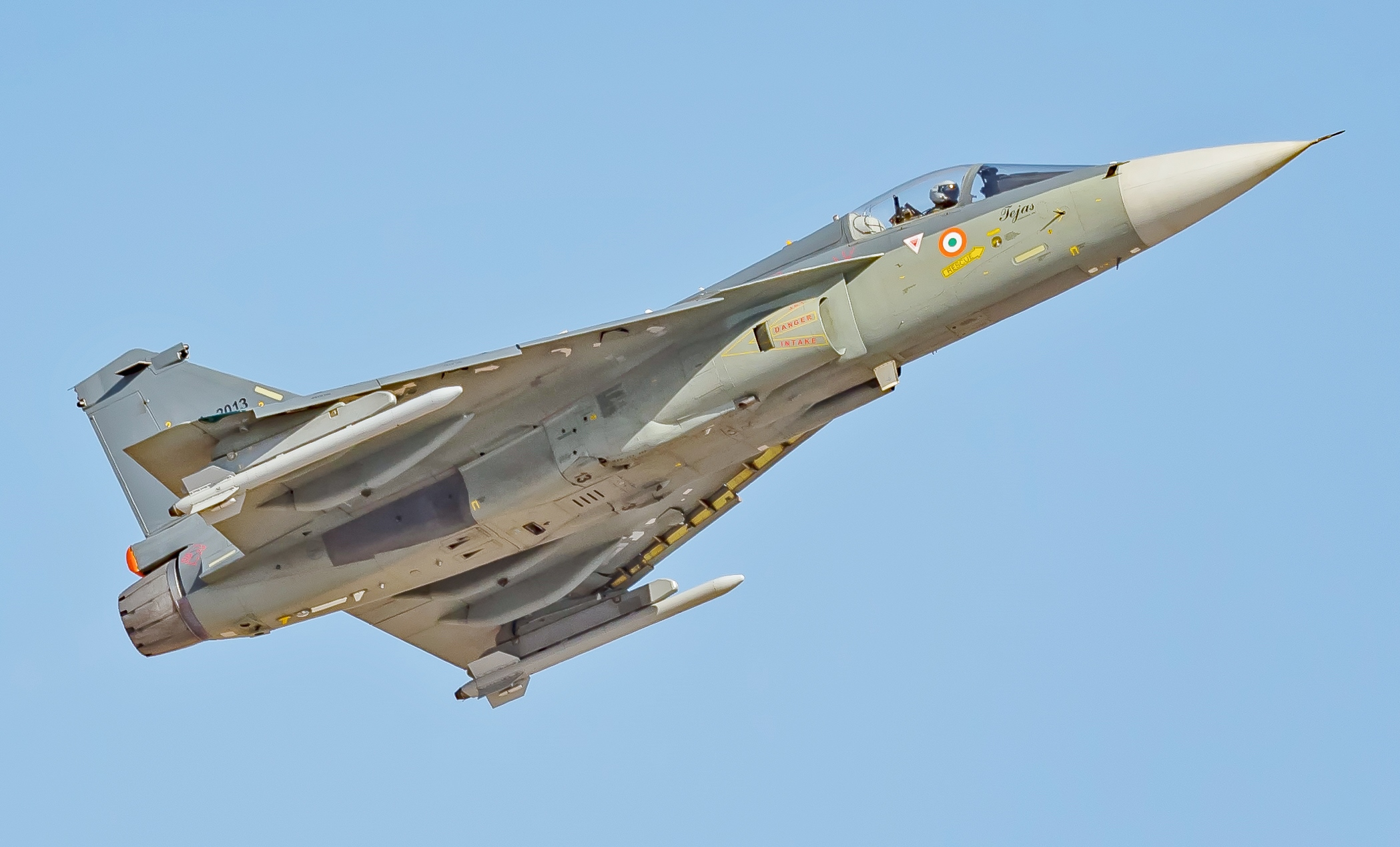
HAL Tejas
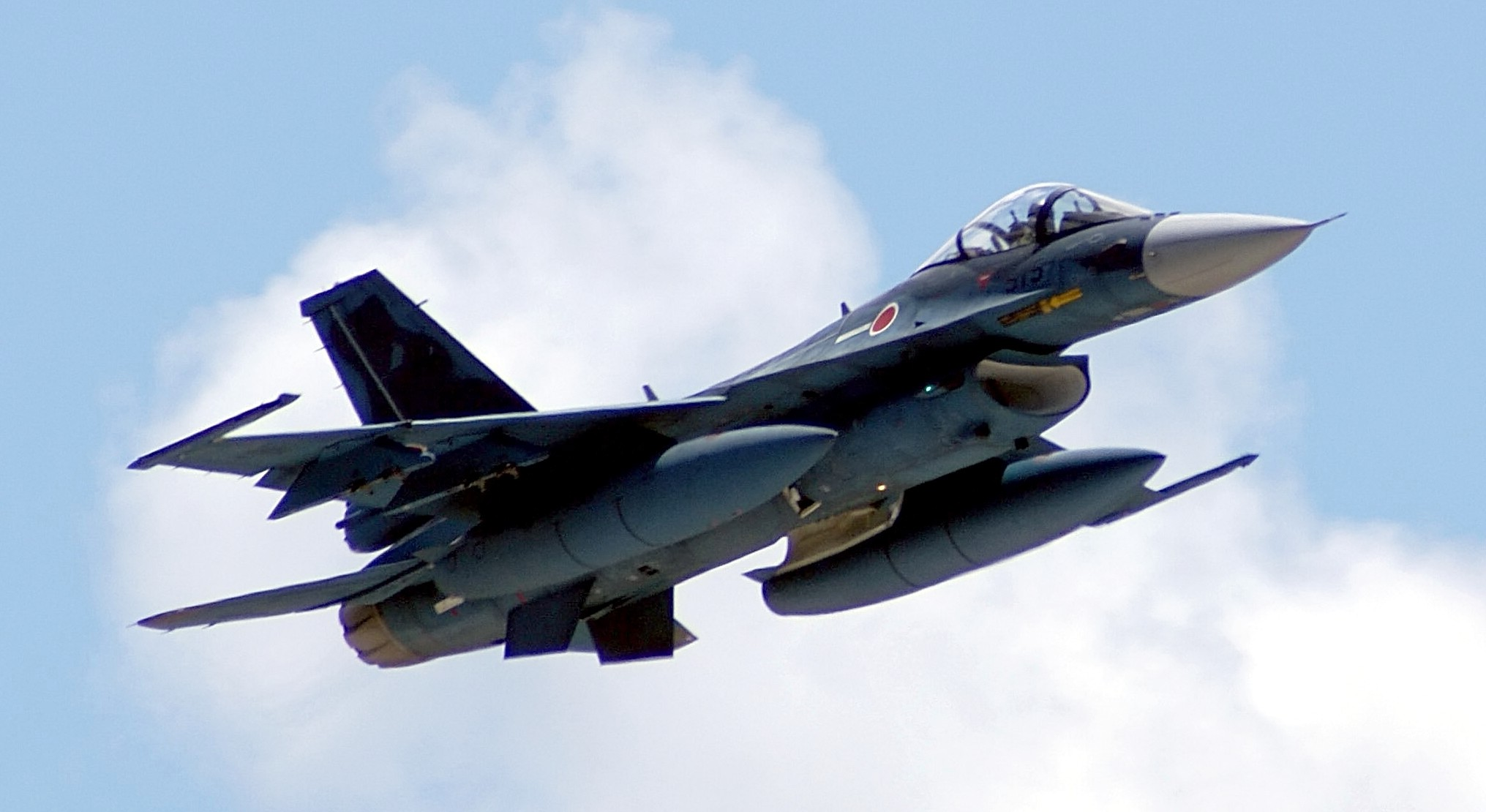
Mitsubishi F-2

 Sowjetunion /  Russland
- Suchoi Su-27K/Su-33 «Flanker-D» (1987) – Trägervariante der Su-27
- Suchoi Su-27M/Su-35 «Flanker-E» (1988)
- Mikojan MiG-29K «Fulcrum-D» (1988) – Trägervariante der MiG-29
- Suchoi Su-30 «Flanker-C» (1989)
- Suchoi Su-34 «Fullback» (1990)
- Suchoi Su-37 «Flanker-F» (1996) – „Terminator“
- Suchoi Su-47 Berkut «Firkin» (1997)
- Mikojan MiG 1.44 «Flatpack» (2000)
- Mikojan MiG-29M «Fulcrum-E» (2005)
- Suchoi Su-35S «Flanker-E» (2008) – „Super Flanker“
- Mikojan MiG-35 «Fulcrum-F» (2016) – „Super Fulcrum“

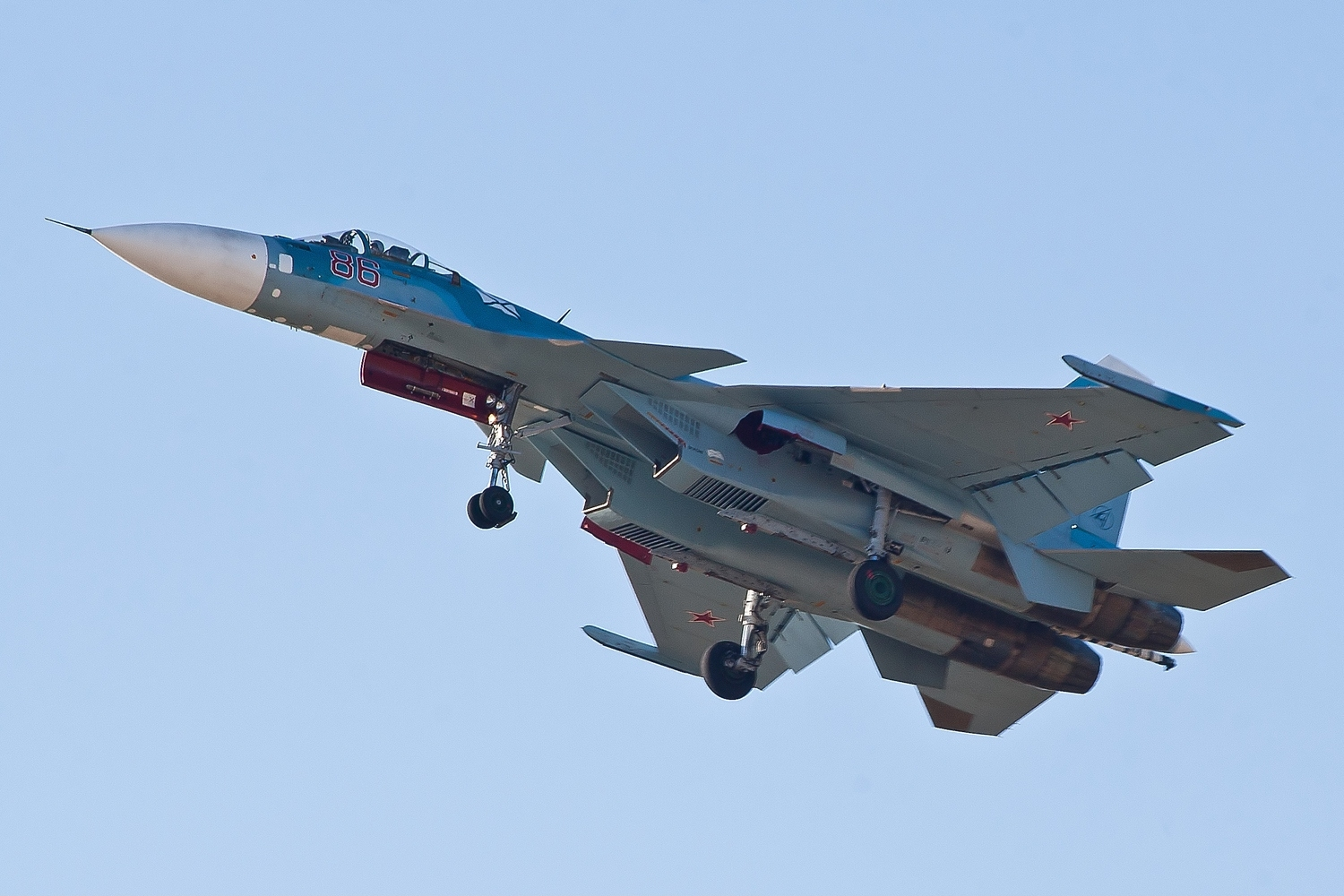
Suchoi Su-27K/Su-33
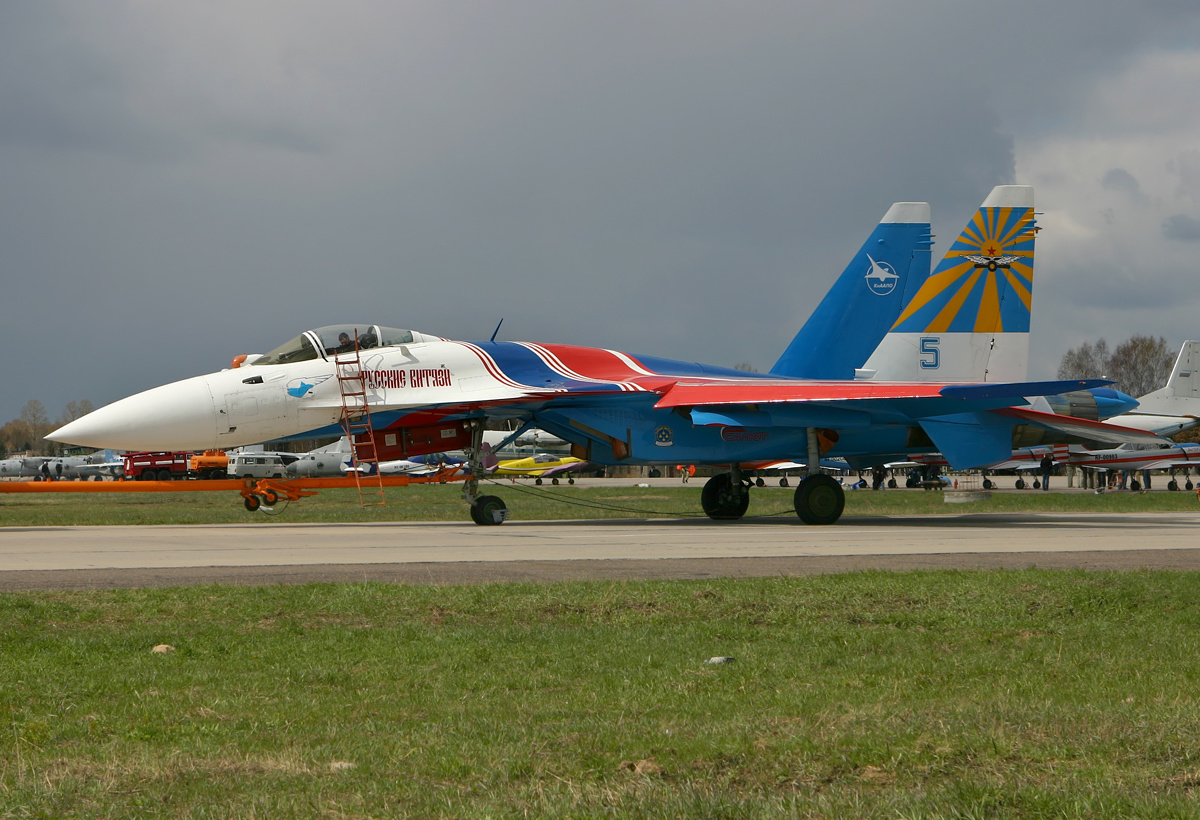
Suchoi Su-27M/Su-35
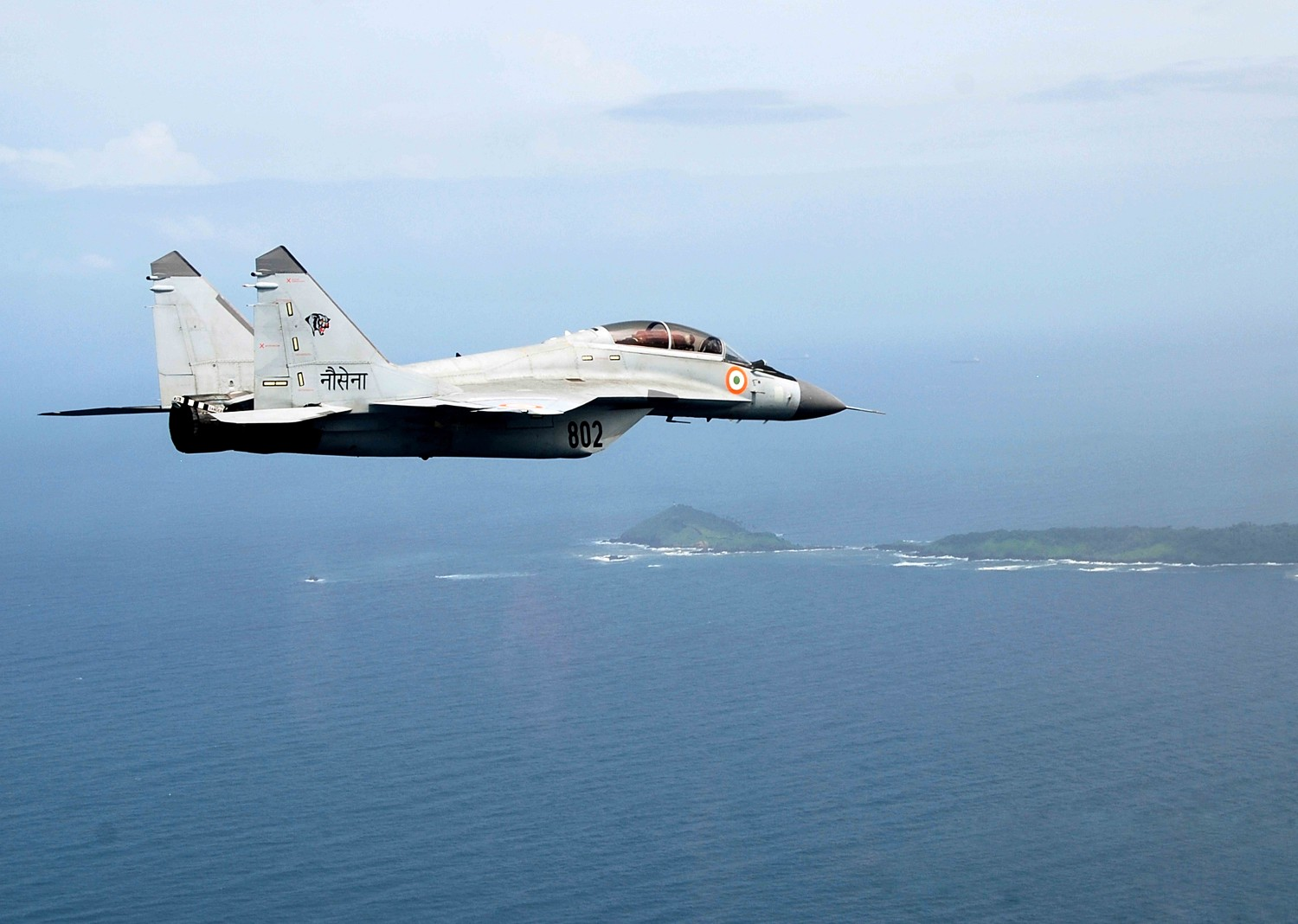
Mikoyan MiG-29K
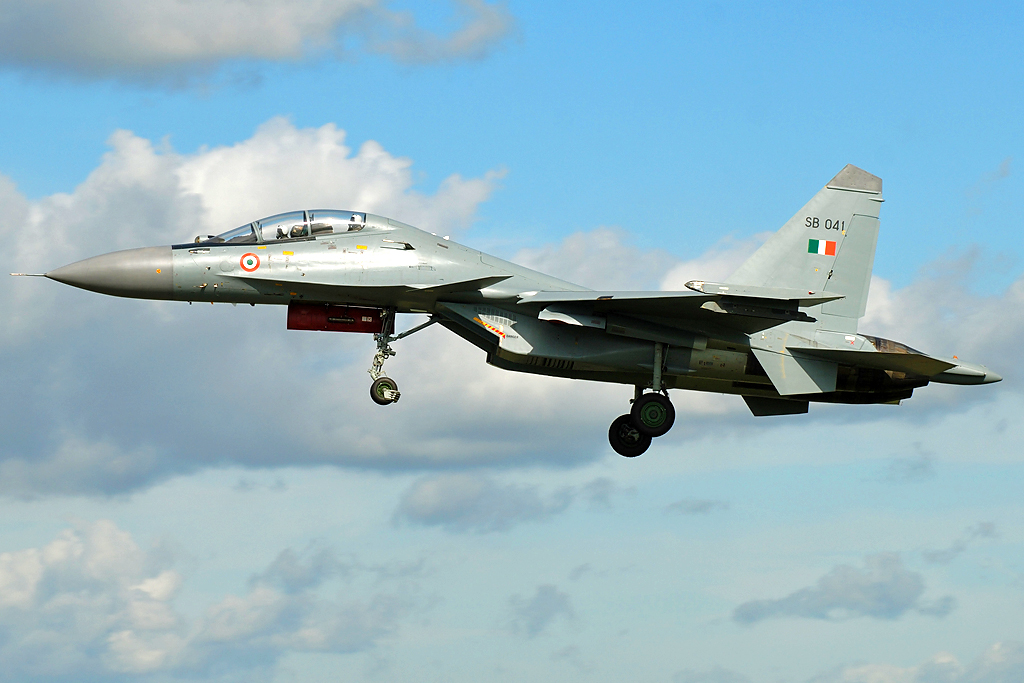
Suchoi Su-30MKI
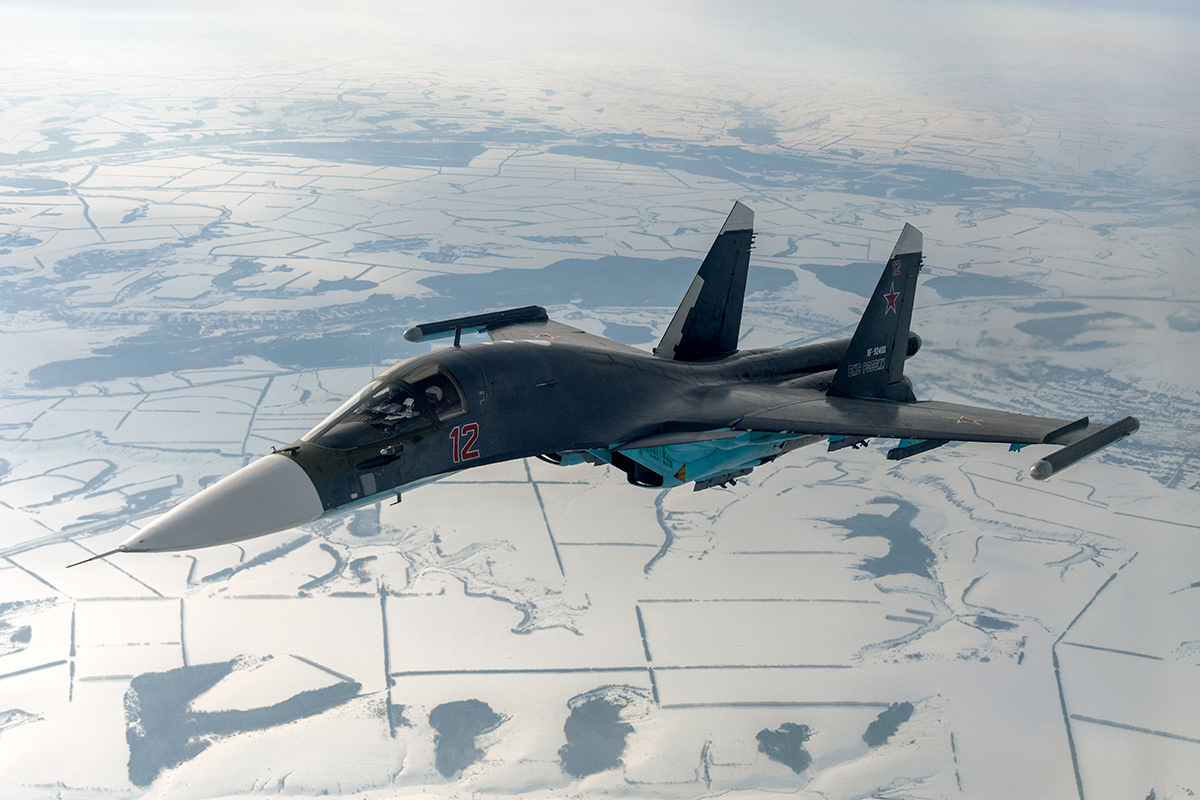
Suchoi Su-34
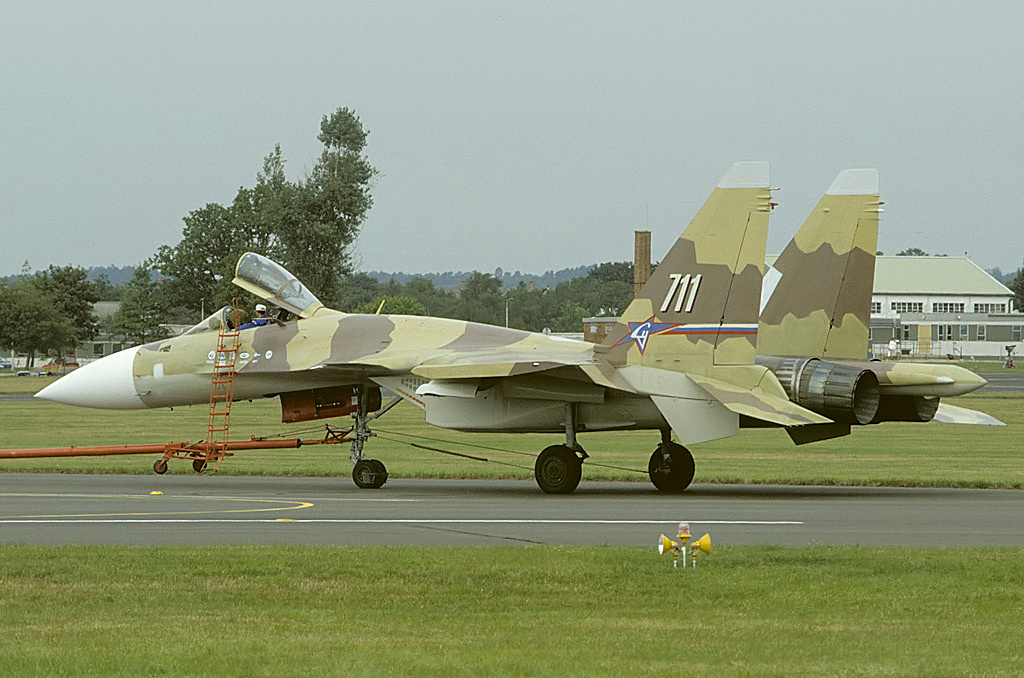
Suchoi Su-37
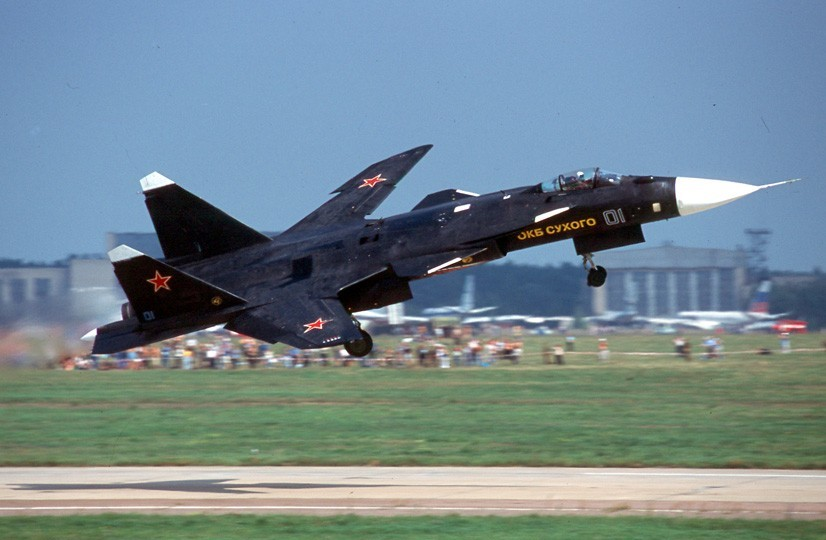
Suchoi Su-47 Berkut
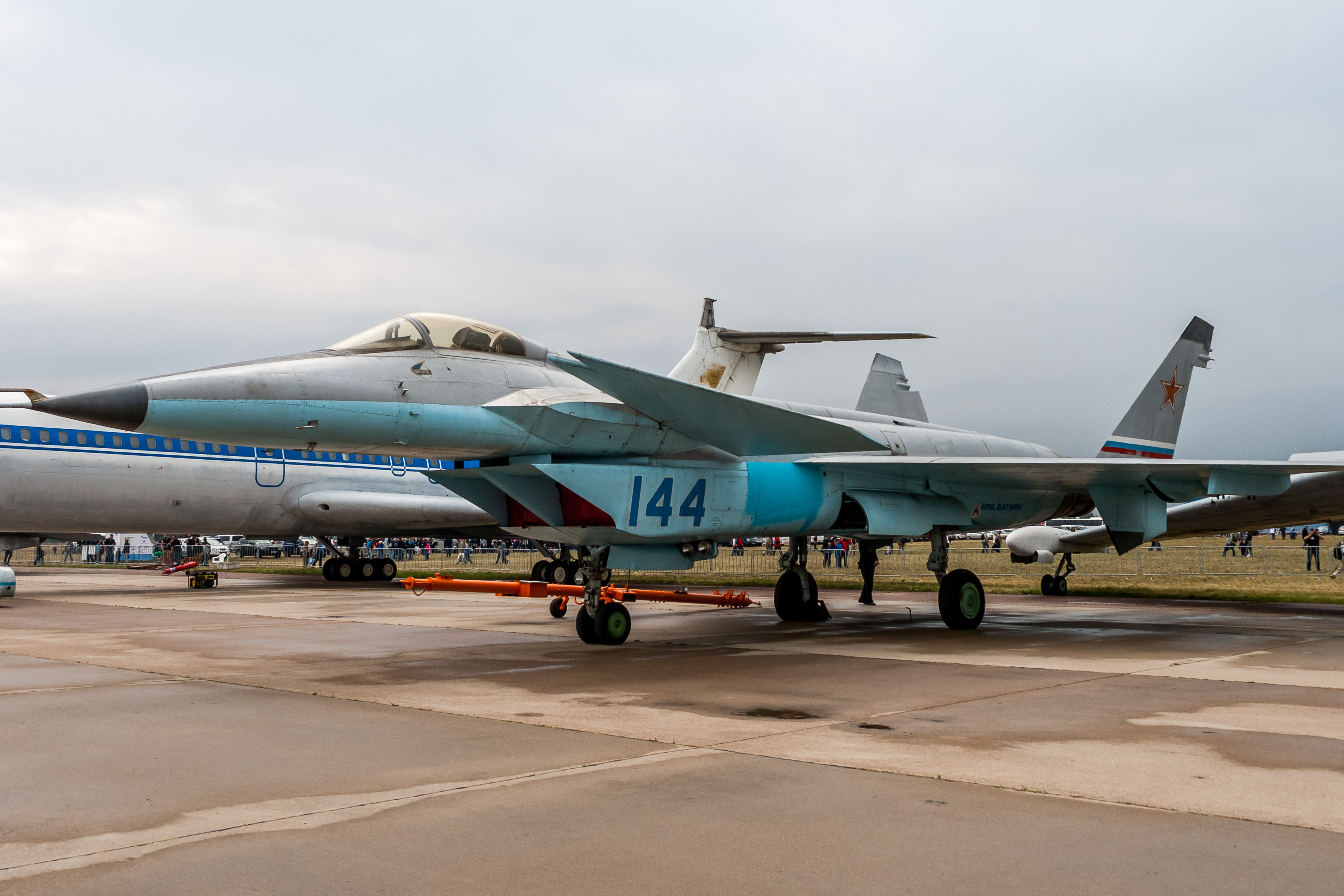
Mikojan MiG 1.44
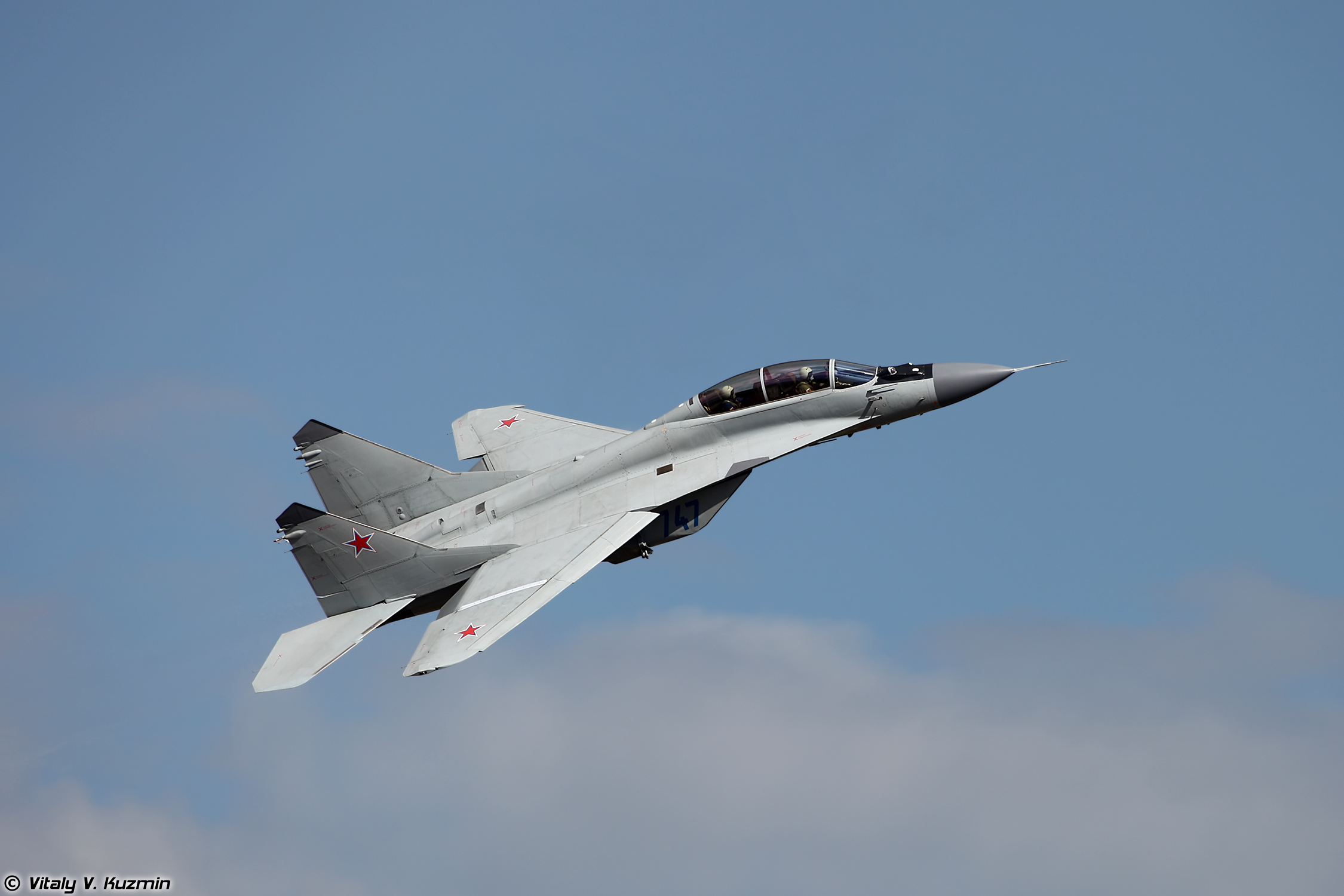
Mikojan MiG-29M2
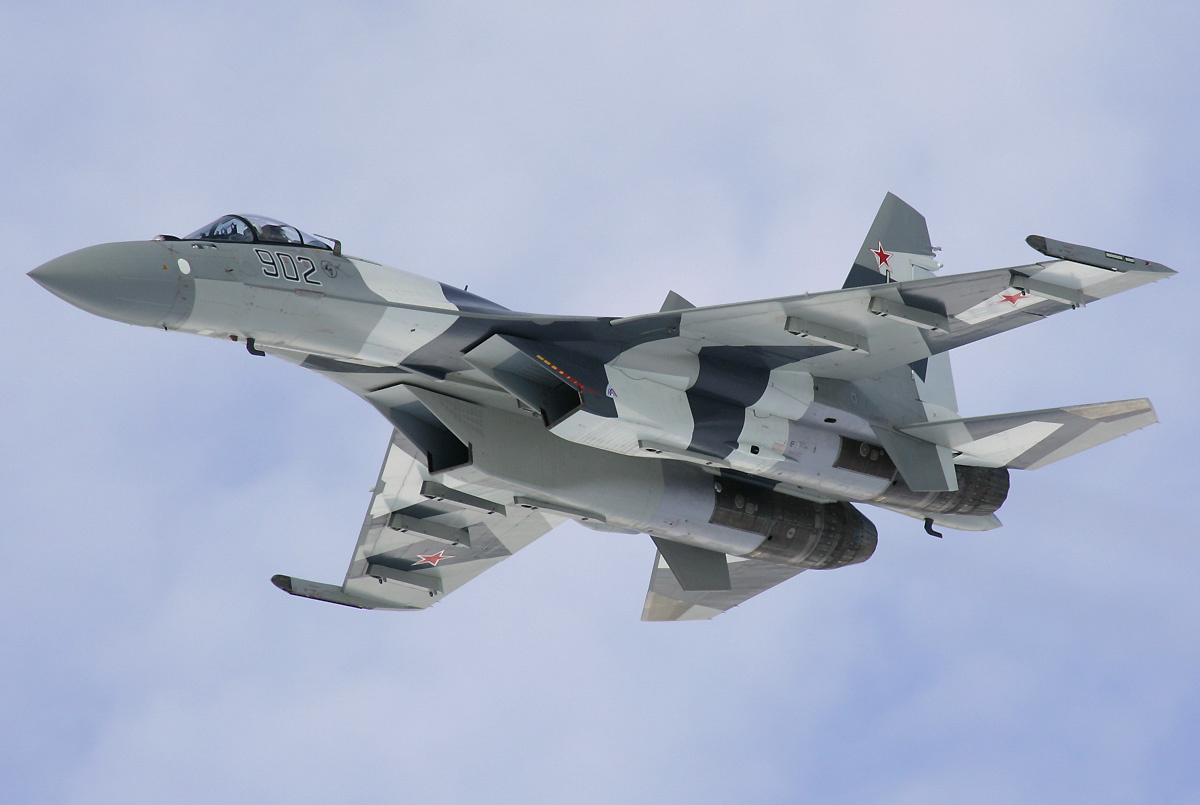
Suchoi Su-35S
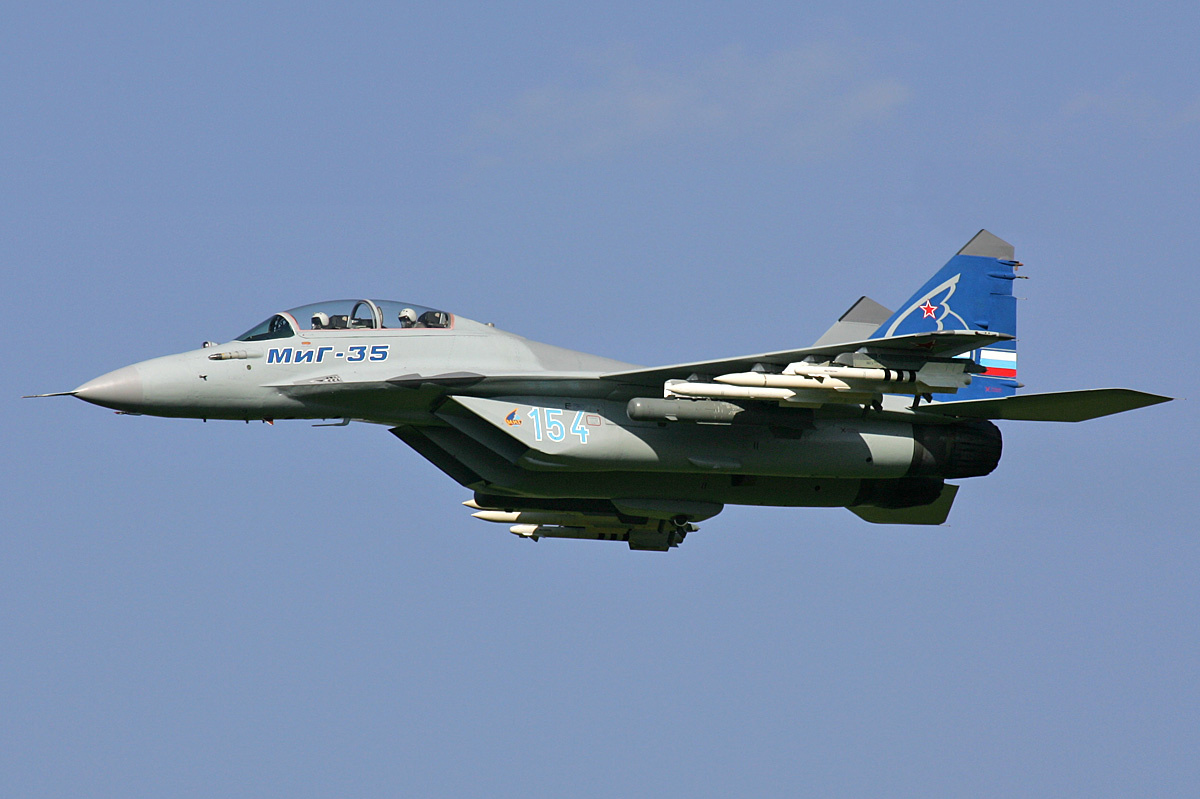
Mikojan MiG-35

 Schweden
- Saab JAS 39 Gripen (1988)

 Vereinigtes Königreich /  Deutschland /  Italien /  Spanien
- Eurofighter Typhoon (1994)

 Vereinigte Staaten
- Boeing F/A-18E/F Super Hornet (1995)
- Boeing EA-18G Growler (2006) – Variante der F/A-18F zur elektronischen Kampfführung

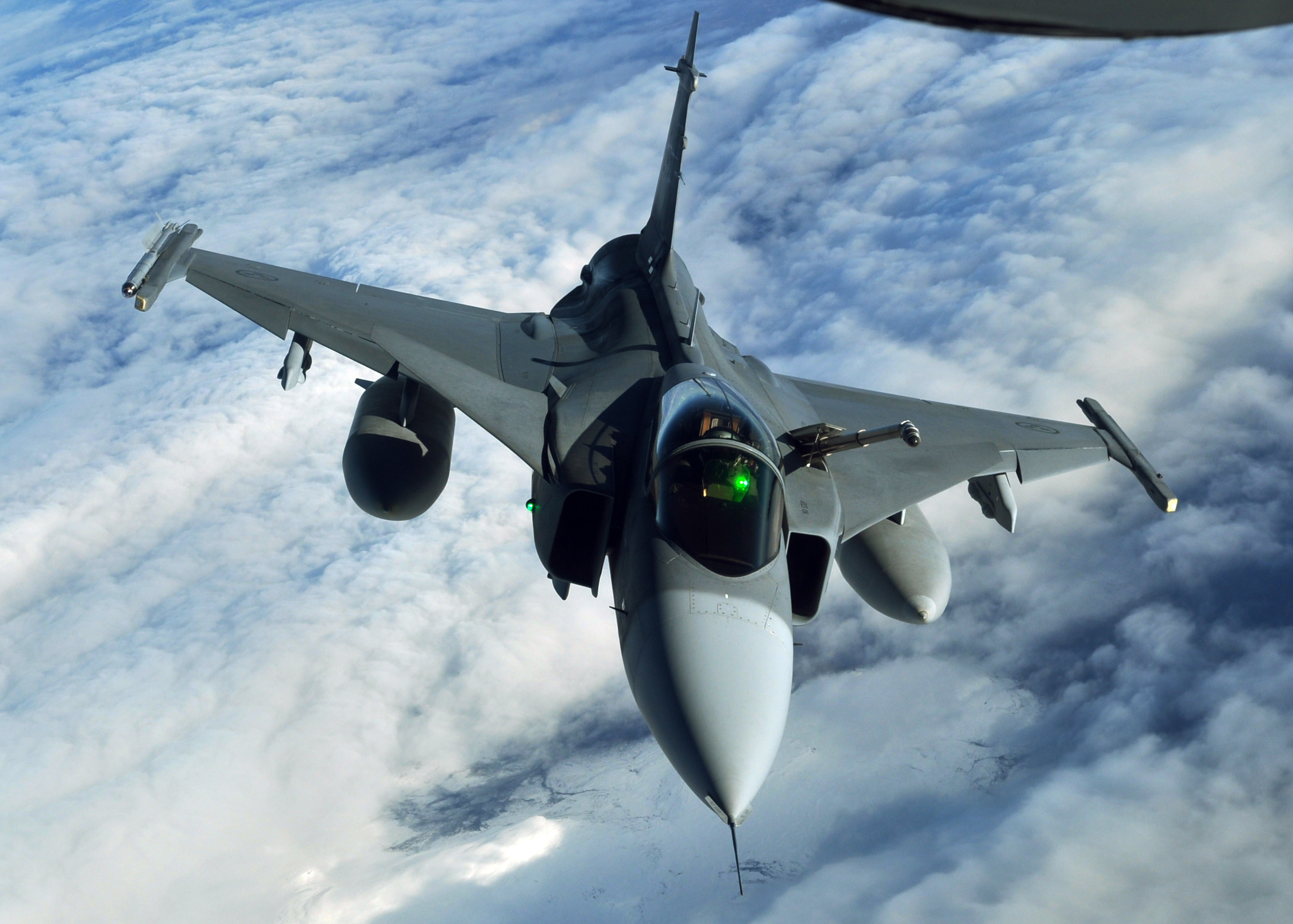
Saab JAS 39 Gripen
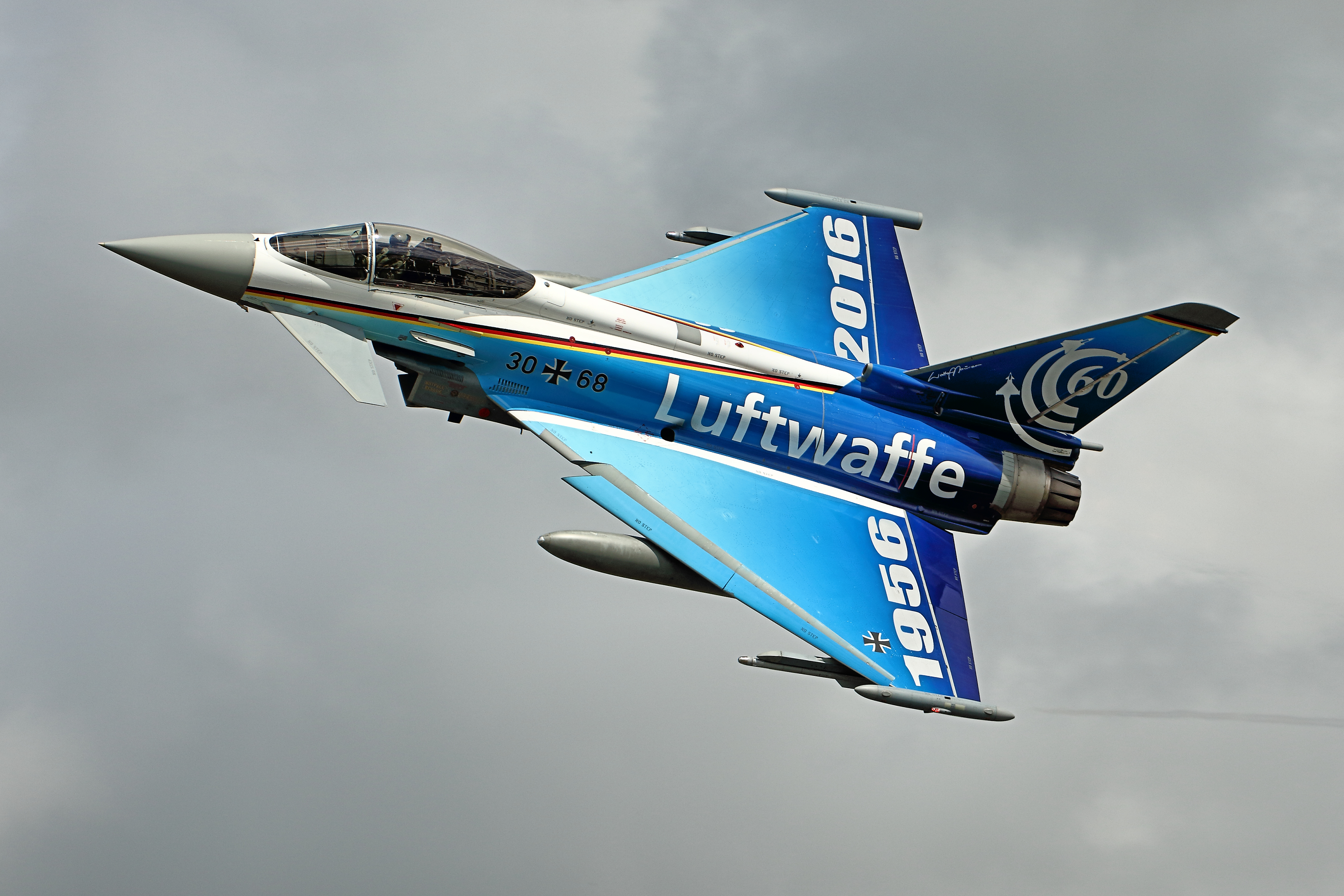
Eurofighter Typhoon
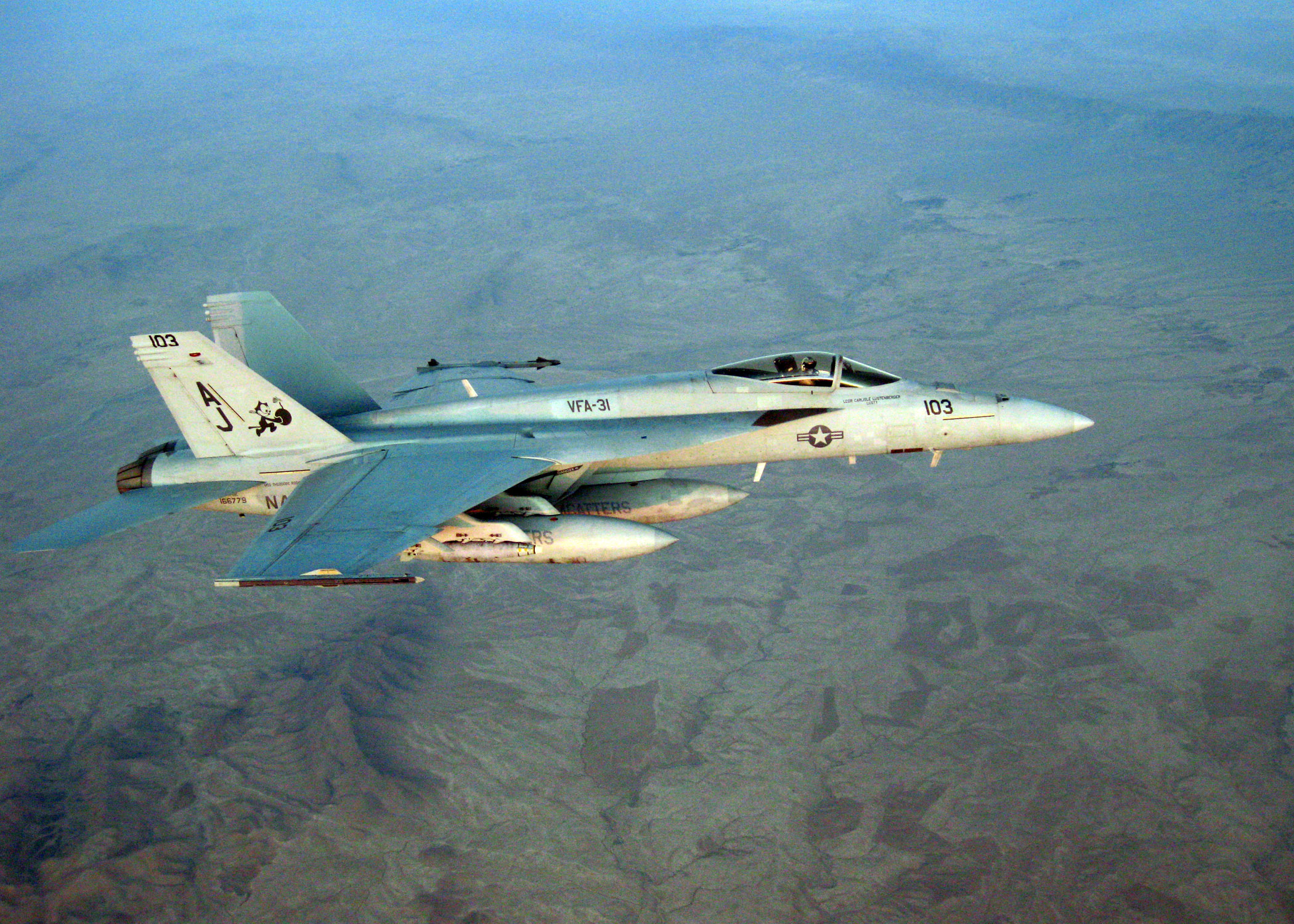
Boeing F/A-18E Super Hornet
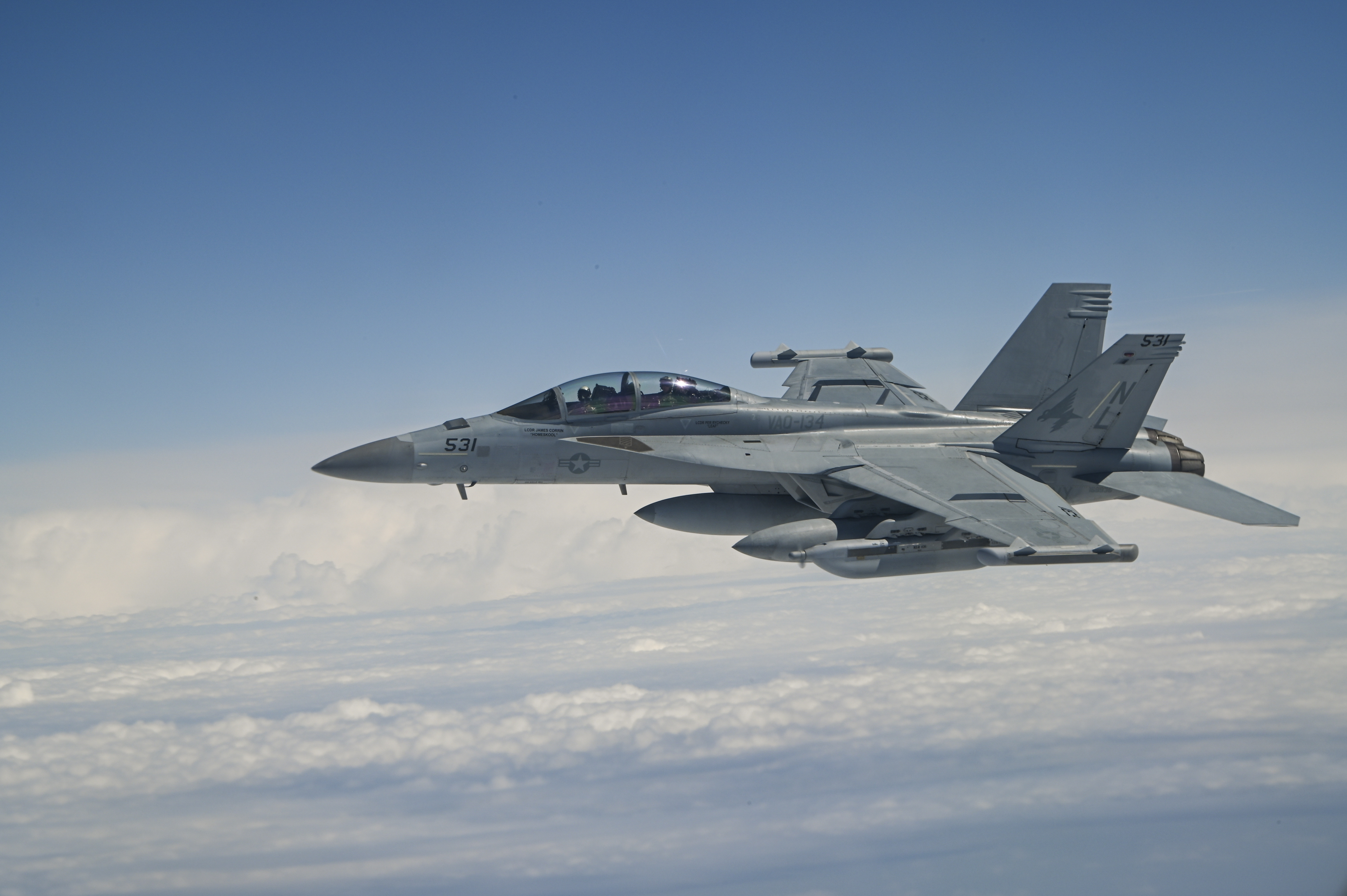
Boeing EA-18G Growler

### Strahltrainer/Leichte Kampfflugzeuge
Volksrepublik China
- Guizhou JL-9 Shānyīng (2003)
- Hongdu L-15 Lièyīng (2006)

 Indien
- HAL HJT-36 Sitara (2003)

 Iran
- OWJ Ya Hossein Tazarve (ca. 1995)

 Italien
- Aermacchi M-346 Master (2004)

 Russland
- Mikojan MiG-AT (1996) – unterlegener Wettbewerber der Jak-130
- Jakowlew Jak-130 «Mitten» (1996)
- SAT SR-10 (2015) – Prototyp mit negativer Flügelpfeilung

 Südkorea
- KAI T-50 Golden Eagle (2002)

 Tschechien
- Aero L-159 ALCA (1997)
- Aero L-39NG (2018)

 Taiwan
- AIDC T-5 Brave Eagle (2020)

 Türkei
- TAI Hürjet (2023) – in Entwicklung

 Vereinigte Staaten /  Schweden
- Boeing–Saab T-7 Red Hawk (2016)

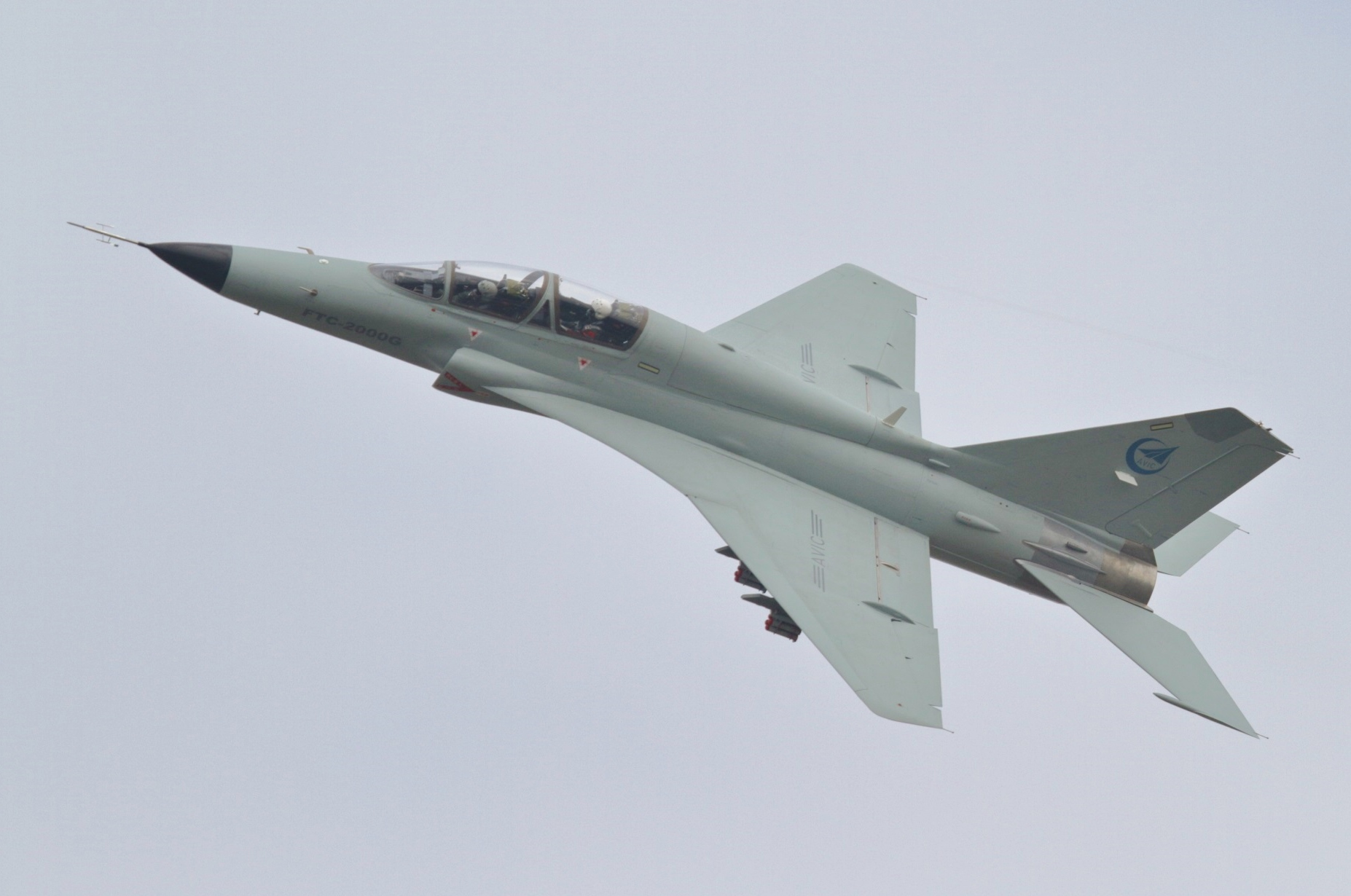
Guizhou JL-9 Shānyīng
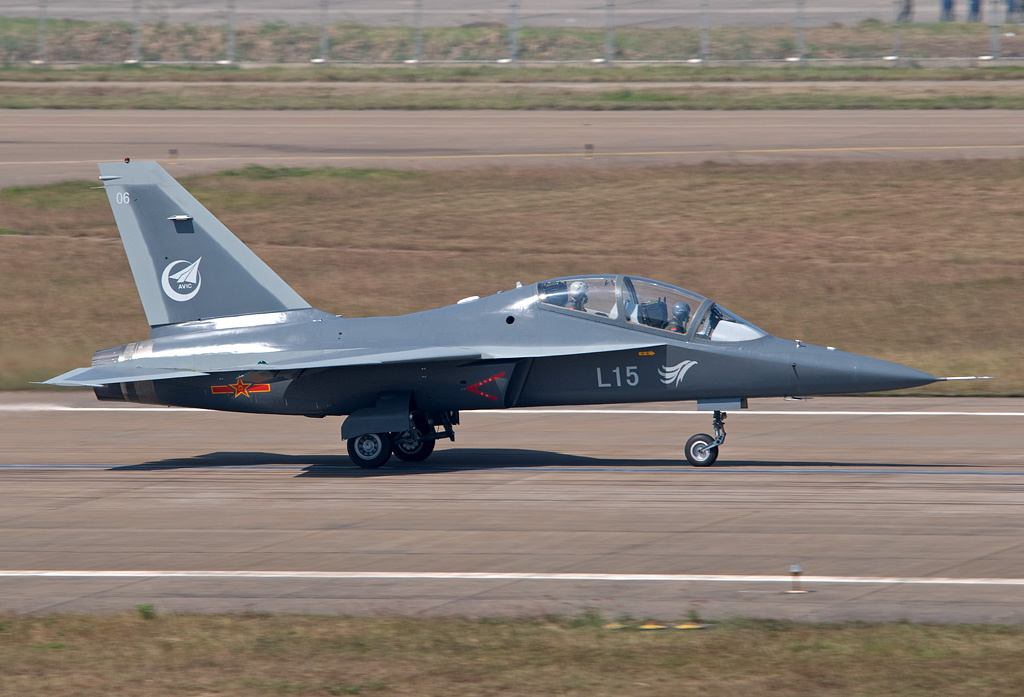
Hongdu L-15 Lièyīng
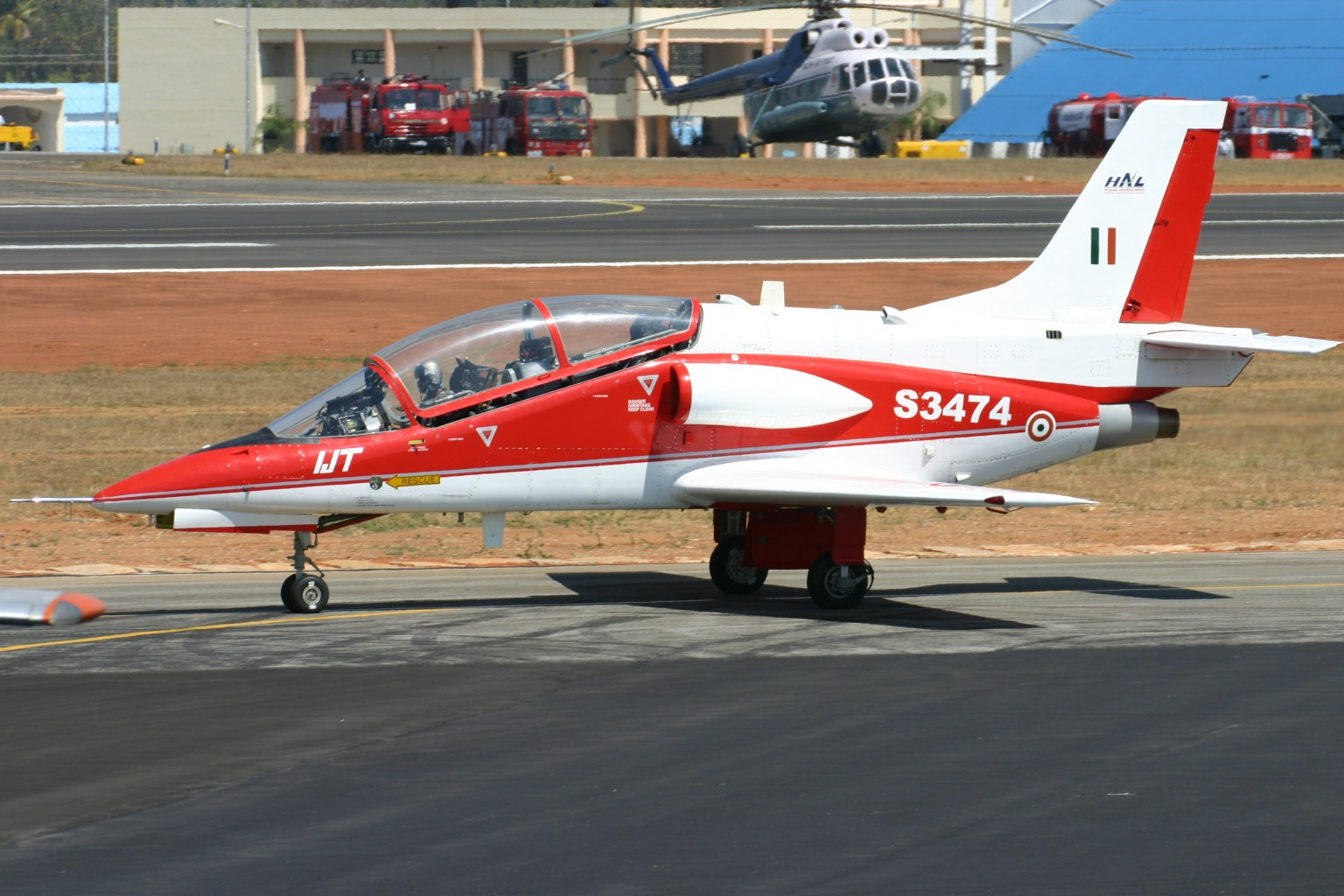
HAL HJT-36 Sitara
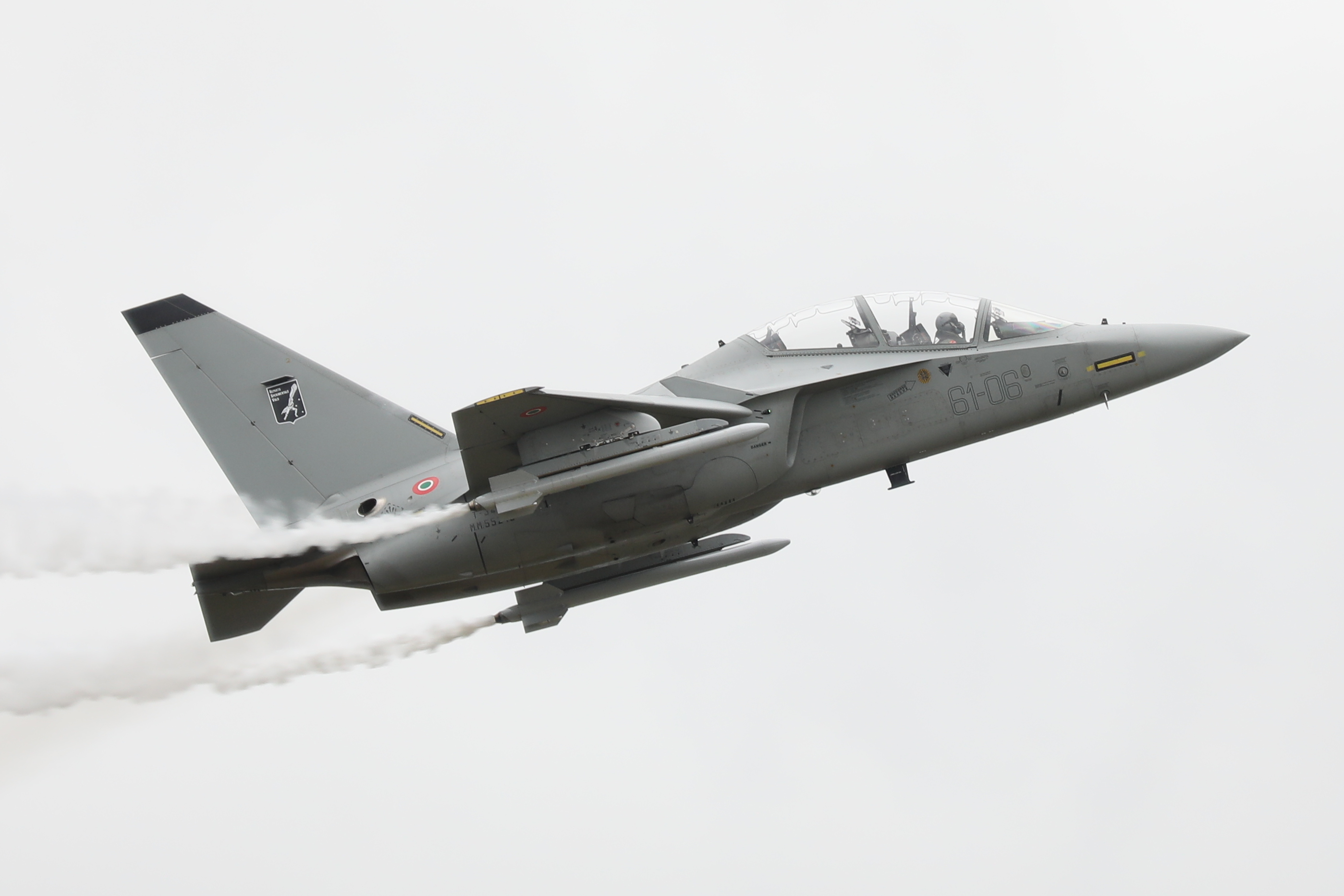
Aermacchi M-346 Master
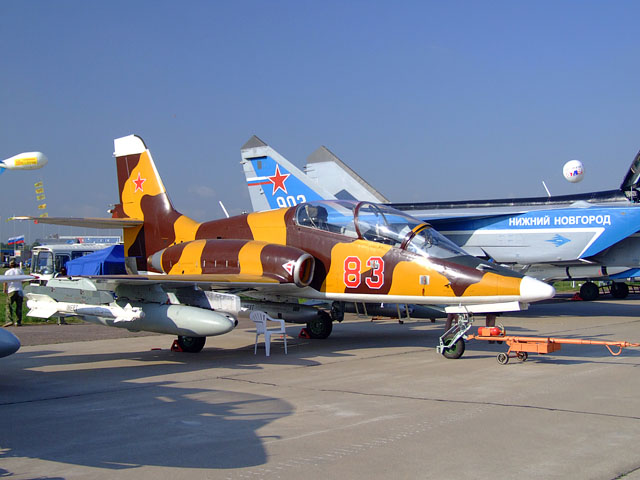
Mikojan MiG-AT
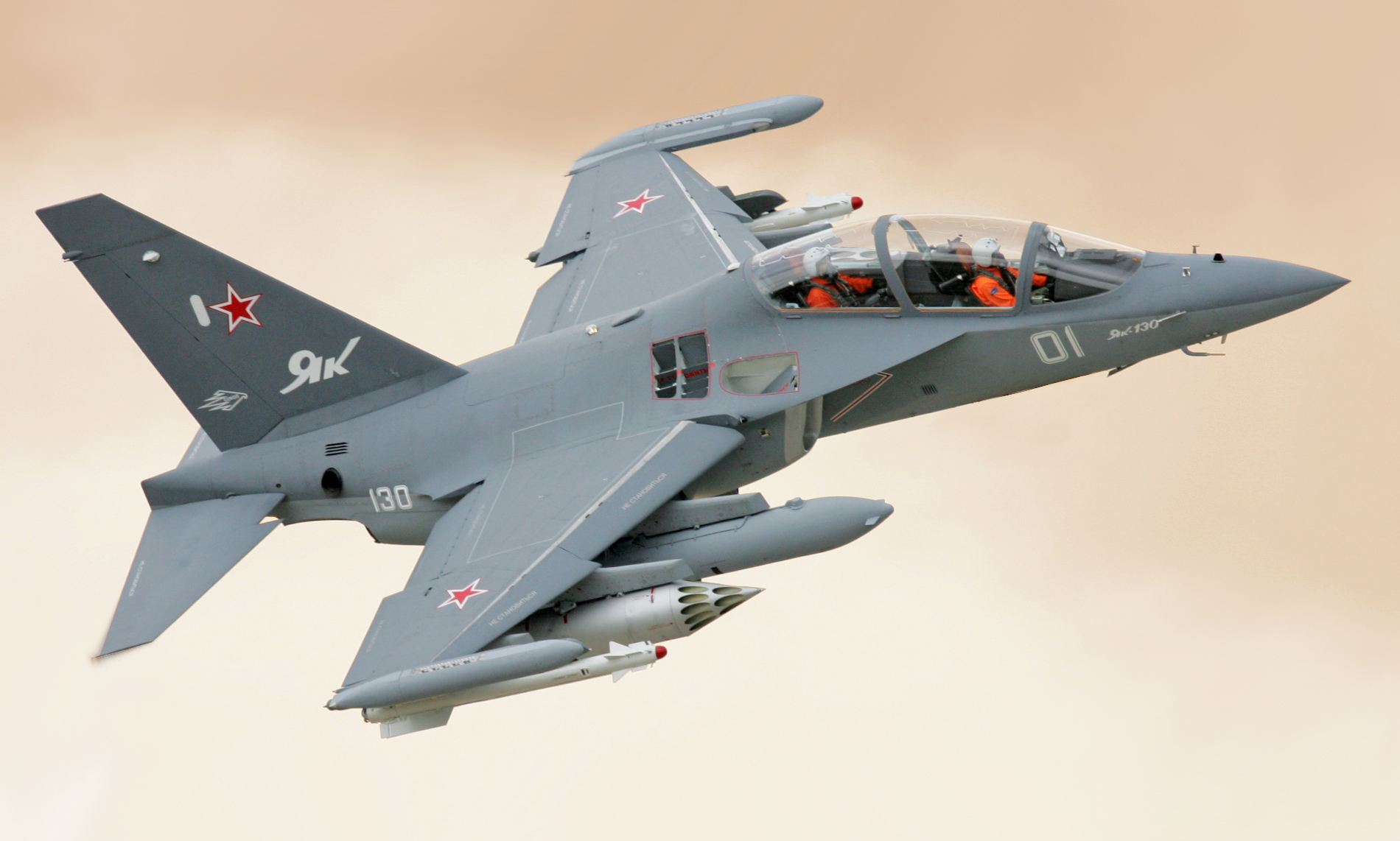
Jakowlew Jak-130
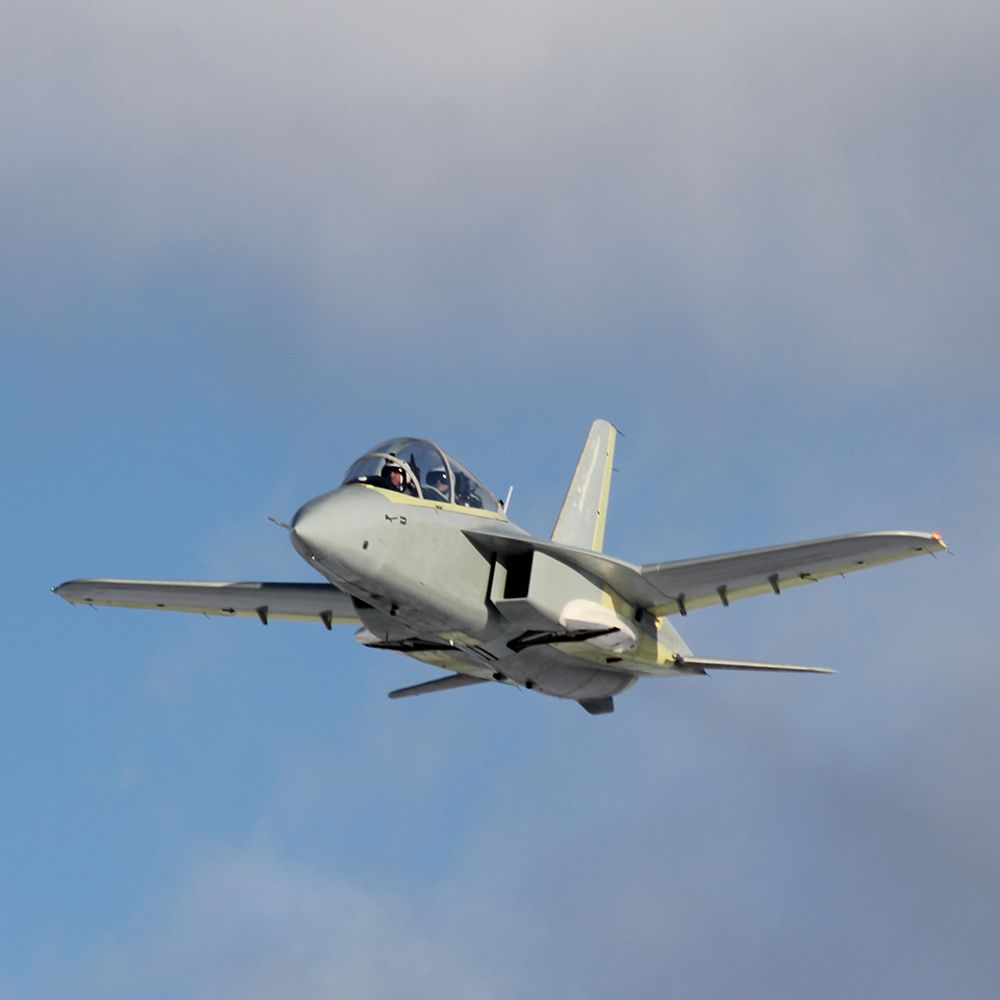
SAT SR-10
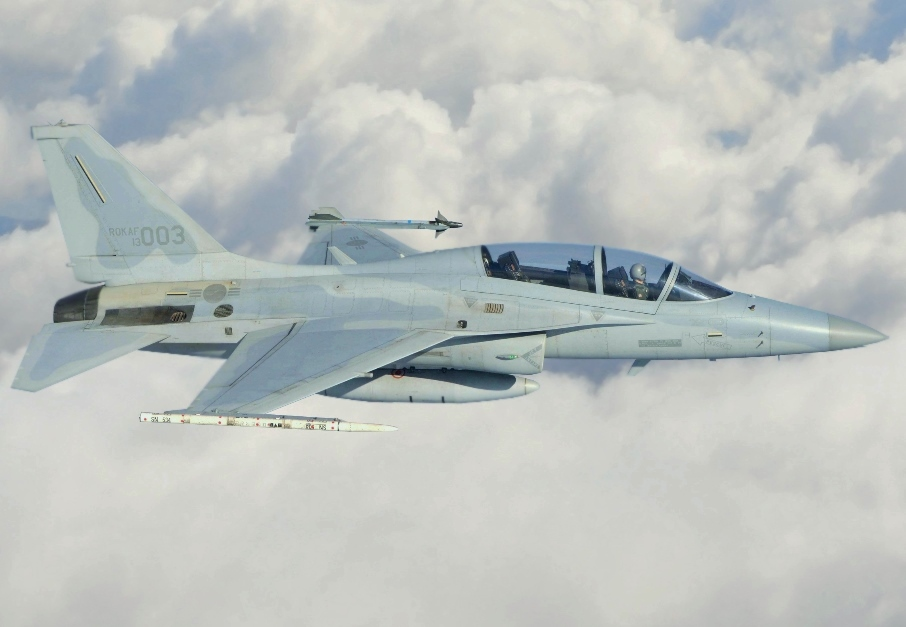
KAI T-50 Golden Eagle
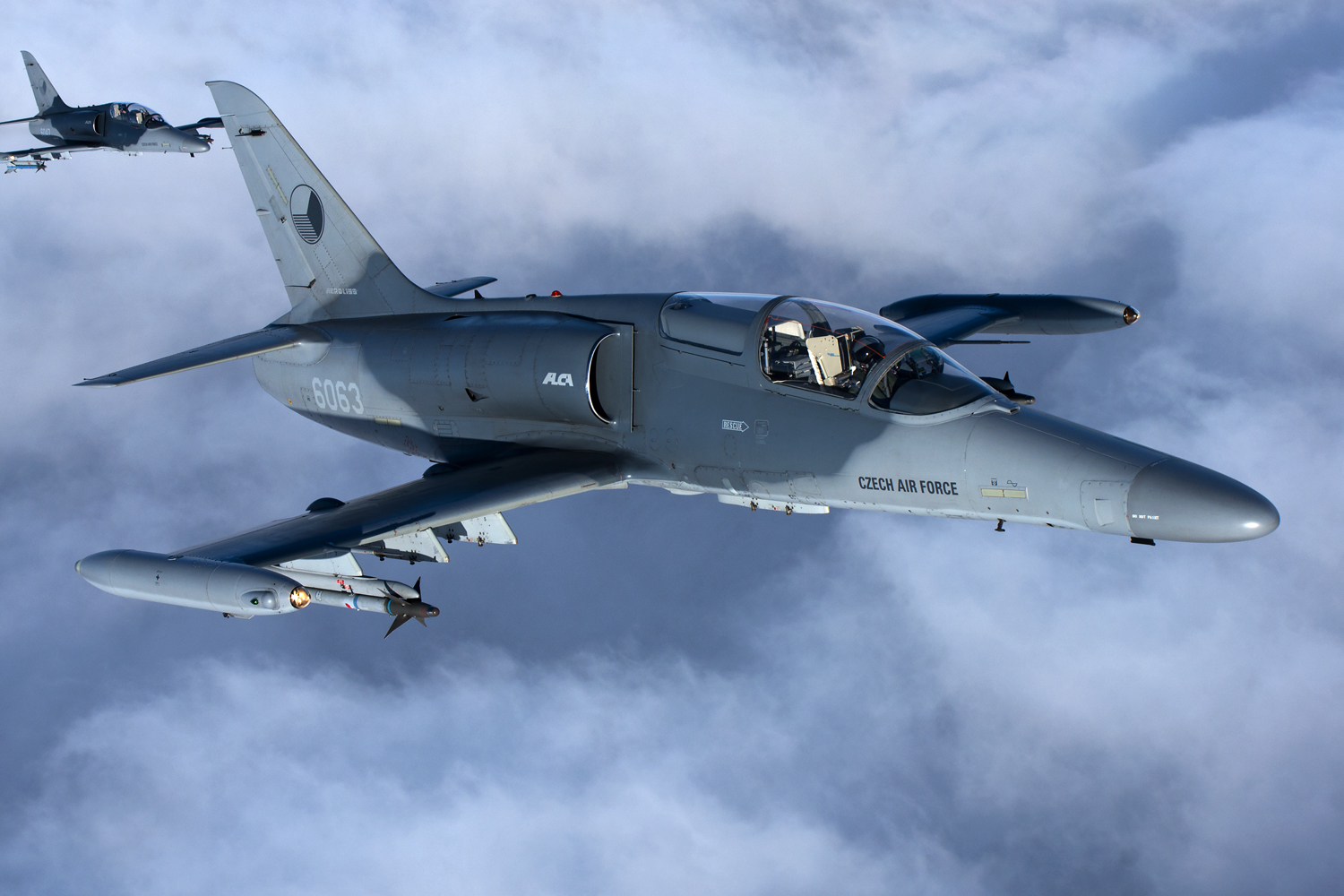
Aero L-159 ALCA
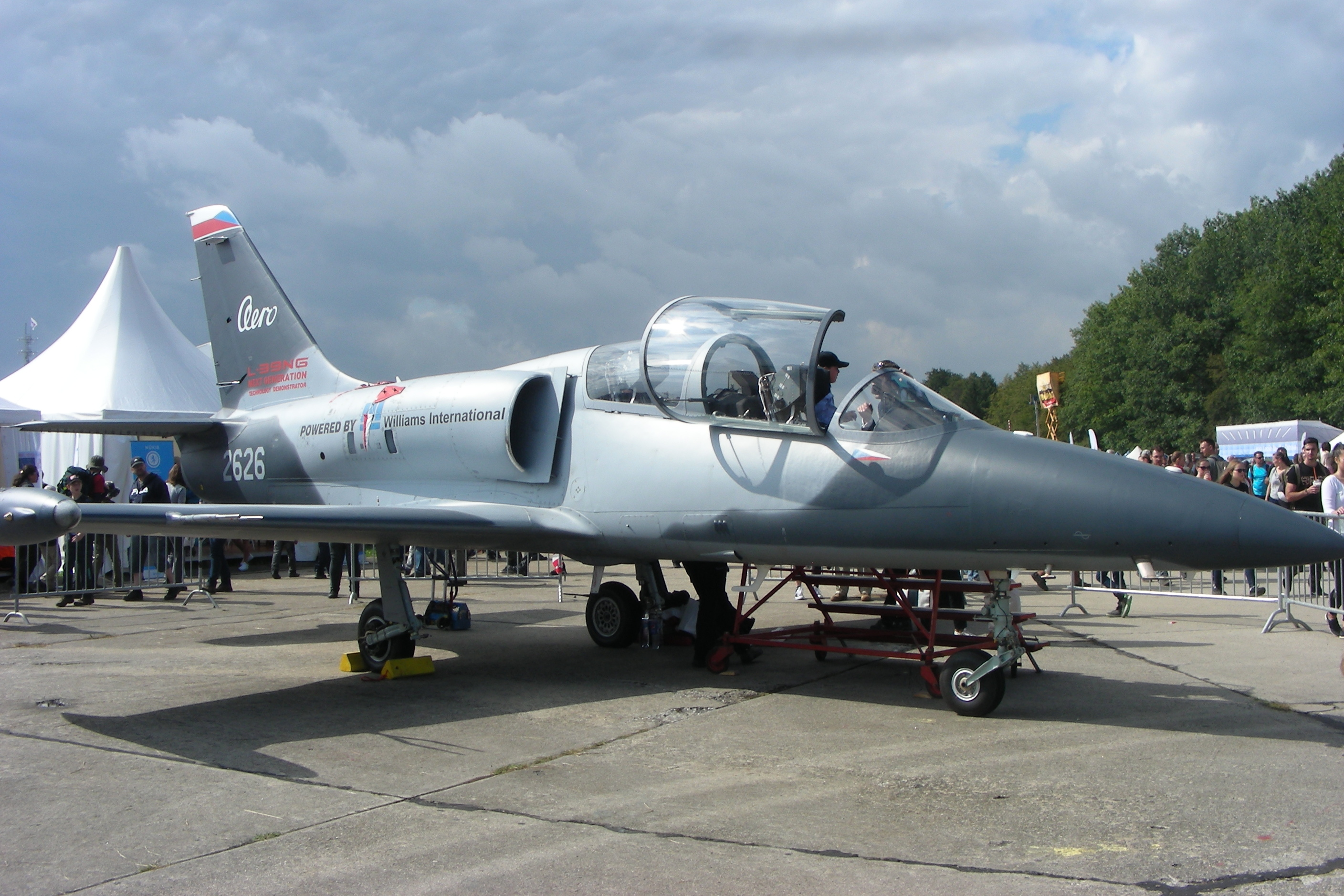
Aero L-39NG
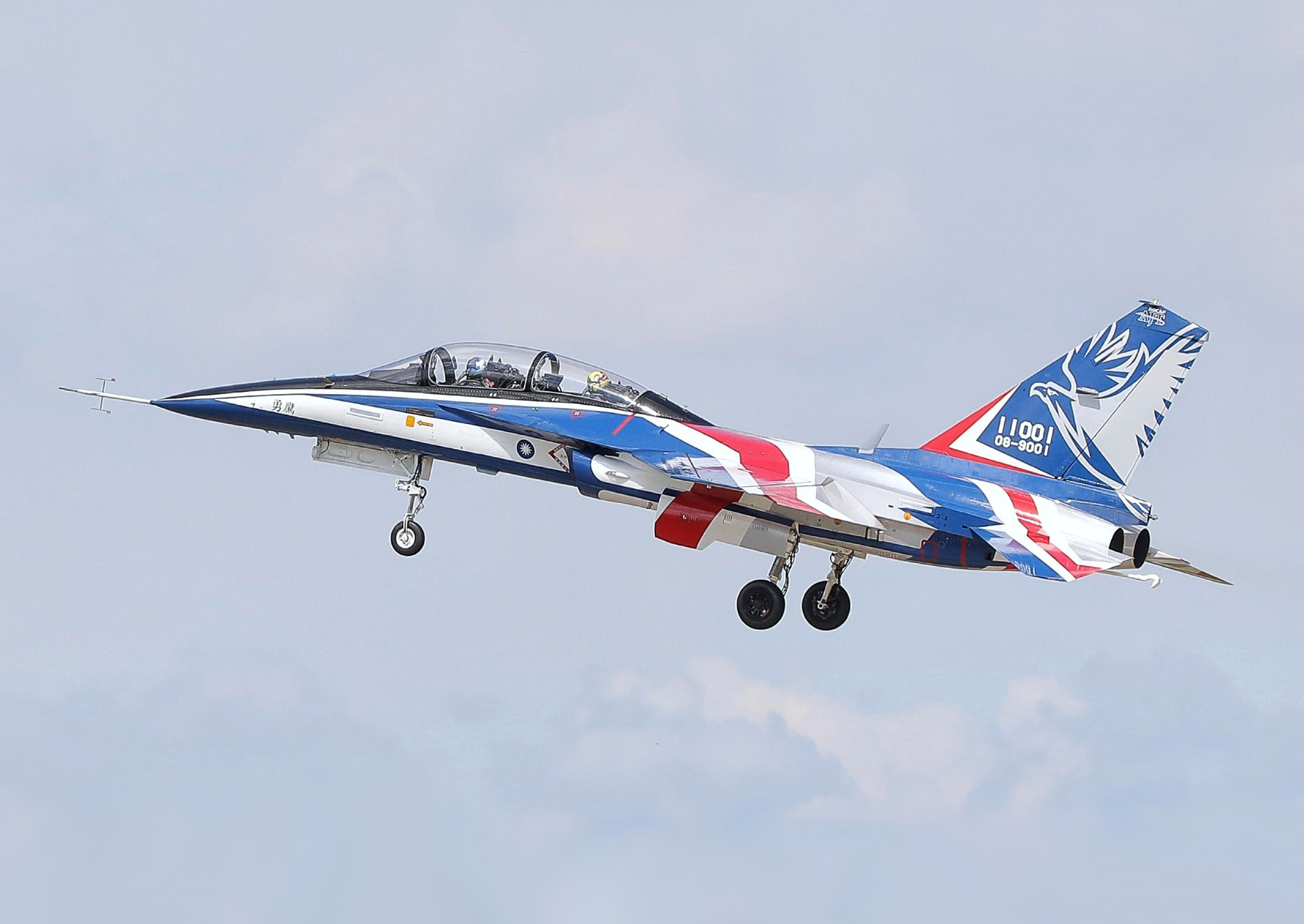
AIDC T-5 Brave Eagle
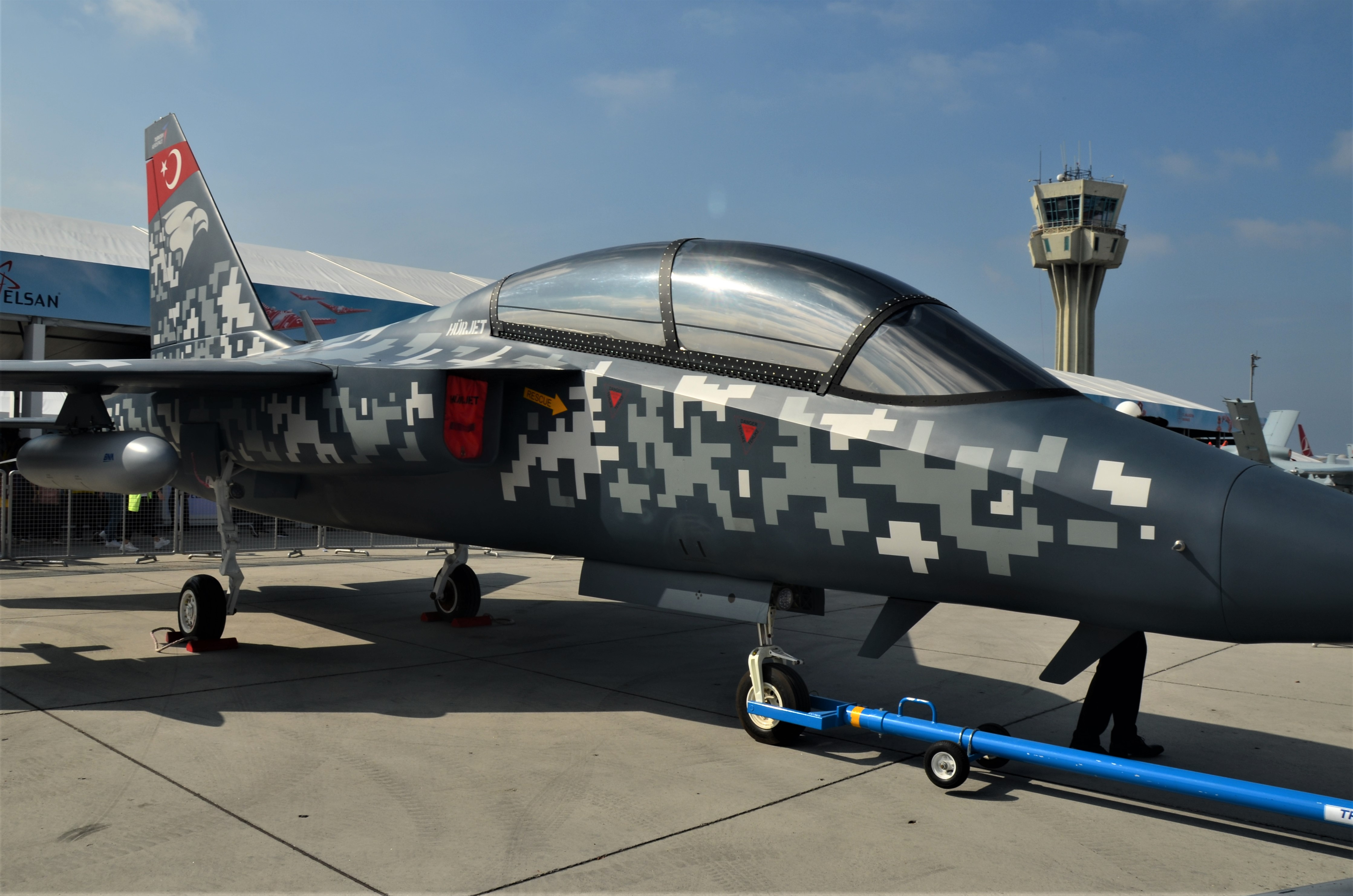
TAI Hürjet
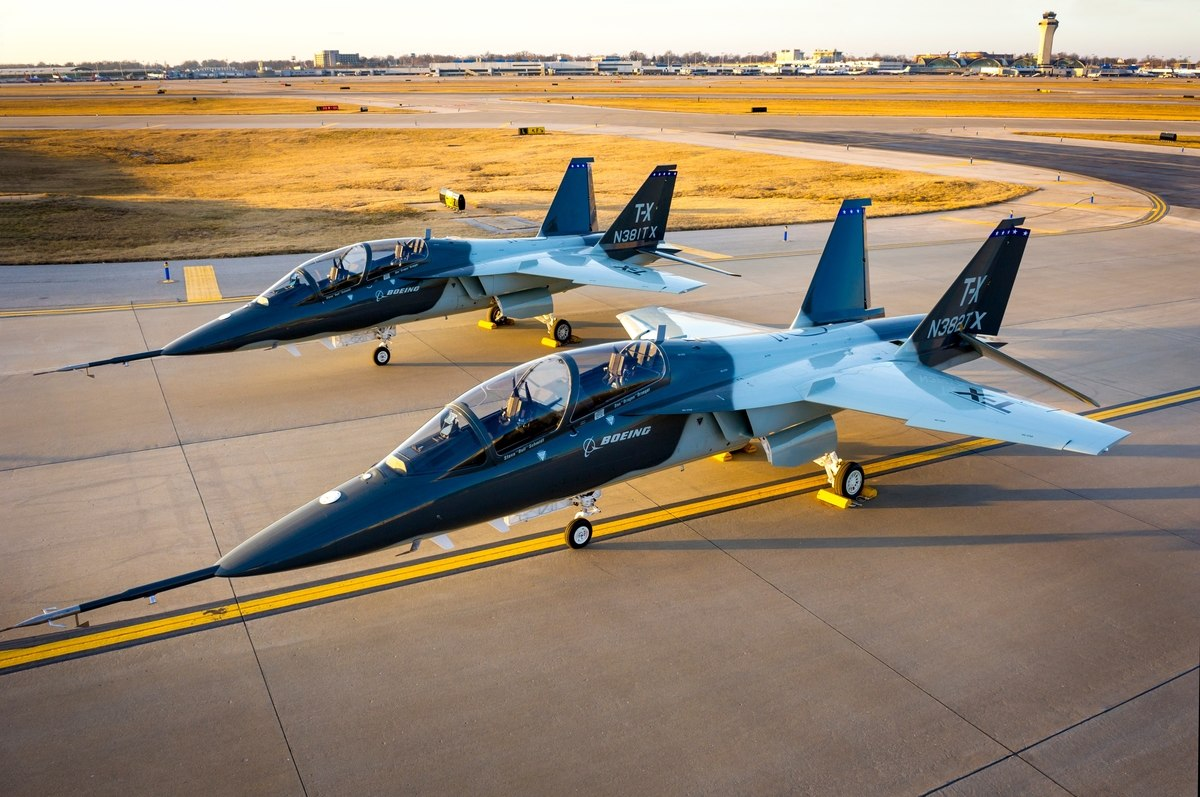
Boeing–Saab T-7 Red Hawk

### Bomber
Vereinigte Staaten
- Northrop Grumman B-2 Spirit (1989) – Stealth-Bomber

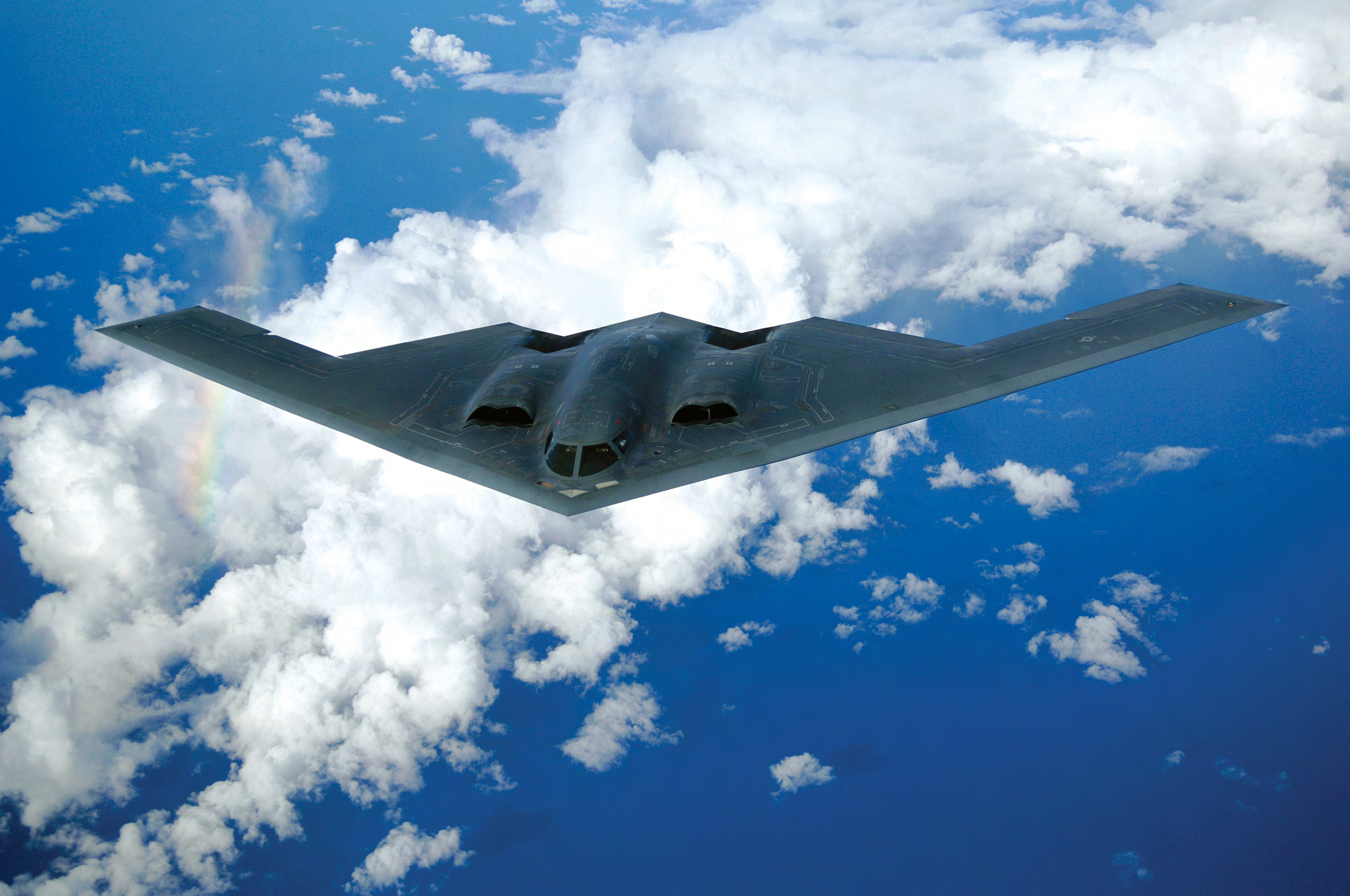

## Fünfte Generation (ab ca. 1995)
Der Begriff Fünfte Generation soll in Russland entstanden sein und wurde nach dem Jahr 2000 als Marketingbegriff verwendet.

### Jagd- und Mehrzweckkampfflugzeuge
Volksrepublik China
- Chengdu J-20 Wēilóng (2011)
- Shenyang J-35 (2012)

 Indien
- HAL AMCA (ca. 2028) – in Entwicklung
- HAL TEDBF (ca. 2028) – in Entwicklung

 Japan
- Mitsubishi X-2 Shinshin (2016) – Technologiedemonstrator

 Südkorea
- KAI KF-21 Boramae (2022) – in Entwicklung

 Russland
- Suchoi Su-57 «Felon» (2010)

 Türkei
- TAI Kaan (2024) – in Entwicklung

 Vereinigte Staaten
- Lockheed YF-22 (1990) – Prototyp des Advanced Tactical Fighter F-22
- Northrop YF-23 (1990) – unterlegener Wettbewerber der YF-22
- Lockheed Martin F-22 Raptor (1997)
- Boeing X-32 (2000) – unterlegener Wettbewerber der X-35
- Lockheed Martin X-35 (2000) – Prototyp des Joint Strike Fighter F-35
- Lockheed Martin F-35 Lightning II (2006)

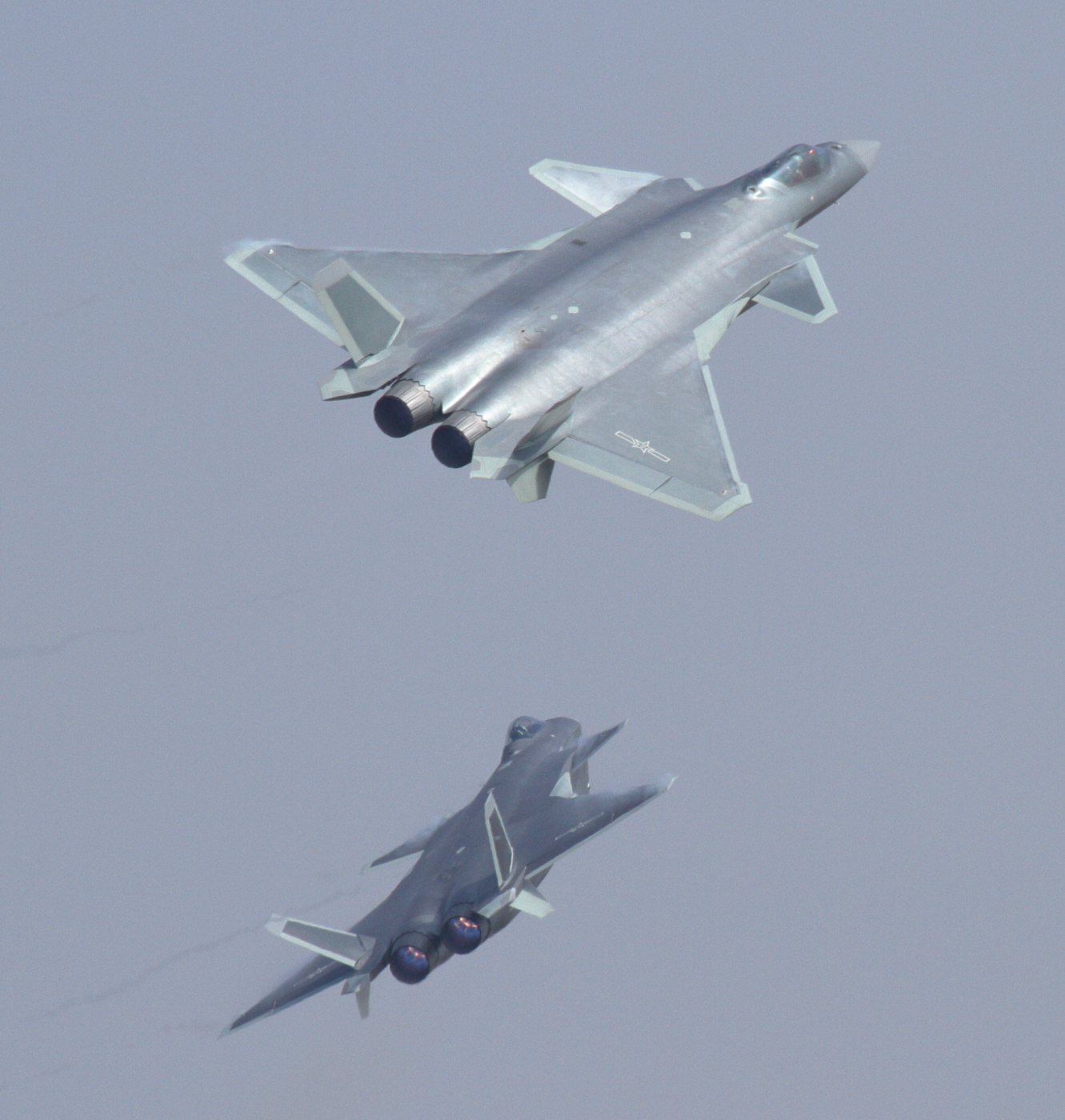
Chengdu J-20 Wēilóng
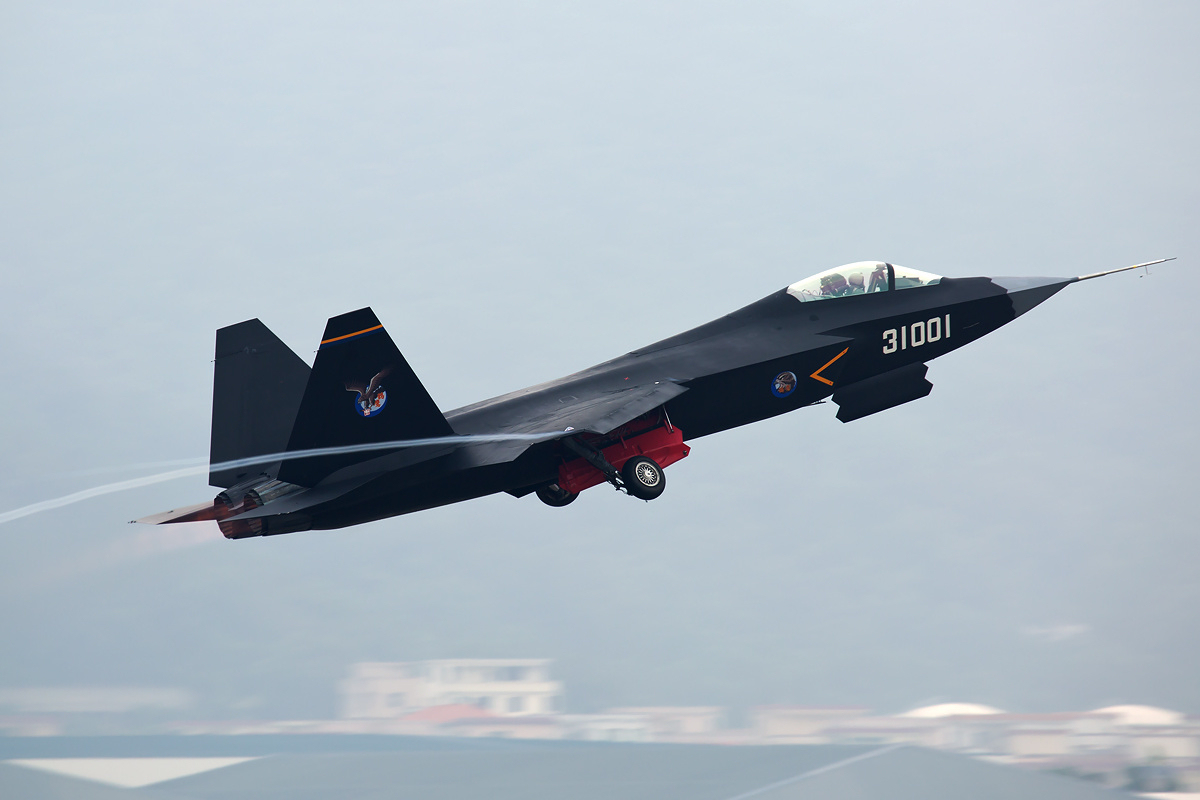
Shenyang J-35
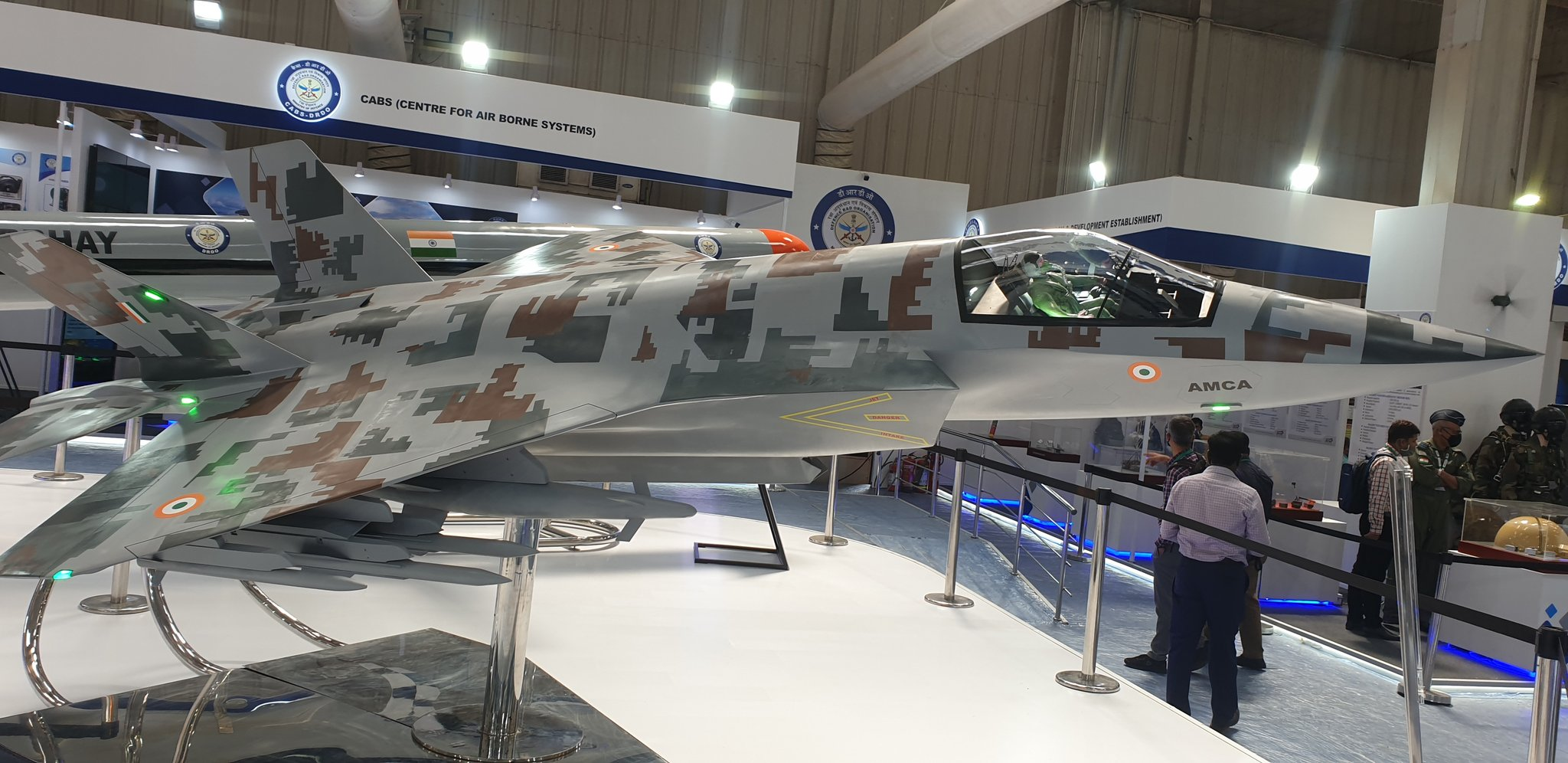
HAL AMCA (Modell)
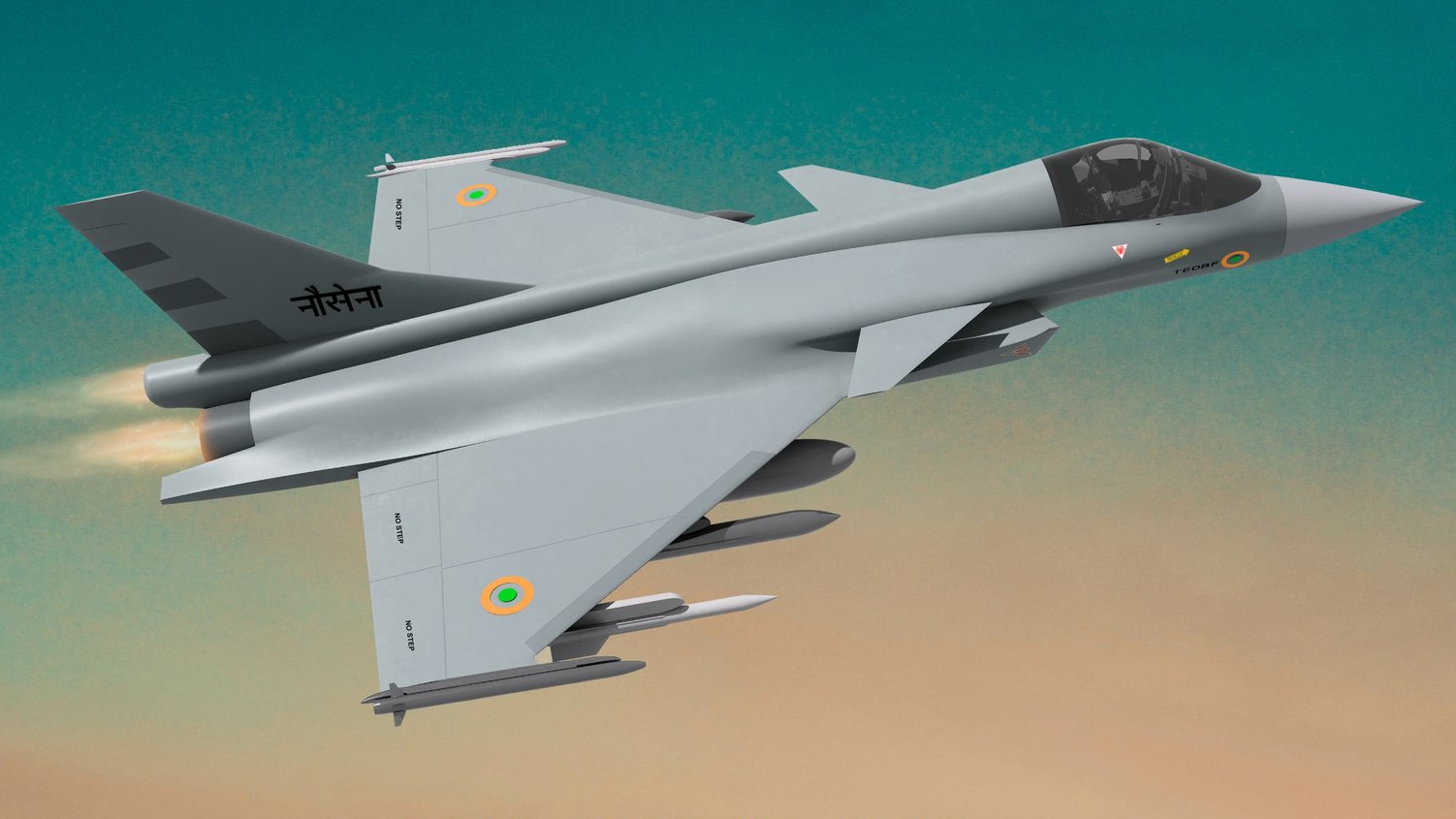
HAL TEDBF (Zeichnung)
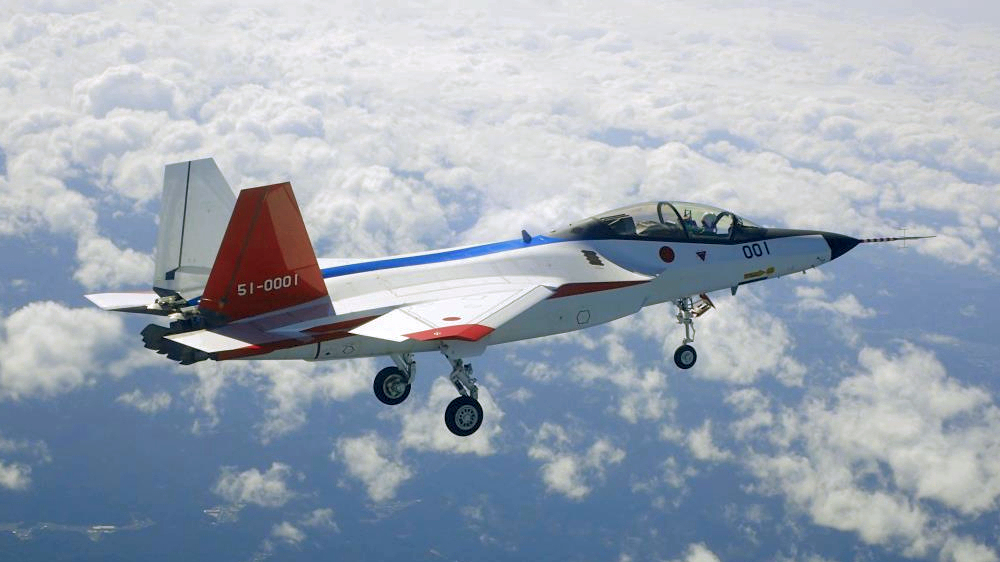
Mitsubishi X-2 Shinshin
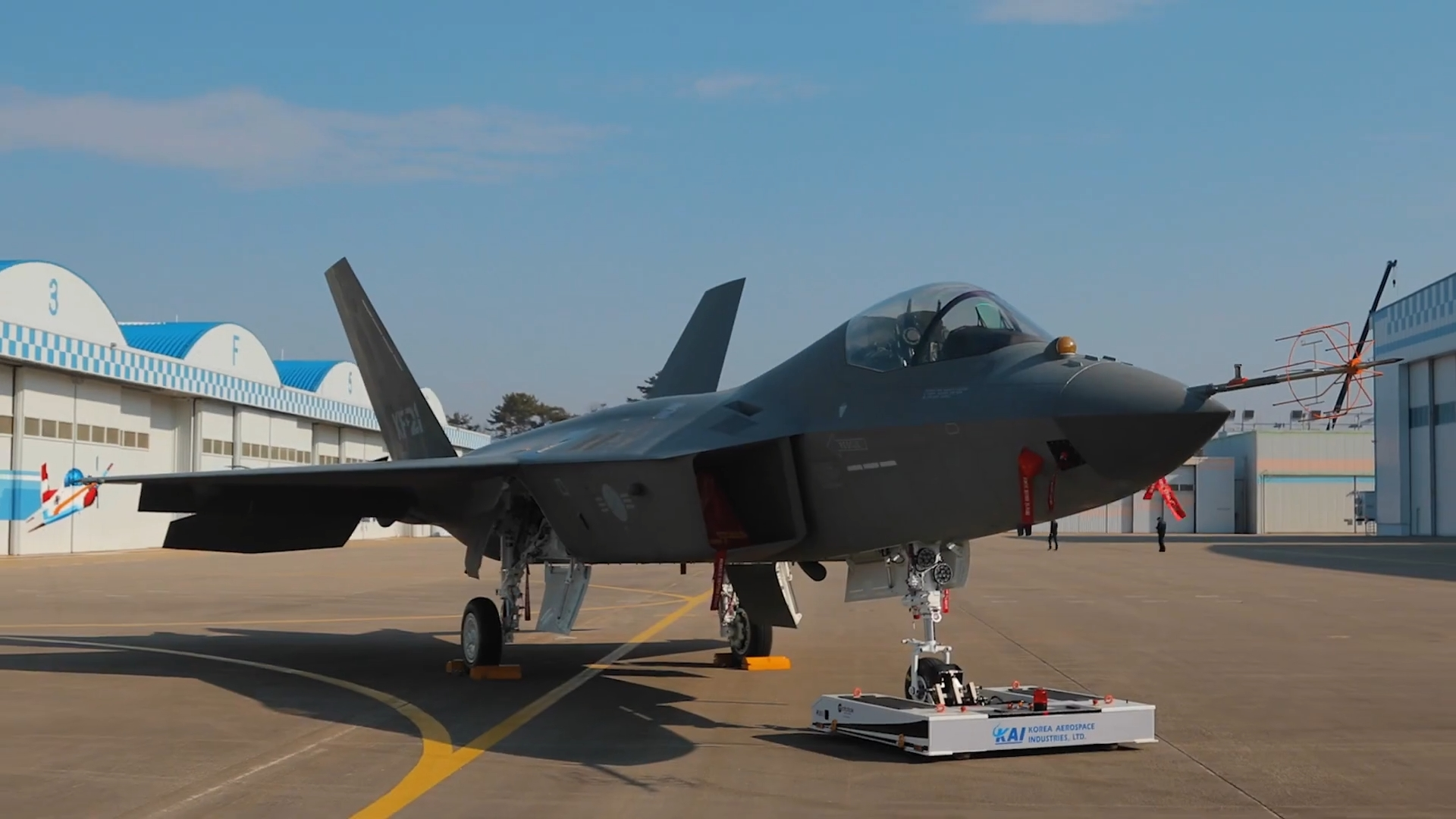
KAI KF-21 Boramae
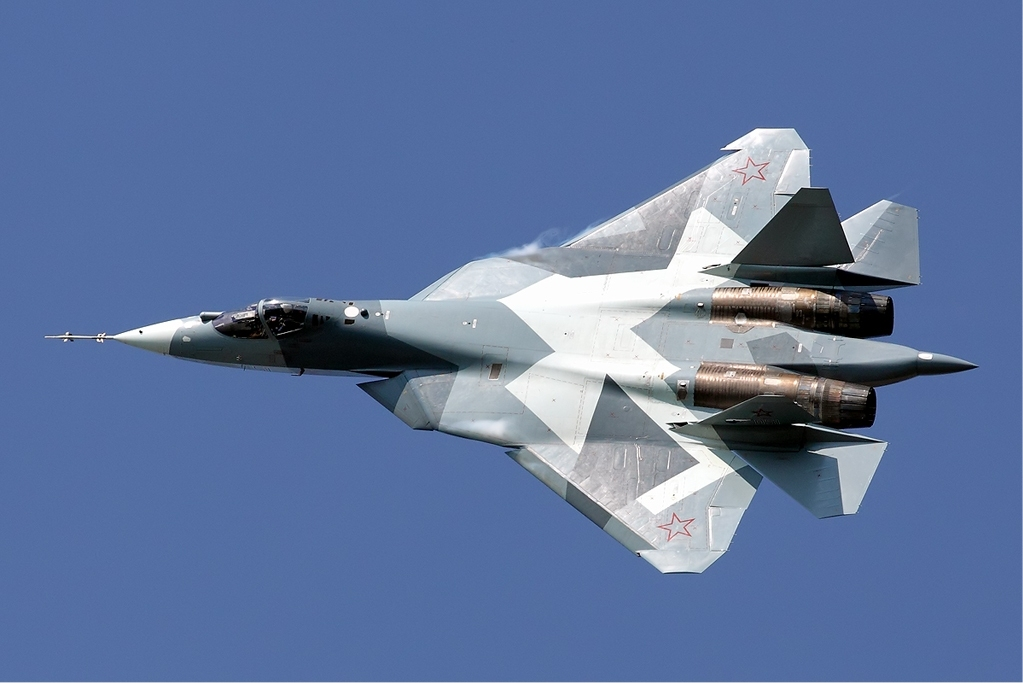
Suchoi Su-57
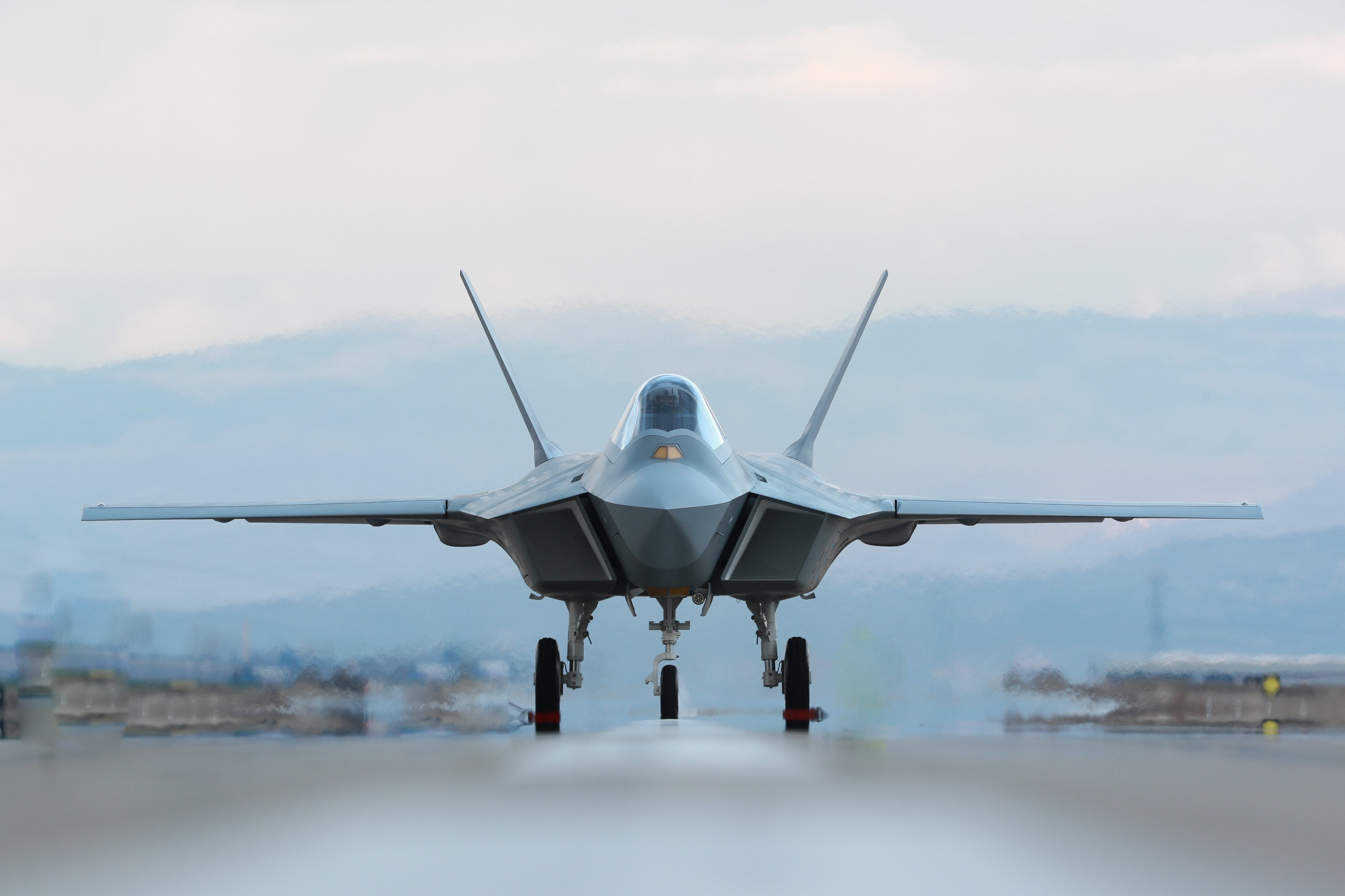
TAI Kaan
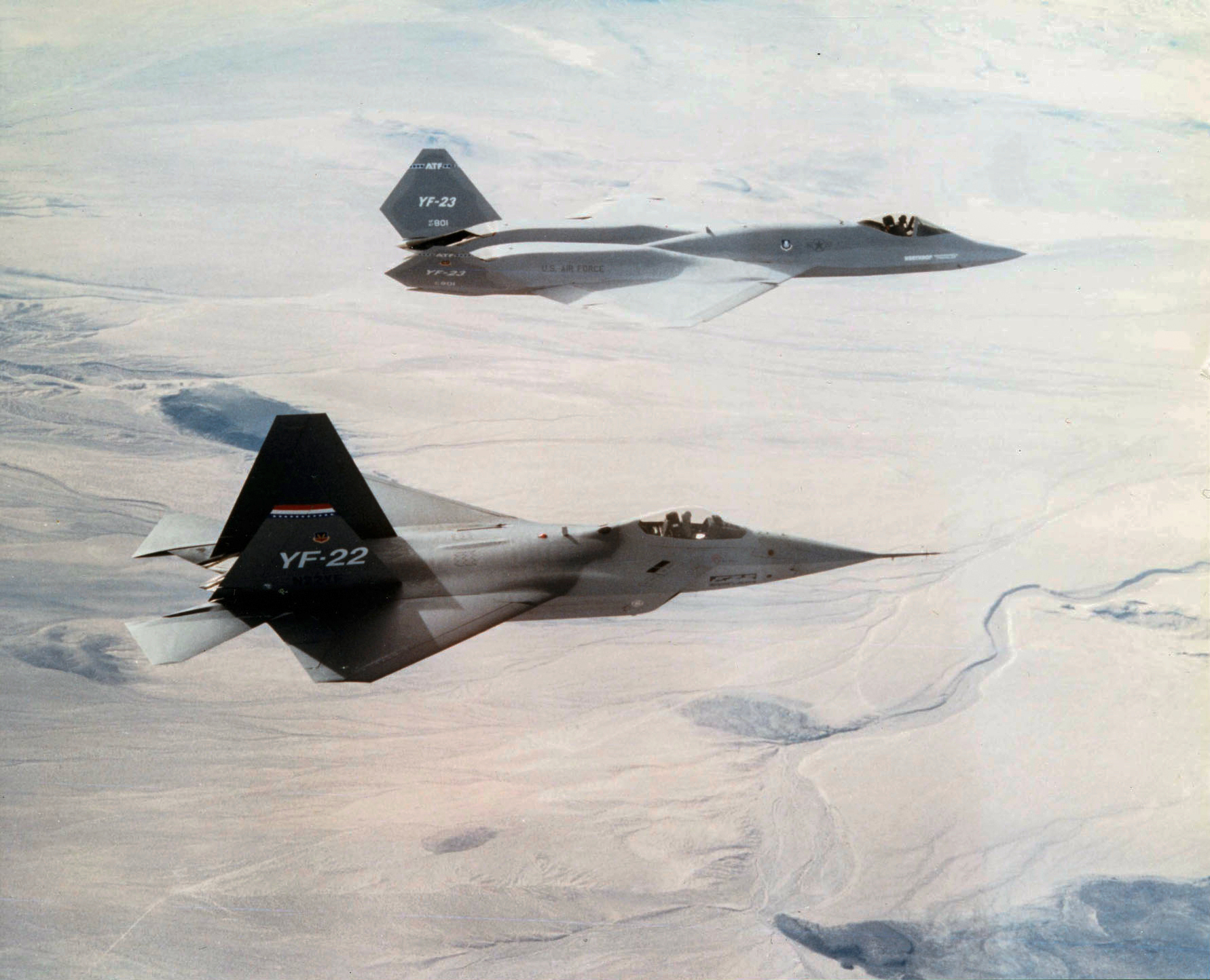
Lockheed YF-22 und Northrop YF-23
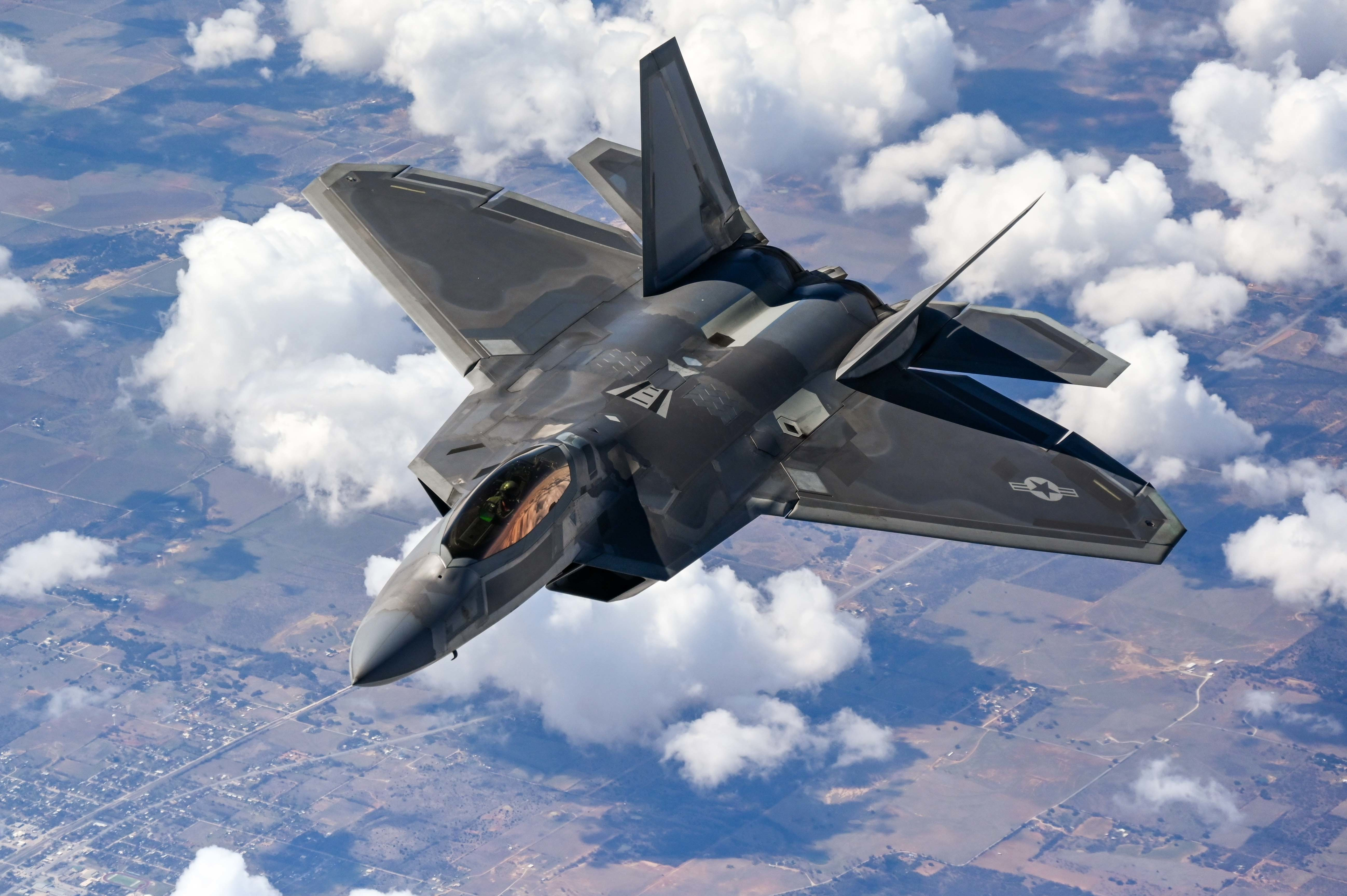
Lockheed Martin F-22 Raptor
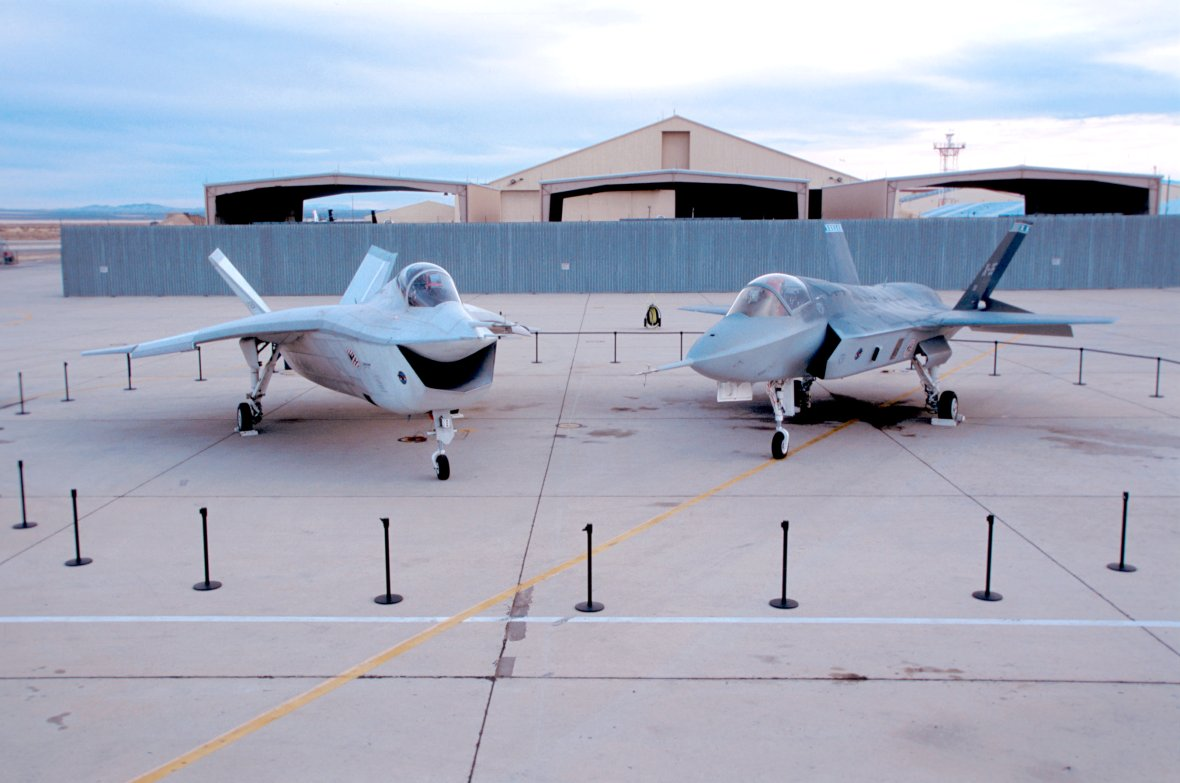
Boeing X-32 und Lockheed-Martin X-35
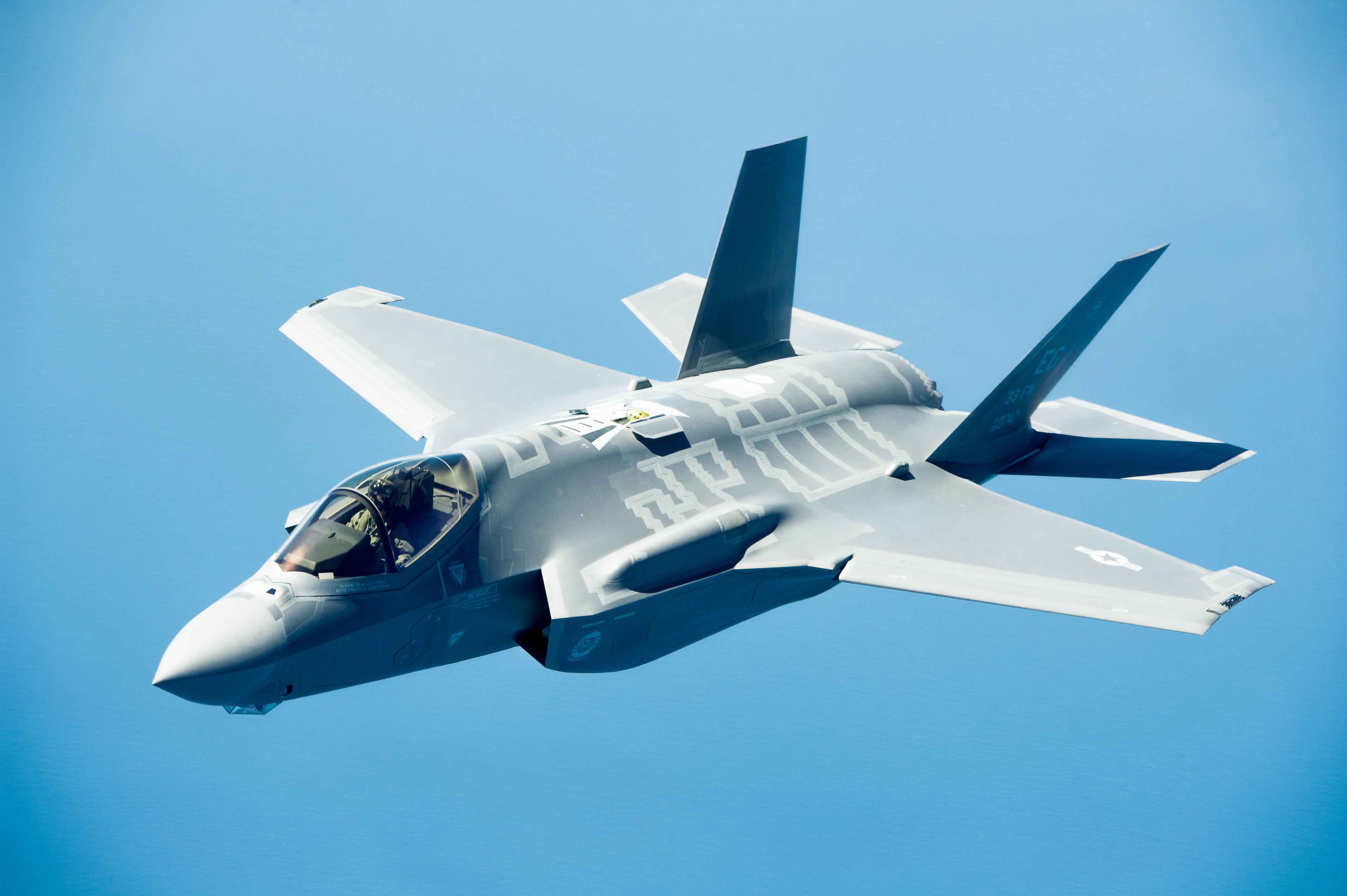
Lockheed Martin F-35A Lightning II

### Bomber
Volksrepublik China
- Xian H-20 (ca. 2025) – Stealth-Bomber, in Entwicklung

 Vereinigte Staaten
- Northrop Grumman B-21 Raider (2023) – Stealth-Bomber, in Entwicklung

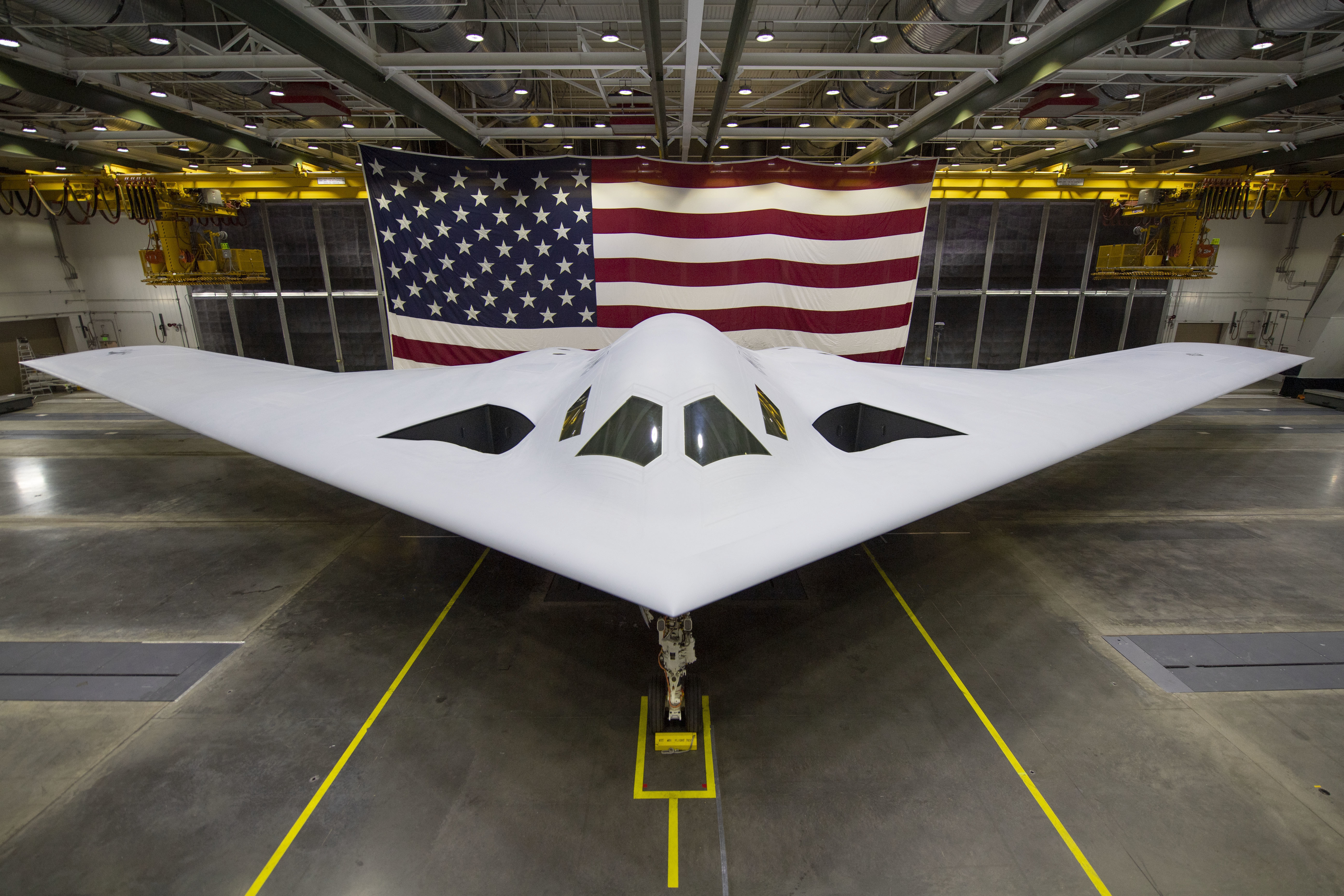
Northrop Grumman B-21 Raider

## Sechste Generation (nach 2030)
Volksrepublik China
- J-XX (Chengdu J-36, Shenyang J-50)[2][3]

 Frankreich /  Deutschland /  Spanien
- Future Combat Air System[4][5]

 Russland
- RSK MiG-41[6][7]

 Vereinigtes Königreich /  Italien /  Japan
- GCAP (vormals BAE Tempest und Mitsubishi F-X)[8]

 Vereinigte Staaten
- US Air Force:
  - Boeing F-47 (vormals Next Generation Air Dominance)
- US Navy:
  - F/A-XX

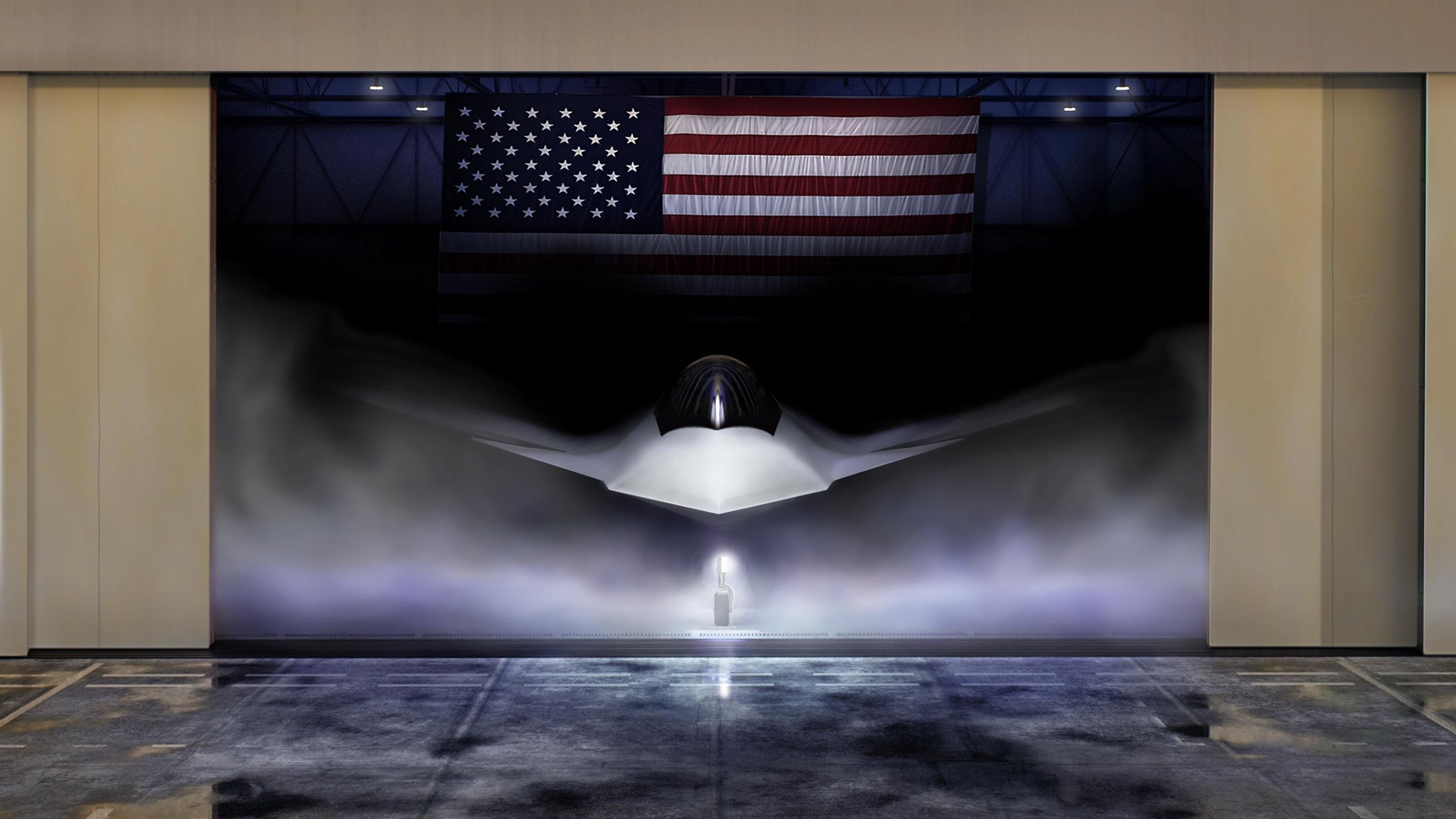
Boeing F-47 (künstlerische Darstellung)